# Tableau de mat
Cet article utilise la notation algébrique pour décrire des coups du jeu d'échecs.

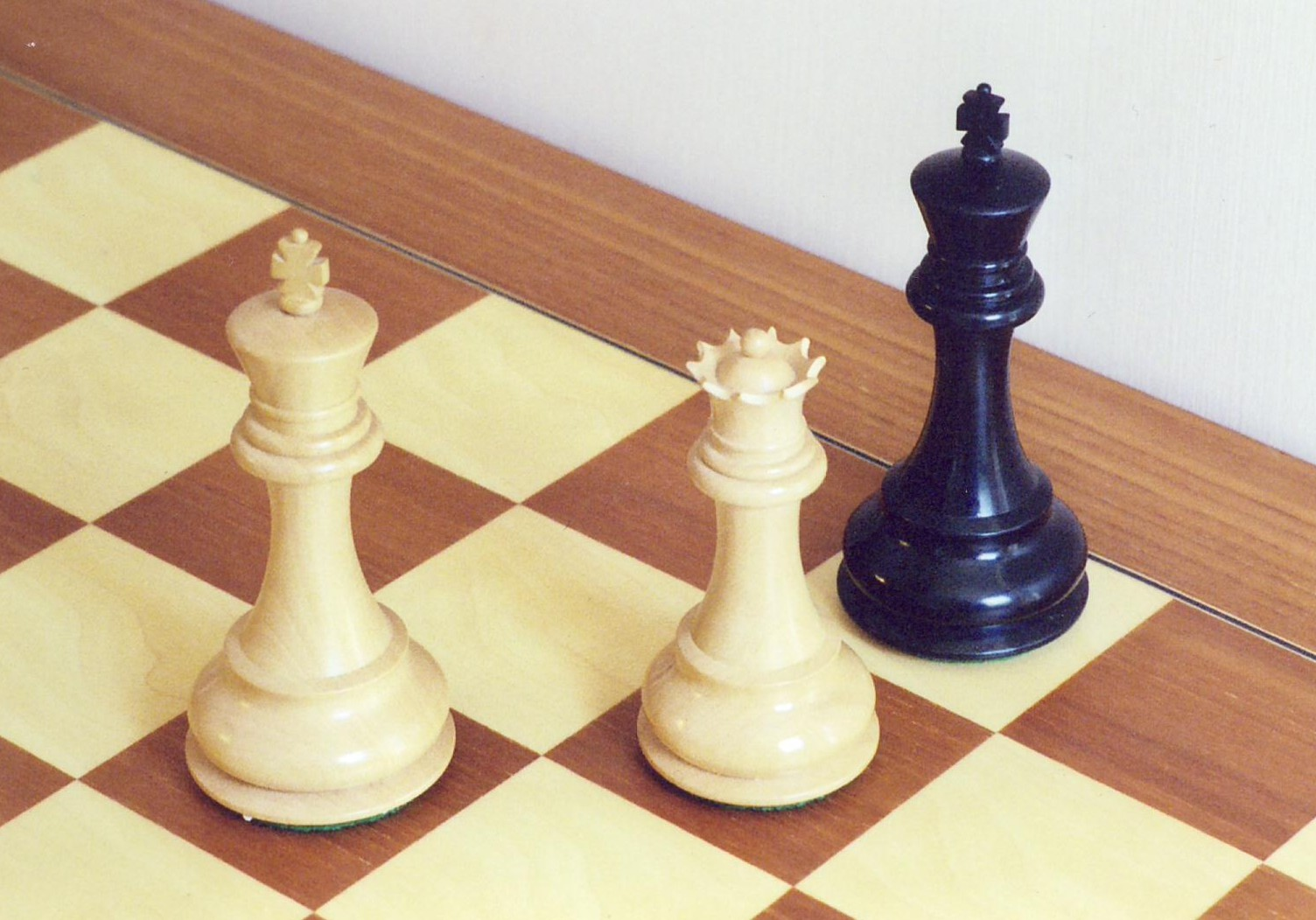
Échec et mat du roi noir appelé Le baiser de la mort.

Aux échecs, un tableau de mat est une position synthétique d'échec et mat. Seules figurent dans cette position les pièces qui participent au mat, toutes les pièces inutiles à sa réalisation étant omises.
Cet article contient une liste des tableaux de mat typiques du jeu d'échecs.

## Baiser de la mort
Le « baiser de la mort » (ou « baiser de la dame ») est une configuration dans laquelle la dame, protégée par une autre pièce, est collée au roi adverse pour lui interdire toutes les cases de fuites. Le mat du berger est un sous-type de baiser de la mort.
|   | a                                                                                           | b                                                                                           | c                                                                                           | d                                                                                           | e                                                                                           | f                                                                                           | g                                                                                           | h                                                                                           |   |
| 8 | Roi noir sur case blanche e8 · Dame blanche sur case noire e7 · Fou blanc sur case noire c5 | Roi noir sur case blanche e8 · Dame blanche sur case noire e7 · Fou blanc sur case noire c5 | Roi noir sur case blanche e8 · Dame blanche sur case noire e7 · Fou blanc sur case noire c5 | Roi noir sur case blanche e8 · Dame blanche sur case noire e7 · Fou blanc sur case noire c5 | Roi noir sur case blanche e8 · Dame blanche sur case noire e7 · Fou blanc sur case noire c5 | Roi noir sur case blanche e8 · Dame blanche sur case noire e7 · Fou blanc sur case noire c5 | Roi noir sur case blanche e8 · Dame blanche sur case noire e7 · Fou blanc sur case noire c5 | Roi noir sur case blanche e8 · Dame blanche sur case noire e7 · Fou blanc sur case noire c5 | 8 |
| 7 | Roi noir sur case blanche e8 · Dame blanche sur case noire e7 · Fou blanc sur case noire c5 | Roi noir sur case blanche e8 · Dame blanche sur case noire e7 · Fou blanc sur case noire c5 | Roi noir sur case blanche e8 · Dame blanche sur case noire e7 · Fou blanc sur case noire c5 | Roi noir sur case blanche e8 · Dame blanche sur case noire e7 · Fou blanc sur case noire c5 | Roi noir sur case blanche e8 · Dame blanche sur case noire e7 · Fou blanc sur case noire c5 | Roi noir sur case blanche e8 · Dame blanche sur case noire e7 · Fou blanc sur case noire c5 | Roi noir sur case blanche e8 · Dame blanche sur case noire e7 · Fou blanc sur case noire c5 | Roi noir sur case blanche e8 · Dame blanche sur case noire e7 · Fou blanc sur case noire c5 | 7 |
| 6 | Roi noir sur case blanche e8 · Dame blanche sur case noire e7 · Fou blanc sur case noire c5 | Roi noir sur case blanche e8 · Dame blanche sur case noire e7 · Fou blanc sur case noire c5 | Roi noir sur case blanche e8 · Dame blanche sur case noire e7 · Fou blanc sur case noire c5 | Roi noir sur case blanche e8 · Dame blanche sur case noire e7 · Fou blanc sur case noire c5 | Roi noir sur case blanche e8 · Dame blanche sur case noire e7 · Fou blanc sur case noire c5 | Roi noir sur case blanche e8 · Dame blanche sur case noire e7 · Fou blanc sur case noire c5 | Roi noir sur case blanche e8 · Dame blanche sur case noire e7 · Fou blanc sur case noire c5 | Roi noir sur case blanche e8 · Dame blanche sur case noire e7 · Fou blanc sur case noire c5 | 6 |
| 5 | Roi noir sur case blanche e8 · Dame blanche sur case noire e7 · Fou blanc sur case noire c5 | Roi noir sur case blanche e8 · Dame blanche sur case noire e7 · Fou blanc sur case noire c5 | Roi noir sur case blanche e8 · Dame blanche sur case noire e7 · Fou blanc sur case noire c5 | Roi noir sur case blanche e8 · Dame blanche sur case noire e7 · Fou blanc sur case noire c5 | Roi noir sur case blanche e8 · Dame blanche sur case noire e7 · Fou blanc sur case noire c5 | Roi noir sur case blanche e8 · Dame blanche sur case noire e7 · Fou blanc sur case noire c5 | Roi noir sur case blanche e8 · Dame blanche sur case noire e7 · Fou blanc sur case noire c5 | Roi noir sur case blanche e8 · Dame blanche sur case noire e7 · Fou blanc sur case noire c5 | 5 |
| 4 | Roi noir sur case blanche e8 · Dame blanche sur case noire e7 · Fou blanc sur case noire c5 | Roi noir sur case blanche e8 · Dame blanche sur case noire e7 · Fou blanc sur case noire c5 | Roi noir sur case blanche e8 · Dame blanche sur case noire e7 · Fou blanc sur case noire c5 | Roi noir sur case blanche e8 · Dame blanche sur case noire e7 · Fou blanc sur case noire c5 | Roi noir sur case blanche e8 · Dame blanche sur case noire e7 · Fou blanc sur case noire c5 | Roi noir sur case blanche e8 · Dame blanche sur case noire e7 · Fou blanc sur case noire c5 | Roi noir sur case blanche e8 · Dame blanche sur case noire e7 · Fou blanc sur case noire c5 | Roi noir sur case blanche e8 · Dame blanche sur case noire e7 · Fou blanc sur case noire c5 | 4 |
| 3 | Roi noir sur case blanche e8 · Dame blanche sur case noire e7 · Fou blanc sur case noire c5 | Roi noir sur case blanche e8 · Dame blanche sur case noire e7 · Fou blanc sur case noire c5 | Roi noir sur case blanche e8 · Dame blanche sur case noire e7 · Fou blanc sur case noire c5 | Roi noir sur case blanche e8 · Dame blanche sur case noire e7 · Fou blanc sur case noire c5 | Roi noir sur case blanche e8 · Dame blanche sur case noire e7 · Fou blanc sur case noire c5 | Roi noir sur case blanche e8 · Dame blanche sur case noire e7 · Fou blanc sur case noire c5 | Roi noir sur case blanche e8 · Dame blanche sur case noire e7 · Fou blanc sur case noire c5 | Roi noir sur case blanche e8 · Dame blanche sur case noire e7 · Fou blanc sur case noire c5 | 3 |
| 2 | Roi noir sur case blanche e8 · Dame blanche sur case noire e7 · Fou blanc sur case noire c5 | Roi noir sur case blanche e8 · Dame blanche sur case noire e7 · Fou blanc sur case noire c5 | Roi noir sur case blanche e8 · Dame blanche sur case noire e7 · Fou blanc sur case noire c5 | Roi noir sur case blanche e8 · Dame blanche sur case noire e7 · Fou blanc sur case noire c5 | Roi noir sur case blanche e8 · Dame blanche sur case noire e7 · Fou blanc sur case noire c5 | Roi noir sur case blanche e8 · Dame blanche sur case noire e7 · Fou blanc sur case noire c5 | Roi noir sur case blanche e8 · Dame blanche sur case noire e7 · Fou blanc sur case noire c5 | Roi noir sur case blanche e8 · Dame blanche sur case noire e7 · Fou blanc sur case noire c5 | 2 |
| 1 | Roi noir sur case blanche e8 · Dame blanche sur case noire e7 · Fou blanc sur case noire c5 | Roi noir sur case blanche e8 · Dame blanche sur case noire e7 · Fou blanc sur case noire c5 | Roi noir sur case blanche e8 · Dame blanche sur case noire e7 · Fou blanc sur case noire c5 | Roi noir sur case blanche e8 · Dame blanche sur case noire e7 · Fou blanc sur case noire c5 | Roi noir sur case blanche e8 · Dame blanche sur case noire e7 · Fou blanc sur case noire c5 | Roi noir sur case blanche e8 · Dame blanche sur case noire e7 · Fou blanc sur case noire c5 | Roi noir sur case blanche e8 · Dame blanche sur case noire e7 · Fou blanc sur case noire c5 | Roi noir sur case blanche e8 · Dame blanche sur case noire e7 · Fou blanc sur case noire c5 | 1 |
|   | a                                                                                           | b                                                                                           | c                                                                                           | d                                                                                           | e                                                                                           | f                                                                                           | g                                                                                           | h                                                                                           |   |

|   | a                                                                                                | b                                                                                                | c                                                                                                | d                                                                                                | e                                                                                                | f                                                                                                | g                                                                                                | h                                                                                                |   |
| 8 | Roi noir sur case noire h8 · Dame blanche sur case noire g7 · Cavalier blanc sur case blanche f5 | Roi noir sur case noire h8 · Dame blanche sur case noire g7 · Cavalier blanc sur case blanche f5 | Roi noir sur case noire h8 · Dame blanche sur case noire g7 · Cavalier blanc sur case blanche f5 | Roi noir sur case noire h8 · Dame blanche sur case noire g7 · Cavalier blanc sur case blanche f5 | Roi noir sur case noire h8 · Dame blanche sur case noire g7 · Cavalier blanc sur case blanche f5 | Roi noir sur case noire h8 · Dame blanche sur case noire g7 · Cavalier blanc sur case blanche f5 | Roi noir sur case noire h8 · Dame blanche sur case noire g7 · Cavalier blanc sur case blanche f5 | Roi noir sur case noire h8 · Dame blanche sur case noire g7 · Cavalier blanc sur case blanche f5 | 8 |
| 7 | Roi noir sur case noire h8 · Dame blanche sur case noire g7 · Cavalier blanc sur case blanche f5 | Roi noir sur case noire h8 · Dame blanche sur case noire g7 · Cavalier blanc sur case blanche f5 | Roi noir sur case noire h8 · Dame blanche sur case noire g7 · Cavalier blanc sur case blanche f5 | Roi noir sur case noire h8 · Dame blanche sur case noire g7 · Cavalier blanc sur case blanche f5 | Roi noir sur case noire h8 · Dame blanche sur case noire g7 · Cavalier blanc sur case blanche f5 | Roi noir sur case noire h8 · Dame blanche sur case noire g7 · Cavalier blanc sur case blanche f5 | Roi noir sur case noire h8 · Dame blanche sur case noire g7 · Cavalier blanc sur case blanche f5 | Roi noir sur case noire h8 · Dame blanche sur case noire g7 · Cavalier blanc sur case blanche f5 | 7 |
| 6 | Roi noir sur case noire h8 · Dame blanche sur case noire g7 · Cavalier blanc sur case blanche f5 | Roi noir sur case noire h8 · Dame blanche sur case noire g7 · Cavalier blanc sur case blanche f5 | Roi noir sur case noire h8 · Dame blanche sur case noire g7 · Cavalier blanc sur case blanche f5 | Roi noir sur case noire h8 · Dame blanche sur case noire g7 · Cavalier blanc sur case blanche f5 | Roi noir sur case noire h8 · Dame blanche sur case noire g7 · Cavalier blanc sur case blanche f5 | Roi noir sur case noire h8 · Dame blanche sur case noire g7 · Cavalier blanc sur case blanche f5 | Roi noir sur case noire h8 · Dame blanche sur case noire g7 · Cavalier blanc sur case blanche f5 | Roi noir sur case noire h8 · Dame blanche sur case noire g7 · Cavalier blanc sur case blanche f5 | 6 |
| 5 | Roi noir sur case noire h8 · Dame blanche sur case noire g7 · Cavalier blanc sur case blanche f5 | Roi noir sur case noire h8 · Dame blanche sur case noire g7 · Cavalier blanc sur case blanche f5 | Roi noir sur case noire h8 · Dame blanche sur case noire g7 · Cavalier blanc sur case blanche f5 | Roi noir sur case noire h8 · Dame blanche sur case noire g7 · Cavalier blanc sur case blanche f5 | Roi noir sur case noire h8 · Dame blanche sur case noire g7 · Cavalier blanc sur case blanche f5 | Roi noir sur case noire h8 · Dame blanche sur case noire g7 · Cavalier blanc sur case blanche f5 | Roi noir sur case noire h8 · Dame blanche sur case noire g7 · Cavalier blanc sur case blanche f5 | Roi noir sur case noire h8 · Dame blanche sur case noire g7 · Cavalier blanc sur case blanche f5 | 5 |
| 4 | Roi noir sur case noire h8 · Dame blanche sur case noire g7 · Cavalier blanc sur case blanche f5 | Roi noir sur case noire h8 · Dame blanche sur case noire g7 · Cavalier blanc sur case blanche f5 | Roi noir sur case noire h8 · Dame blanche sur case noire g7 · Cavalier blanc sur case blanche f5 | Roi noir sur case noire h8 · Dame blanche sur case noire g7 · Cavalier blanc sur case blanche f5 | Roi noir sur case noire h8 · Dame blanche sur case noire g7 · Cavalier blanc sur case blanche f5 | Roi noir sur case noire h8 · Dame blanche sur case noire g7 · Cavalier blanc sur case blanche f5 | Roi noir sur case noire h8 · Dame blanche sur case noire g7 · Cavalier blanc sur case blanche f5 | Roi noir sur case noire h8 · Dame blanche sur case noire g7 · Cavalier blanc sur case blanche f5 | 4 |
| 3 | Roi noir sur case noire h8 · Dame blanche sur case noire g7 · Cavalier blanc sur case blanche f5 | Roi noir sur case noire h8 · Dame blanche sur case noire g7 · Cavalier blanc sur case blanche f5 | Roi noir sur case noire h8 · Dame blanche sur case noire g7 · Cavalier blanc sur case blanche f5 | Roi noir sur case noire h8 · Dame blanche sur case noire g7 · Cavalier blanc sur case blanche f5 | Roi noir sur case noire h8 · Dame blanche sur case noire g7 · Cavalier blanc sur case blanche f5 | Roi noir sur case noire h8 · Dame blanche sur case noire g7 · Cavalier blanc sur case blanche f5 | Roi noir sur case noire h8 · Dame blanche sur case noire g7 · Cavalier blanc sur case blanche f5 | Roi noir sur case noire h8 · Dame blanche sur case noire g7 · Cavalier blanc sur case blanche f5 | 3 |
| 2 | Roi noir sur case noire h8 · Dame blanche sur case noire g7 · Cavalier blanc sur case blanche f5 | Roi noir sur case noire h8 · Dame blanche sur case noire g7 · Cavalier blanc sur case blanche f5 | Roi noir sur case noire h8 · Dame blanche sur case noire g7 · Cavalier blanc sur case blanche f5 | Roi noir sur case noire h8 · Dame blanche sur case noire g7 · Cavalier blanc sur case blanche f5 | Roi noir sur case noire h8 · Dame blanche sur case noire g7 · Cavalier blanc sur case blanche f5 | Roi noir sur case noire h8 · Dame blanche sur case noire g7 · Cavalier blanc sur case blanche f5 | Roi noir sur case noire h8 · Dame blanche sur case noire g7 · Cavalier blanc sur case blanche f5 | Roi noir sur case noire h8 · Dame blanche sur case noire g7 · Cavalier blanc sur case blanche f5 | 2 |
| 1 | Roi noir sur case noire h8 · Dame blanche sur case noire g7 · Cavalier blanc sur case blanche f5 | Roi noir sur case noire h8 · Dame blanche sur case noire g7 · Cavalier blanc sur case blanche f5 | Roi noir sur case noire h8 · Dame blanche sur case noire g7 · Cavalier blanc sur case blanche f5 | Roi noir sur case noire h8 · Dame blanche sur case noire g7 · Cavalier blanc sur case blanche f5 | Roi noir sur case noire h8 · Dame blanche sur case noire g7 · Cavalier blanc sur case blanche f5 | Roi noir sur case noire h8 · Dame blanche sur case noire g7 · Cavalier blanc sur case blanche f5 | Roi noir sur case noire h8 · Dame blanche sur case noire g7 · Cavalier blanc sur case blanche f5 | Roi noir sur case noire h8 · Dame blanche sur case noire g7 · Cavalier blanc sur case blanche f5 | 1 |
|   | a                                                                                                | b                                                                                                | c                                                                                                | d                                                                                                | e                                                                                                | f                                                                                                | g                                                                                                | h                                                                                                |   |

|   | a                                                                                             | b                                                                                             | c                                                                                             | d                                                                                             | e                                                                                             | f                                                                                             | g                                                                                             | h                                                                                             |   |
| 8 | Roi noir sur case noire a7 · Dame blanche sur case blanche b7 · Roi blanc sur case blanche c6 | Roi noir sur case noire a7 · Dame blanche sur case blanche b7 · Roi blanc sur case blanche c6 | Roi noir sur case noire a7 · Dame blanche sur case blanche b7 · Roi blanc sur case blanche c6 | Roi noir sur case noire a7 · Dame blanche sur case blanche b7 · Roi blanc sur case blanche c6 | Roi noir sur case noire a7 · Dame blanche sur case blanche b7 · Roi blanc sur case blanche c6 | Roi noir sur case noire a7 · Dame blanche sur case blanche b7 · Roi blanc sur case blanche c6 | Roi noir sur case noire a7 · Dame blanche sur case blanche b7 · Roi blanc sur case blanche c6 | Roi noir sur case noire a7 · Dame blanche sur case blanche b7 · Roi blanc sur case blanche c6 | 8 |
| 7 | Roi noir sur case noire a7 · Dame blanche sur case blanche b7 · Roi blanc sur case blanche c6 | Roi noir sur case noire a7 · Dame blanche sur case blanche b7 · Roi blanc sur case blanche c6 | Roi noir sur case noire a7 · Dame blanche sur case blanche b7 · Roi blanc sur case blanche c6 | Roi noir sur case noire a7 · Dame blanche sur case blanche b7 · Roi blanc sur case blanche c6 | Roi noir sur case noire a7 · Dame blanche sur case blanche b7 · Roi blanc sur case blanche c6 | Roi noir sur case noire a7 · Dame blanche sur case blanche b7 · Roi blanc sur case blanche c6 | Roi noir sur case noire a7 · Dame blanche sur case blanche b7 · Roi blanc sur case blanche c6 | Roi noir sur case noire a7 · Dame blanche sur case blanche b7 · Roi blanc sur case blanche c6 | 7 |
| 6 | Roi noir sur case noire a7 · Dame blanche sur case blanche b7 · Roi blanc sur case blanche c6 | Roi noir sur case noire a7 · Dame blanche sur case blanche b7 · Roi blanc sur case blanche c6 | Roi noir sur case noire a7 · Dame blanche sur case blanche b7 · Roi blanc sur case blanche c6 | Roi noir sur case noire a7 · Dame blanche sur case blanche b7 · Roi blanc sur case blanche c6 | Roi noir sur case noire a7 · Dame blanche sur case blanche b7 · Roi blanc sur case blanche c6 | Roi noir sur case noire a7 · Dame blanche sur case blanche b7 · Roi blanc sur case blanche c6 | Roi noir sur case noire a7 · Dame blanche sur case blanche b7 · Roi blanc sur case blanche c6 | Roi noir sur case noire a7 · Dame blanche sur case blanche b7 · Roi blanc sur case blanche c6 | 6 |
| 5 | Roi noir sur case noire a7 · Dame blanche sur case blanche b7 · Roi blanc sur case blanche c6 | Roi noir sur case noire a7 · Dame blanche sur case blanche b7 · Roi blanc sur case blanche c6 | Roi noir sur case noire a7 · Dame blanche sur case blanche b7 · Roi blanc sur case blanche c6 | Roi noir sur case noire a7 · Dame blanche sur case blanche b7 · Roi blanc sur case blanche c6 | Roi noir sur case noire a7 · Dame blanche sur case blanche b7 · Roi blanc sur case blanche c6 | Roi noir sur case noire a7 · Dame blanche sur case blanche b7 · Roi blanc sur case blanche c6 | Roi noir sur case noire a7 · Dame blanche sur case blanche b7 · Roi blanc sur case blanche c6 | Roi noir sur case noire a7 · Dame blanche sur case blanche b7 · Roi blanc sur case blanche c6 | 5 |
| 4 | Roi noir sur case noire a7 · Dame blanche sur case blanche b7 · Roi blanc sur case blanche c6 | Roi noir sur case noire a7 · Dame blanche sur case blanche b7 · Roi blanc sur case blanche c6 | Roi noir sur case noire a7 · Dame blanche sur case blanche b7 · Roi blanc sur case blanche c6 | Roi noir sur case noire a7 · Dame blanche sur case blanche b7 · Roi blanc sur case blanche c6 | Roi noir sur case noire a7 · Dame blanche sur case blanche b7 · Roi blanc sur case blanche c6 | Roi noir sur case noire a7 · Dame blanche sur case blanche b7 · Roi blanc sur case blanche c6 | Roi noir sur case noire a7 · Dame blanche sur case blanche b7 · Roi blanc sur case blanche c6 | Roi noir sur case noire a7 · Dame blanche sur case blanche b7 · Roi blanc sur case blanche c6 | 4 |
| 3 | Roi noir sur case noire a7 · Dame blanche sur case blanche b7 · Roi blanc sur case blanche c6 | Roi noir sur case noire a7 · Dame blanche sur case blanche b7 · Roi blanc sur case blanche c6 | Roi noir sur case noire a7 · Dame blanche sur case blanche b7 · Roi blanc sur case blanche c6 | Roi noir sur case noire a7 · Dame blanche sur case blanche b7 · Roi blanc sur case blanche c6 | Roi noir sur case noire a7 · Dame blanche sur case blanche b7 · Roi blanc sur case blanche c6 | Roi noir sur case noire a7 · Dame blanche sur case blanche b7 · Roi blanc sur case blanche c6 | Roi noir sur case noire a7 · Dame blanche sur case blanche b7 · Roi blanc sur case blanche c6 | Roi noir sur case noire a7 · Dame blanche sur case blanche b7 · Roi blanc sur case blanche c6 | 3 |
| 2 | Roi noir sur case noire a7 · Dame blanche sur case blanche b7 · Roi blanc sur case blanche c6 | Roi noir sur case noire a7 · Dame blanche sur case blanche b7 · Roi blanc sur case blanche c6 | Roi noir sur case noire a7 · Dame blanche sur case blanche b7 · Roi blanc sur case blanche c6 | Roi noir sur case noire a7 · Dame blanche sur case blanche b7 · Roi blanc sur case blanche c6 | Roi noir sur case noire a7 · Dame blanche sur case blanche b7 · Roi blanc sur case blanche c6 | Roi noir sur case noire a7 · Dame blanche sur case blanche b7 · Roi blanc sur case blanche c6 | Roi noir sur case noire a7 · Dame blanche sur case blanche b7 · Roi blanc sur case blanche c6 | Roi noir sur case noire a7 · Dame blanche sur case blanche b7 · Roi blanc sur case blanche c6 | 2 |
| 1 | Roi noir sur case noire a7 · Dame blanche sur case blanche b7 · Roi blanc sur case blanche c6 | Roi noir sur case noire a7 · Dame blanche sur case blanche b7 · Roi blanc sur case blanche c6 | Roi noir sur case noire a7 · Dame blanche sur case blanche b7 · Roi blanc sur case blanche c6 | Roi noir sur case noire a7 · Dame blanche sur case blanche b7 · Roi blanc sur case blanche c6 | Roi noir sur case noire a7 · Dame blanche sur case blanche b7 · Roi blanc sur case blanche c6 | Roi noir sur case noire a7 · Dame blanche sur case blanche b7 · Roi blanc sur case blanche c6 | Roi noir sur case noire a7 · Dame blanche sur case blanche b7 · Roi blanc sur case blanche c6 | Roi noir sur case noire a7 · Dame blanche sur case blanche b7 · Roi blanc sur case blanche c6 | 1 |
|   | a                                                                                             | b                                                                                             | c                                                                                             | d                                                                                             | e                                                                                             | f                                                                                             | g                                                                                             | h                                                                                             |   |

|   | a | b | c | d | e | f | g | h |   |
| 8 | Tour blanche sur case blanche a6 · Cavalier blanc sur case blanche e6 · Roi noir sur case blanche d5 · Dame blanche sur case noire d4 | Tour blanche sur case blanche a6 · Cavalier blanc sur case blanche e6 · Roi noir sur case blanche d5 · Dame blanche sur case noire d4 | Tour blanche sur case blanche a6 · Cavalier blanc sur case blanche e6 · Roi noir sur case blanche d5 · Dame blanche sur case noire d4 | Tour blanche sur case blanche a6 · Cavalier blanc sur case blanche e6 · Roi noir sur case blanche d5 · Dame blanche sur case noire d4 | Tour blanche sur case blanche a6 · Cavalier blanc sur case blanche e6 · Roi noir sur case blanche d5 · Dame blanche sur case noire d4 | Tour blanche sur case blanche a6 · Cavalier blanc sur case blanche e6 · Roi noir sur case blanche d5 · Dame blanche sur case noire d4 | Tour blanche sur case blanche a6 · Cavalier blanc sur case blanche e6 · Roi noir sur case blanche d5 · Dame blanche sur case noire d4 | Tour blanche sur case blanche a6 · Cavalier blanc sur case blanche e6 · Roi noir sur case blanche d5 · Dame blanche sur case noire d4 | 8 |
| 7 | Tour blanche sur case blanche a6 · Cavalier blanc sur case blanche e6 · Roi noir sur case blanche d5 · Dame blanche sur case noire d4 | Tour blanche sur case blanche a6 · Cavalier blanc sur case blanche e6 · Roi noir sur case blanche d5 · Dame blanche sur case noire d4 | Tour blanche sur case blanche a6 · Cavalier blanc sur case blanche e6 · Roi noir sur case blanche d5 · Dame blanche sur case noire d4 | Tour blanche sur case blanche a6 · Cavalier blanc sur case blanche e6 · Roi noir sur case blanche d5 · Dame blanche sur case noire d4 | Tour blanche sur case blanche a6 · Cavalier blanc sur case blanche e6 · Roi noir sur case blanche d5 · Dame blanche sur case noire d4 | Tour blanche sur case blanche a6 · Cavalier blanc sur case blanche e6 · Roi noir sur case blanche d5 · Dame blanche sur case noire d4 | Tour blanche sur case blanche a6 · Cavalier blanc sur case blanche e6 · Roi noir sur case blanche d5 · Dame blanche sur case noire d4 | Tour blanche sur case blanche a6 · Cavalier blanc sur case blanche e6 · Roi noir sur case blanche d5 · Dame blanche sur case noire d4 | 7 |
| 6 | Tour blanche sur case blanche a6 · Cavalier blanc sur case blanche e6 · Roi noir sur case blanche d5 · Dame blanche sur case noire d4 | Tour blanche sur case blanche a6 · Cavalier blanc sur case blanche e6 · Roi noir sur case blanche d5 · Dame blanche sur case noire d4 | Tour blanche sur case blanche a6 · Cavalier blanc sur case blanche e6 · Roi noir sur case blanche d5 · Dame blanche sur case noire d4 | Tour blanche sur case blanche a6 · Cavalier blanc sur case blanche e6 · Roi noir sur case blanche d5 · Dame blanche sur case noire d4 | Tour blanche sur case blanche a6 · Cavalier blanc sur case blanche e6 · Roi noir sur case blanche d5 · Dame blanche sur case noire d4 | Tour blanche sur case blanche a6 · Cavalier blanc sur case blanche e6 · Roi noir sur case blanche d5 · Dame blanche sur case noire d4 | Tour blanche sur case blanche a6 · Cavalier blanc sur case blanche e6 · Roi noir sur case blanche d5 · Dame blanche sur case noire d4 | Tour blanche sur case blanche a6 · Cavalier blanc sur case blanche e6 · Roi noir sur case blanche d5 · Dame blanche sur case noire d4 | 6 |
| 5 | Tour blanche sur case blanche a6 · Cavalier blanc sur case blanche e6 · Roi noir sur case blanche d5 · Dame blanche sur case noire d4 | Tour blanche sur case blanche a6 · Cavalier blanc sur case blanche e6 · Roi noir sur case blanche d5 · Dame blanche sur case noire d4 | Tour blanche sur case blanche a6 · Cavalier blanc sur case blanche e6 · Roi noir sur case blanche d5 · Dame blanche sur case noire d4 | Tour blanche sur case blanche a6 · Cavalier blanc sur case blanche e6 · Roi noir sur case blanche d5 · Dame blanche sur case noire d4 | Tour blanche sur case blanche a6 · Cavalier blanc sur case blanche e6 · Roi noir sur case blanche d5 · Dame blanche sur case noire d4 | Tour blanche sur case blanche a6 · Cavalier blanc sur case blanche e6 · Roi noir sur case blanche d5 · Dame blanche sur case noire d4 | Tour blanche sur case blanche a6 · Cavalier blanc sur case blanche e6 · Roi noir sur case blanche d5 · Dame blanche sur case noire d4 | Tour blanche sur case blanche a6 · Cavalier blanc sur case blanche e6 · Roi noir sur case blanche d5 · Dame blanche sur case noire d4 | 5 |
| 4 | Tour blanche sur case blanche a6 · Cavalier blanc sur case blanche e6 · Roi noir sur case blanche d5 · Dame blanche sur case noire d4 | Tour blanche sur case blanche a6 · Cavalier blanc sur case blanche e6 · Roi noir sur case blanche d5 · Dame blanche sur case noire d4 | Tour blanche sur case blanche a6 · Cavalier blanc sur case blanche e6 · Roi noir sur case blanche d5 · Dame blanche sur case noire d4 | Tour blanche sur case blanche a6 · Cavalier blanc sur case blanche e6 · Roi noir sur case blanche d5 · Dame blanche sur case noire d4 | Tour blanche sur case blanche a6 · Cavalier blanc sur case blanche e6 · Roi noir sur case blanche d5 · Dame blanche sur case noire d4 | Tour blanche sur case blanche a6 · Cavalier blanc sur case blanche e6 · Roi noir sur case blanche d5 · Dame blanche sur case noire d4 | Tour blanche sur case blanche a6 · Cavalier blanc sur case blanche e6 · Roi noir sur case blanche d5 · Dame blanche sur case noire d4 | Tour blanche sur case blanche a6 · Cavalier blanc sur case blanche e6 · Roi noir sur case blanche d5 · Dame blanche sur case noire d4 | 4 |
| 3 | Tour blanche sur case blanche a6 · Cavalier blanc sur case blanche e6 · Roi noir sur case blanche d5 · Dame blanche sur case noire d4 | Tour blanche sur case blanche a6 · Cavalier blanc sur case blanche e6 · Roi noir sur case blanche d5 · Dame blanche sur case noire d4 | Tour blanche sur case blanche a6 · Cavalier blanc sur case blanche e6 · Roi noir sur case blanche d5 · Dame blanche sur case noire d4 | Tour blanche sur case blanche a6 · Cavalier blanc sur case blanche e6 · Roi noir sur case blanche d5 · Dame blanche sur case noire d4 | Tour blanche sur case blanche a6 · Cavalier blanc sur case blanche e6 · Roi noir sur case blanche d5 · Dame blanche sur case noire d4 | Tour blanche sur case blanche a6 · Cavalier blanc sur case blanche e6 · Roi noir sur case blanche d5 · Dame blanche sur case noire d4 | Tour blanche sur case blanche a6 · Cavalier blanc sur case blanche e6 · Roi noir sur case blanche d5 · Dame blanche sur case noire d4 | Tour blanche sur case blanche a6 · Cavalier blanc sur case blanche e6 · Roi noir sur case blanche d5 · Dame blanche sur case noire d4 | 3 |
| 2 | Tour blanche sur case blanche a6 · Cavalier blanc sur case blanche e6 · Roi noir sur case blanche d5 · Dame blanche sur case noire d4 | Tour blanche sur case blanche a6 · Cavalier blanc sur case blanche e6 · Roi noir sur case blanche d5 · Dame blanche sur case noire d4 | Tour blanche sur case blanche a6 · Cavalier blanc sur case blanche e6 · Roi noir sur case blanche d5 · Dame blanche sur case noire d4 | Tour blanche sur case blanche a6 · Cavalier blanc sur case blanche e6 · Roi noir sur case blanche d5 · Dame blanche sur case noire d4 | Tour blanche sur case blanche a6 · Cavalier blanc sur case blanche e6 · Roi noir sur case blanche d5 · Dame blanche sur case noire d4 | Tour blanche sur case blanche a6 · Cavalier blanc sur case blanche e6 · Roi noir sur case blanche d5 · Dame blanche sur case noire d4 | Tour blanche sur case blanche a6 · Cavalier blanc sur case blanche e6 · Roi noir sur case blanche d5 · Dame blanche sur case noire d4 | Tour blanche sur case blanche a6 · Cavalier blanc sur case blanche e6 · Roi noir sur case blanche d5 · Dame blanche sur case noire d4 | 2 |
| 1 | Tour blanche sur case blanche a6 · Cavalier blanc sur case blanche e6 · Roi noir sur case blanche d5 · Dame blanche sur case noire d4 | Tour blanche sur case blanche a6 · Cavalier blanc sur case blanche e6 · Roi noir sur case blanche d5 · Dame blanche sur case noire d4 | Tour blanche sur case blanche a6 · Cavalier blanc sur case blanche e6 · Roi noir sur case blanche d5 · Dame blanche sur case noire d4 | Tour blanche sur case blanche a6 · Cavalier blanc sur case blanche e6 · Roi noir sur case blanche d5 · Dame blanche sur case noire d4 | Tour blanche sur case blanche a6 · Cavalier blanc sur case blanche e6 · Roi noir sur case blanche d5 · Dame blanche sur case noire d4 | Tour blanche sur case blanche a6 · Cavalier blanc sur case blanche e6 · Roi noir sur case blanche d5 · Dame blanche sur case noire d4 | Tour blanche sur case blanche a6 · Cavalier blanc sur case blanche e6 · Roi noir sur case blanche d5 · Dame blanche sur case noire d4 | Tour blanche sur case blanche a6 · Cavalier blanc sur case blanche e6 · Roi noir sur case blanche d5 · Dame blanche sur case noire d4 | 1 |
|   | a | b | c | d | e | f | g | h |   |

|   | a | b | c | d | e | f | g | h |   |
| 8 | Pion noir sur case blanche c6 · Pion noir sur case noire d6 · Pion noir sur case blanche e6 · Roi noir sur case blanche d5 · Dame blanche sur case noire d4 · Roi blanc sur case noire e3 | Pion noir sur case blanche c6 · Pion noir sur case noire d6 · Pion noir sur case blanche e6 · Roi noir sur case blanche d5 · Dame blanche sur case noire d4 · Roi blanc sur case noire e3 | Pion noir sur case blanche c6 · Pion noir sur case noire d6 · Pion noir sur case blanche e6 · Roi noir sur case blanche d5 · Dame blanche sur case noire d4 · Roi blanc sur case noire e3 | Pion noir sur case blanche c6 · Pion noir sur case noire d6 · Pion noir sur case blanche e6 · Roi noir sur case blanche d5 · Dame blanche sur case noire d4 · Roi blanc sur case noire e3 | Pion noir sur case blanche c6 · Pion noir sur case noire d6 · Pion noir sur case blanche e6 · Roi noir sur case blanche d5 · Dame blanche sur case noire d4 · Roi blanc sur case noire e3 | Pion noir sur case blanche c6 · Pion noir sur case noire d6 · Pion noir sur case blanche e6 · Roi noir sur case blanche d5 · Dame blanche sur case noire d4 · Roi blanc sur case noire e3 | Pion noir sur case blanche c6 · Pion noir sur case noire d6 · Pion noir sur case blanche e6 · Roi noir sur case blanche d5 · Dame blanche sur case noire d4 · Roi blanc sur case noire e3 | Pion noir sur case blanche c6 · Pion noir sur case noire d6 · Pion noir sur case blanche e6 · Roi noir sur case blanche d5 · Dame blanche sur case noire d4 · Roi blanc sur case noire e3 | 8 |
| 7 | Pion noir sur case blanche c6 · Pion noir sur case noire d6 · Pion noir sur case blanche e6 · Roi noir sur case blanche d5 · Dame blanche sur case noire d4 · Roi blanc sur case noire e3 | Pion noir sur case blanche c6 · Pion noir sur case noire d6 · Pion noir sur case blanche e6 · Roi noir sur case blanche d5 · Dame blanche sur case noire d4 · Roi blanc sur case noire e3 | Pion noir sur case blanche c6 · Pion noir sur case noire d6 · Pion noir sur case blanche e6 · Roi noir sur case blanche d5 · Dame blanche sur case noire d4 · Roi blanc sur case noire e3 | Pion noir sur case blanche c6 · Pion noir sur case noire d6 · Pion noir sur case blanche e6 · Roi noir sur case blanche d5 · Dame blanche sur case noire d4 · Roi blanc sur case noire e3 | Pion noir sur case blanche c6 · Pion noir sur case noire d6 · Pion noir sur case blanche e6 · Roi noir sur case blanche d5 · Dame blanche sur case noire d4 · Roi blanc sur case noire e3 | Pion noir sur case blanche c6 · Pion noir sur case noire d6 · Pion noir sur case blanche e6 · Roi noir sur case blanche d5 · Dame blanche sur case noire d4 · Roi blanc sur case noire e3 | Pion noir sur case blanche c6 · Pion noir sur case noire d6 · Pion noir sur case blanche e6 · Roi noir sur case blanche d5 · Dame blanche sur case noire d4 · Roi blanc sur case noire e3 | Pion noir sur case blanche c6 · Pion noir sur case noire d6 · Pion noir sur case blanche e6 · Roi noir sur case blanche d5 · Dame blanche sur case noire d4 · Roi blanc sur case noire e3 | 7 |
| 6 | Pion noir sur case blanche c6 · Pion noir sur case noire d6 · Pion noir sur case blanche e6 · Roi noir sur case blanche d5 · Dame blanche sur case noire d4 · Roi blanc sur case noire e3 | Pion noir sur case blanche c6 · Pion noir sur case noire d6 · Pion noir sur case blanche e6 · Roi noir sur case blanche d5 · Dame blanche sur case noire d4 · Roi blanc sur case noire e3 | Pion noir sur case blanche c6 · Pion noir sur case noire d6 · Pion noir sur case blanche e6 · Roi noir sur case blanche d5 · Dame blanche sur case noire d4 · Roi blanc sur case noire e3 | Pion noir sur case blanche c6 · Pion noir sur case noire d6 · Pion noir sur case blanche e6 · Roi noir sur case blanche d5 · Dame blanche sur case noire d4 · Roi blanc sur case noire e3 | Pion noir sur case blanche c6 · Pion noir sur case noire d6 · Pion noir sur case blanche e6 · Roi noir sur case blanche d5 · Dame blanche sur case noire d4 · Roi blanc sur case noire e3 | Pion noir sur case blanche c6 · Pion noir sur case noire d6 · Pion noir sur case blanche e6 · Roi noir sur case blanche d5 · Dame blanche sur case noire d4 · Roi blanc sur case noire e3 | Pion noir sur case blanche c6 · Pion noir sur case noire d6 · Pion noir sur case blanche e6 · Roi noir sur case blanche d5 · Dame blanche sur case noire d4 · Roi blanc sur case noire e3 | Pion noir sur case blanche c6 · Pion noir sur case noire d6 · Pion noir sur case blanche e6 · Roi noir sur case blanche d5 · Dame blanche sur case noire d4 · Roi blanc sur case noire e3 | 6 |
| 5 | Pion noir sur case blanche c6 · Pion noir sur case noire d6 · Pion noir sur case blanche e6 · Roi noir sur case blanche d5 · Dame blanche sur case noire d4 · Roi blanc sur case noire e3 | Pion noir sur case blanche c6 · Pion noir sur case noire d6 · Pion noir sur case blanche e6 · Roi noir sur case blanche d5 · Dame blanche sur case noire d4 · Roi blanc sur case noire e3 | Pion noir sur case blanche c6 · Pion noir sur case noire d6 · Pion noir sur case blanche e6 · Roi noir sur case blanche d5 · Dame blanche sur case noire d4 · Roi blanc sur case noire e3 | Pion noir sur case blanche c6 · Pion noir sur case noire d6 · Pion noir sur case blanche e6 · Roi noir sur case blanche d5 · Dame blanche sur case noire d4 · Roi blanc sur case noire e3 | Pion noir sur case blanche c6 · Pion noir sur case noire d6 · Pion noir sur case blanche e6 · Roi noir sur case blanche d5 · Dame blanche sur case noire d4 · Roi blanc sur case noire e3 | Pion noir sur case blanche c6 · Pion noir sur case noire d6 · Pion noir sur case blanche e6 · Roi noir sur case blanche d5 · Dame blanche sur case noire d4 · Roi blanc sur case noire e3 | Pion noir sur case blanche c6 · Pion noir sur case noire d6 · Pion noir sur case blanche e6 · Roi noir sur case blanche d5 · Dame blanche sur case noire d4 · Roi blanc sur case noire e3 | Pion noir sur case blanche c6 · Pion noir sur case noire d6 · Pion noir sur case blanche e6 · Roi noir sur case blanche d5 · Dame blanche sur case noire d4 · Roi blanc sur case noire e3 | 5 |
| 4 | Pion noir sur case blanche c6 · Pion noir sur case noire d6 · Pion noir sur case blanche e6 · Roi noir sur case blanche d5 · Dame blanche sur case noire d4 · Roi blanc sur case noire e3 | Pion noir sur case blanche c6 · Pion noir sur case noire d6 · Pion noir sur case blanche e6 · Roi noir sur case blanche d5 · Dame blanche sur case noire d4 · Roi blanc sur case noire e3 | Pion noir sur case blanche c6 · Pion noir sur case noire d6 · Pion noir sur case blanche e6 · Roi noir sur case blanche d5 · Dame blanche sur case noire d4 · Roi blanc sur case noire e3 | Pion noir sur case blanche c6 · Pion noir sur case noire d6 · Pion noir sur case blanche e6 · Roi noir sur case blanche d5 · Dame blanche sur case noire d4 · Roi blanc sur case noire e3 | Pion noir sur case blanche c6 · Pion noir sur case noire d6 · Pion noir sur case blanche e6 · Roi noir sur case blanche d5 · Dame blanche sur case noire d4 · Roi blanc sur case noire e3 | Pion noir sur case blanche c6 · Pion noir sur case noire d6 · Pion noir sur case blanche e6 · Roi noir sur case blanche d5 · Dame blanche sur case noire d4 · Roi blanc sur case noire e3 | Pion noir sur case blanche c6 · Pion noir sur case noire d6 · Pion noir sur case blanche e6 · Roi noir sur case blanche d5 · Dame blanche sur case noire d4 · Roi blanc sur case noire e3 | Pion noir sur case blanche c6 · Pion noir sur case noire d6 · Pion noir sur case blanche e6 · Roi noir sur case blanche d5 · Dame blanche sur case noire d4 · Roi blanc sur case noire e3 | 4 |
| 3 | Pion noir sur case blanche c6 · Pion noir sur case noire d6 · Pion noir sur case blanche e6 · Roi noir sur case blanche d5 · Dame blanche sur case noire d4 · Roi blanc sur case noire e3 | Pion noir sur case blanche c6 · Pion noir sur case noire d6 · Pion noir sur case blanche e6 · Roi noir sur case blanche d5 · Dame blanche sur case noire d4 · Roi blanc sur case noire e3 | Pion noir sur case blanche c6 · Pion noir sur case noire d6 · Pion noir sur case blanche e6 · Roi noir sur case blanche d5 · Dame blanche sur case noire d4 · Roi blanc sur case noire e3 | Pion noir sur case blanche c6 · Pion noir sur case noire d6 · Pion noir sur case blanche e6 · Roi noir sur case blanche d5 · Dame blanche sur case noire d4 · Roi blanc sur case noire e3 | Pion noir sur case blanche c6 · Pion noir sur case noire d6 · Pion noir sur case blanche e6 · Roi noir sur case blanche d5 · Dame blanche sur case noire d4 · Roi blanc sur case noire e3 | Pion noir sur case blanche c6 · Pion noir sur case noire d6 · Pion noir sur case blanche e6 · Roi noir sur case blanche d5 · Dame blanche sur case noire d4 · Roi blanc sur case noire e3 | Pion noir sur case blanche c6 · Pion noir sur case noire d6 · Pion noir sur case blanche e6 · Roi noir sur case blanche d5 · Dame blanche sur case noire d4 · Roi blanc sur case noire e3 | Pion noir sur case blanche c6 · Pion noir sur case noire d6 · Pion noir sur case blanche e6 · Roi noir sur case blanche d5 · Dame blanche sur case noire d4 · Roi blanc sur case noire e3 | 3 |
| 2 | Pion noir sur case blanche c6 · Pion noir sur case noire d6 · Pion noir sur case blanche e6 · Roi noir sur case blanche d5 · Dame blanche sur case noire d4 · Roi blanc sur case noire e3 | Pion noir sur case blanche c6 · Pion noir sur case noire d6 · Pion noir sur case blanche e6 · Roi noir sur case blanche d5 · Dame blanche sur case noire d4 · Roi blanc sur case noire e3 | Pion noir sur case blanche c6 · Pion noir sur case noire d6 · Pion noir sur case blanche e6 · Roi noir sur case blanche d5 · Dame blanche sur case noire d4 · Roi blanc sur case noire e3 | Pion noir sur case blanche c6 · Pion noir sur case noire d6 · Pion noir sur case blanche e6 · Roi noir sur case blanche d5 · Dame blanche sur case noire d4 · Roi blanc sur case noire e3 | Pion noir sur case blanche c6 · Pion noir sur case noire d6 · Pion noir sur case blanche e6 · Roi noir sur case blanche d5 · Dame blanche sur case noire d4 · Roi blanc sur case noire e3 | Pion noir sur case blanche c6 · Pion noir sur case noire d6 · Pion noir sur case blanche e6 · Roi noir sur case blanche d5 · Dame blanche sur case noire d4 · Roi blanc sur case noire e3 | Pion noir sur case blanche c6 · Pion noir sur case noire d6 · Pion noir sur case blanche e6 · Roi noir sur case blanche d5 · Dame blanche sur case noire d4 · Roi blanc sur case noire e3 | Pion noir sur case blanche c6 · Pion noir sur case noire d6 · Pion noir sur case blanche e6 · Roi noir sur case blanche d5 · Dame blanche sur case noire d4 · Roi blanc sur case noire e3 | 2 |
| 1 | Pion noir sur case blanche c6 · Pion noir sur case noire d6 · Pion noir sur case blanche e6 · Roi noir sur case blanche d5 · Dame blanche sur case noire d4 · Roi blanc sur case noire e3 | Pion noir sur case blanche c6 · Pion noir sur case noire d6 · Pion noir sur case blanche e6 · Roi noir sur case blanche d5 · Dame blanche sur case noire d4 · Roi blanc sur case noire e3 | Pion noir sur case blanche c6 · Pion noir sur case noire d6 · Pion noir sur case blanche e6 · Roi noir sur case blanche d5 · Dame blanche sur case noire d4 · Roi blanc sur case noire e3 | Pion noir sur case blanche c6 · Pion noir sur case noire d6 · Pion noir sur case blanche e6 · Roi noir sur case blanche d5 · Dame blanche sur case noire d4 · Roi blanc sur case noire e3 | Pion noir sur case blanche c6 · Pion noir sur case noire d6 · Pion noir sur case blanche e6 · Roi noir sur case blanche d5 · Dame blanche sur case noire d4 · Roi blanc sur case noire e3 | Pion noir sur case blanche c6 · Pion noir sur case noire d6 · Pion noir sur case blanche e6 · Roi noir sur case blanche d5 · Dame blanche sur case noire d4 · Roi blanc sur case noire e3 | Pion noir sur case blanche c6 · Pion noir sur case noire d6 · Pion noir sur case blanche e6 · Roi noir sur case blanche d5 · Dame blanche sur case noire d4 · Roi blanc sur case noire e3 | Pion noir sur case blanche c6 · Pion noir sur case noire d6 · Pion noir sur case blanche e6 · Roi noir sur case blanche d5 · Dame blanche sur case noire d4 · Roi blanc sur case noire e3 | 1 |
|   | a | b | c | d | e | f | g | h |   |

## Mat de Lolli
Publié, avec une centaine d'autres fins de parties dans les Osservazioni teorico-pratiche sopra il giuoco degli scacchi (Bologne, 1763), ce mat est dû à la plume du théoricien italien Giambattista Lolli (1698-1769).
|   | a | b | c | d | e | f | g | h |   |
| 8 | Tour noire sur case noire f8 · Roi noir sur case blanche g8 · Pion noir sur case blanche f7 · Dame blanche sur case noire g7 · Pion noir sur case blanche h7 · Pion blanc sur case noire f6 · Pion noir sur case blanche g6 | Tour noire sur case noire f8 · Roi noir sur case blanche g8 · Pion noir sur case blanche f7 · Dame blanche sur case noire g7 · Pion noir sur case blanche h7 · Pion blanc sur case noire f6 · Pion noir sur case blanche g6 | Tour noire sur case noire f8 · Roi noir sur case blanche g8 · Pion noir sur case blanche f7 · Dame blanche sur case noire g7 · Pion noir sur case blanche h7 · Pion blanc sur case noire f6 · Pion noir sur case blanche g6 | Tour noire sur case noire f8 · Roi noir sur case blanche g8 · Pion noir sur case blanche f7 · Dame blanche sur case noire g7 · Pion noir sur case blanche h7 · Pion blanc sur case noire f6 · Pion noir sur case blanche g6 | Tour noire sur case noire f8 · Roi noir sur case blanche g8 · Pion noir sur case blanche f7 · Dame blanche sur case noire g7 · Pion noir sur case blanche h7 · Pion blanc sur case noire f6 · Pion noir sur case blanche g6 | Tour noire sur case noire f8 · Roi noir sur case blanche g8 · Pion noir sur case blanche f7 · Dame blanche sur case noire g7 · Pion noir sur case blanche h7 · Pion blanc sur case noire f6 · Pion noir sur case blanche g6 | Tour noire sur case noire f8 · Roi noir sur case blanche g8 · Pion noir sur case blanche f7 · Dame blanche sur case noire g7 · Pion noir sur case blanche h7 · Pion blanc sur case noire f6 · Pion noir sur case blanche g6 | Tour noire sur case noire f8 · Roi noir sur case blanche g8 · Pion noir sur case blanche f7 · Dame blanche sur case noire g7 · Pion noir sur case blanche h7 · Pion blanc sur case noire f6 · Pion noir sur case blanche g6 | 8 |
| 7 | Tour noire sur case noire f8 · Roi noir sur case blanche g8 · Pion noir sur case blanche f7 · Dame blanche sur case noire g7 · Pion noir sur case blanche h7 · Pion blanc sur case noire f6 · Pion noir sur case blanche g6 | Tour noire sur case noire f8 · Roi noir sur case blanche g8 · Pion noir sur case blanche f7 · Dame blanche sur case noire g7 · Pion noir sur case blanche h7 · Pion blanc sur case noire f6 · Pion noir sur case blanche g6 | Tour noire sur case noire f8 · Roi noir sur case blanche g8 · Pion noir sur case blanche f7 · Dame blanche sur case noire g7 · Pion noir sur case blanche h7 · Pion blanc sur case noire f6 · Pion noir sur case blanche g6 | Tour noire sur case noire f8 · Roi noir sur case blanche g8 · Pion noir sur case blanche f7 · Dame blanche sur case noire g7 · Pion noir sur case blanche h7 · Pion blanc sur case noire f6 · Pion noir sur case blanche g6 | Tour noire sur case noire f8 · Roi noir sur case blanche g8 · Pion noir sur case blanche f7 · Dame blanche sur case noire g7 · Pion noir sur case blanche h7 · Pion blanc sur case noire f6 · Pion noir sur case blanche g6 | Tour noire sur case noire f8 · Roi noir sur case blanche g8 · Pion noir sur case blanche f7 · Dame blanche sur case noire g7 · Pion noir sur case blanche h7 · Pion blanc sur case noire f6 · Pion noir sur case blanche g6 | Tour noire sur case noire f8 · Roi noir sur case blanche g8 · Pion noir sur case blanche f7 · Dame blanche sur case noire g7 · Pion noir sur case blanche h7 · Pion blanc sur case noire f6 · Pion noir sur case blanche g6 | Tour noire sur case noire f8 · Roi noir sur case blanche g8 · Pion noir sur case blanche f7 · Dame blanche sur case noire g7 · Pion noir sur case blanche h7 · Pion blanc sur case noire f6 · Pion noir sur case blanche g6 | 7 |
| 6 | Tour noire sur case noire f8 · Roi noir sur case blanche g8 · Pion noir sur case blanche f7 · Dame blanche sur case noire g7 · Pion noir sur case blanche h7 · Pion blanc sur case noire f6 · Pion noir sur case blanche g6 | Tour noire sur case noire f8 · Roi noir sur case blanche g8 · Pion noir sur case blanche f7 · Dame blanche sur case noire g7 · Pion noir sur case blanche h7 · Pion blanc sur case noire f6 · Pion noir sur case blanche g6 | Tour noire sur case noire f8 · Roi noir sur case blanche g8 · Pion noir sur case blanche f7 · Dame blanche sur case noire g7 · Pion noir sur case blanche h7 · Pion blanc sur case noire f6 · Pion noir sur case blanche g6 | Tour noire sur case noire f8 · Roi noir sur case blanche g8 · Pion noir sur case blanche f7 · Dame blanche sur case noire g7 · Pion noir sur case blanche h7 · Pion blanc sur case noire f6 · Pion noir sur case blanche g6 | Tour noire sur case noire f8 · Roi noir sur case blanche g8 · Pion noir sur case blanche f7 · Dame blanche sur case noire g7 · Pion noir sur case blanche h7 · Pion blanc sur case noire f6 · Pion noir sur case blanche g6 | Tour noire sur case noire f8 · Roi noir sur case blanche g8 · Pion noir sur case blanche f7 · Dame blanche sur case noire g7 · Pion noir sur case blanche h7 · Pion blanc sur case noire f6 · Pion noir sur case blanche g6 | Tour noire sur case noire f8 · Roi noir sur case blanche g8 · Pion noir sur case blanche f7 · Dame blanche sur case noire g7 · Pion noir sur case blanche h7 · Pion blanc sur case noire f6 · Pion noir sur case blanche g6 | Tour noire sur case noire f8 · Roi noir sur case blanche g8 · Pion noir sur case blanche f7 · Dame blanche sur case noire g7 · Pion noir sur case blanche h7 · Pion blanc sur case noire f6 · Pion noir sur case blanche g6 | 6 |
| 5 | Tour noire sur case noire f8 · Roi noir sur case blanche g8 · Pion noir sur case blanche f7 · Dame blanche sur case noire g7 · Pion noir sur case blanche h7 · Pion blanc sur case noire f6 · Pion noir sur case blanche g6 | Tour noire sur case noire f8 · Roi noir sur case blanche g8 · Pion noir sur case blanche f7 · Dame blanche sur case noire g7 · Pion noir sur case blanche h7 · Pion blanc sur case noire f6 · Pion noir sur case blanche g6 | Tour noire sur case noire f8 · Roi noir sur case blanche g8 · Pion noir sur case blanche f7 · Dame blanche sur case noire g7 · Pion noir sur case blanche h7 · Pion blanc sur case noire f6 · Pion noir sur case blanche g6 | Tour noire sur case noire f8 · Roi noir sur case blanche g8 · Pion noir sur case blanche f7 · Dame blanche sur case noire g7 · Pion noir sur case blanche h7 · Pion blanc sur case noire f6 · Pion noir sur case blanche g6 | Tour noire sur case noire f8 · Roi noir sur case blanche g8 · Pion noir sur case blanche f7 · Dame blanche sur case noire g7 · Pion noir sur case blanche h7 · Pion blanc sur case noire f6 · Pion noir sur case blanche g6 | Tour noire sur case noire f8 · Roi noir sur case blanche g8 · Pion noir sur case blanche f7 · Dame blanche sur case noire g7 · Pion noir sur case blanche h7 · Pion blanc sur case noire f6 · Pion noir sur case blanche g6 | Tour noire sur case noire f8 · Roi noir sur case blanche g8 · Pion noir sur case blanche f7 · Dame blanche sur case noire g7 · Pion noir sur case blanche h7 · Pion blanc sur case noire f6 · Pion noir sur case blanche g6 | Tour noire sur case noire f8 · Roi noir sur case blanche g8 · Pion noir sur case blanche f7 · Dame blanche sur case noire g7 · Pion noir sur case blanche h7 · Pion blanc sur case noire f6 · Pion noir sur case blanche g6 | 5 |
| 4 | Tour noire sur case noire f8 · Roi noir sur case blanche g8 · Pion noir sur case blanche f7 · Dame blanche sur case noire g7 · Pion noir sur case blanche h7 · Pion blanc sur case noire f6 · Pion noir sur case blanche g6 | Tour noire sur case noire f8 · Roi noir sur case blanche g8 · Pion noir sur case blanche f7 · Dame blanche sur case noire g7 · Pion noir sur case blanche h7 · Pion blanc sur case noire f6 · Pion noir sur case blanche g6 | Tour noire sur case noire f8 · Roi noir sur case blanche g8 · Pion noir sur case blanche f7 · Dame blanche sur case noire g7 · Pion noir sur case blanche h7 · Pion blanc sur case noire f6 · Pion noir sur case blanche g6 | Tour noire sur case noire f8 · Roi noir sur case blanche g8 · Pion noir sur case blanche f7 · Dame blanche sur case noire g7 · Pion noir sur case blanche h7 · Pion blanc sur case noire f6 · Pion noir sur case blanche g6 | Tour noire sur case noire f8 · Roi noir sur case blanche g8 · Pion noir sur case blanche f7 · Dame blanche sur case noire g7 · Pion noir sur case blanche h7 · Pion blanc sur case noire f6 · Pion noir sur case blanche g6 | Tour noire sur case noire f8 · Roi noir sur case blanche g8 · Pion noir sur case blanche f7 · Dame blanche sur case noire g7 · Pion noir sur case blanche h7 · Pion blanc sur case noire f6 · Pion noir sur case blanche g6 | Tour noire sur case noire f8 · Roi noir sur case blanche g8 · Pion noir sur case blanche f7 · Dame blanche sur case noire g7 · Pion noir sur case blanche h7 · Pion blanc sur case noire f6 · Pion noir sur case blanche g6 | Tour noire sur case noire f8 · Roi noir sur case blanche g8 · Pion noir sur case blanche f7 · Dame blanche sur case noire g7 · Pion noir sur case blanche h7 · Pion blanc sur case noire f6 · Pion noir sur case blanche g6 | 4 |
| 3 | Tour noire sur case noire f8 · Roi noir sur case blanche g8 · Pion noir sur case blanche f7 · Dame blanche sur case noire g7 · Pion noir sur case blanche h7 · Pion blanc sur case noire f6 · Pion noir sur case blanche g6 | Tour noire sur case noire f8 · Roi noir sur case blanche g8 · Pion noir sur case blanche f7 · Dame blanche sur case noire g7 · Pion noir sur case blanche h7 · Pion blanc sur case noire f6 · Pion noir sur case blanche g6 | Tour noire sur case noire f8 · Roi noir sur case blanche g8 · Pion noir sur case blanche f7 · Dame blanche sur case noire g7 · Pion noir sur case blanche h7 · Pion blanc sur case noire f6 · Pion noir sur case blanche g6 | Tour noire sur case noire f8 · Roi noir sur case blanche g8 · Pion noir sur case blanche f7 · Dame blanche sur case noire g7 · Pion noir sur case blanche h7 · Pion blanc sur case noire f6 · Pion noir sur case blanche g6 | Tour noire sur case noire f8 · Roi noir sur case blanche g8 · Pion noir sur case blanche f7 · Dame blanche sur case noire g7 · Pion noir sur case blanche h7 · Pion blanc sur case noire f6 · Pion noir sur case blanche g6 | Tour noire sur case noire f8 · Roi noir sur case blanche g8 · Pion noir sur case blanche f7 · Dame blanche sur case noire g7 · Pion noir sur case blanche h7 · Pion blanc sur case noire f6 · Pion noir sur case blanche g6 | Tour noire sur case noire f8 · Roi noir sur case blanche g8 · Pion noir sur case blanche f7 · Dame blanche sur case noire g7 · Pion noir sur case blanche h7 · Pion blanc sur case noire f6 · Pion noir sur case blanche g6 | Tour noire sur case noire f8 · Roi noir sur case blanche g8 · Pion noir sur case blanche f7 · Dame blanche sur case noire g7 · Pion noir sur case blanche h7 · Pion blanc sur case noire f6 · Pion noir sur case blanche g6 | 3 |
| 2 | Tour noire sur case noire f8 · Roi noir sur case blanche g8 · Pion noir sur case blanche f7 · Dame blanche sur case noire g7 · Pion noir sur case blanche h7 · Pion blanc sur case noire f6 · Pion noir sur case blanche g6 | Tour noire sur case noire f8 · Roi noir sur case blanche g8 · Pion noir sur case blanche f7 · Dame blanche sur case noire g7 · Pion noir sur case blanche h7 · Pion blanc sur case noire f6 · Pion noir sur case blanche g6 | Tour noire sur case noire f8 · Roi noir sur case blanche g8 · Pion noir sur case blanche f7 · Dame blanche sur case noire g7 · Pion noir sur case blanche h7 · Pion blanc sur case noire f6 · Pion noir sur case blanche g6 | Tour noire sur case noire f8 · Roi noir sur case blanche g8 · Pion noir sur case blanche f7 · Dame blanche sur case noire g7 · Pion noir sur case blanche h7 · Pion blanc sur case noire f6 · Pion noir sur case blanche g6 | Tour noire sur case noire f8 · Roi noir sur case blanche g8 · Pion noir sur case blanche f7 · Dame blanche sur case noire g7 · Pion noir sur case blanche h7 · Pion blanc sur case noire f6 · Pion noir sur case blanche g6 | Tour noire sur case noire f8 · Roi noir sur case blanche g8 · Pion noir sur case blanche f7 · Dame blanche sur case noire g7 · Pion noir sur case blanche h7 · Pion blanc sur case noire f6 · Pion noir sur case blanche g6 | Tour noire sur case noire f8 · Roi noir sur case blanche g8 · Pion noir sur case blanche f7 · Dame blanche sur case noire g7 · Pion noir sur case blanche h7 · Pion blanc sur case noire f6 · Pion noir sur case blanche g6 | Tour noire sur case noire f8 · Roi noir sur case blanche g8 · Pion noir sur case blanche f7 · Dame blanche sur case noire g7 · Pion noir sur case blanche h7 · Pion blanc sur case noire f6 · Pion noir sur case blanche g6 | 2 |
| 1 | Tour noire sur case noire f8 · Roi noir sur case blanche g8 · Pion noir sur case blanche f7 · Dame blanche sur case noire g7 · Pion noir sur case blanche h7 · Pion blanc sur case noire f6 · Pion noir sur case blanche g6 | Tour noire sur case noire f8 · Roi noir sur case blanche g8 · Pion noir sur case blanche f7 · Dame blanche sur case noire g7 · Pion noir sur case blanche h7 · Pion blanc sur case noire f6 · Pion noir sur case blanche g6 | Tour noire sur case noire f8 · Roi noir sur case blanche g8 · Pion noir sur case blanche f7 · Dame blanche sur case noire g7 · Pion noir sur case blanche h7 · Pion blanc sur case noire f6 · Pion noir sur case blanche g6 | Tour noire sur case noire f8 · Roi noir sur case blanche g8 · Pion noir sur case blanche f7 · Dame blanche sur case noire g7 · Pion noir sur case blanche h7 · Pion blanc sur case noire f6 · Pion noir sur case blanche g6 | Tour noire sur case noire f8 · Roi noir sur case blanche g8 · Pion noir sur case blanche f7 · Dame blanche sur case noire g7 · Pion noir sur case blanche h7 · Pion blanc sur case noire f6 · Pion noir sur case blanche g6 | Tour noire sur case noire f8 · Roi noir sur case blanche g8 · Pion noir sur case blanche f7 · Dame blanche sur case noire g7 · Pion noir sur case blanche h7 · Pion blanc sur case noire f6 · Pion noir sur case blanche g6 | Tour noire sur case noire f8 · Roi noir sur case blanche g8 · Pion noir sur case blanche f7 · Dame blanche sur case noire g7 · Pion noir sur case blanche h7 · Pion blanc sur case noire f6 · Pion noir sur case blanche g6 | Tour noire sur case noire f8 · Roi noir sur case blanche g8 · Pion noir sur case blanche f7 · Dame blanche sur case noire g7 · Pion noir sur case blanche h7 · Pion blanc sur case noire f6 · Pion noir sur case blanche g6 | 1 |
|   | a | b | c | d | e | f | g | h |   |

## Mat de Damiano
|   | a | b | c | d | e | f | g | h |   |
| 8 | Tour noire sur case noire f8 · Roi noir sur case blanche g8 · Pion noir sur case noire g7 · Dame blanche sur case blanche h7 · Pion noir sur case noire f6 · Pion blanc sur case blanche g6 | Tour noire sur case noire f8 · Roi noir sur case blanche g8 · Pion noir sur case noire g7 · Dame blanche sur case blanche h7 · Pion noir sur case noire f6 · Pion blanc sur case blanche g6 | Tour noire sur case noire f8 · Roi noir sur case blanche g8 · Pion noir sur case noire g7 · Dame blanche sur case blanche h7 · Pion noir sur case noire f6 · Pion blanc sur case blanche g6 | Tour noire sur case noire f8 · Roi noir sur case blanche g8 · Pion noir sur case noire g7 · Dame blanche sur case blanche h7 · Pion noir sur case noire f6 · Pion blanc sur case blanche g6 | Tour noire sur case noire f8 · Roi noir sur case blanche g8 · Pion noir sur case noire g7 · Dame blanche sur case blanche h7 · Pion noir sur case noire f6 · Pion blanc sur case blanche g6 | Tour noire sur case noire f8 · Roi noir sur case blanche g8 · Pion noir sur case noire g7 · Dame blanche sur case blanche h7 · Pion noir sur case noire f6 · Pion blanc sur case blanche g6 | Tour noire sur case noire f8 · Roi noir sur case blanche g8 · Pion noir sur case noire g7 · Dame blanche sur case blanche h7 · Pion noir sur case noire f6 · Pion blanc sur case blanche g6 | Tour noire sur case noire f8 · Roi noir sur case blanche g8 · Pion noir sur case noire g7 · Dame blanche sur case blanche h7 · Pion noir sur case noire f6 · Pion blanc sur case blanche g6 | 8 |
| 7 | Tour noire sur case noire f8 · Roi noir sur case blanche g8 · Pion noir sur case noire g7 · Dame blanche sur case blanche h7 · Pion noir sur case noire f6 · Pion blanc sur case blanche g6 | Tour noire sur case noire f8 · Roi noir sur case blanche g8 · Pion noir sur case noire g7 · Dame blanche sur case blanche h7 · Pion noir sur case noire f6 · Pion blanc sur case blanche g6 | Tour noire sur case noire f8 · Roi noir sur case blanche g8 · Pion noir sur case noire g7 · Dame blanche sur case blanche h7 · Pion noir sur case noire f6 · Pion blanc sur case blanche g6 | Tour noire sur case noire f8 · Roi noir sur case blanche g8 · Pion noir sur case noire g7 · Dame blanche sur case blanche h7 · Pion noir sur case noire f6 · Pion blanc sur case blanche g6 | Tour noire sur case noire f8 · Roi noir sur case blanche g8 · Pion noir sur case noire g7 · Dame blanche sur case blanche h7 · Pion noir sur case noire f6 · Pion blanc sur case blanche g6 | Tour noire sur case noire f8 · Roi noir sur case blanche g8 · Pion noir sur case noire g7 · Dame blanche sur case blanche h7 · Pion noir sur case noire f6 · Pion blanc sur case blanche g6 | Tour noire sur case noire f8 · Roi noir sur case blanche g8 · Pion noir sur case noire g7 · Dame blanche sur case blanche h7 · Pion noir sur case noire f6 · Pion blanc sur case blanche g6 | Tour noire sur case noire f8 · Roi noir sur case blanche g8 · Pion noir sur case noire g7 · Dame blanche sur case blanche h7 · Pion noir sur case noire f6 · Pion blanc sur case blanche g6 | 7 |
| 6 | Tour noire sur case noire f8 · Roi noir sur case blanche g8 · Pion noir sur case noire g7 · Dame blanche sur case blanche h7 · Pion noir sur case noire f6 · Pion blanc sur case blanche g6 | Tour noire sur case noire f8 · Roi noir sur case blanche g8 · Pion noir sur case noire g7 · Dame blanche sur case blanche h7 · Pion noir sur case noire f6 · Pion blanc sur case blanche g6 | Tour noire sur case noire f8 · Roi noir sur case blanche g8 · Pion noir sur case noire g7 · Dame blanche sur case blanche h7 · Pion noir sur case noire f6 · Pion blanc sur case blanche g6 | Tour noire sur case noire f8 · Roi noir sur case blanche g8 · Pion noir sur case noire g7 · Dame blanche sur case blanche h7 · Pion noir sur case noire f6 · Pion blanc sur case blanche g6 | Tour noire sur case noire f8 · Roi noir sur case blanche g8 · Pion noir sur case noire g7 · Dame blanche sur case blanche h7 · Pion noir sur case noire f6 · Pion blanc sur case blanche g6 | Tour noire sur case noire f8 · Roi noir sur case blanche g8 · Pion noir sur case noire g7 · Dame blanche sur case blanche h7 · Pion noir sur case noire f6 · Pion blanc sur case blanche g6 | Tour noire sur case noire f8 · Roi noir sur case blanche g8 · Pion noir sur case noire g7 · Dame blanche sur case blanche h7 · Pion noir sur case noire f6 · Pion blanc sur case blanche g6 | Tour noire sur case noire f8 · Roi noir sur case blanche g8 · Pion noir sur case noire g7 · Dame blanche sur case blanche h7 · Pion noir sur case noire f6 · Pion blanc sur case blanche g6 | 6 |
| 5 | Tour noire sur case noire f8 · Roi noir sur case blanche g8 · Pion noir sur case noire g7 · Dame blanche sur case blanche h7 · Pion noir sur case noire f6 · Pion blanc sur case blanche g6 | Tour noire sur case noire f8 · Roi noir sur case blanche g8 · Pion noir sur case noire g7 · Dame blanche sur case blanche h7 · Pion noir sur case noire f6 · Pion blanc sur case blanche g6 | Tour noire sur case noire f8 · Roi noir sur case blanche g8 · Pion noir sur case noire g7 · Dame blanche sur case blanche h7 · Pion noir sur case noire f6 · Pion blanc sur case blanche g6 | Tour noire sur case noire f8 · Roi noir sur case blanche g8 · Pion noir sur case noire g7 · Dame blanche sur case blanche h7 · Pion noir sur case noire f6 · Pion blanc sur case blanche g6 | Tour noire sur case noire f8 · Roi noir sur case blanche g8 · Pion noir sur case noire g7 · Dame blanche sur case blanche h7 · Pion noir sur case noire f6 · Pion blanc sur case blanche g6 | Tour noire sur case noire f8 · Roi noir sur case blanche g8 · Pion noir sur case noire g7 · Dame blanche sur case blanche h7 · Pion noir sur case noire f6 · Pion blanc sur case blanche g6 | Tour noire sur case noire f8 · Roi noir sur case blanche g8 · Pion noir sur case noire g7 · Dame blanche sur case blanche h7 · Pion noir sur case noire f6 · Pion blanc sur case blanche g6 | Tour noire sur case noire f8 · Roi noir sur case blanche g8 · Pion noir sur case noire g7 · Dame blanche sur case blanche h7 · Pion noir sur case noire f6 · Pion blanc sur case blanche g6 | 5 |
| 4 | Tour noire sur case noire f8 · Roi noir sur case blanche g8 · Pion noir sur case noire g7 · Dame blanche sur case blanche h7 · Pion noir sur case noire f6 · Pion blanc sur case blanche g6 | Tour noire sur case noire f8 · Roi noir sur case blanche g8 · Pion noir sur case noire g7 · Dame blanche sur case blanche h7 · Pion noir sur case noire f6 · Pion blanc sur case blanche g6 | Tour noire sur case noire f8 · Roi noir sur case blanche g8 · Pion noir sur case noire g7 · Dame blanche sur case blanche h7 · Pion noir sur case noire f6 · Pion blanc sur case blanche g6 | Tour noire sur case noire f8 · Roi noir sur case blanche g8 · Pion noir sur case noire g7 · Dame blanche sur case blanche h7 · Pion noir sur case noire f6 · Pion blanc sur case blanche g6 | Tour noire sur case noire f8 · Roi noir sur case blanche g8 · Pion noir sur case noire g7 · Dame blanche sur case blanche h7 · Pion noir sur case noire f6 · Pion blanc sur case blanche g6 | Tour noire sur case noire f8 · Roi noir sur case blanche g8 · Pion noir sur case noire g7 · Dame blanche sur case blanche h7 · Pion noir sur case noire f6 · Pion blanc sur case blanche g6 | Tour noire sur case noire f8 · Roi noir sur case blanche g8 · Pion noir sur case noire g7 · Dame blanche sur case blanche h7 · Pion noir sur case noire f6 · Pion blanc sur case blanche g6 | Tour noire sur case noire f8 · Roi noir sur case blanche g8 · Pion noir sur case noire g7 · Dame blanche sur case blanche h7 · Pion noir sur case noire f6 · Pion blanc sur case blanche g6 | 4 |
| 3 | Tour noire sur case noire f8 · Roi noir sur case blanche g8 · Pion noir sur case noire g7 · Dame blanche sur case blanche h7 · Pion noir sur case noire f6 · Pion blanc sur case blanche g6 | Tour noire sur case noire f8 · Roi noir sur case blanche g8 · Pion noir sur case noire g7 · Dame blanche sur case blanche h7 · Pion noir sur case noire f6 · Pion blanc sur case blanche g6 | Tour noire sur case noire f8 · Roi noir sur case blanche g8 · Pion noir sur case noire g7 · Dame blanche sur case blanche h7 · Pion noir sur case noire f6 · Pion blanc sur case blanche g6 | Tour noire sur case noire f8 · Roi noir sur case blanche g8 · Pion noir sur case noire g7 · Dame blanche sur case blanche h7 · Pion noir sur case noire f6 · Pion blanc sur case blanche g6 | Tour noire sur case noire f8 · Roi noir sur case blanche g8 · Pion noir sur case noire g7 · Dame blanche sur case blanche h7 · Pion noir sur case noire f6 · Pion blanc sur case blanche g6 | Tour noire sur case noire f8 · Roi noir sur case blanche g8 · Pion noir sur case noire g7 · Dame blanche sur case blanche h7 · Pion noir sur case noire f6 · Pion blanc sur case blanche g6 | Tour noire sur case noire f8 · Roi noir sur case blanche g8 · Pion noir sur case noire g7 · Dame blanche sur case blanche h7 · Pion noir sur case noire f6 · Pion blanc sur case blanche g6 | Tour noire sur case noire f8 · Roi noir sur case blanche g8 · Pion noir sur case noire g7 · Dame blanche sur case blanche h7 · Pion noir sur case noire f6 · Pion blanc sur case blanche g6 | 3 |
| 2 | Tour noire sur case noire f8 · Roi noir sur case blanche g8 · Pion noir sur case noire g7 · Dame blanche sur case blanche h7 · Pion noir sur case noire f6 · Pion blanc sur case blanche g6 | Tour noire sur case noire f8 · Roi noir sur case blanche g8 · Pion noir sur case noire g7 · Dame blanche sur case blanche h7 · Pion noir sur case noire f6 · Pion blanc sur case blanche g6 | Tour noire sur case noire f8 · Roi noir sur case blanche g8 · Pion noir sur case noire g7 · Dame blanche sur case blanche h7 · Pion noir sur case noire f6 · Pion blanc sur case blanche g6 | Tour noire sur case noire f8 · Roi noir sur case blanche g8 · Pion noir sur case noire g7 · Dame blanche sur case blanche h7 · Pion noir sur case noire f6 · Pion blanc sur case blanche g6 | Tour noire sur case noire f8 · Roi noir sur case blanche g8 · Pion noir sur case noire g7 · Dame blanche sur case blanche h7 · Pion noir sur case noire f6 · Pion blanc sur case blanche g6 | Tour noire sur case noire f8 · Roi noir sur case blanche g8 · Pion noir sur case noire g7 · Dame blanche sur case blanche h7 · Pion noir sur case noire f6 · Pion blanc sur case blanche g6 | Tour noire sur case noire f8 · Roi noir sur case blanche g8 · Pion noir sur case noire g7 · Dame blanche sur case blanche h7 · Pion noir sur case noire f6 · Pion blanc sur case blanche g6 | Tour noire sur case noire f8 · Roi noir sur case blanche g8 · Pion noir sur case noire g7 · Dame blanche sur case blanche h7 · Pion noir sur case noire f6 · Pion blanc sur case blanche g6 | 2 |
| 1 | Tour noire sur case noire f8 · Roi noir sur case blanche g8 · Pion noir sur case noire g7 · Dame blanche sur case blanche h7 · Pion noir sur case noire f6 · Pion blanc sur case blanche g6 | Tour noire sur case noire f8 · Roi noir sur case blanche g8 · Pion noir sur case noire g7 · Dame blanche sur case blanche h7 · Pion noir sur case noire f6 · Pion blanc sur case blanche g6 | Tour noire sur case noire f8 · Roi noir sur case blanche g8 · Pion noir sur case noire g7 · Dame blanche sur case blanche h7 · Pion noir sur case noire f6 · Pion blanc sur case blanche g6 | Tour noire sur case noire f8 · Roi noir sur case blanche g8 · Pion noir sur case noire g7 · Dame blanche sur case blanche h7 · Pion noir sur case noire f6 · Pion blanc sur case blanche g6 | Tour noire sur case noire f8 · Roi noir sur case blanche g8 · Pion noir sur case noire g7 · Dame blanche sur case blanche h7 · Pion noir sur case noire f6 · Pion blanc sur case blanche g6 | Tour noire sur case noire f8 · Roi noir sur case blanche g8 · Pion noir sur case noire g7 · Dame blanche sur case blanche h7 · Pion noir sur case noire f6 · Pion blanc sur case blanche g6 | Tour noire sur case noire f8 · Roi noir sur case blanche g8 · Pion noir sur case noire g7 · Dame blanche sur case blanche h7 · Pion noir sur case noire f6 · Pion blanc sur case blanche g6 | Tour noire sur case noire f8 · Roi noir sur case blanche g8 · Pion noir sur case noire g7 · Dame blanche sur case blanche h7 · Pion noir sur case noire f6 · Pion blanc sur case blanche g6 | 1 |
|   | a | b | c | d | e | f | g | h |   |

Ce mat doit son nom au joueur portugais du XVe siècle-XVIe siècle Pedro Damiano.

## Mat du couloir
Le mat du couloir est un mat donné par une dame ou une tour sur la dernière rangée (la huitième avec les Blancs, ou la première avec les Noirs). Le roi, qui a déjà effectué le roque, est alors bloqué par ses propres pièces (en général des pions) et ne peut pas s'enfuir sur la rangée du dessus.
|   | a | b | c | d | e | f | g | h |   |
| 8 | Tour blanche sur case noire d8 · Roi noir sur case blanche g8 · Pion noir sur case blanche f7 · Pion noir sur case noire g7 · Pion noir sur case blanche h7 | Tour blanche sur case noire d8 · Roi noir sur case blanche g8 · Pion noir sur case blanche f7 · Pion noir sur case noire g7 · Pion noir sur case blanche h7 | Tour blanche sur case noire d8 · Roi noir sur case blanche g8 · Pion noir sur case blanche f7 · Pion noir sur case noire g7 · Pion noir sur case blanche h7 | Tour blanche sur case noire d8 · Roi noir sur case blanche g8 · Pion noir sur case blanche f7 · Pion noir sur case noire g7 · Pion noir sur case blanche h7 | Tour blanche sur case noire d8 · Roi noir sur case blanche g8 · Pion noir sur case blanche f7 · Pion noir sur case noire g7 · Pion noir sur case blanche h7 | Tour blanche sur case noire d8 · Roi noir sur case blanche g8 · Pion noir sur case blanche f7 · Pion noir sur case noire g7 · Pion noir sur case blanche h7 | Tour blanche sur case noire d8 · Roi noir sur case blanche g8 · Pion noir sur case blanche f7 · Pion noir sur case noire g7 · Pion noir sur case blanche h7 | Tour blanche sur case noire d8 · Roi noir sur case blanche g8 · Pion noir sur case blanche f7 · Pion noir sur case noire g7 · Pion noir sur case blanche h7 | 8 |
| 7 | Tour blanche sur case noire d8 · Roi noir sur case blanche g8 · Pion noir sur case blanche f7 · Pion noir sur case noire g7 · Pion noir sur case blanche h7 | Tour blanche sur case noire d8 · Roi noir sur case blanche g8 · Pion noir sur case blanche f7 · Pion noir sur case noire g7 · Pion noir sur case blanche h7 | Tour blanche sur case noire d8 · Roi noir sur case blanche g8 · Pion noir sur case blanche f7 · Pion noir sur case noire g7 · Pion noir sur case blanche h7 | Tour blanche sur case noire d8 · Roi noir sur case blanche g8 · Pion noir sur case blanche f7 · Pion noir sur case noire g7 · Pion noir sur case blanche h7 | Tour blanche sur case noire d8 · Roi noir sur case blanche g8 · Pion noir sur case blanche f7 · Pion noir sur case noire g7 · Pion noir sur case blanche h7 | Tour blanche sur case noire d8 · Roi noir sur case blanche g8 · Pion noir sur case blanche f7 · Pion noir sur case noire g7 · Pion noir sur case blanche h7 | Tour blanche sur case noire d8 · Roi noir sur case blanche g8 · Pion noir sur case blanche f7 · Pion noir sur case noire g7 · Pion noir sur case blanche h7 | Tour blanche sur case noire d8 · Roi noir sur case blanche g8 · Pion noir sur case blanche f7 · Pion noir sur case noire g7 · Pion noir sur case blanche h7 | 7 |
| 6 | Tour blanche sur case noire d8 · Roi noir sur case blanche g8 · Pion noir sur case blanche f7 · Pion noir sur case noire g7 · Pion noir sur case blanche h7 | Tour blanche sur case noire d8 · Roi noir sur case blanche g8 · Pion noir sur case blanche f7 · Pion noir sur case noire g7 · Pion noir sur case blanche h7 | Tour blanche sur case noire d8 · Roi noir sur case blanche g8 · Pion noir sur case blanche f7 · Pion noir sur case noire g7 · Pion noir sur case blanche h7 | Tour blanche sur case noire d8 · Roi noir sur case blanche g8 · Pion noir sur case blanche f7 · Pion noir sur case noire g7 · Pion noir sur case blanche h7 | Tour blanche sur case noire d8 · Roi noir sur case blanche g8 · Pion noir sur case blanche f7 · Pion noir sur case noire g7 · Pion noir sur case blanche h7 | Tour blanche sur case noire d8 · Roi noir sur case blanche g8 · Pion noir sur case blanche f7 · Pion noir sur case noire g7 · Pion noir sur case blanche h7 | Tour blanche sur case noire d8 · Roi noir sur case blanche g8 · Pion noir sur case blanche f7 · Pion noir sur case noire g7 · Pion noir sur case blanche h7 | Tour blanche sur case noire d8 · Roi noir sur case blanche g8 · Pion noir sur case blanche f7 · Pion noir sur case noire g7 · Pion noir sur case blanche h7 | 6 |
| 5 | Tour blanche sur case noire d8 · Roi noir sur case blanche g8 · Pion noir sur case blanche f7 · Pion noir sur case noire g7 · Pion noir sur case blanche h7 | Tour blanche sur case noire d8 · Roi noir sur case blanche g8 · Pion noir sur case blanche f7 · Pion noir sur case noire g7 · Pion noir sur case blanche h7 | Tour blanche sur case noire d8 · Roi noir sur case blanche g8 · Pion noir sur case blanche f7 · Pion noir sur case noire g7 · Pion noir sur case blanche h7 | Tour blanche sur case noire d8 · Roi noir sur case blanche g8 · Pion noir sur case blanche f7 · Pion noir sur case noire g7 · Pion noir sur case blanche h7 | Tour blanche sur case noire d8 · Roi noir sur case blanche g8 · Pion noir sur case blanche f7 · Pion noir sur case noire g7 · Pion noir sur case blanche h7 | Tour blanche sur case noire d8 · Roi noir sur case blanche g8 · Pion noir sur case blanche f7 · Pion noir sur case noire g7 · Pion noir sur case blanche h7 | Tour blanche sur case noire d8 · Roi noir sur case blanche g8 · Pion noir sur case blanche f7 · Pion noir sur case noire g7 · Pion noir sur case blanche h7 | Tour blanche sur case noire d8 · Roi noir sur case blanche g8 · Pion noir sur case blanche f7 · Pion noir sur case noire g7 · Pion noir sur case blanche h7 | 5 |
| 4 | Tour blanche sur case noire d8 · Roi noir sur case blanche g8 · Pion noir sur case blanche f7 · Pion noir sur case noire g7 · Pion noir sur case blanche h7 | Tour blanche sur case noire d8 · Roi noir sur case blanche g8 · Pion noir sur case blanche f7 · Pion noir sur case noire g7 · Pion noir sur case blanche h7 | Tour blanche sur case noire d8 · Roi noir sur case blanche g8 · Pion noir sur case blanche f7 · Pion noir sur case noire g7 · Pion noir sur case blanche h7 | Tour blanche sur case noire d8 · Roi noir sur case blanche g8 · Pion noir sur case blanche f7 · Pion noir sur case noire g7 · Pion noir sur case blanche h7 | Tour blanche sur case noire d8 · Roi noir sur case blanche g8 · Pion noir sur case blanche f7 · Pion noir sur case noire g7 · Pion noir sur case blanche h7 | Tour blanche sur case noire d8 · Roi noir sur case blanche g8 · Pion noir sur case blanche f7 · Pion noir sur case noire g7 · Pion noir sur case blanche h7 | Tour blanche sur case noire d8 · Roi noir sur case blanche g8 · Pion noir sur case blanche f7 · Pion noir sur case noire g7 · Pion noir sur case blanche h7 | Tour blanche sur case noire d8 · Roi noir sur case blanche g8 · Pion noir sur case blanche f7 · Pion noir sur case noire g7 · Pion noir sur case blanche h7 | 4 |
| 3 | Tour blanche sur case noire d8 · Roi noir sur case blanche g8 · Pion noir sur case blanche f7 · Pion noir sur case noire g7 · Pion noir sur case blanche h7 | Tour blanche sur case noire d8 · Roi noir sur case blanche g8 · Pion noir sur case blanche f7 · Pion noir sur case noire g7 · Pion noir sur case blanche h7 | Tour blanche sur case noire d8 · Roi noir sur case blanche g8 · Pion noir sur case blanche f7 · Pion noir sur case noire g7 · Pion noir sur case blanche h7 | Tour blanche sur case noire d8 · Roi noir sur case blanche g8 · Pion noir sur case blanche f7 · Pion noir sur case noire g7 · Pion noir sur case blanche h7 | Tour blanche sur case noire d8 · Roi noir sur case blanche g8 · Pion noir sur case blanche f7 · Pion noir sur case noire g7 · Pion noir sur case blanche h7 | Tour blanche sur case noire d8 · Roi noir sur case blanche g8 · Pion noir sur case blanche f7 · Pion noir sur case noire g7 · Pion noir sur case blanche h7 | Tour blanche sur case noire d8 · Roi noir sur case blanche g8 · Pion noir sur case blanche f7 · Pion noir sur case noire g7 · Pion noir sur case blanche h7 | Tour blanche sur case noire d8 · Roi noir sur case blanche g8 · Pion noir sur case blanche f7 · Pion noir sur case noire g7 · Pion noir sur case blanche h7 | 3 |
| 2 | Tour blanche sur case noire d8 · Roi noir sur case blanche g8 · Pion noir sur case blanche f7 · Pion noir sur case noire g7 · Pion noir sur case blanche h7 | Tour blanche sur case noire d8 · Roi noir sur case blanche g8 · Pion noir sur case blanche f7 · Pion noir sur case noire g7 · Pion noir sur case blanche h7 | Tour blanche sur case noire d8 · Roi noir sur case blanche g8 · Pion noir sur case blanche f7 · Pion noir sur case noire g7 · Pion noir sur case blanche h7 | Tour blanche sur case noire d8 · Roi noir sur case blanche g8 · Pion noir sur case blanche f7 · Pion noir sur case noire g7 · Pion noir sur case blanche h7 | Tour blanche sur case noire d8 · Roi noir sur case blanche g8 · Pion noir sur case blanche f7 · Pion noir sur case noire g7 · Pion noir sur case blanche h7 | Tour blanche sur case noire d8 · Roi noir sur case blanche g8 · Pion noir sur case blanche f7 · Pion noir sur case noire g7 · Pion noir sur case blanche h7 | Tour blanche sur case noire d8 · Roi noir sur case blanche g8 · Pion noir sur case blanche f7 · Pion noir sur case noire g7 · Pion noir sur case blanche h7 | Tour blanche sur case noire d8 · Roi noir sur case blanche g8 · Pion noir sur case blanche f7 · Pion noir sur case noire g7 · Pion noir sur case blanche h7 | 2 |
| 1 | Tour blanche sur case noire d8 · Roi noir sur case blanche g8 · Pion noir sur case blanche f7 · Pion noir sur case noire g7 · Pion noir sur case blanche h7 | Tour blanche sur case noire d8 · Roi noir sur case blanche g8 · Pion noir sur case blanche f7 · Pion noir sur case noire g7 · Pion noir sur case blanche h7 | Tour blanche sur case noire d8 · Roi noir sur case blanche g8 · Pion noir sur case blanche f7 · Pion noir sur case noire g7 · Pion noir sur case blanche h7 | Tour blanche sur case noire d8 · Roi noir sur case blanche g8 · Pion noir sur case blanche f7 · Pion noir sur case noire g7 · Pion noir sur case blanche h7 | Tour blanche sur case noire d8 · Roi noir sur case blanche g8 · Pion noir sur case blanche f7 · Pion noir sur case noire g7 · Pion noir sur case blanche h7 | Tour blanche sur case noire d8 · Roi noir sur case blanche g8 · Pion noir sur case blanche f7 · Pion noir sur case noire g7 · Pion noir sur case blanche h7 | Tour blanche sur case noire d8 · Roi noir sur case blanche g8 · Pion noir sur case blanche f7 · Pion noir sur case noire g7 · Pion noir sur case blanche h7 | Tour blanche sur case noire d8 · Roi noir sur case blanche g8 · Pion noir sur case blanche f7 · Pion noir sur case noire g7 · Pion noir sur case blanche h7 | 1 |
|   | a | b | c | d | e | f | g | h |   |

## Mat de l'escalier
Dans le mat de l'escalier, deux pièces lourdes (cela peut être deux dames, deux tours ou une dame et une tour) travaillent ensemble pour pousser le roi adverse sur le bord de l'échiquier. Ce mat est aussi appelé le mat du rouleau compresseur car le lent déplacement des lignes d'action des deux pièces lourdes évoque un rouleau compresseur qui « écrase » le roi adverse contre le bord.
|   | a                                                                                                  | b                                                                                                  | c                                                                                                  | d                                                                                                  | e                                                                                                  | f                                                                                                  | g                                                                                                  | h                                                                                                  |   |
| 8 | Tour blanche sur case blanche a8 · Roi noir sur case blanche g8 · Tour blanche sur case blanche b7 | Tour blanche sur case blanche a8 · Roi noir sur case blanche g8 · Tour blanche sur case blanche b7 | Tour blanche sur case blanche a8 · Roi noir sur case blanche g8 · Tour blanche sur case blanche b7 | Tour blanche sur case blanche a8 · Roi noir sur case blanche g8 · Tour blanche sur case blanche b7 | Tour blanche sur case blanche a8 · Roi noir sur case blanche g8 · Tour blanche sur case blanche b7 | Tour blanche sur case blanche a8 · Roi noir sur case blanche g8 · Tour blanche sur case blanche b7 | Tour blanche sur case blanche a8 · Roi noir sur case blanche g8 · Tour blanche sur case blanche b7 | Tour blanche sur case blanche a8 · Roi noir sur case blanche g8 · Tour blanche sur case blanche b7 | 8 |
| 7 | Tour blanche sur case blanche a8 · Roi noir sur case blanche g8 · Tour blanche sur case blanche b7 | Tour blanche sur case blanche a8 · Roi noir sur case blanche g8 · Tour blanche sur case blanche b7 | Tour blanche sur case blanche a8 · Roi noir sur case blanche g8 · Tour blanche sur case blanche b7 | Tour blanche sur case blanche a8 · Roi noir sur case blanche g8 · Tour blanche sur case blanche b7 | Tour blanche sur case blanche a8 · Roi noir sur case blanche g8 · Tour blanche sur case blanche b7 | Tour blanche sur case blanche a8 · Roi noir sur case blanche g8 · Tour blanche sur case blanche b7 | Tour blanche sur case blanche a8 · Roi noir sur case blanche g8 · Tour blanche sur case blanche b7 | Tour blanche sur case blanche a8 · Roi noir sur case blanche g8 · Tour blanche sur case blanche b7 | 7 |
| 6 | Tour blanche sur case blanche a8 · Roi noir sur case blanche g8 · Tour blanche sur case blanche b7 | Tour blanche sur case blanche a8 · Roi noir sur case blanche g8 · Tour blanche sur case blanche b7 | Tour blanche sur case blanche a8 · Roi noir sur case blanche g8 · Tour blanche sur case blanche b7 | Tour blanche sur case blanche a8 · Roi noir sur case blanche g8 · Tour blanche sur case blanche b7 | Tour blanche sur case blanche a8 · Roi noir sur case blanche g8 · Tour blanche sur case blanche b7 | Tour blanche sur case blanche a8 · Roi noir sur case blanche g8 · Tour blanche sur case blanche b7 | Tour blanche sur case blanche a8 · Roi noir sur case blanche g8 · Tour blanche sur case blanche b7 | Tour blanche sur case blanche a8 · Roi noir sur case blanche g8 · Tour blanche sur case blanche b7 | 6 |
| 5 | Tour blanche sur case blanche a8 · Roi noir sur case blanche g8 · Tour blanche sur case blanche b7 | Tour blanche sur case blanche a8 · Roi noir sur case blanche g8 · Tour blanche sur case blanche b7 | Tour blanche sur case blanche a8 · Roi noir sur case blanche g8 · Tour blanche sur case blanche b7 | Tour blanche sur case blanche a8 · Roi noir sur case blanche g8 · Tour blanche sur case blanche b7 | Tour blanche sur case blanche a8 · Roi noir sur case blanche g8 · Tour blanche sur case blanche b7 | Tour blanche sur case blanche a8 · Roi noir sur case blanche g8 · Tour blanche sur case blanche b7 | Tour blanche sur case blanche a8 · Roi noir sur case blanche g8 · Tour blanche sur case blanche b7 | Tour blanche sur case blanche a8 · Roi noir sur case blanche g8 · Tour blanche sur case blanche b7 | 5 |
| 4 | Tour blanche sur case blanche a8 · Roi noir sur case blanche g8 · Tour blanche sur case blanche b7 | Tour blanche sur case blanche a8 · Roi noir sur case blanche g8 · Tour blanche sur case blanche b7 | Tour blanche sur case blanche a8 · Roi noir sur case blanche g8 · Tour blanche sur case blanche b7 | Tour blanche sur case blanche a8 · Roi noir sur case blanche g8 · Tour blanche sur case blanche b7 | Tour blanche sur case blanche a8 · Roi noir sur case blanche g8 · Tour blanche sur case blanche b7 | Tour blanche sur case blanche a8 · Roi noir sur case blanche g8 · Tour blanche sur case blanche b7 | Tour blanche sur case blanche a8 · Roi noir sur case blanche g8 · Tour blanche sur case blanche b7 | Tour blanche sur case blanche a8 · Roi noir sur case blanche g8 · Tour blanche sur case blanche b7 | 4 |
| 3 | Tour blanche sur case blanche a8 · Roi noir sur case blanche g8 · Tour blanche sur case blanche b7 | Tour blanche sur case blanche a8 · Roi noir sur case blanche g8 · Tour blanche sur case blanche b7 | Tour blanche sur case blanche a8 · Roi noir sur case blanche g8 · Tour blanche sur case blanche b7 | Tour blanche sur case blanche a8 · Roi noir sur case blanche g8 · Tour blanche sur case blanche b7 | Tour blanche sur case blanche a8 · Roi noir sur case blanche g8 · Tour blanche sur case blanche b7 | Tour blanche sur case blanche a8 · Roi noir sur case blanche g8 · Tour blanche sur case blanche b7 | Tour blanche sur case blanche a8 · Roi noir sur case blanche g8 · Tour blanche sur case blanche b7 | Tour blanche sur case blanche a8 · Roi noir sur case blanche g8 · Tour blanche sur case blanche b7 | 3 |
| 2 | Tour blanche sur case blanche a8 · Roi noir sur case blanche g8 · Tour blanche sur case blanche b7 | Tour blanche sur case blanche a8 · Roi noir sur case blanche g8 · Tour blanche sur case blanche b7 | Tour blanche sur case blanche a8 · Roi noir sur case blanche g8 · Tour blanche sur case blanche b7 | Tour blanche sur case blanche a8 · Roi noir sur case blanche g8 · Tour blanche sur case blanche b7 | Tour blanche sur case blanche a8 · Roi noir sur case blanche g8 · Tour blanche sur case blanche b7 | Tour blanche sur case blanche a8 · Roi noir sur case blanche g8 · Tour blanche sur case blanche b7 | Tour blanche sur case blanche a8 · Roi noir sur case blanche g8 · Tour blanche sur case blanche b7 | Tour blanche sur case blanche a8 · Roi noir sur case blanche g8 · Tour blanche sur case blanche b7 | 2 |
| 1 | Tour blanche sur case blanche a8 · Roi noir sur case blanche g8 · Tour blanche sur case blanche b7 | Tour blanche sur case blanche a8 · Roi noir sur case blanche g8 · Tour blanche sur case blanche b7 | Tour blanche sur case blanche a8 · Roi noir sur case blanche g8 · Tour blanche sur case blanche b7 | Tour blanche sur case blanche a8 · Roi noir sur case blanche g8 · Tour blanche sur case blanche b7 | Tour blanche sur case blanche a8 · Roi noir sur case blanche g8 · Tour blanche sur case blanche b7 | Tour blanche sur case blanche a8 · Roi noir sur case blanche g8 · Tour blanche sur case blanche b7 | Tour blanche sur case blanche a8 · Roi noir sur case blanche g8 · Tour blanche sur case blanche b7 | Tour blanche sur case blanche a8 · Roi noir sur case blanche g8 · Tour blanche sur case blanche b7 | 1 |
|   | a                                                                                                  | b                                                                                                  | c                                                                                                  | d                                                                                                  | e                                                                                                  | f                                                                                                  | g                                                                                                  | h                                                                                                  |   |

|   | a                                                                                                | b                                                                                                | c                                                                                                | d                                                                                                | e                                                                                                | f                                                                                                | g                                                                                                | h                                                                                                |   |
| 8 | Dame blanche sur case noire h8 · Tour blanche sur case blanche g6 · Roi noir sur case blanche h3 | Dame blanche sur case noire h8 · Tour blanche sur case blanche g6 · Roi noir sur case blanche h3 | Dame blanche sur case noire h8 · Tour blanche sur case blanche g6 · Roi noir sur case blanche h3 | Dame blanche sur case noire h8 · Tour blanche sur case blanche g6 · Roi noir sur case blanche h3 | Dame blanche sur case noire h8 · Tour blanche sur case blanche g6 · Roi noir sur case blanche h3 | Dame blanche sur case noire h8 · Tour blanche sur case blanche g6 · Roi noir sur case blanche h3 | Dame blanche sur case noire h8 · Tour blanche sur case blanche g6 · Roi noir sur case blanche h3 | Dame blanche sur case noire h8 · Tour blanche sur case blanche g6 · Roi noir sur case blanche h3 | 8 |
| 7 | Dame blanche sur case noire h8 · Tour blanche sur case blanche g6 · Roi noir sur case blanche h3 | Dame blanche sur case noire h8 · Tour blanche sur case blanche g6 · Roi noir sur case blanche h3 | Dame blanche sur case noire h8 · Tour blanche sur case blanche g6 · Roi noir sur case blanche h3 | Dame blanche sur case noire h8 · Tour blanche sur case blanche g6 · Roi noir sur case blanche h3 | Dame blanche sur case noire h8 · Tour blanche sur case blanche g6 · Roi noir sur case blanche h3 | Dame blanche sur case noire h8 · Tour blanche sur case blanche g6 · Roi noir sur case blanche h3 | Dame blanche sur case noire h8 · Tour blanche sur case blanche g6 · Roi noir sur case blanche h3 | Dame blanche sur case noire h8 · Tour blanche sur case blanche g6 · Roi noir sur case blanche h3 | 7 |
| 6 | Dame blanche sur case noire h8 · Tour blanche sur case blanche g6 · Roi noir sur case blanche h3 | Dame blanche sur case noire h8 · Tour blanche sur case blanche g6 · Roi noir sur case blanche h3 | Dame blanche sur case noire h8 · Tour blanche sur case blanche g6 · Roi noir sur case blanche h3 | Dame blanche sur case noire h8 · Tour blanche sur case blanche g6 · Roi noir sur case blanche h3 | Dame blanche sur case noire h8 · Tour blanche sur case blanche g6 · Roi noir sur case blanche h3 | Dame blanche sur case noire h8 · Tour blanche sur case blanche g6 · Roi noir sur case blanche h3 | Dame blanche sur case noire h8 · Tour blanche sur case blanche g6 · Roi noir sur case blanche h3 | Dame blanche sur case noire h8 · Tour blanche sur case blanche g6 · Roi noir sur case blanche h3 | 6 |
| 5 | Dame blanche sur case noire h8 · Tour blanche sur case blanche g6 · Roi noir sur case blanche h3 | Dame blanche sur case noire h8 · Tour blanche sur case blanche g6 · Roi noir sur case blanche h3 | Dame blanche sur case noire h8 · Tour blanche sur case blanche g6 · Roi noir sur case blanche h3 | Dame blanche sur case noire h8 · Tour blanche sur case blanche g6 · Roi noir sur case blanche h3 | Dame blanche sur case noire h8 · Tour blanche sur case blanche g6 · Roi noir sur case blanche h3 | Dame blanche sur case noire h8 · Tour blanche sur case blanche g6 · Roi noir sur case blanche h3 | Dame blanche sur case noire h8 · Tour blanche sur case blanche g6 · Roi noir sur case blanche h3 | Dame blanche sur case noire h8 · Tour blanche sur case blanche g6 · Roi noir sur case blanche h3 | 5 |
| 4 | Dame blanche sur case noire h8 · Tour blanche sur case blanche g6 · Roi noir sur case blanche h3 | Dame blanche sur case noire h8 · Tour blanche sur case blanche g6 · Roi noir sur case blanche h3 | Dame blanche sur case noire h8 · Tour blanche sur case blanche g6 · Roi noir sur case blanche h3 | Dame blanche sur case noire h8 · Tour blanche sur case blanche g6 · Roi noir sur case blanche h3 | Dame blanche sur case noire h8 · Tour blanche sur case blanche g6 · Roi noir sur case blanche h3 | Dame blanche sur case noire h8 · Tour blanche sur case blanche g6 · Roi noir sur case blanche h3 | Dame blanche sur case noire h8 · Tour blanche sur case blanche g6 · Roi noir sur case blanche h3 | Dame blanche sur case noire h8 · Tour blanche sur case blanche g6 · Roi noir sur case blanche h3 | 4 |
| 3 | Dame blanche sur case noire h8 · Tour blanche sur case blanche g6 · Roi noir sur case blanche h3 | Dame blanche sur case noire h8 · Tour blanche sur case blanche g6 · Roi noir sur case blanche h3 | Dame blanche sur case noire h8 · Tour blanche sur case blanche g6 · Roi noir sur case blanche h3 | Dame blanche sur case noire h8 · Tour blanche sur case blanche g6 · Roi noir sur case blanche h3 | Dame blanche sur case noire h8 · Tour blanche sur case blanche g6 · Roi noir sur case blanche h3 | Dame blanche sur case noire h8 · Tour blanche sur case blanche g6 · Roi noir sur case blanche h3 | Dame blanche sur case noire h8 · Tour blanche sur case blanche g6 · Roi noir sur case blanche h3 | Dame blanche sur case noire h8 · Tour blanche sur case blanche g6 · Roi noir sur case blanche h3 | 3 |
| 2 | Dame blanche sur case noire h8 · Tour blanche sur case blanche g6 · Roi noir sur case blanche h3 | Dame blanche sur case noire h8 · Tour blanche sur case blanche g6 · Roi noir sur case blanche h3 | Dame blanche sur case noire h8 · Tour blanche sur case blanche g6 · Roi noir sur case blanche h3 | Dame blanche sur case noire h8 · Tour blanche sur case blanche g6 · Roi noir sur case blanche h3 | Dame blanche sur case noire h8 · Tour blanche sur case blanche g6 · Roi noir sur case blanche h3 | Dame blanche sur case noire h8 · Tour blanche sur case blanche g6 · Roi noir sur case blanche h3 | Dame blanche sur case noire h8 · Tour blanche sur case blanche g6 · Roi noir sur case blanche h3 | Dame blanche sur case noire h8 · Tour blanche sur case blanche g6 · Roi noir sur case blanche h3 | 2 |
| 1 | Dame blanche sur case noire h8 · Tour blanche sur case blanche g6 · Roi noir sur case blanche h3 | Dame blanche sur case noire h8 · Tour blanche sur case blanche g6 · Roi noir sur case blanche h3 | Dame blanche sur case noire h8 · Tour blanche sur case blanche g6 · Roi noir sur case blanche h3 | Dame blanche sur case noire h8 · Tour blanche sur case blanche g6 · Roi noir sur case blanche h3 | Dame blanche sur case noire h8 · Tour blanche sur case blanche g6 · Roi noir sur case blanche h3 | Dame blanche sur case noire h8 · Tour blanche sur case blanche g6 · Roi noir sur case blanche h3 | Dame blanche sur case noire h8 · Tour blanche sur case blanche g6 · Roi noir sur case blanche h3 | Dame blanche sur case noire h8 · Tour blanche sur case blanche g6 · Roi noir sur case blanche h3 | 1 |
|   | a                                                                                                | b                                                                                                | c                                                                                                | d                                                                                                | e                                                                                                | f                                                                                                | g                                                                                                | h                                                                                                |   |

## Mat à l'étouffée
Les mats à l'étouffée sont les mats où les cases de fuite du roi sont occupées par d'autres pièces de la même couleur. On parle le plus souvent de mat à l'étouffée lorsque c'est le cavalier qui met le roi en échec.
La plus ancienne mention connue d'un mat à l'étouffée remonte à Lucena :
|   | a | b | c | d | e | f | g | h |   |
| 8 | Tour noire sur case blanche a8 · Roi noir sur case blanche g8 · Pion noir sur case noire g7 · Pion noir sur case blanche h7 · Cavalier blanc sur case noire e5 · Dame blanche sur case noire c1 | Tour noire sur case blanche a8 · Roi noir sur case blanche g8 · Pion noir sur case noire g7 · Pion noir sur case blanche h7 · Cavalier blanc sur case noire e5 · Dame blanche sur case noire c1 | Tour noire sur case blanche a8 · Roi noir sur case blanche g8 · Pion noir sur case noire g7 · Pion noir sur case blanche h7 · Cavalier blanc sur case noire e5 · Dame blanche sur case noire c1 | Tour noire sur case blanche a8 · Roi noir sur case blanche g8 · Pion noir sur case noire g7 · Pion noir sur case blanche h7 · Cavalier blanc sur case noire e5 · Dame blanche sur case noire c1 | Tour noire sur case blanche a8 · Roi noir sur case blanche g8 · Pion noir sur case noire g7 · Pion noir sur case blanche h7 · Cavalier blanc sur case noire e5 · Dame blanche sur case noire c1 | Tour noire sur case blanche a8 · Roi noir sur case blanche g8 · Pion noir sur case noire g7 · Pion noir sur case blanche h7 · Cavalier blanc sur case noire e5 · Dame blanche sur case noire c1 | Tour noire sur case blanche a8 · Roi noir sur case blanche g8 · Pion noir sur case noire g7 · Pion noir sur case blanche h7 · Cavalier blanc sur case noire e5 · Dame blanche sur case noire c1 | Tour noire sur case blanche a8 · Roi noir sur case blanche g8 · Pion noir sur case noire g7 · Pion noir sur case blanche h7 · Cavalier blanc sur case noire e5 · Dame blanche sur case noire c1 | 8 |
| 7 | Tour noire sur case blanche a8 · Roi noir sur case blanche g8 · Pion noir sur case noire g7 · Pion noir sur case blanche h7 · Cavalier blanc sur case noire e5 · Dame blanche sur case noire c1 | Tour noire sur case blanche a8 · Roi noir sur case blanche g8 · Pion noir sur case noire g7 · Pion noir sur case blanche h7 · Cavalier blanc sur case noire e5 · Dame blanche sur case noire c1 | Tour noire sur case blanche a8 · Roi noir sur case blanche g8 · Pion noir sur case noire g7 · Pion noir sur case blanche h7 · Cavalier blanc sur case noire e5 · Dame blanche sur case noire c1 | Tour noire sur case blanche a8 · Roi noir sur case blanche g8 · Pion noir sur case noire g7 · Pion noir sur case blanche h7 · Cavalier blanc sur case noire e5 · Dame blanche sur case noire c1 | Tour noire sur case blanche a8 · Roi noir sur case blanche g8 · Pion noir sur case noire g7 · Pion noir sur case blanche h7 · Cavalier blanc sur case noire e5 · Dame blanche sur case noire c1 | Tour noire sur case blanche a8 · Roi noir sur case blanche g8 · Pion noir sur case noire g7 · Pion noir sur case blanche h7 · Cavalier blanc sur case noire e5 · Dame blanche sur case noire c1 | Tour noire sur case blanche a8 · Roi noir sur case blanche g8 · Pion noir sur case noire g7 · Pion noir sur case blanche h7 · Cavalier blanc sur case noire e5 · Dame blanche sur case noire c1 | Tour noire sur case blanche a8 · Roi noir sur case blanche g8 · Pion noir sur case noire g7 · Pion noir sur case blanche h7 · Cavalier blanc sur case noire e5 · Dame blanche sur case noire c1 | 7 |
| 6 | Tour noire sur case blanche a8 · Roi noir sur case blanche g8 · Pion noir sur case noire g7 · Pion noir sur case blanche h7 · Cavalier blanc sur case noire e5 · Dame blanche sur case noire c1 | Tour noire sur case blanche a8 · Roi noir sur case blanche g8 · Pion noir sur case noire g7 · Pion noir sur case blanche h7 · Cavalier blanc sur case noire e5 · Dame blanche sur case noire c1 | Tour noire sur case blanche a8 · Roi noir sur case blanche g8 · Pion noir sur case noire g7 · Pion noir sur case blanche h7 · Cavalier blanc sur case noire e5 · Dame blanche sur case noire c1 | Tour noire sur case blanche a8 · Roi noir sur case blanche g8 · Pion noir sur case noire g7 · Pion noir sur case blanche h7 · Cavalier blanc sur case noire e5 · Dame blanche sur case noire c1 | Tour noire sur case blanche a8 · Roi noir sur case blanche g8 · Pion noir sur case noire g7 · Pion noir sur case blanche h7 · Cavalier blanc sur case noire e5 · Dame blanche sur case noire c1 | Tour noire sur case blanche a8 · Roi noir sur case blanche g8 · Pion noir sur case noire g7 · Pion noir sur case blanche h7 · Cavalier blanc sur case noire e5 · Dame blanche sur case noire c1 | Tour noire sur case blanche a8 · Roi noir sur case blanche g8 · Pion noir sur case noire g7 · Pion noir sur case blanche h7 · Cavalier blanc sur case noire e5 · Dame blanche sur case noire c1 | Tour noire sur case blanche a8 · Roi noir sur case blanche g8 · Pion noir sur case noire g7 · Pion noir sur case blanche h7 · Cavalier blanc sur case noire e5 · Dame blanche sur case noire c1 | 6 |
| 5 | Tour noire sur case blanche a8 · Roi noir sur case blanche g8 · Pion noir sur case noire g7 · Pion noir sur case blanche h7 · Cavalier blanc sur case noire e5 · Dame blanche sur case noire c1 | Tour noire sur case blanche a8 · Roi noir sur case blanche g8 · Pion noir sur case noire g7 · Pion noir sur case blanche h7 · Cavalier blanc sur case noire e5 · Dame blanche sur case noire c1 | Tour noire sur case blanche a8 · Roi noir sur case blanche g8 · Pion noir sur case noire g7 · Pion noir sur case blanche h7 · Cavalier blanc sur case noire e5 · Dame blanche sur case noire c1 | Tour noire sur case blanche a8 · Roi noir sur case blanche g8 · Pion noir sur case noire g7 · Pion noir sur case blanche h7 · Cavalier blanc sur case noire e5 · Dame blanche sur case noire c1 | Tour noire sur case blanche a8 · Roi noir sur case blanche g8 · Pion noir sur case noire g7 · Pion noir sur case blanche h7 · Cavalier blanc sur case noire e5 · Dame blanche sur case noire c1 | Tour noire sur case blanche a8 · Roi noir sur case blanche g8 · Pion noir sur case noire g7 · Pion noir sur case blanche h7 · Cavalier blanc sur case noire e5 · Dame blanche sur case noire c1 | Tour noire sur case blanche a8 · Roi noir sur case blanche g8 · Pion noir sur case noire g7 · Pion noir sur case blanche h7 · Cavalier blanc sur case noire e5 · Dame blanche sur case noire c1 | Tour noire sur case blanche a8 · Roi noir sur case blanche g8 · Pion noir sur case noire g7 · Pion noir sur case blanche h7 · Cavalier blanc sur case noire e5 · Dame blanche sur case noire c1 | 5 |
| 4 | Tour noire sur case blanche a8 · Roi noir sur case blanche g8 · Pion noir sur case noire g7 · Pion noir sur case blanche h7 · Cavalier blanc sur case noire e5 · Dame blanche sur case noire c1 | Tour noire sur case blanche a8 · Roi noir sur case blanche g8 · Pion noir sur case noire g7 · Pion noir sur case blanche h7 · Cavalier blanc sur case noire e5 · Dame blanche sur case noire c1 | Tour noire sur case blanche a8 · Roi noir sur case blanche g8 · Pion noir sur case noire g7 · Pion noir sur case blanche h7 · Cavalier blanc sur case noire e5 · Dame blanche sur case noire c1 | Tour noire sur case blanche a8 · Roi noir sur case blanche g8 · Pion noir sur case noire g7 · Pion noir sur case blanche h7 · Cavalier blanc sur case noire e5 · Dame blanche sur case noire c1 | Tour noire sur case blanche a8 · Roi noir sur case blanche g8 · Pion noir sur case noire g7 · Pion noir sur case blanche h7 · Cavalier blanc sur case noire e5 · Dame blanche sur case noire c1 | Tour noire sur case blanche a8 · Roi noir sur case blanche g8 · Pion noir sur case noire g7 · Pion noir sur case blanche h7 · Cavalier blanc sur case noire e5 · Dame blanche sur case noire c1 | Tour noire sur case blanche a8 · Roi noir sur case blanche g8 · Pion noir sur case noire g7 · Pion noir sur case blanche h7 · Cavalier blanc sur case noire e5 · Dame blanche sur case noire c1 | Tour noire sur case blanche a8 · Roi noir sur case blanche g8 · Pion noir sur case noire g7 · Pion noir sur case blanche h7 · Cavalier blanc sur case noire e5 · Dame blanche sur case noire c1 | 4 |
| 3 | Tour noire sur case blanche a8 · Roi noir sur case blanche g8 · Pion noir sur case noire g7 · Pion noir sur case blanche h7 · Cavalier blanc sur case noire e5 · Dame blanche sur case noire c1 | Tour noire sur case blanche a8 · Roi noir sur case blanche g8 · Pion noir sur case noire g7 · Pion noir sur case blanche h7 · Cavalier blanc sur case noire e5 · Dame blanche sur case noire c1 | Tour noire sur case blanche a8 · Roi noir sur case blanche g8 · Pion noir sur case noire g7 · Pion noir sur case blanche h7 · Cavalier blanc sur case noire e5 · Dame blanche sur case noire c1 | Tour noire sur case blanche a8 · Roi noir sur case blanche g8 · Pion noir sur case noire g7 · Pion noir sur case blanche h7 · Cavalier blanc sur case noire e5 · Dame blanche sur case noire c1 | Tour noire sur case blanche a8 · Roi noir sur case blanche g8 · Pion noir sur case noire g7 · Pion noir sur case blanche h7 · Cavalier blanc sur case noire e5 · Dame blanche sur case noire c1 | Tour noire sur case blanche a8 · Roi noir sur case blanche g8 · Pion noir sur case noire g7 · Pion noir sur case blanche h7 · Cavalier blanc sur case noire e5 · Dame blanche sur case noire c1 | Tour noire sur case blanche a8 · Roi noir sur case blanche g8 · Pion noir sur case noire g7 · Pion noir sur case blanche h7 · Cavalier blanc sur case noire e5 · Dame blanche sur case noire c1 | Tour noire sur case blanche a8 · Roi noir sur case blanche g8 · Pion noir sur case noire g7 · Pion noir sur case blanche h7 · Cavalier blanc sur case noire e5 · Dame blanche sur case noire c1 | 3 |
| 2 | Tour noire sur case blanche a8 · Roi noir sur case blanche g8 · Pion noir sur case noire g7 · Pion noir sur case blanche h7 · Cavalier blanc sur case noire e5 · Dame blanche sur case noire c1 | Tour noire sur case blanche a8 · Roi noir sur case blanche g8 · Pion noir sur case noire g7 · Pion noir sur case blanche h7 · Cavalier blanc sur case noire e5 · Dame blanche sur case noire c1 | Tour noire sur case blanche a8 · Roi noir sur case blanche g8 · Pion noir sur case noire g7 · Pion noir sur case blanche h7 · Cavalier blanc sur case noire e5 · Dame blanche sur case noire c1 | Tour noire sur case blanche a8 · Roi noir sur case blanche g8 · Pion noir sur case noire g7 · Pion noir sur case blanche h7 · Cavalier blanc sur case noire e5 · Dame blanche sur case noire c1 | Tour noire sur case blanche a8 · Roi noir sur case blanche g8 · Pion noir sur case noire g7 · Pion noir sur case blanche h7 · Cavalier blanc sur case noire e5 · Dame blanche sur case noire c1 | Tour noire sur case blanche a8 · Roi noir sur case blanche g8 · Pion noir sur case noire g7 · Pion noir sur case blanche h7 · Cavalier blanc sur case noire e5 · Dame blanche sur case noire c1 | Tour noire sur case blanche a8 · Roi noir sur case blanche g8 · Pion noir sur case noire g7 · Pion noir sur case blanche h7 · Cavalier blanc sur case noire e5 · Dame blanche sur case noire c1 | Tour noire sur case blanche a8 · Roi noir sur case blanche g8 · Pion noir sur case noire g7 · Pion noir sur case blanche h7 · Cavalier blanc sur case noire e5 · Dame blanche sur case noire c1 | 2 |
| 1 | Tour noire sur case blanche a8 · Roi noir sur case blanche g8 · Pion noir sur case noire g7 · Pion noir sur case blanche h7 · Cavalier blanc sur case noire e5 · Dame blanche sur case noire c1 | Tour noire sur case blanche a8 · Roi noir sur case blanche g8 · Pion noir sur case noire g7 · Pion noir sur case blanche h7 · Cavalier blanc sur case noire e5 · Dame blanche sur case noire c1 | Tour noire sur case blanche a8 · Roi noir sur case blanche g8 · Pion noir sur case noire g7 · Pion noir sur case blanche h7 · Cavalier blanc sur case noire e5 · Dame blanche sur case noire c1 | Tour noire sur case blanche a8 · Roi noir sur case blanche g8 · Pion noir sur case noire g7 · Pion noir sur case blanche h7 · Cavalier blanc sur case noire e5 · Dame blanche sur case noire c1 | Tour noire sur case blanche a8 · Roi noir sur case blanche g8 · Pion noir sur case noire g7 · Pion noir sur case blanche h7 · Cavalier blanc sur case noire e5 · Dame blanche sur case noire c1 | Tour noire sur case blanche a8 · Roi noir sur case blanche g8 · Pion noir sur case noire g7 · Pion noir sur case blanche h7 · Cavalier blanc sur case noire e5 · Dame blanche sur case noire c1 | Tour noire sur case blanche a8 · Roi noir sur case blanche g8 · Pion noir sur case noire g7 · Pion noir sur case blanche h7 · Cavalier blanc sur case noire e5 · Dame blanche sur case noire c1 | Tour noire sur case blanche a8 · Roi noir sur case blanche g8 · Pion noir sur case noire g7 · Pion noir sur case blanche h7 · Cavalier blanc sur case noire e5 · Dame blanche sur case noire c1 | 1 |
|   | a | b | c | d | e | f | g | h |   |

|   | a | b | c | d | e | f | g | h |   |
| 8 | Tour noire sur case blanche g8 · Roi noir sur case noire h8 · Cavalier blanc sur case blanche f7 · Pion noir sur case noire g7 · Pion noir sur case blanche h7 | Tour noire sur case blanche g8 · Roi noir sur case noire h8 · Cavalier blanc sur case blanche f7 · Pion noir sur case noire g7 · Pion noir sur case blanche h7 | Tour noire sur case blanche g8 · Roi noir sur case noire h8 · Cavalier blanc sur case blanche f7 · Pion noir sur case noire g7 · Pion noir sur case blanche h7 | Tour noire sur case blanche g8 · Roi noir sur case noire h8 · Cavalier blanc sur case blanche f7 · Pion noir sur case noire g7 · Pion noir sur case blanche h7 | Tour noire sur case blanche g8 · Roi noir sur case noire h8 · Cavalier blanc sur case blanche f7 · Pion noir sur case noire g7 · Pion noir sur case blanche h7 | Tour noire sur case blanche g8 · Roi noir sur case noire h8 · Cavalier blanc sur case blanche f7 · Pion noir sur case noire g7 · Pion noir sur case blanche h7 | Tour noire sur case blanche g8 · Roi noir sur case noire h8 · Cavalier blanc sur case blanche f7 · Pion noir sur case noire g7 · Pion noir sur case blanche h7 | Tour noire sur case blanche g8 · Roi noir sur case noire h8 · Cavalier blanc sur case blanche f7 · Pion noir sur case noire g7 · Pion noir sur case blanche h7 | 8 |
| 7 | Tour noire sur case blanche g8 · Roi noir sur case noire h8 · Cavalier blanc sur case blanche f7 · Pion noir sur case noire g7 · Pion noir sur case blanche h7 | Tour noire sur case blanche g8 · Roi noir sur case noire h8 · Cavalier blanc sur case blanche f7 · Pion noir sur case noire g7 · Pion noir sur case blanche h7 | Tour noire sur case blanche g8 · Roi noir sur case noire h8 · Cavalier blanc sur case blanche f7 · Pion noir sur case noire g7 · Pion noir sur case blanche h7 | Tour noire sur case blanche g8 · Roi noir sur case noire h8 · Cavalier blanc sur case blanche f7 · Pion noir sur case noire g7 · Pion noir sur case blanche h7 | Tour noire sur case blanche g8 · Roi noir sur case noire h8 · Cavalier blanc sur case blanche f7 · Pion noir sur case noire g7 · Pion noir sur case blanche h7 | Tour noire sur case blanche g8 · Roi noir sur case noire h8 · Cavalier blanc sur case blanche f7 · Pion noir sur case noire g7 · Pion noir sur case blanche h7 | Tour noire sur case blanche g8 · Roi noir sur case noire h8 · Cavalier blanc sur case blanche f7 · Pion noir sur case noire g7 · Pion noir sur case blanche h7 | Tour noire sur case blanche g8 · Roi noir sur case noire h8 · Cavalier blanc sur case blanche f7 · Pion noir sur case noire g7 · Pion noir sur case blanche h7 | 7 |
| 6 | Tour noire sur case blanche g8 · Roi noir sur case noire h8 · Cavalier blanc sur case blanche f7 · Pion noir sur case noire g7 · Pion noir sur case blanche h7 | Tour noire sur case blanche g8 · Roi noir sur case noire h8 · Cavalier blanc sur case blanche f7 · Pion noir sur case noire g7 · Pion noir sur case blanche h7 | Tour noire sur case blanche g8 · Roi noir sur case noire h8 · Cavalier blanc sur case blanche f7 · Pion noir sur case noire g7 · Pion noir sur case blanche h7 | Tour noire sur case blanche g8 · Roi noir sur case noire h8 · Cavalier blanc sur case blanche f7 · Pion noir sur case noire g7 · Pion noir sur case blanche h7 | Tour noire sur case blanche g8 · Roi noir sur case noire h8 · Cavalier blanc sur case blanche f7 · Pion noir sur case noire g7 · Pion noir sur case blanche h7 | Tour noire sur case blanche g8 · Roi noir sur case noire h8 · Cavalier blanc sur case blanche f7 · Pion noir sur case noire g7 · Pion noir sur case blanche h7 | Tour noire sur case blanche g8 · Roi noir sur case noire h8 · Cavalier blanc sur case blanche f7 · Pion noir sur case noire g7 · Pion noir sur case blanche h7 | Tour noire sur case blanche g8 · Roi noir sur case noire h8 · Cavalier blanc sur case blanche f7 · Pion noir sur case noire g7 · Pion noir sur case blanche h7 | 6 |
| 5 | Tour noire sur case blanche g8 · Roi noir sur case noire h8 · Cavalier blanc sur case blanche f7 · Pion noir sur case noire g7 · Pion noir sur case blanche h7 | Tour noire sur case blanche g8 · Roi noir sur case noire h8 · Cavalier blanc sur case blanche f7 · Pion noir sur case noire g7 · Pion noir sur case blanche h7 | Tour noire sur case blanche g8 · Roi noir sur case noire h8 · Cavalier blanc sur case blanche f7 · Pion noir sur case noire g7 · Pion noir sur case blanche h7 | Tour noire sur case blanche g8 · Roi noir sur case noire h8 · Cavalier blanc sur case blanche f7 · Pion noir sur case noire g7 · Pion noir sur case blanche h7 | Tour noire sur case blanche g8 · Roi noir sur case noire h8 · Cavalier blanc sur case blanche f7 · Pion noir sur case noire g7 · Pion noir sur case blanche h7 | Tour noire sur case blanche g8 · Roi noir sur case noire h8 · Cavalier blanc sur case blanche f7 · Pion noir sur case noire g7 · Pion noir sur case blanche h7 | Tour noire sur case blanche g8 · Roi noir sur case noire h8 · Cavalier blanc sur case blanche f7 · Pion noir sur case noire g7 · Pion noir sur case blanche h7 | Tour noire sur case blanche g8 · Roi noir sur case noire h8 · Cavalier blanc sur case blanche f7 · Pion noir sur case noire g7 · Pion noir sur case blanche h7 | 5 |
| 4 | Tour noire sur case blanche g8 · Roi noir sur case noire h8 · Cavalier blanc sur case blanche f7 · Pion noir sur case noire g7 · Pion noir sur case blanche h7 | Tour noire sur case blanche g8 · Roi noir sur case noire h8 · Cavalier blanc sur case blanche f7 · Pion noir sur case noire g7 · Pion noir sur case blanche h7 | Tour noire sur case blanche g8 · Roi noir sur case noire h8 · Cavalier blanc sur case blanche f7 · Pion noir sur case noire g7 · Pion noir sur case blanche h7 | Tour noire sur case blanche g8 · Roi noir sur case noire h8 · Cavalier blanc sur case blanche f7 · Pion noir sur case noire g7 · Pion noir sur case blanche h7 | Tour noire sur case blanche g8 · Roi noir sur case noire h8 · Cavalier blanc sur case blanche f7 · Pion noir sur case noire g7 · Pion noir sur case blanche h7 | Tour noire sur case blanche g8 · Roi noir sur case noire h8 · Cavalier blanc sur case blanche f7 · Pion noir sur case noire g7 · Pion noir sur case blanche h7 | Tour noire sur case blanche g8 · Roi noir sur case noire h8 · Cavalier blanc sur case blanche f7 · Pion noir sur case noire g7 · Pion noir sur case blanche h7 | Tour noire sur case blanche g8 · Roi noir sur case noire h8 · Cavalier blanc sur case blanche f7 · Pion noir sur case noire g7 · Pion noir sur case blanche h7 | 4 |
| 3 | Tour noire sur case blanche g8 · Roi noir sur case noire h8 · Cavalier blanc sur case blanche f7 · Pion noir sur case noire g7 · Pion noir sur case blanche h7 | Tour noire sur case blanche g8 · Roi noir sur case noire h8 · Cavalier blanc sur case blanche f7 · Pion noir sur case noire g7 · Pion noir sur case blanche h7 | Tour noire sur case blanche g8 · Roi noir sur case noire h8 · Cavalier blanc sur case blanche f7 · Pion noir sur case noire g7 · Pion noir sur case blanche h7 | Tour noire sur case blanche g8 · Roi noir sur case noire h8 · Cavalier blanc sur case blanche f7 · Pion noir sur case noire g7 · Pion noir sur case blanche h7 | Tour noire sur case blanche g8 · Roi noir sur case noire h8 · Cavalier blanc sur case blanche f7 · Pion noir sur case noire g7 · Pion noir sur case blanche h7 | Tour noire sur case blanche g8 · Roi noir sur case noire h8 · Cavalier blanc sur case blanche f7 · Pion noir sur case noire g7 · Pion noir sur case blanche h7 | Tour noire sur case blanche g8 · Roi noir sur case noire h8 · Cavalier blanc sur case blanche f7 · Pion noir sur case noire g7 · Pion noir sur case blanche h7 | Tour noire sur case blanche g8 · Roi noir sur case noire h8 · Cavalier blanc sur case blanche f7 · Pion noir sur case noire g7 · Pion noir sur case blanche h7 | 3 |
| 2 | Tour noire sur case blanche g8 · Roi noir sur case noire h8 · Cavalier blanc sur case blanche f7 · Pion noir sur case noire g7 · Pion noir sur case blanche h7 | Tour noire sur case blanche g8 · Roi noir sur case noire h8 · Cavalier blanc sur case blanche f7 · Pion noir sur case noire g7 · Pion noir sur case blanche h7 | Tour noire sur case blanche g8 · Roi noir sur case noire h8 · Cavalier blanc sur case blanche f7 · Pion noir sur case noire g7 · Pion noir sur case blanche h7 | Tour noire sur case blanche g8 · Roi noir sur case noire h8 · Cavalier blanc sur case blanche f7 · Pion noir sur case noire g7 · Pion noir sur case blanche h7 | Tour noire sur case blanche g8 · Roi noir sur case noire h8 · Cavalier blanc sur case blanche f7 · Pion noir sur case noire g7 · Pion noir sur case blanche h7 | Tour noire sur case blanche g8 · Roi noir sur case noire h8 · Cavalier blanc sur case blanche f7 · Pion noir sur case noire g7 · Pion noir sur case blanche h7 | Tour noire sur case blanche g8 · Roi noir sur case noire h8 · Cavalier blanc sur case blanche f7 · Pion noir sur case noire g7 · Pion noir sur case blanche h7 | Tour noire sur case blanche g8 · Roi noir sur case noire h8 · Cavalier blanc sur case blanche f7 · Pion noir sur case noire g7 · Pion noir sur case blanche h7 | 2 |
| 1 | Tour noire sur case blanche g8 · Roi noir sur case noire h8 · Cavalier blanc sur case blanche f7 · Pion noir sur case noire g7 · Pion noir sur case blanche h7 | Tour noire sur case blanche g8 · Roi noir sur case noire h8 · Cavalier blanc sur case blanche f7 · Pion noir sur case noire g7 · Pion noir sur case blanche h7 | Tour noire sur case blanche g8 · Roi noir sur case noire h8 · Cavalier blanc sur case blanche f7 · Pion noir sur case noire g7 · Pion noir sur case blanche h7 | Tour noire sur case blanche g8 · Roi noir sur case noire h8 · Cavalier blanc sur case blanche f7 · Pion noir sur case noire g7 · Pion noir sur case blanche h7 | Tour noire sur case blanche g8 · Roi noir sur case noire h8 · Cavalier blanc sur case blanche f7 · Pion noir sur case noire g7 · Pion noir sur case blanche h7 | Tour noire sur case blanche g8 · Roi noir sur case noire h8 · Cavalier blanc sur case blanche f7 · Pion noir sur case noire g7 · Pion noir sur case blanche h7 | Tour noire sur case blanche g8 · Roi noir sur case noire h8 · Cavalier blanc sur case blanche f7 · Pion noir sur case noire g7 · Pion noir sur case blanche h7 | Tour noire sur case blanche g8 · Roi noir sur case noire h8 · Cavalier blanc sur case blanche f7 · Pion noir sur case noire g7 · Pion noir sur case blanche h7 | 1 |
|   | a | b | c | d | e | f | g | h |   |

Lucena propose la combinaison de mat suivante :
1. Dc4+ Rh8 (Si 1. ... Rf8 2. Df7#)
2. Cf7+ Rg8
3. Ch6+ (c'est un double échec, les Noirs doivent bouger leur Roi.) Rh8 (Sur 3...Rf8 les blancs matent par 4. Df7#)
4. Dg8+!! Txg8 5. Cf7#

## Mat semi-étouffé
Le mat semi-étouffé est une variante du mat à l'étouffée :
|   | a | b | c | d | e | f | g | h |   |
| 8 | Cavalier blanc sur case noire f8 · Roi noir sur case noire h8 · Pion noir sur case noire g7 · Fou blanc sur case blanche e6 · Cavalier noir sur case noire f6 · Pion noir sur case noire h6 · Dame blanche sur case blanche d3 | Cavalier blanc sur case noire f8 · Roi noir sur case noire h8 · Pion noir sur case noire g7 · Fou blanc sur case blanche e6 · Cavalier noir sur case noire f6 · Pion noir sur case noire h6 · Dame blanche sur case blanche d3 | Cavalier blanc sur case noire f8 · Roi noir sur case noire h8 · Pion noir sur case noire g7 · Fou blanc sur case blanche e6 · Cavalier noir sur case noire f6 · Pion noir sur case noire h6 · Dame blanche sur case blanche d3 | Cavalier blanc sur case noire f8 · Roi noir sur case noire h8 · Pion noir sur case noire g7 · Fou blanc sur case blanche e6 · Cavalier noir sur case noire f6 · Pion noir sur case noire h6 · Dame blanche sur case blanche d3 | Cavalier blanc sur case noire f8 · Roi noir sur case noire h8 · Pion noir sur case noire g7 · Fou blanc sur case blanche e6 · Cavalier noir sur case noire f6 · Pion noir sur case noire h6 · Dame blanche sur case blanche d3 | Cavalier blanc sur case noire f8 · Roi noir sur case noire h8 · Pion noir sur case noire g7 · Fou blanc sur case blanche e6 · Cavalier noir sur case noire f6 · Pion noir sur case noire h6 · Dame blanche sur case blanche d3 | Cavalier blanc sur case noire f8 · Roi noir sur case noire h8 · Pion noir sur case noire g7 · Fou blanc sur case blanche e6 · Cavalier noir sur case noire f6 · Pion noir sur case noire h6 · Dame blanche sur case blanche d3 | Cavalier blanc sur case noire f8 · Roi noir sur case noire h8 · Pion noir sur case noire g7 · Fou blanc sur case blanche e6 · Cavalier noir sur case noire f6 · Pion noir sur case noire h6 · Dame blanche sur case blanche d3 | 8 |
| 7 | Cavalier blanc sur case noire f8 · Roi noir sur case noire h8 · Pion noir sur case noire g7 · Fou blanc sur case blanche e6 · Cavalier noir sur case noire f6 · Pion noir sur case noire h6 · Dame blanche sur case blanche d3 | Cavalier blanc sur case noire f8 · Roi noir sur case noire h8 · Pion noir sur case noire g7 · Fou blanc sur case blanche e6 · Cavalier noir sur case noire f6 · Pion noir sur case noire h6 · Dame blanche sur case blanche d3 | Cavalier blanc sur case noire f8 · Roi noir sur case noire h8 · Pion noir sur case noire g7 · Fou blanc sur case blanche e6 · Cavalier noir sur case noire f6 · Pion noir sur case noire h6 · Dame blanche sur case blanche d3 | Cavalier blanc sur case noire f8 · Roi noir sur case noire h8 · Pion noir sur case noire g7 · Fou blanc sur case blanche e6 · Cavalier noir sur case noire f6 · Pion noir sur case noire h6 · Dame blanche sur case blanche d3 | Cavalier blanc sur case noire f8 · Roi noir sur case noire h8 · Pion noir sur case noire g7 · Fou blanc sur case blanche e6 · Cavalier noir sur case noire f6 · Pion noir sur case noire h6 · Dame blanche sur case blanche d3 | Cavalier blanc sur case noire f8 · Roi noir sur case noire h8 · Pion noir sur case noire g7 · Fou blanc sur case blanche e6 · Cavalier noir sur case noire f6 · Pion noir sur case noire h6 · Dame blanche sur case blanche d3 | Cavalier blanc sur case noire f8 · Roi noir sur case noire h8 · Pion noir sur case noire g7 · Fou blanc sur case blanche e6 · Cavalier noir sur case noire f6 · Pion noir sur case noire h6 · Dame blanche sur case blanche d3 | Cavalier blanc sur case noire f8 · Roi noir sur case noire h8 · Pion noir sur case noire g7 · Fou blanc sur case blanche e6 · Cavalier noir sur case noire f6 · Pion noir sur case noire h6 · Dame blanche sur case blanche d3 | 7 |
| 6 | Cavalier blanc sur case noire f8 · Roi noir sur case noire h8 · Pion noir sur case noire g7 · Fou blanc sur case blanche e6 · Cavalier noir sur case noire f6 · Pion noir sur case noire h6 · Dame blanche sur case blanche d3 | Cavalier blanc sur case noire f8 · Roi noir sur case noire h8 · Pion noir sur case noire g7 · Fou blanc sur case blanche e6 · Cavalier noir sur case noire f6 · Pion noir sur case noire h6 · Dame blanche sur case blanche d3 | Cavalier blanc sur case noire f8 · Roi noir sur case noire h8 · Pion noir sur case noire g7 · Fou blanc sur case blanche e6 · Cavalier noir sur case noire f6 · Pion noir sur case noire h6 · Dame blanche sur case blanche d3 | Cavalier blanc sur case noire f8 · Roi noir sur case noire h8 · Pion noir sur case noire g7 · Fou blanc sur case blanche e6 · Cavalier noir sur case noire f6 · Pion noir sur case noire h6 · Dame blanche sur case blanche d3 | Cavalier blanc sur case noire f8 · Roi noir sur case noire h8 · Pion noir sur case noire g7 · Fou blanc sur case blanche e6 · Cavalier noir sur case noire f6 · Pion noir sur case noire h6 · Dame blanche sur case blanche d3 | Cavalier blanc sur case noire f8 · Roi noir sur case noire h8 · Pion noir sur case noire g7 · Fou blanc sur case blanche e6 · Cavalier noir sur case noire f6 · Pion noir sur case noire h6 · Dame blanche sur case blanche d3 | Cavalier blanc sur case noire f8 · Roi noir sur case noire h8 · Pion noir sur case noire g7 · Fou blanc sur case blanche e6 · Cavalier noir sur case noire f6 · Pion noir sur case noire h6 · Dame blanche sur case blanche d3 | Cavalier blanc sur case noire f8 · Roi noir sur case noire h8 · Pion noir sur case noire g7 · Fou blanc sur case blanche e6 · Cavalier noir sur case noire f6 · Pion noir sur case noire h6 · Dame blanche sur case blanche d3 | 6 |
| 5 | Cavalier blanc sur case noire f8 · Roi noir sur case noire h8 · Pion noir sur case noire g7 · Fou blanc sur case blanche e6 · Cavalier noir sur case noire f6 · Pion noir sur case noire h6 · Dame blanche sur case blanche d3 | Cavalier blanc sur case noire f8 · Roi noir sur case noire h8 · Pion noir sur case noire g7 · Fou blanc sur case blanche e6 · Cavalier noir sur case noire f6 · Pion noir sur case noire h6 · Dame blanche sur case blanche d3 | Cavalier blanc sur case noire f8 · Roi noir sur case noire h8 · Pion noir sur case noire g7 · Fou blanc sur case blanche e6 · Cavalier noir sur case noire f6 · Pion noir sur case noire h6 · Dame blanche sur case blanche d3 | Cavalier blanc sur case noire f8 · Roi noir sur case noire h8 · Pion noir sur case noire g7 · Fou blanc sur case blanche e6 · Cavalier noir sur case noire f6 · Pion noir sur case noire h6 · Dame blanche sur case blanche d3 | Cavalier blanc sur case noire f8 · Roi noir sur case noire h8 · Pion noir sur case noire g7 · Fou blanc sur case blanche e6 · Cavalier noir sur case noire f6 · Pion noir sur case noire h6 · Dame blanche sur case blanche d3 | Cavalier blanc sur case noire f8 · Roi noir sur case noire h8 · Pion noir sur case noire g7 · Fou blanc sur case blanche e6 · Cavalier noir sur case noire f6 · Pion noir sur case noire h6 · Dame blanche sur case blanche d3 | Cavalier blanc sur case noire f8 · Roi noir sur case noire h8 · Pion noir sur case noire g7 · Fou blanc sur case blanche e6 · Cavalier noir sur case noire f6 · Pion noir sur case noire h6 · Dame blanche sur case blanche d3 | Cavalier blanc sur case noire f8 · Roi noir sur case noire h8 · Pion noir sur case noire g7 · Fou blanc sur case blanche e6 · Cavalier noir sur case noire f6 · Pion noir sur case noire h6 · Dame blanche sur case blanche d3 | 5 |
| 4 | Cavalier blanc sur case noire f8 · Roi noir sur case noire h8 · Pion noir sur case noire g7 · Fou blanc sur case blanche e6 · Cavalier noir sur case noire f6 · Pion noir sur case noire h6 · Dame blanche sur case blanche d3 | Cavalier blanc sur case noire f8 · Roi noir sur case noire h8 · Pion noir sur case noire g7 · Fou blanc sur case blanche e6 · Cavalier noir sur case noire f6 · Pion noir sur case noire h6 · Dame blanche sur case blanche d3 | Cavalier blanc sur case noire f8 · Roi noir sur case noire h8 · Pion noir sur case noire g7 · Fou blanc sur case blanche e6 · Cavalier noir sur case noire f6 · Pion noir sur case noire h6 · Dame blanche sur case blanche d3 | Cavalier blanc sur case noire f8 · Roi noir sur case noire h8 · Pion noir sur case noire g7 · Fou blanc sur case blanche e6 · Cavalier noir sur case noire f6 · Pion noir sur case noire h6 · Dame blanche sur case blanche d3 | Cavalier blanc sur case noire f8 · Roi noir sur case noire h8 · Pion noir sur case noire g7 · Fou blanc sur case blanche e6 · Cavalier noir sur case noire f6 · Pion noir sur case noire h6 · Dame blanche sur case blanche d3 | Cavalier blanc sur case noire f8 · Roi noir sur case noire h8 · Pion noir sur case noire g7 · Fou blanc sur case blanche e6 · Cavalier noir sur case noire f6 · Pion noir sur case noire h6 · Dame blanche sur case blanche d3 | Cavalier blanc sur case noire f8 · Roi noir sur case noire h8 · Pion noir sur case noire g7 · Fou blanc sur case blanche e6 · Cavalier noir sur case noire f6 · Pion noir sur case noire h6 · Dame blanche sur case blanche d3 | Cavalier blanc sur case noire f8 · Roi noir sur case noire h8 · Pion noir sur case noire g7 · Fou blanc sur case blanche e6 · Cavalier noir sur case noire f6 · Pion noir sur case noire h6 · Dame blanche sur case blanche d3 | 4 |
| 3 | Cavalier blanc sur case noire f8 · Roi noir sur case noire h8 · Pion noir sur case noire g7 · Fou blanc sur case blanche e6 · Cavalier noir sur case noire f6 · Pion noir sur case noire h6 · Dame blanche sur case blanche d3 | Cavalier blanc sur case noire f8 · Roi noir sur case noire h8 · Pion noir sur case noire g7 · Fou blanc sur case blanche e6 · Cavalier noir sur case noire f6 · Pion noir sur case noire h6 · Dame blanche sur case blanche d3 | Cavalier blanc sur case noire f8 · Roi noir sur case noire h8 · Pion noir sur case noire g7 · Fou blanc sur case blanche e6 · Cavalier noir sur case noire f6 · Pion noir sur case noire h6 · Dame blanche sur case blanche d3 | Cavalier blanc sur case noire f8 · Roi noir sur case noire h8 · Pion noir sur case noire g7 · Fou blanc sur case blanche e6 · Cavalier noir sur case noire f6 · Pion noir sur case noire h6 · Dame blanche sur case blanche d3 | Cavalier blanc sur case noire f8 · Roi noir sur case noire h8 · Pion noir sur case noire g7 · Fou blanc sur case blanche e6 · Cavalier noir sur case noire f6 · Pion noir sur case noire h6 · Dame blanche sur case blanche d3 | Cavalier blanc sur case noire f8 · Roi noir sur case noire h8 · Pion noir sur case noire g7 · Fou blanc sur case blanche e6 · Cavalier noir sur case noire f6 · Pion noir sur case noire h6 · Dame blanche sur case blanche d3 | Cavalier blanc sur case noire f8 · Roi noir sur case noire h8 · Pion noir sur case noire g7 · Fou blanc sur case blanche e6 · Cavalier noir sur case noire f6 · Pion noir sur case noire h6 · Dame blanche sur case blanche d3 | Cavalier blanc sur case noire f8 · Roi noir sur case noire h8 · Pion noir sur case noire g7 · Fou blanc sur case blanche e6 · Cavalier noir sur case noire f6 · Pion noir sur case noire h6 · Dame blanche sur case blanche d3 | 3 |
| 2 | Cavalier blanc sur case noire f8 · Roi noir sur case noire h8 · Pion noir sur case noire g7 · Fou blanc sur case blanche e6 · Cavalier noir sur case noire f6 · Pion noir sur case noire h6 · Dame blanche sur case blanche d3 | Cavalier blanc sur case noire f8 · Roi noir sur case noire h8 · Pion noir sur case noire g7 · Fou blanc sur case blanche e6 · Cavalier noir sur case noire f6 · Pion noir sur case noire h6 · Dame blanche sur case blanche d3 | Cavalier blanc sur case noire f8 · Roi noir sur case noire h8 · Pion noir sur case noire g7 · Fou blanc sur case blanche e6 · Cavalier noir sur case noire f6 · Pion noir sur case noire h6 · Dame blanche sur case blanche d3 | Cavalier blanc sur case noire f8 · Roi noir sur case noire h8 · Pion noir sur case noire g7 · Fou blanc sur case blanche e6 · Cavalier noir sur case noire f6 · Pion noir sur case noire h6 · Dame blanche sur case blanche d3 | Cavalier blanc sur case noire f8 · Roi noir sur case noire h8 · Pion noir sur case noire g7 · Fou blanc sur case blanche e6 · Cavalier noir sur case noire f6 · Pion noir sur case noire h6 · Dame blanche sur case blanche d3 | Cavalier blanc sur case noire f8 · Roi noir sur case noire h8 · Pion noir sur case noire g7 · Fou blanc sur case blanche e6 · Cavalier noir sur case noire f6 · Pion noir sur case noire h6 · Dame blanche sur case blanche d3 | Cavalier blanc sur case noire f8 · Roi noir sur case noire h8 · Pion noir sur case noire g7 · Fou blanc sur case blanche e6 · Cavalier noir sur case noire f6 · Pion noir sur case noire h6 · Dame blanche sur case blanche d3 | Cavalier blanc sur case noire f8 · Roi noir sur case noire h8 · Pion noir sur case noire g7 · Fou blanc sur case blanche e6 · Cavalier noir sur case noire f6 · Pion noir sur case noire h6 · Dame blanche sur case blanche d3 | 2 |
| 1 | Cavalier blanc sur case noire f8 · Roi noir sur case noire h8 · Pion noir sur case noire g7 · Fou blanc sur case blanche e6 · Cavalier noir sur case noire f6 · Pion noir sur case noire h6 · Dame blanche sur case blanche d3 | Cavalier blanc sur case noire f8 · Roi noir sur case noire h8 · Pion noir sur case noire g7 · Fou blanc sur case blanche e6 · Cavalier noir sur case noire f6 · Pion noir sur case noire h6 · Dame blanche sur case blanche d3 | Cavalier blanc sur case noire f8 · Roi noir sur case noire h8 · Pion noir sur case noire g7 · Fou blanc sur case blanche e6 · Cavalier noir sur case noire f6 · Pion noir sur case noire h6 · Dame blanche sur case blanche d3 | Cavalier blanc sur case noire f8 · Roi noir sur case noire h8 · Pion noir sur case noire g7 · Fou blanc sur case blanche e6 · Cavalier noir sur case noire f6 · Pion noir sur case noire h6 · Dame blanche sur case blanche d3 | Cavalier blanc sur case noire f8 · Roi noir sur case noire h8 · Pion noir sur case noire g7 · Fou blanc sur case blanche e6 · Cavalier noir sur case noire f6 · Pion noir sur case noire h6 · Dame blanche sur case blanche d3 | Cavalier blanc sur case noire f8 · Roi noir sur case noire h8 · Pion noir sur case noire g7 · Fou blanc sur case blanche e6 · Cavalier noir sur case noire f6 · Pion noir sur case noire h6 · Dame blanche sur case blanche d3 | Cavalier blanc sur case noire f8 · Roi noir sur case noire h8 · Pion noir sur case noire g7 · Fou blanc sur case blanche e6 · Cavalier noir sur case noire f6 · Pion noir sur case noire h6 · Dame blanche sur case blanche d3 | Cavalier blanc sur case noire f8 · Roi noir sur case noire h8 · Pion noir sur case noire g7 · Fou blanc sur case blanche e6 · Cavalier noir sur case noire f6 · Pion noir sur case noire h6 · Dame blanche sur case blanche d3 | 1 |
|   | a | b | c | d | e | f | g | h |   |

|   | a | b | c | d | e | f | g | h |   |
| 8 | Cavalier blanc sur case noire f8 · Roi noir sur case noire h8 · Pion noir sur case noire g7 · Cavalier noir sur case blanche h7 · Fou blanc sur case blanche e6 · Pion noir sur case noire h6 | Cavalier blanc sur case noire f8 · Roi noir sur case noire h8 · Pion noir sur case noire g7 · Cavalier noir sur case blanche h7 · Fou blanc sur case blanche e6 · Pion noir sur case noire h6 | Cavalier blanc sur case noire f8 · Roi noir sur case noire h8 · Pion noir sur case noire g7 · Cavalier noir sur case blanche h7 · Fou blanc sur case blanche e6 · Pion noir sur case noire h6 | Cavalier blanc sur case noire f8 · Roi noir sur case noire h8 · Pion noir sur case noire g7 · Cavalier noir sur case blanche h7 · Fou blanc sur case blanche e6 · Pion noir sur case noire h6 | Cavalier blanc sur case noire f8 · Roi noir sur case noire h8 · Pion noir sur case noire g7 · Cavalier noir sur case blanche h7 · Fou blanc sur case blanche e6 · Pion noir sur case noire h6 | Cavalier blanc sur case noire f8 · Roi noir sur case noire h8 · Pion noir sur case noire g7 · Cavalier noir sur case blanche h7 · Fou blanc sur case blanche e6 · Pion noir sur case noire h6 | Cavalier blanc sur case noire f8 · Roi noir sur case noire h8 · Pion noir sur case noire g7 · Cavalier noir sur case blanche h7 · Fou blanc sur case blanche e6 · Pion noir sur case noire h6 | Cavalier blanc sur case noire f8 · Roi noir sur case noire h8 · Pion noir sur case noire g7 · Cavalier noir sur case blanche h7 · Fou blanc sur case blanche e6 · Pion noir sur case noire h6 | 8 |
| 7 | Cavalier blanc sur case noire f8 · Roi noir sur case noire h8 · Pion noir sur case noire g7 · Cavalier noir sur case blanche h7 · Fou blanc sur case blanche e6 · Pion noir sur case noire h6 | Cavalier blanc sur case noire f8 · Roi noir sur case noire h8 · Pion noir sur case noire g7 · Cavalier noir sur case blanche h7 · Fou blanc sur case blanche e6 · Pion noir sur case noire h6 | Cavalier blanc sur case noire f8 · Roi noir sur case noire h8 · Pion noir sur case noire g7 · Cavalier noir sur case blanche h7 · Fou blanc sur case blanche e6 · Pion noir sur case noire h6 | Cavalier blanc sur case noire f8 · Roi noir sur case noire h8 · Pion noir sur case noire g7 · Cavalier noir sur case blanche h7 · Fou blanc sur case blanche e6 · Pion noir sur case noire h6 | Cavalier blanc sur case noire f8 · Roi noir sur case noire h8 · Pion noir sur case noire g7 · Cavalier noir sur case blanche h7 · Fou blanc sur case blanche e6 · Pion noir sur case noire h6 | Cavalier blanc sur case noire f8 · Roi noir sur case noire h8 · Pion noir sur case noire g7 · Cavalier noir sur case blanche h7 · Fou blanc sur case blanche e6 · Pion noir sur case noire h6 | Cavalier blanc sur case noire f8 · Roi noir sur case noire h8 · Pion noir sur case noire g7 · Cavalier noir sur case blanche h7 · Fou blanc sur case blanche e6 · Pion noir sur case noire h6 | Cavalier blanc sur case noire f8 · Roi noir sur case noire h8 · Pion noir sur case noire g7 · Cavalier noir sur case blanche h7 · Fou blanc sur case blanche e6 · Pion noir sur case noire h6 | 7 |
| 6 | Cavalier blanc sur case noire f8 · Roi noir sur case noire h8 · Pion noir sur case noire g7 · Cavalier noir sur case blanche h7 · Fou blanc sur case blanche e6 · Pion noir sur case noire h6 | Cavalier blanc sur case noire f8 · Roi noir sur case noire h8 · Pion noir sur case noire g7 · Cavalier noir sur case blanche h7 · Fou blanc sur case blanche e6 · Pion noir sur case noire h6 | Cavalier blanc sur case noire f8 · Roi noir sur case noire h8 · Pion noir sur case noire g7 · Cavalier noir sur case blanche h7 · Fou blanc sur case blanche e6 · Pion noir sur case noire h6 | Cavalier blanc sur case noire f8 · Roi noir sur case noire h8 · Pion noir sur case noire g7 · Cavalier noir sur case blanche h7 · Fou blanc sur case blanche e6 · Pion noir sur case noire h6 | Cavalier blanc sur case noire f8 · Roi noir sur case noire h8 · Pion noir sur case noire g7 · Cavalier noir sur case blanche h7 · Fou blanc sur case blanche e6 · Pion noir sur case noire h6 | Cavalier blanc sur case noire f8 · Roi noir sur case noire h8 · Pion noir sur case noire g7 · Cavalier noir sur case blanche h7 · Fou blanc sur case blanche e6 · Pion noir sur case noire h6 | Cavalier blanc sur case noire f8 · Roi noir sur case noire h8 · Pion noir sur case noire g7 · Cavalier noir sur case blanche h7 · Fou blanc sur case blanche e6 · Pion noir sur case noire h6 | Cavalier blanc sur case noire f8 · Roi noir sur case noire h8 · Pion noir sur case noire g7 · Cavalier noir sur case blanche h7 · Fou blanc sur case blanche e6 · Pion noir sur case noire h6 | 6 |
| 5 | Cavalier blanc sur case noire f8 · Roi noir sur case noire h8 · Pion noir sur case noire g7 · Cavalier noir sur case blanche h7 · Fou blanc sur case blanche e6 · Pion noir sur case noire h6 | Cavalier blanc sur case noire f8 · Roi noir sur case noire h8 · Pion noir sur case noire g7 · Cavalier noir sur case blanche h7 · Fou blanc sur case blanche e6 · Pion noir sur case noire h6 | Cavalier blanc sur case noire f8 · Roi noir sur case noire h8 · Pion noir sur case noire g7 · Cavalier noir sur case blanche h7 · Fou blanc sur case blanche e6 · Pion noir sur case noire h6 | Cavalier blanc sur case noire f8 · Roi noir sur case noire h8 · Pion noir sur case noire g7 · Cavalier noir sur case blanche h7 · Fou blanc sur case blanche e6 · Pion noir sur case noire h6 | Cavalier blanc sur case noire f8 · Roi noir sur case noire h8 · Pion noir sur case noire g7 · Cavalier noir sur case blanche h7 · Fou blanc sur case blanche e6 · Pion noir sur case noire h6 | Cavalier blanc sur case noire f8 · Roi noir sur case noire h8 · Pion noir sur case noire g7 · Cavalier noir sur case blanche h7 · Fou blanc sur case blanche e6 · Pion noir sur case noire h6 | Cavalier blanc sur case noire f8 · Roi noir sur case noire h8 · Pion noir sur case noire g7 · Cavalier noir sur case blanche h7 · Fou blanc sur case blanche e6 · Pion noir sur case noire h6 | Cavalier blanc sur case noire f8 · Roi noir sur case noire h8 · Pion noir sur case noire g7 · Cavalier noir sur case blanche h7 · Fou blanc sur case blanche e6 · Pion noir sur case noire h6 | 5 |
| 4 | Cavalier blanc sur case noire f8 · Roi noir sur case noire h8 · Pion noir sur case noire g7 · Cavalier noir sur case blanche h7 · Fou blanc sur case blanche e6 · Pion noir sur case noire h6 | Cavalier blanc sur case noire f8 · Roi noir sur case noire h8 · Pion noir sur case noire g7 · Cavalier noir sur case blanche h7 · Fou blanc sur case blanche e6 · Pion noir sur case noire h6 | Cavalier blanc sur case noire f8 · Roi noir sur case noire h8 · Pion noir sur case noire g7 · Cavalier noir sur case blanche h7 · Fou blanc sur case blanche e6 · Pion noir sur case noire h6 | Cavalier blanc sur case noire f8 · Roi noir sur case noire h8 · Pion noir sur case noire g7 · Cavalier noir sur case blanche h7 · Fou blanc sur case blanche e6 · Pion noir sur case noire h6 | Cavalier blanc sur case noire f8 · Roi noir sur case noire h8 · Pion noir sur case noire g7 · Cavalier noir sur case blanche h7 · Fou blanc sur case blanche e6 · Pion noir sur case noire h6 | Cavalier blanc sur case noire f8 · Roi noir sur case noire h8 · Pion noir sur case noire g7 · Cavalier noir sur case blanche h7 · Fou blanc sur case blanche e6 · Pion noir sur case noire h6 | Cavalier blanc sur case noire f8 · Roi noir sur case noire h8 · Pion noir sur case noire g7 · Cavalier noir sur case blanche h7 · Fou blanc sur case blanche e6 · Pion noir sur case noire h6 | Cavalier blanc sur case noire f8 · Roi noir sur case noire h8 · Pion noir sur case noire g7 · Cavalier noir sur case blanche h7 · Fou blanc sur case blanche e6 · Pion noir sur case noire h6 | 4 |
| 3 | Cavalier blanc sur case noire f8 · Roi noir sur case noire h8 · Pion noir sur case noire g7 · Cavalier noir sur case blanche h7 · Fou blanc sur case blanche e6 · Pion noir sur case noire h6 | Cavalier blanc sur case noire f8 · Roi noir sur case noire h8 · Pion noir sur case noire g7 · Cavalier noir sur case blanche h7 · Fou blanc sur case blanche e6 · Pion noir sur case noire h6 | Cavalier blanc sur case noire f8 · Roi noir sur case noire h8 · Pion noir sur case noire g7 · Cavalier noir sur case blanche h7 · Fou blanc sur case blanche e6 · Pion noir sur case noire h6 | Cavalier blanc sur case noire f8 · Roi noir sur case noire h8 · Pion noir sur case noire g7 · Cavalier noir sur case blanche h7 · Fou blanc sur case blanche e6 · Pion noir sur case noire h6 | Cavalier blanc sur case noire f8 · Roi noir sur case noire h8 · Pion noir sur case noire g7 · Cavalier noir sur case blanche h7 · Fou blanc sur case blanche e6 · Pion noir sur case noire h6 | Cavalier blanc sur case noire f8 · Roi noir sur case noire h8 · Pion noir sur case noire g7 · Cavalier noir sur case blanche h7 · Fou blanc sur case blanche e6 · Pion noir sur case noire h6 | Cavalier blanc sur case noire f8 · Roi noir sur case noire h8 · Pion noir sur case noire g7 · Cavalier noir sur case blanche h7 · Fou blanc sur case blanche e6 · Pion noir sur case noire h6 | Cavalier blanc sur case noire f8 · Roi noir sur case noire h8 · Pion noir sur case noire g7 · Cavalier noir sur case blanche h7 · Fou blanc sur case blanche e6 · Pion noir sur case noire h6 | 3 |
| 2 | Cavalier blanc sur case noire f8 · Roi noir sur case noire h8 · Pion noir sur case noire g7 · Cavalier noir sur case blanche h7 · Fou blanc sur case blanche e6 · Pion noir sur case noire h6 | Cavalier blanc sur case noire f8 · Roi noir sur case noire h8 · Pion noir sur case noire g7 · Cavalier noir sur case blanche h7 · Fou blanc sur case blanche e6 · Pion noir sur case noire h6 | Cavalier blanc sur case noire f8 · Roi noir sur case noire h8 · Pion noir sur case noire g7 · Cavalier noir sur case blanche h7 · Fou blanc sur case blanche e6 · Pion noir sur case noire h6 | Cavalier blanc sur case noire f8 · Roi noir sur case noire h8 · Pion noir sur case noire g7 · Cavalier noir sur case blanche h7 · Fou blanc sur case blanche e6 · Pion noir sur case noire h6 | Cavalier blanc sur case noire f8 · Roi noir sur case noire h8 · Pion noir sur case noire g7 · Cavalier noir sur case blanche h7 · Fou blanc sur case blanche e6 · Pion noir sur case noire h6 | Cavalier blanc sur case noire f8 · Roi noir sur case noire h8 · Pion noir sur case noire g7 · Cavalier noir sur case blanche h7 · Fou blanc sur case blanche e6 · Pion noir sur case noire h6 | Cavalier blanc sur case noire f8 · Roi noir sur case noire h8 · Pion noir sur case noire g7 · Cavalier noir sur case blanche h7 · Fou blanc sur case blanche e6 · Pion noir sur case noire h6 | Cavalier blanc sur case noire f8 · Roi noir sur case noire h8 · Pion noir sur case noire g7 · Cavalier noir sur case blanche h7 · Fou blanc sur case blanche e6 · Pion noir sur case noire h6 | 2 |
| 1 | Cavalier blanc sur case noire f8 · Roi noir sur case noire h8 · Pion noir sur case noire g7 · Cavalier noir sur case blanche h7 · Fou blanc sur case blanche e6 · Pion noir sur case noire h6 | Cavalier blanc sur case noire f8 · Roi noir sur case noire h8 · Pion noir sur case noire g7 · Cavalier noir sur case blanche h7 · Fou blanc sur case blanche e6 · Pion noir sur case noire h6 | Cavalier blanc sur case noire f8 · Roi noir sur case noire h8 · Pion noir sur case noire g7 · Cavalier noir sur case blanche h7 · Fou blanc sur case blanche e6 · Pion noir sur case noire h6 | Cavalier blanc sur case noire f8 · Roi noir sur case noire h8 · Pion noir sur case noire g7 · Cavalier noir sur case blanche h7 · Fou blanc sur case blanche e6 · Pion noir sur case noire h6 | Cavalier blanc sur case noire f8 · Roi noir sur case noire h8 · Pion noir sur case noire g7 · Cavalier noir sur case blanche h7 · Fou blanc sur case blanche e6 · Pion noir sur case noire h6 | Cavalier blanc sur case noire f8 · Roi noir sur case noire h8 · Pion noir sur case noire g7 · Cavalier noir sur case blanche h7 · Fou blanc sur case blanche e6 · Pion noir sur case noire h6 | Cavalier blanc sur case noire f8 · Roi noir sur case noire h8 · Pion noir sur case noire g7 · Cavalier noir sur case blanche h7 · Fou blanc sur case blanche e6 · Pion noir sur case noire h6 | Cavalier blanc sur case noire f8 · Roi noir sur case noire h8 · Pion noir sur case noire g7 · Cavalier noir sur case blanche h7 · Fou blanc sur case blanche e6 · Pion noir sur case noire h6 | 1 |
|   | a | b | c | d | e | f | g | h |   |

|   | a | b | c | d | e | f | g | h |   |
| 8 | Roi noir sur case noire h8 · Pion noir sur case noire g7 · Cavalier noir sur case blanche h7 · Fou blanc sur case blanche e6 · Cavalier blanc sur case blanche g6 · Pion noir sur case noire h6 | Roi noir sur case noire h8 · Pion noir sur case noire g7 · Cavalier noir sur case blanche h7 · Fou blanc sur case blanche e6 · Cavalier blanc sur case blanche g6 · Pion noir sur case noire h6 | Roi noir sur case noire h8 · Pion noir sur case noire g7 · Cavalier noir sur case blanche h7 · Fou blanc sur case blanche e6 · Cavalier blanc sur case blanche g6 · Pion noir sur case noire h6 | Roi noir sur case noire h8 · Pion noir sur case noire g7 · Cavalier noir sur case blanche h7 · Fou blanc sur case blanche e6 · Cavalier blanc sur case blanche g6 · Pion noir sur case noire h6 | Roi noir sur case noire h8 · Pion noir sur case noire g7 · Cavalier noir sur case blanche h7 · Fou blanc sur case blanche e6 · Cavalier blanc sur case blanche g6 · Pion noir sur case noire h6 | Roi noir sur case noire h8 · Pion noir sur case noire g7 · Cavalier noir sur case blanche h7 · Fou blanc sur case blanche e6 · Cavalier blanc sur case blanche g6 · Pion noir sur case noire h6 | Roi noir sur case noire h8 · Pion noir sur case noire g7 · Cavalier noir sur case blanche h7 · Fou blanc sur case blanche e6 · Cavalier blanc sur case blanche g6 · Pion noir sur case noire h6 | Roi noir sur case noire h8 · Pion noir sur case noire g7 · Cavalier noir sur case blanche h7 · Fou blanc sur case blanche e6 · Cavalier blanc sur case blanche g6 · Pion noir sur case noire h6 | 8 |
| 7 | Roi noir sur case noire h8 · Pion noir sur case noire g7 · Cavalier noir sur case blanche h7 · Fou blanc sur case blanche e6 · Cavalier blanc sur case blanche g6 · Pion noir sur case noire h6 | Roi noir sur case noire h8 · Pion noir sur case noire g7 · Cavalier noir sur case blanche h7 · Fou blanc sur case blanche e6 · Cavalier blanc sur case blanche g6 · Pion noir sur case noire h6 | Roi noir sur case noire h8 · Pion noir sur case noire g7 · Cavalier noir sur case blanche h7 · Fou blanc sur case blanche e6 · Cavalier blanc sur case blanche g6 · Pion noir sur case noire h6 | Roi noir sur case noire h8 · Pion noir sur case noire g7 · Cavalier noir sur case blanche h7 · Fou blanc sur case blanche e6 · Cavalier blanc sur case blanche g6 · Pion noir sur case noire h6 | Roi noir sur case noire h8 · Pion noir sur case noire g7 · Cavalier noir sur case blanche h7 · Fou blanc sur case blanche e6 · Cavalier blanc sur case blanche g6 · Pion noir sur case noire h6 | Roi noir sur case noire h8 · Pion noir sur case noire g7 · Cavalier noir sur case blanche h7 · Fou blanc sur case blanche e6 · Cavalier blanc sur case blanche g6 · Pion noir sur case noire h6 | Roi noir sur case noire h8 · Pion noir sur case noire g7 · Cavalier noir sur case blanche h7 · Fou blanc sur case blanche e6 · Cavalier blanc sur case blanche g6 · Pion noir sur case noire h6 | Roi noir sur case noire h8 · Pion noir sur case noire g7 · Cavalier noir sur case blanche h7 · Fou blanc sur case blanche e6 · Cavalier blanc sur case blanche g6 · Pion noir sur case noire h6 | 7 |
| 6 | Roi noir sur case noire h8 · Pion noir sur case noire g7 · Cavalier noir sur case blanche h7 · Fou blanc sur case blanche e6 · Cavalier blanc sur case blanche g6 · Pion noir sur case noire h6 | Roi noir sur case noire h8 · Pion noir sur case noire g7 · Cavalier noir sur case blanche h7 · Fou blanc sur case blanche e6 · Cavalier blanc sur case blanche g6 · Pion noir sur case noire h6 | Roi noir sur case noire h8 · Pion noir sur case noire g7 · Cavalier noir sur case blanche h7 · Fou blanc sur case blanche e6 · Cavalier blanc sur case blanche g6 · Pion noir sur case noire h6 | Roi noir sur case noire h8 · Pion noir sur case noire g7 · Cavalier noir sur case blanche h7 · Fou blanc sur case blanche e6 · Cavalier blanc sur case blanche g6 · Pion noir sur case noire h6 | Roi noir sur case noire h8 · Pion noir sur case noire g7 · Cavalier noir sur case blanche h7 · Fou blanc sur case blanche e6 · Cavalier blanc sur case blanche g6 · Pion noir sur case noire h6 | Roi noir sur case noire h8 · Pion noir sur case noire g7 · Cavalier noir sur case blanche h7 · Fou blanc sur case blanche e6 · Cavalier blanc sur case blanche g6 · Pion noir sur case noire h6 | Roi noir sur case noire h8 · Pion noir sur case noire g7 · Cavalier noir sur case blanche h7 · Fou blanc sur case blanche e6 · Cavalier blanc sur case blanche g6 · Pion noir sur case noire h6 | Roi noir sur case noire h8 · Pion noir sur case noire g7 · Cavalier noir sur case blanche h7 · Fou blanc sur case blanche e6 · Cavalier blanc sur case blanche g6 · Pion noir sur case noire h6 | 6 |
| 5 | Roi noir sur case noire h8 · Pion noir sur case noire g7 · Cavalier noir sur case blanche h7 · Fou blanc sur case blanche e6 · Cavalier blanc sur case blanche g6 · Pion noir sur case noire h6 | Roi noir sur case noire h8 · Pion noir sur case noire g7 · Cavalier noir sur case blanche h7 · Fou blanc sur case blanche e6 · Cavalier blanc sur case blanche g6 · Pion noir sur case noire h6 | Roi noir sur case noire h8 · Pion noir sur case noire g7 · Cavalier noir sur case blanche h7 · Fou blanc sur case blanche e6 · Cavalier blanc sur case blanche g6 · Pion noir sur case noire h6 | Roi noir sur case noire h8 · Pion noir sur case noire g7 · Cavalier noir sur case blanche h7 · Fou blanc sur case blanche e6 · Cavalier blanc sur case blanche g6 · Pion noir sur case noire h6 | Roi noir sur case noire h8 · Pion noir sur case noire g7 · Cavalier noir sur case blanche h7 · Fou blanc sur case blanche e6 · Cavalier blanc sur case blanche g6 · Pion noir sur case noire h6 | Roi noir sur case noire h8 · Pion noir sur case noire g7 · Cavalier noir sur case blanche h7 · Fou blanc sur case blanche e6 · Cavalier blanc sur case blanche g6 · Pion noir sur case noire h6 | Roi noir sur case noire h8 · Pion noir sur case noire g7 · Cavalier noir sur case blanche h7 · Fou blanc sur case blanche e6 · Cavalier blanc sur case blanche g6 · Pion noir sur case noire h6 | Roi noir sur case noire h8 · Pion noir sur case noire g7 · Cavalier noir sur case blanche h7 · Fou blanc sur case blanche e6 · Cavalier blanc sur case blanche g6 · Pion noir sur case noire h6 | 5 |
| 4 | Roi noir sur case noire h8 · Pion noir sur case noire g7 · Cavalier noir sur case blanche h7 · Fou blanc sur case blanche e6 · Cavalier blanc sur case blanche g6 · Pion noir sur case noire h6 | Roi noir sur case noire h8 · Pion noir sur case noire g7 · Cavalier noir sur case blanche h7 · Fou blanc sur case blanche e6 · Cavalier blanc sur case blanche g6 · Pion noir sur case noire h6 | Roi noir sur case noire h8 · Pion noir sur case noire g7 · Cavalier noir sur case blanche h7 · Fou blanc sur case blanche e6 · Cavalier blanc sur case blanche g6 · Pion noir sur case noire h6 | Roi noir sur case noire h8 · Pion noir sur case noire g7 · Cavalier noir sur case blanche h7 · Fou blanc sur case blanche e6 · Cavalier blanc sur case blanche g6 · Pion noir sur case noire h6 | Roi noir sur case noire h8 · Pion noir sur case noire g7 · Cavalier noir sur case blanche h7 · Fou blanc sur case blanche e6 · Cavalier blanc sur case blanche g6 · Pion noir sur case noire h6 | Roi noir sur case noire h8 · Pion noir sur case noire g7 · Cavalier noir sur case blanche h7 · Fou blanc sur case blanche e6 · Cavalier blanc sur case blanche g6 · Pion noir sur case noire h6 | Roi noir sur case noire h8 · Pion noir sur case noire g7 · Cavalier noir sur case blanche h7 · Fou blanc sur case blanche e6 · Cavalier blanc sur case blanche g6 · Pion noir sur case noire h6 | Roi noir sur case noire h8 · Pion noir sur case noire g7 · Cavalier noir sur case blanche h7 · Fou blanc sur case blanche e6 · Cavalier blanc sur case blanche g6 · Pion noir sur case noire h6 | 4 |
| 3 | Roi noir sur case noire h8 · Pion noir sur case noire g7 · Cavalier noir sur case blanche h7 · Fou blanc sur case blanche e6 · Cavalier blanc sur case blanche g6 · Pion noir sur case noire h6 | Roi noir sur case noire h8 · Pion noir sur case noire g7 · Cavalier noir sur case blanche h7 · Fou blanc sur case blanche e6 · Cavalier blanc sur case blanche g6 · Pion noir sur case noire h6 | Roi noir sur case noire h8 · Pion noir sur case noire g7 · Cavalier noir sur case blanche h7 · Fou blanc sur case blanche e6 · Cavalier blanc sur case blanche g6 · Pion noir sur case noire h6 | Roi noir sur case noire h8 · Pion noir sur case noire g7 · Cavalier noir sur case blanche h7 · Fou blanc sur case blanche e6 · Cavalier blanc sur case blanche g6 · Pion noir sur case noire h6 | Roi noir sur case noire h8 · Pion noir sur case noire g7 · Cavalier noir sur case blanche h7 · Fou blanc sur case blanche e6 · Cavalier blanc sur case blanche g6 · Pion noir sur case noire h6 | Roi noir sur case noire h8 · Pion noir sur case noire g7 · Cavalier noir sur case blanche h7 · Fou blanc sur case blanche e6 · Cavalier blanc sur case blanche g6 · Pion noir sur case noire h6 | Roi noir sur case noire h8 · Pion noir sur case noire g7 · Cavalier noir sur case blanche h7 · Fou blanc sur case blanche e6 · Cavalier blanc sur case blanche g6 · Pion noir sur case noire h6 | Roi noir sur case noire h8 · Pion noir sur case noire g7 · Cavalier noir sur case blanche h7 · Fou blanc sur case blanche e6 · Cavalier blanc sur case blanche g6 · Pion noir sur case noire h6 | 3 |
| 2 | Roi noir sur case noire h8 · Pion noir sur case noire g7 · Cavalier noir sur case blanche h7 · Fou blanc sur case blanche e6 · Cavalier blanc sur case blanche g6 · Pion noir sur case noire h6 | Roi noir sur case noire h8 · Pion noir sur case noire g7 · Cavalier noir sur case blanche h7 · Fou blanc sur case blanche e6 · Cavalier blanc sur case blanche g6 · Pion noir sur case noire h6 | Roi noir sur case noire h8 · Pion noir sur case noire g7 · Cavalier noir sur case blanche h7 · Fou blanc sur case blanche e6 · Cavalier blanc sur case blanche g6 · Pion noir sur case noire h6 | Roi noir sur case noire h8 · Pion noir sur case noire g7 · Cavalier noir sur case blanche h7 · Fou blanc sur case blanche e6 · Cavalier blanc sur case blanche g6 · Pion noir sur case noire h6 | Roi noir sur case noire h8 · Pion noir sur case noire g7 · Cavalier noir sur case blanche h7 · Fou blanc sur case blanche e6 · Cavalier blanc sur case blanche g6 · Pion noir sur case noire h6 | Roi noir sur case noire h8 · Pion noir sur case noire g7 · Cavalier noir sur case blanche h7 · Fou blanc sur case blanche e6 · Cavalier blanc sur case blanche g6 · Pion noir sur case noire h6 | Roi noir sur case noire h8 · Pion noir sur case noire g7 · Cavalier noir sur case blanche h7 · Fou blanc sur case blanche e6 · Cavalier blanc sur case blanche g6 · Pion noir sur case noire h6 | Roi noir sur case noire h8 · Pion noir sur case noire g7 · Cavalier noir sur case blanche h7 · Fou blanc sur case blanche e6 · Cavalier blanc sur case blanche g6 · Pion noir sur case noire h6 | 2 |
| 1 | Roi noir sur case noire h8 · Pion noir sur case noire g7 · Cavalier noir sur case blanche h7 · Fou blanc sur case blanche e6 · Cavalier blanc sur case blanche g6 · Pion noir sur case noire h6 | Roi noir sur case noire h8 · Pion noir sur case noire g7 · Cavalier noir sur case blanche h7 · Fou blanc sur case blanche e6 · Cavalier blanc sur case blanche g6 · Pion noir sur case noire h6 | Roi noir sur case noire h8 · Pion noir sur case noire g7 · Cavalier noir sur case blanche h7 · Fou blanc sur case blanche e6 · Cavalier blanc sur case blanche g6 · Pion noir sur case noire h6 | Roi noir sur case noire h8 · Pion noir sur case noire g7 · Cavalier noir sur case blanche h7 · Fou blanc sur case blanche e6 · Cavalier blanc sur case blanche g6 · Pion noir sur case noire h6 | Roi noir sur case noire h8 · Pion noir sur case noire g7 · Cavalier noir sur case blanche h7 · Fou blanc sur case blanche e6 · Cavalier blanc sur case blanche g6 · Pion noir sur case noire h6 | Roi noir sur case noire h8 · Pion noir sur case noire g7 · Cavalier noir sur case blanche h7 · Fou blanc sur case blanche e6 · Cavalier blanc sur case blanche g6 · Pion noir sur case noire h6 | Roi noir sur case noire h8 · Pion noir sur case noire g7 · Cavalier noir sur case blanche h7 · Fou blanc sur case blanche e6 · Cavalier blanc sur case blanche g6 · Pion noir sur case noire h6 | Roi noir sur case noire h8 · Pion noir sur case noire g7 · Cavalier noir sur case blanche h7 · Fou blanc sur case blanche e6 · Cavalier blanc sur case blanche g6 · Pion noir sur case noire h6 | 1 |
|   | a | b | c | d | e | f | g | h |   |

Les Blancs jouent alors Cg6#

## Mat d'Anastasie
On peut rencontrer ce mat après avoir sacrifié une pièce sur le roque adverse. Il se caractérise par le cavalier bloquant les issues du roi sur la seconde ou septième colonne, et la tour ou la dame matant sur la colonne du roi.
|   | a | b | c | d | e | f | g | h |   |
| 8 | Tour noire sur case noire f8 · Cavalier blanc sur case noire e7 · Pion noir sur case blanche f7 · Pion noir sur case noire g7 · Roi noir sur case blanche h7 · Tour blanche sur case blanche h1 | Tour noire sur case noire f8 · Cavalier blanc sur case noire e7 · Pion noir sur case blanche f7 · Pion noir sur case noire g7 · Roi noir sur case blanche h7 · Tour blanche sur case blanche h1 | Tour noire sur case noire f8 · Cavalier blanc sur case noire e7 · Pion noir sur case blanche f7 · Pion noir sur case noire g7 · Roi noir sur case blanche h7 · Tour blanche sur case blanche h1 | Tour noire sur case noire f8 · Cavalier blanc sur case noire e7 · Pion noir sur case blanche f7 · Pion noir sur case noire g7 · Roi noir sur case blanche h7 · Tour blanche sur case blanche h1 | Tour noire sur case noire f8 · Cavalier blanc sur case noire e7 · Pion noir sur case blanche f7 · Pion noir sur case noire g7 · Roi noir sur case blanche h7 · Tour blanche sur case blanche h1 | Tour noire sur case noire f8 · Cavalier blanc sur case noire e7 · Pion noir sur case blanche f7 · Pion noir sur case noire g7 · Roi noir sur case blanche h7 · Tour blanche sur case blanche h1 | Tour noire sur case noire f8 · Cavalier blanc sur case noire e7 · Pion noir sur case blanche f7 · Pion noir sur case noire g7 · Roi noir sur case blanche h7 · Tour blanche sur case blanche h1 | Tour noire sur case noire f8 · Cavalier blanc sur case noire e7 · Pion noir sur case blanche f7 · Pion noir sur case noire g7 · Roi noir sur case blanche h7 · Tour blanche sur case blanche h1 | 8 |
| 7 | Tour noire sur case noire f8 · Cavalier blanc sur case noire e7 · Pion noir sur case blanche f7 · Pion noir sur case noire g7 · Roi noir sur case blanche h7 · Tour blanche sur case blanche h1 | Tour noire sur case noire f8 · Cavalier blanc sur case noire e7 · Pion noir sur case blanche f7 · Pion noir sur case noire g7 · Roi noir sur case blanche h7 · Tour blanche sur case blanche h1 | Tour noire sur case noire f8 · Cavalier blanc sur case noire e7 · Pion noir sur case blanche f7 · Pion noir sur case noire g7 · Roi noir sur case blanche h7 · Tour blanche sur case blanche h1 | Tour noire sur case noire f8 · Cavalier blanc sur case noire e7 · Pion noir sur case blanche f7 · Pion noir sur case noire g7 · Roi noir sur case blanche h7 · Tour blanche sur case blanche h1 | Tour noire sur case noire f8 · Cavalier blanc sur case noire e7 · Pion noir sur case blanche f7 · Pion noir sur case noire g7 · Roi noir sur case blanche h7 · Tour blanche sur case blanche h1 | Tour noire sur case noire f8 · Cavalier blanc sur case noire e7 · Pion noir sur case blanche f7 · Pion noir sur case noire g7 · Roi noir sur case blanche h7 · Tour blanche sur case blanche h1 | Tour noire sur case noire f8 · Cavalier blanc sur case noire e7 · Pion noir sur case blanche f7 · Pion noir sur case noire g7 · Roi noir sur case blanche h7 · Tour blanche sur case blanche h1 | Tour noire sur case noire f8 · Cavalier blanc sur case noire e7 · Pion noir sur case blanche f7 · Pion noir sur case noire g7 · Roi noir sur case blanche h7 · Tour blanche sur case blanche h1 | 7 |
| 6 | Tour noire sur case noire f8 · Cavalier blanc sur case noire e7 · Pion noir sur case blanche f7 · Pion noir sur case noire g7 · Roi noir sur case blanche h7 · Tour blanche sur case blanche h1 | Tour noire sur case noire f8 · Cavalier blanc sur case noire e7 · Pion noir sur case blanche f7 · Pion noir sur case noire g7 · Roi noir sur case blanche h7 · Tour blanche sur case blanche h1 | Tour noire sur case noire f8 · Cavalier blanc sur case noire e7 · Pion noir sur case blanche f7 · Pion noir sur case noire g7 · Roi noir sur case blanche h7 · Tour blanche sur case blanche h1 | Tour noire sur case noire f8 · Cavalier blanc sur case noire e7 · Pion noir sur case blanche f7 · Pion noir sur case noire g7 · Roi noir sur case blanche h7 · Tour blanche sur case blanche h1 | Tour noire sur case noire f8 · Cavalier blanc sur case noire e7 · Pion noir sur case blanche f7 · Pion noir sur case noire g7 · Roi noir sur case blanche h7 · Tour blanche sur case blanche h1 | Tour noire sur case noire f8 · Cavalier blanc sur case noire e7 · Pion noir sur case blanche f7 · Pion noir sur case noire g7 · Roi noir sur case blanche h7 · Tour blanche sur case blanche h1 | Tour noire sur case noire f8 · Cavalier blanc sur case noire e7 · Pion noir sur case blanche f7 · Pion noir sur case noire g7 · Roi noir sur case blanche h7 · Tour blanche sur case blanche h1 | Tour noire sur case noire f8 · Cavalier blanc sur case noire e7 · Pion noir sur case blanche f7 · Pion noir sur case noire g7 · Roi noir sur case blanche h7 · Tour blanche sur case blanche h1 | 6 |
| 5 | Tour noire sur case noire f8 · Cavalier blanc sur case noire e7 · Pion noir sur case blanche f7 · Pion noir sur case noire g7 · Roi noir sur case blanche h7 · Tour blanche sur case blanche h1 | Tour noire sur case noire f8 · Cavalier blanc sur case noire e7 · Pion noir sur case blanche f7 · Pion noir sur case noire g7 · Roi noir sur case blanche h7 · Tour blanche sur case blanche h1 | Tour noire sur case noire f8 · Cavalier blanc sur case noire e7 · Pion noir sur case blanche f7 · Pion noir sur case noire g7 · Roi noir sur case blanche h7 · Tour blanche sur case blanche h1 | Tour noire sur case noire f8 · Cavalier blanc sur case noire e7 · Pion noir sur case blanche f7 · Pion noir sur case noire g7 · Roi noir sur case blanche h7 · Tour blanche sur case blanche h1 | Tour noire sur case noire f8 · Cavalier blanc sur case noire e7 · Pion noir sur case blanche f7 · Pion noir sur case noire g7 · Roi noir sur case blanche h7 · Tour blanche sur case blanche h1 | Tour noire sur case noire f8 · Cavalier blanc sur case noire e7 · Pion noir sur case blanche f7 · Pion noir sur case noire g7 · Roi noir sur case blanche h7 · Tour blanche sur case blanche h1 | Tour noire sur case noire f8 · Cavalier blanc sur case noire e7 · Pion noir sur case blanche f7 · Pion noir sur case noire g7 · Roi noir sur case blanche h7 · Tour blanche sur case blanche h1 | Tour noire sur case noire f8 · Cavalier blanc sur case noire e7 · Pion noir sur case blanche f7 · Pion noir sur case noire g7 · Roi noir sur case blanche h7 · Tour blanche sur case blanche h1 | 5 |
| 4 | Tour noire sur case noire f8 · Cavalier blanc sur case noire e7 · Pion noir sur case blanche f7 · Pion noir sur case noire g7 · Roi noir sur case blanche h7 · Tour blanche sur case blanche h1 | Tour noire sur case noire f8 · Cavalier blanc sur case noire e7 · Pion noir sur case blanche f7 · Pion noir sur case noire g7 · Roi noir sur case blanche h7 · Tour blanche sur case blanche h1 | Tour noire sur case noire f8 · Cavalier blanc sur case noire e7 · Pion noir sur case blanche f7 · Pion noir sur case noire g7 · Roi noir sur case blanche h7 · Tour blanche sur case blanche h1 | Tour noire sur case noire f8 · Cavalier blanc sur case noire e7 · Pion noir sur case blanche f7 · Pion noir sur case noire g7 · Roi noir sur case blanche h7 · Tour blanche sur case blanche h1 | Tour noire sur case noire f8 · Cavalier blanc sur case noire e7 · Pion noir sur case blanche f7 · Pion noir sur case noire g7 · Roi noir sur case blanche h7 · Tour blanche sur case blanche h1 | Tour noire sur case noire f8 · Cavalier blanc sur case noire e7 · Pion noir sur case blanche f7 · Pion noir sur case noire g7 · Roi noir sur case blanche h7 · Tour blanche sur case blanche h1 | Tour noire sur case noire f8 · Cavalier blanc sur case noire e7 · Pion noir sur case blanche f7 · Pion noir sur case noire g7 · Roi noir sur case blanche h7 · Tour blanche sur case blanche h1 | Tour noire sur case noire f8 · Cavalier blanc sur case noire e7 · Pion noir sur case blanche f7 · Pion noir sur case noire g7 · Roi noir sur case blanche h7 · Tour blanche sur case blanche h1 | 4 |
| 3 | Tour noire sur case noire f8 · Cavalier blanc sur case noire e7 · Pion noir sur case blanche f7 · Pion noir sur case noire g7 · Roi noir sur case blanche h7 · Tour blanche sur case blanche h1 | Tour noire sur case noire f8 · Cavalier blanc sur case noire e7 · Pion noir sur case blanche f7 · Pion noir sur case noire g7 · Roi noir sur case blanche h7 · Tour blanche sur case blanche h1 | Tour noire sur case noire f8 · Cavalier blanc sur case noire e7 · Pion noir sur case blanche f7 · Pion noir sur case noire g7 · Roi noir sur case blanche h7 · Tour blanche sur case blanche h1 | Tour noire sur case noire f8 · Cavalier blanc sur case noire e7 · Pion noir sur case blanche f7 · Pion noir sur case noire g7 · Roi noir sur case blanche h7 · Tour blanche sur case blanche h1 | Tour noire sur case noire f8 · Cavalier blanc sur case noire e7 · Pion noir sur case blanche f7 · Pion noir sur case noire g7 · Roi noir sur case blanche h7 · Tour blanche sur case blanche h1 | Tour noire sur case noire f8 · Cavalier blanc sur case noire e7 · Pion noir sur case blanche f7 · Pion noir sur case noire g7 · Roi noir sur case blanche h7 · Tour blanche sur case blanche h1 | Tour noire sur case noire f8 · Cavalier blanc sur case noire e7 · Pion noir sur case blanche f7 · Pion noir sur case noire g7 · Roi noir sur case blanche h7 · Tour blanche sur case blanche h1 | Tour noire sur case noire f8 · Cavalier blanc sur case noire e7 · Pion noir sur case blanche f7 · Pion noir sur case noire g7 · Roi noir sur case blanche h7 · Tour blanche sur case blanche h1 | 3 |
| 2 | Tour noire sur case noire f8 · Cavalier blanc sur case noire e7 · Pion noir sur case blanche f7 · Pion noir sur case noire g7 · Roi noir sur case blanche h7 · Tour blanche sur case blanche h1 | Tour noire sur case noire f8 · Cavalier blanc sur case noire e7 · Pion noir sur case blanche f7 · Pion noir sur case noire g7 · Roi noir sur case blanche h7 · Tour blanche sur case blanche h1 | Tour noire sur case noire f8 · Cavalier blanc sur case noire e7 · Pion noir sur case blanche f7 · Pion noir sur case noire g7 · Roi noir sur case blanche h7 · Tour blanche sur case blanche h1 | Tour noire sur case noire f8 · Cavalier blanc sur case noire e7 · Pion noir sur case blanche f7 · Pion noir sur case noire g7 · Roi noir sur case blanche h7 · Tour blanche sur case blanche h1 | Tour noire sur case noire f8 · Cavalier blanc sur case noire e7 · Pion noir sur case blanche f7 · Pion noir sur case noire g7 · Roi noir sur case blanche h7 · Tour blanche sur case blanche h1 | Tour noire sur case noire f8 · Cavalier blanc sur case noire e7 · Pion noir sur case blanche f7 · Pion noir sur case noire g7 · Roi noir sur case blanche h7 · Tour blanche sur case blanche h1 | Tour noire sur case noire f8 · Cavalier blanc sur case noire e7 · Pion noir sur case blanche f7 · Pion noir sur case noire g7 · Roi noir sur case blanche h7 · Tour blanche sur case blanche h1 | Tour noire sur case noire f8 · Cavalier blanc sur case noire e7 · Pion noir sur case blanche f7 · Pion noir sur case noire g7 · Roi noir sur case blanche h7 · Tour blanche sur case blanche h1 | 2 |
| 1 | Tour noire sur case noire f8 · Cavalier blanc sur case noire e7 · Pion noir sur case blanche f7 · Pion noir sur case noire g7 · Roi noir sur case blanche h7 · Tour blanche sur case blanche h1 | Tour noire sur case noire f8 · Cavalier blanc sur case noire e7 · Pion noir sur case blanche f7 · Pion noir sur case noire g7 · Roi noir sur case blanche h7 · Tour blanche sur case blanche h1 | Tour noire sur case noire f8 · Cavalier blanc sur case noire e7 · Pion noir sur case blanche f7 · Pion noir sur case noire g7 · Roi noir sur case blanche h7 · Tour blanche sur case blanche h1 | Tour noire sur case noire f8 · Cavalier blanc sur case noire e7 · Pion noir sur case blanche f7 · Pion noir sur case noire g7 · Roi noir sur case blanche h7 · Tour blanche sur case blanche h1 | Tour noire sur case noire f8 · Cavalier blanc sur case noire e7 · Pion noir sur case blanche f7 · Pion noir sur case noire g7 · Roi noir sur case blanche h7 · Tour blanche sur case blanche h1 | Tour noire sur case noire f8 · Cavalier blanc sur case noire e7 · Pion noir sur case blanche f7 · Pion noir sur case noire g7 · Roi noir sur case blanche h7 · Tour blanche sur case blanche h1 | Tour noire sur case noire f8 · Cavalier blanc sur case noire e7 · Pion noir sur case blanche f7 · Pion noir sur case noire g7 · Roi noir sur case blanche h7 · Tour blanche sur case blanche h1 | Tour noire sur case noire f8 · Cavalier blanc sur case noire e7 · Pion noir sur case blanche f7 · Pion noir sur case noire g7 · Roi noir sur case blanche h7 · Tour blanche sur case blanche h1 | 1 |
|   | a | b | c | d | e | f | g | h |   |

## Mat des Arabes
|   | a                                                                                                | b                                                                                                | c                                                                                                | d                                                                                                | e                                                                                                | f                                                                                                | g                                                                                                | h                                                                                                |   |
| 8 | Roi noir sur case noire h8 · Tour blanche sur case blanche h7 · Cavalier blanc sur case noire f6 | Roi noir sur case noire h8 · Tour blanche sur case blanche h7 · Cavalier blanc sur case noire f6 | Roi noir sur case noire h8 · Tour blanche sur case blanche h7 · Cavalier blanc sur case noire f6 | Roi noir sur case noire h8 · Tour blanche sur case blanche h7 · Cavalier blanc sur case noire f6 | Roi noir sur case noire h8 · Tour blanche sur case blanche h7 · Cavalier blanc sur case noire f6 | Roi noir sur case noire h8 · Tour blanche sur case blanche h7 · Cavalier blanc sur case noire f6 | Roi noir sur case noire h8 · Tour blanche sur case blanche h7 · Cavalier blanc sur case noire f6 | Roi noir sur case noire h8 · Tour blanche sur case blanche h7 · Cavalier blanc sur case noire f6 | 8 |
| 7 | Roi noir sur case noire h8 · Tour blanche sur case blanche h7 · Cavalier blanc sur case noire f6 | Roi noir sur case noire h8 · Tour blanche sur case blanche h7 · Cavalier blanc sur case noire f6 | Roi noir sur case noire h8 · Tour blanche sur case blanche h7 · Cavalier blanc sur case noire f6 | Roi noir sur case noire h8 · Tour blanche sur case blanche h7 · Cavalier blanc sur case noire f6 | Roi noir sur case noire h8 · Tour blanche sur case blanche h7 · Cavalier blanc sur case noire f6 | Roi noir sur case noire h8 · Tour blanche sur case blanche h7 · Cavalier blanc sur case noire f6 | Roi noir sur case noire h8 · Tour blanche sur case blanche h7 · Cavalier blanc sur case noire f6 | Roi noir sur case noire h8 · Tour blanche sur case blanche h7 · Cavalier blanc sur case noire f6 | 7 |
| 6 | Roi noir sur case noire h8 · Tour blanche sur case blanche h7 · Cavalier blanc sur case noire f6 | Roi noir sur case noire h8 · Tour blanche sur case blanche h7 · Cavalier blanc sur case noire f6 | Roi noir sur case noire h8 · Tour blanche sur case blanche h7 · Cavalier blanc sur case noire f6 | Roi noir sur case noire h8 · Tour blanche sur case blanche h7 · Cavalier blanc sur case noire f6 | Roi noir sur case noire h8 · Tour blanche sur case blanche h7 · Cavalier blanc sur case noire f6 | Roi noir sur case noire h8 · Tour blanche sur case blanche h7 · Cavalier blanc sur case noire f6 | Roi noir sur case noire h8 · Tour blanche sur case blanche h7 · Cavalier blanc sur case noire f6 | Roi noir sur case noire h8 · Tour blanche sur case blanche h7 · Cavalier blanc sur case noire f6 | 6 |
| 5 | Roi noir sur case noire h8 · Tour blanche sur case blanche h7 · Cavalier blanc sur case noire f6 | Roi noir sur case noire h8 · Tour blanche sur case blanche h7 · Cavalier blanc sur case noire f6 | Roi noir sur case noire h8 · Tour blanche sur case blanche h7 · Cavalier blanc sur case noire f6 | Roi noir sur case noire h8 · Tour blanche sur case blanche h7 · Cavalier blanc sur case noire f6 | Roi noir sur case noire h8 · Tour blanche sur case blanche h7 · Cavalier blanc sur case noire f6 | Roi noir sur case noire h8 · Tour blanche sur case blanche h7 · Cavalier blanc sur case noire f6 | Roi noir sur case noire h8 · Tour blanche sur case blanche h7 · Cavalier blanc sur case noire f6 | Roi noir sur case noire h8 · Tour blanche sur case blanche h7 · Cavalier blanc sur case noire f6 | 5 |
| 4 | Roi noir sur case noire h8 · Tour blanche sur case blanche h7 · Cavalier blanc sur case noire f6 | Roi noir sur case noire h8 · Tour blanche sur case blanche h7 · Cavalier blanc sur case noire f6 | Roi noir sur case noire h8 · Tour blanche sur case blanche h7 · Cavalier blanc sur case noire f6 | Roi noir sur case noire h8 · Tour blanche sur case blanche h7 · Cavalier blanc sur case noire f6 | Roi noir sur case noire h8 · Tour blanche sur case blanche h7 · Cavalier blanc sur case noire f6 | Roi noir sur case noire h8 · Tour blanche sur case blanche h7 · Cavalier blanc sur case noire f6 | Roi noir sur case noire h8 · Tour blanche sur case blanche h7 · Cavalier blanc sur case noire f6 | Roi noir sur case noire h8 · Tour blanche sur case blanche h7 · Cavalier blanc sur case noire f6 | 4 |
| 3 | Roi noir sur case noire h8 · Tour blanche sur case blanche h7 · Cavalier blanc sur case noire f6 | Roi noir sur case noire h8 · Tour blanche sur case blanche h7 · Cavalier blanc sur case noire f6 | Roi noir sur case noire h8 · Tour blanche sur case blanche h7 · Cavalier blanc sur case noire f6 | Roi noir sur case noire h8 · Tour blanche sur case blanche h7 · Cavalier blanc sur case noire f6 | Roi noir sur case noire h8 · Tour blanche sur case blanche h7 · Cavalier blanc sur case noire f6 | Roi noir sur case noire h8 · Tour blanche sur case blanche h7 · Cavalier blanc sur case noire f6 | Roi noir sur case noire h8 · Tour blanche sur case blanche h7 · Cavalier blanc sur case noire f6 | Roi noir sur case noire h8 · Tour blanche sur case blanche h7 · Cavalier blanc sur case noire f6 | 3 |
| 2 | Roi noir sur case noire h8 · Tour blanche sur case blanche h7 · Cavalier blanc sur case noire f6 | Roi noir sur case noire h8 · Tour blanche sur case blanche h7 · Cavalier blanc sur case noire f6 | Roi noir sur case noire h8 · Tour blanche sur case blanche h7 · Cavalier blanc sur case noire f6 | Roi noir sur case noire h8 · Tour blanche sur case blanche h7 · Cavalier blanc sur case noire f6 | Roi noir sur case noire h8 · Tour blanche sur case blanche h7 · Cavalier blanc sur case noire f6 | Roi noir sur case noire h8 · Tour blanche sur case blanche h7 · Cavalier blanc sur case noire f6 | Roi noir sur case noire h8 · Tour blanche sur case blanche h7 · Cavalier blanc sur case noire f6 | Roi noir sur case noire h8 · Tour blanche sur case blanche h7 · Cavalier blanc sur case noire f6 | 2 |
| 1 | Roi noir sur case noire h8 · Tour blanche sur case blanche h7 · Cavalier blanc sur case noire f6 | Roi noir sur case noire h8 · Tour blanche sur case blanche h7 · Cavalier blanc sur case noire f6 | Roi noir sur case noire h8 · Tour blanche sur case blanche h7 · Cavalier blanc sur case noire f6 | Roi noir sur case noire h8 · Tour blanche sur case blanche h7 · Cavalier blanc sur case noire f6 | Roi noir sur case noire h8 · Tour blanche sur case blanche h7 · Cavalier blanc sur case noire f6 | Roi noir sur case noire h8 · Tour blanche sur case blanche h7 · Cavalier blanc sur case noire f6 | Roi noir sur case noire h8 · Tour blanche sur case blanche h7 · Cavalier blanc sur case noire f6 | Roi noir sur case noire h8 · Tour blanche sur case blanche h7 · Cavalier blanc sur case noire f6 | 1 |
|   | a                                                                                                | b                                                                                                | c                                                                                                | d                                                                                                | e                                                                                                | f                                                                                                | g                                                                                                | h                                                                                                |   |

|   | a                                                                                                | b                                                                                                | c                                                                                                | d                                                                                                | e                                                                                                | f                                                                                                | g                                                                                                | h                                                                                                |   |
| 8 | Tour blanche sur case blanche g8 · Roi noir sur case noire h8 · Cavalier blanc sur case noire f6 | Tour blanche sur case blanche g8 · Roi noir sur case noire h8 · Cavalier blanc sur case noire f6 | Tour blanche sur case blanche g8 · Roi noir sur case noire h8 · Cavalier blanc sur case noire f6 | Tour blanche sur case blanche g8 · Roi noir sur case noire h8 · Cavalier blanc sur case noire f6 | Tour blanche sur case blanche g8 · Roi noir sur case noire h8 · Cavalier blanc sur case noire f6 | Tour blanche sur case blanche g8 · Roi noir sur case noire h8 · Cavalier blanc sur case noire f6 | Tour blanche sur case blanche g8 · Roi noir sur case noire h8 · Cavalier blanc sur case noire f6 | Tour blanche sur case blanche g8 · Roi noir sur case noire h8 · Cavalier blanc sur case noire f6 | 8 |
| 7 | Tour blanche sur case blanche g8 · Roi noir sur case noire h8 · Cavalier blanc sur case noire f6 | Tour blanche sur case blanche g8 · Roi noir sur case noire h8 · Cavalier blanc sur case noire f6 | Tour blanche sur case blanche g8 · Roi noir sur case noire h8 · Cavalier blanc sur case noire f6 | Tour blanche sur case blanche g8 · Roi noir sur case noire h8 · Cavalier blanc sur case noire f6 | Tour blanche sur case blanche g8 · Roi noir sur case noire h8 · Cavalier blanc sur case noire f6 | Tour blanche sur case blanche g8 · Roi noir sur case noire h8 · Cavalier blanc sur case noire f6 | Tour blanche sur case blanche g8 · Roi noir sur case noire h8 · Cavalier blanc sur case noire f6 | Tour blanche sur case blanche g8 · Roi noir sur case noire h8 · Cavalier blanc sur case noire f6 | 7 |
| 6 | Tour blanche sur case blanche g8 · Roi noir sur case noire h8 · Cavalier blanc sur case noire f6 | Tour blanche sur case blanche g8 · Roi noir sur case noire h8 · Cavalier blanc sur case noire f6 | Tour blanche sur case blanche g8 · Roi noir sur case noire h8 · Cavalier blanc sur case noire f6 | Tour blanche sur case blanche g8 · Roi noir sur case noire h8 · Cavalier blanc sur case noire f6 | Tour blanche sur case blanche g8 · Roi noir sur case noire h8 · Cavalier blanc sur case noire f6 | Tour blanche sur case blanche g8 · Roi noir sur case noire h8 · Cavalier blanc sur case noire f6 | Tour blanche sur case blanche g8 · Roi noir sur case noire h8 · Cavalier blanc sur case noire f6 | Tour blanche sur case blanche g8 · Roi noir sur case noire h8 · Cavalier blanc sur case noire f6 | 6 |
| 5 | Tour blanche sur case blanche g8 · Roi noir sur case noire h8 · Cavalier blanc sur case noire f6 | Tour blanche sur case blanche g8 · Roi noir sur case noire h8 · Cavalier blanc sur case noire f6 | Tour blanche sur case blanche g8 · Roi noir sur case noire h8 · Cavalier blanc sur case noire f6 | Tour blanche sur case blanche g8 · Roi noir sur case noire h8 · Cavalier blanc sur case noire f6 | Tour blanche sur case blanche g8 · Roi noir sur case noire h8 · Cavalier blanc sur case noire f6 | Tour blanche sur case blanche g8 · Roi noir sur case noire h8 · Cavalier blanc sur case noire f6 | Tour blanche sur case blanche g8 · Roi noir sur case noire h8 · Cavalier blanc sur case noire f6 | Tour blanche sur case blanche g8 · Roi noir sur case noire h8 · Cavalier blanc sur case noire f6 | 5 |
| 4 | Tour blanche sur case blanche g8 · Roi noir sur case noire h8 · Cavalier blanc sur case noire f6 | Tour blanche sur case blanche g8 · Roi noir sur case noire h8 · Cavalier blanc sur case noire f6 | Tour blanche sur case blanche g8 · Roi noir sur case noire h8 · Cavalier blanc sur case noire f6 | Tour blanche sur case blanche g8 · Roi noir sur case noire h8 · Cavalier blanc sur case noire f6 | Tour blanche sur case blanche g8 · Roi noir sur case noire h8 · Cavalier blanc sur case noire f6 | Tour blanche sur case blanche g8 · Roi noir sur case noire h8 · Cavalier blanc sur case noire f6 | Tour blanche sur case blanche g8 · Roi noir sur case noire h8 · Cavalier blanc sur case noire f6 | Tour blanche sur case blanche g8 · Roi noir sur case noire h8 · Cavalier blanc sur case noire f6 | 4 |
| 3 | Tour blanche sur case blanche g8 · Roi noir sur case noire h8 · Cavalier blanc sur case noire f6 | Tour blanche sur case blanche g8 · Roi noir sur case noire h8 · Cavalier blanc sur case noire f6 | Tour blanche sur case blanche g8 · Roi noir sur case noire h8 · Cavalier blanc sur case noire f6 | Tour blanche sur case blanche g8 · Roi noir sur case noire h8 · Cavalier blanc sur case noire f6 | Tour blanche sur case blanche g8 · Roi noir sur case noire h8 · Cavalier blanc sur case noire f6 | Tour blanche sur case blanche g8 · Roi noir sur case noire h8 · Cavalier blanc sur case noire f6 | Tour blanche sur case blanche g8 · Roi noir sur case noire h8 · Cavalier blanc sur case noire f6 | Tour blanche sur case blanche g8 · Roi noir sur case noire h8 · Cavalier blanc sur case noire f6 | 3 |
| 2 | Tour blanche sur case blanche g8 · Roi noir sur case noire h8 · Cavalier blanc sur case noire f6 | Tour blanche sur case blanche g8 · Roi noir sur case noire h8 · Cavalier blanc sur case noire f6 | Tour blanche sur case blanche g8 · Roi noir sur case noire h8 · Cavalier blanc sur case noire f6 | Tour blanche sur case blanche g8 · Roi noir sur case noire h8 · Cavalier blanc sur case noire f6 | Tour blanche sur case blanche g8 · Roi noir sur case noire h8 · Cavalier blanc sur case noire f6 | Tour blanche sur case blanche g8 · Roi noir sur case noire h8 · Cavalier blanc sur case noire f6 | Tour blanche sur case blanche g8 · Roi noir sur case noire h8 · Cavalier blanc sur case noire f6 | Tour blanche sur case blanche g8 · Roi noir sur case noire h8 · Cavalier blanc sur case noire f6 | 2 |
| 1 | Tour blanche sur case blanche g8 · Roi noir sur case noire h8 · Cavalier blanc sur case noire f6 | Tour blanche sur case blanche g8 · Roi noir sur case noire h8 · Cavalier blanc sur case noire f6 | Tour blanche sur case blanche g8 · Roi noir sur case noire h8 · Cavalier blanc sur case noire f6 | Tour blanche sur case blanche g8 · Roi noir sur case noire h8 · Cavalier blanc sur case noire f6 | Tour blanche sur case blanche g8 · Roi noir sur case noire h8 · Cavalier blanc sur case noire f6 | Tour blanche sur case blanche g8 · Roi noir sur case noire h8 · Cavalier blanc sur case noire f6 | Tour blanche sur case blanche g8 · Roi noir sur case noire h8 · Cavalier blanc sur case noire f6 | Tour blanche sur case blanche g8 · Roi noir sur case noire h8 · Cavalier blanc sur case noire f6 | 1 |
|   | a                                                                                                | b                                                                                                | c                                                                                                | d                                                                                                | e                                                                                                | f                                                                                                | g                                                                                                | h                                                                                                |   |

Le « mat des Arabes » doit son nom au fait que les pièces qu’il mobilise — roi, tour et cavalier — sont les seules qui n’ont pas changé depuis le Xe siècle et l’introduction du jeu en Europe par les Arabes,.
La marche actuelle du fou et de la dame provient d'une réforme datant du XVe siècle. Lors du Moyen âge, le jeu d'échecs se répandit de façon remarquable jusqu'au Sud de l'Europe en suivant les conquêtes de l'Islam.

## Mat de Pillsbury
|   | a | b | c | d | e | f | g | h |   |
| 8 | Roi noir sur case noire h8 · Pion noir sur case blanche h7 · Fou blanc sur case noire d4 · Tour blanche sur case noire g3 | Roi noir sur case noire h8 · Pion noir sur case blanche h7 · Fou blanc sur case noire d4 · Tour blanche sur case noire g3 | Roi noir sur case noire h8 · Pion noir sur case blanche h7 · Fou blanc sur case noire d4 · Tour blanche sur case noire g3 | Roi noir sur case noire h8 · Pion noir sur case blanche h7 · Fou blanc sur case noire d4 · Tour blanche sur case noire g3 | Roi noir sur case noire h8 · Pion noir sur case blanche h7 · Fou blanc sur case noire d4 · Tour blanche sur case noire g3 | Roi noir sur case noire h8 · Pion noir sur case blanche h7 · Fou blanc sur case noire d4 · Tour blanche sur case noire g3 | Roi noir sur case noire h8 · Pion noir sur case blanche h7 · Fou blanc sur case noire d4 · Tour blanche sur case noire g3 | Roi noir sur case noire h8 · Pion noir sur case blanche h7 · Fou blanc sur case noire d4 · Tour blanche sur case noire g3 | 8 |
| 7 | Roi noir sur case noire h8 · Pion noir sur case blanche h7 · Fou blanc sur case noire d4 · Tour blanche sur case noire g3 | Roi noir sur case noire h8 · Pion noir sur case blanche h7 · Fou blanc sur case noire d4 · Tour blanche sur case noire g3 | Roi noir sur case noire h8 · Pion noir sur case blanche h7 · Fou blanc sur case noire d4 · Tour blanche sur case noire g3 | Roi noir sur case noire h8 · Pion noir sur case blanche h7 · Fou blanc sur case noire d4 · Tour blanche sur case noire g3 | Roi noir sur case noire h8 · Pion noir sur case blanche h7 · Fou blanc sur case noire d4 · Tour blanche sur case noire g3 | Roi noir sur case noire h8 · Pion noir sur case blanche h7 · Fou blanc sur case noire d4 · Tour blanche sur case noire g3 | Roi noir sur case noire h8 · Pion noir sur case blanche h7 · Fou blanc sur case noire d4 · Tour blanche sur case noire g3 | Roi noir sur case noire h8 · Pion noir sur case blanche h7 · Fou blanc sur case noire d4 · Tour blanche sur case noire g3 | 7 |
| 6 | Roi noir sur case noire h8 · Pion noir sur case blanche h7 · Fou blanc sur case noire d4 · Tour blanche sur case noire g3 | Roi noir sur case noire h8 · Pion noir sur case blanche h7 · Fou blanc sur case noire d4 · Tour blanche sur case noire g3 | Roi noir sur case noire h8 · Pion noir sur case blanche h7 · Fou blanc sur case noire d4 · Tour blanche sur case noire g3 | Roi noir sur case noire h8 · Pion noir sur case blanche h7 · Fou blanc sur case noire d4 · Tour blanche sur case noire g3 | Roi noir sur case noire h8 · Pion noir sur case blanche h7 · Fou blanc sur case noire d4 · Tour blanche sur case noire g3 | Roi noir sur case noire h8 · Pion noir sur case blanche h7 · Fou blanc sur case noire d4 · Tour blanche sur case noire g3 | Roi noir sur case noire h8 · Pion noir sur case blanche h7 · Fou blanc sur case noire d4 · Tour blanche sur case noire g3 | Roi noir sur case noire h8 · Pion noir sur case blanche h7 · Fou blanc sur case noire d4 · Tour blanche sur case noire g3 | 6 |
| 5 | Roi noir sur case noire h8 · Pion noir sur case blanche h7 · Fou blanc sur case noire d4 · Tour blanche sur case noire g3 | Roi noir sur case noire h8 · Pion noir sur case blanche h7 · Fou blanc sur case noire d4 · Tour blanche sur case noire g3 | Roi noir sur case noire h8 · Pion noir sur case blanche h7 · Fou blanc sur case noire d4 · Tour blanche sur case noire g3 | Roi noir sur case noire h8 · Pion noir sur case blanche h7 · Fou blanc sur case noire d4 · Tour blanche sur case noire g3 | Roi noir sur case noire h8 · Pion noir sur case blanche h7 · Fou blanc sur case noire d4 · Tour blanche sur case noire g3 | Roi noir sur case noire h8 · Pion noir sur case blanche h7 · Fou blanc sur case noire d4 · Tour blanche sur case noire g3 | Roi noir sur case noire h8 · Pion noir sur case blanche h7 · Fou blanc sur case noire d4 · Tour blanche sur case noire g3 | Roi noir sur case noire h8 · Pion noir sur case blanche h7 · Fou blanc sur case noire d4 · Tour blanche sur case noire g3 | 5 |
| 4 | Roi noir sur case noire h8 · Pion noir sur case blanche h7 · Fou blanc sur case noire d4 · Tour blanche sur case noire g3 | Roi noir sur case noire h8 · Pion noir sur case blanche h7 · Fou blanc sur case noire d4 · Tour blanche sur case noire g3 | Roi noir sur case noire h8 · Pion noir sur case blanche h7 · Fou blanc sur case noire d4 · Tour blanche sur case noire g3 | Roi noir sur case noire h8 · Pion noir sur case blanche h7 · Fou blanc sur case noire d4 · Tour blanche sur case noire g3 | Roi noir sur case noire h8 · Pion noir sur case blanche h7 · Fou blanc sur case noire d4 · Tour blanche sur case noire g3 | Roi noir sur case noire h8 · Pion noir sur case blanche h7 · Fou blanc sur case noire d4 · Tour blanche sur case noire g3 | Roi noir sur case noire h8 · Pion noir sur case blanche h7 · Fou blanc sur case noire d4 · Tour blanche sur case noire g3 | Roi noir sur case noire h8 · Pion noir sur case blanche h7 · Fou blanc sur case noire d4 · Tour blanche sur case noire g3 | 4 |
| 3 | Roi noir sur case noire h8 · Pion noir sur case blanche h7 · Fou blanc sur case noire d4 · Tour blanche sur case noire g3 | Roi noir sur case noire h8 · Pion noir sur case blanche h7 · Fou blanc sur case noire d4 · Tour blanche sur case noire g3 | Roi noir sur case noire h8 · Pion noir sur case blanche h7 · Fou blanc sur case noire d4 · Tour blanche sur case noire g3 | Roi noir sur case noire h8 · Pion noir sur case blanche h7 · Fou blanc sur case noire d4 · Tour blanche sur case noire g3 | Roi noir sur case noire h8 · Pion noir sur case blanche h7 · Fou blanc sur case noire d4 · Tour blanche sur case noire g3 | Roi noir sur case noire h8 · Pion noir sur case blanche h7 · Fou blanc sur case noire d4 · Tour blanche sur case noire g3 | Roi noir sur case noire h8 · Pion noir sur case blanche h7 · Fou blanc sur case noire d4 · Tour blanche sur case noire g3 | Roi noir sur case noire h8 · Pion noir sur case blanche h7 · Fou blanc sur case noire d4 · Tour blanche sur case noire g3 | 3 |
| 2 | Roi noir sur case noire h8 · Pion noir sur case blanche h7 · Fou blanc sur case noire d4 · Tour blanche sur case noire g3 | Roi noir sur case noire h8 · Pion noir sur case blanche h7 · Fou blanc sur case noire d4 · Tour blanche sur case noire g3 | Roi noir sur case noire h8 · Pion noir sur case blanche h7 · Fou blanc sur case noire d4 · Tour blanche sur case noire g3 | Roi noir sur case noire h8 · Pion noir sur case blanche h7 · Fou blanc sur case noire d4 · Tour blanche sur case noire g3 | Roi noir sur case noire h8 · Pion noir sur case blanche h7 · Fou blanc sur case noire d4 · Tour blanche sur case noire g3 | Roi noir sur case noire h8 · Pion noir sur case blanche h7 · Fou blanc sur case noire d4 · Tour blanche sur case noire g3 | Roi noir sur case noire h8 · Pion noir sur case blanche h7 · Fou blanc sur case noire d4 · Tour blanche sur case noire g3 | Roi noir sur case noire h8 · Pion noir sur case blanche h7 · Fou blanc sur case noire d4 · Tour blanche sur case noire g3 | 2 |
| 1 | Roi noir sur case noire h8 · Pion noir sur case blanche h7 · Fou blanc sur case noire d4 · Tour blanche sur case noire g3 | Roi noir sur case noire h8 · Pion noir sur case blanche h7 · Fou blanc sur case noire d4 · Tour blanche sur case noire g3 | Roi noir sur case noire h8 · Pion noir sur case blanche h7 · Fou blanc sur case noire d4 · Tour blanche sur case noire g3 | Roi noir sur case noire h8 · Pion noir sur case blanche h7 · Fou blanc sur case noire d4 · Tour blanche sur case noire g3 | Roi noir sur case noire h8 · Pion noir sur case blanche h7 · Fou blanc sur case noire d4 · Tour blanche sur case noire g3 | Roi noir sur case noire h8 · Pion noir sur case blanche h7 · Fou blanc sur case noire d4 · Tour blanche sur case noire g3 | Roi noir sur case noire h8 · Pion noir sur case blanche h7 · Fou blanc sur case noire d4 · Tour blanche sur case noire g3 | Roi noir sur case noire h8 · Pion noir sur case blanche h7 · Fou blanc sur case noire d4 · Tour blanche sur case noire g3 | 1 |
|   | a | b | c | d | e | f | g | h |   |

Ce mat a été nommé en l'honneur du joueur américain Harry Nelson Pillsbury (1872-1906).

## Mat de Morphy
|   | a | b | c | d | e | f | g | h |   |
| 8 | Tour blanche sur case blanche e8 · Roi noir sur case blanche g8 · Pion noir sur case blanche f7 · Pion noir sur case blanche h7 · Fou blanc sur case noire h6 | Tour blanche sur case blanche e8 · Roi noir sur case blanche g8 · Pion noir sur case blanche f7 · Pion noir sur case blanche h7 · Fou blanc sur case noire h6 | Tour blanche sur case blanche e8 · Roi noir sur case blanche g8 · Pion noir sur case blanche f7 · Pion noir sur case blanche h7 · Fou blanc sur case noire h6 | Tour blanche sur case blanche e8 · Roi noir sur case blanche g8 · Pion noir sur case blanche f7 · Pion noir sur case blanche h7 · Fou blanc sur case noire h6 | Tour blanche sur case blanche e8 · Roi noir sur case blanche g8 · Pion noir sur case blanche f7 · Pion noir sur case blanche h7 · Fou blanc sur case noire h6 | Tour blanche sur case blanche e8 · Roi noir sur case blanche g8 · Pion noir sur case blanche f7 · Pion noir sur case blanche h7 · Fou blanc sur case noire h6 | Tour blanche sur case blanche e8 · Roi noir sur case blanche g8 · Pion noir sur case blanche f7 · Pion noir sur case blanche h7 · Fou blanc sur case noire h6 | Tour blanche sur case blanche e8 · Roi noir sur case blanche g8 · Pion noir sur case blanche f7 · Pion noir sur case blanche h7 · Fou blanc sur case noire h6 | 8 |
| 7 | Tour blanche sur case blanche e8 · Roi noir sur case blanche g8 · Pion noir sur case blanche f7 · Pion noir sur case blanche h7 · Fou blanc sur case noire h6 | Tour blanche sur case blanche e8 · Roi noir sur case blanche g8 · Pion noir sur case blanche f7 · Pion noir sur case blanche h7 · Fou blanc sur case noire h6 | Tour blanche sur case blanche e8 · Roi noir sur case blanche g8 · Pion noir sur case blanche f7 · Pion noir sur case blanche h7 · Fou blanc sur case noire h6 | Tour blanche sur case blanche e8 · Roi noir sur case blanche g8 · Pion noir sur case blanche f7 · Pion noir sur case blanche h7 · Fou blanc sur case noire h6 | Tour blanche sur case blanche e8 · Roi noir sur case blanche g8 · Pion noir sur case blanche f7 · Pion noir sur case blanche h7 · Fou blanc sur case noire h6 | Tour blanche sur case blanche e8 · Roi noir sur case blanche g8 · Pion noir sur case blanche f7 · Pion noir sur case blanche h7 · Fou blanc sur case noire h6 | Tour blanche sur case blanche e8 · Roi noir sur case blanche g8 · Pion noir sur case blanche f7 · Pion noir sur case blanche h7 · Fou blanc sur case noire h6 | Tour blanche sur case blanche e8 · Roi noir sur case blanche g8 · Pion noir sur case blanche f7 · Pion noir sur case blanche h7 · Fou blanc sur case noire h6 | 7 |
| 6 | Tour blanche sur case blanche e8 · Roi noir sur case blanche g8 · Pion noir sur case blanche f7 · Pion noir sur case blanche h7 · Fou blanc sur case noire h6 | Tour blanche sur case blanche e8 · Roi noir sur case blanche g8 · Pion noir sur case blanche f7 · Pion noir sur case blanche h7 · Fou blanc sur case noire h6 | Tour blanche sur case blanche e8 · Roi noir sur case blanche g8 · Pion noir sur case blanche f7 · Pion noir sur case blanche h7 · Fou blanc sur case noire h6 | Tour blanche sur case blanche e8 · Roi noir sur case blanche g8 · Pion noir sur case blanche f7 · Pion noir sur case blanche h7 · Fou blanc sur case noire h6 | Tour blanche sur case blanche e8 · Roi noir sur case blanche g8 · Pion noir sur case blanche f7 · Pion noir sur case blanche h7 · Fou blanc sur case noire h6 | Tour blanche sur case blanche e8 · Roi noir sur case blanche g8 · Pion noir sur case blanche f7 · Pion noir sur case blanche h7 · Fou blanc sur case noire h6 | Tour blanche sur case blanche e8 · Roi noir sur case blanche g8 · Pion noir sur case blanche f7 · Pion noir sur case blanche h7 · Fou blanc sur case noire h6 | Tour blanche sur case blanche e8 · Roi noir sur case blanche g8 · Pion noir sur case blanche f7 · Pion noir sur case blanche h7 · Fou blanc sur case noire h6 | 6 |
| 5 | Tour blanche sur case blanche e8 · Roi noir sur case blanche g8 · Pion noir sur case blanche f7 · Pion noir sur case blanche h7 · Fou blanc sur case noire h6 | Tour blanche sur case blanche e8 · Roi noir sur case blanche g8 · Pion noir sur case blanche f7 · Pion noir sur case blanche h7 · Fou blanc sur case noire h6 | Tour blanche sur case blanche e8 · Roi noir sur case blanche g8 · Pion noir sur case blanche f7 · Pion noir sur case blanche h7 · Fou blanc sur case noire h6 | Tour blanche sur case blanche e8 · Roi noir sur case blanche g8 · Pion noir sur case blanche f7 · Pion noir sur case blanche h7 · Fou blanc sur case noire h6 | Tour blanche sur case blanche e8 · Roi noir sur case blanche g8 · Pion noir sur case blanche f7 · Pion noir sur case blanche h7 · Fou blanc sur case noire h6 | Tour blanche sur case blanche e8 · Roi noir sur case blanche g8 · Pion noir sur case blanche f7 · Pion noir sur case blanche h7 · Fou blanc sur case noire h6 | Tour blanche sur case blanche e8 · Roi noir sur case blanche g8 · Pion noir sur case blanche f7 · Pion noir sur case blanche h7 · Fou blanc sur case noire h6 | Tour blanche sur case blanche e8 · Roi noir sur case blanche g8 · Pion noir sur case blanche f7 · Pion noir sur case blanche h7 · Fou blanc sur case noire h6 | 5 |
| 4 | Tour blanche sur case blanche e8 · Roi noir sur case blanche g8 · Pion noir sur case blanche f7 · Pion noir sur case blanche h7 · Fou blanc sur case noire h6 | Tour blanche sur case blanche e8 · Roi noir sur case blanche g8 · Pion noir sur case blanche f7 · Pion noir sur case blanche h7 · Fou blanc sur case noire h6 | Tour blanche sur case blanche e8 · Roi noir sur case blanche g8 · Pion noir sur case blanche f7 · Pion noir sur case blanche h7 · Fou blanc sur case noire h6 | Tour blanche sur case blanche e8 · Roi noir sur case blanche g8 · Pion noir sur case blanche f7 · Pion noir sur case blanche h7 · Fou blanc sur case noire h6 | Tour blanche sur case blanche e8 · Roi noir sur case blanche g8 · Pion noir sur case blanche f7 · Pion noir sur case blanche h7 · Fou blanc sur case noire h6 | Tour blanche sur case blanche e8 · Roi noir sur case blanche g8 · Pion noir sur case blanche f7 · Pion noir sur case blanche h7 · Fou blanc sur case noire h6 | Tour blanche sur case blanche e8 · Roi noir sur case blanche g8 · Pion noir sur case blanche f7 · Pion noir sur case blanche h7 · Fou blanc sur case noire h6 | Tour blanche sur case blanche e8 · Roi noir sur case blanche g8 · Pion noir sur case blanche f7 · Pion noir sur case blanche h7 · Fou blanc sur case noire h6 | 4 |
| 3 | Tour blanche sur case blanche e8 · Roi noir sur case blanche g8 · Pion noir sur case blanche f7 · Pion noir sur case blanche h7 · Fou blanc sur case noire h6 | Tour blanche sur case blanche e8 · Roi noir sur case blanche g8 · Pion noir sur case blanche f7 · Pion noir sur case blanche h7 · Fou blanc sur case noire h6 | Tour blanche sur case blanche e8 · Roi noir sur case blanche g8 · Pion noir sur case blanche f7 · Pion noir sur case blanche h7 · Fou blanc sur case noire h6 | Tour blanche sur case blanche e8 · Roi noir sur case blanche g8 · Pion noir sur case blanche f7 · Pion noir sur case blanche h7 · Fou blanc sur case noire h6 | Tour blanche sur case blanche e8 · Roi noir sur case blanche g8 · Pion noir sur case blanche f7 · Pion noir sur case blanche h7 · Fou blanc sur case noire h6 | Tour blanche sur case blanche e8 · Roi noir sur case blanche g8 · Pion noir sur case blanche f7 · Pion noir sur case blanche h7 · Fou blanc sur case noire h6 | Tour blanche sur case blanche e8 · Roi noir sur case blanche g8 · Pion noir sur case blanche f7 · Pion noir sur case blanche h7 · Fou blanc sur case noire h6 | Tour blanche sur case blanche e8 · Roi noir sur case blanche g8 · Pion noir sur case blanche f7 · Pion noir sur case blanche h7 · Fou blanc sur case noire h6 | 3 |
| 2 | Tour blanche sur case blanche e8 · Roi noir sur case blanche g8 · Pion noir sur case blanche f7 · Pion noir sur case blanche h7 · Fou blanc sur case noire h6 | Tour blanche sur case blanche e8 · Roi noir sur case blanche g8 · Pion noir sur case blanche f7 · Pion noir sur case blanche h7 · Fou blanc sur case noire h6 | Tour blanche sur case blanche e8 · Roi noir sur case blanche g8 · Pion noir sur case blanche f7 · Pion noir sur case blanche h7 · Fou blanc sur case noire h6 | Tour blanche sur case blanche e8 · Roi noir sur case blanche g8 · Pion noir sur case blanche f7 · Pion noir sur case blanche h7 · Fou blanc sur case noire h6 | Tour blanche sur case blanche e8 · Roi noir sur case blanche g8 · Pion noir sur case blanche f7 · Pion noir sur case blanche h7 · Fou blanc sur case noire h6 | Tour blanche sur case blanche e8 · Roi noir sur case blanche g8 · Pion noir sur case blanche f7 · Pion noir sur case blanche h7 · Fou blanc sur case noire h6 | Tour blanche sur case blanche e8 · Roi noir sur case blanche g8 · Pion noir sur case blanche f7 · Pion noir sur case blanche h7 · Fou blanc sur case noire h6 | Tour blanche sur case blanche e8 · Roi noir sur case blanche g8 · Pion noir sur case blanche f7 · Pion noir sur case blanche h7 · Fou blanc sur case noire h6 | 2 |
| 1 | Tour blanche sur case blanche e8 · Roi noir sur case blanche g8 · Pion noir sur case blanche f7 · Pion noir sur case blanche h7 · Fou blanc sur case noire h6 | Tour blanche sur case blanche e8 · Roi noir sur case blanche g8 · Pion noir sur case blanche f7 · Pion noir sur case blanche h7 · Fou blanc sur case noire h6 | Tour blanche sur case blanche e8 · Roi noir sur case blanche g8 · Pion noir sur case blanche f7 · Pion noir sur case blanche h7 · Fou blanc sur case noire h6 | Tour blanche sur case blanche e8 · Roi noir sur case blanche g8 · Pion noir sur case blanche f7 · Pion noir sur case blanche h7 · Fou blanc sur case noire h6 | Tour blanche sur case blanche e8 · Roi noir sur case blanche g8 · Pion noir sur case blanche f7 · Pion noir sur case blanche h7 · Fou blanc sur case noire h6 | Tour blanche sur case blanche e8 · Roi noir sur case blanche g8 · Pion noir sur case blanche f7 · Pion noir sur case blanche h7 · Fou blanc sur case noire h6 | Tour blanche sur case blanche e8 · Roi noir sur case blanche g8 · Pion noir sur case blanche f7 · Pion noir sur case blanche h7 · Fou blanc sur case noire h6 | Tour blanche sur case blanche e8 · Roi noir sur case blanche g8 · Pion noir sur case blanche f7 · Pion noir sur case blanche h7 · Fou blanc sur case noire h6 | 1 |
|   | a | b | c | d | e | f | g | h |   |

Ce mat a été nommé en l'honneur du joueur américain Paul Morphy (1837-1884).

## Mat de Mayet
Le mat de Mayet combine l'action du fou et d'une tour pour mater un roi qui est roqué du côté d'un fianchetto. Il est assez similaire au Mat d'Anderssen.
|   | a | b | c | d | e | f | g | h |   |
| 8 | Roi noir sur case blanche g8 · Tour blanche sur case noire h8 · Pion noir sur case blanche f7 · Pion noir sur case blanche g6 · Fou blanc sur case noire c3 | Roi noir sur case blanche g8 · Tour blanche sur case noire h8 · Pion noir sur case blanche f7 · Pion noir sur case blanche g6 · Fou blanc sur case noire c3 | Roi noir sur case blanche g8 · Tour blanche sur case noire h8 · Pion noir sur case blanche f7 · Pion noir sur case blanche g6 · Fou blanc sur case noire c3 | Roi noir sur case blanche g8 · Tour blanche sur case noire h8 · Pion noir sur case blanche f7 · Pion noir sur case blanche g6 · Fou blanc sur case noire c3 | Roi noir sur case blanche g8 · Tour blanche sur case noire h8 · Pion noir sur case blanche f7 · Pion noir sur case blanche g6 · Fou blanc sur case noire c3 | Roi noir sur case blanche g8 · Tour blanche sur case noire h8 · Pion noir sur case blanche f7 · Pion noir sur case blanche g6 · Fou blanc sur case noire c3 | Roi noir sur case blanche g8 · Tour blanche sur case noire h8 · Pion noir sur case blanche f7 · Pion noir sur case blanche g6 · Fou blanc sur case noire c3 | Roi noir sur case blanche g8 · Tour blanche sur case noire h8 · Pion noir sur case blanche f7 · Pion noir sur case blanche g6 · Fou blanc sur case noire c3 | 8 |
| 7 | Roi noir sur case blanche g8 · Tour blanche sur case noire h8 · Pion noir sur case blanche f7 · Pion noir sur case blanche g6 · Fou blanc sur case noire c3 | Roi noir sur case blanche g8 · Tour blanche sur case noire h8 · Pion noir sur case blanche f7 · Pion noir sur case blanche g6 · Fou blanc sur case noire c3 | Roi noir sur case blanche g8 · Tour blanche sur case noire h8 · Pion noir sur case blanche f7 · Pion noir sur case blanche g6 · Fou blanc sur case noire c3 | Roi noir sur case blanche g8 · Tour blanche sur case noire h8 · Pion noir sur case blanche f7 · Pion noir sur case blanche g6 · Fou blanc sur case noire c3 | Roi noir sur case blanche g8 · Tour blanche sur case noire h8 · Pion noir sur case blanche f7 · Pion noir sur case blanche g6 · Fou blanc sur case noire c3 | Roi noir sur case blanche g8 · Tour blanche sur case noire h8 · Pion noir sur case blanche f7 · Pion noir sur case blanche g6 · Fou blanc sur case noire c3 | Roi noir sur case blanche g8 · Tour blanche sur case noire h8 · Pion noir sur case blanche f7 · Pion noir sur case blanche g6 · Fou blanc sur case noire c3 | Roi noir sur case blanche g8 · Tour blanche sur case noire h8 · Pion noir sur case blanche f7 · Pion noir sur case blanche g6 · Fou blanc sur case noire c3 | 7 |
| 6 | Roi noir sur case blanche g8 · Tour blanche sur case noire h8 · Pion noir sur case blanche f7 · Pion noir sur case blanche g6 · Fou blanc sur case noire c3 | Roi noir sur case blanche g8 · Tour blanche sur case noire h8 · Pion noir sur case blanche f7 · Pion noir sur case blanche g6 · Fou blanc sur case noire c3 | Roi noir sur case blanche g8 · Tour blanche sur case noire h8 · Pion noir sur case blanche f7 · Pion noir sur case blanche g6 · Fou blanc sur case noire c3 | Roi noir sur case blanche g8 · Tour blanche sur case noire h8 · Pion noir sur case blanche f7 · Pion noir sur case blanche g6 · Fou blanc sur case noire c3 | Roi noir sur case blanche g8 · Tour blanche sur case noire h8 · Pion noir sur case blanche f7 · Pion noir sur case blanche g6 · Fou blanc sur case noire c3 | Roi noir sur case blanche g8 · Tour blanche sur case noire h8 · Pion noir sur case blanche f7 · Pion noir sur case blanche g6 · Fou blanc sur case noire c3 | Roi noir sur case blanche g8 · Tour blanche sur case noire h8 · Pion noir sur case blanche f7 · Pion noir sur case blanche g6 · Fou blanc sur case noire c3 | Roi noir sur case blanche g8 · Tour blanche sur case noire h8 · Pion noir sur case blanche f7 · Pion noir sur case blanche g6 · Fou blanc sur case noire c3 | 6 |
| 5 | Roi noir sur case blanche g8 · Tour blanche sur case noire h8 · Pion noir sur case blanche f7 · Pion noir sur case blanche g6 · Fou blanc sur case noire c3 | Roi noir sur case blanche g8 · Tour blanche sur case noire h8 · Pion noir sur case blanche f7 · Pion noir sur case blanche g6 · Fou blanc sur case noire c3 | Roi noir sur case blanche g8 · Tour blanche sur case noire h8 · Pion noir sur case blanche f7 · Pion noir sur case blanche g6 · Fou blanc sur case noire c3 | Roi noir sur case blanche g8 · Tour blanche sur case noire h8 · Pion noir sur case blanche f7 · Pion noir sur case blanche g6 · Fou blanc sur case noire c3 | Roi noir sur case blanche g8 · Tour blanche sur case noire h8 · Pion noir sur case blanche f7 · Pion noir sur case blanche g6 · Fou blanc sur case noire c3 | Roi noir sur case blanche g8 · Tour blanche sur case noire h8 · Pion noir sur case blanche f7 · Pion noir sur case blanche g6 · Fou blanc sur case noire c3 | Roi noir sur case blanche g8 · Tour blanche sur case noire h8 · Pion noir sur case blanche f7 · Pion noir sur case blanche g6 · Fou blanc sur case noire c3 | Roi noir sur case blanche g8 · Tour blanche sur case noire h8 · Pion noir sur case blanche f7 · Pion noir sur case blanche g6 · Fou blanc sur case noire c3 | 5 |
| 4 | Roi noir sur case blanche g8 · Tour blanche sur case noire h8 · Pion noir sur case blanche f7 · Pion noir sur case blanche g6 · Fou blanc sur case noire c3 | Roi noir sur case blanche g8 · Tour blanche sur case noire h8 · Pion noir sur case blanche f7 · Pion noir sur case blanche g6 · Fou blanc sur case noire c3 | Roi noir sur case blanche g8 · Tour blanche sur case noire h8 · Pion noir sur case blanche f7 · Pion noir sur case blanche g6 · Fou blanc sur case noire c3 | Roi noir sur case blanche g8 · Tour blanche sur case noire h8 · Pion noir sur case blanche f7 · Pion noir sur case blanche g6 · Fou blanc sur case noire c3 | Roi noir sur case blanche g8 · Tour blanche sur case noire h8 · Pion noir sur case blanche f7 · Pion noir sur case blanche g6 · Fou blanc sur case noire c3 | Roi noir sur case blanche g8 · Tour blanche sur case noire h8 · Pion noir sur case blanche f7 · Pion noir sur case blanche g6 · Fou blanc sur case noire c3 | Roi noir sur case blanche g8 · Tour blanche sur case noire h8 · Pion noir sur case blanche f7 · Pion noir sur case blanche g6 · Fou blanc sur case noire c3 | Roi noir sur case blanche g8 · Tour blanche sur case noire h8 · Pion noir sur case blanche f7 · Pion noir sur case blanche g6 · Fou blanc sur case noire c3 | 4 |
| 3 | Roi noir sur case blanche g8 · Tour blanche sur case noire h8 · Pion noir sur case blanche f7 · Pion noir sur case blanche g6 · Fou blanc sur case noire c3 | Roi noir sur case blanche g8 · Tour blanche sur case noire h8 · Pion noir sur case blanche f7 · Pion noir sur case blanche g6 · Fou blanc sur case noire c3 | Roi noir sur case blanche g8 · Tour blanche sur case noire h8 · Pion noir sur case blanche f7 · Pion noir sur case blanche g6 · Fou blanc sur case noire c3 | Roi noir sur case blanche g8 · Tour blanche sur case noire h8 · Pion noir sur case blanche f7 · Pion noir sur case blanche g6 · Fou blanc sur case noire c3 | Roi noir sur case blanche g8 · Tour blanche sur case noire h8 · Pion noir sur case blanche f7 · Pion noir sur case blanche g6 · Fou blanc sur case noire c3 | Roi noir sur case blanche g8 · Tour blanche sur case noire h8 · Pion noir sur case blanche f7 · Pion noir sur case blanche g6 · Fou blanc sur case noire c3 | Roi noir sur case blanche g8 · Tour blanche sur case noire h8 · Pion noir sur case blanche f7 · Pion noir sur case blanche g6 · Fou blanc sur case noire c3 | Roi noir sur case blanche g8 · Tour blanche sur case noire h8 · Pion noir sur case blanche f7 · Pion noir sur case blanche g6 · Fou blanc sur case noire c3 | 3 |
| 2 | Roi noir sur case blanche g8 · Tour blanche sur case noire h8 · Pion noir sur case blanche f7 · Pion noir sur case blanche g6 · Fou blanc sur case noire c3 | Roi noir sur case blanche g8 · Tour blanche sur case noire h8 · Pion noir sur case blanche f7 · Pion noir sur case blanche g6 · Fou blanc sur case noire c3 | Roi noir sur case blanche g8 · Tour blanche sur case noire h8 · Pion noir sur case blanche f7 · Pion noir sur case blanche g6 · Fou blanc sur case noire c3 | Roi noir sur case blanche g8 · Tour blanche sur case noire h8 · Pion noir sur case blanche f7 · Pion noir sur case blanche g6 · Fou blanc sur case noire c3 | Roi noir sur case blanche g8 · Tour blanche sur case noire h8 · Pion noir sur case blanche f7 · Pion noir sur case blanche g6 · Fou blanc sur case noire c3 | Roi noir sur case blanche g8 · Tour blanche sur case noire h8 · Pion noir sur case blanche f7 · Pion noir sur case blanche g6 · Fou blanc sur case noire c3 | Roi noir sur case blanche g8 · Tour blanche sur case noire h8 · Pion noir sur case blanche f7 · Pion noir sur case blanche g6 · Fou blanc sur case noire c3 | Roi noir sur case blanche g8 · Tour blanche sur case noire h8 · Pion noir sur case blanche f7 · Pion noir sur case blanche g6 · Fou blanc sur case noire c3 | 2 |
| 1 | Roi noir sur case blanche g8 · Tour blanche sur case noire h8 · Pion noir sur case blanche f7 · Pion noir sur case blanche g6 · Fou blanc sur case noire c3 | Roi noir sur case blanche g8 · Tour blanche sur case noire h8 · Pion noir sur case blanche f7 · Pion noir sur case blanche g6 · Fou blanc sur case noire c3 | Roi noir sur case blanche g8 · Tour blanche sur case noire h8 · Pion noir sur case blanche f7 · Pion noir sur case blanche g6 · Fou blanc sur case noire c3 | Roi noir sur case blanche g8 · Tour blanche sur case noire h8 · Pion noir sur case blanche f7 · Pion noir sur case blanche g6 · Fou blanc sur case noire c3 | Roi noir sur case blanche g8 · Tour blanche sur case noire h8 · Pion noir sur case blanche f7 · Pion noir sur case blanche g6 · Fou blanc sur case noire c3 | Roi noir sur case blanche g8 · Tour blanche sur case noire h8 · Pion noir sur case blanche f7 · Pion noir sur case blanche g6 · Fou blanc sur case noire c3 | Roi noir sur case blanche g8 · Tour blanche sur case noire h8 · Pion noir sur case blanche f7 · Pion noir sur case blanche g6 · Fou blanc sur case noire c3 | Roi noir sur case blanche g8 · Tour blanche sur case noire h8 · Pion noir sur case blanche f7 · Pion noir sur case blanche g6 · Fou blanc sur case noire c3 | 1 |
|   | a | b | c | d | e | f | g | h |   |

## Mat d'Anderssen
|   | a | b | c | d | e | f | g | h |   |
| 8 | Tour noire sur case noire f8 · Roi noir sur case blanche g8 · Dame blanche sur case noire h8 · Pion noir sur case blanche f7 · Fou blanc sur case noire e5 | Tour noire sur case noire f8 · Roi noir sur case blanche g8 · Dame blanche sur case noire h8 · Pion noir sur case blanche f7 · Fou blanc sur case noire e5 | Tour noire sur case noire f8 · Roi noir sur case blanche g8 · Dame blanche sur case noire h8 · Pion noir sur case blanche f7 · Fou blanc sur case noire e5 | Tour noire sur case noire f8 · Roi noir sur case blanche g8 · Dame blanche sur case noire h8 · Pion noir sur case blanche f7 · Fou blanc sur case noire e5 | Tour noire sur case noire f8 · Roi noir sur case blanche g8 · Dame blanche sur case noire h8 · Pion noir sur case blanche f7 · Fou blanc sur case noire e5 | Tour noire sur case noire f8 · Roi noir sur case blanche g8 · Dame blanche sur case noire h8 · Pion noir sur case blanche f7 · Fou blanc sur case noire e5 | Tour noire sur case noire f8 · Roi noir sur case blanche g8 · Dame blanche sur case noire h8 · Pion noir sur case blanche f7 · Fou blanc sur case noire e5 | Tour noire sur case noire f8 · Roi noir sur case blanche g8 · Dame blanche sur case noire h8 · Pion noir sur case blanche f7 · Fou blanc sur case noire e5 | 8 |
| 7 | Tour noire sur case noire f8 · Roi noir sur case blanche g8 · Dame blanche sur case noire h8 · Pion noir sur case blanche f7 · Fou blanc sur case noire e5 | Tour noire sur case noire f8 · Roi noir sur case blanche g8 · Dame blanche sur case noire h8 · Pion noir sur case blanche f7 · Fou blanc sur case noire e5 | Tour noire sur case noire f8 · Roi noir sur case blanche g8 · Dame blanche sur case noire h8 · Pion noir sur case blanche f7 · Fou blanc sur case noire e5 | Tour noire sur case noire f8 · Roi noir sur case blanche g8 · Dame blanche sur case noire h8 · Pion noir sur case blanche f7 · Fou blanc sur case noire e5 | Tour noire sur case noire f8 · Roi noir sur case blanche g8 · Dame blanche sur case noire h8 · Pion noir sur case blanche f7 · Fou blanc sur case noire e5 | Tour noire sur case noire f8 · Roi noir sur case blanche g8 · Dame blanche sur case noire h8 · Pion noir sur case blanche f7 · Fou blanc sur case noire e5 | Tour noire sur case noire f8 · Roi noir sur case blanche g8 · Dame blanche sur case noire h8 · Pion noir sur case blanche f7 · Fou blanc sur case noire e5 | Tour noire sur case noire f8 · Roi noir sur case blanche g8 · Dame blanche sur case noire h8 · Pion noir sur case blanche f7 · Fou blanc sur case noire e5 | 7 |
| 6 | Tour noire sur case noire f8 · Roi noir sur case blanche g8 · Dame blanche sur case noire h8 · Pion noir sur case blanche f7 · Fou blanc sur case noire e5 | Tour noire sur case noire f8 · Roi noir sur case blanche g8 · Dame blanche sur case noire h8 · Pion noir sur case blanche f7 · Fou blanc sur case noire e5 | Tour noire sur case noire f8 · Roi noir sur case blanche g8 · Dame blanche sur case noire h8 · Pion noir sur case blanche f7 · Fou blanc sur case noire e5 | Tour noire sur case noire f8 · Roi noir sur case blanche g8 · Dame blanche sur case noire h8 · Pion noir sur case blanche f7 · Fou blanc sur case noire e5 | Tour noire sur case noire f8 · Roi noir sur case blanche g8 · Dame blanche sur case noire h8 · Pion noir sur case blanche f7 · Fou blanc sur case noire e5 | Tour noire sur case noire f8 · Roi noir sur case blanche g8 · Dame blanche sur case noire h8 · Pion noir sur case blanche f7 · Fou blanc sur case noire e5 | Tour noire sur case noire f8 · Roi noir sur case blanche g8 · Dame blanche sur case noire h8 · Pion noir sur case blanche f7 · Fou blanc sur case noire e5 | Tour noire sur case noire f8 · Roi noir sur case blanche g8 · Dame blanche sur case noire h8 · Pion noir sur case blanche f7 · Fou blanc sur case noire e5 | 6 |
| 5 | Tour noire sur case noire f8 · Roi noir sur case blanche g8 · Dame blanche sur case noire h8 · Pion noir sur case blanche f7 · Fou blanc sur case noire e5 | Tour noire sur case noire f8 · Roi noir sur case blanche g8 · Dame blanche sur case noire h8 · Pion noir sur case blanche f7 · Fou blanc sur case noire e5 | Tour noire sur case noire f8 · Roi noir sur case blanche g8 · Dame blanche sur case noire h8 · Pion noir sur case blanche f7 · Fou blanc sur case noire e5 | Tour noire sur case noire f8 · Roi noir sur case blanche g8 · Dame blanche sur case noire h8 · Pion noir sur case blanche f7 · Fou blanc sur case noire e5 | Tour noire sur case noire f8 · Roi noir sur case blanche g8 · Dame blanche sur case noire h8 · Pion noir sur case blanche f7 · Fou blanc sur case noire e5 | Tour noire sur case noire f8 · Roi noir sur case blanche g8 · Dame blanche sur case noire h8 · Pion noir sur case blanche f7 · Fou blanc sur case noire e5 | Tour noire sur case noire f8 · Roi noir sur case blanche g8 · Dame blanche sur case noire h8 · Pion noir sur case blanche f7 · Fou blanc sur case noire e5 | Tour noire sur case noire f8 · Roi noir sur case blanche g8 · Dame blanche sur case noire h8 · Pion noir sur case blanche f7 · Fou blanc sur case noire e5 | 5 |
| 4 | Tour noire sur case noire f8 · Roi noir sur case blanche g8 · Dame blanche sur case noire h8 · Pion noir sur case blanche f7 · Fou blanc sur case noire e5 | Tour noire sur case noire f8 · Roi noir sur case blanche g8 · Dame blanche sur case noire h8 · Pion noir sur case blanche f7 · Fou blanc sur case noire e5 | Tour noire sur case noire f8 · Roi noir sur case blanche g8 · Dame blanche sur case noire h8 · Pion noir sur case blanche f7 · Fou blanc sur case noire e5 | Tour noire sur case noire f8 · Roi noir sur case blanche g8 · Dame blanche sur case noire h8 · Pion noir sur case blanche f7 · Fou blanc sur case noire e5 | Tour noire sur case noire f8 · Roi noir sur case blanche g8 · Dame blanche sur case noire h8 · Pion noir sur case blanche f7 · Fou blanc sur case noire e5 | Tour noire sur case noire f8 · Roi noir sur case blanche g8 · Dame blanche sur case noire h8 · Pion noir sur case blanche f7 · Fou blanc sur case noire e5 | Tour noire sur case noire f8 · Roi noir sur case blanche g8 · Dame blanche sur case noire h8 · Pion noir sur case blanche f7 · Fou blanc sur case noire e5 | Tour noire sur case noire f8 · Roi noir sur case blanche g8 · Dame blanche sur case noire h8 · Pion noir sur case blanche f7 · Fou blanc sur case noire e5 | 4 |
| 3 | Tour noire sur case noire f8 · Roi noir sur case blanche g8 · Dame blanche sur case noire h8 · Pion noir sur case blanche f7 · Fou blanc sur case noire e5 | Tour noire sur case noire f8 · Roi noir sur case blanche g8 · Dame blanche sur case noire h8 · Pion noir sur case blanche f7 · Fou blanc sur case noire e5 | Tour noire sur case noire f8 · Roi noir sur case blanche g8 · Dame blanche sur case noire h8 · Pion noir sur case blanche f7 · Fou blanc sur case noire e5 | Tour noire sur case noire f8 · Roi noir sur case blanche g8 · Dame blanche sur case noire h8 · Pion noir sur case blanche f7 · Fou blanc sur case noire e5 | Tour noire sur case noire f8 · Roi noir sur case blanche g8 · Dame blanche sur case noire h8 · Pion noir sur case blanche f7 · Fou blanc sur case noire e5 | Tour noire sur case noire f8 · Roi noir sur case blanche g8 · Dame blanche sur case noire h8 · Pion noir sur case blanche f7 · Fou blanc sur case noire e5 | Tour noire sur case noire f8 · Roi noir sur case blanche g8 · Dame blanche sur case noire h8 · Pion noir sur case blanche f7 · Fou blanc sur case noire e5 | Tour noire sur case noire f8 · Roi noir sur case blanche g8 · Dame blanche sur case noire h8 · Pion noir sur case blanche f7 · Fou blanc sur case noire e5 | 3 |
| 2 | Tour noire sur case noire f8 · Roi noir sur case blanche g8 · Dame blanche sur case noire h8 · Pion noir sur case blanche f7 · Fou blanc sur case noire e5 | Tour noire sur case noire f8 · Roi noir sur case blanche g8 · Dame blanche sur case noire h8 · Pion noir sur case blanche f7 · Fou blanc sur case noire e5 | Tour noire sur case noire f8 · Roi noir sur case blanche g8 · Dame blanche sur case noire h8 · Pion noir sur case blanche f7 · Fou blanc sur case noire e5 | Tour noire sur case noire f8 · Roi noir sur case blanche g8 · Dame blanche sur case noire h8 · Pion noir sur case blanche f7 · Fou blanc sur case noire e5 | Tour noire sur case noire f8 · Roi noir sur case blanche g8 · Dame blanche sur case noire h8 · Pion noir sur case blanche f7 · Fou blanc sur case noire e5 | Tour noire sur case noire f8 · Roi noir sur case blanche g8 · Dame blanche sur case noire h8 · Pion noir sur case blanche f7 · Fou blanc sur case noire e5 | Tour noire sur case noire f8 · Roi noir sur case blanche g8 · Dame blanche sur case noire h8 · Pion noir sur case blanche f7 · Fou blanc sur case noire e5 | Tour noire sur case noire f8 · Roi noir sur case blanche g8 · Dame blanche sur case noire h8 · Pion noir sur case blanche f7 · Fou blanc sur case noire e5 | 2 |
| 1 | Tour noire sur case noire f8 · Roi noir sur case blanche g8 · Dame blanche sur case noire h8 · Pion noir sur case blanche f7 · Fou blanc sur case noire e5 | Tour noire sur case noire f8 · Roi noir sur case blanche g8 · Dame blanche sur case noire h8 · Pion noir sur case blanche f7 · Fou blanc sur case noire e5 | Tour noire sur case noire f8 · Roi noir sur case blanche g8 · Dame blanche sur case noire h8 · Pion noir sur case blanche f7 · Fou blanc sur case noire e5 | Tour noire sur case noire f8 · Roi noir sur case blanche g8 · Dame blanche sur case noire h8 · Pion noir sur case blanche f7 · Fou blanc sur case noire e5 | Tour noire sur case noire f8 · Roi noir sur case blanche g8 · Dame blanche sur case noire h8 · Pion noir sur case blanche f7 · Fou blanc sur case noire e5 | Tour noire sur case noire f8 · Roi noir sur case blanche g8 · Dame blanche sur case noire h8 · Pion noir sur case blanche f7 · Fou blanc sur case noire e5 | Tour noire sur case noire f8 · Roi noir sur case blanche g8 · Dame blanche sur case noire h8 · Pion noir sur case blanche f7 · Fou blanc sur case noire e5 | Tour noire sur case noire f8 · Roi noir sur case blanche g8 · Dame blanche sur case noire h8 · Pion noir sur case blanche f7 · Fou blanc sur case noire e5 | 1 |
|   | a | b | c | d | e | f | g | h |   |

Ce mat a été nommé d'après le joueur prussien Adolf Anderssen (1818-1879).
Le mat d'Andersen est donné par une attaque latérale de la Tour ou de la Dame soutenue par son camp.

## Mat de Greco
|   | a | b | c | d | e | f | g | h |   |
| 8 | Roi noir sur case noire h8 · Pion noir sur case noire g7 · Fou blanc sur case blanche d5 · Dame blanche sur case noire h4 | Roi noir sur case noire h8 · Pion noir sur case noire g7 · Fou blanc sur case blanche d5 · Dame blanche sur case noire h4 | Roi noir sur case noire h8 · Pion noir sur case noire g7 · Fou blanc sur case blanche d5 · Dame blanche sur case noire h4 | Roi noir sur case noire h8 · Pion noir sur case noire g7 · Fou blanc sur case blanche d5 · Dame blanche sur case noire h4 | Roi noir sur case noire h8 · Pion noir sur case noire g7 · Fou blanc sur case blanche d5 · Dame blanche sur case noire h4 | Roi noir sur case noire h8 · Pion noir sur case noire g7 · Fou blanc sur case blanche d5 · Dame blanche sur case noire h4 | Roi noir sur case noire h8 · Pion noir sur case noire g7 · Fou blanc sur case blanche d5 · Dame blanche sur case noire h4 | Roi noir sur case noire h8 · Pion noir sur case noire g7 · Fou blanc sur case blanche d5 · Dame blanche sur case noire h4 | 8 |
| 7 | Roi noir sur case noire h8 · Pion noir sur case noire g7 · Fou blanc sur case blanche d5 · Dame blanche sur case noire h4 | Roi noir sur case noire h8 · Pion noir sur case noire g7 · Fou blanc sur case blanche d5 · Dame blanche sur case noire h4 | Roi noir sur case noire h8 · Pion noir sur case noire g7 · Fou blanc sur case blanche d5 · Dame blanche sur case noire h4 | Roi noir sur case noire h8 · Pion noir sur case noire g7 · Fou blanc sur case blanche d5 · Dame blanche sur case noire h4 | Roi noir sur case noire h8 · Pion noir sur case noire g7 · Fou blanc sur case blanche d5 · Dame blanche sur case noire h4 | Roi noir sur case noire h8 · Pion noir sur case noire g7 · Fou blanc sur case blanche d5 · Dame blanche sur case noire h4 | Roi noir sur case noire h8 · Pion noir sur case noire g7 · Fou blanc sur case blanche d5 · Dame blanche sur case noire h4 | Roi noir sur case noire h8 · Pion noir sur case noire g7 · Fou blanc sur case blanche d5 · Dame blanche sur case noire h4 | 7 |
| 6 | Roi noir sur case noire h8 · Pion noir sur case noire g7 · Fou blanc sur case blanche d5 · Dame blanche sur case noire h4 | Roi noir sur case noire h8 · Pion noir sur case noire g7 · Fou blanc sur case blanche d5 · Dame blanche sur case noire h4 | Roi noir sur case noire h8 · Pion noir sur case noire g7 · Fou blanc sur case blanche d5 · Dame blanche sur case noire h4 | Roi noir sur case noire h8 · Pion noir sur case noire g7 · Fou blanc sur case blanche d5 · Dame blanche sur case noire h4 | Roi noir sur case noire h8 · Pion noir sur case noire g7 · Fou blanc sur case blanche d5 · Dame blanche sur case noire h4 | Roi noir sur case noire h8 · Pion noir sur case noire g7 · Fou blanc sur case blanche d5 · Dame blanche sur case noire h4 | Roi noir sur case noire h8 · Pion noir sur case noire g7 · Fou blanc sur case blanche d5 · Dame blanche sur case noire h4 | Roi noir sur case noire h8 · Pion noir sur case noire g7 · Fou blanc sur case blanche d5 · Dame blanche sur case noire h4 | 6 |
| 5 | Roi noir sur case noire h8 · Pion noir sur case noire g7 · Fou blanc sur case blanche d5 · Dame blanche sur case noire h4 | Roi noir sur case noire h8 · Pion noir sur case noire g7 · Fou blanc sur case blanche d5 · Dame blanche sur case noire h4 | Roi noir sur case noire h8 · Pion noir sur case noire g7 · Fou blanc sur case blanche d5 · Dame blanche sur case noire h4 | Roi noir sur case noire h8 · Pion noir sur case noire g7 · Fou blanc sur case blanche d5 · Dame blanche sur case noire h4 | Roi noir sur case noire h8 · Pion noir sur case noire g7 · Fou blanc sur case blanche d5 · Dame blanche sur case noire h4 | Roi noir sur case noire h8 · Pion noir sur case noire g7 · Fou blanc sur case blanche d5 · Dame blanche sur case noire h4 | Roi noir sur case noire h8 · Pion noir sur case noire g7 · Fou blanc sur case blanche d5 · Dame blanche sur case noire h4 | Roi noir sur case noire h8 · Pion noir sur case noire g7 · Fou blanc sur case blanche d5 · Dame blanche sur case noire h4 | 5 |
| 4 | Roi noir sur case noire h8 · Pion noir sur case noire g7 · Fou blanc sur case blanche d5 · Dame blanche sur case noire h4 | Roi noir sur case noire h8 · Pion noir sur case noire g7 · Fou blanc sur case blanche d5 · Dame blanche sur case noire h4 | Roi noir sur case noire h8 · Pion noir sur case noire g7 · Fou blanc sur case blanche d5 · Dame blanche sur case noire h4 | Roi noir sur case noire h8 · Pion noir sur case noire g7 · Fou blanc sur case blanche d5 · Dame blanche sur case noire h4 | Roi noir sur case noire h8 · Pion noir sur case noire g7 · Fou blanc sur case blanche d5 · Dame blanche sur case noire h4 | Roi noir sur case noire h8 · Pion noir sur case noire g7 · Fou blanc sur case blanche d5 · Dame blanche sur case noire h4 | Roi noir sur case noire h8 · Pion noir sur case noire g7 · Fou blanc sur case blanche d5 · Dame blanche sur case noire h4 | Roi noir sur case noire h8 · Pion noir sur case noire g7 · Fou blanc sur case blanche d5 · Dame blanche sur case noire h4 | 4 |
| 3 | Roi noir sur case noire h8 · Pion noir sur case noire g7 · Fou blanc sur case blanche d5 · Dame blanche sur case noire h4 | Roi noir sur case noire h8 · Pion noir sur case noire g7 · Fou blanc sur case blanche d5 · Dame blanche sur case noire h4 | Roi noir sur case noire h8 · Pion noir sur case noire g7 · Fou blanc sur case blanche d5 · Dame blanche sur case noire h4 | Roi noir sur case noire h8 · Pion noir sur case noire g7 · Fou blanc sur case blanche d5 · Dame blanche sur case noire h4 | Roi noir sur case noire h8 · Pion noir sur case noire g7 · Fou blanc sur case blanche d5 · Dame blanche sur case noire h4 | Roi noir sur case noire h8 · Pion noir sur case noire g7 · Fou blanc sur case blanche d5 · Dame blanche sur case noire h4 | Roi noir sur case noire h8 · Pion noir sur case noire g7 · Fou blanc sur case blanche d5 · Dame blanche sur case noire h4 | Roi noir sur case noire h8 · Pion noir sur case noire g7 · Fou blanc sur case blanche d5 · Dame blanche sur case noire h4 | 3 |
| 2 | Roi noir sur case noire h8 · Pion noir sur case noire g7 · Fou blanc sur case blanche d5 · Dame blanche sur case noire h4 | Roi noir sur case noire h8 · Pion noir sur case noire g7 · Fou blanc sur case blanche d5 · Dame blanche sur case noire h4 | Roi noir sur case noire h8 · Pion noir sur case noire g7 · Fou blanc sur case blanche d5 · Dame blanche sur case noire h4 | Roi noir sur case noire h8 · Pion noir sur case noire g7 · Fou blanc sur case blanche d5 · Dame blanche sur case noire h4 | Roi noir sur case noire h8 · Pion noir sur case noire g7 · Fou blanc sur case blanche d5 · Dame blanche sur case noire h4 | Roi noir sur case noire h8 · Pion noir sur case noire g7 · Fou blanc sur case blanche d5 · Dame blanche sur case noire h4 | Roi noir sur case noire h8 · Pion noir sur case noire g7 · Fou blanc sur case blanche d5 · Dame blanche sur case noire h4 | Roi noir sur case noire h8 · Pion noir sur case noire g7 · Fou blanc sur case blanche d5 · Dame blanche sur case noire h4 | 2 |
| 1 | Roi noir sur case noire h8 · Pion noir sur case noire g7 · Fou blanc sur case blanche d5 · Dame blanche sur case noire h4 | Roi noir sur case noire h8 · Pion noir sur case noire g7 · Fou blanc sur case blanche d5 · Dame blanche sur case noire h4 | Roi noir sur case noire h8 · Pion noir sur case noire g7 · Fou blanc sur case blanche d5 · Dame blanche sur case noire h4 | Roi noir sur case noire h8 · Pion noir sur case noire g7 · Fou blanc sur case blanche d5 · Dame blanche sur case noire h4 | Roi noir sur case noire h8 · Pion noir sur case noire g7 · Fou blanc sur case blanche d5 · Dame blanche sur case noire h4 | Roi noir sur case noire h8 · Pion noir sur case noire g7 · Fou blanc sur case blanche d5 · Dame blanche sur case noire h4 | Roi noir sur case noire h8 · Pion noir sur case noire g7 · Fou blanc sur case blanche d5 · Dame blanche sur case noire h4 | Roi noir sur case noire h8 · Pion noir sur case noire g7 · Fou blanc sur case blanche d5 · Dame blanche sur case noire h4 | 1 |
|   | a | b | c | d | e | f | g | h |   |

Ce mat doit son nom au joueur italien du XVIIe siècle Gioacchino Greco.

## Mat de Boden
|   | a | b | c | d | e | f | g | h |   |
| 8 | Roi noir sur case blanche c8 · Tour noire sur case noire d8 · Pion noir sur case noire a7 · Cavalier noir sur case blanche d7 · Fou blanc sur case blanche a6 · Fou blanc sur case noire f4 | Roi noir sur case blanche c8 · Tour noire sur case noire d8 · Pion noir sur case noire a7 · Cavalier noir sur case blanche d7 · Fou blanc sur case blanche a6 · Fou blanc sur case noire f4 | Roi noir sur case blanche c8 · Tour noire sur case noire d8 · Pion noir sur case noire a7 · Cavalier noir sur case blanche d7 · Fou blanc sur case blanche a6 · Fou blanc sur case noire f4 | Roi noir sur case blanche c8 · Tour noire sur case noire d8 · Pion noir sur case noire a7 · Cavalier noir sur case blanche d7 · Fou blanc sur case blanche a6 · Fou blanc sur case noire f4 | Roi noir sur case blanche c8 · Tour noire sur case noire d8 · Pion noir sur case noire a7 · Cavalier noir sur case blanche d7 · Fou blanc sur case blanche a6 · Fou blanc sur case noire f4 | Roi noir sur case blanche c8 · Tour noire sur case noire d8 · Pion noir sur case noire a7 · Cavalier noir sur case blanche d7 · Fou blanc sur case blanche a6 · Fou blanc sur case noire f4 | Roi noir sur case blanche c8 · Tour noire sur case noire d8 · Pion noir sur case noire a7 · Cavalier noir sur case blanche d7 · Fou blanc sur case blanche a6 · Fou blanc sur case noire f4 | Roi noir sur case blanche c8 · Tour noire sur case noire d8 · Pion noir sur case noire a7 · Cavalier noir sur case blanche d7 · Fou blanc sur case blanche a6 · Fou blanc sur case noire f4 | 8 |
| 7 | Roi noir sur case blanche c8 · Tour noire sur case noire d8 · Pion noir sur case noire a7 · Cavalier noir sur case blanche d7 · Fou blanc sur case blanche a6 · Fou blanc sur case noire f4 | Roi noir sur case blanche c8 · Tour noire sur case noire d8 · Pion noir sur case noire a7 · Cavalier noir sur case blanche d7 · Fou blanc sur case blanche a6 · Fou blanc sur case noire f4 | Roi noir sur case blanche c8 · Tour noire sur case noire d8 · Pion noir sur case noire a7 · Cavalier noir sur case blanche d7 · Fou blanc sur case blanche a6 · Fou blanc sur case noire f4 | Roi noir sur case blanche c8 · Tour noire sur case noire d8 · Pion noir sur case noire a7 · Cavalier noir sur case blanche d7 · Fou blanc sur case blanche a6 · Fou blanc sur case noire f4 | Roi noir sur case blanche c8 · Tour noire sur case noire d8 · Pion noir sur case noire a7 · Cavalier noir sur case blanche d7 · Fou blanc sur case blanche a6 · Fou blanc sur case noire f4 | Roi noir sur case blanche c8 · Tour noire sur case noire d8 · Pion noir sur case noire a7 · Cavalier noir sur case blanche d7 · Fou blanc sur case blanche a6 · Fou blanc sur case noire f4 | Roi noir sur case blanche c8 · Tour noire sur case noire d8 · Pion noir sur case noire a7 · Cavalier noir sur case blanche d7 · Fou blanc sur case blanche a6 · Fou blanc sur case noire f4 | Roi noir sur case blanche c8 · Tour noire sur case noire d8 · Pion noir sur case noire a7 · Cavalier noir sur case blanche d7 · Fou blanc sur case blanche a6 · Fou blanc sur case noire f4 | 7 |
| 6 | Roi noir sur case blanche c8 · Tour noire sur case noire d8 · Pion noir sur case noire a7 · Cavalier noir sur case blanche d7 · Fou blanc sur case blanche a6 · Fou blanc sur case noire f4 | Roi noir sur case blanche c8 · Tour noire sur case noire d8 · Pion noir sur case noire a7 · Cavalier noir sur case blanche d7 · Fou blanc sur case blanche a6 · Fou blanc sur case noire f4 | Roi noir sur case blanche c8 · Tour noire sur case noire d8 · Pion noir sur case noire a7 · Cavalier noir sur case blanche d7 · Fou blanc sur case blanche a6 · Fou blanc sur case noire f4 | Roi noir sur case blanche c8 · Tour noire sur case noire d8 · Pion noir sur case noire a7 · Cavalier noir sur case blanche d7 · Fou blanc sur case blanche a6 · Fou blanc sur case noire f4 | Roi noir sur case blanche c8 · Tour noire sur case noire d8 · Pion noir sur case noire a7 · Cavalier noir sur case blanche d7 · Fou blanc sur case blanche a6 · Fou blanc sur case noire f4 | Roi noir sur case blanche c8 · Tour noire sur case noire d8 · Pion noir sur case noire a7 · Cavalier noir sur case blanche d7 · Fou blanc sur case blanche a6 · Fou blanc sur case noire f4 | Roi noir sur case blanche c8 · Tour noire sur case noire d8 · Pion noir sur case noire a7 · Cavalier noir sur case blanche d7 · Fou blanc sur case blanche a6 · Fou blanc sur case noire f4 | Roi noir sur case blanche c8 · Tour noire sur case noire d8 · Pion noir sur case noire a7 · Cavalier noir sur case blanche d7 · Fou blanc sur case blanche a6 · Fou blanc sur case noire f4 | 6 |
| 5 | Roi noir sur case blanche c8 · Tour noire sur case noire d8 · Pion noir sur case noire a7 · Cavalier noir sur case blanche d7 · Fou blanc sur case blanche a6 · Fou blanc sur case noire f4 | Roi noir sur case blanche c8 · Tour noire sur case noire d8 · Pion noir sur case noire a7 · Cavalier noir sur case blanche d7 · Fou blanc sur case blanche a6 · Fou blanc sur case noire f4 | Roi noir sur case blanche c8 · Tour noire sur case noire d8 · Pion noir sur case noire a7 · Cavalier noir sur case blanche d7 · Fou blanc sur case blanche a6 · Fou blanc sur case noire f4 | Roi noir sur case blanche c8 · Tour noire sur case noire d8 · Pion noir sur case noire a7 · Cavalier noir sur case blanche d7 · Fou blanc sur case blanche a6 · Fou blanc sur case noire f4 | Roi noir sur case blanche c8 · Tour noire sur case noire d8 · Pion noir sur case noire a7 · Cavalier noir sur case blanche d7 · Fou blanc sur case blanche a6 · Fou blanc sur case noire f4 | Roi noir sur case blanche c8 · Tour noire sur case noire d8 · Pion noir sur case noire a7 · Cavalier noir sur case blanche d7 · Fou blanc sur case blanche a6 · Fou blanc sur case noire f4 | Roi noir sur case blanche c8 · Tour noire sur case noire d8 · Pion noir sur case noire a7 · Cavalier noir sur case blanche d7 · Fou blanc sur case blanche a6 · Fou blanc sur case noire f4 | Roi noir sur case blanche c8 · Tour noire sur case noire d8 · Pion noir sur case noire a7 · Cavalier noir sur case blanche d7 · Fou blanc sur case blanche a6 · Fou blanc sur case noire f4 | 5 |
| 4 | Roi noir sur case blanche c8 · Tour noire sur case noire d8 · Pion noir sur case noire a7 · Cavalier noir sur case blanche d7 · Fou blanc sur case blanche a6 · Fou blanc sur case noire f4 | Roi noir sur case blanche c8 · Tour noire sur case noire d8 · Pion noir sur case noire a7 · Cavalier noir sur case blanche d7 · Fou blanc sur case blanche a6 · Fou blanc sur case noire f4 | Roi noir sur case blanche c8 · Tour noire sur case noire d8 · Pion noir sur case noire a7 · Cavalier noir sur case blanche d7 · Fou blanc sur case blanche a6 · Fou blanc sur case noire f4 | Roi noir sur case blanche c8 · Tour noire sur case noire d8 · Pion noir sur case noire a7 · Cavalier noir sur case blanche d7 · Fou blanc sur case blanche a6 · Fou blanc sur case noire f4 | Roi noir sur case blanche c8 · Tour noire sur case noire d8 · Pion noir sur case noire a7 · Cavalier noir sur case blanche d7 · Fou blanc sur case blanche a6 · Fou blanc sur case noire f4 | Roi noir sur case blanche c8 · Tour noire sur case noire d8 · Pion noir sur case noire a7 · Cavalier noir sur case blanche d7 · Fou blanc sur case blanche a6 · Fou blanc sur case noire f4 | Roi noir sur case blanche c8 · Tour noire sur case noire d8 · Pion noir sur case noire a7 · Cavalier noir sur case blanche d7 · Fou blanc sur case blanche a6 · Fou blanc sur case noire f4 | Roi noir sur case blanche c8 · Tour noire sur case noire d8 · Pion noir sur case noire a7 · Cavalier noir sur case blanche d7 · Fou blanc sur case blanche a6 · Fou blanc sur case noire f4 | 4 |
| 3 | Roi noir sur case blanche c8 · Tour noire sur case noire d8 · Pion noir sur case noire a7 · Cavalier noir sur case blanche d7 · Fou blanc sur case blanche a6 · Fou blanc sur case noire f4 | Roi noir sur case blanche c8 · Tour noire sur case noire d8 · Pion noir sur case noire a7 · Cavalier noir sur case blanche d7 · Fou blanc sur case blanche a6 · Fou blanc sur case noire f4 | Roi noir sur case blanche c8 · Tour noire sur case noire d8 · Pion noir sur case noire a7 · Cavalier noir sur case blanche d7 · Fou blanc sur case blanche a6 · Fou blanc sur case noire f4 | Roi noir sur case blanche c8 · Tour noire sur case noire d8 · Pion noir sur case noire a7 · Cavalier noir sur case blanche d7 · Fou blanc sur case blanche a6 · Fou blanc sur case noire f4 | Roi noir sur case blanche c8 · Tour noire sur case noire d8 · Pion noir sur case noire a7 · Cavalier noir sur case blanche d7 · Fou blanc sur case blanche a6 · Fou blanc sur case noire f4 | Roi noir sur case blanche c8 · Tour noire sur case noire d8 · Pion noir sur case noire a7 · Cavalier noir sur case blanche d7 · Fou blanc sur case blanche a6 · Fou blanc sur case noire f4 | Roi noir sur case blanche c8 · Tour noire sur case noire d8 · Pion noir sur case noire a7 · Cavalier noir sur case blanche d7 · Fou blanc sur case blanche a6 · Fou blanc sur case noire f4 | Roi noir sur case blanche c8 · Tour noire sur case noire d8 · Pion noir sur case noire a7 · Cavalier noir sur case blanche d7 · Fou blanc sur case blanche a6 · Fou blanc sur case noire f4 | 3 |
| 2 | Roi noir sur case blanche c8 · Tour noire sur case noire d8 · Pion noir sur case noire a7 · Cavalier noir sur case blanche d7 · Fou blanc sur case blanche a6 · Fou blanc sur case noire f4 | Roi noir sur case blanche c8 · Tour noire sur case noire d8 · Pion noir sur case noire a7 · Cavalier noir sur case blanche d7 · Fou blanc sur case blanche a6 · Fou blanc sur case noire f4 | Roi noir sur case blanche c8 · Tour noire sur case noire d8 · Pion noir sur case noire a7 · Cavalier noir sur case blanche d7 · Fou blanc sur case blanche a6 · Fou blanc sur case noire f4 | Roi noir sur case blanche c8 · Tour noire sur case noire d8 · Pion noir sur case noire a7 · Cavalier noir sur case blanche d7 · Fou blanc sur case blanche a6 · Fou blanc sur case noire f4 | Roi noir sur case blanche c8 · Tour noire sur case noire d8 · Pion noir sur case noire a7 · Cavalier noir sur case blanche d7 · Fou blanc sur case blanche a6 · Fou blanc sur case noire f4 | Roi noir sur case blanche c8 · Tour noire sur case noire d8 · Pion noir sur case noire a7 · Cavalier noir sur case blanche d7 · Fou blanc sur case blanche a6 · Fou blanc sur case noire f4 | Roi noir sur case blanche c8 · Tour noire sur case noire d8 · Pion noir sur case noire a7 · Cavalier noir sur case blanche d7 · Fou blanc sur case blanche a6 · Fou blanc sur case noire f4 | Roi noir sur case blanche c8 · Tour noire sur case noire d8 · Pion noir sur case noire a7 · Cavalier noir sur case blanche d7 · Fou blanc sur case blanche a6 · Fou blanc sur case noire f4 | 2 |
| 1 | Roi noir sur case blanche c8 · Tour noire sur case noire d8 · Pion noir sur case noire a7 · Cavalier noir sur case blanche d7 · Fou blanc sur case blanche a6 · Fou blanc sur case noire f4 | Roi noir sur case blanche c8 · Tour noire sur case noire d8 · Pion noir sur case noire a7 · Cavalier noir sur case blanche d7 · Fou blanc sur case blanche a6 · Fou blanc sur case noire f4 | Roi noir sur case blanche c8 · Tour noire sur case noire d8 · Pion noir sur case noire a7 · Cavalier noir sur case blanche d7 · Fou blanc sur case blanche a6 · Fou blanc sur case noire f4 | Roi noir sur case blanche c8 · Tour noire sur case noire d8 · Pion noir sur case noire a7 · Cavalier noir sur case blanche d7 · Fou blanc sur case blanche a6 · Fou blanc sur case noire f4 | Roi noir sur case blanche c8 · Tour noire sur case noire d8 · Pion noir sur case noire a7 · Cavalier noir sur case blanche d7 · Fou blanc sur case blanche a6 · Fou blanc sur case noire f4 | Roi noir sur case blanche c8 · Tour noire sur case noire d8 · Pion noir sur case noire a7 · Cavalier noir sur case blanche d7 · Fou blanc sur case blanche a6 · Fou blanc sur case noire f4 | Roi noir sur case blanche c8 · Tour noire sur case noire d8 · Pion noir sur case noire a7 · Cavalier noir sur case blanche d7 · Fou blanc sur case blanche a6 · Fou blanc sur case noire f4 | Roi noir sur case blanche c8 · Tour noire sur case noire d8 · Pion noir sur case noire a7 · Cavalier noir sur case blanche d7 · Fou blanc sur case blanche a6 · Fou blanc sur case noire f4 | 1 |
|   | a | b | c | d | e | f | g | h |   |

Le mat de Boden tient son nom du joueur Samuel Boden qui en fournit le deuxième exemple connu en 1853.
Ce tableau de mat avait déjà été vu auparavant, dans la partie Horwitz-Popert, Hambourg 1844.
Esteban Canal en a donné une illustration connue lors d'une partie simultanée à Budapest en 1934 :
|   | a | b | c | d | e | f | g | h |   |
| 8 | Roi noir sur case blanche c8 · Tour noire sur case noire d8 · Cavalier noir sur case blanche g8 · Tour noire sur case noire h8 · Pion noir sur case noire a7 · Pion noir sur case blanche b7 · Cavalier noir sur case blanche d7 · Pion noir sur case blanche f7 · Pion noir sur case noire g7 · Pion noir sur case blanche h7 · Pion noir sur case blanche c6 · Pion noir sur case blanche e6 · Dame noire sur case noire a5 · Fou noir sur case noire b4 · Pion blanc sur case noire d4 · Fou blanc sur case noire f4 · Pion blanc sur case noire a3 · Cavalier blanc sur case noire c3 · Dame blanche sur case blanche f3 · Pion blanc sur case blanche h3 · Pion blanc sur case noire b2 · Pion blanc sur case blanche c2 · Fou blanc sur case blanche e2 · Pion blanc sur case noire f2 · Pion blanc sur case blanche g2 · Tour blanche sur case noire a1 · Roi blanc sur case noire e1 · Tour blanche sur case blanche h1 | Roi noir sur case blanche c8 · Tour noire sur case noire d8 · Cavalier noir sur case blanche g8 · Tour noire sur case noire h8 · Pion noir sur case noire a7 · Pion noir sur case blanche b7 · Cavalier noir sur case blanche d7 · Pion noir sur case blanche f7 · Pion noir sur case noire g7 · Pion noir sur case blanche h7 · Pion noir sur case blanche c6 · Pion noir sur case blanche e6 · Dame noire sur case noire a5 · Fou noir sur case noire b4 · Pion blanc sur case noire d4 · Fou blanc sur case noire f4 · Pion blanc sur case noire a3 · Cavalier blanc sur case noire c3 · Dame blanche sur case blanche f3 · Pion blanc sur case blanche h3 · Pion blanc sur case noire b2 · Pion blanc sur case blanche c2 · Fou blanc sur case blanche e2 · Pion blanc sur case noire f2 · Pion blanc sur case blanche g2 · Tour blanche sur case noire a1 · Roi blanc sur case noire e1 · Tour blanche sur case blanche h1 | Roi noir sur case blanche c8 · Tour noire sur case noire d8 · Cavalier noir sur case blanche g8 · Tour noire sur case noire h8 · Pion noir sur case noire a7 · Pion noir sur case blanche b7 · Cavalier noir sur case blanche d7 · Pion noir sur case blanche f7 · Pion noir sur case noire g7 · Pion noir sur case blanche h7 · Pion noir sur case blanche c6 · Pion noir sur case blanche e6 · Dame noire sur case noire a5 · Fou noir sur case noire b4 · Pion blanc sur case noire d4 · Fou blanc sur case noire f4 · Pion blanc sur case noire a3 · Cavalier blanc sur case noire c3 · Dame blanche sur case blanche f3 · Pion blanc sur case blanche h3 · Pion blanc sur case noire b2 · Pion blanc sur case blanche c2 · Fou blanc sur case blanche e2 · Pion blanc sur case noire f2 · Pion blanc sur case blanche g2 · Tour blanche sur case noire a1 · Roi blanc sur case noire e1 · Tour blanche sur case blanche h1 | Roi noir sur case blanche c8 · Tour noire sur case noire d8 · Cavalier noir sur case blanche g8 · Tour noire sur case noire h8 · Pion noir sur case noire a7 · Pion noir sur case blanche b7 · Cavalier noir sur case blanche d7 · Pion noir sur case blanche f7 · Pion noir sur case noire g7 · Pion noir sur case blanche h7 · Pion noir sur case blanche c6 · Pion noir sur case blanche e6 · Dame noire sur case noire a5 · Fou noir sur case noire b4 · Pion blanc sur case noire d4 · Fou blanc sur case noire f4 · Pion blanc sur case noire a3 · Cavalier blanc sur case noire c3 · Dame blanche sur case blanche f3 · Pion blanc sur case blanche h3 · Pion blanc sur case noire b2 · Pion blanc sur case blanche c2 · Fou blanc sur case blanche e2 · Pion blanc sur case noire f2 · Pion blanc sur case blanche g2 · Tour blanche sur case noire a1 · Roi blanc sur case noire e1 · Tour blanche sur case blanche h1 | Roi noir sur case blanche c8 · Tour noire sur case noire d8 · Cavalier noir sur case blanche g8 · Tour noire sur case noire h8 · Pion noir sur case noire a7 · Pion noir sur case blanche b7 · Cavalier noir sur case blanche d7 · Pion noir sur case blanche f7 · Pion noir sur case noire g7 · Pion noir sur case blanche h7 · Pion noir sur case blanche c6 · Pion noir sur case blanche e6 · Dame noire sur case noire a5 · Fou noir sur case noire b4 · Pion blanc sur case noire d4 · Fou blanc sur case noire f4 · Pion blanc sur case noire a3 · Cavalier blanc sur case noire c3 · Dame blanche sur case blanche f3 · Pion blanc sur case blanche h3 · Pion blanc sur case noire b2 · Pion blanc sur case blanche c2 · Fou blanc sur case blanche e2 · Pion blanc sur case noire f2 · Pion blanc sur case blanche g2 · Tour blanche sur case noire a1 · Roi blanc sur case noire e1 · Tour blanche sur case blanche h1 | Roi noir sur case blanche c8 · Tour noire sur case noire d8 · Cavalier noir sur case blanche g8 · Tour noire sur case noire h8 · Pion noir sur case noire a7 · Pion noir sur case blanche b7 · Cavalier noir sur case blanche d7 · Pion noir sur case blanche f7 · Pion noir sur case noire g7 · Pion noir sur case blanche h7 · Pion noir sur case blanche c6 · Pion noir sur case blanche e6 · Dame noire sur case noire a5 · Fou noir sur case noire b4 · Pion blanc sur case noire d4 · Fou blanc sur case noire f4 · Pion blanc sur case noire a3 · Cavalier blanc sur case noire c3 · Dame blanche sur case blanche f3 · Pion blanc sur case blanche h3 · Pion blanc sur case noire b2 · Pion blanc sur case blanche c2 · Fou blanc sur case blanche e2 · Pion blanc sur case noire f2 · Pion blanc sur case blanche g2 · Tour blanche sur case noire a1 · Roi blanc sur case noire e1 · Tour blanche sur case blanche h1 | Roi noir sur case blanche c8 · Tour noire sur case noire d8 · Cavalier noir sur case blanche g8 · Tour noire sur case noire h8 · Pion noir sur case noire a7 · Pion noir sur case blanche b7 · Cavalier noir sur case blanche d7 · Pion noir sur case blanche f7 · Pion noir sur case noire g7 · Pion noir sur case blanche h7 · Pion noir sur case blanche c6 · Pion noir sur case blanche e6 · Dame noire sur case noire a5 · Fou noir sur case noire b4 · Pion blanc sur case noire d4 · Fou blanc sur case noire f4 · Pion blanc sur case noire a3 · Cavalier blanc sur case noire c3 · Dame blanche sur case blanche f3 · Pion blanc sur case blanche h3 · Pion blanc sur case noire b2 · Pion blanc sur case blanche c2 · Fou blanc sur case blanche e2 · Pion blanc sur case noire f2 · Pion blanc sur case blanche g2 · Tour blanche sur case noire a1 · Roi blanc sur case noire e1 · Tour blanche sur case blanche h1 | Roi noir sur case blanche c8 · Tour noire sur case noire d8 · Cavalier noir sur case blanche g8 · Tour noire sur case noire h8 · Pion noir sur case noire a7 · Pion noir sur case blanche b7 · Cavalier noir sur case blanche d7 · Pion noir sur case blanche f7 · Pion noir sur case noire g7 · Pion noir sur case blanche h7 · Pion noir sur case blanche c6 · Pion noir sur case blanche e6 · Dame noire sur case noire a5 · Fou noir sur case noire b4 · Pion blanc sur case noire d4 · Fou blanc sur case noire f4 · Pion blanc sur case noire a3 · Cavalier blanc sur case noire c3 · Dame blanche sur case blanche f3 · Pion blanc sur case blanche h3 · Pion blanc sur case noire b2 · Pion blanc sur case blanche c2 · Fou blanc sur case blanche e2 · Pion blanc sur case noire f2 · Pion blanc sur case blanche g2 · Tour blanche sur case noire a1 · Roi blanc sur case noire e1 · Tour blanche sur case blanche h1 | 8 |
| 7 | Roi noir sur case blanche c8 · Tour noire sur case noire d8 · Cavalier noir sur case blanche g8 · Tour noire sur case noire h8 · Pion noir sur case noire a7 · Pion noir sur case blanche b7 · Cavalier noir sur case blanche d7 · Pion noir sur case blanche f7 · Pion noir sur case noire g7 · Pion noir sur case blanche h7 · Pion noir sur case blanche c6 · Pion noir sur case blanche e6 · Dame noire sur case noire a5 · Fou noir sur case noire b4 · Pion blanc sur case noire d4 · Fou blanc sur case noire f4 · Pion blanc sur case noire a3 · Cavalier blanc sur case noire c3 · Dame blanche sur case blanche f3 · Pion blanc sur case blanche h3 · Pion blanc sur case noire b2 · Pion blanc sur case blanche c2 · Fou blanc sur case blanche e2 · Pion blanc sur case noire f2 · Pion blanc sur case blanche g2 · Tour blanche sur case noire a1 · Roi blanc sur case noire e1 · Tour blanche sur case blanche h1 | Roi noir sur case blanche c8 · Tour noire sur case noire d8 · Cavalier noir sur case blanche g8 · Tour noire sur case noire h8 · Pion noir sur case noire a7 · Pion noir sur case blanche b7 · Cavalier noir sur case blanche d7 · Pion noir sur case blanche f7 · Pion noir sur case noire g7 · Pion noir sur case blanche h7 · Pion noir sur case blanche c6 · Pion noir sur case blanche e6 · Dame noire sur case noire a5 · Fou noir sur case noire b4 · Pion blanc sur case noire d4 · Fou blanc sur case noire f4 · Pion blanc sur case noire a3 · Cavalier blanc sur case noire c3 · Dame blanche sur case blanche f3 · Pion blanc sur case blanche h3 · Pion blanc sur case noire b2 · Pion blanc sur case blanche c2 · Fou blanc sur case blanche e2 · Pion blanc sur case noire f2 · Pion blanc sur case blanche g2 · Tour blanche sur case noire a1 · Roi blanc sur case noire e1 · Tour blanche sur case blanche h1 | Roi noir sur case blanche c8 · Tour noire sur case noire d8 · Cavalier noir sur case blanche g8 · Tour noire sur case noire h8 · Pion noir sur case noire a7 · Pion noir sur case blanche b7 · Cavalier noir sur case blanche d7 · Pion noir sur case blanche f7 · Pion noir sur case noire g7 · Pion noir sur case blanche h7 · Pion noir sur case blanche c6 · Pion noir sur case blanche e6 · Dame noire sur case noire a5 · Fou noir sur case noire b4 · Pion blanc sur case noire d4 · Fou blanc sur case noire f4 · Pion blanc sur case noire a3 · Cavalier blanc sur case noire c3 · Dame blanche sur case blanche f3 · Pion blanc sur case blanche h3 · Pion blanc sur case noire b2 · Pion blanc sur case blanche c2 · Fou blanc sur case blanche e2 · Pion blanc sur case noire f2 · Pion blanc sur case blanche g2 · Tour blanche sur case noire a1 · Roi blanc sur case noire e1 · Tour blanche sur case blanche h1 | Roi noir sur case blanche c8 · Tour noire sur case noire d8 · Cavalier noir sur case blanche g8 · Tour noire sur case noire h8 · Pion noir sur case noire a7 · Pion noir sur case blanche b7 · Cavalier noir sur case blanche d7 · Pion noir sur case blanche f7 · Pion noir sur case noire g7 · Pion noir sur case blanche h7 · Pion noir sur case blanche c6 · Pion noir sur case blanche e6 · Dame noire sur case noire a5 · Fou noir sur case noire b4 · Pion blanc sur case noire d4 · Fou blanc sur case noire f4 · Pion blanc sur case noire a3 · Cavalier blanc sur case noire c3 · Dame blanche sur case blanche f3 · Pion blanc sur case blanche h3 · Pion blanc sur case noire b2 · Pion blanc sur case blanche c2 · Fou blanc sur case blanche e2 · Pion blanc sur case noire f2 · Pion blanc sur case blanche g2 · Tour blanche sur case noire a1 · Roi blanc sur case noire e1 · Tour blanche sur case blanche h1 | Roi noir sur case blanche c8 · Tour noire sur case noire d8 · Cavalier noir sur case blanche g8 · Tour noire sur case noire h8 · Pion noir sur case noire a7 · Pion noir sur case blanche b7 · Cavalier noir sur case blanche d7 · Pion noir sur case blanche f7 · Pion noir sur case noire g7 · Pion noir sur case blanche h7 · Pion noir sur case blanche c6 · Pion noir sur case blanche e6 · Dame noire sur case noire a5 · Fou noir sur case noire b4 · Pion blanc sur case noire d4 · Fou blanc sur case noire f4 · Pion blanc sur case noire a3 · Cavalier blanc sur case noire c3 · Dame blanche sur case blanche f3 · Pion blanc sur case blanche h3 · Pion blanc sur case noire b2 · Pion blanc sur case blanche c2 · Fou blanc sur case blanche e2 · Pion blanc sur case noire f2 · Pion blanc sur case blanche g2 · Tour blanche sur case noire a1 · Roi blanc sur case noire e1 · Tour blanche sur case blanche h1 | Roi noir sur case blanche c8 · Tour noire sur case noire d8 · Cavalier noir sur case blanche g8 · Tour noire sur case noire h8 · Pion noir sur case noire a7 · Pion noir sur case blanche b7 · Cavalier noir sur case blanche d7 · Pion noir sur case blanche f7 · Pion noir sur case noire g7 · Pion noir sur case blanche h7 · Pion noir sur case blanche c6 · Pion noir sur case blanche e6 · Dame noire sur case noire a5 · Fou noir sur case noire b4 · Pion blanc sur case noire d4 · Fou blanc sur case noire f4 · Pion blanc sur case noire a3 · Cavalier blanc sur case noire c3 · Dame blanche sur case blanche f3 · Pion blanc sur case blanche h3 · Pion blanc sur case noire b2 · Pion blanc sur case blanche c2 · Fou blanc sur case blanche e2 · Pion blanc sur case noire f2 · Pion blanc sur case blanche g2 · Tour blanche sur case noire a1 · Roi blanc sur case noire e1 · Tour blanche sur case blanche h1 | Roi noir sur case blanche c8 · Tour noire sur case noire d8 · Cavalier noir sur case blanche g8 · Tour noire sur case noire h8 · Pion noir sur case noire a7 · Pion noir sur case blanche b7 · Cavalier noir sur case blanche d7 · Pion noir sur case blanche f7 · Pion noir sur case noire g7 · Pion noir sur case blanche h7 · Pion noir sur case blanche c6 · Pion noir sur case blanche e6 · Dame noire sur case noire a5 · Fou noir sur case noire b4 · Pion blanc sur case noire d4 · Fou blanc sur case noire f4 · Pion blanc sur case noire a3 · Cavalier blanc sur case noire c3 · Dame blanche sur case blanche f3 · Pion blanc sur case blanche h3 · Pion blanc sur case noire b2 · Pion blanc sur case blanche c2 · Fou blanc sur case blanche e2 · Pion blanc sur case noire f2 · Pion blanc sur case blanche g2 · Tour blanche sur case noire a1 · Roi blanc sur case noire e1 · Tour blanche sur case blanche h1 | Roi noir sur case blanche c8 · Tour noire sur case noire d8 · Cavalier noir sur case blanche g8 · Tour noire sur case noire h8 · Pion noir sur case noire a7 · Pion noir sur case blanche b7 · Cavalier noir sur case blanche d7 · Pion noir sur case blanche f7 · Pion noir sur case noire g7 · Pion noir sur case blanche h7 · Pion noir sur case blanche c6 · Pion noir sur case blanche e6 · Dame noire sur case noire a5 · Fou noir sur case noire b4 · Pion blanc sur case noire d4 · Fou blanc sur case noire f4 · Pion blanc sur case noire a3 · Cavalier blanc sur case noire c3 · Dame blanche sur case blanche f3 · Pion blanc sur case blanche h3 · Pion blanc sur case noire b2 · Pion blanc sur case blanche c2 · Fou blanc sur case blanche e2 · Pion blanc sur case noire f2 · Pion blanc sur case blanche g2 · Tour blanche sur case noire a1 · Roi blanc sur case noire e1 · Tour blanche sur case blanche h1 | 7 |
| 6 | Roi noir sur case blanche c8 · Tour noire sur case noire d8 · Cavalier noir sur case blanche g8 · Tour noire sur case noire h8 · Pion noir sur case noire a7 · Pion noir sur case blanche b7 · Cavalier noir sur case blanche d7 · Pion noir sur case blanche f7 · Pion noir sur case noire g7 · Pion noir sur case blanche h7 · Pion noir sur case blanche c6 · Pion noir sur case blanche e6 · Dame noire sur case noire a5 · Fou noir sur case noire b4 · Pion blanc sur case noire d4 · Fou blanc sur case noire f4 · Pion blanc sur case noire a3 · Cavalier blanc sur case noire c3 · Dame blanche sur case blanche f3 · Pion blanc sur case blanche h3 · Pion blanc sur case noire b2 · Pion blanc sur case blanche c2 · Fou blanc sur case blanche e2 · Pion blanc sur case noire f2 · Pion blanc sur case blanche g2 · Tour blanche sur case noire a1 · Roi blanc sur case noire e1 · Tour blanche sur case blanche h1 | Roi noir sur case blanche c8 · Tour noire sur case noire d8 · Cavalier noir sur case blanche g8 · Tour noire sur case noire h8 · Pion noir sur case noire a7 · Pion noir sur case blanche b7 · Cavalier noir sur case blanche d7 · Pion noir sur case blanche f7 · Pion noir sur case noire g7 · Pion noir sur case blanche h7 · Pion noir sur case blanche c6 · Pion noir sur case blanche e6 · Dame noire sur case noire a5 · Fou noir sur case noire b4 · Pion blanc sur case noire d4 · Fou blanc sur case noire f4 · Pion blanc sur case noire a3 · Cavalier blanc sur case noire c3 · Dame blanche sur case blanche f3 · Pion blanc sur case blanche h3 · Pion blanc sur case noire b2 · Pion blanc sur case blanche c2 · Fou blanc sur case blanche e2 · Pion blanc sur case noire f2 · Pion blanc sur case blanche g2 · Tour blanche sur case noire a1 · Roi blanc sur case noire e1 · Tour blanche sur case blanche h1 | Roi noir sur case blanche c8 · Tour noire sur case noire d8 · Cavalier noir sur case blanche g8 · Tour noire sur case noire h8 · Pion noir sur case noire a7 · Pion noir sur case blanche b7 · Cavalier noir sur case blanche d7 · Pion noir sur case blanche f7 · Pion noir sur case noire g7 · Pion noir sur case blanche h7 · Pion noir sur case blanche c6 · Pion noir sur case blanche e6 · Dame noire sur case noire a5 · Fou noir sur case noire b4 · Pion blanc sur case noire d4 · Fou blanc sur case noire f4 · Pion blanc sur case noire a3 · Cavalier blanc sur case noire c3 · Dame blanche sur case blanche f3 · Pion blanc sur case blanche h3 · Pion blanc sur case noire b2 · Pion blanc sur case blanche c2 · Fou blanc sur case blanche e2 · Pion blanc sur case noire f2 · Pion blanc sur case blanche g2 · Tour blanche sur case noire a1 · Roi blanc sur case noire e1 · Tour blanche sur case blanche h1 | Roi noir sur case blanche c8 · Tour noire sur case noire d8 · Cavalier noir sur case blanche g8 · Tour noire sur case noire h8 · Pion noir sur case noire a7 · Pion noir sur case blanche b7 · Cavalier noir sur case blanche d7 · Pion noir sur case blanche f7 · Pion noir sur case noire g7 · Pion noir sur case blanche h7 · Pion noir sur case blanche c6 · Pion noir sur case blanche e6 · Dame noire sur case noire a5 · Fou noir sur case noire b4 · Pion blanc sur case noire d4 · Fou blanc sur case noire f4 · Pion blanc sur case noire a3 · Cavalier blanc sur case noire c3 · Dame blanche sur case blanche f3 · Pion blanc sur case blanche h3 · Pion blanc sur case noire b2 · Pion blanc sur case blanche c2 · Fou blanc sur case blanche e2 · Pion blanc sur case noire f2 · Pion blanc sur case blanche g2 · Tour blanche sur case noire a1 · Roi blanc sur case noire e1 · Tour blanche sur case blanche h1 | Roi noir sur case blanche c8 · Tour noire sur case noire d8 · Cavalier noir sur case blanche g8 · Tour noire sur case noire h8 · Pion noir sur case noire a7 · Pion noir sur case blanche b7 · Cavalier noir sur case blanche d7 · Pion noir sur case blanche f7 · Pion noir sur case noire g7 · Pion noir sur case blanche h7 · Pion noir sur case blanche c6 · Pion noir sur case blanche e6 · Dame noire sur case noire a5 · Fou noir sur case noire b4 · Pion blanc sur case noire d4 · Fou blanc sur case noire f4 · Pion blanc sur case noire a3 · Cavalier blanc sur case noire c3 · Dame blanche sur case blanche f3 · Pion blanc sur case blanche h3 · Pion blanc sur case noire b2 · Pion blanc sur case blanche c2 · Fou blanc sur case blanche e2 · Pion blanc sur case noire f2 · Pion blanc sur case blanche g2 · Tour blanche sur case noire a1 · Roi blanc sur case noire e1 · Tour blanche sur case blanche h1 | Roi noir sur case blanche c8 · Tour noire sur case noire d8 · Cavalier noir sur case blanche g8 · Tour noire sur case noire h8 · Pion noir sur case noire a7 · Pion noir sur case blanche b7 · Cavalier noir sur case blanche d7 · Pion noir sur case blanche f7 · Pion noir sur case noire g7 · Pion noir sur case blanche h7 · Pion noir sur case blanche c6 · Pion noir sur case blanche e6 · Dame noire sur case noire a5 · Fou noir sur case noire b4 · Pion blanc sur case noire d4 · Fou blanc sur case noire f4 · Pion blanc sur case noire a3 · Cavalier blanc sur case noire c3 · Dame blanche sur case blanche f3 · Pion blanc sur case blanche h3 · Pion blanc sur case noire b2 · Pion blanc sur case blanche c2 · Fou blanc sur case blanche e2 · Pion blanc sur case noire f2 · Pion blanc sur case blanche g2 · Tour blanche sur case noire a1 · Roi blanc sur case noire e1 · Tour blanche sur case blanche h1 | Roi noir sur case blanche c8 · Tour noire sur case noire d8 · Cavalier noir sur case blanche g8 · Tour noire sur case noire h8 · Pion noir sur case noire a7 · Pion noir sur case blanche b7 · Cavalier noir sur case blanche d7 · Pion noir sur case blanche f7 · Pion noir sur case noire g7 · Pion noir sur case blanche h7 · Pion noir sur case blanche c6 · Pion noir sur case blanche e6 · Dame noire sur case noire a5 · Fou noir sur case noire b4 · Pion blanc sur case noire d4 · Fou blanc sur case noire f4 · Pion blanc sur case noire a3 · Cavalier blanc sur case noire c3 · Dame blanche sur case blanche f3 · Pion blanc sur case blanche h3 · Pion blanc sur case noire b2 · Pion blanc sur case blanche c2 · Fou blanc sur case blanche e2 · Pion blanc sur case noire f2 · Pion blanc sur case blanche g2 · Tour blanche sur case noire a1 · Roi blanc sur case noire e1 · Tour blanche sur case blanche h1 | Roi noir sur case blanche c8 · Tour noire sur case noire d8 · Cavalier noir sur case blanche g8 · Tour noire sur case noire h8 · Pion noir sur case noire a7 · Pion noir sur case blanche b7 · Cavalier noir sur case blanche d7 · Pion noir sur case blanche f7 · Pion noir sur case noire g7 · Pion noir sur case blanche h7 · Pion noir sur case blanche c6 · Pion noir sur case blanche e6 · Dame noire sur case noire a5 · Fou noir sur case noire b4 · Pion blanc sur case noire d4 · Fou blanc sur case noire f4 · Pion blanc sur case noire a3 · Cavalier blanc sur case noire c3 · Dame blanche sur case blanche f3 · Pion blanc sur case blanche h3 · Pion blanc sur case noire b2 · Pion blanc sur case blanche c2 · Fou blanc sur case blanche e2 · Pion blanc sur case noire f2 · Pion blanc sur case blanche g2 · Tour blanche sur case noire a1 · Roi blanc sur case noire e1 · Tour blanche sur case blanche h1 | 6 |
| 5 | Roi noir sur case blanche c8 · Tour noire sur case noire d8 · Cavalier noir sur case blanche g8 · Tour noire sur case noire h8 · Pion noir sur case noire a7 · Pion noir sur case blanche b7 · Cavalier noir sur case blanche d7 · Pion noir sur case blanche f7 · Pion noir sur case noire g7 · Pion noir sur case blanche h7 · Pion noir sur case blanche c6 · Pion noir sur case blanche e6 · Dame noire sur case noire a5 · Fou noir sur case noire b4 · Pion blanc sur case noire d4 · Fou blanc sur case noire f4 · Pion blanc sur case noire a3 · Cavalier blanc sur case noire c3 · Dame blanche sur case blanche f3 · Pion blanc sur case blanche h3 · Pion blanc sur case noire b2 · Pion blanc sur case blanche c2 · Fou blanc sur case blanche e2 · Pion blanc sur case noire f2 · Pion blanc sur case blanche g2 · Tour blanche sur case noire a1 · Roi blanc sur case noire e1 · Tour blanche sur case blanche h1 | Roi noir sur case blanche c8 · Tour noire sur case noire d8 · Cavalier noir sur case blanche g8 · Tour noire sur case noire h8 · Pion noir sur case noire a7 · Pion noir sur case blanche b7 · Cavalier noir sur case blanche d7 · Pion noir sur case blanche f7 · Pion noir sur case noire g7 · Pion noir sur case blanche h7 · Pion noir sur case blanche c6 · Pion noir sur case blanche e6 · Dame noire sur case noire a5 · Fou noir sur case noire b4 · Pion blanc sur case noire d4 · Fou blanc sur case noire f4 · Pion blanc sur case noire a3 · Cavalier blanc sur case noire c3 · Dame blanche sur case blanche f3 · Pion blanc sur case blanche h3 · Pion blanc sur case noire b2 · Pion blanc sur case blanche c2 · Fou blanc sur case blanche e2 · Pion blanc sur case noire f2 · Pion blanc sur case blanche g2 · Tour blanche sur case noire a1 · Roi blanc sur case noire e1 · Tour blanche sur case blanche h1 | Roi noir sur case blanche c8 · Tour noire sur case noire d8 · Cavalier noir sur case blanche g8 · Tour noire sur case noire h8 · Pion noir sur case noire a7 · Pion noir sur case blanche b7 · Cavalier noir sur case blanche d7 · Pion noir sur case blanche f7 · Pion noir sur case noire g7 · Pion noir sur case blanche h7 · Pion noir sur case blanche c6 · Pion noir sur case blanche e6 · Dame noire sur case noire a5 · Fou noir sur case noire b4 · Pion blanc sur case noire d4 · Fou blanc sur case noire f4 · Pion blanc sur case noire a3 · Cavalier blanc sur case noire c3 · Dame blanche sur case blanche f3 · Pion blanc sur case blanche h3 · Pion blanc sur case noire b2 · Pion blanc sur case blanche c2 · Fou blanc sur case blanche e2 · Pion blanc sur case noire f2 · Pion blanc sur case blanche g2 · Tour blanche sur case noire a1 · Roi blanc sur case noire e1 · Tour blanche sur case blanche h1 | Roi noir sur case blanche c8 · Tour noire sur case noire d8 · Cavalier noir sur case blanche g8 · Tour noire sur case noire h8 · Pion noir sur case noire a7 · Pion noir sur case blanche b7 · Cavalier noir sur case blanche d7 · Pion noir sur case blanche f7 · Pion noir sur case noire g7 · Pion noir sur case blanche h7 · Pion noir sur case blanche c6 · Pion noir sur case blanche e6 · Dame noire sur case noire a5 · Fou noir sur case noire b4 · Pion blanc sur case noire d4 · Fou blanc sur case noire f4 · Pion blanc sur case noire a3 · Cavalier blanc sur case noire c3 · Dame blanche sur case blanche f3 · Pion blanc sur case blanche h3 · Pion blanc sur case noire b2 · Pion blanc sur case blanche c2 · Fou blanc sur case blanche e2 · Pion blanc sur case noire f2 · Pion blanc sur case blanche g2 · Tour blanche sur case noire a1 · Roi blanc sur case noire e1 · Tour blanche sur case blanche h1 | Roi noir sur case blanche c8 · Tour noire sur case noire d8 · Cavalier noir sur case blanche g8 · Tour noire sur case noire h8 · Pion noir sur case noire a7 · Pion noir sur case blanche b7 · Cavalier noir sur case blanche d7 · Pion noir sur case blanche f7 · Pion noir sur case noire g7 · Pion noir sur case blanche h7 · Pion noir sur case blanche c6 · Pion noir sur case blanche e6 · Dame noire sur case noire a5 · Fou noir sur case noire b4 · Pion blanc sur case noire d4 · Fou blanc sur case noire f4 · Pion blanc sur case noire a3 · Cavalier blanc sur case noire c3 · Dame blanche sur case blanche f3 · Pion blanc sur case blanche h3 · Pion blanc sur case noire b2 · Pion blanc sur case blanche c2 · Fou blanc sur case blanche e2 · Pion blanc sur case noire f2 · Pion blanc sur case blanche g2 · Tour blanche sur case noire a1 · Roi blanc sur case noire e1 · Tour blanche sur case blanche h1 | Roi noir sur case blanche c8 · Tour noire sur case noire d8 · Cavalier noir sur case blanche g8 · Tour noire sur case noire h8 · Pion noir sur case noire a7 · Pion noir sur case blanche b7 · Cavalier noir sur case blanche d7 · Pion noir sur case blanche f7 · Pion noir sur case noire g7 · Pion noir sur case blanche h7 · Pion noir sur case blanche c6 · Pion noir sur case blanche e6 · Dame noire sur case noire a5 · Fou noir sur case noire b4 · Pion blanc sur case noire d4 · Fou blanc sur case noire f4 · Pion blanc sur case noire a3 · Cavalier blanc sur case noire c3 · Dame blanche sur case blanche f3 · Pion blanc sur case blanche h3 · Pion blanc sur case noire b2 · Pion blanc sur case blanche c2 · Fou blanc sur case blanche e2 · Pion blanc sur case noire f2 · Pion blanc sur case blanche g2 · Tour blanche sur case noire a1 · Roi blanc sur case noire e1 · Tour blanche sur case blanche h1 | Roi noir sur case blanche c8 · Tour noire sur case noire d8 · Cavalier noir sur case blanche g8 · Tour noire sur case noire h8 · Pion noir sur case noire a7 · Pion noir sur case blanche b7 · Cavalier noir sur case blanche d7 · Pion noir sur case blanche f7 · Pion noir sur case noire g7 · Pion noir sur case blanche h7 · Pion noir sur case blanche c6 · Pion noir sur case blanche e6 · Dame noire sur case noire a5 · Fou noir sur case noire b4 · Pion blanc sur case noire d4 · Fou blanc sur case noire f4 · Pion blanc sur case noire a3 · Cavalier blanc sur case noire c3 · Dame blanche sur case blanche f3 · Pion blanc sur case blanche h3 · Pion blanc sur case noire b2 · Pion blanc sur case blanche c2 · Fou blanc sur case blanche e2 · Pion blanc sur case noire f2 · Pion blanc sur case blanche g2 · Tour blanche sur case noire a1 · Roi blanc sur case noire e1 · Tour blanche sur case blanche h1 | Roi noir sur case blanche c8 · Tour noire sur case noire d8 · Cavalier noir sur case blanche g8 · Tour noire sur case noire h8 · Pion noir sur case noire a7 · Pion noir sur case blanche b7 · Cavalier noir sur case blanche d7 · Pion noir sur case blanche f7 · Pion noir sur case noire g7 · Pion noir sur case blanche h7 · Pion noir sur case blanche c6 · Pion noir sur case blanche e6 · Dame noire sur case noire a5 · Fou noir sur case noire b4 · Pion blanc sur case noire d4 · Fou blanc sur case noire f4 · Pion blanc sur case noire a3 · Cavalier blanc sur case noire c3 · Dame blanche sur case blanche f3 · Pion blanc sur case blanche h3 · Pion blanc sur case noire b2 · Pion blanc sur case blanche c2 · Fou blanc sur case blanche e2 · Pion blanc sur case noire f2 · Pion blanc sur case blanche g2 · Tour blanche sur case noire a1 · Roi blanc sur case noire e1 · Tour blanche sur case blanche h1 | 5 |
| 4 | Roi noir sur case blanche c8 · Tour noire sur case noire d8 · Cavalier noir sur case blanche g8 · Tour noire sur case noire h8 · Pion noir sur case noire a7 · Pion noir sur case blanche b7 · Cavalier noir sur case blanche d7 · Pion noir sur case blanche f7 · Pion noir sur case noire g7 · Pion noir sur case blanche h7 · Pion noir sur case blanche c6 · Pion noir sur case blanche e6 · Dame noire sur case noire a5 · Fou noir sur case noire b4 · Pion blanc sur case noire d4 · Fou blanc sur case noire f4 · Pion blanc sur case noire a3 · Cavalier blanc sur case noire c3 · Dame blanche sur case blanche f3 · Pion blanc sur case blanche h3 · Pion blanc sur case noire b2 · Pion blanc sur case blanche c2 · Fou blanc sur case blanche e2 · Pion blanc sur case noire f2 · Pion blanc sur case blanche g2 · Tour blanche sur case noire a1 · Roi blanc sur case noire e1 · Tour blanche sur case blanche h1 | Roi noir sur case blanche c8 · Tour noire sur case noire d8 · Cavalier noir sur case blanche g8 · Tour noire sur case noire h8 · Pion noir sur case noire a7 · Pion noir sur case blanche b7 · Cavalier noir sur case blanche d7 · Pion noir sur case blanche f7 · Pion noir sur case noire g7 · Pion noir sur case blanche h7 · Pion noir sur case blanche c6 · Pion noir sur case blanche e6 · Dame noire sur case noire a5 · Fou noir sur case noire b4 · Pion blanc sur case noire d4 · Fou blanc sur case noire f4 · Pion blanc sur case noire a3 · Cavalier blanc sur case noire c3 · Dame blanche sur case blanche f3 · Pion blanc sur case blanche h3 · Pion blanc sur case noire b2 · Pion blanc sur case blanche c2 · Fou blanc sur case blanche e2 · Pion blanc sur case noire f2 · Pion blanc sur case blanche g2 · Tour blanche sur case noire a1 · Roi blanc sur case noire e1 · Tour blanche sur case blanche h1 | Roi noir sur case blanche c8 · Tour noire sur case noire d8 · Cavalier noir sur case blanche g8 · Tour noire sur case noire h8 · Pion noir sur case noire a7 · Pion noir sur case blanche b7 · Cavalier noir sur case blanche d7 · Pion noir sur case blanche f7 · Pion noir sur case noire g7 · Pion noir sur case blanche h7 · Pion noir sur case blanche c6 · Pion noir sur case blanche e6 · Dame noire sur case noire a5 · Fou noir sur case noire b4 · Pion blanc sur case noire d4 · Fou blanc sur case noire f4 · Pion blanc sur case noire a3 · Cavalier blanc sur case noire c3 · Dame blanche sur case blanche f3 · Pion blanc sur case blanche h3 · Pion blanc sur case noire b2 · Pion blanc sur case blanche c2 · Fou blanc sur case blanche e2 · Pion blanc sur case noire f2 · Pion blanc sur case blanche g2 · Tour blanche sur case noire a1 · Roi blanc sur case noire e1 · Tour blanche sur case blanche h1 | Roi noir sur case blanche c8 · Tour noire sur case noire d8 · Cavalier noir sur case blanche g8 · Tour noire sur case noire h8 · Pion noir sur case noire a7 · Pion noir sur case blanche b7 · Cavalier noir sur case blanche d7 · Pion noir sur case blanche f7 · Pion noir sur case noire g7 · Pion noir sur case blanche h7 · Pion noir sur case blanche c6 · Pion noir sur case blanche e6 · Dame noire sur case noire a5 · Fou noir sur case noire b4 · Pion blanc sur case noire d4 · Fou blanc sur case noire f4 · Pion blanc sur case noire a3 · Cavalier blanc sur case noire c3 · Dame blanche sur case blanche f3 · Pion blanc sur case blanche h3 · Pion blanc sur case noire b2 · Pion blanc sur case blanche c2 · Fou blanc sur case blanche e2 · Pion blanc sur case noire f2 · Pion blanc sur case blanche g2 · Tour blanche sur case noire a1 · Roi blanc sur case noire e1 · Tour blanche sur case blanche h1 | Roi noir sur case blanche c8 · Tour noire sur case noire d8 · Cavalier noir sur case blanche g8 · Tour noire sur case noire h8 · Pion noir sur case noire a7 · Pion noir sur case blanche b7 · Cavalier noir sur case blanche d7 · Pion noir sur case blanche f7 · Pion noir sur case noire g7 · Pion noir sur case blanche h7 · Pion noir sur case blanche c6 · Pion noir sur case blanche e6 · Dame noire sur case noire a5 · Fou noir sur case noire b4 · Pion blanc sur case noire d4 · Fou blanc sur case noire f4 · Pion blanc sur case noire a3 · Cavalier blanc sur case noire c3 · Dame blanche sur case blanche f3 · Pion blanc sur case blanche h3 · Pion blanc sur case noire b2 · Pion blanc sur case blanche c2 · Fou blanc sur case blanche e2 · Pion blanc sur case noire f2 · Pion blanc sur case blanche g2 · Tour blanche sur case noire a1 · Roi blanc sur case noire e1 · Tour blanche sur case blanche h1 | Roi noir sur case blanche c8 · Tour noire sur case noire d8 · Cavalier noir sur case blanche g8 · Tour noire sur case noire h8 · Pion noir sur case noire a7 · Pion noir sur case blanche b7 · Cavalier noir sur case blanche d7 · Pion noir sur case blanche f7 · Pion noir sur case noire g7 · Pion noir sur case blanche h7 · Pion noir sur case blanche c6 · Pion noir sur case blanche e6 · Dame noire sur case noire a5 · Fou noir sur case noire b4 · Pion blanc sur case noire d4 · Fou blanc sur case noire f4 · Pion blanc sur case noire a3 · Cavalier blanc sur case noire c3 · Dame blanche sur case blanche f3 · Pion blanc sur case blanche h3 · Pion blanc sur case noire b2 · Pion blanc sur case blanche c2 · Fou blanc sur case blanche e2 · Pion blanc sur case noire f2 · Pion blanc sur case blanche g2 · Tour blanche sur case noire a1 · Roi blanc sur case noire e1 · Tour blanche sur case blanche h1 | Roi noir sur case blanche c8 · Tour noire sur case noire d8 · Cavalier noir sur case blanche g8 · Tour noire sur case noire h8 · Pion noir sur case noire a7 · Pion noir sur case blanche b7 · Cavalier noir sur case blanche d7 · Pion noir sur case blanche f7 · Pion noir sur case noire g7 · Pion noir sur case blanche h7 · Pion noir sur case blanche c6 · Pion noir sur case blanche e6 · Dame noire sur case noire a5 · Fou noir sur case noire b4 · Pion blanc sur case noire d4 · Fou blanc sur case noire f4 · Pion blanc sur case noire a3 · Cavalier blanc sur case noire c3 · Dame blanche sur case blanche f3 · Pion blanc sur case blanche h3 · Pion blanc sur case noire b2 · Pion blanc sur case blanche c2 · Fou blanc sur case blanche e2 · Pion blanc sur case noire f2 · Pion blanc sur case blanche g2 · Tour blanche sur case noire a1 · Roi blanc sur case noire e1 · Tour blanche sur case blanche h1 | Roi noir sur case blanche c8 · Tour noire sur case noire d8 · Cavalier noir sur case blanche g8 · Tour noire sur case noire h8 · Pion noir sur case noire a7 · Pion noir sur case blanche b7 · Cavalier noir sur case blanche d7 · Pion noir sur case blanche f7 · Pion noir sur case noire g7 · Pion noir sur case blanche h7 · Pion noir sur case blanche c6 · Pion noir sur case blanche e6 · Dame noire sur case noire a5 · Fou noir sur case noire b4 · Pion blanc sur case noire d4 · Fou blanc sur case noire f4 · Pion blanc sur case noire a3 · Cavalier blanc sur case noire c3 · Dame blanche sur case blanche f3 · Pion blanc sur case blanche h3 · Pion blanc sur case noire b2 · Pion blanc sur case blanche c2 · Fou blanc sur case blanche e2 · Pion blanc sur case noire f2 · Pion blanc sur case blanche g2 · Tour blanche sur case noire a1 · Roi blanc sur case noire e1 · Tour blanche sur case blanche h1 | 4 |
| 3 | Roi noir sur case blanche c8 · Tour noire sur case noire d8 · Cavalier noir sur case blanche g8 · Tour noire sur case noire h8 · Pion noir sur case noire a7 · Pion noir sur case blanche b7 · Cavalier noir sur case blanche d7 · Pion noir sur case blanche f7 · Pion noir sur case noire g7 · Pion noir sur case blanche h7 · Pion noir sur case blanche c6 · Pion noir sur case blanche e6 · Dame noire sur case noire a5 · Fou noir sur case noire b4 · Pion blanc sur case noire d4 · Fou blanc sur case noire f4 · Pion blanc sur case noire a3 · Cavalier blanc sur case noire c3 · Dame blanche sur case blanche f3 · Pion blanc sur case blanche h3 · Pion blanc sur case noire b2 · Pion blanc sur case blanche c2 · Fou blanc sur case blanche e2 · Pion blanc sur case noire f2 · Pion blanc sur case blanche g2 · Tour blanche sur case noire a1 · Roi blanc sur case noire e1 · Tour blanche sur case blanche h1 | Roi noir sur case blanche c8 · Tour noire sur case noire d8 · Cavalier noir sur case blanche g8 · Tour noire sur case noire h8 · Pion noir sur case noire a7 · Pion noir sur case blanche b7 · Cavalier noir sur case blanche d7 · Pion noir sur case blanche f7 · Pion noir sur case noire g7 · Pion noir sur case blanche h7 · Pion noir sur case blanche c6 · Pion noir sur case blanche e6 · Dame noire sur case noire a5 · Fou noir sur case noire b4 · Pion blanc sur case noire d4 · Fou blanc sur case noire f4 · Pion blanc sur case noire a3 · Cavalier blanc sur case noire c3 · Dame blanche sur case blanche f3 · Pion blanc sur case blanche h3 · Pion blanc sur case noire b2 · Pion blanc sur case blanche c2 · Fou blanc sur case blanche e2 · Pion blanc sur case noire f2 · Pion blanc sur case blanche g2 · Tour blanche sur case noire a1 · Roi blanc sur case noire e1 · Tour blanche sur case blanche h1 | Roi noir sur case blanche c8 · Tour noire sur case noire d8 · Cavalier noir sur case blanche g8 · Tour noire sur case noire h8 · Pion noir sur case noire a7 · Pion noir sur case blanche b7 · Cavalier noir sur case blanche d7 · Pion noir sur case blanche f7 · Pion noir sur case noire g7 · Pion noir sur case blanche h7 · Pion noir sur case blanche c6 · Pion noir sur case blanche e6 · Dame noire sur case noire a5 · Fou noir sur case noire b4 · Pion blanc sur case noire d4 · Fou blanc sur case noire f4 · Pion blanc sur case noire a3 · Cavalier blanc sur case noire c3 · Dame blanche sur case blanche f3 · Pion blanc sur case blanche h3 · Pion blanc sur case noire b2 · Pion blanc sur case blanche c2 · Fou blanc sur case blanche e2 · Pion blanc sur case noire f2 · Pion blanc sur case blanche g2 · Tour blanche sur case noire a1 · Roi blanc sur case noire e1 · Tour blanche sur case blanche h1 | Roi noir sur case blanche c8 · Tour noire sur case noire d8 · Cavalier noir sur case blanche g8 · Tour noire sur case noire h8 · Pion noir sur case noire a7 · Pion noir sur case blanche b7 · Cavalier noir sur case blanche d7 · Pion noir sur case blanche f7 · Pion noir sur case noire g7 · Pion noir sur case blanche h7 · Pion noir sur case blanche c6 · Pion noir sur case blanche e6 · Dame noire sur case noire a5 · Fou noir sur case noire b4 · Pion blanc sur case noire d4 · Fou blanc sur case noire f4 · Pion blanc sur case noire a3 · Cavalier blanc sur case noire c3 · Dame blanche sur case blanche f3 · Pion blanc sur case blanche h3 · Pion blanc sur case noire b2 · Pion blanc sur case blanche c2 · Fou blanc sur case blanche e2 · Pion blanc sur case noire f2 · Pion blanc sur case blanche g2 · Tour blanche sur case noire a1 · Roi blanc sur case noire e1 · Tour blanche sur case blanche h1 | Roi noir sur case blanche c8 · Tour noire sur case noire d8 · Cavalier noir sur case blanche g8 · Tour noire sur case noire h8 · Pion noir sur case noire a7 · Pion noir sur case blanche b7 · Cavalier noir sur case blanche d7 · Pion noir sur case blanche f7 · Pion noir sur case noire g7 · Pion noir sur case blanche h7 · Pion noir sur case blanche c6 · Pion noir sur case blanche e6 · Dame noire sur case noire a5 · Fou noir sur case noire b4 · Pion blanc sur case noire d4 · Fou blanc sur case noire f4 · Pion blanc sur case noire a3 · Cavalier blanc sur case noire c3 · Dame blanche sur case blanche f3 · Pion blanc sur case blanche h3 · Pion blanc sur case noire b2 · Pion blanc sur case blanche c2 · Fou blanc sur case blanche e2 · Pion blanc sur case noire f2 · Pion blanc sur case blanche g2 · Tour blanche sur case noire a1 · Roi blanc sur case noire e1 · Tour blanche sur case blanche h1 | Roi noir sur case blanche c8 · Tour noire sur case noire d8 · Cavalier noir sur case blanche g8 · Tour noire sur case noire h8 · Pion noir sur case noire a7 · Pion noir sur case blanche b7 · Cavalier noir sur case blanche d7 · Pion noir sur case blanche f7 · Pion noir sur case noire g7 · Pion noir sur case blanche h7 · Pion noir sur case blanche c6 · Pion noir sur case blanche e6 · Dame noire sur case noire a5 · Fou noir sur case noire b4 · Pion blanc sur case noire d4 · Fou blanc sur case noire f4 · Pion blanc sur case noire a3 · Cavalier blanc sur case noire c3 · Dame blanche sur case blanche f3 · Pion blanc sur case blanche h3 · Pion blanc sur case noire b2 · Pion blanc sur case blanche c2 · Fou blanc sur case blanche e2 · Pion blanc sur case noire f2 · Pion blanc sur case blanche g2 · Tour blanche sur case noire a1 · Roi blanc sur case noire e1 · Tour blanche sur case blanche h1 | Roi noir sur case blanche c8 · Tour noire sur case noire d8 · Cavalier noir sur case blanche g8 · Tour noire sur case noire h8 · Pion noir sur case noire a7 · Pion noir sur case blanche b7 · Cavalier noir sur case blanche d7 · Pion noir sur case blanche f7 · Pion noir sur case noire g7 · Pion noir sur case blanche h7 · Pion noir sur case blanche c6 · Pion noir sur case blanche e6 · Dame noire sur case noire a5 · Fou noir sur case noire b4 · Pion blanc sur case noire d4 · Fou blanc sur case noire f4 · Pion blanc sur case noire a3 · Cavalier blanc sur case noire c3 · Dame blanche sur case blanche f3 · Pion blanc sur case blanche h3 · Pion blanc sur case noire b2 · Pion blanc sur case blanche c2 · Fou blanc sur case blanche e2 · Pion blanc sur case noire f2 · Pion blanc sur case blanche g2 · Tour blanche sur case noire a1 · Roi blanc sur case noire e1 · Tour blanche sur case blanche h1 | Roi noir sur case blanche c8 · Tour noire sur case noire d8 · Cavalier noir sur case blanche g8 · Tour noire sur case noire h8 · Pion noir sur case noire a7 · Pion noir sur case blanche b7 · Cavalier noir sur case blanche d7 · Pion noir sur case blanche f7 · Pion noir sur case noire g7 · Pion noir sur case blanche h7 · Pion noir sur case blanche c6 · Pion noir sur case blanche e6 · Dame noire sur case noire a5 · Fou noir sur case noire b4 · Pion blanc sur case noire d4 · Fou blanc sur case noire f4 · Pion blanc sur case noire a3 · Cavalier blanc sur case noire c3 · Dame blanche sur case blanche f3 · Pion blanc sur case blanche h3 · Pion blanc sur case noire b2 · Pion blanc sur case blanche c2 · Fou blanc sur case blanche e2 · Pion blanc sur case noire f2 · Pion blanc sur case blanche g2 · Tour blanche sur case noire a1 · Roi blanc sur case noire e1 · Tour blanche sur case blanche h1 | 3 |
| 2 | Roi noir sur case blanche c8 · Tour noire sur case noire d8 · Cavalier noir sur case blanche g8 · Tour noire sur case noire h8 · Pion noir sur case noire a7 · Pion noir sur case blanche b7 · Cavalier noir sur case blanche d7 · Pion noir sur case blanche f7 · Pion noir sur case noire g7 · Pion noir sur case blanche h7 · Pion noir sur case blanche c6 · Pion noir sur case blanche e6 · Dame noire sur case noire a5 · Fou noir sur case noire b4 · Pion blanc sur case noire d4 · Fou blanc sur case noire f4 · Pion blanc sur case noire a3 · Cavalier blanc sur case noire c3 · Dame blanche sur case blanche f3 · Pion blanc sur case blanche h3 · Pion blanc sur case noire b2 · Pion blanc sur case blanche c2 · Fou blanc sur case blanche e2 · Pion blanc sur case noire f2 · Pion blanc sur case blanche g2 · Tour blanche sur case noire a1 · Roi blanc sur case noire e1 · Tour blanche sur case blanche h1 | Roi noir sur case blanche c8 · Tour noire sur case noire d8 · Cavalier noir sur case blanche g8 · Tour noire sur case noire h8 · Pion noir sur case noire a7 · Pion noir sur case blanche b7 · Cavalier noir sur case blanche d7 · Pion noir sur case blanche f7 · Pion noir sur case noire g7 · Pion noir sur case blanche h7 · Pion noir sur case blanche c6 · Pion noir sur case blanche e6 · Dame noire sur case noire a5 · Fou noir sur case noire b4 · Pion blanc sur case noire d4 · Fou blanc sur case noire f4 · Pion blanc sur case noire a3 · Cavalier blanc sur case noire c3 · Dame blanche sur case blanche f3 · Pion blanc sur case blanche h3 · Pion blanc sur case noire b2 · Pion blanc sur case blanche c2 · Fou blanc sur case blanche e2 · Pion blanc sur case noire f2 · Pion blanc sur case blanche g2 · Tour blanche sur case noire a1 · Roi blanc sur case noire e1 · Tour blanche sur case blanche h1 | Roi noir sur case blanche c8 · Tour noire sur case noire d8 · Cavalier noir sur case blanche g8 · Tour noire sur case noire h8 · Pion noir sur case noire a7 · Pion noir sur case blanche b7 · Cavalier noir sur case blanche d7 · Pion noir sur case blanche f7 · Pion noir sur case noire g7 · Pion noir sur case blanche h7 · Pion noir sur case blanche c6 · Pion noir sur case blanche e6 · Dame noire sur case noire a5 · Fou noir sur case noire b4 · Pion blanc sur case noire d4 · Fou blanc sur case noire f4 · Pion blanc sur case noire a3 · Cavalier blanc sur case noire c3 · Dame blanche sur case blanche f3 · Pion blanc sur case blanche h3 · Pion blanc sur case noire b2 · Pion blanc sur case blanche c2 · Fou blanc sur case blanche e2 · Pion blanc sur case noire f2 · Pion blanc sur case blanche g2 · Tour blanche sur case noire a1 · Roi blanc sur case noire e1 · Tour blanche sur case blanche h1 | Roi noir sur case blanche c8 · Tour noire sur case noire d8 · Cavalier noir sur case blanche g8 · Tour noire sur case noire h8 · Pion noir sur case noire a7 · Pion noir sur case blanche b7 · Cavalier noir sur case blanche d7 · Pion noir sur case blanche f7 · Pion noir sur case noire g7 · Pion noir sur case blanche h7 · Pion noir sur case blanche c6 · Pion noir sur case blanche e6 · Dame noire sur case noire a5 · Fou noir sur case noire b4 · Pion blanc sur case noire d4 · Fou blanc sur case noire f4 · Pion blanc sur case noire a3 · Cavalier blanc sur case noire c3 · Dame blanche sur case blanche f3 · Pion blanc sur case blanche h3 · Pion blanc sur case noire b2 · Pion blanc sur case blanche c2 · Fou blanc sur case blanche e2 · Pion blanc sur case noire f2 · Pion blanc sur case blanche g2 · Tour blanche sur case noire a1 · Roi blanc sur case noire e1 · Tour blanche sur case blanche h1 | Roi noir sur case blanche c8 · Tour noire sur case noire d8 · Cavalier noir sur case blanche g8 · Tour noire sur case noire h8 · Pion noir sur case noire a7 · Pion noir sur case blanche b7 · Cavalier noir sur case blanche d7 · Pion noir sur case blanche f7 · Pion noir sur case noire g7 · Pion noir sur case blanche h7 · Pion noir sur case blanche c6 · Pion noir sur case blanche e6 · Dame noire sur case noire a5 · Fou noir sur case noire b4 · Pion blanc sur case noire d4 · Fou blanc sur case noire f4 · Pion blanc sur case noire a3 · Cavalier blanc sur case noire c3 · Dame blanche sur case blanche f3 · Pion blanc sur case blanche h3 · Pion blanc sur case noire b2 · Pion blanc sur case blanche c2 · Fou blanc sur case blanche e2 · Pion blanc sur case noire f2 · Pion blanc sur case blanche g2 · Tour blanche sur case noire a1 · Roi blanc sur case noire e1 · Tour blanche sur case blanche h1 | Roi noir sur case blanche c8 · Tour noire sur case noire d8 · Cavalier noir sur case blanche g8 · Tour noire sur case noire h8 · Pion noir sur case noire a7 · Pion noir sur case blanche b7 · Cavalier noir sur case blanche d7 · Pion noir sur case blanche f7 · Pion noir sur case noire g7 · Pion noir sur case blanche h7 · Pion noir sur case blanche c6 · Pion noir sur case blanche e6 · Dame noire sur case noire a5 · Fou noir sur case noire b4 · Pion blanc sur case noire d4 · Fou blanc sur case noire f4 · Pion blanc sur case noire a3 · Cavalier blanc sur case noire c3 · Dame blanche sur case blanche f3 · Pion blanc sur case blanche h3 · Pion blanc sur case noire b2 · Pion blanc sur case blanche c2 · Fou blanc sur case blanche e2 · Pion blanc sur case noire f2 · Pion blanc sur case blanche g2 · Tour blanche sur case noire a1 · Roi blanc sur case noire e1 · Tour blanche sur case blanche h1 | Roi noir sur case blanche c8 · Tour noire sur case noire d8 · Cavalier noir sur case blanche g8 · Tour noire sur case noire h8 · Pion noir sur case noire a7 · Pion noir sur case blanche b7 · Cavalier noir sur case blanche d7 · Pion noir sur case blanche f7 · Pion noir sur case noire g7 · Pion noir sur case blanche h7 · Pion noir sur case blanche c6 · Pion noir sur case blanche e6 · Dame noire sur case noire a5 · Fou noir sur case noire b4 · Pion blanc sur case noire d4 · Fou blanc sur case noire f4 · Pion blanc sur case noire a3 · Cavalier blanc sur case noire c3 · Dame blanche sur case blanche f3 · Pion blanc sur case blanche h3 · Pion blanc sur case noire b2 · Pion blanc sur case blanche c2 · Fou blanc sur case blanche e2 · Pion blanc sur case noire f2 · Pion blanc sur case blanche g2 · Tour blanche sur case noire a1 · Roi blanc sur case noire e1 · Tour blanche sur case blanche h1 | Roi noir sur case blanche c8 · Tour noire sur case noire d8 · Cavalier noir sur case blanche g8 · Tour noire sur case noire h8 · Pion noir sur case noire a7 · Pion noir sur case blanche b7 · Cavalier noir sur case blanche d7 · Pion noir sur case blanche f7 · Pion noir sur case noire g7 · Pion noir sur case blanche h7 · Pion noir sur case blanche c6 · Pion noir sur case blanche e6 · Dame noire sur case noire a5 · Fou noir sur case noire b4 · Pion blanc sur case noire d4 · Fou blanc sur case noire f4 · Pion blanc sur case noire a3 · Cavalier blanc sur case noire c3 · Dame blanche sur case blanche f3 · Pion blanc sur case blanche h3 · Pion blanc sur case noire b2 · Pion blanc sur case blanche c2 · Fou blanc sur case blanche e2 · Pion blanc sur case noire f2 · Pion blanc sur case blanche g2 · Tour blanche sur case noire a1 · Roi blanc sur case noire e1 · Tour blanche sur case blanche h1 | 2 |
| 1 | Roi noir sur case blanche c8 · Tour noire sur case noire d8 · Cavalier noir sur case blanche g8 · Tour noire sur case noire h8 · Pion noir sur case noire a7 · Pion noir sur case blanche b7 · Cavalier noir sur case blanche d7 · Pion noir sur case blanche f7 · Pion noir sur case noire g7 · Pion noir sur case blanche h7 · Pion noir sur case blanche c6 · Pion noir sur case blanche e6 · Dame noire sur case noire a5 · Fou noir sur case noire b4 · Pion blanc sur case noire d4 · Fou blanc sur case noire f4 · Pion blanc sur case noire a3 · Cavalier blanc sur case noire c3 · Dame blanche sur case blanche f3 · Pion blanc sur case blanche h3 · Pion blanc sur case noire b2 · Pion blanc sur case blanche c2 · Fou blanc sur case blanche e2 · Pion blanc sur case noire f2 · Pion blanc sur case blanche g2 · Tour blanche sur case noire a1 · Roi blanc sur case noire e1 · Tour blanche sur case blanche h1 | Roi noir sur case blanche c8 · Tour noire sur case noire d8 · Cavalier noir sur case blanche g8 · Tour noire sur case noire h8 · Pion noir sur case noire a7 · Pion noir sur case blanche b7 · Cavalier noir sur case blanche d7 · Pion noir sur case blanche f7 · Pion noir sur case noire g7 · Pion noir sur case blanche h7 · Pion noir sur case blanche c6 · Pion noir sur case blanche e6 · Dame noire sur case noire a5 · Fou noir sur case noire b4 · Pion blanc sur case noire d4 · Fou blanc sur case noire f4 · Pion blanc sur case noire a3 · Cavalier blanc sur case noire c3 · Dame blanche sur case blanche f3 · Pion blanc sur case blanche h3 · Pion blanc sur case noire b2 · Pion blanc sur case blanche c2 · Fou blanc sur case blanche e2 · Pion blanc sur case noire f2 · Pion blanc sur case blanche g2 · Tour blanche sur case noire a1 · Roi blanc sur case noire e1 · Tour blanche sur case blanche h1 | Roi noir sur case blanche c8 · Tour noire sur case noire d8 · Cavalier noir sur case blanche g8 · Tour noire sur case noire h8 · Pion noir sur case noire a7 · Pion noir sur case blanche b7 · Cavalier noir sur case blanche d7 · Pion noir sur case blanche f7 · Pion noir sur case noire g7 · Pion noir sur case blanche h7 · Pion noir sur case blanche c6 · Pion noir sur case blanche e6 · Dame noire sur case noire a5 · Fou noir sur case noire b4 · Pion blanc sur case noire d4 · Fou blanc sur case noire f4 · Pion blanc sur case noire a3 · Cavalier blanc sur case noire c3 · Dame blanche sur case blanche f3 · Pion blanc sur case blanche h3 · Pion blanc sur case noire b2 · Pion blanc sur case blanche c2 · Fou blanc sur case blanche e2 · Pion blanc sur case noire f2 · Pion blanc sur case blanche g2 · Tour blanche sur case noire a1 · Roi blanc sur case noire e1 · Tour blanche sur case blanche h1 | Roi noir sur case blanche c8 · Tour noire sur case noire d8 · Cavalier noir sur case blanche g8 · Tour noire sur case noire h8 · Pion noir sur case noire a7 · Pion noir sur case blanche b7 · Cavalier noir sur case blanche d7 · Pion noir sur case blanche f7 · Pion noir sur case noire g7 · Pion noir sur case blanche h7 · Pion noir sur case blanche c6 · Pion noir sur case blanche e6 · Dame noire sur case noire a5 · Fou noir sur case noire b4 · Pion blanc sur case noire d4 · Fou blanc sur case noire f4 · Pion blanc sur case noire a3 · Cavalier blanc sur case noire c3 · Dame blanche sur case blanche f3 · Pion blanc sur case blanche h3 · Pion blanc sur case noire b2 · Pion blanc sur case blanche c2 · Fou blanc sur case blanche e2 · Pion blanc sur case noire f2 · Pion blanc sur case blanche g2 · Tour blanche sur case noire a1 · Roi blanc sur case noire e1 · Tour blanche sur case blanche h1 | Roi noir sur case blanche c8 · Tour noire sur case noire d8 · Cavalier noir sur case blanche g8 · Tour noire sur case noire h8 · Pion noir sur case noire a7 · Pion noir sur case blanche b7 · Cavalier noir sur case blanche d7 · Pion noir sur case blanche f7 · Pion noir sur case noire g7 · Pion noir sur case blanche h7 · Pion noir sur case blanche c6 · Pion noir sur case blanche e6 · Dame noire sur case noire a5 · Fou noir sur case noire b4 · Pion blanc sur case noire d4 · Fou blanc sur case noire f4 · Pion blanc sur case noire a3 · Cavalier blanc sur case noire c3 · Dame blanche sur case blanche f3 · Pion blanc sur case blanche h3 · Pion blanc sur case noire b2 · Pion blanc sur case blanche c2 · Fou blanc sur case blanche e2 · Pion blanc sur case noire f2 · Pion blanc sur case blanche g2 · Tour blanche sur case noire a1 · Roi blanc sur case noire e1 · Tour blanche sur case blanche h1 | Roi noir sur case blanche c8 · Tour noire sur case noire d8 · Cavalier noir sur case blanche g8 · Tour noire sur case noire h8 · Pion noir sur case noire a7 · Pion noir sur case blanche b7 · Cavalier noir sur case blanche d7 · Pion noir sur case blanche f7 · Pion noir sur case noire g7 · Pion noir sur case blanche h7 · Pion noir sur case blanche c6 · Pion noir sur case blanche e6 · Dame noire sur case noire a5 · Fou noir sur case noire b4 · Pion blanc sur case noire d4 · Fou blanc sur case noire f4 · Pion blanc sur case noire a3 · Cavalier blanc sur case noire c3 · Dame blanche sur case blanche f3 · Pion blanc sur case blanche h3 · Pion blanc sur case noire b2 · Pion blanc sur case blanche c2 · Fou blanc sur case blanche e2 · Pion blanc sur case noire f2 · Pion blanc sur case blanche g2 · Tour blanche sur case noire a1 · Roi blanc sur case noire e1 · Tour blanche sur case blanche h1 | Roi noir sur case blanche c8 · Tour noire sur case noire d8 · Cavalier noir sur case blanche g8 · Tour noire sur case noire h8 · Pion noir sur case noire a7 · Pion noir sur case blanche b7 · Cavalier noir sur case blanche d7 · Pion noir sur case blanche f7 · Pion noir sur case noire g7 · Pion noir sur case blanche h7 · Pion noir sur case blanche c6 · Pion noir sur case blanche e6 · Dame noire sur case noire a5 · Fou noir sur case noire b4 · Pion blanc sur case noire d4 · Fou blanc sur case noire f4 · Pion blanc sur case noire a3 · Cavalier blanc sur case noire c3 · Dame blanche sur case blanche f3 · Pion blanc sur case blanche h3 · Pion blanc sur case noire b2 · Pion blanc sur case blanche c2 · Fou blanc sur case blanche e2 · Pion blanc sur case noire f2 · Pion blanc sur case blanche g2 · Tour blanche sur case noire a1 · Roi blanc sur case noire e1 · Tour blanche sur case blanche h1 | Roi noir sur case blanche c8 · Tour noire sur case noire d8 · Cavalier noir sur case blanche g8 · Tour noire sur case noire h8 · Pion noir sur case noire a7 · Pion noir sur case blanche b7 · Cavalier noir sur case blanche d7 · Pion noir sur case blanche f7 · Pion noir sur case noire g7 · Pion noir sur case blanche h7 · Pion noir sur case blanche c6 · Pion noir sur case blanche e6 · Dame noire sur case noire a5 · Fou noir sur case noire b4 · Pion blanc sur case noire d4 · Fou blanc sur case noire f4 · Pion blanc sur case noire a3 · Cavalier blanc sur case noire c3 · Dame blanche sur case blanche f3 · Pion blanc sur case blanche h3 · Pion blanc sur case noire b2 · Pion blanc sur case blanche c2 · Fou blanc sur case blanche e2 · Pion blanc sur case noire f2 · Pion blanc sur case blanche g2 · Tour blanche sur case noire a1 · Roi blanc sur case noire e1 · Tour blanche sur case blanche h1 | 1 |
|   | a | b | c | d | e | f | g | h |   |

|   | a | b | c | d | e | f | g | h |   |
| 8 | Roi noir sur case blanche c8 · Tour noire sur case noire d8 · Cavalier noir sur case blanche g8 · Tour noire sur case noire h8 · Pion noir sur case noire a7 · Cavalier noir sur case blanche d7 · Pion noir sur case blanche f7 · Pion noir sur case noire g7 · Pion noir sur case blanche h7 · Fou blanc sur case blanche a6 · Pion noir sur case blanche c6 · Pion noir sur case blanche e6 · Pion blanc sur case noire b4 · Pion blanc sur case noire d4 · Fou blanc sur case noire f4 · Cavalier blanc sur case noire c3 · Pion blanc sur case blanche h3 · Pion blanc sur case noire b2 · Pion blanc sur case blanche c2 · Roi blanc sur case noire d2 · Pion blanc sur case noire f2 · Pion blanc sur case blanche g2 · Dame noire sur case blanche h1 | Roi noir sur case blanche c8 · Tour noire sur case noire d8 · Cavalier noir sur case blanche g8 · Tour noire sur case noire h8 · Pion noir sur case noire a7 · Cavalier noir sur case blanche d7 · Pion noir sur case blanche f7 · Pion noir sur case noire g7 · Pion noir sur case blanche h7 · Fou blanc sur case blanche a6 · Pion noir sur case blanche c6 · Pion noir sur case blanche e6 · Pion blanc sur case noire b4 · Pion blanc sur case noire d4 · Fou blanc sur case noire f4 · Cavalier blanc sur case noire c3 · Pion blanc sur case blanche h3 · Pion blanc sur case noire b2 · Pion blanc sur case blanche c2 · Roi blanc sur case noire d2 · Pion blanc sur case noire f2 · Pion blanc sur case blanche g2 · Dame noire sur case blanche h1 | Roi noir sur case blanche c8 · Tour noire sur case noire d8 · Cavalier noir sur case blanche g8 · Tour noire sur case noire h8 · Pion noir sur case noire a7 · Cavalier noir sur case blanche d7 · Pion noir sur case blanche f7 · Pion noir sur case noire g7 · Pion noir sur case blanche h7 · Fou blanc sur case blanche a6 · Pion noir sur case blanche c6 · Pion noir sur case blanche e6 · Pion blanc sur case noire b4 · Pion blanc sur case noire d4 · Fou blanc sur case noire f4 · Cavalier blanc sur case noire c3 · Pion blanc sur case blanche h3 · Pion blanc sur case noire b2 · Pion blanc sur case blanche c2 · Roi blanc sur case noire d2 · Pion blanc sur case noire f2 · Pion blanc sur case blanche g2 · Dame noire sur case blanche h1 | Roi noir sur case blanche c8 · Tour noire sur case noire d8 · Cavalier noir sur case blanche g8 · Tour noire sur case noire h8 · Pion noir sur case noire a7 · Cavalier noir sur case blanche d7 · Pion noir sur case blanche f7 · Pion noir sur case noire g7 · Pion noir sur case blanche h7 · Fou blanc sur case blanche a6 · Pion noir sur case blanche c6 · Pion noir sur case blanche e6 · Pion blanc sur case noire b4 · Pion blanc sur case noire d4 · Fou blanc sur case noire f4 · Cavalier blanc sur case noire c3 · Pion blanc sur case blanche h3 · Pion blanc sur case noire b2 · Pion blanc sur case blanche c2 · Roi blanc sur case noire d2 · Pion blanc sur case noire f2 · Pion blanc sur case blanche g2 · Dame noire sur case blanche h1 | Roi noir sur case blanche c8 · Tour noire sur case noire d8 · Cavalier noir sur case blanche g8 · Tour noire sur case noire h8 · Pion noir sur case noire a7 · Cavalier noir sur case blanche d7 · Pion noir sur case blanche f7 · Pion noir sur case noire g7 · Pion noir sur case blanche h7 · Fou blanc sur case blanche a6 · Pion noir sur case blanche c6 · Pion noir sur case blanche e6 · Pion blanc sur case noire b4 · Pion blanc sur case noire d4 · Fou blanc sur case noire f4 · Cavalier blanc sur case noire c3 · Pion blanc sur case blanche h3 · Pion blanc sur case noire b2 · Pion blanc sur case blanche c2 · Roi blanc sur case noire d2 · Pion blanc sur case noire f2 · Pion blanc sur case blanche g2 · Dame noire sur case blanche h1 | Roi noir sur case blanche c8 · Tour noire sur case noire d8 · Cavalier noir sur case blanche g8 · Tour noire sur case noire h8 · Pion noir sur case noire a7 · Cavalier noir sur case blanche d7 · Pion noir sur case blanche f7 · Pion noir sur case noire g7 · Pion noir sur case blanche h7 · Fou blanc sur case blanche a6 · Pion noir sur case blanche c6 · Pion noir sur case blanche e6 · Pion blanc sur case noire b4 · Pion blanc sur case noire d4 · Fou blanc sur case noire f4 · Cavalier blanc sur case noire c3 · Pion blanc sur case blanche h3 · Pion blanc sur case noire b2 · Pion blanc sur case blanche c2 · Roi blanc sur case noire d2 · Pion blanc sur case noire f2 · Pion blanc sur case blanche g2 · Dame noire sur case blanche h1 | Roi noir sur case blanche c8 · Tour noire sur case noire d8 · Cavalier noir sur case blanche g8 · Tour noire sur case noire h8 · Pion noir sur case noire a7 · Cavalier noir sur case blanche d7 · Pion noir sur case blanche f7 · Pion noir sur case noire g7 · Pion noir sur case blanche h7 · Fou blanc sur case blanche a6 · Pion noir sur case blanche c6 · Pion noir sur case blanche e6 · Pion blanc sur case noire b4 · Pion blanc sur case noire d4 · Fou blanc sur case noire f4 · Cavalier blanc sur case noire c3 · Pion blanc sur case blanche h3 · Pion blanc sur case noire b2 · Pion blanc sur case blanche c2 · Roi blanc sur case noire d2 · Pion blanc sur case noire f2 · Pion blanc sur case blanche g2 · Dame noire sur case blanche h1 | Roi noir sur case blanche c8 · Tour noire sur case noire d8 · Cavalier noir sur case blanche g8 · Tour noire sur case noire h8 · Pion noir sur case noire a7 · Cavalier noir sur case blanche d7 · Pion noir sur case blanche f7 · Pion noir sur case noire g7 · Pion noir sur case blanche h7 · Fou blanc sur case blanche a6 · Pion noir sur case blanche c6 · Pion noir sur case blanche e6 · Pion blanc sur case noire b4 · Pion blanc sur case noire d4 · Fou blanc sur case noire f4 · Cavalier blanc sur case noire c3 · Pion blanc sur case blanche h3 · Pion blanc sur case noire b2 · Pion blanc sur case blanche c2 · Roi blanc sur case noire d2 · Pion blanc sur case noire f2 · Pion blanc sur case blanche g2 · Dame noire sur case blanche h1 | 8 |
| 7 | Roi noir sur case blanche c8 · Tour noire sur case noire d8 · Cavalier noir sur case blanche g8 · Tour noire sur case noire h8 · Pion noir sur case noire a7 · Cavalier noir sur case blanche d7 · Pion noir sur case blanche f7 · Pion noir sur case noire g7 · Pion noir sur case blanche h7 · Fou blanc sur case blanche a6 · Pion noir sur case blanche c6 · Pion noir sur case blanche e6 · Pion blanc sur case noire b4 · Pion blanc sur case noire d4 · Fou blanc sur case noire f4 · Cavalier blanc sur case noire c3 · Pion blanc sur case blanche h3 · Pion blanc sur case noire b2 · Pion blanc sur case blanche c2 · Roi blanc sur case noire d2 · Pion blanc sur case noire f2 · Pion blanc sur case blanche g2 · Dame noire sur case blanche h1 | Roi noir sur case blanche c8 · Tour noire sur case noire d8 · Cavalier noir sur case blanche g8 · Tour noire sur case noire h8 · Pion noir sur case noire a7 · Cavalier noir sur case blanche d7 · Pion noir sur case blanche f7 · Pion noir sur case noire g7 · Pion noir sur case blanche h7 · Fou blanc sur case blanche a6 · Pion noir sur case blanche c6 · Pion noir sur case blanche e6 · Pion blanc sur case noire b4 · Pion blanc sur case noire d4 · Fou blanc sur case noire f4 · Cavalier blanc sur case noire c3 · Pion blanc sur case blanche h3 · Pion blanc sur case noire b2 · Pion blanc sur case blanche c2 · Roi blanc sur case noire d2 · Pion blanc sur case noire f2 · Pion blanc sur case blanche g2 · Dame noire sur case blanche h1 | Roi noir sur case blanche c8 · Tour noire sur case noire d8 · Cavalier noir sur case blanche g8 · Tour noire sur case noire h8 · Pion noir sur case noire a7 · Cavalier noir sur case blanche d7 · Pion noir sur case blanche f7 · Pion noir sur case noire g7 · Pion noir sur case blanche h7 · Fou blanc sur case blanche a6 · Pion noir sur case blanche c6 · Pion noir sur case blanche e6 · Pion blanc sur case noire b4 · Pion blanc sur case noire d4 · Fou blanc sur case noire f4 · Cavalier blanc sur case noire c3 · Pion blanc sur case blanche h3 · Pion blanc sur case noire b2 · Pion blanc sur case blanche c2 · Roi blanc sur case noire d2 · Pion blanc sur case noire f2 · Pion blanc sur case blanche g2 · Dame noire sur case blanche h1 | Roi noir sur case blanche c8 · Tour noire sur case noire d8 · Cavalier noir sur case blanche g8 · Tour noire sur case noire h8 · Pion noir sur case noire a7 · Cavalier noir sur case blanche d7 · Pion noir sur case blanche f7 · Pion noir sur case noire g7 · Pion noir sur case blanche h7 · Fou blanc sur case blanche a6 · Pion noir sur case blanche c6 · Pion noir sur case blanche e6 · Pion blanc sur case noire b4 · Pion blanc sur case noire d4 · Fou blanc sur case noire f4 · Cavalier blanc sur case noire c3 · Pion blanc sur case blanche h3 · Pion blanc sur case noire b2 · Pion blanc sur case blanche c2 · Roi blanc sur case noire d2 · Pion blanc sur case noire f2 · Pion blanc sur case blanche g2 · Dame noire sur case blanche h1 | Roi noir sur case blanche c8 · Tour noire sur case noire d8 · Cavalier noir sur case blanche g8 · Tour noire sur case noire h8 · Pion noir sur case noire a7 · Cavalier noir sur case blanche d7 · Pion noir sur case blanche f7 · Pion noir sur case noire g7 · Pion noir sur case blanche h7 · Fou blanc sur case blanche a6 · Pion noir sur case blanche c6 · Pion noir sur case blanche e6 · Pion blanc sur case noire b4 · Pion blanc sur case noire d4 · Fou blanc sur case noire f4 · Cavalier blanc sur case noire c3 · Pion blanc sur case blanche h3 · Pion blanc sur case noire b2 · Pion blanc sur case blanche c2 · Roi blanc sur case noire d2 · Pion blanc sur case noire f2 · Pion blanc sur case blanche g2 · Dame noire sur case blanche h1 | Roi noir sur case blanche c8 · Tour noire sur case noire d8 · Cavalier noir sur case blanche g8 · Tour noire sur case noire h8 · Pion noir sur case noire a7 · Cavalier noir sur case blanche d7 · Pion noir sur case blanche f7 · Pion noir sur case noire g7 · Pion noir sur case blanche h7 · Fou blanc sur case blanche a6 · Pion noir sur case blanche c6 · Pion noir sur case blanche e6 · Pion blanc sur case noire b4 · Pion blanc sur case noire d4 · Fou blanc sur case noire f4 · Cavalier blanc sur case noire c3 · Pion blanc sur case blanche h3 · Pion blanc sur case noire b2 · Pion blanc sur case blanche c2 · Roi blanc sur case noire d2 · Pion blanc sur case noire f2 · Pion blanc sur case blanche g2 · Dame noire sur case blanche h1 | Roi noir sur case blanche c8 · Tour noire sur case noire d8 · Cavalier noir sur case blanche g8 · Tour noire sur case noire h8 · Pion noir sur case noire a7 · Cavalier noir sur case blanche d7 · Pion noir sur case blanche f7 · Pion noir sur case noire g7 · Pion noir sur case blanche h7 · Fou blanc sur case blanche a6 · Pion noir sur case blanche c6 · Pion noir sur case blanche e6 · Pion blanc sur case noire b4 · Pion blanc sur case noire d4 · Fou blanc sur case noire f4 · Cavalier blanc sur case noire c3 · Pion blanc sur case blanche h3 · Pion blanc sur case noire b2 · Pion blanc sur case blanche c2 · Roi blanc sur case noire d2 · Pion blanc sur case noire f2 · Pion blanc sur case blanche g2 · Dame noire sur case blanche h1 | Roi noir sur case blanche c8 · Tour noire sur case noire d8 · Cavalier noir sur case blanche g8 · Tour noire sur case noire h8 · Pion noir sur case noire a7 · Cavalier noir sur case blanche d7 · Pion noir sur case blanche f7 · Pion noir sur case noire g7 · Pion noir sur case blanche h7 · Fou blanc sur case blanche a6 · Pion noir sur case blanche c6 · Pion noir sur case blanche e6 · Pion blanc sur case noire b4 · Pion blanc sur case noire d4 · Fou blanc sur case noire f4 · Cavalier blanc sur case noire c3 · Pion blanc sur case blanche h3 · Pion blanc sur case noire b2 · Pion blanc sur case blanche c2 · Roi blanc sur case noire d2 · Pion blanc sur case noire f2 · Pion blanc sur case blanche g2 · Dame noire sur case blanche h1 | 7 |
| 6 | Roi noir sur case blanche c8 · Tour noire sur case noire d8 · Cavalier noir sur case blanche g8 · Tour noire sur case noire h8 · Pion noir sur case noire a7 · Cavalier noir sur case blanche d7 · Pion noir sur case blanche f7 · Pion noir sur case noire g7 · Pion noir sur case blanche h7 · Fou blanc sur case blanche a6 · Pion noir sur case blanche c6 · Pion noir sur case blanche e6 · Pion blanc sur case noire b4 · Pion blanc sur case noire d4 · Fou blanc sur case noire f4 · Cavalier blanc sur case noire c3 · Pion blanc sur case blanche h3 · Pion blanc sur case noire b2 · Pion blanc sur case blanche c2 · Roi blanc sur case noire d2 · Pion blanc sur case noire f2 · Pion blanc sur case blanche g2 · Dame noire sur case blanche h1 | Roi noir sur case blanche c8 · Tour noire sur case noire d8 · Cavalier noir sur case blanche g8 · Tour noire sur case noire h8 · Pion noir sur case noire a7 · Cavalier noir sur case blanche d7 · Pion noir sur case blanche f7 · Pion noir sur case noire g7 · Pion noir sur case blanche h7 · Fou blanc sur case blanche a6 · Pion noir sur case blanche c6 · Pion noir sur case blanche e6 · Pion blanc sur case noire b4 · Pion blanc sur case noire d4 · Fou blanc sur case noire f4 · Cavalier blanc sur case noire c3 · Pion blanc sur case blanche h3 · Pion blanc sur case noire b2 · Pion blanc sur case blanche c2 · Roi blanc sur case noire d2 · Pion blanc sur case noire f2 · Pion blanc sur case blanche g2 · Dame noire sur case blanche h1 | Roi noir sur case blanche c8 · Tour noire sur case noire d8 · Cavalier noir sur case blanche g8 · Tour noire sur case noire h8 · Pion noir sur case noire a7 · Cavalier noir sur case blanche d7 · Pion noir sur case blanche f7 · Pion noir sur case noire g7 · Pion noir sur case blanche h7 · Fou blanc sur case blanche a6 · Pion noir sur case blanche c6 · Pion noir sur case blanche e6 · Pion blanc sur case noire b4 · Pion blanc sur case noire d4 · Fou blanc sur case noire f4 · Cavalier blanc sur case noire c3 · Pion blanc sur case blanche h3 · Pion blanc sur case noire b2 · Pion blanc sur case blanche c2 · Roi blanc sur case noire d2 · Pion blanc sur case noire f2 · Pion blanc sur case blanche g2 · Dame noire sur case blanche h1 | Roi noir sur case blanche c8 · Tour noire sur case noire d8 · Cavalier noir sur case blanche g8 · Tour noire sur case noire h8 · Pion noir sur case noire a7 · Cavalier noir sur case blanche d7 · Pion noir sur case blanche f7 · Pion noir sur case noire g7 · Pion noir sur case blanche h7 · Fou blanc sur case blanche a6 · Pion noir sur case blanche c6 · Pion noir sur case blanche e6 · Pion blanc sur case noire b4 · Pion blanc sur case noire d4 · Fou blanc sur case noire f4 · Cavalier blanc sur case noire c3 · Pion blanc sur case blanche h3 · Pion blanc sur case noire b2 · Pion blanc sur case blanche c2 · Roi blanc sur case noire d2 · Pion blanc sur case noire f2 · Pion blanc sur case blanche g2 · Dame noire sur case blanche h1 | Roi noir sur case blanche c8 · Tour noire sur case noire d8 · Cavalier noir sur case blanche g8 · Tour noire sur case noire h8 · Pion noir sur case noire a7 · Cavalier noir sur case blanche d7 · Pion noir sur case blanche f7 · Pion noir sur case noire g7 · Pion noir sur case blanche h7 · Fou blanc sur case blanche a6 · Pion noir sur case blanche c6 · Pion noir sur case blanche e6 · Pion blanc sur case noire b4 · Pion blanc sur case noire d4 · Fou blanc sur case noire f4 · Cavalier blanc sur case noire c3 · Pion blanc sur case blanche h3 · Pion blanc sur case noire b2 · Pion blanc sur case blanche c2 · Roi blanc sur case noire d2 · Pion blanc sur case noire f2 · Pion blanc sur case blanche g2 · Dame noire sur case blanche h1 | Roi noir sur case blanche c8 · Tour noire sur case noire d8 · Cavalier noir sur case blanche g8 · Tour noire sur case noire h8 · Pion noir sur case noire a7 · Cavalier noir sur case blanche d7 · Pion noir sur case blanche f7 · Pion noir sur case noire g7 · Pion noir sur case blanche h7 · Fou blanc sur case blanche a6 · Pion noir sur case blanche c6 · Pion noir sur case blanche e6 · Pion blanc sur case noire b4 · Pion blanc sur case noire d4 · Fou blanc sur case noire f4 · Cavalier blanc sur case noire c3 · Pion blanc sur case blanche h3 · Pion blanc sur case noire b2 · Pion blanc sur case blanche c2 · Roi blanc sur case noire d2 · Pion blanc sur case noire f2 · Pion blanc sur case blanche g2 · Dame noire sur case blanche h1 | Roi noir sur case blanche c8 · Tour noire sur case noire d8 · Cavalier noir sur case blanche g8 · Tour noire sur case noire h8 · Pion noir sur case noire a7 · Cavalier noir sur case blanche d7 · Pion noir sur case blanche f7 · Pion noir sur case noire g7 · Pion noir sur case blanche h7 · Fou blanc sur case blanche a6 · Pion noir sur case blanche c6 · Pion noir sur case blanche e6 · Pion blanc sur case noire b4 · Pion blanc sur case noire d4 · Fou blanc sur case noire f4 · Cavalier blanc sur case noire c3 · Pion blanc sur case blanche h3 · Pion blanc sur case noire b2 · Pion blanc sur case blanche c2 · Roi blanc sur case noire d2 · Pion blanc sur case noire f2 · Pion blanc sur case blanche g2 · Dame noire sur case blanche h1 | Roi noir sur case blanche c8 · Tour noire sur case noire d8 · Cavalier noir sur case blanche g8 · Tour noire sur case noire h8 · Pion noir sur case noire a7 · Cavalier noir sur case blanche d7 · Pion noir sur case blanche f7 · Pion noir sur case noire g7 · Pion noir sur case blanche h7 · Fou blanc sur case blanche a6 · Pion noir sur case blanche c6 · Pion noir sur case blanche e6 · Pion blanc sur case noire b4 · Pion blanc sur case noire d4 · Fou blanc sur case noire f4 · Cavalier blanc sur case noire c3 · Pion blanc sur case blanche h3 · Pion blanc sur case noire b2 · Pion blanc sur case blanche c2 · Roi blanc sur case noire d2 · Pion blanc sur case noire f2 · Pion blanc sur case blanche g2 · Dame noire sur case blanche h1 | 6 |
| 5 | Roi noir sur case blanche c8 · Tour noire sur case noire d8 · Cavalier noir sur case blanche g8 · Tour noire sur case noire h8 · Pion noir sur case noire a7 · Cavalier noir sur case blanche d7 · Pion noir sur case blanche f7 · Pion noir sur case noire g7 · Pion noir sur case blanche h7 · Fou blanc sur case blanche a6 · Pion noir sur case blanche c6 · Pion noir sur case blanche e6 · Pion blanc sur case noire b4 · Pion blanc sur case noire d4 · Fou blanc sur case noire f4 · Cavalier blanc sur case noire c3 · Pion blanc sur case blanche h3 · Pion blanc sur case noire b2 · Pion blanc sur case blanche c2 · Roi blanc sur case noire d2 · Pion blanc sur case noire f2 · Pion blanc sur case blanche g2 · Dame noire sur case blanche h1 | Roi noir sur case blanche c8 · Tour noire sur case noire d8 · Cavalier noir sur case blanche g8 · Tour noire sur case noire h8 · Pion noir sur case noire a7 · Cavalier noir sur case blanche d7 · Pion noir sur case blanche f7 · Pion noir sur case noire g7 · Pion noir sur case blanche h7 · Fou blanc sur case blanche a6 · Pion noir sur case blanche c6 · Pion noir sur case blanche e6 · Pion blanc sur case noire b4 · Pion blanc sur case noire d4 · Fou blanc sur case noire f4 · Cavalier blanc sur case noire c3 · Pion blanc sur case blanche h3 · Pion blanc sur case noire b2 · Pion blanc sur case blanche c2 · Roi blanc sur case noire d2 · Pion blanc sur case noire f2 · Pion blanc sur case blanche g2 · Dame noire sur case blanche h1 | Roi noir sur case blanche c8 · Tour noire sur case noire d8 · Cavalier noir sur case blanche g8 · Tour noire sur case noire h8 · Pion noir sur case noire a7 · Cavalier noir sur case blanche d7 · Pion noir sur case blanche f7 · Pion noir sur case noire g7 · Pion noir sur case blanche h7 · Fou blanc sur case blanche a6 · Pion noir sur case blanche c6 · Pion noir sur case blanche e6 · Pion blanc sur case noire b4 · Pion blanc sur case noire d4 · Fou blanc sur case noire f4 · Cavalier blanc sur case noire c3 · Pion blanc sur case blanche h3 · Pion blanc sur case noire b2 · Pion blanc sur case blanche c2 · Roi blanc sur case noire d2 · Pion blanc sur case noire f2 · Pion blanc sur case blanche g2 · Dame noire sur case blanche h1 | Roi noir sur case blanche c8 · Tour noire sur case noire d8 · Cavalier noir sur case blanche g8 · Tour noire sur case noire h8 · Pion noir sur case noire a7 · Cavalier noir sur case blanche d7 · Pion noir sur case blanche f7 · Pion noir sur case noire g7 · Pion noir sur case blanche h7 · Fou blanc sur case blanche a6 · Pion noir sur case blanche c6 · Pion noir sur case blanche e6 · Pion blanc sur case noire b4 · Pion blanc sur case noire d4 · Fou blanc sur case noire f4 · Cavalier blanc sur case noire c3 · Pion blanc sur case blanche h3 · Pion blanc sur case noire b2 · Pion blanc sur case blanche c2 · Roi blanc sur case noire d2 · Pion blanc sur case noire f2 · Pion blanc sur case blanche g2 · Dame noire sur case blanche h1 | Roi noir sur case blanche c8 · Tour noire sur case noire d8 · Cavalier noir sur case blanche g8 · Tour noire sur case noire h8 · Pion noir sur case noire a7 · Cavalier noir sur case blanche d7 · Pion noir sur case blanche f7 · Pion noir sur case noire g7 · Pion noir sur case blanche h7 · Fou blanc sur case blanche a6 · Pion noir sur case blanche c6 · Pion noir sur case blanche e6 · Pion blanc sur case noire b4 · Pion blanc sur case noire d4 · Fou blanc sur case noire f4 · Cavalier blanc sur case noire c3 · Pion blanc sur case blanche h3 · Pion blanc sur case noire b2 · Pion blanc sur case blanche c2 · Roi blanc sur case noire d2 · Pion blanc sur case noire f2 · Pion blanc sur case blanche g2 · Dame noire sur case blanche h1 | Roi noir sur case blanche c8 · Tour noire sur case noire d8 · Cavalier noir sur case blanche g8 · Tour noire sur case noire h8 · Pion noir sur case noire a7 · Cavalier noir sur case blanche d7 · Pion noir sur case blanche f7 · Pion noir sur case noire g7 · Pion noir sur case blanche h7 · Fou blanc sur case blanche a6 · Pion noir sur case blanche c6 · Pion noir sur case blanche e6 · Pion blanc sur case noire b4 · Pion blanc sur case noire d4 · Fou blanc sur case noire f4 · Cavalier blanc sur case noire c3 · Pion blanc sur case blanche h3 · Pion blanc sur case noire b2 · Pion blanc sur case blanche c2 · Roi blanc sur case noire d2 · Pion blanc sur case noire f2 · Pion blanc sur case blanche g2 · Dame noire sur case blanche h1 | Roi noir sur case blanche c8 · Tour noire sur case noire d8 · Cavalier noir sur case blanche g8 · Tour noire sur case noire h8 · Pion noir sur case noire a7 · Cavalier noir sur case blanche d7 · Pion noir sur case blanche f7 · Pion noir sur case noire g7 · Pion noir sur case blanche h7 · Fou blanc sur case blanche a6 · Pion noir sur case blanche c6 · Pion noir sur case blanche e6 · Pion blanc sur case noire b4 · Pion blanc sur case noire d4 · Fou blanc sur case noire f4 · Cavalier blanc sur case noire c3 · Pion blanc sur case blanche h3 · Pion blanc sur case noire b2 · Pion blanc sur case blanche c2 · Roi blanc sur case noire d2 · Pion blanc sur case noire f2 · Pion blanc sur case blanche g2 · Dame noire sur case blanche h1 | Roi noir sur case blanche c8 · Tour noire sur case noire d8 · Cavalier noir sur case blanche g8 · Tour noire sur case noire h8 · Pion noir sur case noire a7 · Cavalier noir sur case blanche d7 · Pion noir sur case blanche f7 · Pion noir sur case noire g7 · Pion noir sur case blanche h7 · Fou blanc sur case blanche a6 · Pion noir sur case blanche c6 · Pion noir sur case blanche e6 · Pion blanc sur case noire b4 · Pion blanc sur case noire d4 · Fou blanc sur case noire f4 · Cavalier blanc sur case noire c3 · Pion blanc sur case blanche h3 · Pion blanc sur case noire b2 · Pion blanc sur case blanche c2 · Roi blanc sur case noire d2 · Pion blanc sur case noire f2 · Pion blanc sur case blanche g2 · Dame noire sur case blanche h1 | 5 |
| 4 | Roi noir sur case blanche c8 · Tour noire sur case noire d8 · Cavalier noir sur case blanche g8 · Tour noire sur case noire h8 · Pion noir sur case noire a7 · Cavalier noir sur case blanche d7 · Pion noir sur case blanche f7 · Pion noir sur case noire g7 · Pion noir sur case blanche h7 · Fou blanc sur case blanche a6 · Pion noir sur case blanche c6 · Pion noir sur case blanche e6 · Pion blanc sur case noire b4 · Pion blanc sur case noire d4 · Fou blanc sur case noire f4 · Cavalier blanc sur case noire c3 · Pion blanc sur case blanche h3 · Pion blanc sur case noire b2 · Pion blanc sur case blanche c2 · Roi blanc sur case noire d2 · Pion blanc sur case noire f2 · Pion blanc sur case blanche g2 · Dame noire sur case blanche h1 | Roi noir sur case blanche c8 · Tour noire sur case noire d8 · Cavalier noir sur case blanche g8 · Tour noire sur case noire h8 · Pion noir sur case noire a7 · Cavalier noir sur case blanche d7 · Pion noir sur case blanche f7 · Pion noir sur case noire g7 · Pion noir sur case blanche h7 · Fou blanc sur case blanche a6 · Pion noir sur case blanche c6 · Pion noir sur case blanche e6 · Pion blanc sur case noire b4 · Pion blanc sur case noire d4 · Fou blanc sur case noire f4 · Cavalier blanc sur case noire c3 · Pion blanc sur case blanche h3 · Pion blanc sur case noire b2 · Pion blanc sur case blanche c2 · Roi blanc sur case noire d2 · Pion blanc sur case noire f2 · Pion blanc sur case blanche g2 · Dame noire sur case blanche h1 | Roi noir sur case blanche c8 · Tour noire sur case noire d8 · Cavalier noir sur case blanche g8 · Tour noire sur case noire h8 · Pion noir sur case noire a7 · Cavalier noir sur case blanche d7 · Pion noir sur case blanche f7 · Pion noir sur case noire g7 · Pion noir sur case blanche h7 · Fou blanc sur case blanche a6 · Pion noir sur case blanche c6 · Pion noir sur case blanche e6 · Pion blanc sur case noire b4 · Pion blanc sur case noire d4 · Fou blanc sur case noire f4 · Cavalier blanc sur case noire c3 · Pion blanc sur case blanche h3 · Pion blanc sur case noire b2 · Pion blanc sur case blanche c2 · Roi blanc sur case noire d2 · Pion blanc sur case noire f2 · Pion blanc sur case blanche g2 · Dame noire sur case blanche h1 | Roi noir sur case blanche c8 · Tour noire sur case noire d8 · Cavalier noir sur case blanche g8 · Tour noire sur case noire h8 · Pion noir sur case noire a7 · Cavalier noir sur case blanche d7 · Pion noir sur case blanche f7 · Pion noir sur case noire g7 · Pion noir sur case blanche h7 · Fou blanc sur case blanche a6 · Pion noir sur case blanche c6 · Pion noir sur case blanche e6 · Pion blanc sur case noire b4 · Pion blanc sur case noire d4 · Fou blanc sur case noire f4 · Cavalier blanc sur case noire c3 · Pion blanc sur case blanche h3 · Pion blanc sur case noire b2 · Pion blanc sur case blanche c2 · Roi blanc sur case noire d2 · Pion blanc sur case noire f2 · Pion blanc sur case blanche g2 · Dame noire sur case blanche h1 | Roi noir sur case blanche c8 · Tour noire sur case noire d8 · Cavalier noir sur case blanche g8 · Tour noire sur case noire h8 · Pion noir sur case noire a7 · Cavalier noir sur case blanche d7 · Pion noir sur case blanche f7 · Pion noir sur case noire g7 · Pion noir sur case blanche h7 · Fou blanc sur case blanche a6 · Pion noir sur case blanche c6 · Pion noir sur case blanche e6 · Pion blanc sur case noire b4 · Pion blanc sur case noire d4 · Fou blanc sur case noire f4 · Cavalier blanc sur case noire c3 · Pion blanc sur case blanche h3 · Pion blanc sur case noire b2 · Pion blanc sur case blanche c2 · Roi blanc sur case noire d2 · Pion blanc sur case noire f2 · Pion blanc sur case blanche g2 · Dame noire sur case blanche h1 | Roi noir sur case blanche c8 · Tour noire sur case noire d8 · Cavalier noir sur case blanche g8 · Tour noire sur case noire h8 · Pion noir sur case noire a7 · Cavalier noir sur case blanche d7 · Pion noir sur case blanche f7 · Pion noir sur case noire g7 · Pion noir sur case blanche h7 · Fou blanc sur case blanche a6 · Pion noir sur case blanche c6 · Pion noir sur case blanche e6 · Pion blanc sur case noire b4 · Pion blanc sur case noire d4 · Fou blanc sur case noire f4 · Cavalier blanc sur case noire c3 · Pion blanc sur case blanche h3 · Pion blanc sur case noire b2 · Pion blanc sur case blanche c2 · Roi blanc sur case noire d2 · Pion blanc sur case noire f2 · Pion blanc sur case blanche g2 · Dame noire sur case blanche h1 | Roi noir sur case blanche c8 · Tour noire sur case noire d8 · Cavalier noir sur case blanche g8 · Tour noire sur case noire h8 · Pion noir sur case noire a7 · Cavalier noir sur case blanche d7 · Pion noir sur case blanche f7 · Pion noir sur case noire g7 · Pion noir sur case blanche h7 · Fou blanc sur case blanche a6 · Pion noir sur case blanche c6 · Pion noir sur case blanche e6 · Pion blanc sur case noire b4 · Pion blanc sur case noire d4 · Fou blanc sur case noire f4 · Cavalier blanc sur case noire c3 · Pion blanc sur case blanche h3 · Pion blanc sur case noire b2 · Pion blanc sur case blanche c2 · Roi blanc sur case noire d2 · Pion blanc sur case noire f2 · Pion blanc sur case blanche g2 · Dame noire sur case blanche h1 | Roi noir sur case blanche c8 · Tour noire sur case noire d8 · Cavalier noir sur case blanche g8 · Tour noire sur case noire h8 · Pion noir sur case noire a7 · Cavalier noir sur case blanche d7 · Pion noir sur case blanche f7 · Pion noir sur case noire g7 · Pion noir sur case blanche h7 · Fou blanc sur case blanche a6 · Pion noir sur case blanche c6 · Pion noir sur case blanche e6 · Pion blanc sur case noire b4 · Pion blanc sur case noire d4 · Fou blanc sur case noire f4 · Cavalier blanc sur case noire c3 · Pion blanc sur case blanche h3 · Pion blanc sur case noire b2 · Pion blanc sur case blanche c2 · Roi blanc sur case noire d2 · Pion blanc sur case noire f2 · Pion blanc sur case blanche g2 · Dame noire sur case blanche h1 | 4 |
| 3 | Roi noir sur case blanche c8 · Tour noire sur case noire d8 · Cavalier noir sur case blanche g8 · Tour noire sur case noire h8 · Pion noir sur case noire a7 · Cavalier noir sur case blanche d7 · Pion noir sur case blanche f7 · Pion noir sur case noire g7 · Pion noir sur case blanche h7 · Fou blanc sur case blanche a6 · Pion noir sur case blanche c6 · Pion noir sur case blanche e6 · Pion blanc sur case noire b4 · Pion blanc sur case noire d4 · Fou blanc sur case noire f4 · Cavalier blanc sur case noire c3 · Pion blanc sur case blanche h3 · Pion blanc sur case noire b2 · Pion blanc sur case blanche c2 · Roi blanc sur case noire d2 · Pion blanc sur case noire f2 · Pion blanc sur case blanche g2 · Dame noire sur case blanche h1 | Roi noir sur case blanche c8 · Tour noire sur case noire d8 · Cavalier noir sur case blanche g8 · Tour noire sur case noire h8 · Pion noir sur case noire a7 · Cavalier noir sur case blanche d7 · Pion noir sur case blanche f7 · Pion noir sur case noire g7 · Pion noir sur case blanche h7 · Fou blanc sur case blanche a6 · Pion noir sur case blanche c6 · Pion noir sur case blanche e6 · Pion blanc sur case noire b4 · Pion blanc sur case noire d4 · Fou blanc sur case noire f4 · Cavalier blanc sur case noire c3 · Pion blanc sur case blanche h3 · Pion blanc sur case noire b2 · Pion blanc sur case blanche c2 · Roi blanc sur case noire d2 · Pion blanc sur case noire f2 · Pion blanc sur case blanche g2 · Dame noire sur case blanche h1 | Roi noir sur case blanche c8 · Tour noire sur case noire d8 · Cavalier noir sur case blanche g8 · Tour noire sur case noire h8 · Pion noir sur case noire a7 · Cavalier noir sur case blanche d7 · Pion noir sur case blanche f7 · Pion noir sur case noire g7 · Pion noir sur case blanche h7 · Fou blanc sur case blanche a6 · Pion noir sur case blanche c6 · Pion noir sur case blanche e6 · Pion blanc sur case noire b4 · Pion blanc sur case noire d4 · Fou blanc sur case noire f4 · Cavalier blanc sur case noire c3 · Pion blanc sur case blanche h3 · Pion blanc sur case noire b2 · Pion blanc sur case blanche c2 · Roi blanc sur case noire d2 · Pion blanc sur case noire f2 · Pion blanc sur case blanche g2 · Dame noire sur case blanche h1 | Roi noir sur case blanche c8 · Tour noire sur case noire d8 · Cavalier noir sur case blanche g8 · Tour noire sur case noire h8 · Pion noir sur case noire a7 · Cavalier noir sur case blanche d7 · Pion noir sur case blanche f7 · Pion noir sur case noire g7 · Pion noir sur case blanche h7 · Fou blanc sur case blanche a6 · Pion noir sur case blanche c6 · Pion noir sur case blanche e6 · Pion blanc sur case noire b4 · Pion blanc sur case noire d4 · Fou blanc sur case noire f4 · Cavalier blanc sur case noire c3 · Pion blanc sur case blanche h3 · Pion blanc sur case noire b2 · Pion blanc sur case blanche c2 · Roi blanc sur case noire d2 · Pion blanc sur case noire f2 · Pion blanc sur case blanche g2 · Dame noire sur case blanche h1 | Roi noir sur case blanche c8 · Tour noire sur case noire d8 · Cavalier noir sur case blanche g8 · Tour noire sur case noire h8 · Pion noir sur case noire a7 · Cavalier noir sur case blanche d7 · Pion noir sur case blanche f7 · Pion noir sur case noire g7 · Pion noir sur case blanche h7 · Fou blanc sur case blanche a6 · Pion noir sur case blanche c6 · Pion noir sur case blanche e6 · Pion blanc sur case noire b4 · Pion blanc sur case noire d4 · Fou blanc sur case noire f4 · Cavalier blanc sur case noire c3 · Pion blanc sur case blanche h3 · Pion blanc sur case noire b2 · Pion blanc sur case blanche c2 · Roi blanc sur case noire d2 · Pion blanc sur case noire f2 · Pion blanc sur case blanche g2 · Dame noire sur case blanche h1 | Roi noir sur case blanche c8 · Tour noire sur case noire d8 · Cavalier noir sur case blanche g8 · Tour noire sur case noire h8 · Pion noir sur case noire a7 · Cavalier noir sur case blanche d7 · Pion noir sur case blanche f7 · Pion noir sur case noire g7 · Pion noir sur case blanche h7 · Fou blanc sur case blanche a6 · Pion noir sur case blanche c6 · Pion noir sur case blanche e6 · Pion blanc sur case noire b4 · Pion blanc sur case noire d4 · Fou blanc sur case noire f4 · Cavalier blanc sur case noire c3 · Pion blanc sur case blanche h3 · Pion blanc sur case noire b2 · Pion blanc sur case blanche c2 · Roi blanc sur case noire d2 · Pion blanc sur case noire f2 · Pion blanc sur case blanche g2 · Dame noire sur case blanche h1 | Roi noir sur case blanche c8 · Tour noire sur case noire d8 · Cavalier noir sur case blanche g8 · Tour noire sur case noire h8 · Pion noir sur case noire a7 · Cavalier noir sur case blanche d7 · Pion noir sur case blanche f7 · Pion noir sur case noire g7 · Pion noir sur case blanche h7 · Fou blanc sur case blanche a6 · Pion noir sur case blanche c6 · Pion noir sur case blanche e6 · Pion blanc sur case noire b4 · Pion blanc sur case noire d4 · Fou blanc sur case noire f4 · Cavalier blanc sur case noire c3 · Pion blanc sur case blanche h3 · Pion blanc sur case noire b2 · Pion blanc sur case blanche c2 · Roi blanc sur case noire d2 · Pion blanc sur case noire f2 · Pion blanc sur case blanche g2 · Dame noire sur case blanche h1 | Roi noir sur case blanche c8 · Tour noire sur case noire d8 · Cavalier noir sur case blanche g8 · Tour noire sur case noire h8 · Pion noir sur case noire a7 · Cavalier noir sur case blanche d7 · Pion noir sur case blanche f7 · Pion noir sur case noire g7 · Pion noir sur case blanche h7 · Fou blanc sur case blanche a6 · Pion noir sur case blanche c6 · Pion noir sur case blanche e6 · Pion blanc sur case noire b4 · Pion blanc sur case noire d4 · Fou blanc sur case noire f4 · Cavalier blanc sur case noire c3 · Pion blanc sur case blanche h3 · Pion blanc sur case noire b2 · Pion blanc sur case blanche c2 · Roi blanc sur case noire d2 · Pion blanc sur case noire f2 · Pion blanc sur case blanche g2 · Dame noire sur case blanche h1 | 3 |
| 2 | Roi noir sur case blanche c8 · Tour noire sur case noire d8 · Cavalier noir sur case blanche g8 · Tour noire sur case noire h8 · Pion noir sur case noire a7 · Cavalier noir sur case blanche d7 · Pion noir sur case blanche f7 · Pion noir sur case noire g7 · Pion noir sur case blanche h7 · Fou blanc sur case blanche a6 · Pion noir sur case blanche c6 · Pion noir sur case blanche e6 · Pion blanc sur case noire b4 · Pion blanc sur case noire d4 · Fou blanc sur case noire f4 · Cavalier blanc sur case noire c3 · Pion blanc sur case blanche h3 · Pion blanc sur case noire b2 · Pion blanc sur case blanche c2 · Roi blanc sur case noire d2 · Pion blanc sur case noire f2 · Pion blanc sur case blanche g2 · Dame noire sur case blanche h1 | Roi noir sur case blanche c8 · Tour noire sur case noire d8 · Cavalier noir sur case blanche g8 · Tour noire sur case noire h8 · Pion noir sur case noire a7 · Cavalier noir sur case blanche d7 · Pion noir sur case blanche f7 · Pion noir sur case noire g7 · Pion noir sur case blanche h7 · Fou blanc sur case blanche a6 · Pion noir sur case blanche c6 · Pion noir sur case blanche e6 · Pion blanc sur case noire b4 · Pion blanc sur case noire d4 · Fou blanc sur case noire f4 · Cavalier blanc sur case noire c3 · Pion blanc sur case blanche h3 · Pion blanc sur case noire b2 · Pion blanc sur case blanche c2 · Roi blanc sur case noire d2 · Pion blanc sur case noire f2 · Pion blanc sur case blanche g2 · Dame noire sur case blanche h1 | Roi noir sur case blanche c8 · Tour noire sur case noire d8 · Cavalier noir sur case blanche g8 · Tour noire sur case noire h8 · Pion noir sur case noire a7 · Cavalier noir sur case blanche d7 · Pion noir sur case blanche f7 · Pion noir sur case noire g7 · Pion noir sur case blanche h7 · Fou blanc sur case blanche a6 · Pion noir sur case blanche c6 · Pion noir sur case blanche e6 · Pion blanc sur case noire b4 · Pion blanc sur case noire d4 · Fou blanc sur case noire f4 · Cavalier blanc sur case noire c3 · Pion blanc sur case blanche h3 · Pion blanc sur case noire b2 · Pion blanc sur case blanche c2 · Roi blanc sur case noire d2 · Pion blanc sur case noire f2 · Pion blanc sur case blanche g2 · Dame noire sur case blanche h1 | Roi noir sur case blanche c8 · Tour noire sur case noire d8 · Cavalier noir sur case blanche g8 · Tour noire sur case noire h8 · Pion noir sur case noire a7 · Cavalier noir sur case blanche d7 · Pion noir sur case blanche f7 · Pion noir sur case noire g7 · Pion noir sur case blanche h7 · Fou blanc sur case blanche a6 · Pion noir sur case blanche c6 · Pion noir sur case blanche e6 · Pion blanc sur case noire b4 · Pion blanc sur case noire d4 · Fou blanc sur case noire f4 · Cavalier blanc sur case noire c3 · Pion blanc sur case blanche h3 · Pion blanc sur case noire b2 · Pion blanc sur case blanche c2 · Roi blanc sur case noire d2 · Pion blanc sur case noire f2 · Pion blanc sur case blanche g2 · Dame noire sur case blanche h1 | Roi noir sur case blanche c8 · Tour noire sur case noire d8 · Cavalier noir sur case blanche g8 · Tour noire sur case noire h8 · Pion noir sur case noire a7 · Cavalier noir sur case blanche d7 · Pion noir sur case blanche f7 · Pion noir sur case noire g7 · Pion noir sur case blanche h7 · Fou blanc sur case blanche a6 · Pion noir sur case blanche c6 · Pion noir sur case blanche e6 · Pion blanc sur case noire b4 · Pion blanc sur case noire d4 · Fou blanc sur case noire f4 · Cavalier blanc sur case noire c3 · Pion blanc sur case blanche h3 · Pion blanc sur case noire b2 · Pion blanc sur case blanche c2 · Roi blanc sur case noire d2 · Pion blanc sur case noire f2 · Pion blanc sur case blanche g2 · Dame noire sur case blanche h1 | Roi noir sur case blanche c8 · Tour noire sur case noire d8 · Cavalier noir sur case blanche g8 · Tour noire sur case noire h8 · Pion noir sur case noire a7 · Cavalier noir sur case blanche d7 · Pion noir sur case blanche f7 · Pion noir sur case noire g7 · Pion noir sur case blanche h7 · Fou blanc sur case blanche a6 · Pion noir sur case blanche c6 · Pion noir sur case blanche e6 · Pion blanc sur case noire b4 · Pion blanc sur case noire d4 · Fou blanc sur case noire f4 · Cavalier blanc sur case noire c3 · Pion blanc sur case blanche h3 · Pion blanc sur case noire b2 · Pion blanc sur case blanche c2 · Roi blanc sur case noire d2 · Pion blanc sur case noire f2 · Pion blanc sur case blanche g2 · Dame noire sur case blanche h1 | Roi noir sur case blanche c8 · Tour noire sur case noire d8 · Cavalier noir sur case blanche g8 · Tour noire sur case noire h8 · Pion noir sur case noire a7 · Cavalier noir sur case blanche d7 · Pion noir sur case blanche f7 · Pion noir sur case noire g7 · Pion noir sur case blanche h7 · Fou blanc sur case blanche a6 · Pion noir sur case blanche c6 · Pion noir sur case blanche e6 · Pion blanc sur case noire b4 · Pion blanc sur case noire d4 · Fou blanc sur case noire f4 · Cavalier blanc sur case noire c3 · Pion blanc sur case blanche h3 · Pion blanc sur case noire b2 · Pion blanc sur case blanche c2 · Roi blanc sur case noire d2 · Pion blanc sur case noire f2 · Pion blanc sur case blanche g2 · Dame noire sur case blanche h1 | Roi noir sur case blanche c8 · Tour noire sur case noire d8 · Cavalier noir sur case blanche g8 · Tour noire sur case noire h8 · Pion noir sur case noire a7 · Cavalier noir sur case blanche d7 · Pion noir sur case blanche f7 · Pion noir sur case noire g7 · Pion noir sur case blanche h7 · Fou blanc sur case blanche a6 · Pion noir sur case blanche c6 · Pion noir sur case blanche e6 · Pion blanc sur case noire b4 · Pion blanc sur case noire d4 · Fou blanc sur case noire f4 · Cavalier blanc sur case noire c3 · Pion blanc sur case blanche h3 · Pion blanc sur case noire b2 · Pion blanc sur case blanche c2 · Roi blanc sur case noire d2 · Pion blanc sur case noire f2 · Pion blanc sur case blanche g2 · Dame noire sur case blanche h1 | 2 |
| 1 | Roi noir sur case blanche c8 · Tour noire sur case noire d8 · Cavalier noir sur case blanche g8 · Tour noire sur case noire h8 · Pion noir sur case noire a7 · Cavalier noir sur case blanche d7 · Pion noir sur case blanche f7 · Pion noir sur case noire g7 · Pion noir sur case blanche h7 · Fou blanc sur case blanche a6 · Pion noir sur case blanche c6 · Pion noir sur case blanche e6 · Pion blanc sur case noire b4 · Pion blanc sur case noire d4 · Fou blanc sur case noire f4 · Cavalier blanc sur case noire c3 · Pion blanc sur case blanche h3 · Pion blanc sur case noire b2 · Pion blanc sur case blanche c2 · Roi blanc sur case noire d2 · Pion blanc sur case noire f2 · Pion blanc sur case blanche g2 · Dame noire sur case blanche h1 | Roi noir sur case blanche c8 · Tour noire sur case noire d8 · Cavalier noir sur case blanche g8 · Tour noire sur case noire h8 · Pion noir sur case noire a7 · Cavalier noir sur case blanche d7 · Pion noir sur case blanche f7 · Pion noir sur case noire g7 · Pion noir sur case blanche h7 · Fou blanc sur case blanche a6 · Pion noir sur case blanche c6 · Pion noir sur case blanche e6 · Pion blanc sur case noire b4 · Pion blanc sur case noire d4 · Fou blanc sur case noire f4 · Cavalier blanc sur case noire c3 · Pion blanc sur case blanche h3 · Pion blanc sur case noire b2 · Pion blanc sur case blanche c2 · Roi blanc sur case noire d2 · Pion blanc sur case noire f2 · Pion blanc sur case blanche g2 · Dame noire sur case blanche h1 | Roi noir sur case blanche c8 · Tour noire sur case noire d8 · Cavalier noir sur case blanche g8 · Tour noire sur case noire h8 · Pion noir sur case noire a7 · Cavalier noir sur case blanche d7 · Pion noir sur case blanche f7 · Pion noir sur case noire g7 · Pion noir sur case blanche h7 · Fou blanc sur case blanche a6 · Pion noir sur case blanche c6 · Pion noir sur case blanche e6 · Pion blanc sur case noire b4 · Pion blanc sur case noire d4 · Fou blanc sur case noire f4 · Cavalier blanc sur case noire c3 · Pion blanc sur case blanche h3 · Pion blanc sur case noire b2 · Pion blanc sur case blanche c2 · Roi blanc sur case noire d2 · Pion blanc sur case noire f2 · Pion blanc sur case blanche g2 · Dame noire sur case blanche h1 | Roi noir sur case blanche c8 · Tour noire sur case noire d8 · Cavalier noir sur case blanche g8 · Tour noire sur case noire h8 · Pion noir sur case noire a7 · Cavalier noir sur case blanche d7 · Pion noir sur case blanche f7 · Pion noir sur case noire g7 · Pion noir sur case blanche h7 · Fou blanc sur case blanche a6 · Pion noir sur case blanche c6 · Pion noir sur case blanche e6 · Pion blanc sur case noire b4 · Pion blanc sur case noire d4 · Fou blanc sur case noire f4 · Cavalier blanc sur case noire c3 · Pion blanc sur case blanche h3 · Pion blanc sur case noire b2 · Pion blanc sur case blanche c2 · Roi blanc sur case noire d2 · Pion blanc sur case noire f2 · Pion blanc sur case blanche g2 · Dame noire sur case blanche h1 | Roi noir sur case blanche c8 · Tour noire sur case noire d8 · Cavalier noir sur case blanche g8 · Tour noire sur case noire h8 · Pion noir sur case noire a7 · Cavalier noir sur case blanche d7 · Pion noir sur case blanche f7 · Pion noir sur case noire g7 · Pion noir sur case blanche h7 · Fou blanc sur case blanche a6 · Pion noir sur case blanche c6 · Pion noir sur case blanche e6 · Pion blanc sur case noire b4 · Pion blanc sur case noire d4 · Fou blanc sur case noire f4 · Cavalier blanc sur case noire c3 · Pion blanc sur case blanche h3 · Pion blanc sur case noire b2 · Pion blanc sur case blanche c2 · Roi blanc sur case noire d2 · Pion blanc sur case noire f2 · Pion blanc sur case blanche g2 · Dame noire sur case blanche h1 | Roi noir sur case blanche c8 · Tour noire sur case noire d8 · Cavalier noir sur case blanche g8 · Tour noire sur case noire h8 · Pion noir sur case noire a7 · Cavalier noir sur case blanche d7 · Pion noir sur case blanche f7 · Pion noir sur case noire g7 · Pion noir sur case blanche h7 · Fou blanc sur case blanche a6 · Pion noir sur case blanche c6 · Pion noir sur case blanche e6 · Pion blanc sur case noire b4 · Pion blanc sur case noire d4 · Fou blanc sur case noire f4 · Cavalier blanc sur case noire c3 · Pion blanc sur case blanche h3 · Pion blanc sur case noire b2 · Pion blanc sur case blanche c2 · Roi blanc sur case noire d2 · Pion blanc sur case noire f2 · Pion blanc sur case blanche g2 · Dame noire sur case blanche h1 | Roi noir sur case blanche c8 · Tour noire sur case noire d8 · Cavalier noir sur case blanche g8 · Tour noire sur case noire h8 · Pion noir sur case noire a7 · Cavalier noir sur case blanche d7 · Pion noir sur case blanche f7 · Pion noir sur case noire g7 · Pion noir sur case blanche h7 · Fou blanc sur case blanche a6 · Pion noir sur case blanche c6 · Pion noir sur case blanche e6 · Pion blanc sur case noire b4 · Pion blanc sur case noire d4 · Fou blanc sur case noire f4 · Cavalier blanc sur case noire c3 · Pion blanc sur case blanche h3 · Pion blanc sur case noire b2 · Pion blanc sur case blanche c2 · Roi blanc sur case noire d2 · Pion blanc sur case noire f2 · Pion blanc sur case blanche g2 · Dame noire sur case blanche h1 | Roi noir sur case blanche c8 · Tour noire sur case noire d8 · Cavalier noir sur case blanche g8 · Tour noire sur case noire h8 · Pion noir sur case noire a7 · Cavalier noir sur case blanche d7 · Pion noir sur case blanche f7 · Pion noir sur case noire g7 · Pion noir sur case blanche h7 · Fou blanc sur case blanche a6 · Pion noir sur case blanche c6 · Pion noir sur case blanche e6 · Pion blanc sur case noire b4 · Pion blanc sur case noire d4 · Fou blanc sur case noire f4 · Cavalier blanc sur case noire c3 · Pion blanc sur case blanche h3 · Pion blanc sur case noire b2 · Pion blanc sur case blanche c2 · Roi blanc sur case noire d2 · Pion blanc sur case noire f2 · Pion blanc sur case blanche g2 · Dame noire sur case blanche h1 | 1 |
|   | a | b | c | d | e | f | g | h |   |

Avec les pièces blanches orientées vers l'aile dame, le grand roque est déjà risqué. Canal montre même qu'il s'agit d'une erreur fatale :
11. axb4! Dxa1+ 12. Rd2! Dxh1 (Canal sacrifie ses deux tours pour dévier la dame noire. Tout est maintenant en place pour le mat de Boden.) 13. Dxc6+! bxc6 14. Fa6#
Cette partie est restée célèbre pour les sacrifices qui y sont effectués, et est connue sous le nom d'« immortelle péruvienne ».

## Mat de Blackburne
|   | a | b | c | d | e | f | g | h |   |
| 8 | Tour noire sur case noire f8 · Roi noir sur case blanche g8 · Pion noir sur case blanche f7 · Fou blanc sur case blanche h7 · Fou blanc sur case noire e5 · Cavalier blanc sur case noire g5 | Tour noire sur case noire f8 · Roi noir sur case blanche g8 · Pion noir sur case blanche f7 · Fou blanc sur case blanche h7 · Fou blanc sur case noire e5 · Cavalier blanc sur case noire g5 | Tour noire sur case noire f8 · Roi noir sur case blanche g8 · Pion noir sur case blanche f7 · Fou blanc sur case blanche h7 · Fou blanc sur case noire e5 · Cavalier blanc sur case noire g5 | Tour noire sur case noire f8 · Roi noir sur case blanche g8 · Pion noir sur case blanche f7 · Fou blanc sur case blanche h7 · Fou blanc sur case noire e5 · Cavalier blanc sur case noire g5 | Tour noire sur case noire f8 · Roi noir sur case blanche g8 · Pion noir sur case blanche f7 · Fou blanc sur case blanche h7 · Fou blanc sur case noire e5 · Cavalier blanc sur case noire g5 | Tour noire sur case noire f8 · Roi noir sur case blanche g8 · Pion noir sur case blanche f7 · Fou blanc sur case blanche h7 · Fou blanc sur case noire e5 · Cavalier blanc sur case noire g5 | Tour noire sur case noire f8 · Roi noir sur case blanche g8 · Pion noir sur case blanche f7 · Fou blanc sur case blanche h7 · Fou blanc sur case noire e5 · Cavalier blanc sur case noire g5 | Tour noire sur case noire f8 · Roi noir sur case blanche g8 · Pion noir sur case blanche f7 · Fou blanc sur case blanche h7 · Fou blanc sur case noire e5 · Cavalier blanc sur case noire g5 | 8 |
| 7 | Tour noire sur case noire f8 · Roi noir sur case blanche g8 · Pion noir sur case blanche f7 · Fou blanc sur case blanche h7 · Fou blanc sur case noire e5 · Cavalier blanc sur case noire g5 | Tour noire sur case noire f8 · Roi noir sur case blanche g8 · Pion noir sur case blanche f7 · Fou blanc sur case blanche h7 · Fou blanc sur case noire e5 · Cavalier blanc sur case noire g5 | Tour noire sur case noire f8 · Roi noir sur case blanche g8 · Pion noir sur case blanche f7 · Fou blanc sur case blanche h7 · Fou blanc sur case noire e5 · Cavalier blanc sur case noire g5 | Tour noire sur case noire f8 · Roi noir sur case blanche g8 · Pion noir sur case blanche f7 · Fou blanc sur case blanche h7 · Fou blanc sur case noire e5 · Cavalier blanc sur case noire g5 | Tour noire sur case noire f8 · Roi noir sur case blanche g8 · Pion noir sur case blanche f7 · Fou blanc sur case blanche h7 · Fou blanc sur case noire e5 · Cavalier blanc sur case noire g5 | Tour noire sur case noire f8 · Roi noir sur case blanche g8 · Pion noir sur case blanche f7 · Fou blanc sur case blanche h7 · Fou blanc sur case noire e5 · Cavalier blanc sur case noire g5 | Tour noire sur case noire f8 · Roi noir sur case blanche g8 · Pion noir sur case blanche f7 · Fou blanc sur case blanche h7 · Fou blanc sur case noire e5 · Cavalier blanc sur case noire g5 | Tour noire sur case noire f8 · Roi noir sur case blanche g8 · Pion noir sur case blanche f7 · Fou blanc sur case blanche h7 · Fou blanc sur case noire e5 · Cavalier blanc sur case noire g5 | 7 |
| 6 | Tour noire sur case noire f8 · Roi noir sur case blanche g8 · Pion noir sur case blanche f7 · Fou blanc sur case blanche h7 · Fou blanc sur case noire e5 · Cavalier blanc sur case noire g5 | Tour noire sur case noire f8 · Roi noir sur case blanche g8 · Pion noir sur case blanche f7 · Fou blanc sur case blanche h7 · Fou blanc sur case noire e5 · Cavalier blanc sur case noire g5 | Tour noire sur case noire f8 · Roi noir sur case blanche g8 · Pion noir sur case blanche f7 · Fou blanc sur case blanche h7 · Fou blanc sur case noire e5 · Cavalier blanc sur case noire g5 | Tour noire sur case noire f8 · Roi noir sur case blanche g8 · Pion noir sur case blanche f7 · Fou blanc sur case blanche h7 · Fou blanc sur case noire e5 · Cavalier blanc sur case noire g5 | Tour noire sur case noire f8 · Roi noir sur case blanche g8 · Pion noir sur case blanche f7 · Fou blanc sur case blanche h7 · Fou blanc sur case noire e5 · Cavalier blanc sur case noire g5 | Tour noire sur case noire f8 · Roi noir sur case blanche g8 · Pion noir sur case blanche f7 · Fou blanc sur case blanche h7 · Fou blanc sur case noire e5 · Cavalier blanc sur case noire g5 | Tour noire sur case noire f8 · Roi noir sur case blanche g8 · Pion noir sur case blanche f7 · Fou blanc sur case blanche h7 · Fou blanc sur case noire e5 · Cavalier blanc sur case noire g5 | Tour noire sur case noire f8 · Roi noir sur case blanche g8 · Pion noir sur case blanche f7 · Fou blanc sur case blanche h7 · Fou blanc sur case noire e5 · Cavalier blanc sur case noire g5 | 6 |
| 5 | Tour noire sur case noire f8 · Roi noir sur case blanche g8 · Pion noir sur case blanche f7 · Fou blanc sur case blanche h7 · Fou blanc sur case noire e5 · Cavalier blanc sur case noire g5 | Tour noire sur case noire f8 · Roi noir sur case blanche g8 · Pion noir sur case blanche f7 · Fou blanc sur case blanche h7 · Fou blanc sur case noire e5 · Cavalier blanc sur case noire g5 | Tour noire sur case noire f8 · Roi noir sur case blanche g8 · Pion noir sur case blanche f7 · Fou blanc sur case blanche h7 · Fou blanc sur case noire e5 · Cavalier blanc sur case noire g5 | Tour noire sur case noire f8 · Roi noir sur case blanche g8 · Pion noir sur case blanche f7 · Fou blanc sur case blanche h7 · Fou blanc sur case noire e5 · Cavalier blanc sur case noire g5 | Tour noire sur case noire f8 · Roi noir sur case blanche g8 · Pion noir sur case blanche f7 · Fou blanc sur case blanche h7 · Fou blanc sur case noire e5 · Cavalier blanc sur case noire g5 | Tour noire sur case noire f8 · Roi noir sur case blanche g8 · Pion noir sur case blanche f7 · Fou blanc sur case blanche h7 · Fou blanc sur case noire e5 · Cavalier blanc sur case noire g5 | Tour noire sur case noire f8 · Roi noir sur case blanche g8 · Pion noir sur case blanche f7 · Fou blanc sur case blanche h7 · Fou blanc sur case noire e5 · Cavalier blanc sur case noire g5 | Tour noire sur case noire f8 · Roi noir sur case blanche g8 · Pion noir sur case blanche f7 · Fou blanc sur case blanche h7 · Fou blanc sur case noire e5 · Cavalier blanc sur case noire g5 | 5 |
| 4 | Tour noire sur case noire f8 · Roi noir sur case blanche g8 · Pion noir sur case blanche f7 · Fou blanc sur case blanche h7 · Fou blanc sur case noire e5 · Cavalier blanc sur case noire g5 | Tour noire sur case noire f8 · Roi noir sur case blanche g8 · Pion noir sur case blanche f7 · Fou blanc sur case blanche h7 · Fou blanc sur case noire e5 · Cavalier blanc sur case noire g5 | Tour noire sur case noire f8 · Roi noir sur case blanche g8 · Pion noir sur case blanche f7 · Fou blanc sur case blanche h7 · Fou blanc sur case noire e5 · Cavalier blanc sur case noire g5 | Tour noire sur case noire f8 · Roi noir sur case blanche g8 · Pion noir sur case blanche f7 · Fou blanc sur case blanche h7 · Fou blanc sur case noire e5 · Cavalier blanc sur case noire g5 | Tour noire sur case noire f8 · Roi noir sur case blanche g8 · Pion noir sur case blanche f7 · Fou blanc sur case blanche h7 · Fou blanc sur case noire e5 · Cavalier blanc sur case noire g5 | Tour noire sur case noire f8 · Roi noir sur case blanche g8 · Pion noir sur case blanche f7 · Fou blanc sur case blanche h7 · Fou blanc sur case noire e5 · Cavalier blanc sur case noire g5 | Tour noire sur case noire f8 · Roi noir sur case blanche g8 · Pion noir sur case blanche f7 · Fou blanc sur case blanche h7 · Fou blanc sur case noire e5 · Cavalier blanc sur case noire g5 | Tour noire sur case noire f8 · Roi noir sur case blanche g8 · Pion noir sur case blanche f7 · Fou blanc sur case blanche h7 · Fou blanc sur case noire e5 · Cavalier blanc sur case noire g5 | 4 |
| 3 | Tour noire sur case noire f8 · Roi noir sur case blanche g8 · Pion noir sur case blanche f7 · Fou blanc sur case blanche h7 · Fou blanc sur case noire e5 · Cavalier blanc sur case noire g5 | Tour noire sur case noire f8 · Roi noir sur case blanche g8 · Pion noir sur case blanche f7 · Fou blanc sur case blanche h7 · Fou blanc sur case noire e5 · Cavalier blanc sur case noire g5 | Tour noire sur case noire f8 · Roi noir sur case blanche g8 · Pion noir sur case blanche f7 · Fou blanc sur case blanche h7 · Fou blanc sur case noire e5 · Cavalier blanc sur case noire g5 | Tour noire sur case noire f8 · Roi noir sur case blanche g8 · Pion noir sur case blanche f7 · Fou blanc sur case blanche h7 · Fou blanc sur case noire e5 · Cavalier blanc sur case noire g5 | Tour noire sur case noire f8 · Roi noir sur case blanche g8 · Pion noir sur case blanche f7 · Fou blanc sur case blanche h7 · Fou blanc sur case noire e5 · Cavalier blanc sur case noire g5 | Tour noire sur case noire f8 · Roi noir sur case blanche g8 · Pion noir sur case blanche f7 · Fou blanc sur case blanche h7 · Fou blanc sur case noire e5 · Cavalier blanc sur case noire g5 | Tour noire sur case noire f8 · Roi noir sur case blanche g8 · Pion noir sur case blanche f7 · Fou blanc sur case blanche h7 · Fou blanc sur case noire e5 · Cavalier blanc sur case noire g5 | Tour noire sur case noire f8 · Roi noir sur case blanche g8 · Pion noir sur case blanche f7 · Fou blanc sur case blanche h7 · Fou blanc sur case noire e5 · Cavalier blanc sur case noire g5 | 3 |
| 2 | Tour noire sur case noire f8 · Roi noir sur case blanche g8 · Pion noir sur case blanche f7 · Fou blanc sur case blanche h7 · Fou blanc sur case noire e5 · Cavalier blanc sur case noire g5 | Tour noire sur case noire f8 · Roi noir sur case blanche g8 · Pion noir sur case blanche f7 · Fou blanc sur case blanche h7 · Fou blanc sur case noire e5 · Cavalier blanc sur case noire g5 | Tour noire sur case noire f8 · Roi noir sur case blanche g8 · Pion noir sur case blanche f7 · Fou blanc sur case blanche h7 · Fou blanc sur case noire e5 · Cavalier blanc sur case noire g5 | Tour noire sur case noire f8 · Roi noir sur case blanche g8 · Pion noir sur case blanche f7 · Fou blanc sur case blanche h7 · Fou blanc sur case noire e5 · Cavalier blanc sur case noire g5 | Tour noire sur case noire f8 · Roi noir sur case blanche g8 · Pion noir sur case blanche f7 · Fou blanc sur case blanche h7 · Fou blanc sur case noire e5 · Cavalier blanc sur case noire g5 | Tour noire sur case noire f8 · Roi noir sur case blanche g8 · Pion noir sur case blanche f7 · Fou blanc sur case blanche h7 · Fou blanc sur case noire e5 · Cavalier blanc sur case noire g5 | Tour noire sur case noire f8 · Roi noir sur case blanche g8 · Pion noir sur case blanche f7 · Fou blanc sur case blanche h7 · Fou blanc sur case noire e5 · Cavalier blanc sur case noire g5 | Tour noire sur case noire f8 · Roi noir sur case blanche g8 · Pion noir sur case blanche f7 · Fou blanc sur case blanche h7 · Fou blanc sur case noire e5 · Cavalier blanc sur case noire g5 | 2 |
| 1 | Tour noire sur case noire f8 · Roi noir sur case blanche g8 · Pion noir sur case blanche f7 · Fou blanc sur case blanche h7 · Fou blanc sur case noire e5 · Cavalier blanc sur case noire g5 | Tour noire sur case noire f8 · Roi noir sur case blanche g8 · Pion noir sur case blanche f7 · Fou blanc sur case blanche h7 · Fou blanc sur case noire e5 · Cavalier blanc sur case noire g5 | Tour noire sur case noire f8 · Roi noir sur case blanche g8 · Pion noir sur case blanche f7 · Fou blanc sur case blanche h7 · Fou blanc sur case noire e5 · Cavalier blanc sur case noire g5 | Tour noire sur case noire f8 · Roi noir sur case blanche g8 · Pion noir sur case blanche f7 · Fou blanc sur case blanche h7 · Fou blanc sur case noire e5 · Cavalier blanc sur case noire g5 | Tour noire sur case noire f8 · Roi noir sur case blanche g8 · Pion noir sur case blanche f7 · Fou blanc sur case blanche h7 · Fou blanc sur case noire e5 · Cavalier blanc sur case noire g5 | Tour noire sur case noire f8 · Roi noir sur case blanche g8 · Pion noir sur case blanche f7 · Fou blanc sur case blanche h7 · Fou blanc sur case noire e5 · Cavalier blanc sur case noire g5 | Tour noire sur case noire f8 · Roi noir sur case blanche g8 · Pion noir sur case blanche f7 · Fou blanc sur case blanche h7 · Fou blanc sur case noire e5 · Cavalier blanc sur case noire g5 | Tour noire sur case noire f8 · Roi noir sur case blanche g8 · Pion noir sur case blanche f7 · Fou blanc sur case blanche h7 · Fou blanc sur case noire e5 · Cavalier blanc sur case noire g5 | 1 |
|   | a | b | c | d | e | f | g | h |   |

Ce mat a été nommé en l'honneur du joueur britannique Joseph Henry Blackburne (1841-1924).

## Mat des épaulettes
Ce mat est ainsi qualifié à cause des pièces situées de part et d'autre du roi, telles des épaulettes, qui lui bloquent ses cases de fuite :
|   | a | b | c | d | e | f | g | h |   |
| 8 | Tour noire sur case noire d8 · Roi noir sur case blanche e8 · Tour noire sur case noire f8 · Dame blanche sur case blanche e6 | Tour noire sur case noire d8 · Roi noir sur case blanche e8 · Tour noire sur case noire f8 · Dame blanche sur case blanche e6 | Tour noire sur case noire d8 · Roi noir sur case blanche e8 · Tour noire sur case noire f8 · Dame blanche sur case blanche e6 | Tour noire sur case noire d8 · Roi noir sur case blanche e8 · Tour noire sur case noire f8 · Dame blanche sur case blanche e6 | Tour noire sur case noire d8 · Roi noir sur case blanche e8 · Tour noire sur case noire f8 · Dame blanche sur case blanche e6 | Tour noire sur case noire d8 · Roi noir sur case blanche e8 · Tour noire sur case noire f8 · Dame blanche sur case blanche e6 | Tour noire sur case noire d8 · Roi noir sur case blanche e8 · Tour noire sur case noire f8 · Dame blanche sur case blanche e6 | Tour noire sur case noire d8 · Roi noir sur case blanche e8 · Tour noire sur case noire f8 · Dame blanche sur case blanche e6 | 8 |
| 7 | Tour noire sur case noire d8 · Roi noir sur case blanche e8 · Tour noire sur case noire f8 · Dame blanche sur case blanche e6 | Tour noire sur case noire d8 · Roi noir sur case blanche e8 · Tour noire sur case noire f8 · Dame blanche sur case blanche e6 | Tour noire sur case noire d8 · Roi noir sur case blanche e8 · Tour noire sur case noire f8 · Dame blanche sur case blanche e6 | Tour noire sur case noire d8 · Roi noir sur case blanche e8 · Tour noire sur case noire f8 · Dame blanche sur case blanche e6 | Tour noire sur case noire d8 · Roi noir sur case blanche e8 · Tour noire sur case noire f8 · Dame blanche sur case blanche e6 | Tour noire sur case noire d8 · Roi noir sur case blanche e8 · Tour noire sur case noire f8 · Dame blanche sur case blanche e6 | Tour noire sur case noire d8 · Roi noir sur case blanche e8 · Tour noire sur case noire f8 · Dame blanche sur case blanche e6 | Tour noire sur case noire d8 · Roi noir sur case blanche e8 · Tour noire sur case noire f8 · Dame blanche sur case blanche e6 | 7 |
| 6 | Tour noire sur case noire d8 · Roi noir sur case blanche e8 · Tour noire sur case noire f8 · Dame blanche sur case blanche e6 | Tour noire sur case noire d8 · Roi noir sur case blanche e8 · Tour noire sur case noire f8 · Dame blanche sur case blanche e6 | Tour noire sur case noire d8 · Roi noir sur case blanche e8 · Tour noire sur case noire f8 · Dame blanche sur case blanche e6 | Tour noire sur case noire d8 · Roi noir sur case blanche e8 · Tour noire sur case noire f8 · Dame blanche sur case blanche e6 | Tour noire sur case noire d8 · Roi noir sur case blanche e8 · Tour noire sur case noire f8 · Dame blanche sur case blanche e6 | Tour noire sur case noire d8 · Roi noir sur case blanche e8 · Tour noire sur case noire f8 · Dame blanche sur case blanche e6 | Tour noire sur case noire d8 · Roi noir sur case blanche e8 · Tour noire sur case noire f8 · Dame blanche sur case blanche e6 | Tour noire sur case noire d8 · Roi noir sur case blanche e8 · Tour noire sur case noire f8 · Dame blanche sur case blanche e6 | 6 |
| 5 | Tour noire sur case noire d8 · Roi noir sur case blanche e8 · Tour noire sur case noire f8 · Dame blanche sur case blanche e6 | Tour noire sur case noire d8 · Roi noir sur case blanche e8 · Tour noire sur case noire f8 · Dame blanche sur case blanche e6 | Tour noire sur case noire d8 · Roi noir sur case blanche e8 · Tour noire sur case noire f8 · Dame blanche sur case blanche e6 | Tour noire sur case noire d8 · Roi noir sur case blanche e8 · Tour noire sur case noire f8 · Dame blanche sur case blanche e6 | Tour noire sur case noire d8 · Roi noir sur case blanche e8 · Tour noire sur case noire f8 · Dame blanche sur case blanche e6 | Tour noire sur case noire d8 · Roi noir sur case blanche e8 · Tour noire sur case noire f8 · Dame blanche sur case blanche e6 | Tour noire sur case noire d8 · Roi noir sur case blanche e8 · Tour noire sur case noire f8 · Dame blanche sur case blanche e6 | Tour noire sur case noire d8 · Roi noir sur case blanche e8 · Tour noire sur case noire f8 · Dame blanche sur case blanche e6 | 5 |
| 4 | Tour noire sur case noire d8 · Roi noir sur case blanche e8 · Tour noire sur case noire f8 · Dame blanche sur case blanche e6 | Tour noire sur case noire d8 · Roi noir sur case blanche e8 · Tour noire sur case noire f8 · Dame blanche sur case blanche e6 | Tour noire sur case noire d8 · Roi noir sur case blanche e8 · Tour noire sur case noire f8 · Dame blanche sur case blanche e6 | Tour noire sur case noire d8 · Roi noir sur case blanche e8 · Tour noire sur case noire f8 · Dame blanche sur case blanche e6 | Tour noire sur case noire d8 · Roi noir sur case blanche e8 · Tour noire sur case noire f8 · Dame blanche sur case blanche e6 | Tour noire sur case noire d8 · Roi noir sur case blanche e8 · Tour noire sur case noire f8 · Dame blanche sur case blanche e6 | Tour noire sur case noire d8 · Roi noir sur case blanche e8 · Tour noire sur case noire f8 · Dame blanche sur case blanche e6 | Tour noire sur case noire d8 · Roi noir sur case blanche e8 · Tour noire sur case noire f8 · Dame blanche sur case blanche e6 | 4 |
| 3 | Tour noire sur case noire d8 · Roi noir sur case blanche e8 · Tour noire sur case noire f8 · Dame blanche sur case blanche e6 | Tour noire sur case noire d8 · Roi noir sur case blanche e8 · Tour noire sur case noire f8 · Dame blanche sur case blanche e6 | Tour noire sur case noire d8 · Roi noir sur case blanche e8 · Tour noire sur case noire f8 · Dame blanche sur case blanche e6 | Tour noire sur case noire d8 · Roi noir sur case blanche e8 · Tour noire sur case noire f8 · Dame blanche sur case blanche e6 | Tour noire sur case noire d8 · Roi noir sur case blanche e8 · Tour noire sur case noire f8 · Dame blanche sur case blanche e6 | Tour noire sur case noire d8 · Roi noir sur case blanche e8 · Tour noire sur case noire f8 · Dame blanche sur case blanche e6 | Tour noire sur case noire d8 · Roi noir sur case blanche e8 · Tour noire sur case noire f8 · Dame blanche sur case blanche e6 | Tour noire sur case noire d8 · Roi noir sur case blanche e8 · Tour noire sur case noire f8 · Dame blanche sur case blanche e6 | 3 |
| 2 | Tour noire sur case noire d8 · Roi noir sur case blanche e8 · Tour noire sur case noire f8 · Dame blanche sur case blanche e6 | Tour noire sur case noire d8 · Roi noir sur case blanche e8 · Tour noire sur case noire f8 · Dame blanche sur case blanche e6 | Tour noire sur case noire d8 · Roi noir sur case blanche e8 · Tour noire sur case noire f8 · Dame blanche sur case blanche e6 | Tour noire sur case noire d8 · Roi noir sur case blanche e8 · Tour noire sur case noire f8 · Dame blanche sur case blanche e6 | Tour noire sur case noire d8 · Roi noir sur case blanche e8 · Tour noire sur case noire f8 · Dame blanche sur case blanche e6 | Tour noire sur case noire d8 · Roi noir sur case blanche e8 · Tour noire sur case noire f8 · Dame blanche sur case blanche e6 | Tour noire sur case noire d8 · Roi noir sur case blanche e8 · Tour noire sur case noire f8 · Dame blanche sur case blanche e6 | Tour noire sur case noire d8 · Roi noir sur case blanche e8 · Tour noire sur case noire f8 · Dame blanche sur case blanche e6 | 2 |
| 1 | Tour noire sur case noire d8 · Roi noir sur case blanche e8 · Tour noire sur case noire f8 · Dame blanche sur case blanche e6 | Tour noire sur case noire d8 · Roi noir sur case blanche e8 · Tour noire sur case noire f8 · Dame blanche sur case blanche e6 | Tour noire sur case noire d8 · Roi noir sur case blanche e8 · Tour noire sur case noire f8 · Dame blanche sur case blanche e6 | Tour noire sur case noire d8 · Roi noir sur case blanche e8 · Tour noire sur case noire f8 · Dame blanche sur case blanche e6 | Tour noire sur case noire d8 · Roi noir sur case blanche e8 · Tour noire sur case noire f8 · Dame blanche sur case blanche e6 | Tour noire sur case noire d8 · Roi noir sur case blanche e8 · Tour noire sur case noire f8 · Dame blanche sur case blanche e6 | Tour noire sur case noire d8 · Roi noir sur case blanche e8 · Tour noire sur case noire f8 · Dame blanche sur case blanche e6 | Tour noire sur case noire d8 · Roi noir sur case blanche e8 · Tour noire sur case noire f8 · Dame blanche sur case blanche e6 | 1 |
|   | a | b | c | d | e | f | g | h |   |

Voir aussi le mat du guéridon

## Mat du guéridon
Le mat du guéridon est une variante du mat des épaulettes :
|   | a | b | c | d | e | f | g | h |   |
| 8 | Tour noire sur case noire d8 · Fou noir sur case noire f8 · Roi noir sur case noire e7 · Dame blanche sur case blanche e6 · Pion blanc sur case blanche d5 | Tour noire sur case noire d8 · Fou noir sur case noire f8 · Roi noir sur case noire e7 · Dame blanche sur case blanche e6 · Pion blanc sur case blanche d5 | Tour noire sur case noire d8 · Fou noir sur case noire f8 · Roi noir sur case noire e7 · Dame blanche sur case blanche e6 · Pion blanc sur case blanche d5 | Tour noire sur case noire d8 · Fou noir sur case noire f8 · Roi noir sur case noire e7 · Dame blanche sur case blanche e6 · Pion blanc sur case blanche d5 | Tour noire sur case noire d8 · Fou noir sur case noire f8 · Roi noir sur case noire e7 · Dame blanche sur case blanche e6 · Pion blanc sur case blanche d5 | Tour noire sur case noire d8 · Fou noir sur case noire f8 · Roi noir sur case noire e7 · Dame blanche sur case blanche e6 · Pion blanc sur case blanche d5 | Tour noire sur case noire d8 · Fou noir sur case noire f8 · Roi noir sur case noire e7 · Dame blanche sur case blanche e6 · Pion blanc sur case blanche d5 | Tour noire sur case noire d8 · Fou noir sur case noire f8 · Roi noir sur case noire e7 · Dame blanche sur case blanche e6 · Pion blanc sur case blanche d5 | 8 |
| 7 | Tour noire sur case noire d8 · Fou noir sur case noire f8 · Roi noir sur case noire e7 · Dame blanche sur case blanche e6 · Pion blanc sur case blanche d5 | Tour noire sur case noire d8 · Fou noir sur case noire f8 · Roi noir sur case noire e7 · Dame blanche sur case blanche e6 · Pion blanc sur case blanche d5 | Tour noire sur case noire d8 · Fou noir sur case noire f8 · Roi noir sur case noire e7 · Dame blanche sur case blanche e6 · Pion blanc sur case blanche d5 | Tour noire sur case noire d8 · Fou noir sur case noire f8 · Roi noir sur case noire e7 · Dame blanche sur case blanche e6 · Pion blanc sur case blanche d5 | Tour noire sur case noire d8 · Fou noir sur case noire f8 · Roi noir sur case noire e7 · Dame blanche sur case blanche e6 · Pion blanc sur case blanche d5 | Tour noire sur case noire d8 · Fou noir sur case noire f8 · Roi noir sur case noire e7 · Dame blanche sur case blanche e6 · Pion blanc sur case blanche d5 | Tour noire sur case noire d8 · Fou noir sur case noire f8 · Roi noir sur case noire e7 · Dame blanche sur case blanche e6 · Pion blanc sur case blanche d5 | Tour noire sur case noire d8 · Fou noir sur case noire f8 · Roi noir sur case noire e7 · Dame blanche sur case blanche e6 · Pion blanc sur case blanche d5 | 7 |
| 6 | Tour noire sur case noire d8 · Fou noir sur case noire f8 · Roi noir sur case noire e7 · Dame blanche sur case blanche e6 · Pion blanc sur case blanche d5 | Tour noire sur case noire d8 · Fou noir sur case noire f8 · Roi noir sur case noire e7 · Dame blanche sur case blanche e6 · Pion blanc sur case blanche d5 | Tour noire sur case noire d8 · Fou noir sur case noire f8 · Roi noir sur case noire e7 · Dame blanche sur case blanche e6 · Pion blanc sur case blanche d5 | Tour noire sur case noire d8 · Fou noir sur case noire f8 · Roi noir sur case noire e7 · Dame blanche sur case blanche e6 · Pion blanc sur case blanche d5 | Tour noire sur case noire d8 · Fou noir sur case noire f8 · Roi noir sur case noire e7 · Dame blanche sur case blanche e6 · Pion blanc sur case blanche d5 | Tour noire sur case noire d8 · Fou noir sur case noire f8 · Roi noir sur case noire e7 · Dame blanche sur case blanche e6 · Pion blanc sur case blanche d5 | Tour noire sur case noire d8 · Fou noir sur case noire f8 · Roi noir sur case noire e7 · Dame blanche sur case blanche e6 · Pion blanc sur case blanche d5 | Tour noire sur case noire d8 · Fou noir sur case noire f8 · Roi noir sur case noire e7 · Dame blanche sur case blanche e6 · Pion blanc sur case blanche d5 | 6 |
| 5 | Tour noire sur case noire d8 · Fou noir sur case noire f8 · Roi noir sur case noire e7 · Dame blanche sur case blanche e6 · Pion blanc sur case blanche d5 | Tour noire sur case noire d8 · Fou noir sur case noire f8 · Roi noir sur case noire e7 · Dame blanche sur case blanche e6 · Pion blanc sur case blanche d5 | Tour noire sur case noire d8 · Fou noir sur case noire f8 · Roi noir sur case noire e7 · Dame blanche sur case blanche e6 · Pion blanc sur case blanche d5 | Tour noire sur case noire d8 · Fou noir sur case noire f8 · Roi noir sur case noire e7 · Dame blanche sur case blanche e6 · Pion blanc sur case blanche d5 | Tour noire sur case noire d8 · Fou noir sur case noire f8 · Roi noir sur case noire e7 · Dame blanche sur case blanche e6 · Pion blanc sur case blanche d5 | Tour noire sur case noire d8 · Fou noir sur case noire f8 · Roi noir sur case noire e7 · Dame blanche sur case blanche e6 · Pion blanc sur case blanche d5 | Tour noire sur case noire d8 · Fou noir sur case noire f8 · Roi noir sur case noire e7 · Dame blanche sur case blanche e6 · Pion blanc sur case blanche d5 | Tour noire sur case noire d8 · Fou noir sur case noire f8 · Roi noir sur case noire e7 · Dame blanche sur case blanche e6 · Pion blanc sur case blanche d5 | 5 |
| 4 | Tour noire sur case noire d8 · Fou noir sur case noire f8 · Roi noir sur case noire e7 · Dame blanche sur case blanche e6 · Pion blanc sur case blanche d5 | Tour noire sur case noire d8 · Fou noir sur case noire f8 · Roi noir sur case noire e7 · Dame blanche sur case blanche e6 · Pion blanc sur case blanche d5 | Tour noire sur case noire d8 · Fou noir sur case noire f8 · Roi noir sur case noire e7 · Dame blanche sur case blanche e6 · Pion blanc sur case blanche d5 | Tour noire sur case noire d8 · Fou noir sur case noire f8 · Roi noir sur case noire e7 · Dame blanche sur case blanche e6 · Pion blanc sur case blanche d5 | Tour noire sur case noire d8 · Fou noir sur case noire f8 · Roi noir sur case noire e7 · Dame blanche sur case blanche e6 · Pion blanc sur case blanche d5 | Tour noire sur case noire d8 · Fou noir sur case noire f8 · Roi noir sur case noire e7 · Dame blanche sur case blanche e6 · Pion blanc sur case blanche d5 | Tour noire sur case noire d8 · Fou noir sur case noire f8 · Roi noir sur case noire e7 · Dame blanche sur case blanche e6 · Pion blanc sur case blanche d5 | Tour noire sur case noire d8 · Fou noir sur case noire f8 · Roi noir sur case noire e7 · Dame blanche sur case blanche e6 · Pion blanc sur case blanche d5 | 4 |
| 3 | Tour noire sur case noire d8 · Fou noir sur case noire f8 · Roi noir sur case noire e7 · Dame blanche sur case blanche e6 · Pion blanc sur case blanche d5 | Tour noire sur case noire d8 · Fou noir sur case noire f8 · Roi noir sur case noire e7 · Dame blanche sur case blanche e6 · Pion blanc sur case blanche d5 | Tour noire sur case noire d8 · Fou noir sur case noire f8 · Roi noir sur case noire e7 · Dame blanche sur case blanche e6 · Pion blanc sur case blanche d5 | Tour noire sur case noire d8 · Fou noir sur case noire f8 · Roi noir sur case noire e7 · Dame blanche sur case blanche e6 · Pion blanc sur case blanche d5 | Tour noire sur case noire d8 · Fou noir sur case noire f8 · Roi noir sur case noire e7 · Dame blanche sur case blanche e6 · Pion blanc sur case blanche d5 | Tour noire sur case noire d8 · Fou noir sur case noire f8 · Roi noir sur case noire e7 · Dame blanche sur case blanche e6 · Pion blanc sur case blanche d5 | Tour noire sur case noire d8 · Fou noir sur case noire f8 · Roi noir sur case noire e7 · Dame blanche sur case blanche e6 · Pion blanc sur case blanche d5 | Tour noire sur case noire d8 · Fou noir sur case noire f8 · Roi noir sur case noire e7 · Dame blanche sur case blanche e6 · Pion blanc sur case blanche d5 | 3 |
| 2 | Tour noire sur case noire d8 · Fou noir sur case noire f8 · Roi noir sur case noire e7 · Dame blanche sur case blanche e6 · Pion blanc sur case blanche d5 | Tour noire sur case noire d8 · Fou noir sur case noire f8 · Roi noir sur case noire e7 · Dame blanche sur case blanche e6 · Pion blanc sur case blanche d5 | Tour noire sur case noire d8 · Fou noir sur case noire f8 · Roi noir sur case noire e7 · Dame blanche sur case blanche e6 · Pion blanc sur case blanche d5 | Tour noire sur case noire d8 · Fou noir sur case noire f8 · Roi noir sur case noire e7 · Dame blanche sur case blanche e6 · Pion blanc sur case blanche d5 | Tour noire sur case noire d8 · Fou noir sur case noire f8 · Roi noir sur case noire e7 · Dame blanche sur case blanche e6 · Pion blanc sur case blanche d5 | Tour noire sur case noire d8 · Fou noir sur case noire f8 · Roi noir sur case noire e7 · Dame blanche sur case blanche e6 · Pion blanc sur case blanche d5 | Tour noire sur case noire d8 · Fou noir sur case noire f8 · Roi noir sur case noire e7 · Dame blanche sur case blanche e6 · Pion blanc sur case blanche d5 | Tour noire sur case noire d8 · Fou noir sur case noire f8 · Roi noir sur case noire e7 · Dame blanche sur case blanche e6 · Pion blanc sur case blanche d5 | 2 |
| 1 | Tour noire sur case noire d8 · Fou noir sur case noire f8 · Roi noir sur case noire e7 · Dame blanche sur case blanche e6 · Pion blanc sur case blanche d5 | Tour noire sur case noire d8 · Fou noir sur case noire f8 · Roi noir sur case noire e7 · Dame blanche sur case blanche e6 · Pion blanc sur case blanche d5 | Tour noire sur case noire d8 · Fou noir sur case noire f8 · Roi noir sur case noire e7 · Dame blanche sur case blanche e6 · Pion blanc sur case blanche d5 | Tour noire sur case noire d8 · Fou noir sur case noire f8 · Roi noir sur case noire e7 · Dame blanche sur case blanche e6 · Pion blanc sur case blanche d5 | Tour noire sur case noire d8 · Fou noir sur case noire f8 · Roi noir sur case noire e7 · Dame blanche sur case blanche e6 · Pion blanc sur case blanche d5 | Tour noire sur case noire d8 · Fou noir sur case noire f8 · Roi noir sur case noire e7 · Dame blanche sur case blanche e6 · Pion blanc sur case blanche d5 | Tour noire sur case noire d8 · Fou noir sur case noire f8 · Roi noir sur case noire e7 · Dame blanche sur case blanche e6 · Pion blanc sur case blanche d5 | Tour noire sur case noire d8 · Fou noir sur case noire f8 · Roi noir sur case noire e7 · Dame blanche sur case blanche e6 · Pion blanc sur case blanche d5 | 1 |
|   | a | b | c | d | e | f | g | h |   |

Voir aussi Baiser de la mort.

## Mat du Calabrais
|   | a | b | c | d | e | f | g | h |   |
| 8 | Tour noire sur case blanche a8 · Cavalier noir sur case noire b8 · Fou noir sur case blanche c8 · Dame noire sur case noire d8 · Tour noire sur case noire f8 · Roi noir sur case blanche g8 · Pion noir sur case noire a7 · Pion noir sur case blanche b7 · Pion noir sur case noire c7 · Cavalier noir sur case blanche d7 · Pion noir sur case blanche f7 · Pion noir sur case noire g7 · Pion noir sur case blanche h7 · Pion noir sur case blanche e6 · Pion noir sur case blanche d5 · Pion blanc sur case noire e5 · Fou noir sur case noire b4 · Pion blanc sur case noire d4 · Cavalier blanc sur case noire c3 · Fou blanc sur case blanche d3 · Cavalier blanc sur case blanche f3 · Pion blanc sur case blanche a2 · Pion blanc sur case noire b2 · Pion blanc sur case blanche c2 · Pion blanc sur case noire f2 · Pion blanc sur case blanche g2 · Pion blanc sur case noire h2 · Tour blanche sur case noire a1 · Fou blanc sur case noire c1 · Dame blanche sur case blanche d1 · Roi blanc sur case noire e1 · Tour blanche sur case blanche h1 | Tour noire sur case blanche a8 · Cavalier noir sur case noire b8 · Fou noir sur case blanche c8 · Dame noire sur case noire d8 · Tour noire sur case noire f8 · Roi noir sur case blanche g8 · Pion noir sur case noire a7 · Pion noir sur case blanche b7 · Pion noir sur case noire c7 · Cavalier noir sur case blanche d7 · Pion noir sur case blanche f7 · Pion noir sur case noire g7 · Pion noir sur case blanche h7 · Pion noir sur case blanche e6 · Pion noir sur case blanche d5 · Pion blanc sur case noire e5 · Fou noir sur case noire b4 · Pion blanc sur case noire d4 · Cavalier blanc sur case noire c3 · Fou blanc sur case blanche d3 · Cavalier blanc sur case blanche f3 · Pion blanc sur case blanche a2 · Pion blanc sur case noire b2 · Pion blanc sur case blanche c2 · Pion blanc sur case noire f2 · Pion blanc sur case blanche g2 · Pion blanc sur case noire h2 · Tour blanche sur case noire a1 · Fou blanc sur case noire c1 · Dame blanche sur case blanche d1 · Roi blanc sur case noire e1 · Tour blanche sur case blanche h1 | Tour noire sur case blanche a8 · Cavalier noir sur case noire b8 · Fou noir sur case blanche c8 · Dame noire sur case noire d8 · Tour noire sur case noire f8 · Roi noir sur case blanche g8 · Pion noir sur case noire a7 · Pion noir sur case blanche b7 · Pion noir sur case noire c7 · Cavalier noir sur case blanche d7 · Pion noir sur case blanche f7 · Pion noir sur case noire g7 · Pion noir sur case blanche h7 · Pion noir sur case blanche e6 · Pion noir sur case blanche d5 · Pion blanc sur case noire e5 · Fou noir sur case noire b4 · Pion blanc sur case noire d4 · Cavalier blanc sur case noire c3 · Fou blanc sur case blanche d3 · Cavalier blanc sur case blanche f3 · Pion blanc sur case blanche a2 · Pion blanc sur case noire b2 · Pion blanc sur case blanche c2 · Pion blanc sur case noire f2 · Pion blanc sur case blanche g2 · Pion blanc sur case noire h2 · Tour blanche sur case noire a1 · Fou blanc sur case noire c1 · Dame blanche sur case blanche d1 · Roi blanc sur case noire e1 · Tour blanche sur case blanche h1 | Tour noire sur case blanche a8 · Cavalier noir sur case noire b8 · Fou noir sur case blanche c8 · Dame noire sur case noire d8 · Tour noire sur case noire f8 · Roi noir sur case blanche g8 · Pion noir sur case noire a7 · Pion noir sur case blanche b7 · Pion noir sur case noire c7 · Cavalier noir sur case blanche d7 · Pion noir sur case blanche f7 · Pion noir sur case noire g7 · Pion noir sur case blanche h7 · Pion noir sur case blanche e6 · Pion noir sur case blanche d5 · Pion blanc sur case noire e5 · Fou noir sur case noire b4 · Pion blanc sur case noire d4 · Cavalier blanc sur case noire c3 · Fou blanc sur case blanche d3 · Cavalier blanc sur case blanche f3 · Pion blanc sur case blanche a2 · Pion blanc sur case noire b2 · Pion blanc sur case blanche c2 · Pion blanc sur case noire f2 · Pion blanc sur case blanche g2 · Pion blanc sur case noire h2 · Tour blanche sur case noire a1 · Fou blanc sur case noire c1 · Dame blanche sur case blanche d1 · Roi blanc sur case noire e1 · Tour blanche sur case blanche h1 | Tour noire sur case blanche a8 · Cavalier noir sur case noire b8 · Fou noir sur case blanche c8 · Dame noire sur case noire d8 · Tour noire sur case noire f8 · Roi noir sur case blanche g8 · Pion noir sur case noire a7 · Pion noir sur case blanche b7 · Pion noir sur case noire c7 · Cavalier noir sur case blanche d7 · Pion noir sur case blanche f7 · Pion noir sur case noire g7 · Pion noir sur case blanche h7 · Pion noir sur case blanche e6 · Pion noir sur case blanche d5 · Pion blanc sur case noire e5 · Fou noir sur case noire b4 · Pion blanc sur case noire d4 · Cavalier blanc sur case noire c3 · Fou blanc sur case blanche d3 · Cavalier blanc sur case blanche f3 · Pion blanc sur case blanche a2 · Pion blanc sur case noire b2 · Pion blanc sur case blanche c2 · Pion blanc sur case noire f2 · Pion blanc sur case blanche g2 · Pion blanc sur case noire h2 · Tour blanche sur case noire a1 · Fou blanc sur case noire c1 · Dame blanche sur case blanche d1 · Roi blanc sur case noire e1 · Tour blanche sur case blanche h1 | Tour noire sur case blanche a8 · Cavalier noir sur case noire b8 · Fou noir sur case blanche c8 · Dame noire sur case noire d8 · Tour noire sur case noire f8 · Roi noir sur case blanche g8 · Pion noir sur case noire a7 · Pion noir sur case blanche b7 · Pion noir sur case noire c7 · Cavalier noir sur case blanche d7 · Pion noir sur case blanche f7 · Pion noir sur case noire g7 · Pion noir sur case blanche h7 · Pion noir sur case blanche e6 · Pion noir sur case blanche d5 · Pion blanc sur case noire e5 · Fou noir sur case noire b4 · Pion blanc sur case noire d4 · Cavalier blanc sur case noire c3 · Fou blanc sur case blanche d3 · Cavalier blanc sur case blanche f3 · Pion blanc sur case blanche a2 · Pion blanc sur case noire b2 · Pion blanc sur case blanche c2 · Pion blanc sur case noire f2 · Pion blanc sur case blanche g2 · Pion blanc sur case noire h2 · Tour blanche sur case noire a1 · Fou blanc sur case noire c1 · Dame blanche sur case blanche d1 · Roi blanc sur case noire e1 · Tour blanche sur case blanche h1 | Tour noire sur case blanche a8 · Cavalier noir sur case noire b8 · Fou noir sur case blanche c8 · Dame noire sur case noire d8 · Tour noire sur case noire f8 · Roi noir sur case blanche g8 · Pion noir sur case noire a7 · Pion noir sur case blanche b7 · Pion noir sur case noire c7 · Cavalier noir sur case blanche d7 · Pion noir sur case blanche f7 · Pion noir sur case noire g7 · Pion noir sur case blanche h7 · Pion noir sur case blanche e6 · Pion noir sur case blanche d5 · Pion blanc sur case noire e5 · Fou noir sur case noire b4 · Pion blanc sur case noire d4 · Cavalier blanc sur case noire c3 · Fou blanc sur case blanche d3 · Cavalier blanc sur case blanche f3 · Pion blanc sur case blanche a2 · Pion blanc sur case noire b2 · Pion blanc sur case blanche c2 · Pion blanc sur case noire f2 · Pion blanc sur case blanche g2 · Pion blanc sur case noire h2 · Tour blanche sur case noire a1 · Fou blanc sur case noire c1 · Dame blanche sur case blanche d1 · Roi blanc sur case noire e1 · Tour blanche sur case blanche h1 | Tour noire sur case blanche a8 · Cavalier noir sur case noire b8 · Fou noir sur case blanche c8 · Dame noire sur case noire d8 · Tour noire sur case noire f8 · Roi noir sur case blanche g8 · Pion noir sur case noire a7 · Pion noir sur case blanche b7 · Pion noir sur case noire c7 · Cavalier noir sur case blanche d7 · Pion noir sur case blanche f7 · Pion noir sur case noire g7 · Pion noir sur case blanche h7 · Pion noir sur case blanche e6 · Pion noir sur case blanche d5 · Pion blanc sur case noire e5 · Fou noir sur case noire b4 · Pion blanc sur case noire d4 · Cavalier blanc sur case noire c3 · Fou blanc sur case blanche d3 · Cavalier blanc sur case blanche f3 · Pion blanc sur case blanche a2 · Pion blanc sur case noire b2 · Pion blanc sur case blanche c2 · Pion blanc sur case noire f2 · Pion blanc sur case blanche g2 · Pion blanc sur case noire h2 · Tour blanche sur case noire a1 · Fou blanc sur case noire c1 · Dame blanche sur case blanche d1 · Roi blanc sur case noire e1 · Tour blanche sur case blanche h1 | 8 |
| 7 | Tour noire sur case blanche a8 · Cavalier noir sur case noire b8 · Fou noir sur case blanche c8 · Dame noire sur case noire d8 · Tour noire sur case noire f8 · Roi noir sur case blanche g8 · Pion noir sur case noire a7 · Pion noir sur case blanche b7 · Pion noir sur case noire c7 · Cavalier noir sur case blanche d7 · Pion noir sur case blanche f7 · Pion noir sur case noire g7 · Pion noir sur case blanche h7 · Pion noir sur case blanche e6 · Pion noir sur case blanche d5 · Pion blanc sur case noire e5 · Fou noir sur case noire b4 · Pion blanc sur case noire d4 · Cavalier blanc sur case noire c3 · Fou blanc sur case blanche d3 · Cavalier blanc sur case blanche f3 · Pion blanc sur case blanche a2 · Pion blanc sur case noire b2 · Pion blanc sur case blanche c2 · Pion blanc sur case noire f2 · Pion blanc sur case blanche g2 · Pion blanc sur case noire h2 · Tour blanche sur case noire a1 · Fou blanc sur case noire c1 · Dame blanche sur case blanche d1 · Roi blanc sur case noire e1 · Tour blanche sur case blanche h1 | Tour noire sur case blanche a8 · Cavalier noir sur case noire b8 · Fou noir sur case blanche c8 · Dame noire sur case noire d8 · Tour noire sur case noire f8 · Roi noir sur case blanche g8 · Pion noir sur case noire a7 · Pion noir sur case blanche b7 · Pion noir sur case noire c7 · Cavalier noir sur case blanche d7 · Pion noir sur case blanche f7 · Pion noir sur case noire g7 · Pion noir sur case blanche h7 · Pion noir sur case blanche e6 · Pion noir sur case blanche d5 · Pion blanc sur case noire e5 · Fou noir sur case noire b4 · Pion blanc sur case noire d4 · Cavalier blanc sur case noire c3 · Fou blanc sur case blanche d3 · Cavalier blanc sur case blanche f3 · Pion blanc sur case blanche a2 · Pion blanc sur case noire b2 · Pion blanc sur case blanche c2 · Pion blanc sur case noire f2 · Pion blanc sur case blanche g2 · Pion blanc sur case noire h2 · Tour blanche sur case noire a1 · Fou blanc sur case noire c1 · Dame blanche sur case blanche d1 · Roi blanc sur case noire e1 · Tour blanche sur case blanche h1 | Tour noire sur case blanche a8 · Cavalier noir sur case noire b8 · Fou noir sur case blanche c8 · Dame noire sur case noire d8 · Tour noire sur case noire f8 · Roi noir sur case blanche g8 · Pion noir sur case noire a7 · Pion noir sur case blanche b7 · Pion noir sur case noire c7 · Cavalier noir sur case blanche d7 · Pion noir sur case blanche f7 · Pion noir sur case noire g7 · Pion noir sur case blanche h7 · Pion noir sur case blanche e6 · Pion noir sur case blanche d5 · Pion blanc sur case noire e5 · Fou noir sur case noire b4 · Pion blanc sur case noire d4 · Cavalier blanc sur case noire c3 · Fou blanc sur case blanche d3 · Cavalier blanc sur case blanche f3 · Pion blanc sur case blanche a2 · Pion blanc sur case noire b2 · Pion blanc sur case blanche c2 · Pion blanc sur case noire f2 · Pion blanc sur case blanche g2 · Pion blanc sur case noire h2 · Tour blanche sur case noire a1 · Fou blanc sur case noire c1 · Dame blanche sur case blanche d1 · Roi blanc sur case noire e1 · Tour blanche sur case blanche h1 | Tour noire sur case blanche a8 · Cavalier noir sur case noire b8 · Fou noir sur case blanche c8 · Dame noire sur case noire d8 · Tour noire sur case noire f8 · Roi noir sur case blanche g8 · Pion noir sur case noire a7 · Pion noir sur case blanche b7 · Pion noir sur case noire c7 · Cavalier noir sur case blanche d7 · Pion noir sur case blanche f7 · Pion noir sur case noire g7 · Pion noir sur case blanche h7 · Pion noir sur case blanche e6 · Pion noir sur case blanche d5 · Pion blanc sur case noire e5 · Fou noir sur case noire b4 · Pion blanc sur case noire d4 · Cavalier blanc sur case noire c3 · Fou blanc sur case blanche d3 · Cavalier blanc sur case blanche f3 · Pion blanc sur case blanche a2 · Pion blanc sur case noire b2 · Pion blanc sur case blanche c2 · Pion blanc sur case noire f2 · Pion blanc sur case blanche g2 · Pion blanc sur case noire h2 · Tour blanche sur case noire a1 · Fou blanc sur case noire c1 · Dame blanche sur case blanche d1 · Roi blanc sur case noire e1 · Tour blanche sur case blanche h1 | Tour noire sur case blanche a8 · Cavalier noir sur case noire b8 · Fou noir sur case blanche c8 · Dame noire sur case noire d8 · Tour noire sur case noire f8 · Roi noir sur case blanche g8 · Pion noir sur case noire a7 · Pion noir sur case blanche b7 · Pion noir sur case noire c7 · Cavalier noir sur case blanche d7 · Pion noir sur case blanche f7 · Pion noir sur case noire g7 · Pion noir sur case blanche h7 · Pion noir sur case blanche e6 · Pion noir sur case blanche d5 · Pion blanc sur case noire e5 · Fou noir sur case noire b4 · Pion blanc sur case noire d4 · Cavalier blanc sur case noire c3 · Fou blanc sur case blanche d3 · Cavalier blanc sur case blanche f3 · Pion blanc sur case blanche a2 · Pion blanc sur case noire b2 · Pion blanc sur case blanche c2 · Pion blanc sur case noire f2 · Pion blanc sur case blanche g2 · Pion blanc sur case noire h2 · Tour blanche sur case noire a1 · Fou blanc sur case noire c1 · Dame blanche sur case blanche d1 · Roi blanc sur case noire e1 · Tour blanche sur case blanche h1 | Tour noire sur case blanche a8 · Cavalier noir sur case noire b8 · Fou noir sur case blanche c8 · Dame noire sur case noire d8 · Tour noire sur case noire f8 · Roi noir sur case blanche g8 · Pion noir sur case noire a7 · Pion noir sur case blanche b7 · Pion noir sur case noire c7 · Cavalier noir sur case blanche d7 · Pion noir sur case blanche f7 · Pion noir sur case noire g7 · Pion noir sur case blanche h7 · Pion noir sur case blanche e6 · Pion noir sur case blanche d5 · Pion blanc sur case noire e5 · Fou noir sur case noire b4 · Pion blanc sur case noire d4 · Cavalier blanc sur case noire c3 · Fou blanc sur case blanche d3 · Cavalier blanc sur case blanche f3 · Pion blanc sur case blanche a2 · Pion blanc sur case noire b2 · Pion blanc sur case blanche c2 · Pion blanc sur case noire f2 · Pion blanc sur case blanche g2 · Pion blanc sur case noire h2 · Tour blanche sur case noire a1 · Fou blanc sur case noire c1 · Dame blanche sur case blanche d1 · Roi blanc sur case noire e1 · Tour blanche sur case blanche h1 | Tour noire sur case blanche a8 · Cavalier noir sur case noire b8 · Fou noir sur case blanche c8 · Dame noire sur case noire d8 · Tour noire sur case noire f8 · Roi noir sur case blanche g8 · Pion noir sur case noire a7 · Pion noir sur case blanche b7 · Pion noir sur case noire c7 · Cavalier noir sur case blanche d7 · Pion noir sur case blanche f7 · Pion noir sur case noire g7 · Pion noir sur case blanche h7 · Pion noir sur case blanche e6 · Pion noir sur case blanche d5 · Pion blanc sur case noire e5 · Fou noir sur case noire b4 · Pion blanc sur case noire d4 · Cavalier blanc sur case noire c3 · Fou blanc sur case blanche d3 · Cavalier blanc sur case blanche f3 · Pion blanc sur case blanche a2 · Pion blanc sur case noire b2 · Pion blanc sur case blanche c2 · Pion blanc sur case noire f2 · Pion blanc sur case blanche g2 · Pion blanc sur case noire h2 · Tour blanche sur case noire a1 · Fou blanc sur case noire c1 · Dame blanche sur case blanche d1 · Roi blanc sur case noire e1 · Tour blanche sur case blanche h1 | Tour noire sur case blanche a8 · Cavalier noir sur case noire b8 · Fou noir sur case blanche c8 · Dame noire sur case noire d8 · Tour noire sur case noire f8 · Roi noir sur case blanche g8 · Pion noir sur case noire a7 · Pion noir sur case blanche b7 · Pion noir sur case noire c7 · Cavalier noir sur case blanche d7 · Pion noir sur case blanche f7 · Pion noir sur case noire g7 · Pion noir sur case blanche h7 · Pion noir sur case blanche e6 · Pion noir sur case blanche d5 · Pion blanc sur case noire e5 · Fou noir sur case noire b4 · Pion blanc sur case noire d4 · Cavalier blanc sur case noire c3 · Fou blanc sur case blanche d3 · Cavalier blanc sur case blanche f3 · Pion blanc sur case blanche a2 · Pion blanc sur case noire b2 · Pion blanc sur case blanche c2 · Pion blanc sur case noire f2 · Pion blanc sur case blanche g2 · Pion blanc sur case noire h2 · Tour blanche sur case noire a1 · Fou blanc sur case noire c1 · Dame blanche sur case blanche d1 · Roi blanc sur case noire e1 · Tour blanche sur case blanche h1 | 7 |
| 6 | Tour noire sur case blanche a8 · Cavalier noir sur case noire b8 · Fou noir sur case blanche c8 · Dame noire sur case noire d8 · Tour noire sur case noire f8 · Roi noir sur case blanche g8 · Pion noir sur case noire a7 · Pion noir sur case blanche b7 · Pion noir sur case noire c7 · Cavalier noir sur case blanche d7 · Pion noir sur case blanche f7 · Pion noir sur case noire g7 · Pion noir sur case blanche h7 · Pion noir sur case blanche e6 · Pion noir sur case blanche d5 · Pion blanc sur case noire e5 · Fou noir sur case noire b4 · Pion blanc sur case noire d4 · Cavalier blanc sur case noire c3 · Fou blanc sur case blanche d3 · Cavalier blanc sur case blanche f3 · Pion blanc sur case blanche a2 · Pion blanc sur case noire b2 · Pion blanc sur case blanche c2 · Pion blanc sur case noire f2 · Pion blanc sur case blanche g2 · Pion blanc sur case noire h2 · Tour blanche sur case noire a1 · Fou blanc sur case noire c1 · Dame blanche sur case blanche d1 · Roi blanc sur case noire e1 · Tour blanche sur case blanche h1 | Tour noire sur case blanche a8 · Cavalier noir sur case noire b8 · Fou noir sur case blanche c8 · Dame noire sur case noire d8 · Tour noire sur case noire f8 · Roi noir sur case blanche g8 · Pion noir sur case noire a7 · Pion noir sur case blanche b7 · Pion noir sur case noire c7 · Cavalier noir sur case blanche d7 · Pion noir sur case blanche f7 · Pion noir sur case noire g7 · Pion noir sur case blanche h7 · Pion noir sur case blanche e6 · Pion noir sur case blanche d5 · Pion blanc sur case noire e5 · Fou noir sur case noire b4 · Pion blanc sur case noire d4 · Cavalier blanc sur case noire c3 · Fou blanc sur case blanche d3 · Cavalier blanc sur case blanche f3 · Pion blanc sur case blanche a2 · Pion blanc sur case noire b2 · Pion blanc sur case blanche c2 · Pion blanc sur case noire f2 · Pion blanc sur case blanche g2 · Pion blanc sur case noire h2 · Tour blanche sur case noire a1 · Fou blanc sur case noire c1 · Dame blanche sur case blanche d1 · Roi blanc sur case noire e1 · Tour blanche sur case blanche h1 | Tour noire sur case blanche a8 · Cavalier noir sur case noire b8 · Fou noir sur case blanche c8 · Dame noire sur case noire d8 · Tour noire sur case noire f8 · Roi noir sur case blanche g8 · Pion noir sur case noire a7 · Pion noir sur case blanche b7 · Pion noir sur case noire c7 · Cavalier noir sur case blanche d7 · Pion noir sur case blanche f7 · Pion noir sur case noire g7 · Pion noir sur case blanche h7 · Pion noir sur case blanche e6 · Pion noir sur case blanche d5 · Pion blanc sur case noire e5 · Fou noir sur case noire b4 · Pion blanc sur case noire d4 · Cavalier blanc sur case noire c3 · Fou blanc sur case blanche d3 · Cavalier blanc sur case blanche f3 · Pion blanc sur case blanche a2 · Pion blanc sur case noire b2 · Pion blanc sur case blanche c2 · Pion blanc sur case noire f2 · Pion blanc sur case blanche g2 · Pion blanc sur case noire h2 · Tour blanche sur case noire a1 · Fou blanc sur case noire c1 · Dame blanche sur case blanche d1 · Roi blanc sur case noire e1 · Tour blanche sur case blanche h1 | Tour noire sur case blanche a8 · Cavalier noir sur case noire b8 · Fou noir sur case blanche c8 · Dame noire sur case noire d8 · Tour noire sur case noire f8 · Roi noir sur case blanche g8 · Pion noir sur case noire a7 · Pion noir sur case blanche b7 · Pion noir sur case noire c7 · Cavalier noir sur case blanche d7 · Pion noir sur case blanche f7 · Pion noir sur case noire g7 · Pion noir sur case blanche h7 · Pion noir sur case blanche e6 · Pion noir sur case blanche d5 · Pion blanc sur case noire e5 · Fou noir sur case noire b4 · Pion blanc sur case noire d4 · Cavalier blanc sur case noire c3 · Fou blanc sur case blanche d3 · Cavalier blanc sur case blanche f3 · Pion blanc sur case blanche a2 · Pion blanc sur case noire b2 · Pion blanc sur case blanche c2 · Pion blanc sur case noire f2 · Pion blanc sur case blanche g2 · Pion blanc sur case noire h2 · Tour blanche sur case noire a1 · Fou blanc sur case noire c1 · Dame blanche sur case blanche d1 · Roi blanc sur case noire e1 · Tour blanche sur case blanche h1 | Tour noire sur case blanche a8 · Cavalier noir sur case noire b8 · Fou noir sur case blanche c8 · Dame noire sur case noire d8 · Tour noire sur case noire f8 · Roi noir sur case blanche g8 · Pion noir sur case noire a7 · Pion noir sur case blanche b7 · Pion noir sur case noire c7 · Cavalier noir sur case blanche d7 · Pion noir sur case blanche f7 · Pion noir sur case noire g7 · Pion noir sur case blanche h7 · Pion noir sur case blanche e6 · Pion noir sur case blanche d5 · Pion blanc sur case noire e5 · Fou noir sur case noire b4 · Pion blanc sur case noire d4 · Cavalier blanc sur case noire c3 · Fou blanc sur case blanche d3 · Cavalier blanc sur case blanche f3 · Pion blanc sur case blanche a2 · Pion blanc sur case noire b2 · Pion blanc sur case blanche c2 · Pion blanc sur case noire f2 · Pion blanc sur case blanche g2 · Pion blanc sur case noire h2 · Tour blanche sur case noire a1 · Fou blanc sur case noire c1 · Dame blanche sur case blanche d1 · Roi blanc sur case noire e1 · Tour blanche sur case blanche h1 | Tour noire sur case blanche a8 · Cavalier noir sur case noire b8 · Fou noir sur case blanche c8 · Dame noire sur case noire d8 · Tour noire sur case noire f8 · Roi noir sur case blanche g8 · Pion noir sur case noire a7 · Pion noir sur case blanche b7 · Pion noir sur case noire c7 · Cavalier noir sur case blanche d7 · Pion noir sur case blanche f7 · Pion noir sur case noire g7 · Pion noir sur case blanche h7 · Pion noir sur case blanche e6 · Pion noir sur case blanche d5 · Pion blanc sur case noire e5 · Fou noir sur case noire b4 · Pion blanc sur case noire d4 · Cavalier blanc sur case noire c3 · Fou blanc sur case blanche d3 · Cavalier blanc sur case blanche f3 · Pion blanc sur case blanche a2 · Pion blanc sur case noire b2 · Pion blanc sur case blanche c2 · Pion blanc sur case noire f2 · Pion blanc sur case blanche g2 · Pion blanc sur case noire h2 · Tour blanche sur case noire a1 · Fou blanc sur case noire c1 · Dame blanche sur case blanche d1 · Roi blanc sur case noire e1 · Tour blanche sur case blanche h1 | Tour noire sur case blanche a8 · Cavalier noir sur case noire b8 · Fou noir sur case blanche c8 · Dame noire sur case noire d8 · Tour noire sur case noire f8 · Roi noir sur case blanche g8 · Pion noir sur case noire a7 · Pion noir sur case blanche b7 · Pion noir sur case noire c7 · Cavalier noir sur case blanche d7 · Pion noir sur case blanche f7 · Pion noir sur case noire g7 · Pion noir sur case blanche h7 · Pion noir sur case blanche e6 · Pion noir sur case blanche d5 · Pion blanc sur case noire e5 · Fou noir sur case noire b4 · Pion blanc sur case noire d4 · Cavalier blanc sur case noire c3 · Fou blanc sur case blanche d3 · Cavalier blanc sur case blanche f3 · Pion blanc sur case blanche a2 · Pion blanc sur case noire b2 · Pion blanc sur case blanche c2 · Pion blanc sur case noire f2 · Pion blanc sur case blanche g2 · Pion blanc sur case noire h2 · Tour blanche sur case noire a1 · Fou blanc sur case noire c1 · Dame blanche sur case blanche d1 · Roi blanc sur case noire e1 · Tour blanche sur case blanche h1 | Tour noire sur case blanche a8 · Cavalier noir sur case noire b8 · Fou noir sur case blanche c8 · Dame noire sur case noire d8 · Tour noire sur case noire f8 · Roi noir sur case blanche g8 · Pion noir sur case noire a7 · Pion noir sur case blanche b7 · Pion noir sur case noire c7 · Cavalier noir sur case blanche d7 · Pion noir sur case blanche f7 · Pion noir sur case noire g7 · Pion noir sur case blanche h7 · Pion noir sur case blanche e6 · Pion noir sur case blanche d5 · Pion blanc sur case noire e5 · Fou noir sur case noire b4 · Pion blanc sur case noire d4 · Cavalier blanc sur case noire c3 · Fou blanc sur case blanche d3 · Cavalier blanc sur case blanche f3 · Pion blanc sur case blanche a2 · Pion blanc sur case noire b2 · Pion blanc sur case blanche c2 · Pion blanc sur case noire f2 · Pion blanc sur case blanche g2 · Pion blanc sur case noire h2 · Tour blanche sur case noire a1 · Fou blanc sur case noire c1 · Dame blanche sur case blanche d1 · Roi blanc sur case noire e1 · Tour blanche sur case blanche h1 | 6 |
| 5 | Tour noire sur case blanche a8 · Cavalier noir sur case noire b8 · Fou noir sur case blanche c8 · Dame noire sur case noire d8 · Tour noire sur case noire f8 · Roi noir sur case blanche g8 · Pion noir sur case noire a7 · Pion noir sur case blanche b7 · Pion noir sur case noire c7 · Cavalier noir sur case blanche d7 · Pion noir sur case blanche f7 · Pion noir sur case noire g7 · Pion noir sur case blanche h7 · Pion noir sur case blanche e6 · Pion noir sur case blanche d5 · Pion blanc sur case noire e5 · Fou noir sur case noire b4 · Pion blanc sur case noire d4 · Cavalier blanc sur case noire c3 · Fou blanc sur case blanche d3 · Cavalier blanc sur case blanche f3 · Pion blanc sur case blanche a2 · Pion blanc sur case noire b2 · Pion blanc sur case blanche c2 · Pion blanc sur case noire f2 · Pion blanc sur case blanche g2 · Pion blanc sur case noire h2 · Tour blanche sur case noire a1 · Fou blanc sur case noire c1 · Dame blanche sur case blanche d1 · Roi blanc sur case noire e1 · Tour blanche sur case blanche h1 | Tour noire sur case blanche a8 · Cavalier noir sur case noire b8 · Fou noir sur case blanche c8 · Dame noire sur case noire d8 · Tour noire sur case noire f8 · Roi noir sur case blanche g8 · Pion noir sur case noire a7 · Pion noir sur case blanche b7 · Pion noir sur case noire c7 · Cavalier noir sur case blanche d7 · Pion noir sur case blanche f7 · Pion noir sur case noire g7 · Pion noir sur case blanche h7 · Pion noir sur case blanche e6 · Pion noir sur case blanche d5 · Pion blanc sur case noire e5 · Fou noir sur case noire b4 · Pion blanc sur case noire d4 · Cavalier blanc sur case noire c3 · Fou blanc sur case blanche d3 · Cavalier blanc sur case blanche f3 · Pion blanc sur case blanche a2 · Pion blanc sur case noire b2 · Pion blanc sur case blanche c2 · Pion blanc sur case noire f2 · Pion blanc sur case blanche g2 · Pion blanc sur case noire h2 · Tour blanche sur case noire a1 · Fou blanc sur case noire c1 · Dame blanche sur case blanche d1 · Roi blanc sur case noire e1 · Tour blanche sur case blanche h1 | Tour noire sur case blanche a8 · Cavalier noir sur case noire b8 · Fou noir sur case blanche c8 · Dame noire sur case noire d8 · Tour noire sur case noire f8 · Roi noir sur case blanche g8 · Pion noir sur case noire a7 · Pion noir sur case blanche b7 · Pion noir sur case noire c7 · Cavalier noir sur case blanche d7 · Pion noir sur case blanche f7 · Pion noir sur case noire g7 · Pion noir sur case blanche h7 · Pion noir sur case blanche e6 · Pion noir sur case blanche d5 · Pion blanc sur case noire e5 · Fou noir sur case noire b4 · Pion blanc sur case noire d4 · Cavalier blanc sur case noire c3 · Fou blanc sur case blanche d3 · Cavalier blanc sur case blanche f3 · Pion blanc sur case blanche a2 · Pion blanc sur case noire b2 · Pion blanc sur case blanche c2 · Pion blanc sur case noire f2 · Pion blanc sur case blanche g2 · Pion blanc sur case noire h2 · Tour blanche sur case noire a1 · Fou blanc sur case noire c1 · Dame blanche sur case blanche d1 · Roi blanc sur case noire e1 · Tour blanche sur case blanche h1 | Tour noire sur case blanche a8 · Cavalier noir sur case noire b8 · Fou noir sur case blanche c8 · Dame noire sur case noire d8 · Tour noire sur case noire f8 · Roi noir sur case blanche g8 · Pion noir sur case noire a7 · Pion noir sur case blanche b7 · Pion noir sur case noire c7 · Cavalier noir sur case blanche d7 · Pion noir sur case blanche f7 · Pion noir sur case noire g7 · Pion noir sur case blanche h7 · Pion noir sur case blanche e6 · Pion noir sur case blanche d5 · Pion blanc sur case noire e5 · Fou noir sur case noire b4 · Pion blanc sur case noire d4 · Cavalier blanc sur case noire c3 · Fou blanc sur case blanche d3 · Cavalier blanc sur case blanche f3 · Pion blanc sur case blanche a2 · Pion blanc sur case noire b2 · Pion blanc sur case blanche c2 · Pion blanc sur case noire f2 · Pion blanc sur case blanche g2 · Pion blanc sur case noire h2 · Tour blanche sur case noire a1 · Fou blanc sur case noire c1 · Dame blanche sur case blanche d1 · Roi blanc sur case noire e1 · Tour blanche sur case blanche h1 | Tour noire sur case blanche a8 · Cavalier noir sur case noire b8 · Fou noir sur case blanche c8 · Dame noire sur case noire d8 · Tour noire sur case noire f8 · Roi noir sur case blanche g8 · Pion noir sur case noire a7 · Pion noir sur case blanche b7 · Pion noir sur case noire c7 · Cavalier noir sur case blanche d7 · Pion noir sur case blanche f7 · Pion noir sur case noire g7 · Pion noir sur case blanche h7 · Pion noir sur case blanche e6 · Pion noir sur case blanche d5 · Pion blanc sur case noire e5 · Fou noir sur case noire b4 · Pion blanc sur case noire d4 · Cavalier blanc sur case noire c3 · Fou blanc sur case blanche d3 · Cavalier blanc sur case blanche f3 · Pion blanc sur case blanche a2 · Pion blanc sur case noire b2 · Pion blanc sur case blanche c2 · Pion blanc sur case noire f2 · Pion blanc sur case blanche g2 · Pion blanc sur case noire h2 · Tour blanche sur case noire a1 · Fou blanc sur case noire c1 · Dame blanche sur case blanche d1 · Roi blanc sur case noire e1 · Tour blanche sur case blanche h1 | Tour noire sur case blanche a8 · Cavalier noir sur case noire b8 · Fou noir sur case blanche c8 · Dame noire sur case noire d8 · Tour noire sur case noire f8 · Roi noir sur case blanche g8 · Pion noir sur case noire a7 · Pion noir sur case blanche b7 · Pion noir sur case noire c7 · Cavalier noir sur case blanche d7 · Pion noir sur case blanche f7 · Pion noir sur case noire g7 · Pion noir sur case blanche h7 · Pion noir sur case blanche e6 · Pion noir sur case blanche d5 · Pion blanc sur case noire e5 · Fou noir sur case noire b4 · Pion blanc sur case noire d4 · Cavalier blanc sur case noire c3 · Fou blanc sur case blanche d3 · Cavalier blanc sur case blanche f3 · Pion blanc sur case blanche a2 · Pion blanc sur case noire b2 · Pion blanc sur case blanche c2 · Pion blanc sur case noire f2 · Pion blanc sur case blanche g2 · Pion blanc sur case noire h2 · Tour blanche sur case noire a1 · Fou blanc sur case noire c1 · Dame blanche sur case blanche d1 · Roi blanc sur case noire e1 · Tour blanche sur case blanche h1 | Tour noire sur case blanche a8 · Cavalier noir sur case noire b8 · Fou noir sur case blanche c8 · Dame noire sur case noire d8 · Tour noire sur case noire f8 · Roi noir sur case blanche g8 · Pion noir sur case noire a7 · Pion noir sur case blanche b7 · Pion noir sur case noire c7 · Cavalier noir sur case blanche d7 · Pion noir sur case blanche f7 · Pion noir sur case noire g7 · Pion noir sur case blanche h7 · Pion noir sur case blanche e6 · Pion noir sur case blanche d5 · Pion blanc sur case noire e5 · Fou noir sur case noire b4 · Pion blanc sur case noire d4 · Cavalier blanc sur case noire c3 · Fou blanc sur case blanche d3 · Cavalier blanc sur case blanche f3 · Pion blanc sur case blanche a2 · Pion blanc sur case noire b2 · Pion blanc sur case blanche c2 · Pion blanc sur case noire f2 · Pion blanc sur case blanche g2 · Pion blanc sur case noire h2 · Tour blanche sur case noire a1 · Fou blanc sur case noire c1 · Dame blanche sur case blanche d1 · Roi blanc sur case noire e1 · Tour blanche sur case blanche h1 | Tour noire sur case blanche a8 · Cavalier noir sur case noire b8 · Fou noir sur case blanche c8 · Dame noire sur case noire d8 · Tour noire sur case noire f8 · Roi noir sur case blanche g8 · Pion noir sur case noire a7 · Pion noir sur case blanche b7 · Pion noir sur case noire c7 · Cavalier noir sur case blanche d7 · Pion noir sur case blanche f7 · Pion noir sur case noire g7 · Pion noir sur case blanche h7 · Pion noir sur case blanche e6 · Pion noir sur case blanche d5 · Pion blanc sur case noire e5 · Fou noir sur case noire b4 · Pion blanc sur case noire d4 · Cavalier blanc sur case noire c3 · Fou blanc sur case blanche d3 · Cavalier blanc sur case blanche f3 · Pion blanc sur case blanche a2 · Pion blanc sur case noire b2 · Pion blanc sur case blanche c2 · Pion blanc sur case noire f2 · Pion blanc sur case blanche g2 · Pion blanc sur case noire h2 · Tour blanche sur case noire a1 · Fou blanc sur case noire c1 · Dame blanche sur case blanche d1 · Roi blanc sur case noire e1 · Tour blanche sur case blanche h1 | 5 |
| 4 | Tour noire sur case blanche a8 · Cavalier noir sur case noire b8 · Fou noir sur case blanche c8 · Dame noire sur case noire d8 · Tour noire sur case noire f8 · Roi noir sur case blanche g8 · Pion noir sur case noire a7 · Pion noir sur case blanche b7 · Pion noir sur case noire c7 · Cavalier noir sur case blanche d7 · Pion noir sur case blanche f7 · Pion noir sur case noire g7 · Pion noir sur case blanche h7 · Pion noir sur case blanche e6 · Pion noir sur case blanche d5 · Pion blanc sur case noire e5 · Fou noir sur case noire b4 · Pion blanc sur case noire d4 · Cavalier blanc sur case noire c3 · Fou blanc sur case blanche d3 · Cavalier blanc sur case blanche f3 · Pion blanc sur case blanche a2 · Pion blanc sur case noire b2 · Pion blanc sur case blanche c2 · Pion blanc sur case noire f2 · Pion blanc sur case blanche g2 · Pion blanc sur case noire h2 · Tour blanche sur case noire a1 · Fou blanc sur case noire c1 · Dame blanche sur case blanche d1 · Roi blanc sur case noire e1 · Tour blanche sur case blanche h1 | Tour noire sur case blanche a8 · Cavalier noir sur case noire b8 · Fou noir sur case blanche c8 · Dame noire sur case noire d8 · Tour noire sur case noire f8 · Roi noir sur case blanche g8 · Pion noir sur case noire a7 · Pion noir sur case blanche b7 · Pion noir sur case noire c7 · Cavalier noir sur case blanche d7 · Pion noir sur case blanche f7 · Pion noir sur case noire g7 · Pion noir sur case blanche h7 · Pion noir sur case blanche e6 · Pion noir sur case blanche d5 · Pion blanc sur case noire e5 · Fou noir sur case noire b4 · Pion blanc sur case noire d4 · Cavalier blanc sur case noire c3 · Fou blanc sur case blanche d3 · Cavalier blanc sur case blanche f3 · Pion blanc sur case blanche a2 · Pion blanc sur case noire b2 · Pion blanc sur case blanche c2 · Pion blanc sur case noire f2 · Pion blanc sur case blanche g2 · Pion blanc sur case noire h2 · Tour blanche sur case noire a1 · Fou blanc sur case noire c1 · Dame blanche sur case blanche d1 · Roi blanc sur case noire e1 · Tour blanche sur case blanche h1 | Tour noire sur case blanche a8 · Cavalier noir sur case noire b8 · Fou noir sur case blanche c8 · Dame noire sur case noire d8 · Tour noire sur case noire f8 · Roi noir sur case blanche g8 · Pion noir sur case noire a7 · Pion noir sur case blanche b7 · Pion noir sur case noire c7 · Cavalier noir sur case blanche d7 · Pion noir sur case blanche f7 · Pion noir sur case noire g7 · Pion noir sur case blanche h7 · Pion noir sur case blanche e6 · Pion noir sur case blanche d5 · Pion blanc sur case noire e5 · Fou noir sur case noire b4 · Pion blanc sur case noire d4 · Cavalier blanc sur case noire c3 · Fou blanc sur case blanche d3 · Cavalier blanc sur case blanche f3 · Pion blanc sur case blanche a2 · Pion blanc sur case noire b2 · Pion blanc sur case blanche c2 · Pion blanc sur case noire f2 · Pion blanc sur case blanche g2 · Pion blanc sur case noire h2 · Tour blanche sur case noire a1 · Fou blanc sur case noire c1 · Dame blanche sur case blanche d1 · Roi blanc sur case noire e1 · Tour blanche sur case blanche h1 | Tour noire sur case blanche a8 · Cavalier noir sur case noire b8 · Fou noir sur case blanche c8 · Dame noire sur case noire d8 · Tour noire sur case noire f8 · Roi noir sur case blanche g8 · Pion noir sur case noire a7 · Pion noir sur case blanche b7 · Pion noir sur case noire c7 · Cavalier noir sur case blanche d7 · Pion noir sur case blanche f7 · Pion noir sur case noire g7 · Pion noir sur case blanche h7 · Pion noir sur case blanche e6 · Pion noir sur case blanche d5 · Pion blanc sur case noire e5 · Fou noir sur case noire b4 · Pion blanc sur case noire d4 · Cavalier blanc sur case noire c3 · Fou blanc sur case blanche d3 · Cavalier blanc sur case blanche f3 · Pion blanc sur case blanche a2 · Pion blanc sur case noire b2 · Pion blanc sur case blanche c2 · Pion blanc sur case noire f2 · Pion blanc sur case blanche g2 · Pion blanc sur case noire h2 · Tour blanche sur case noire a1 · Fou blanc sur case noire c1 · Dame blanche sur case blanche d1 · Roi blanc sur case noire e1 · Tour blanche sur case blanche h1 | Tour noire sur case blanche a8 · Cavalier noir sur case noire b8 · Fou noir sur case blanche c8 · Dame noire sur case noire d8 · Tour noire sur case noire f8 · Roi noir sur case blanche g8 · Pion noir sur case noire a7 · Pion noir sur case blanche b7 · Pion noir sur case noire c7 · Cavalier noir sur case blanche d7 · Pion noir sur case blanche f7 · Pion noir sur case noire g7 · Pion noir sur case blanche h7 · Pion noir sur case blanche e6 · Pion noir sur case blanche d5 · Pion blanc sur case noire e5 · Fou noir sur case noire b4 · Pion blanc sur case noire d4 · Cavalier blanc sur case noire c3 · Fou blanc sur case blanche d3 · Cavalier blanc sur case blanche f3 · Pion blanc sur case blanche a2 · Pion blanc sur case noire b2 · Pion blanc sur case blanche c2 · Pion blanc sur case noire f2 · Pion blanc sur case blanche g2 · Pion blanc sur case noire h2 · Tour blanche sur case noire a1 · Fou blanc sur case noire c1 · Dame blanche sur case blanche d1 · Roi blanc sur case noire e1 · Tour blanche sur case blanche h1 | Tour noire sur case blanche a8 · Cavalier noir sur case noire b8 · Fou noir sur case blanche c8 · Dame noire sur case noire d8 · Tour noire sur case noire f8 · Roi noir sur case blanche g8 · Pion noir sur case noire a7 · Pion noir sur case blanche b7 · Pion noir sur case noire c7 · Cavalier noir sur case blanche d7 · Pion noir sur case blanche f7 · Pion noir sur case noire g7 · Pion noir sur case blanche h7 · Pion noir sur case blanche e6 · Pion noir sur case blanche d5 · Pion blanc sur case noire e5 · Fou noir sur case noire b4 · Pion blanc sur case noire d4 · Cavalier blanc sur case noire c3 · Fou blanc sur case blanche d3 · Cavalier blanc sur case blanche f3 · Pion blanc sur case blanche a2 · Pion blanc sur case noire b2 · Pion blanc sur case blanche c2 · Pion blanc sur case noire f2 · Pion blanc sur case blanche g2 · Pion blanc sur case noire h2 · Tour blanche sur case noire a1 · Fou blanc sur case noire c1 · Dame blanche sur case blanche d1 · Roi blanc sur case noire e1 · Tour blanche sur case blanche h1 | Tour noire sur case blanche a8 · Cavalier noir sur case noire b8 · Fou noir sur case blanche c8 · Dame noire sur case noire d8 · Tour noire sur case noire f8 · Roi noir sur case blanche g8 · Pion noir sur case noire a7 · Pion noir sur case blanche b7 · Pion noir sur case noire c7 · Cavalier noir sur case blanche d7 · Pion noir sur case blanche f7 · Pion noir sur case noire g7 · Pion noir sur case blanche h7 · Pion noir sur case blanche e6 · Pion noir sur case blanche d5 · Pion blanc sur case noire e5 · Fou noir sur case noire b4 · Pion blanc sur case noire d4 · Cavalier blanc sur case noire c3 · Fou blanc sur case blanche d3 · Cavalier blanc sur case blanche f3 · Pion blanc sur case blanche a2 · Pion blanc sur case noire b2 · Pion blanc sur case blanche c2 · Pion blanc sur case noire f2 · Pion blanc sur case blanche g2 · Pion blanc sur case noire h2 · Tour blanche sur case noire a1 · Fou blanc sur case noire c1 · Dame blanche sur case blanche d1 · Roi blanc sur case noire e1 · Tour blanche sur case blanche h1 | Tour noire sur case blanche a8 · Cavalier noir sur case noire b8 · Fou noir sur case blanche c8 · Dame noire sur case noire d8 · Tour noire sur case noire f8 · Roi noir sur case blanche g8 · Pion noir sur case noire a7 · Pion noir sur case blanche b7 · Pion noir sur case noire c7 · Cavalier noir sur case blanche d7 · Pion noir sur case blanche f7 · Pion noir sur case noire g7 · Pion noir sur case blanche h7 · Pion noir sur case blanche e6 · Pion noir sur case blanche d5 · Pion blanc sur case noire e5 · Fou noir sur case noire b4 · Pion blanc sur case noire d4 · Cavalier blanc sur case noire c3 · Fou blanc sur case blanche d3 · Cavalier blanc sur case blanche f3 · Pion blanc sur case blanche a2 · Pion blanc sur case noire b2 · Pion blanc sur case blanche c2 · Pion blanc sur case noire f2 · Pion blanc sur case blanche g2 · Pion blanc sur case noire h2 · Tour blanche sur case noire a1 · Fou blanc sur case noire c1 · Dame blanche sur case blanche d1 · Roi blanc sur case noire e1 · Tour blanche sur case blanche h1 | 4 |
| 3 | Tour noire sur case blanche a8 · Cavalier noir sur case noire b8 · Fou noir sur case blanche c8 · Dame noire sur case noire d8 · Tour noire sur case noire f8 · Roi noir sur case blanche g8 · Pion noir sur case noire a7 · Pion noir sur case blanche b7 · Pion noir sur case noire c7 · Cavalier noir sur case blanche d7 · Pion noir sur case blanche f7 · Pion noir sur case noire g7 · Pion noir sur case blanche h7 · Pion noir sur case blanche e6 · Pion noir sur case blanche d5 · Pion blanc sur case noire e5 · Fou noir sur case noire b4 · Pion blanc sur case noire d4 · Cavalier blanc sur case noire c3 · Fou blanc sur case blanche d3 · Cavalier blanc sur case blanche f3 · Pion blanc sur case blanche a2 · Pion blanc sur case noire b2 · Pion blanc sur case blanche c2 · Pion blanc sur case noire f2 · Pion blanc sur case blanche g2 · Pion blanc sur case noire h2 · Tour blanche sur case noire a1 · Fou blanc sur case noire c1 · Dame blanche sur case blanche d1 · Roi blanc sur case noire e1 · Tour blanche sur case blanche h1 | Tour noire sur case blanche a8 · Cavalier noir sur case noire b8 · Fou noir sur case blanche c8 · Dame noire sur case noire d8 · Tour noire sur case noire f8 · Roi noir sur case blanche g8 · Pion noir sur case noire a7 · Pion noir sur case blanche b7 · Pion noir sur case noire c7 · Cavalier noir sur case blanche d7 · Pion noir sur case blanche f7 · Pion noir sur case noire g7 · Pion noir sur case blanche h7 · Pion noir sur case blanche e6 · Pion noir sur case blanche d5 · Pion blanc sur case noire e5 · Fou noir sur case noire b4 · Pion blanc sur case noire d4 · Cavalier blanc sur case noire c3 · Fou blanc sur case blanche d3 · Cavalier blanc sur case blanche f3 · Pion blanc sur case blanche a2 · Pion blanc sur case noire b2 · Pion blanc sur case blanche c2 · Pion blanc sur case noire f2 · Pion blanc sur case blanche g2 · Pion blanc sur case noire h2 · Tour blanche sur case noire a1 · Fou blanc sur case noire c1 · Dame blanche sur case blanche d1 · Roi blanc sur case noire e1 · Tour blanche sur case blanche h1 | Tour noire sur case blanche a8 · Cavalier noir sur case noire b8 · Fou noir sur case blanche c8 · Dame noire sur case noire d8 · Tour noire sur case noire f8 · Roi noir sur case blanche g8 · Pion noir sur case noire a7 · Pion noir sur case blanche b7 · Pion noir sur case noire c7 · Cavalier noir sur case blanche d7 · Pion noir sur case blanche f7 · Pion noir sur case noire g7 · Pion noir sur case blanche h7 · Pion noir sur case blanche e6 · Pion noir sur case blanche d5 · Pion blanc sur case noire e5 · Fou noir sur case noire b4 · Pion blanc sur case noire d4 · Cavalier blanc sur case noire c3 · Fou blanc sur case blanche d3 · Cavalier blanc sur case blanche f3 · Pion blanc sur case blanche a2 · Pion blanc sur case noire b2 · Pion blanc sur case blanche c2 · Pion blanc sur case noire f2 · Pion blanc sur case blanche g2 · Pion blanc sur case noire h2 · Tour blanche sur case noire a1 · Fou blanc sur case noire c1 · Dame blanche sur case blanche d1 · Roi blanc sur case noire e1 · Tour blanche sur case blanche h1 | Tour noire sur case blanche a8 · Cavalier noir sur case noire b8 · Fou noir sur case blanche c8 · Dame noire sur case noire d8 · Tour noire sur case noire f8 · Roi noir sur case blanche g8 · Pion noir sur case noire a7 · Pion noir sur case blanche b7 · Pion noir sur case noire c7 · Cavalier noir sur case blanche d7 · Pion noir sur case blanche f7 · Pion noir sur case noire g7 · Pion noir sur case blanche h7 · Pion noir sur case blanche e6 · Pion noir sur case blanche d5 · Pion blanc sur case noire e5 · Fou noir sur case noire b4 · Pion blanc sur case noire d4 · Cavalier blanc sur case noire c3 · Fou blanc sur case blanche d3 · Cavalier blanc sur case blanche f3 · Pion blanc sur case blanche a2 · Pion blanc sur case noire b2 · Pion blanc sur case blanche c2 · Pion blanc sur case noire f2 · Pion blanc sur case blanche g2 · Pion blanc sur case noire h2 · Tour blanche sur case noire a1 · Fou blanc sur case noire c1 · Dame blanche sur case blanche d1 · Roi blanc sur case noire e1 · Tour blanche sur case blanche h1 | Tour noire sur case blanche a8 · Cavalier noir sur case noire b8 · Fou noir sur case blanche c8 · Dame noire sur case noire d8 · Tour noire sur case noire f8 · Roi noir sur case blanche g8 · Pion noir sur case noire a7 · Pion noir sur case blanche b7 · Pion noir sur case noire c7 · Cavalier noir sur case blanche d7 · Pion noir sur case blanche f7 · Pion noir sur case noire g7 · Pion noir sur case blanche h7 · Pion noir sur case blanche e6 · Pion noir sur case blanche d5 · Pion blanc sur case noire e5 · Fou noir sur case noire b4 · Pion blanc sur case noire d4 · Cavalier blanc sur case noire c3 · Fou blanc sur case blanche d3 · Cavalier blanc sur case blanche f3 · Pion blanc sur case blanche a2 · Pion blanc sur case noire b2 · Pion blanc sur case blanche c2 · Pion blanc sur case noire f2 · Pion blanc sur case blanche g2 · Pion blanc sur case noire h2 · Tour blanche sur case noire a1 · Fou blanc sur case noire c1 · Dame blanche sur case blanche d1 · Roi blanc sur case noire e1 · Tour blanche sur case blanche h1 | Tour noire sur case blanche a8 · Cavalier noir sur case noire b8 · Fou noir sur case blanche c8 · Dame noire sur case noire d8 · Tour noire sur case noire f8 · Roi noir sur case blanche g8 · Pion noir sur case noire a7 · Pion noir sur case blanche b7 · Pion noir sur case noire c7 · Cavalier noir sur case blanche d7 · Pion noir sur case blanche f7 · Pion noir sur case noire g7 · Pion noir sur case blanche h7 · Pion noir sur case blanche e6 · Pion noir sur case blanche d5 · Pion blanc sur case noire e5 · Fou noir sur case noire b4 · Pion blanc sur case noire d4 · Cavalier blanc sur case noire c3 · Fou blanc sur case blanche d3 · Cavalier blanc sur case blanche f3 · Pion blanc sur case blanche a2 · Pion blanc sur case noire b2 · Pion blanc sur case blanche c2 · Pion blanc sur case noire f2 · Pion blanc sur case blanche g2 · Pion blanc sur case noire h2 · Tour blanche sur case noire a1 · Fou blanc sur case noire c1 · Dame blanche sur case blanche d1 · Roi blanc sur case noire e1 · Tour blanche sur case blanche h1 | Tour noire sur case blanche a8 · Cavalier noir sur case noire b8 · Fou noir sur case blanche c8 · Dame noire sur case noire d8 · Tour noire sur case noire f8 · Roi noir sur case blanche g8 · Pion noir sur case noire a7 · Pion noir sur case blanche b7 · Pion noir sur case noire c7 · Cavalier noir sur case blanche d7 · Pion noir sur case blanche f7 · Pion noir sur case noire g7 · Pion noir sur case blanche h7 · Pion noir sur case blanche e6 · Pion noir sur case blanche d5 · Pion blanc sur case noire e5 · Fou noir sur case noire b4 · Pion blanc sur case noire d4 · Cavalier blanc sur case noire c3 · Fou blanc sur case blanche d3 · Cavalier blanc sur case blanche f3 · Pion blanc sur case blanche a2 · Pion blanc sur case noire b2 · Pion blanc sur case blanche c2 · Pion blanc sur case noire f2 · Pion blanc sur case blanche g2 · Pion blanc sur case noire h2 · Tour blanche sur case noire a1 · Fou blanc sur case noire c1 · Dame blanche sur case blanche d1 · Roi blanc sur case noire e1 · Tour blanche sur case blanche h1 | Tour noire sur case blanche a8 · Cavalier noir sur case noire b8 · Fou noir sur case blanche c8 · Dame noire sur case noire d8 · Tour noire sur case noire f8 · Roi noir sur case blanche g8 · Pion noir sur case noire a7 · Pion noir sur case blanche b7 · Pion noir sur case noire c7 · Cavalier noir sur case blanche d7 · Pion noir sur case blanche f7 · Pion noir sur case noire g7 · Pion noir sur case blanche h7 · Pion noir sur case blanche e6 · Pion noir sur case blanche d5 · Pion blanc sur case noire e5 · Fou noir sur case noire b4 · Pion blanc sur case noire d4 · Cavalier blanc sur case noire c3 · Fou blanc sur case blanche d3 · Cavalier blanc sur case blanche f3 · Pion blanc sur case blanche a2 · Pion blanc sur case noire b2 · Pion blanc sur case blanche c2 · Pion blanc sur case noire f2 · Pion blanc sur case blanche g2 · Pion blanc sur case noire h2 · Tour blanche sur case noire a1 · Fou blanc sur case noire c1 · Dame blanche sur case blanche d1 · Roi blanc sur case noire e1 · Tour blanche sur case blanche h1 | 3 |
| 2 | Tour noire sur case blanche a8 · Cavalier noir sur case noire b8 · Fou noir sur case blanche c8 · Dame noire sur case noire d8 · Tour noire sur case noire f8 · Roi noir sur case blanche g8 · Pion noir sur case noire a7 · Pion noir sur case blanche b7 · Pion noir sur case noire c7 · Cavalier noir sur case blanche d7 · Pion noir sur case blanche f7 · Pion noir sur case noire g7 · Pion noir sur case blanche h7 · Pion noir sur case blanche e6 · Pion noir sur case blanche d5 · Pion blanc sur case noire e5 · Fou noir sur case noire b4 · Pion blanc sur case noire d4 · Cavalier blanc sur case noire c3 · Fou blanc sur case blanche d3 · Cavalier blanc sur case blanche f3 · Pion blanc sur case blanche a2 · Pion blanc sur case noire b2 · Pion blanc sur case blanche c2 · Pion blanc sur case noire f2 · Pion blanc sur case blanche g2 · Pion blanc sur case noire h2 · Tour blanche sur case noire a1 · Fou blanc sur case noire c1 · Dame blanche sur case blanche d1 · Roi blanc sur case noire e1 · Tour blanche sur case blanche h1 | Tour noire sur case blanche a8 · Cavalier noir sur case noire b8 · Fou noir sur case blanche c8 · Dame noire sur case noire d8 · Tour noire sur case noire f8 · Roi noir sur case blanche g8 · Pion noir sur case noire a7 · Pion noir sur case blanche b7 · Pion noir sur case noire c7 · Cavalier noir sur case blanche d7 · Pion noir sur case blanche f7 · Pion noir sur case noire g7 · Pion noir sur case blanche h7 · Pion noir sur case blanche e6 · Pion noir sur case blanche d5 · Pion blanc sur case noire e5 · Fou noir sur case noire b4 · Pion blanc sur case noire d4 · Cavalier blanc sur case noire c3 · Fou blanc sur case blanche d3 · Cavalier blanc sur case blanche f3 · Pion blanc sur case blanche a2 · Pion blanc sur case noire b2 · Pion blanc sur case blanche c2 · Pion blanc sur case noire f2 · Pion blanc sur case blanche g2 · Pion blanc sur case noire h2 · Tour blanche sur case noire a1 · Fou blanc sur case noire c1 · Dame blanche sur case blanche d1 · Roi blanc sur case noire e1 · Tour blanche sur case blanche h1 | Tour noire sur case blanche a8 · Cavalier noir sur case noire b8 · Fou noir sur case blanche c8 · Dame noire sur case noire d8 · Tour noire sur case noire f8 · Roi noir sur case blanche g8 · Pion noir sur case noire a7 · Pion noir sur case blanche b7 · Pion noir sur case noire c7 · Cavalier noir sur case blanche d7 · Pion noir sur case blanche f7 · Pion noir sur case noire g7 · Pion noir sur case blanche h7 · Pion noir sur case blanche e6 · Pion noir sur case blanche d5 · Pion blanc sur case noire e5 · Fou noir sur case noire b4 · Pion blanc sur case noire d4 · Cavalier blanc sur case noire c3 · Fou blanc sur case blanche d3 · Cavalier blanc sur case blanche f3 · Pion blanc sur case blanche a2 · Pion blanc sur case noire b2 · Pion blanc sur case blanche c2 · Pion blanc sur case noire f2 · Pion blanc sur case blanche g2 · Pion blanc sur case noire h2 · Tour blanche sur case noire a1 · Fou blanc sur case noire c1 · Dame blanche sur case blanche d1 · Roi blanc sur case noire e1 · Tour blanche sur case blanche h1 | Tour noire sur case blanche a8 · Cavalier noir sur case noire b8 · Fou noir sur case blanche c8 · Dame noire sur case noire d8 · Tour noire sur case noire f8 · Roi noir sur case blanche g8 · Pion noir sur case noire a7 · Pion noir sur case blanche b7 · Pion noir sur case noire c7 · Cavalier noir sur case blanche d7 · Pion noir sur case blanche f7 · Pion noir sur case noire g7 · Pion noir sur case blanche h7 · Pion noir sur case blanche e6 · Pion noir sur case blanche d5 · Pion blanc sur case noire e5 · Fou noir sur case noire b4 · Pion blanc sur case noire d4 · Cavalier blanc sur case noire c3 · Fou blanc sur case blanche d3 · Cavalier blanc sur case blanche f3 · Pion blanc sur case blanche a2 · Pion blanc sur case noire b2 · Pion blanc sur case blanche c2 · Pion blanc sur case noire f2 · Pion blanc sur case blanche g2 · Pion blanc sur case noire h2 · Tour blanche sur case noire a1 · Fou blanc sur case noire c1 · Dame blanche sur case blanche d1 · Roi blanc sur case noire e1 · Tour blanche sur case blanche h1 | Tour noire sur case blanche a8 · Cavalier noir sur case noire b8 · Fou noir sur case blanche c8 · Dame noire sur case noire d8 · Tour noire sur case noire f8 · Roi noir sur case blanche g8 · Pion noir sur case noire a7 · Pion noir sur case blanche b7 · Pion noir sur case noire c7 · Cavalier noir sur case blanche d7 · Pion noir sur case blanche f7 · Pion noir sur case noire g7 · Pion noir sur case blanche h7 · Pion noir sur case blanche e6 · Pion noir sur case blanche d5 · Pion blanc sur case noire e5 · Fou noir sur case noire b4 · Pion blanc sur case noire d4 · Cavalier blanc sur case noire c3 · Fou blanc sur case blanche d3 · Cavalier blanc sur case blanche f3 · Pion blanc sur case blanche a2 · Pion blanc sur case noire b2 · Pion blanc sur case blanche c2 · Pion blanc sur case noire f2 · Pion blanc sur case blanche g2 · Pion blanc sur case noire h2 · Tour blanche sur case noire a1 · Fou blanc sur case noire c1 · Dame blanche sur case blanche d1 · Roi blanc sur case noire e1 · Tour blanche sur case blanche h1 | Tour noire sur case blanche a8 · Cavalier noir sur case noire b8 · Fou noir sur case blanche c8 · Dame noire sur case noire d8 · Tour noire sur case noire f8 · Roi noir sur case blanche g8 · Pion noir sur case noire a7 · Pion noir sur case blanche b7 · Pion noir sur case noire c7 · Cavalier noir sur case blanche d7 · Pion noir sur case blanche f7 · Pion noir sur case noire g7 · Pion noir sur case blanche h7 · Pion noir sur case blanche e6 · Pion noir sur case blanche d5 · Pion blanc sur case noire e5 · Fou noir sur case noire b4 · Pion blanc sur case noire d4 · Cavalier blanc sur case noire c3 · Fou blanc sur case blanche d3 · Cavalier blanc sur case blanche f3 · Pion blanc sur case blanche a2 · Pion blanc sur case noire b2 · Pion blanc sur case blanche c2 · Pion blanc sur case noire f2 · Pion blanc sur case blanche g2 · Pion blanc sur case noire h2 · Tour blanche sur case noire a1 · Fou blanc sur case noire c1 · Dame blanche sur case blanche d1 · Roi blanc sur case noire e1 · Tour blanche sur case blanche h1 | Tour noire sur case blanche a8 · Cavalier noir sur case noire b8 · Fou noir sur case blanche c8 · Dame noire sur case noire d8 · Tour noire sur case noire f8 · Roi noir sur case blanche g8 · Pion noir sur case noire a7 · Pion noir sur case blanche b7 · Pion noir sur case noire c7 · Cavalier noir sur case blanche d7 · Pion noir sur case blanche f7 · Pion noir sur case noire g7 · Pion noir sur case blanche h7 · Pion noir sur case blanche e6 · Pion noir sur case blanche d5 · Pion blanc sur case noire e5 · Fou noir sur case noire b4 · Pion blanc sur case noire d4 · Cavalier blanc sur case noire c3 · Fou blanc sur case blanche d3 · Cavalier blanc sur case blanche f3 · Pion blanc sur case blanche a2 · Pion blanc sur case noire b2 · Pion blanc sur case blanche c2 · Pion blanc sur case noire f2 · Pion blanc sur case blanche g2 · Pion blanc sur case noire h2 · Tour blanche sur case noire a1 · Fou blanc sur case noire c1 · Dame blanche sur case blanche d1 · Roi blanc sur case noire e1 · Tour blanche sur case blanche h1 | Tour noire sur case blanche a8 · Cavalier noir sur case noire b8 · Fou noir sur case blanche c8 · Dame noire sur case noire d8 · Tour noire sur case noire f8 · Roi noir sur case blanche g8 · Pion noir sur case noire a7 · Pion noir sur case blanche b7 · Pion noir sur case noire c7 · Cavalier noir sur case blanche d7 · Pion noir sur case blanche f7 · Pion noir sur case noire g7 · Pion noir sur case blanche h7 · Pion noir sur case blanche e6 · Pion noir sur case blanche d5 · Pion blanc sur case noire e5 · Fou noir sur case noire b4 · Pion blanc sur case noire d4 · Cavalier blanc sur case noire c3 · Fou blanc sur case blanche d3 · Cavalier blanc sur case blanche f3 · Pion blanc sur case blanche a2 · Pion blanc sur case noire b2 · Pion blanc sur case blanche c2 · Pion blanc sur case noire f2 · Pion blanc sur case blanche g2 · Pion blanc sur case noire h2 · Tour blanche sur case noire a1 · Fou blanc sur case noire c1 · Dame blanche sur case blanche d1 · Roi blanc sur case noire e1 · Tour blanche sur case blanche h1 | 2 |
| 1 | Tour noire sur case blanche a8 · Cavalier noir sur case noire b8 · Fou noir sur case blanche c8 · Dame noire sur case noire d8 · Tour noire sur case noire f8 · Roi noir sur case blanche g8 · Pion noir sur case noire a7 · Pion noir sur case blanche b7 · Pion noir sur case noire c7 · Cavalier noir sur case blanche d7 · Pion noir sur case blanche f7 · Pion noir sur case noire g7 · Pion noir sur case blanche h7 · Pion noir sur case blanche e6 · Pion noir sur case blanche d5 · Pion blanc sur case noire e5 · Fou noir sur case noire b4 · Pion blanc sur case noire d4 · Cavalier blanc sur case noire c3 · Fou blanc sur case blanche d3 · Cavalier blanc sur case blanche f3 · Pion blanc sur case blanche a2 · Pion blanc sur case noire b2 · Pion blanc sur case blanche c2 · Pion blanc sur case noire f2 · Pion blanc sur case blanche g2 · Pion blanc sur case noire h2 · Tour blanche sur case noire a1 · Fou blanc sur case noire c1 · Dame blanche sur case blanche d1 · Roi blanc sur case noire e1 · Tour blanche sur case blanche h1 | Tour noire sur case blanche a8 · Cavalier noir sur case noire b8 · Fou noir sur case blanche c8 · Dame noire sur case noire d8 · Tour noire sur case noire f8 · Roi noir sur case blanche g8 · Pion noir sur case noire a7 · Pion noir sur case blanche b7 · Pion noir sur case noire c7 · Cavalier noir sur case blanche d7 · Pion noir sur case blanche f7 · Pion noir sur case noire g7 · Pion noir sur case blanche h7 · Pion noir sur case blanche e6 · Pion noir sur case blanche d5 · Pion blanc sur case noire e5 · Fou noir sur case noire b4 · Pion blanc sur case noire d4 · Cavalier blanc sur case noire c3 · Fou blanc sur case blanche d3 · Cavalier blanc sur case blanche f3 · Pion blanc sur case blanche a2 · Pion blanc sur case noire b2 · Pion blanc sur case blanche c2 · Pion blanc sur case noire f2 · Pion blanc sur case blanche g2 · Pion blanc sur case noire h2 · Tour blanche sur case noire a1 · Fou blanc sur case noire c1 · Dame blanche sur case blanche d1 · Roi blanc sur case noire e1 · Tour blanche sur case blanche h1 | Tour noire sur case blanche a8 · Cavalier noir sur case noire b8 · Fou noir sur case blanche c8 · Dame noire sur case noire d8 · Tour noire sur case noire f8 · Roi noir sur case blanche g8 · Pion noir sur case noire a7 · Pion noir sur case blanche b7 · Pion noir sur case noire c7 · Cavalier noir sur case blanche d7 · Pion noir sur case blanche f7 · Pion noir sur case noire g7 · Pion noir sur case blanche h7 · Pion noir sur case blanche e6 · Pion noir sur case blanche d5 · Pion blanc sur case noire e5 · Fou noir sur case noire b4 · Pion blanc sur case noire d4 · Cavalier blanc sur case noire c3 · Fou blanc sur case blanche d3 · Cavalier blanc sur case blanche f3 · Pion blanc sur case blanche a2 · Pion blanc sur case noire b2 · Pion blanc sur case blanche c2 · Pion blanc sur case noire f2 · Pion blanc sur case blanche g2 · Pion blanc sur case noire h2 · Tour blanche sur case noire a1 · Fou blanc sur case noire c1 · Dame blanche sur case blanche d1 · Roi blanc sur case noire e1 · Tour blanche sur case blanche h1 | Tour noire sur case blanche a8 · Cavalier noir sur case noire b8 · Fou noir sur case blanche c8 · Dame noire sur case noire d8 · Tour noire sur case noire f8 · Roi noir sur case blanche g8 · Pion noir sur case noire a7 · Pion noir sur case blanche b7 · Pion noir sur case noire c7 · Cavalier noir sur case blanche d7 · Pion noir sur case blanche f7 · Pion noir sur case noire g7 · Pion noir sur case blanche h7 · Pion noir sur case blanche e6 · Pion noir sur case blanche d5 · Pion blanc sur case noire e5 · Fou noir sur case noire b4 · Pion blanc sur case noire d4 · Cavalier blanc sur case noire c3 · Fou blanc sur case blanche d3 · Cavalier blanc sur case blanche f3 · Pion blanc sur case blanche a2 · Pion blanc sur case noire b2 · Pion blanc sur case blanche c2 · Pion blanc sur case noire f2 · Pion blanc sur case blanche g2 · Pion blanc sur case noire h2 · Tour blanche sur case noire a1 · Fou blanc sur case noire c1 · Dame blanche sur case blanche d1 · Roi blanc sur case noire e1 · Tour blanche sur case blanche h1 | Tour noire sur case blanche a8 · Cavalier noir sur case noire b8 · Fou noir sur case blanche c8 · Dame noire sur case noire d8 · Tour noire sur case noire f8 · Roi noir sur case blanche g8 · Pion noir sur case noire a7 · Pion noir sur case blanche b7 · Pion noir sur case noire c7 · Cavalier noir sur case blanche d7 · Pion noir sur case blanche f7 · Pion noir sur case noire g7 · Pion noir sur case blanche h7 · Pion noir sur case blanche e6 · Pion noir sur case blanche d5 · Pion blanc sur case noire e5 · Fou noir sur case noire b4 · Pion blanc sur case noire d4 · Cavalier blanc sur case noire c3 · Fou blanc sur case blanche d3 · Cavalier blanc sur case blanche f3 · Pion blanc sur case blanche a2 · Pion blanc sur case noire b2 · Pion blanc sur case blanche c2 · Pion blanc sur case noire f2 · Pion blanc sur case blanche g2 · Pion blanc sur case noire h2 · Tour blanche sur case noire a1 · Fou blanc sur case noire c1 · Dame blanche sur case blanche d1 · Roi blanc sur case noire e1 · Tour blanche sur case blanche h1 | Tour noire sur case blanche a8 · Cavalier noir sur case noire b8 · Fou noir sur case blanche c8 · Dame noire sur case noire d8 · Tour noire sur case noire f8 · Roi noir sur case blanche g8 · Pion noir sur case noire a7 · Pion noir sur case blanche b7 · Pion noir sur case noire c7 · Cavalier noir sur case blanche d7 · Pion noir sur case blanche f7 · Pion noir sur case noire g7 · Pion noir sur case blanche h7 · Pion noir sur case blanche e6 · Pion noir sur case blanche d5 · Pion blanc sur case noire e5 · Fou noir sur case noire b4 · Pion blanc sur case noire d4 · Cavalier blanc sur case noire c3 · Fou blanc sur case blanche d3 · Cavalier blanc sur case blanche f3 · Pion blanc sur case blanche a2 · Pion blanc sur case noire b2 · Pion blanc sur case blanche c2 · Pion blanc sur case noire f2 · Pion blanc sur case blanche g2 · Pion blanc sur case noire h2 · Tour blanche sur case noire a1 · Fou blanc sur case noire c1 · Dame blanche sur case blanche d1 · Roi blanc sur case noire e1 · Tour blanche sur case blanche h1 | Tour noire sur case blanche a8 · Cavalier noir sur case noire b8 · Fou noir sur case blanche c8 · Dame noire sur case noire d8 · Tour noire sur case noire f8 · Roi noir sur case blanche g8 · Pion noir sur case noire a7 · Pion noir sur case blanche b7 · Pion noir sur case noire c7 · Cavalier noir sur case blanche d7 · Pion noir sur case blanche f7 · Pion noir sur case noire g7 · Pion noir sur case blanche h7 · Pion noir sur case blanche e6 · Pion noir sur case blanche d5 · Pion blanc sur case noire e5 · Fou noir sur case noire b4 · Pion blanc sur case noire d4 · Cavalier blanc sur case noire c3 · Fou blanc sur case blanche d3 · Cavalier blanc sur case blanche f3 · Pion blanc sur case blanche a2 · Pion blanc sur case noire b2 · Pion blanc sur case blanche c2 · Pion blanc sur case noire f2 · Pion blanc sur case blanche g2 · Pion blanc sur case noire h2 · Tour blanche sur case noire a1 · Fou blanc sur case noire c1 · Dame blanche sur case blanche d1 · Roi blanc sur case noire e1 · Tour blanche sur case blanche h1 | Tour noire sur case blanche a8 · Cavalier noir sur case noire b8 · Fou noir sur case blanche c8 · Dame noire sur case noire d8 · Tour noire sur case noire f8 · Roi noir sur case blanche g8 · Pion noir sur case noire a7 · Pion noir sur case blanche b7 · Pion noir sur case noire c7 · Cavalier noir sur case blanche d7 · Pion noir sur case blanche f7 · Pion noir sur case noire g7 · Pion noir sur case blanche h7 · Pion noir sur case blanche e6 · Pion noir sur case blanche d5 · Pion blanc sur case noire e5 · Fou noir sur case noire b4 · Pion blanc sur case noire d4 · Cavalier blanc sur case noire c3 · Fou blanc sur case blanche d3 · Cavalier blanc sur case blanche f3 · Pion blanc sur case blanche a2 · Pion blanc sur case noire b2 · Pion blanc sur case blanche c2 · Pion blanc sur case noire f2 · Pion blanc sur case blanche g2 · Pion blanc sur case noire h2 · Tour blanche sur case noire a1 · Fou blanc sur case noire c1 · Dame blanche sur case blanche d1 · Roi blanc sur case noire e1 · Tour blanche sur case blanche h1 | 1 |
|   | a | b | c | d | e | f | g | h |   |

|   | a | b | c | d | e | f | g | h |   |
| 8 | Tour noire sur case blanche a8 · Cavalier noir sur case noire b8 · Fou noir sur case blanche c8 · Dame noire sur case noire d8 · Tour noire sur case blanche e8 · Pion noir sur case noire a7 · Pion noir sur case blanche b7 · Pion noir sur case noire c7 · Cavalier noir sur case blanche d7 · Roi noir sur case noire e7 · Dame blanche sur case noire g7 · Pion noir sur case blanche e6 · Pion noir sur case blanche d5 · Pion blanc sur case noire e5 · Cavalier blanc sur case noire g5 · Fou noir sur case noire b4 · Pion blanc sur case noire d4 · Cavalier blanc sur case noire c3 · Pion blanc sur case blanche a2 · Pion blanc sur case noire b2 · Pion blanc sur case blanche c2 · Pion blanc sur case noire f2 · Pion blanc sur case blanche g2 · Pion blanc sur case noire h2 · Tour blanche sur case noire a1 · Fou blanc sur case noire c1 · Roi blanc sur case noire e1 · Tour blanche sur case blanche h1 | Tour noire sur case blanche a8 · Cavalier noir sur case noire b8 · Fou noir sur case blanche c8 · Dame noire sur case noire d8 · Tour noire sur case blanche e8 · Pion noir sur case noire a7 · Pion noir sur case blanche b7 · Pion noir sur case noire c7 · Cavalier noir sur case blanche d7 · Roi noir sur case noire e7 · Dame blanche sur case noire g7 · Pion noir sur case blanche e6 · Pion noir sur case blanche d5 · Pion blanc sur case noire e5 · Cavalier blanc sur case noire g5 · Fou noir sur case noire b4 · Pion blanc sur case noire d4 · Cavalier blanc sur case noire c3 · Pion blanc sur case blanche a2 · Pion blanc sur case noire b2 · Pion blanc sur case blanche c2 · Pion blanc sur case noire f2 · Pion blanc sur case blanche g2 · Pion blanc sur case noire h2 · Tour blanche sur case noire a1 · Fou blanc sur case noire c1 · Roi blanc sur case noire e1 · Tour blanche sur case blanche h1 | Tour noire sur case blanche a8 · Cavalier noir sur case noire b8 · Fou noir sur case blanche c8 · Dame noire sur case noire d8 · Tour noire sur case blanche e8 · Pion noir sur case noire a7 · Pion noir sur case blanche b7 · Pion noir sur case noire c7 · Cavalier noir sur case blanche d7 · Roi noir sur case noire e7 · Dame blanche sur case noire g7 · Pion noir sur case blanche e6 · Pion noir sur case blanche d5 · Pion blanc sur case noire e5 · Cavalier blanc sur case noire g5 · Fou noir sur case noire b4 · Pion blanc sur case noire d4 · Cavalier blanc sur case noire c3 · Pion blanc sur case blanche a2 · Pion blanc sur case noire b2 · Pion blanc sur case blanche c2 · Pion blanc sur case noire f2 · Pion blanc sur case blanche g2 · Pion blanc sur case noire h2 · Tour blanche sur case noire a1 · Fou blanc sur case noire c1 · Roi blanc sur case noire e1 · Tour blanche sur case blanche h1 | Tour noire sur case blanche a8 · Cavalier noir sur case noire b8 · Fou noir sur case blanche c8 · Dame noire sur case noire d8 · Tour noire sur case blanche e8 · Pion noir sur case noire a7 · Pion noir sur case blanche b7 · Pion noir sur case noire c7 · Cavalier noir sur case blanche d7 · Roi noir sur case noire e7 · Dame blanche sur case noire g7 · Pion noir sur case blanche e6 · Pion noir sur case blanche d5 · Pion blanc sur case noire e5 · Cavalier blanc sur case noire g5 · Fou noir sur case noire b4 · Pion blanc sur case noire d4 · Cavalier blanc sur case noire c3 · Pion blanc sur case blanche a2 · Pion blanc sur case noire b2 · Pion blanc sur case blanche c2 · Pion blanc sur case noire f2 · Pion blanc sur case blanche g2 · Pion blanc sur case noire h2 · Tour blanche sur case noire a1 · Fou blanc sur case noire c1 · Roi blanc sur case noire e1 · Tour blanche sur case blanche h1 | Tour noire sur case blanche a8 · Cavalier noir sur case noire b8 · Fou noir sur case blanche c8 · Dame noire sur case noire d8 · Tour noire sur case blanche e8 · Pion noir sur case noire a7 · Pion noir sur case blanche b7 · Pion noir sur case noire c7 · Cavalier noir sur case blanche d7 · Roi noir sur case noire e7 · Dame blanche sur case noire g7 · Pion noir sur case blanche e6 · Pion noir sur case blanche d5 · Pion blanc sur case noire e5 · Cavalier blanc sur case noire g5 · Fou noir sur case noire b4 · Pion blanc sur case noire d4 · Cavalier blanc sur case noire c3 · Pion blanc sur case blanche a2 · Pion blanc sur case noire b2 · Pion blanc sur case blanche c2 · Pion blanc sur case noire f2 · Pion blanc sur case blanche g2 · Pion blanc sur case noire h2 · Tour blanche sur case noire a1 · Fou blanc sur case noire c1 · Roi blanc sur case noire e1 · Tour blanche sur case blanche h1 | Tour noire sur case blanche a8 · Cavalier noir sur case noire b8 · Fou noir sur case blanche c8 · Dame noire sur case noire d8 · Tour noire sur case blanche e8 · Pion noir sur case noire a7 · Pion noir sur case blanche b7 · Pion noir sur case noire c7 · Cavalier noir sur case blanche d7 · Roi noir sur case noire e7 · Dame blanche sur case noire g7 · Pion noir sur case blanche e6 · Pion noir sur case blanche d5 · Pion blanc sur case noire e5 · Cavalier blanc sur case noire g5 · Fou noir sur case noire b4 · Pion blanc sur case noire d4 · Cavalier blanc sur case noire c3 · Pion blanc sur case blanche a2 · Pion blanc sur case noire b2 · Pion blanc sur case blanche c2 · Pion blanc sur case noire f2 · Pion blanc sur case blanche g2 · Pion blanc sur case noire h2 · Tour blanche sur case noire a1 · Fou blanc sur case noire c1 · Roi blanc sur case noire e1 · Tour blanche sur case blanche h1 | Tour noire sur case blanche a8 · Cavalier noir sur case noire b8 · Fou noir sur case blanche c8 · Dame noire sur case noire d8 · Tour noire sur case blanche e8 · Pion noir sur case noire a7 · Pion noir sur case blanche b7 · Pion noir sur case noire c7 · Cavalier noir sur case blanche d7 · Roi noir sur case noire e7 · Dame blanche sur case noire g7 · Pion noir sur case blanche e6 · Pion noir sur case blanche d5 · Pion blanc sur case noire e5 · Cavalier blanc sur case noire g5 · Fou noir sur case noire b4 · Pion blanc sur case noire d4 · Cavalier blanc sur case noire c3 · Pion blanc sur case blanche a2 · Pion blanc sur case noire b2 · Pion blanc sur case blanche c2 · Pion blanc sur case noire f2 · Pion blanc sur case blanche g2 · Pion blanc sur case noire h2 · Tour blanche sur case noire a1 · Fou blanc sur case noire c1 · Roi blanc sur case noire e1 · Tour blanche sur case blanche h1 | Tour noire sur case blanche a8 · Cavalier noir sur case noire b8 · Fou noir sur case blanche c8 · Dame noire sur case noire d8 · Tour noire sur case blanche e8 · Pion noir sur case noire a7 · Pion noir sur case blanche b7 · Pion noir sur case noire c7 · Cavalier noir sur case blanche d7 · Roi noir sur case noire e7 · Dame blanche sur case noire g7 · Pion noir sur case blanche e6 · Pion noir sur case blanche d5 · Pion blanc sur case noire e5 · Cavalier blanc sur case noire g5 · Fou noir sur case noire b4 · Pion blanc sur case noire d4 · Cavalier blanc sur case noire c3 · Pion blanc sur case blanche a2 · Pion blanc sur case noire b2 · Pion blanc sur case blanche c2 · Pion blanc sur case noire f2 · Pion blanc sur case blanche g2 · Pion blanc sur case noire h2 · Tour blanche sur case noire a1 · Fou blanc sur case noire c1 · Roi blanc sur case noire e1 · Tour blanche sur case blanche h1 | 8 |
| 7 | Tour noire sur case blanche a8 · Cavalier noir sur case noire b8 · Fou noir sur case blanche c8 · Dame noire sur case noire d8 · Tour noire sur case blanche e8 · Pion noir sur case noire a7 · Pion noir sur case blanche b7 · Pion noir sur case noire c7 · Cavalier noir sur case blanche d7 · Roi noir sur case noire e7 · Dame blanche sur case noire g7 · Pion noir sur case blanche e6 · Pion noir sur case blanche d5 · Pion blanc sur case noire e5 · Cavalier blanc sur case noire g5 · Fou noir sur case noire b4 · Pion blanc sur case noire d4 · Cavalier blanc sur case noire c3 · Pion blanc sur case blanche a2 · Pion blanc sur case noire b2 · Pion blanc sur case blanche c2 · Pion blanc sur case noire f2 · Pion blanc sur case blanche g2 · Pion blanc sur case noire h2 · Tour blanche sur case noire a1 · Fou blanc sur case noire c1 · Roi blanc sur case noire e1 · Tour blanche sur case blanche h1 | Tour noire sur case blanche a8 · Cavalier noir sur case noire b8 · Fou noir sur case blanche c8 · Dame noire sur case noire d8 · Tour noire sur case blanche e8 · Pion noir sur case noire a7 · Pion noir sur case blanche b7 · Pion noir sur case noire c7 · Cavalier noir sur case blanche d7 · Roi noir sur case noire e7 · Dame blanche sur case noire g7 · Pion noir sur case blanche e6 · Pion noir sur case blanche d5 · Pion blanc sur case noire e5 · Cavalier blanc sur case noire g5 · Fou noir sur case noire b4 · Pion blanc sur case noire d4 · Cavalier blanc sur case noire c3 · Pion blanc sur case blanche a2 · Pion blanc sur case noire b2 · Pion blanc sur case blanche c2 · Pion blanc sur case noire f2 · Pion blanc sur case blanche g2 · Pion blanc sur case noire h2 · Tour blanche sur case noire a1 · Fou blanc sur case noire c1 · Roi blanc sur case noire e1 · Tour blanche sur case blanche h1 | Tour noire sur case blanche a8 · Cavalier noir sur case noire b8 · Fou noir sur case blanche c8 · Dame noire sur case noire d8 · Tour noire sur case blanche e8 · Pion noir sur case noire a7 · Pion noir sur case blanche b7 · Pion noir sur case noire c7 · Cavalier noir sur case blanche d7 · Roi noir sur case noire e7 · Dame blanche sur case noire g7 · Pion noir sur case blanche e6 · Pion noir sur case blanche d5 · Pion blanc sur case noire e5 · Cavalier blanc sur case noire g5 · Fou noir sur case noire b4 · Pion blanc sur case noire d4 · Cavalier blanc sur case noire c3 · Pion blanc sur case blanche a2 · Pion blanc sur case noire b2 · Pion blanc sur case blanche c2 · Pion blanc sur case noire f2 · Pion blanc sur case blanche g2 · Pion blanc sur case noire h2 · Tour blanche sur case noire a1 · Fou blanc sur case noire c1 · Roi blanc sur case noire e1 · Tour blanche sur case blanche h1 | Tour noire sur case blanche a8 · Cavalier noir sur case noire b8 · Fou noir sur case blanche c8 · Dame noire sur case noire d8 · Tour noire sur case blanche e8 · Pion noir sur case noire a7 · Pion noir sur case blanche b7 · Pion noir sur case noire c7 · Cavalier noir sur case blanche d7 · Roi noir sur case noire e7 · Dame blanche sur case noire g7 · Pion noir sur case blanche e6 · Pion noir sur case blanche d5 · Pion blanc sur case noire e5 · Cavalier blanc sur case noire g5 · Fou noir sur case noire b4 · Pion blanc sur case noire d4 · Cavalier blanc sur case noire c3 · Pion blanc sur case blanche a2 · Pion blanc sur case noire b2 · Pion blanc sur case blanche c2 · Pion blanc sur case noire f2 · Pion blanc sur case blanche g2 · Pion blanc sur case noire h2 · Tour blanche sur case noire a1 · Fou blanc sur case noire c1 · Roi blanc sur case noire e1 · Tour blanche sur case blanche h1 | Tour noire sur case blanche a8 · Cavalier noir sur case noire b8 · Fou noir sur case blanche c8 · Dame noire sur case noire d8 · Tour noire sur case blanche e8 · Pion noir sur case noire a7 · Pion noir sur case blanche b7 · Pion noir sur case noire c7 · Cavalier noir sur case blanche d7 · Roi noir sur case noire e7 · Dame blanche sur case noire g7 · Pion noir sur case blanche e6 · Pion noir sur case blanche d5 · Pion blanc sur case noire e5 · Cavalier blanc sur case noire g5 · Fou noir sur case noire b4 · Pion blanc sur case noire d4 · Cavalier blanc sur case noire c3 · Pion blanc sur case blanche a2 · Pion blanc sur case noire b2 · Pion blanc sur case blanche c2 · Pion blanc sur case noire f2 · Pion blanc sur case blanche g2 · Pion blanc sur case noire h2 · Tour blanche sur case noire a1 · Fou blanc sur case noire c1 · Roi blanc sur case noire e1 · Tour blanche sur case blanche h1 | Tour noire sur case blanche a8 · Cavalier noir sur case noire b8 · Fou noir sur case blanche c8 · Dame noire sur case noire d8 · Tour noire sur case blanche e8 · Pion noir sur case noire a7 · Pion noir sur case blanche b7 · Pion noir sur case noire c7 · Cavalier noir sur case blanche d7 · Roi noir sur case noire e7 · Dame blanche sur case noire g7 · Pion noir sur case blanche e6 · Pion noir sur case blanche d5 · Pion blanc sur case noire e5 · Cavalier blanc sur case noire g5 · Fou noir sur case noire b4 · Pion blanc sur case noire d4 · Cavalier blanc sur case noire c3 · Pion blanc sur case blanche a2 · Pion blanc sur case noire b2 · Pion blanc sur case blanche c2 · Pion blanc sur case noire f2 · Pion blanc sur case blanche g2 · Pion blanc sur case noire h2 · Tour blanche sur case noire a1 · Fou blanc sur case noire c1 · Roi blanc sur case noire e1 · Tour blanche sur case blanche h1 | Tour noire sur case blanche a8 · Cavalier noir sur case noire b8 · Fou noir sur case blanche c8 · Dame noire sur case noire d8 · Tour noire sur case blanche e8 · Pion noir sur case noire a7 · Pion noir sur case blanche b7 · Pion noir sur case noire c7 · Cavalier noir sur case blanche d7 · Roi noir sur case noire e7 · Dame blanche sur case noire g7 · Pion noir sur case blanche e6 · Pion noir sur case blanche d5 · Pion blanc sur case noire e5 · Cavalier blanc sur case noire g5 · Fou noir sur case noire b4 · Pion blanc sur case noire d4 · Cavalier blanc sur case noire c3 · Pion blanc sur case blanche a2 · Pion blanc sur case noire b2 · Pion blanc sur case blanche c2 · Pion blanc sur case noire f2 · Pion blanc sur case blanche g2 · Pion blanc sur case noire h2 · Tour blanche sur case noire a1 · Fou blanc sur case noire c1 · Roi blanc sur case noire e1 · Tour blanche sur case blanche h1 | Tour noire sur case blanche a8 · Cavalier noir sur case noire b8 · Fou noir sur case blanche c8 · Dame noire sur case noire d8 · Tour noire sur case blanche e8 · Pion noir sur case noire a7 · Pion noir sur case blanche b7 · Pion noir sur case noire c7 · Cavalier noir sur case blanche d7 · Roi noir sur case noire e7 · Dame blanche sur case noire g7 · Pion noir sur case blanche e6 · Pion noir sur case blanche d5 · Pion blanc sur case noire e5 · Cavalier blanc sur case noire g5 · Fou noir sur case noire b4 · Pion blanc sur case noire d4 · Cavalier blanc sur case noire c3 · Pion blanc sur case blanche a2 · Pion blanc sur case noire b2 · Pion blanc sur case blanche c2 · Pion blanc sur case noire f2 · Pion blanc sur case blanche g2 · Pion blanc sur case noire h2 · Tour blanche sur case noire a1 · Fou blanc sur case noire c1 · Roi blanc sur case noire e1 · Tour blanche sur case blanche h1 | 7 |
| 6 | Tour noire sur case blanche a8 · Cavalier noir sur case noire b8 · Fou noir sur case blanche c8 · Dame noire sur case noire d8 · Tour noire sur case blanche e8 · Pion noir sur case noire a7 · Pion noir sur case blanche b7 · Pion noir sur case noire c7 · Cavalier noir sur case blanche d7 · Roi noir sur case noire e7 · Dame blanche sur case noire g7 · Pion noir sur case blanche e6 · Pion noir sur case blanche d5 · Pion blanc sur case noire e5 · Cavalier blanc sur case noire g5 · Fou noir sur case noire b4 · Pion blanc sur case noire d4 · Cavalier blanc sur case noire c3 · Pion blanc sur case blanche a2 · Pion blanc sur case noire b2 · Pion blanc sur case blanche c2 · Pion blanc sur case noire f2 · Pion blanc sur case blanche g2 · Pion blanc sur case noire h2 · Tour blanche sur case noire a1 · Fou blanc sur case noire c1 · Roi blanc sur case noire e1 · Tour blanche sur case blanche h1 | Tour noire sur case blanche a8 · Cavalier noir sur case noire b8 · Fou noir sur case blanche c8 · Dame noire sur case noire d8 · Tour noire sur case blanche e8 · Pion noir sur case noire a7 · Pion noir sur case blanche b7 · Pion noir sur case noire c7 · Cavalier noir sur case blanche d7 · Roi noir sur case noire e7 · Dame blanche sur case noire g7 · Pion noir sur case blanche e6 · Pion noir sur case blanche d5 · Pion blanc sur case noire e5 · Cavalier blanc sur case noire g5 · Fou noir sur case noire b4 · Pion blanc sur case noire d4 · Cavalier blanc sur case noire c3 · Pion blanc sur case blanche a2 · Pion blanc sur case noire b2 · Pion blanc sur case blanche c2 · Pion blanc sur case noire f2 · Pion blanc sur case blanche g2 · Pion blanc sur case noire h2 · Tour blanche sur case noire a1 · Fou blanc sur case noire c1 · Roi blanc sur case noire e1 · Tour blanche sur case blanche h1 | Tour noire sur case blanche a8 · Cavalier noir sur case noire b8 · Fou noir sur case blanche c8 · Dame noire sur case noire d8 · Tour noire sur case blanche e8 · Pion noir sur case noire a7 · Pion noir sur case blanche b7 · Pion noir sur case noire c7 · Cavalier noir sur case blanche d7 · Roi noir sur case noire e7 · Dame blanche sur case noire g7 · Pion noir sur case blanche e6 · Pion noir sur case blanche d5 · Pion blanc sur case noire e5 · Cavalier blanc sur case noire g5 · Fou noir sur case noire b4 · Pion blanc sur case noire d4 · Cavalier blanc sur case noire c3 · Pion blanc sur case blanche a2 · Pion blanc sur case noire b2 · Pion blanc sur case blanche c2 · Pion blanc sur case noire f2 · Pion blanc sur case blanche g2 · Pion blanc sur case noire h2 · Tour blanche sur case noire a1 · Fou blanc sur case noire c1 · Roi blanc sur case noire e1 · Tour blanche sur case blanche h1 | Tour noire sur case blanche a8 · Cavalier noir sur case noire b8 · Fou noir sur case blanche c8 · Dame noire sur case noire d8 · Tour noire sur case blanche e8 · Pion noir sur case noire a7 · Pion noir sur case blanche b7 · Pion noir sur case noire c7 · Cavalier noir sur case blanche d7 · Roi noir sur case noire e7 · Dame blanche sur case noire g7 · Pion noir sur case blanche e6 · Pion noir sur case blanche d5 · Pion blanc sur case noire e5 · Cavalier blanc sur case noire g5 · Fou noir sur case noire b4 · Pion blanc sur case noire d4 · Cavalier blanc sur case noire c3 · Pion blanc sur case blanche a2 · Pion blanc sur case noire b2 · Pion blanc sur case blanche c2 · Pion blanc sur case noire f2 · Pion blanc sur case blanche g2 · Pion blanc sur case noire h2 · Tour blanche sur case noire a1 · Fou blanc sur case noire c1 · Roi blanc sur case noire e1 · Tour blanche sur case blanche h1 | Tour noire sur case blanche a8 · Cavalier noir sur case noire b8 · Fou noir sur case blanche c8 · Dame noire sur case noire d8 · Tour noire sur case blanche e8 · Pion noir sur case noire a7 · Pion noir sur case blanche b7 · Pion noir sur case noire c7 · Cavalier noir sur case blanche d7 · Roi noir sur case noire e7 · Dame blanche sur case noire g7 · Pion noir sur case blanche e6 · Pion noir sur case blanche d5 · Pion blanc sur case noire e5 · Cavalier blanc sur case noire g5 · Fou noir sur case noire b4 · Pion blanc sur case noire d4 · Cavalier blanc sur case noire c3 · Pion blanc sur case blanche a2 · Pion blanc sur case noire b2 · Pion blanc sur case blanche c2 · Pion blanc sur case noire f2 · Pion blanc sur case blanche g2 · Pion blanc sur case noire h2 · Tour blanche sur case noire a1 · Fou blanc sur case noire c1 · Roi blanc sur case noire e1 · Tour blanche sur case blanche h1 | Tour noire sur case blanche a8 · Cavalier noir sur case noire b8 · Fou noir sur case blanche c8 · Dame noire sur case noire d8 · Tour noire sur case blanche e8 · Pion noir sur case noire a7 · Pion noir sur case blanche b7 · Pion noir sur case noire c7 · Cavalier noir sur case blanche d7 · Roi noir sur case noire e7 · Dame blanche sur case noire g7 · Pion noir sur case blanche e6 · Pion noir sur case blanche d5 · Pion blanc sur case noire e5 · Cavalier blanc sur case noire g5 · Fou noir sur case noire b4 · Pion blanc sur case noire d4 · Cavalier blanc sur case noire c3 · Pion blanc sur case blanche a2 · Pion blanc sur case noire b2 · Pion blanc sur case blanche c2 · Pion blanc sur case noire f2 · Pion blanc sur case blanche g2 · Pion blanc sur case noire h2 · Tour blanche sur case noire a1 · Fou blanc sur case noire c1 · Roi blanc sur case noire e1 · Tour blanche sur case blanche h1 | Tour noire sur case blanche a8 · Cavalier noir sur case noire b8 · Fou noir sur case blanche c8 · Dame noire sur case noire d8 · Tour noire sur case blanche e8 · Pion noir sur case noire a7 · Pion noir sur case blanche b7 · Pion noir sur case noire c7 · Cavalier noir sur case blanche d7 · Roi noir sur case noire e7 · Dame blanche sur case noire g7 · Pion noir sur case blanche e6 · Pion noir sur case blanche d5 · Pion blanc sur case noire e5 · Cavalier blanc sur case noire g5 · Fou noir sur case noire b4 · Pion blanc sur case noire d4 · Cavalier blanc sur case noire c3 · Pion blanc sur case blanche a2 · Pion blanc sur case noire b2 · Pion blanc sur case blanche c2 · Pion blanc sur case noire f2 · Pion blanc sur case blanche g2 · Pion blanc sur case noire h2 · Tour blanche sur case noire a1 · Fou blanc sur case noire c1 · Roi blanc sur case noire e1 · Tour blanche sur case blanche h1 | Tour noire sur case blanche a8 · Cavalier noir sur case noire b8 · Fou noir sur case blanche c8 · Dame noire sur case noire d8 · Tour noire sur case blanche e8 · Pion noir sur case noire a7 · Pion noir sur case blanche b7 · Pion noir sur case noire c7 · Cavalier noir sur case blanche d7 · Roi noir sur case noire e7 · Dame blanche sur case noire g7 · Pion noir sur case blanche e6 · Pion noir sur case blanche d5 · Pion blanc sur case noire e5 · Cavalier blanc sur case noire g5 · Fou noir sur case noire b4 · Pion blanc sur case noire d4 · Cavalier blanc sur case noire c3 · Pion blanc sur case blanche a2 · Pion blanc sur case noire b2 · Pion blanc sur case blanche c2 · Pion blanc sur case noire f2 · Pion blanc sur case blanche g2 · Pion blanc sur case noire h2 · Tour blanche sur case noire a1 · Fou blanc sur case noire c1 · Roi blanc sur case noire e1 · Tour blanche sur case blanche h1 | 6 |
| 5 | Tour noire sur case blanche a8 · Cavalier noir sur case noire b8 · Fou noir sur case blanche c8 · Dame noire sur case noire d8 · Tour noire sur case blanche e8 · Pion noir sur case noire a7 · Pion noir sur case blanche b7 · Pion noir sur case noire c7 · Cavalier noir sur case blanche d7 · Roi noir sur case noire e7 · Dame blanche sur case noire g7 · Pion noir sur case blanche e6 · Pion noir sur case blanche d5 · Pion blanc sur case noire e5 · Cavalier blanc sur case noire g5 · Fou noir sur case noire b4 · Pion blanc sur case noire d4 · Cavalier blanc sur case noire c3 · Pion blanc sur case blanche a2 · Pion blanc sur case noire b2 · Pion blanc sur case blanche c2 · Pion blanc sur case noire f2 · Pion blanc sur case blanche g2 · Pion blanc sur case noire h2 · Tour blanche sur case noire a1 · Fou blanc sur case noire c1 · Roi blanc sur case noire e1 · Tour blanche sur case blanche h1 | Tour noire sur case blanche a8 · Cavalier noir sur case noire b8 · Fou noir sur case blanche c8 · Dame noire sur case noire d8 · Tour noire sur case blanche e8 · Pion noir sur case noire a7 · Pion noir sur case blanche b7 · Pion noir sur case noire c7 · Cavalier noir sur case blanche d7 · Roi noir sur case noire e7 · Dame blanche sur case noire g7 · Pion noir sur case blanche e6 · Pion noir sur case blanche d5 · Pion blanc sur case noire e5 · Cavalier blanc sur case noire g5 · Fou noir sur case noire b4 · Pion blanc sur case noire d4 · Cavalier blanc sur case noire c3 · Pion blanc sur case blanche a2 · Pion blanc sur case noire b2 · Pion blanc sur case blanche c2 · Pion blanc sur case noire f2 · Pion blanc sur case blanche g2 · Pion blanc sur case noire h2 · Tour blanche sur case noire a1 · Fou blanc sur case noire c1 · Roi blanc sur case noire e1 · Tour blanche sur case blanche h1 | Tour noire sur case blanche a8 · Cavalier noir sur case noire b8 · Fou noir sur case blanche c8 · Dame noire sur case noire d8 · Tour noire sur case blanche e8 · Pion noir sur case noire a7 · Pion noir sur case blanche b7 · Pion noir sur case noire c7 · Cavalier noir sur case blanche d7 · Roi noir sur case noire e7 · Dame blanche sur case noire g7 · Pion noir sur case blanche e6 · Pion noir sur case blanche d5 · Pion blanc sur case noire e5 · Cavalier blanc sur case noire g5 · Fou noir sur case noire b4 · Pion blanc sur case noire d4 · Cavalier blanc sur case noire c3 · Pion blanc sur case blanche a2 · Pion blanc sur case noire b2 · Pion blanc sur case blanche c2 · Pion blanc sur case noire f2 · Pion blanc sur case blanche g2 · Pion blanc sur case noire h2 · Tour blanche sur case noire a1 · Fou blanc sur case noire c1 · Roi blanc sur case noire e1 · Tour blanche sur case blanche h1 | Tour noire sur case blanche a8 · Cavalier noir sur case noire b8 · Fou noir sur case blanche c8 · Dame noire sur case noire d8 · Tour noire sur case blanche e8 · Pion noir sur case noire a7 · Pion noir sur case blanche b7 · Pion noir sur case noire c7 · Cavalier noir sur case blanche d7 · Roi noir sur case noire e7 · Dame blanche sur case noire g7 · Pion noir sur case blanche e6 · Pion noir sur case blanche d5 · Pion blanc sur case noire e5 · Cavalier blanc sur case noire g5 · Fou noir sur case noire b4 · Pion blanc sur case noire d4 · Cavalier blanc sur case noire c3 · Pion blanc sur case blanche a2 · Pion blanc sur case noire b2 · Pion blanc sur case blanche c2 · Pion blanc sur case noire f2 · Pion blanc sur case blanche g2 · Pion blanc sur case noire h2 · Tour blanche sur case noire a1 · Fou blanc sur case noire c1 · Roi blanc sur case noire e1 · Tour blanche sur case blanche h1 | Tour noire sur case blanche a8 · Cavalier noir sur case noire b8 · Fou noir sur case blanche c8 · Dame noire sur case noire d8 · Tour noire sur case blanche e8 · Pion noir sur case noire a7 · Pion noir sur case blanche b7 · Pion noir sur case noire c7 · Cavalier noir sur case blanche d7 · Roi noir sur case noire e7 · Dame blanche sur case noire g7 · Pion noir sur case blanche e6 · Pion noir sur case blanche d5 · Pion blanc sur case noire e5 · Cavalier blanc sur case noire g5 · Fou noir sur case noire b4 · Pion blanc sur case noire d4 · Cavalier blanc sur case noire c3 · Pion blanc sur case blanche a2 · Pion blanc sur case noire b2 · Pion blanc sur case blanche c2 · Pion blanc sur case noire f2 · Pion blanc sur case blanche g2 · Pion blanc sur case noire h2 · Tour blanche sur case noire a1 · Fou blanc sur case noire c1 · Roi blanc sur case noire e1 · Tour blanche sur case blanche h1 | Tour noire sur case blanche a8 · Cavalier noir sur case noire b8 · Fou noir sur case blanche c8 · Dame noire sur case noire d8 · Tour noire sur case blanche e8 · Pion noir sur case noire a7 · Pion noir sur case blanche b7 · Pion noir sur case noire c7 · Cavalier noir sur case blanche d7 · Roi noir sur case noire e7 · Dame blanche sur case noire g7 · Pion noir sur case blanche e6 · Pion noir sur case blanche d5 · Pion blanc sur case noire e5 · Cavalier blanc sur case noire g5 · Fou noir sur case noire b4 · Pion blanc sur case noire d4 · Cavalier blanc sur case noire c3 · Pion blanc sur case blanche a2 · Pion blanc sur case noire b2 · Pion blanc sur case blanche c2 · Pion blanc sur case noire f2 · Pion blanc sur case blanche g2 · Pion blanc sur case noire h2 · Tour blanche sur case noire a1 · Fou blanc sur case noire c1 · Roi blanc sur case noire e1 · Tour blanche sur case blanche h1 | Tour noire sur case blanche a8 · Cavalier noir sur case noire b8 · Fou noir sur case blanche c8 · Dame noire sur case noire d8 · Tour noire sur case blanche e8 · Pion noir sur case noire a7 · Pion noir sur case blanche b7 · Pion noir sur case noire c7 · Cavalier noir sur case blanche d7 · Roi noir sur case noire e7 · Dame blanche sur case noire g7 · Pion noir sur case blanche e6 · Pion noir sur case blanche d5 · Pion blanc sur case noire e5 · Cavalier blanc sur case noire g5 · Fou noir sur case noire b4 · Pion blanc sur case noire d4 · Cavalier blanc sur case noire c3 · Pion blanc sur case blanche a2 · Pion blanc sur case noire b2 · Pion blanc sur case blanche c2 · Pion blanc sur case noire f2 · Pion blanc sur case blanche g2 · Pion blanc sur case noire h2 · Tour blanche sur case noire a1 · Fou blanc sur case noire c1 · Roi blanc sur case noire e1 · Tour blanche sur case blanche h1 | Tour noire sur case blanche a8 · Cavalier noir sur case noire b8 · Fou noir sur case blanche c8 · Dame noire sur case noire d8 · Tour noire sur case blanche e8 · Pion noir sur case noire a7 · Pion noir sur case blanche b7 · Pion noir sur case noire c7 · Cavalier noir sur case blanche d7 · Roi noir sur case noire e7 · Dame blanche sur case noire g7 · Pion noir sur case blanche e6 · Pion noir sur case blanche d5 · Pion blanc sur case noire e5 · Cavalier blanc sur case noire g5 · Fou noir sur case noire b4 · Pion blanc sur case noire d4 · Cavalier blanc sur case noire c3 · Pion blanc sur case blanche a2 · Pion blanc sur case noire b2 · Pion blanc sur case blanche c2 · Pion blanc sur case noire f2 · Pion blanc sur case blanche g2 · Pion blanc sur case noire h2 · Tour blanche sur case noire a1 · Fou blanc sur case noire c1 · Roi blanc sur case noire e1 · Tour blanche sur case blanche h1 | 5 |
| 4 | Tour noire sur case blanche a8 · Cavalier noir sur case noire b8 · Fou noir sur case blanche c8 · Dame noire sur case noire d8 · Tour noire sur case blanche e8 · Pion noir sur case noire a7 · Pion noir sur case blanche b7 · Pion noir sur case noire c7 · Cavalier noir sur case blanche d7 · Roi noir sur case noire e7 · Dame blanche sur case noire g7 · Pion noir sur case blanche e6 · Pion noir sur case blanche d5 · Pion blanc sur case noire e5 · Cavalier blanc sur case noire g5 · Fou noir sur case noire b4 · Pion blanc sur case noire d4 · Cavalier blanc sur case noire c3 · Pion blanc sur case blanche a2 · Pion blanc sur case noire b2 · Pion blanc sur case blanche c2 · Pion blanc sur case noire f2 · Pion blanc sur case blanche g2 · Pion blanc sur case noire h2 · Tour blanche sur case noire a1 · Fou blanc sur case noire c1 · Roi blanc sur case noire e1 · Tour blanche sur case blanche h1 | Tour noire sur case blanche a8 · Cavalier noir sur case noire b8 · Fou noir sur case blanche c8 · Dame noire sur case noire d8 · Tour noire sur case blanche e8 · Pion noir sur case noire a7 · Pion noir sur case blanche b7 · Pion noir sur case noire c7 · Cavalier noir sur case blanche d7 · Roi noir sur case noire e7 · Dame blanche sur case noire g7 · Pion noir sur case blanche e6 · Pion noir sur case blanche d5 · Pion blanc sur case noire e5 · Cavalier blanc sur case noire g5 · Fou noir sur case noire b4 · Pion blanc sur case noire d4 · Cavalier blanc sur case noire c3 · Pion blanc sur case blanche a2 · Pion blanc sur case noire b2 · Pion blanc sur case blanche c2 · Pion blanc sur case noire f2 · Pion blanc sur case blanche g2 · Pion blanc sur case noire h2 · Tour blanche sur case noire a1 · Fou blanc sur case noire c1 · Roi blanc sur case noire e1 · Tour blanche sur case blanche h1 | Tour noire sur case blanche a8 · Cavalier noir sur case noire b8 · Fou noir sur case blanche c8 · Dame noire sur case noire d8 · Tour noire sur case blanche e8 · Pion noir sur case noire a7 · Pion noir sur case blanche b7 · Pion noir sur case noire c7 · Cavalier noir sur case blanche d7 · Roi noir sur case noire e7 · Dame blanche sur case noire g7 · Pion noir sur case blanche e6 · Pion noir sur case blanche d5 · Pion blanc sur case noire e5 · Cavalier blanc sur case noire g5 · Fou noir sur case noire b4 · Pion blanc sur case noire d4 · Cavalier blanc sur case noire c3 · Pion blanc sur case blanche a2 · Pion blanc sur case noire b2 · Pion blanc sur case blanche c2 · Pion blanc sur case noire f2 · Pion blanc sur case blanche g2 · Pion blanc sur case noire h2 · Tour blanche sur case noire a1 · Fou blanc sur case noire c1 · Roi blanc sur case noire e1 · Tour blanche sur case blanche h1 | Tour noire sur case blanche a8 · Cavalier noir sur case noire b8 · Fou noir sur case blanche c8 · Dame noire sur case noire d8 · Tour noire sur case blanche e8 · Pion noir sur case noire a7 · Pion noir sur case blanche b7 · Pion noir sur case noire c7 · Cavalier noir sur case blanche d7 · Roi noir sur case noire e7 · Dame blanche sur case noire g7 · Pion noir sur case blanche e6 · Pion noir sur case blanche d5 · Pion blanc sur case noire e5 · Cavalier blanc sur case noire g5 · Fou noir sur case noire b4 · Pion blanc sur case noire d4 · Cavalier blanc sur case noire c3 · Pion blanc sur case blanche a2 · Pion blanc sur case noire b2 · Pion blanc sur case blanche c2 · Pion blanc sur case noire f2 · Pion blanc sur case blanche g2 · Pion blanc sur case noire h2 · Tour blanche sur case noire a1 · Fou blanc sur case noire c1 · Roi blanc sur case noire e1 · Tour blanche sur case blanche h1 | Tour noire sur case blanche a8 · Cavalier noir sur case noire b8 · Fou noir sur case blanche c8 · Dame noire sur case noire d8 · Tour noire sur case blanche e8 · Pion noir sur case noire a7 · Pion noir sur case blanche b7 · Pion noir sur case noire c7 · Cavalier noir sur case blanche d7 · Roi noir sur case noire e7 · Dame blanche sur case noire g7 · Pion noir sur case blanche e6 · Pion noir sur case blanche d5 · Pion blanc sur case noire e5 · Cavalier blanc sur case noire g5 · Fou noir sur case noire b4 · Pion blanc sur case noire d4 · Cavalier blanc sur case noire c3 · Pion blanc sur case blanche a2 · Pion blanc sur case noire b2 · Pion blanc sur case blanche c2 · Pion blanc sur case noire f2 · Pion blanc sur case blanche g2 · Pion blanc sur case noire h2 · Tour blanche sur case noire a1 · Fou blanc sur case noire c1 · Roi blanc sur case noire e1 · Tour blanche sur case blanche h1 | Tour noire sur case blanche a8 · Cavalier noir sur case noire b8 · Fou noir sur case blanche c8 · Dame noire sur case noire d8 · Tour noire sur case blanche e8 · Pion noir sur case noire a7 · Pion noir sur case blanche b7 · Pion noir sur case noire c7 · Cavalier noir sur case blanche d7 · Roi noir sur case noire e7 · Dame blanche sur case noire g7 · Pion noir sur case blanche e6 · Pion noir sur case blanche d5 · Pion blanc sur case noire e5 · Cavalier blanc sur case noire g5 · Fou noir sur case noire b4 · Pion blanc sur case noire d4 · Cavalier blanc sur case noire c3 · Pion blanc sur case blanche a2 · Pion blanc sur case noire b2 · Pion blanc sur case blanche c2 · Pion blanc sur case noire f2 · Pion blanc sur case blanche g2 · Pion blanc sur case noire h2 · Tour blanche sur case noire a1 · Fou blanc sur case noire c1 · Roi blanc sur case noire e1 · Tour blanche sur case blanche h1 | Tour noire sur case blanche a8 · Cavalier noir sur case noire b8 · Fou noir sur case blanche c8 · Dame noire sur case noire d8 · Tour noire sur case blanche e8 · Pion noir sur case noire a7 · Pion noir sur case blanche b7 · Pion noir sur case noire c7 · Cavalier noir sur case blanche d7 · Roi noir sur case noire e7 · Dame blanche sur case noire g7 · Pion noir sur case blanche e6 · Pion noir sur case blanche d5 · Pion blanc sur case noire e5 · Cavalier blanc sur case noire g5 · Fou noir sur case noire b4 · Pion blanc sur case noire d4 · Cavalier blanc sur case noire c3 · Pion blanc sur case blanche a2 · Pion blanc sur case noire b2 · Pion blanc sur case blanche c2 · Pion blanc sur case noire f2 · Pion blanc sur case blanche g2 · Pion blanc sur case noire h2 · Tour blanche sur case noire a1 · Fou blanc sur case noire c1 · Roi blanc sur case noire e1 · Tour blanche sur case blanche h1 | Tour noire sur case blanche a8 · Cavalier noir sur case noire b8 · Fou noir sur case blanche c8 · Dame noire sur case noire d8 · Tour noire sur case blanche e8 · Pion noir sur case noire a7 · Pion noir sur case blanche b7 · Pion noir sur case noire c7 · Cavalier noir sur case blanche d7 · Roi noir sur case noire e7 · Dame blanche sur case noire g7 · Pion noir sur case blanche e6 · Pion noir sur case blanche d5 · Pion blanc sur case noire e5 · Cavalier blanc sur case noire g5 · Fou noir sur case noire b4 · Pion blanc sur case noire d4 · Cavalier blanc sur case noire c3 · Pion blanc sur case blanche a2 · Pion blanc sur case noire b2 · Pion blanc sur case blanche c2 · Pion blanc sur case noire f2 · Pion blanc sur case blanche g2 · Pion blanc sur case noire h2 · Tour blanche sur case noire a1 · Fou blanc sur case noire c1 · Roi blanc sur case noire e1 · Tour blanche sur case blanche h1 | 4 |
| 3 | Tour noire sur case blanche a8 · Cavalier noir sur case noire b8 · Fou noir sur case blanche c8 · Dame noire sur case noire d8 · Tour noire sur case blanche e8 · Pion noir sur case noire a7 · Pion noir sur case blanche b7 · Pion noir sur case noire c7 · Cavalier noir sur case blanche d7 · Roi noir sur case noire e7 · Dame blanche sur case noire g7 · Pion noir sur case blanche e6 · Pion noir sur case blanche d5 · Pion blanc sur case noire e5 · Cavalier blanc sur case noire g5 · Fou noir sur case noire b4 · Pion blanc sur case noire d4 · Cavalier blanc sur case noire c3 · Pion blanc sur case blanche a2 · Pion blanc sur case noire b2 · Pion blanc sur case blanche c2 · Pion blanc sur case noire f2 · Pion blanc sur case blanche g2 · Pion blanc sur case noire h2 · Tour blanche sur case noire a1 · Fou blanc sur case noire c1 · Roi blanc sur case noire e1 · Tour blanche sur case blanche h1 | Tour noire sur case blanche a8 · Cavalier noir sur case noire b8 · Fou noir sur case blanche c8 · Dame noire sur case noire d8 · Tour noire sur case blanche e8 · Pion noir sur case noire a7 · Pion noir sur case blanche b7 · Pion noir sur case noire c7 · Cavalier noir sur case blanche d7 · Roi noir sur case noire e7 · Dame blanche sur case noire g7 · Pion noir sur case blanche e6 · Pion noir sur case blanche d5 · Pion blanc sur case noire e5 · Cavalier blanc sur case noire g5 · Fou noir sur case noire b4 · Pion blanc sur case noire d4 · Cavalier blanc sur case noire c3 · Pion blanc sur case blanche a2 · Pion blanc sur case noire b2 · Pion blanc sur case blanche c2 · Pion blanc sur case noire f2 · Pion blanc sur case blanche g2 · Pion blanc sur case noire h2 · Tour blanche sur case noire a1 · Fou blanc sur case noire c1 · Roi blanc sur case noire e1 · Tour blanche sur case blanche h1 | Tour noire sur case blanche a8 · Cavalier noir sur case noire b8 · Fou noir sur case blanche c8 · Dame noire sur case noire d8 · Tour noire sur case blanche e8 · Pion noir sur case noire a7 · Pion noir sur case blanche b7 · Pion noir sur case noire c7 · Cavalier noir sur case blanche d7 · Roi noir sur case noire e7 · Dame blanche sur case noire g7 · Pion noir sur case blanche e6 · Pion noir sur case blanche d5 · Pion blanc sur case noire e5 · Cavalier blanc sur case noire g5 · Fou noir sur case noire b4 · Pion blanc sur case noire d4 · Cavalier blanc sur case noire c3 · Pion blanc sur case blanche a2 · Pion blanc sur case noire b2 · Pion blanc sur case blanche c2 · Pion blanc sur case noire f2 · Pion blanc sur case blanche g2 · Pion blanc sur case noire h2 · Tour blanche sur case noire a1 · Fou blanc sur case noire c1 · Roi blanc sur case noire e1 · Tour blanche sur case blanche h1 | Tour noire sur case blanche a8 · Cavalier noir sur case noire b8 · Fou noir sur case blanche c8 · Dame noire sur case noire d8 · Tour noire sur case blanche e8 · Pion noir sur case noire a7 · Pion noir sur case blanche b7 · Pion noir sur case noire c7 · Cavalier noir sur case blanche d7 · Roi noir sur case noire e7 · Dame blanche sur case noire g7 · Pion noir sur case blanche e6 · Pion noir sur case blanche d5 · Pion blanc sur case noire e5 · Cavalier blanc sur case noire g5 · Fou noir sur case noire b4 · Pion blanc sur case noire d4 · Cavalier blanc sur case noire c3 · Pion blanc sur case blanche a2 · Pion blanc sur case noire b2 · Pion blanc sur case blanche c2 · Pion blanc sur case noire f2 · Pion blanc sur case blanche g2 · Pion blanc sur case noire h2 · Tour blanche sur case noire a1 · Fou blanc sur case noire c1 · Roi blanc sur case noire e1 · Tour blanche sur case blanche h1 | Tour noire sur case blanche a8 · Cavalier noir sur case noire b8 · Fou noir sur case blanche c8 · Dame noire sur case noire d8 · Tour noire sur case blanche e8 · Pion noir sur case noire a7 · Pion noir sur case blanche b7 · Pion noir sur case noire c7 · Cavalier noir sur case blanche d7 · Roi noir sur case noire e7 · Dame blanche sur case noire g7 · Pion noir sur case blanche e6 · Pion noir sur case blanche d5 · Pion blanc sur case noire e5 · Cavalier blanc sur case noire g5 · Fou noir sur case noire b4 · Pion blanc sur case noire d4 · Cavalier blanc sur case noire c3 · Pion blanc sur case blanche a2 · Pion blanc sur case noire b2 · Pion blanc sur case blanche c2 · Pion blanc sur case noire f2 · Pion blanc sur case blanche g2 · Pion blanc sur case noire h2 · Tour blanche sur case noire a1 · Fou blanc sur case noire c1 · Roi blanc sur case noire e1 · Tour blanche sur case blanche h1 | Tour noire sur case blanche a8 · Cavalier noir sur case noire b8 · Fou noir sur case blanche c8 · Dame noire sur case noire d8 · Tour noire sur case blanche e8 · Pion noir sur case noire a7 · Pion noir sur case blanche b7 · Pion noir sur case noire c7 · Cavalier noir sur case blanche d7 · Roi noir sur case noire e7 · Dame blanche sur case noire g7 · Pion noir sur case blanche e6 · Pion noir sur case blanche d5 · Pion blanc sur case noire e5 · Cavalier blanc sur case noire g5 · Fou noir sur case noire b4 · Pion blanc sur case noire d4 · Cavalier blanc sur case noire c3 · Pion blanc sur case blanche a2 · Pion blanc sur case noire b2 · Pion blanc sur case blanche c2 · Pion blanc sur case noire f2 · Pion blanc sur case blanche g2 · Pion blanc sur case noire h2 · Tour blanche sur case noire a1 · Fou blanc sur case noire c1 · Roi blanc sur case noire e1 · Tour blanche sur case blanche h1 | Tour noire sur case blanche a8 · Cavalier noir sur case noire b8 · Fou noir sur case blanche c8 · Dame noire sur case noire d8 · Tour noire sur case blanche e8 · Pion noir sur case noire a7 · Pion noir sur case blanche b7 · Pion noir sur case noire c7 · Cavalier noir sur case blanche d7 · Roi noir sur case noire e7 · Dame blanche sur case noire g7 · Pion noir sur case blanche e6 · Pion noir sur case blanche d5 · Pion blanc sur case noire e5 · Cavalier blanc sur case noire g5 · Fou noir sur case noire b4 · Pion blanc sur case noire d4 · Cavalier blanc sur case noire c3 · Pion blanc sur case blanche a2 · Pion blanc sur case noire b2 · Pion blanc sur case blanche c2 · Pion blanc sur case noire f2 · Pion blanc sur case blanche g2 · Pion blanc sur case noire h2 · Tour blanche sur case noire a1 · Fou blanc sur case noire c1 · Roi blanc sur case noire e1 · Tour blanche sur case blanche h1 | Tour noire sur case blanche a8 · Cavalier noir sur case noire b8 · Fou noir sur case blanche c8 · Dame noire sur case noire d8 · Tour noire sur case blanche e8 · Pion noir sur case noire a7 · Pion noir sur case blanche b7 · Pion noir sur case noire c7 · Cavalier noir sur case blanche d7 · Roi noir sur case noire e7 · Dame blanche sur case noire g7 · Pion noir sur case blanche e6 · Pion noir sur case blanche d5 · Pion blanc sur case noire e5 · Cavalier blanc sur case noire g5 · Fou noir sur case noire b4 · Pion blanc sur case noire d4 · Cavalier blanc sur case noire c3 · Pion blanc sur case blanche a2 · Pion blanc sur case noire b2 · Pion blanc sur case blanche c2 · Pion blanc sur case noire f2 · Pion blanc sur case blanche g2 · Pion blanc sur case noire h2 · Tour blanche sur case noire a1 · Fou blanc sur case noire c1 · Roi blanc sur case noire e1 · Tour blanche sur case blanche h1 | 3 |
| 2 | Tour noire sur case blanche a8 · Cavalier noir sur case noire b8 · Fou noir sur case blanche c8 · Dame noire sur case noire d8 · Tour noire sur case blanche e8 · Pion noir sur case noire a7 · Pion noir sur case blanche b7 · Pion noir sur case noire c7 · Cavalier noir sur case blanche d7 · Roi noir sur case noire e7 · Dame blanche sur case noire g7 · Pion noir sur case blanche e6 · Pion noir sur case blanche d5 · Pion blanc sur case noire e5 · Cavalier blanc sur case noire g5 · Fou noir sur case noire b4 · Pion blanc sur case noire d4 · Cavalier blanc sur case noire c3 · Pion blanc sur case blanche a2 · Pion blanc sur case noire b2 · Pion blanc sur case blanche c2 · Pion blanc sur case noire f2 · Pion blanc sur case blanche g2 · Pion blanc sur case noire h2 · Tour blanche sur case noire a1 · Fou blanc sur case noire c1 · Roi blanc sur case noire e1 · Tour blanche sur case blanche h1 | Tour noire sur case blanche a8 · Cavalier noir sur case noire b8 · Fou noir sur case blanche c8 · Dame noire sur case noire d8 · Tour noire sur case blanche e8 · Pion noir sur case noire a7 · Pion noir sur case blanche b7 · Pion noir sur case noire c7 · Cavalier noir sur case blanche d7 · Roi noir sur case noire e7 · Dame blanche sur case noire g7 · Pion noir sur case blanche e6 · Pion noir sur case blanche d5 · Pion blanc sur case noire e5 · Cavalier blanc sur case noire g5 · Fou noir sur case noire b4 · Pion blanc sur case noire d4 · Cavalier blanc sur case noire c3 · Pion blanc sur case blanche a2 · Pion blanc sur case noire b2 · Pion blanc sur case blanche c2 · Pion blanc sur case noire f2 · Pion blanc sur case blanche g2 · Pion blanc sur case noire h2 · Tour blanche sur case noire a1 · Fou blanc sur case noire c1 · Roi blanc sur case noire e1 · Tour blanche sur case blanche h1 | Tour noire sur case blanche a8 · Cavalier noir sur case noire b8 · Fou noir sur case blanche c8 · Dame noire sur case noire d8 · Tour noire sur case blanche e8 · Pion noir sur case noire a7 · Pion noir sur case blanche b7 · Pion noir sur case noire c7 · Cavalier noir sur case blanche d7 · Roi noir sur case noire e7 · Dame blanche sur case noire g7 · Pion noir sur case blanche e6 · Pion noir sur case blanche d5 · Pion blanc sur case noire e5 · Cavalier blanc sur case noire g5 · Fou noir sur case noire b4 · Pion blanc sur case noire d4 · Cavalier blanc sur case noire c3 · Pion blanc sur case blanche a2 · Pion blanc sur case noire b2 · Pion blanc sur case blanche c2 · Pion blanc sur case noire f2 · Pion blanc sur case blanche g2 · Pion blanc sur case noire h2 · Tour blanche sur case noire a1 · Fou blanc sur case noire c1 · Roi blanc sur case noire e1 · Tour blanche sur case blanche h1 | Tour noire sur case blanche a8 · Cavalier noir sur case noire b8 · Fou noir sur case blanche c8 · Dame noire sur case noire d8 · Tour noire sur case blanche e8 · Pion noir sur case noire a7 · Pion noir sur case blanche b7 · Pion noir sur case noire c7 · Cavalier noir sur case blanche d7 · Roi noir sur case noire e7 · Dame blanche sur case noire g7 · Pion noir sur case blanche e6 · Pion noir sur case blanche d5 · Pion blanc sur case noire e5 · Cavalier blanc sur case noire g5 · Fou noir sur case noire b4 · Pion blanc sur case noire d4 · Cavalier blanc sur case noire c3 · Pion blanc sur case blanche a2 · Pion blanc sur case noire b2 · Pion blanc sur case blanche c2 · Pion blanc sur case noire f2 · Pion blanc sur case blanche g2 · Pion blanc sur case noire h2 · Tour blanche sur case noire a1 · Fou blanc sur case noire c1 · Roi blanc sur case noire e1 · Tour blanche sur case blanche h1 | Tour noire sur case blanche a8 · Cavalier noir sur case noire b8 · Fou noir sur case blanche c8 · Dame noire sur case noire d8 · Tour noire sur case blanche e8 · Pion noir sur case noire a7 · Pion noir sur case blanche b7 · Pion noir sur case noire c7 · Cavalier noir sur case blanche d7 · Roi noir sur case noire e7 · Dame blanche sur case noire g7 · Pion noir sur case blanche e6 · Pion noir sur case blanche d5 · Pion blanc sur case noire e5 · Cavalier blanc sur case noire g5 · Fou noir sur case noire b4 · Pion blanc sur case noire d4 · Cavalier blanc sur case noire c3 · Pion blanc sur case blanche a2 · Pion blanc sur case noire b2 · Pion blanc sur case blanche c2 · Pion blanc sur case noire f2 · Pion blanc sur case blanche g2 · Pion blanc sur case noire h2 · Tour blanche sur case noire a1 · Fou blanc sur case noire c1 · Roi blanc sur case noire e1 · Tour blanche sur case blanche h1 | Tour noire sur case blanche a8 · Cavalier noir sur case noire b8 · Fou noir sur case blanche c8 · Dame noire sur case noire d8 · Tour noire sur case blanche e8 · Pion noir sur case noire a7 · Pion noir sur case blanche b7 · Pion noir sur case noire c7 · Cavalier noir sur case blanche d7 · Roi noir sur case noire e7 · Dame blanche sur case noire g7 · Pion noir sur case blanche e6 · Pion noir sur case blanche d5 · Pion blanc sur case noire e5 · Cavalier blanc sur case noire g5 · Fou noir sur case noire b4 · Pion blanc sur case noire d4 · Cavalier blanc sur case noire c3 · Pion blanc sur case blanche a2 · Pion blanc sur case noire b2 · Pion blanc sur case blanche c2 · Pion blanc sur case noire f2 · Pion blanc sur case blanche g2 · Pion blanc sur case noire h2 · Tour blanche sur case noire a1 · Fou blanc sur case noire c1 · Roi blanc sur case noire e1 · Tour blanche sur case blanche h1 | Tour noire sur case blanche a8 · Cavalier noir sur case noire b8 · Fou noir sur case blanche c8 · Dame noire sur case noire d8 · Tour noire sur case blanche e8 · Pion noir sur case noire a7 · Pion noir sur case blanche b7 · Pion noir sur case noire c7 · Cavalier noir sur case blanche d7 · Roi noir sur case noire e7 · Dame blanche sur case noire g7 · Pion noir sur case blanche e6 · Pion noir sur case blanche d5 · Pion blanc sur case noire e5 · Cavalier blanc sur case noire g5 · Fou noir sur case noire b4 · Pion blanc sur case noire d4 · Cavalier blanc sur case noire c3 · Pion blanc sur case blanche a2 · Pion blanc sur case noire b2 · Pion blanc sur case blanche c2 · Pion blanc sur case noire f2 · Pion blanc sur case blanche g2 · Pion blanc sur case noire h2 · Tour blanche sur case noire a1 · Fou blanc sur case noire c1 · Roi blanc sur case noire e1 · Tour blanche sur case blanche h1 | Tour noire sur case blanche a8 · Cavalier noir sur case noire b8 · Fou noir sur case blanche c8 · Dame noire sur case noire d8 · Tour noire sur case blanche e8 · Pion noir sur case noire a7 · Pion noir sur case blanche b7 · Pion noir sur case noire c7 · Cavalier noir sur case blanche d7 · Roi noir sur case noire e7 · Dame blanche sur case noire g7 · Pion noir sur case blanche e6 · Pion noir sur case blanche d5 · Pion blanc sur case noire e5 · Cavalier blanc sur case noire g5 · Fou noir sur case noire b4 · Pion blanc sur case noire d4 · Cavalier blanc sur case noire c3 · Pion blanc sur case blanche a2 · Pion blanc sur case noire b2 · Pion blanc sur case blanche c2 · Pion blanc sur case noire f2 · Pion blanc sur case blanche g2 · Pion blanc sur case noire h2 · Tour blanche sur case noire a1 · Fou blanc sur case noire c1 · Roi blanc sur case noire e1 · Tour blanche sur case blanche h1 | 2 |
| 1 | Tour noire sur case blanche a8 · Cavalier noir sur case noire b8 · Fou noir sur case blanche c8 · Dame noire sur case noire d8 · Tour noire sur case blanche e8 · Pion noir sur case noire a7 · Pion noir sur case blanche b7 · Pion noir sur case noire c7 · Cavalier noir sur case blanche d7 · Roi noir sur case noire e7 · Dame blanche sur case noire g7 · Pion noir sur case blanche e6 · Pion noir sur case blanche d5 · Pion blanc sur case noire e5 · Cavalier blanc sur case noire g5 · Fou noir sur case noire b4 · Pion blanc sur case noire d4 · Cavalier blanc sur case noire c3 · Pion blanc sur case blanche a2 · Pion blanc sur case noire b2 · Pion blanc sur case blanche c2 · Pion blanc sur case noire f2 · Pion blanc sur case blanche g2 · Pion blanc sur case noire h2 · Tour blanche sur case noire a1 · Fou blanc sur case noire c1 · Roi blanc sur case noire e1 · Tour blanche sur case blanche h1 | Tour noire sur case blanche a8 · Cavalier noir sur case noire b8 · Fou noir sur case blanche c8 · Dame noire sur case noire d8 · Tour noire sur case blanche e8 · Pion noir sur case noire a7 · Pion noir sur case blanche b7 · Pion noir sur case noire c7 · Cavalier noir sur case blanche d7 · Roi noir sur case noire e7 · Dame blanche sur case noire g7 · Pion noir sur case blanche e6 · Pion noir sur case blanche d5 · Pion blanc sur case noire e5 · Cavalier blanc sur case noire g5 · Fou noir sur case noire b4 · Pion blanc sur case noire d4 · Cavalier blanc sur case noire c3 · Pion blanc sur case blanche a2 · Pion blanc sur case noire b2 · Pion blanc sur case blanche c2 · Pion blanc sur case noire f2 · Pion blanc sur case blanche g2 · Pion blanc sur case noire h2 · Tour blanche sur case noire a1 · Fou blanc sur case noire c1 · Roi blanc sur case noire e1 · Tour blanche sur case blanche h1 | Tour noire sur case blanche a8 · Cavalier noir sur case noire b8 · Fou noir sur case blanche c8 · Dame noire sur case noire d8 · Tour noire sur case blanche e8 · Pion noir sur case noire a7 · Pion noir sur case blanche b7 · Pion noir sur case noire c7 · Cavalier noir sur case blanche d7 · Roi noir sur case noire e7 · Dame blanche sur case noire g7 · Pion noir sur case blanche e6 · Pion noir sur case blanche d5 · Pion blanc sur case noire e5 · Cavalier blanc sur case noire g5 · Fou noir sur case noire b4 · Pion blanc sur case noire d4 · Cavalier blanc sur case noire c3 · Pion blanc sur case blanche a2 · Pion blanc sur case noire b2 · Pion blanc sur case blanche c2 · Pion blanc sur case noire f2 · Pion blanc sur case blanche g2 · Pion blanc sur case noire h2 · Tour blanche sur case noire a1 · Fou blanc sur case noire c1 · Roi blanc sur case noire e1 · Tour blanche sur case blanche h1 | Tour noire sur case blanche a8 · Cavalier noir sur case noire b8 · Fou noir sur case blanche c8 · Dame noire sur case noire d8 · Tour noire sur case blanche e8 · Pion noir sur case noire a7 · Pion noir sur case blanche b7 · Pion noir sur case noire c7 · Cavalier noir sur case blanche d7 · Roi noir sur case noire e7 · Dame blanche sur case noire g7 · Pion noir sur case blanche e6 · Pion noir sur case blanche d5 · Pion blanc sur case noire e5 · Cavalier blanc sur case noire g5 · Fou noir sur case noire b4 · Pion blanc sur case noire d4 · Cavalier blanc sur case noire c3 · Pion blanc sur case blanche a2 · Pion blanc sur case noire b2 · Pion blanc sur case blanche c2 · Pion blanc sur case noire f2 · Pion blanc sur case blanche g2 · Pion blanc sur case noire h2 · Tour blanche sur case noire a1 · Fou blanc sur case noire c1 · Roi blanc sur case noire e1 · Tour blanche sur case blanche h1 | Tour noire sur case blanche a8 · Cavalier noir sur case noire b8 · Fou noir sur case blanche c8 · Dame noire sur case noire d8 · Tour noire sur case blanche e8 · Pion noir sur case noire a7 · Pion noir sur case blanche b7 · Pion noir sur case noire c7 · Cavalier noir sur case blanche d7 · Roi noir sur case noire e7 · Dame blanche sur case noire g7 · Pion noir sur case blanche e6 · Pion noir sur case blanche d5 · Pion blanc sur case noire e5 · Cavalier blanc sur case noire g5 · Fou noir sur case noire b4 · Pion blanc sur case noire d4 · Cavalier blanc sur case noire c3 · Pion blanc sur case blanche a2 · Pion blanc sur case noire b2 · Pion blanc sur case blanche c2 · Pion blanc sur case noire f2 · Pion blanc sur case blanche g2 · Pion blanc sur case noire h2 · Tour blanche sur case noire a1 · Fou blanc sur case noire c1 · Roi blanc sur case noire e1 · Tour blanche sur case blanche h1 | Tour noire sur case blanche a8 · Cavalier noir sur case noire b8 · Fou noir sur case blanche c8 · Dame noire sur case noire d8 · Tour noire sur case blanche e8 · Pion noir sur case noire a7 · Pion noir sur case blanche b7 · Pion noir sur case noire c7 · Cavalier noir sur case blanche d7 · Roi noir sur case noire e7 · Dame blanche sur case noire g7 · Pion noir sur case blanche e6 · Pion noir sur case blanche d5 · Pion blanc sur case noire e5 · Cavalier blanc sur case noire g5 · Fou noir sur case noire b4 · Pion blanc sur case noire d4 · Cavalier blanc sur case noire c3 · Pion blanc sur case blanche a2 · Pion blanc sur case noire b2 · Pion blanc sur case blanche c2 · Pion blanc sur case noire f2 · Pion blanc sur case blanche g2 · Pion blanc sur case noire h2 · Tour blanche sur case noire a1 · Fou blanc sur case noire c1 · Roi blanc sur case noire e1 · Tour blanche sur case blanche h1 | Tour noire sur case blanche a8 · Cavalier noir sur case noire b8 · Fou noir sur case blanche c8 · Dame noire sur case noire d8 · Tour noire sur case blanche e8 · Pion noir sur case noire a7 · Pion noir sur case blanche b7 · Pion noir sur case noire c7 · Cavalier noir sur case blanche d7 · Roi noir sur case noire e7 · Dame blanche sur case noire g7 · Pion noir sur case blanche e6 · Pion noir sur case blanche d5 · Pion blanc sur case noire e5 · Cavalier blanc sur case noire g5 · Fou noir sur case noire b4 · Pion blanc sur case noire d4 · Cavalier blanc sur case noire c3 · Pion blanc sur case blanche a2 · Pion blanc sur case noire b2 · Pion blanc sur case blanche c2 · Pion blanc sur case noire f2 · Pion blanc sur case blanche g2 · Pion blanc sur case noire h2 · Tour blanche sur case noire a1 · Fou blanc sur case noire c1 · Roi blanc sur case noire e1 · Tour blanche sur case blanche h1 | Tour noire sur case blanche a8 · Cavalier noir sur case noire b8 · Fou noir sur case blanche c8 · Dame noire sur case noire d8 · Tour noire sur case blanche e8 · Pion noir sur case noire a7 · Pion noir sur case blanche b7 · Pion noir sur case noire c7 · Cavalier noir sur case blanche d7 · Roi noir sur case noire e7 · Dame blanche sur case noire g7 · Pion noir sur case blanche e6 · Pion noir sur case blanche d5 · Pion blanc sur case noire e5 · Cavalier blanc sur case noire g5 · Fou noir sur case noire b4 · Pion blanc sur case noire d4 · Cavalier blanc sur case noire c3 · Pion blanc sur case blanche a2 · Pion blanc sur case noire b2 · Pion blanc sur case blanche c2 · Pion blanc sur case noire f2 · Pion blanc sur case blanche g2 · Pion blanc sur case noire h2 · Tour blanche sur case noire a1 · Fou blanc sur case noire c1 · Roi blanc sur case noire e1 · Tour blanche sur case blanche h1 | 1 |
|   | a | b | c | d | e | f | g | h |   |

1. Fxh7+! Rxh7

2. Cg5+ Rg8

3. Dh5 Te8

4. Dxf7+ Rh8

5. Dh5+ Rg8

6. Dh7+ Rf8

7. Dh8+ Re7

8. Dxg7#

## Mat de l'Opéra
Le mat de l'Opéra est l'achèvement de la partie du même nom, la « partie de l'opéra », en référence à l'opéra de Paris où elle fut jouée en 1858.
Elle oppose le champion américain Paul Morphy à deux amateurs d'un bon niveau, le duc Charles II de Brunswick et le comte Isouard, et est souvent présentée à des fins pédagogiques du fait de son caractère spectaculaire.
|   | a | b | c | d | e | f | g | h |   |
| 8 | Tour noire sur case noire d8 · Roi noir sur case blanche e8 · Fou noir sur case noire f8 · Tour noire sur case noire h8 · Pion noir sur case noire a7 · Cavalier noir sur case blanche d7 · Dame noire sur case noire e7 · Pion noir sur case blanche f7 · Pion noir sur case noire g7 · Pion noir sur case blanche h7 · Cavalier noir sur case noire f6 · Fou blanc sur case blanche b5 · Pion noir sur case noire e5 · Fou blanc sur case noire g5 · Pion blanc sur case blanche e4 · Dame blanche sur case blanche b3 · Pion blanc sur case blanche a2 · Pion blanc sur case noire b2 · Pion blanc sur case blanche c2 · Pion blanc sur case noire f2 · Pion blanc sur case blanche g2 · Pion blanc sur case noire h2 · Roi blanc sur case noire c1 · Tour blanche sur case blanche d1 · Tour blanche sur case blanche h1 | Tour noire sur case noire d8 · Roi noir sur case blanche e8 · Fou noir sur case noire f8 · Tour noire sur case noire h8 · Pion noir sur case noire a7 · Cavalier noir sur case blanche d7 · Dame noire sur case noire e7 · Pion noir sur case blanche f7 · Pion noir sur case noire g7 · Pion noir sur case blanche h7 · Cavalier noir sur case noire f6 · Fou blanc sur case blanche b5 · Pion noir sur case noire e5 · Fou blanc sur case noire g5 · Pion blanc sur case blanche e4 · Dame blanche sur case blanche b3 · Pion blanc sur case blanche a2 · Pion blanc sur case noire b2 · Pion blanc sur case blanche c2 · Pion blanc sur case noire f2 · Pion blanc sur case blanche g2 · Pion blanc sur case noire h2 · Roi blanc sur case noire c1 · Tour blanche sur case blanche d1 · Tour blanche sur case blanche h1 | Tour noire sur case noire d8 · Roi noir sur case blanche e8 · Fou noir sur case noire f8 · Tour noire sur case noire h8 · Pion noir sur case noire a7 · Cavalier noir sur case blanche d7 · Dame noire sur case noire e7 · Pion noir sur case blanche f7 · Pion noir sur case noire g7 · Pion noir sur case blanche h7 · Cavalier noir sur case noire f6 · Fou blanc sur case blanche b5 · Pion noir sur case noire e5 · Fou blanc sur case noire g5 · Pion blanc sur case blanche e4 · Dame blanche sur case blanche b3 · Pion blanc sur case blanche a2 · Pion blanc sur case noire b2 · Pion blanc sur case blanche c2 · Pion blanc sur case noire f2 · Pion blanc sur case blanche g2 · Pion blanc sur case noire h2 · Roi blanc sur case noire c1 · Tour blanche sur case blanche d1 · Tour blanche sur case blanche h1 | Tour noire sur case noire d8 · Roi noir sur case blanche e8 · Fou noir sur case noire f8 · Tour noire sur case noire h8 · Pion noir sur case noire a7 · Cavalier noir sur case blanche d7 · Dame noire sur case noire e7 · Pion noir sur case blanche f7 · Pion noir sur case noire g7 · Pion noir sur case blanche h7 · Cavalier noir sur case noire f6 · Fou blanc sur case blanche b5 · Pion noir sur case noire e5 · Fou blanc sur case noire g5 · Pion blanc sur case blanche e4 · Dame blanche sur case blanche b3 · Pion blanc sur case blanche a2 · Pion blanc sur case noire b2 · Pion blanc sur case blanche c2 · Pion blanc sur case noire f2 · Pion blanc sur case blanche g2 · Pion blanc sur case noire h2 · Roi blanc sur case noire c1 · Tour blanche sur case blanche d1 · Tour blanche sur case blanche h1 | Tour noire sur case noire d8 · Roi noir sur case blanche e8 · Fou noir sur case noire f8 · Tour noire sur case noire h8 · Pion noir sur case noire a7 · Cavalier noir sur case blanche d7 · Dame noire sur case noire e7 · Pion noir sur case blanche f7 · Pion noir sur case noire g7 · Pion noir sur case blanche h7 · Cavalier noir sur case noire f6 · Fou blanc sur case blanche b5 · Pion noir sur case noire e5 · Fou blanc sur case noire g5 · Pion blanc sur case blanche e4 · Dame blanche sur case blanche b3 · Pion blanc sur case blanche a2 · Pion blanc sur case noire b2 · Pion blanc sur case blanche c2 · Pion blanc sur case noire f2 · Pion blanc sur case blanche g2 · Pion blanc sur case noire h2 · Roi blanc sur case noire c1 · Tour blanche sur case blanche d1 · Tour blanche sur case blanche h1 | Tour noire sur case noire d8 · Roi noir sur case blanche e8 · Fou noir sur case noire f8 · Tour noire sur case noire h8 · Pion noir sur case noire a7 · Cavalier noir sur case blanche d7 · Dame noire sur case noire e7 · Pion noir sur case blanche f7 · Pion noir sur case noire g7 · Pion noir sur case blanche h7 · Cavalier noir sur case noire f6 · Fou blanc sur case blanche b5 · Pion noir sur case noire e5 · Fou blanc sur case noire g5 · Pion blanc sur case blanche e4 · Dame blanche sur case blanche b3 · Pion blanc sur case blanche a2 · Pion blanc sur case noire b2 · Pion blanc sur case blanche c2 · Pion blanc sur case noire f2 · Pion blanc sur case blanche g2 · Pion blanc sur case noire h2 · Roi blanc sur case noire c1 · Tour blanche sur case blanche d1 · Tour blanche sur case blanche h1 | Tour noire sur case noire d8 · Roi noir sur case blanche e8 · Fou noir sur case noire f8 · Tour noire sur case noire h8 · Pion noir sur case noire a7 · Cavalier noir sur case blanche d7 · Dame noire sur case noire e7 · Pion noir sur case blanche f7 · Pion noir sur case noire g7 · Pion noir sur case blanche h7 · Cavalier noir sur case noire f6 · Fou blanc sur case blanche b5 · Pion noir sur case noire e5 · Fou blanc sur case noire g5 · Pion blanc sur case blanche e4 · Dame blanche sur case blanche b3 · Pion blanc sur case blanche a2 · Pion blanc sur case noire b2 · Pion blanc sur case blanche c2 · Pion blanc sur case noire f2 · Pion blanc sur case blanche g2 · Pion blanc sur case noire h2 · Roi blanc sur case noire c1 · Tour blanche sur case blanche d1 · Tour blanche sur case blanche h1 | Tour noire sur case noire d8 · Roi noir sur case blanche e8 · Fou noir sur case noire f8 · Tour noire sur case noire h8 · Pion noir sur case noire a7 · Cavalier noir sur case blanche d7 · Dame noire sur case noire e7 · Pion noir sur case blanche f7 · Pion noir sur case noire g7 · Pion noir sur case blanche h7 · Cavalier noir sur case noire f6 · Fou blanc sur case blanche b5 · Pion noir sur case noire e5 · Fou blanc sur case noire g5 · Pion blanc sur case blanche e4 · Dame blanche sur case blanche b3 · Pion blanc sur case blanche a2 · Pion blanc sur case noire b2 · Pion blanc sur case blanche c2 · Pion blanc sur case noire f2 · Pion blanc sur case blanche g2 · Pion blanc sur case noire h2 · Roi blanc sur case noire c1 · Tour blanche sur case blanche d1 · Tour blanche sur case blanche h1 | 8 |
| 7 | Tour noire sur case noire d8 · Roi noir sur case blanche e8 · Fou noir sur case noire f8 · Tour noire sur case noire h8 · Pion noir sur case noire a7 · Cavalier noir sur case blanche d7 · Dame noire sur case noire e7 · Pion noir sur case blanche f7 · Pion noir sur case noire g7 · Pion noir sur case blanche h7 · Cavalier noir sur case noire f6 · Fou blanc sur case blanche b5 · Pion noir sur case noire e5 · Fou blanc sur case noire g5 · Pion blanc sur case blanche e4 · Dame blanche sur case blanche b3 · Pion blanc sur case blanche a2 · Pion blanc sur case noire b2 · Pion blanc sur case blanche c2 · Pion blanc sur case noire f2 · Pion blanc sur case blanche g2 · Pion blanc sur case noire h2 · Roi blanc sur case noire c1 · Tour blanche sur case blanche d1 · Tour blanche sur case blanche h1 | Tour noire sur case noire d8 · Roi noir sur case blanche e8 · Fou noir sur case noire f8 · Tour noire sur case noire h8 · Pion noir sur case noire a7 · Cavalier noir sur case blanche d7 · Dame noire sur case noire e7 · Pion noir sur case blanche f7 · Pion noir sur case noire g7 · Pion noir sur case blanche h7 · Cavalier noir sur case noire f6 · Fou blanc sur case blanche b5 · Pion noir sur case noire e5 · Fou blanc sur case noire g5 · Pion blanc sur case blanche e4 · Dame blanche sur case blanche b3 · Pion blanc sur case blanche a2 · Pion blanc sur case noire b2 · Pion blanc sur case blanche c2 · Pion blanc sur case noire f2 · Pion blanc sur case blanche g2 · Pion blanc sur case noire h2 · Roi blanc sur case noire c1 · Tour blanche sur case blanche d1 · Tour blanche sur case blanche h1 | Tour noire sur case noire d8 · Roi noir sur case blanche e8 · Fou noir sur case noire f8 · Tour noire sur case noire h8 · Pion noir sur case noire a7 · Cavalier noir sur case blanche d7 · Dame noire sur case noire e7 · Pion noir sur case blanche f7 · Pion noir sur case noire g7 · Pion noir sur case blanche h7 · Cavalier noir sur case noire f6 · Fou blanc sur case blanche b5 · Pion noir sur case noire e5 · Fou blanc sur case noire g5 · Pion blanc sur case blanche e4 · Dame blanche sur case blanche b3 · Pion blanc sur case blanche a2 · Pion blanc sur case noire b2 · Pion blanc sur case blanche c2 · Pion blanc sur case noire f2 · Pion blanc sur case blanche g2 · Pion blanc sur case noire h2 · Roi blanc sur case noire c1 · Tour blanche sur case blanche d1 · Tour blanche sur case blanche h1 | Tour noire sur case noire d8 · Roi noir sur case blanche e8 · Fou noir sur case noire f8 · Tour noire sur case noire h8 · Pion noir sur case noire a7 · Cavalier noir sur case blanche d7 · Dame noire sur case noire e7 · Pion noir sur case blanche f7 · Pion noir sur case noire g7 · Pion noir sur case blanche h7 · Cavalier noir sur case noire f6 · Fou blanc sur case blanche b5 · Pion noir sur case noire e5 · Fou blanc sur case noire g5 · Pion blanc sur case blanche e4 · Dame blanche sur case blanche b3 · Pion blanc sur case blanche a2 · Pion blanc sur case noire b2 · Pion blanc sur case blanche c2 · Pion blanc sur case noire f2 · Pion blanc sur case blanche g2 · Pion blanc sur case noire h2 · Roi blanc sur case noire c1 · Tour blanche sur case blanche d1 · Tour blanche sur case blanche h1 | Tour noire sur case noire d8 · Roi noir sur case blanche e8 · Fou noir sur case noire f8 · Tour noire sur case noire h8 · Pion noir sur case noire a7 · Cavalier noir sur case blanche d7 · Dame noire sur case noire e7 · Pion noir sur case blanche f7 · Pion noir sur case noire g7 · Pion noir sur case blanche h7 · Cavalier noir sur case noire f6 · Fou blanc sur case blanche b5 · Pion noir sur case noire e5 · Fou blanc sur case noire g5 · Pion blanc sur case blanche e4 · Dame blanche sur case blanche b3 · Pion blanc sur case blanche a2 · Pion blanc sur case noire b2 · Pion blanc sur case blanche c2 · Pion blanc sur case noire f2 · Pion blanc sur case blanche g2 · Pion blanc sur case noire h2 · Roi blanc sur case noire c1 · Tour blanche sur case blanche d1 · Tour blanche sur case blanche h1 | Tour noire sur case noire d8 · Roi noir sur case blanche e8 · Fou noir sur case noire f8 · Tour noire sur case noire h8 · Pion noir sur case noire a7 · Cavalier noir sur case blanche d7 · Dame noire sur case noire e7 · Pion noir sur case blanche f7 · Pion noir sur case noire g7 · Pion noir sur case blanche h7 · Cavalier noir sur case noire f6 · Fou blanc sur case blanche b5 · Pion noir sur case noire e5 · Fou blanc sur case noire g5 · Pion blanc sur case blanche e4 · Dame blanche sur case blanche b3 · Pion blanc sur case blanche a2 · Pion blanc sur case noire b2 · Pion blanc sur case blanche c2 · Pion blanc sur case noire f2 · Pion blanc sur case blanche g2 · Pion blanc sur case noire h2 · Roi blanc sur case noire c1 · Tour blanche sur case blanche d1 · Tour blanche sur case blanche h1 | Tour noire sur case noire d8 · Roi noir sur case blanche e8 · Fou noir sur case noire f8 · Tour noire sur case noire h8 · Pion noir sur case noire a7 · Cavalier noir sur case blanche d7 · Dame noire sur case noire e7 · Pion noir sur case blanche f7 · Pion noir sur case noire g7 · Pion noir sur case blanche h7 · Cavalier noir sur case noire f6 · Fou blanc sur case blanche b5 · Pion noir sur case noire e5 · Fou blanc sur case noire g5 · Pion blanc sur case blanche e4 · Dame blanche sur case blanche b3 · Pion blanc sur case blanche a2 · Pion blanc sur case noire b2 · Pion blanc sur case blanche c2 · Pion blanc sur case noire f2 · Pion blanc sur case blanche g2 · Pion blanc sur case noire h2 · Roi blanc sur case noire c1 · Tour blanche sur case blanche d1 · Tour blanche sur case blanche h1 | Tour noire sur case noire d8 · Roi noir sur case blanche e8 · Fou noir sur case noire f8 · Tour noire sur case noire h8 · Pion noir sur case noire a7 · Cavalier noir sur case blanche d7 · Dame noire sur case noire e7 · Pion noir sur case blanche f7 · Pion noir sur case noire g7 · Pion noir sur case blanche h7 · Cavalier noir sur case noire f6 · Fou blanc sur case blanche b5 · Pion noir sur case noire e5 · Fou blanc sur case noire g5 · Pion blanc sur case blanche e4 · Dame blanche sur case blanche b3 · Pion blanc sur case blanche a2 · Pion blanc sur case noire b2 · Pion blanc sur case blanche c2 · Pion blanc sur case noire f2 · Pion blanc sur case blanche g2 · Pion blanc sur case noire h2 · Roi blanc sur case noire c1 · Tour blanche sur case blanche d1 · Tour blanche sur case blanche h1 | 7 |
| 6 | Tour noire sur case noire d8 · Roi noir sur case blanche e8 · Fou noir sur case noire f8 · Tour noire sur case noire h8 · Pion noir sur case noire a7 · Cavalier noir sur case blanche d7 · Dame noire sur case noire e7 · Pion noir sur case blanche f7 · Pion noir sur case noire g7 · Pion noir sur case blanche h7 · Cavalier noir sur case noire f6 · Fou blanc sur case blanche b5 · Pion noir sur case noire e5 · Fou blanc sur case noire g5 · Pion blanc sur case blanche e4 · Dame blanche sur case blanche b3 · Pion blanc sur case blanche a2 · Pion blanc sur case noire b2 · Pion blanc sur case blanche c2 · Pion blanc sur case noire f2 · Pion blanc sur case blanche g2 · Pion blanc sur case noire h2 · Roi blanc sur case noire c1 · Tour blanche sur case blanche d1 · Tour blanche sur case blanche h1 | Tour noire sur case noire d8 · Roi noir sur case blanche e8 · Fou noir sur case noire f8 · Tour noire sur case noire h8 · Pion noir sur case noire a7 · Cavalier noir sur case blanche d7 · Dame noire sur case noire e7 · Pion noir sur case blanche f7 · Pion noir sur case noire g7 · Pion noir sur case blanche h7 · Cavalier noir sur case noire f6 · Fou blanc sur case blanche b5 · Pion noir sur case noire e5 · Fou blanc sur case noire g5 · Pion blanc sur case blanche e4 · Dame blanche sur case blanche b3 · Pion blanc sur case blanche a2 · Pion blanc sur case noire b2 · Pion blanc sur case blanche c2 · Pion blanc sur case noire f2 · Pion blanc sur case blanche g2 · Pion blanc sur case noire h2 · Roi blanc sur case noire c1 · Tour blanche sur case blanche d1 · Tour blanche sur case blanche h1 | Tour noire sur case noire d8 · Roi noir sur case blanche e8 · Fou noir sur case noire f8 · Tour noire sur case noire h8 · Pion noir sur case noire a7 · Cavalier noir sur case blanche d7 · Dame noire sur case noire e7 · Pion noir sur case blanche f7 · Pion noir sur case noire g7 · Pion noir sur case blanche h7 · Cavalier noir sur case noire f6 · Fou blanc sur case blanche b5 · Pion noir sur case noire e5 · Fou blanc sur case noire g5 · Pion blanc sur case blanche e4 · Dame blanche sur case blanche b3 · Pion blanc sur case blanche a2 · Pion blanc sur case noire b2 · Pion blanc sur case blanche c2 · Pion blanc sur case noire f2 · Pion blanc sur case blanche g2 · Pion blanc sur case noire h2 · Roi blanc sur case noire c1 · Tour blanche sur case blanche d1 · Tour blanche sur case blanche h1 | Tour noire sur case noire d8 · Roi noir sur case blanche e8 · Fou noir sur case noire f8 · Tour noire sur case noire h8 · Pion noir sur case noire a7 · Cavalier noir sur case blanche d7 · Dame noire sur case noire e7 · Pion noir sur case blanche f7 · Pion noir sur case noire g7 · Pion noir sur case blanche h7 · Cavalier noir sur case noire f6 · Fou blanc sur case blanche b5 · Pion noir sur case noire e5 · Fou blanc sur case noire g5 · Pion blanc sur case blanche e4 · Dame blanche sur case blanche b3 · Pion blanc sur case blanche a2 · Pion blanc sur case noire b2 · Pion blanc sur case blanche c2 · Pion blanc sur case noire f2 · Pion blanc sur case blanche g2 · Pion blanc sur case noire h2 · Roi blanc sur case noire c1 · Tour blanche sur case blanche d1 · Tour blanche sur case blanche h1 | Tour noire sur case noire d8 · Roi noir sur case blanche e8 · Fou noir sur case noire f8 · Tour noire sur case noire h8 · Pion noir sur case noire a7 · Cavalier noir sur case blanche d7 · Dame noire sur case noire e7 · Pion noir sur case blanche f7 · Pion noir sur case noire g7 · Pion noir sur case blanche h7 · Cavalier noir sur case noire f6 · Fou blanc sur case blanche b5 · Pion noir sur case noire e5 · Fou blanc sur case noire g5 · Pion blanc sur case blanche e4 · Dame blanche sur case blanche b3 · Pion blanc sur case blanche a2 · Pion blanc sur case noire b2 · Pion blanc sur case blanche c2 · Pion blanc sur case noire f2 · Pion blanc sur case blanche g2 · Pion blanc sur case noire h2 · Roi blanc sur case noire c1 · Tour blanche sur case blanche d1 · Tour blanche sur case blanche h1 | Tour noire sur case noire d8 · Roi noir sur case blanche e8 · Fou noir sur case noire f8 · Tour noire sur case noire h8 · Pion noir sur case noire a7 · Cavalier noir sur case blanche d7 · Dame noire sur case noire e7 · Pion noir sur case blanche f7 · Pion noir sur case noire g7 · Pion noir sur case blanche h7 · Cavalier noir sur case noire f6 · Fou blanc sur case blanche b5 · Pion noir sur case noire e5 · Fou blanc sur case noire g5 · Pion blanc sur case blanche e4 · Dame blanche sur case blanche b3 · Pion blanc sur case blanche a2 · Pion blanc sur case noire b2 · Pion blanc sur case blanche c2 · Pion blanc sur case noire f2 · Pion blanc sur case blanche g2 · Pion blanc sur case noire h2 · Roi blanc sur case noire c1 · Tour blanche sur case blanche d1 · Tour blanche sur case blanche h1 | Tour noire sur case noire d8 · Roi noir sur case blanche e8 · Fou noir sur case noire f8 · Tour noire sur case noire h8 · Pion noir sur case noire a7 · Cavalier noir sur case blanche d7 · Dame noire sur case noire e7 · Pion noir sur case blanche f7 · Pion noir sur case noire g7 · Pion noir sur case blanche h7 · Cavalier noir sur case noire f6 · Fou blanc sur case blanche b5 · Pion noir sur case noire e5 · Fou blanc sur case noire g5 · Pion blanc sur case blanche e4 · Dame blanche sur case blanche b3 · Pion blanc sur case blanche a2 · Pion blanc sur case noire b2 · Pion blanc sur case blanche c2 · Pion blanc sur case noire f2 · Pion blanc sur case blanche g2 · Pion blanc sur case noire h2 · Roi blanc sur case noire c1 · Tour blanche sur case blanche d1 · Tour blanche sur case blanche h1 | Tour noire sur case noire d8 · Roi noir sur case blanche e8 · Fou noir sur case noire f8 · Tour noire sur case noire h8 · Pion noir sur case noire a7 · Cavalier noir sur case blanche d7 · Dame noire sur case noire e7 · Pion noir sur case blanche f7 · Pion noir sur case noire g7 · Pion noir sur case blanche h7 · Cavalier noir sur case noire f6 · Fou blanc sur case blanche b5 · Pion noir sur case noire e5 · Fou blanc sur case noire g5 · Pion blanc sur case blanche e4 · Dame blanche sur case blanche b3 · Pion blanc sur case blanche a2 · Pion blanc sur case noire b2 · Pion blanc sur case blanche c2 · Pion blanc sur case noire f2 · Pion blanc sur case blanche g2 · Pion blanc sur case noire h2 · Roi blanc sur case noire c1 · Tour blanche sur case blanche d1 · Tour blanche sur case blanche h1 | 6 |
| 5 | Tour noire sur case noire d8 · Roi noir sur case blanche e8 · Fou noir sur case noire f8 · Tour noire sur case noire h8 · Pion noir sur case noire a7 · Cavalier noir sur case blanche d7 · Dame noire sur case noire e7 · Pion noir sur case blanche f7 · Pion noir sur case noire g7 · Pion noir sur case blanche h7 · Cavalier noir sur case noire f6 · Fou blanc sur case blanche b5 · Pion noir sur case noire e5 · Fou blanc sur case noire g5 · Pion blanc sur case blanche e4 · Dame blanche sur case blanche b3 · Pion blanc sur case blanche a2 · Pion blanc sur case noire b2 · Pion blanc sur case blanche c2 · Pion blanc sur case noire f2 · Pion blanc sur case blanche g2 · Pion blanc sur case noire h2 · Roi blanc sur case noire c1 · Tour blanche sur case blanche d1 · Tour blanche sur case blanche h1 | Tour noire sur case noire d8 · Roi noir sur case blanche e8 · Fou noir sur case noire f8 · Tour noire sur case noire h8 · Pion noir sur case noire a7 · Cavalier noir sur case blanche d7 · Dame noire sur case noire e7 · Pion noir sur case blanche f7 · Pion noir sur case noire g7 · Pion noir sur case blanche h7 · Cavalier noir sur case noire f6 · Fou blanc sur case blanche b5 · Pion noir sur case noire e5 · Fou blanc sur case noire g5 · Pion blanc sur case blanche e4 · Dame blanche sur case blanche b3 · Pion blanc sur case blanche a2 · Pion blanc sur case noire b2 · Pion blanc sur case blanche c2 · Pion blanc sur case noire f2 · Pion blanc sur case blanche g2 · Pion blanc sur case noire h2 · Roi blanc sur case noire c1 · Tour blanche sur case blanche d1 · Tour blanche sur case blanche h1 | Tour noire sur case noire d8 · Roi noir sur case blanche e8 · Fou noir sur case noire f8 · Tour noire sur case noire h8 · Pion noir sur case noire a7 · Cavalier noir sur case blanche d7 · Dame noire sur case noire e7 · Pion noir sur case blanche f7 · Pion noir sur case noire g7 · Pion noir sur case blanche h7 · Cavalier noir sur case noire f6 · Fou blanc sur case blanche b5 · Pion noir sur case noire e5 · Fou blanc sur case noire g5 · Pion blanc sur case blanche e4 · Dame blanche sur case blanche b3 · Pion blanc sur case blanche a2 · Pion blanc sur case noire b2 · Pion blanc sur case blanche c2 · Pion blanc sur case noire f2 · Pion blanc sur case blanche g2 · Pion blanc sur case noire h2 · Roi blanc sur case noire c1 · Tour blanche sur case blanche d1 · Tour blanche sur case blanche h1 | Tour noire sur case noire d8 · Roi noir sur case blanche e8 · Fou noir sur case noire f8 · Tour noire sur case noire h8 · Pion noir sur case noire a7 · Cavalier noir sur case blanche d7 · Dame noire sur case noire e7 · Pion noir sur case blanche f7 · Pion noir sur case noire g7 · Pion noir sur case blanche h7 · Cavalier noir sur case noire f6 · Fou blanc sur case blanche b5 · Pion noir sur case noire e5 · Fou blanc sur case noire g5 · Pion blanc sur case blanche e4 · Dame blanche sur case blanche b3 · Pion blanc sur case blanche a2 · Pion blanc sur case noire b2 · Pion blanc sur case blanche c2 · Pion blanc sur case noire f2 · Pion blanc sur case blanche g2 · Pion blanc sur case noire h2 · Roi blanc sur case noire c1 · Tour blanche sur case blanche d1 · Tour blanche sur case blanche h1 | Tour noire sur case noire d8 · Roi noir sur case blanche e8 · Fou noir sur case noire f8 · Tour noire sur case noire h8 · Pion noir sur case noire a7 · Cavalier noir sur case blanche d7 · Dame noire sur case noire e7 · Pion noir sur case blanche f7 · Pion noir sur case noire g7 · Pion noir sur case blanche h7 · Cavalier noir sur case noire f6 · Fou blanc sur case blanche b5 · Pion noir sur case noire e5 · Fou blanc sur case noire g5 · Pion blanc sur case blanche e4 · Dame blanche sur case blanche b3 · Pion blanc sur case blanche a2 · Pion blanc sur case noire b2 · Pion blanc sur case blanche c2 · Pion blanc sur case noire f2 · Pion blanc sur case blanche g2 · Pion blanc sur case noire h2 · Roi blanc sur case noire c1 · Tour blanche sur case blanche d1 · Tour blanche sur case blanche h1 | Tour noire sur case noire d8 · Roi noir sur case blanche e8 · Fou noir sur case noire f8 · Tour noire sur case noire h8 · Pion noir sur case noire a7 · Cavalier noir sur case blanche d7 · Dame noire sur case noire e7 · Pion noir sur case blanche f7 · Pion noir sur case noire g7 · Pion noir sur case blanche h7 · Cavalier noir sur case noire f6 · Fou blanc sur case blanche b5 · Pion noir sur case noire e5 · Fou blanc sur case noire g5 · Pion blanc sur case blanche e4 · Dame blanche sur case blanche b3 · Pion blanc sur case blanche a2 · Pion blanc sur case noire b2 · Pion blanc sur case blanche c2 · Pion blanc sur case noire f2 · Pion blanc sur case blanche g2 · Pion blanc sur case noire h2 · Roi blanc sur case noire c1 · Tour blanche sur case blanche d1 · Tour blanche sur case blanche h1 | Tour noire sur case noire d8 · Roi noir sur case blanche e8 · Fou noir sur case noire f8 · Tour noire sur case noire h8 · Pion noir sur case noire a7 · Cavalier noir sur case blanche d7 · Dame noire sur case noire e7 · Pion noir sur case blanche f7 · Pion noir sur case noire g7 · Pion noir sur case blanche h7 · Cavalier noir sur case noire f6 · Fou blanc sur case blanche b5 · Pion noir sur case noire e5 · Fou blanc sur case noire g5 · Pion blanc sur case blanche e4 · Dame blanche sur case blanche b3 · Pion blanc sur case blanche a2 · Pion blanc sur case noire b2 · Pion blanc sur case blanche c2 · Pion blanc sur case noire f2 · Pion blanc sur case blanche g2 · Pion blanc sur case noire h2 · Roi blanc sur case noire c1 · Tour blanche sur case blanche d1 · Tour blanche sur case blanche h1 | Tour noire sur case noire d8 · Roi noir sur case blanche e8 · Fou noir sur case noire f8 · Tour noire sur case noire h8 · Pion noir sur case noire a7 · Cavalier noir sur case blanche d7 · Dame noire sur case noire e7 · Pion noir sur case blanche f7 · Pion noir sur case noire g7 · Pion noir sur case blanche h7 · Cavalier noir sur case noire f6 · Fou blanc sur case blanche b5 · Pion noir sur case noire e5 · Fou blanc sur case noire g5 · Pion blanc sur case blanche e4 · Dame blanche sur case blanche b3 · Pion blanc sur case blanche a2 · Pion blanc sur case noire b2 · Pion blanc sur case blanche c2 · Pion blanc sur case noire f2 · Pion blanc sur case blanche g2 · Pion blanc sur case noire h2 · Roi blanc sur case noire c1 · Tour blanche sur case blanche d1 · Tour blanche sur case blanche h1 | 5 |
| 4 | Tour noire sur case noire d8 · Roi noir sur case blanche e8 · Fou noir sur case noire f8 · Tour noire sur case noire h8 · Pion noir sur case noire a7 · Cavalier noir sur case blanche d7 · Dame noire sur case noire e7 · Pion noir sur case blanche f7 · Pion noir sur case noire g7 · Pion noir sur case blanche h7 · Cavalier noir sur case noire f6 · Fou blanc sur case blanche b5 · Pion noir sur case noire e5 · Fou blanc sur case noire g5 · Pion blanc sur case blanche e4 · Dame blanche sur case blanche b3 · Pion blanc sur case blanche a2 · Pion blanc sur case noire b2 · Pion blanc sur case blanche c2 · Pion blanc sur case noire f2 · Pion blanc sur case blanche g2 · Pion blanc sur case noire h2 · Roi blanc sur case noire c1 · Tour blanche sur case blanche d1 · Tour blanche sur case blanche h1 | Tour noire sur case noire d8 · Roi noir sur case blanche e8 · Fou noir sur case noire f8 · Tour noire sur case noire h8 · Pion noir sur case noire a7 · Cavalier noir sur case blanche d7 · Dame noire sur case noire e7 · Pion noir sur case blanche f7 · Pion noir sur case noire g7 · Pion noir sur case blanche h7 · Cavalier noir sur case noire f6 · Fou blanc sur case blanche b5 · Pion noir sur case noire e5 · Fou blanc sur case noire g5 · Pion blanc sur case blanche e4 · Dame blanche sur case blanche b3 · Pion blanc sur case blanche a2 · Pion blanc sur case noire b2 · Pion blanc sur case blanche c2 · Pion blanc sur case noire f2 · Pion blanc sur case blanche g2 · Pion blanc sur case noire h2 · Roi blanc sur case noire c1 · Tour blanche sur case blanche d1 · Tour blanche sur case blanche h1 | Tour noire sur case noire d8 · Roi noir sur case blanche e8 · Fou noir sur case noire f8 · Tour noire sur case noire h8 · Pion noir sur case noire a7 · Cavalier noir sur case blanche d7 · Dame noire sur case noire e7 · Pion noir sur case blanche f7 · Pion noir sur case noire g7 · Pion noir sur case blanche h7 · Cavalier noir sur case noire f6 · Fou blanc sur case blanche b5 · Pion noir sur case noire e5 · Fou blanc sur case noire g5 · Pion blanc sur case blanche e4 · Dame blanche sur case blanche b3 · Pion blanc sur case blanche a2 · Pion blanc sur case noire b2 · Pion blanc sur case blanche c2 · Pion blanc sur case noire f2 · Pion blanc sur case blanche g2 · Pion blanc sur case noire h2 · Roi blanc sur case noire c1 · Tour blanche sur case blanche d1 · Tour blanche sur case blanche h1 | Tour noire sur case noire d8 · Roi noir sur case blanche e8 · Fou noir sur case noire f8 · Tour noire sur case noire h8 · Pion noir sur case noire a7 · Cavalier noir sur case blanche d7 · Dame noire sur case noire e7 · Pion noir sur case blanche f7 · Pion noir sur case noire g7 · Pion noir sur case blanche h7 · Cavalier noir sur case noire f6 · Fou blanc sur case blanche b5 · Pion noir sur case noire e5 · Fou blanc sur case noire g5 · Pion blanc sur case blanche e4 · Dame blanche sur case blanche b3 · Pion blanc sur case blanche a2 · Pion blanc sur case noire b2 · Pion blanc sur case blanche c2 · Pion blanc sur case noire f2 · Pion blanc sur case blanche g2 · Pion blanc sur case noire h2 · Roi blanc sur case noire c1 · Tour blanche sur case blanche d1 · Tour blanche sur case blanche h1 | Tour noire sur case noire d8 · Roi noir sur case blanche e8 · Fou noir sur case noire f8 · Tour noire sur case noire h8 · Pion noir sur case noire a7 · Cavalier noir sur case blanche d7 · Dame noire sur case noire e7 · Pion noir sur case blanche f7 · Pion noir sur case noire g7 · Pion noir sur case blanche h7 · Cavalier noir sur case noire f6 · Fou blanc sur case blanche b5 · Pion noir sur case noire e5 · Fou blanc sur case noire g5 · Pion blanc sur case blanche e4 · Dame blanche sur case blanche b3 · Pion blanc sur case blanche a2 · Pion blanc sur case noire b2 · Pion blanc sur case blanche c2 · Pion blanc sur case noire f2 · Pion blanc sur case blanche g2 · Pion blanc sur case noire h2 · Roi blanc sur case noire c1 · Tour blanche sur case blanche d1 · Tour blanche sur case blanche h1 | Tour noire sur case noire d8 · Roi noir sur case blanche e8 · Fou noir sur case noire f8 · Tour noire sur case noire h8 · Pion noir sur case noire a7 · Cavalier noir sur case blanche d7 · Dame noire sur case noire e7 · Pion noir sur case blanche f7 · Pion noir sur case noire g7 · Pion noir sur case blanche h7 · Cavalier noir sur case noire f6 · Fou blanc sur case blanche b5 · Pion noir sur case noire e5 · Fou blanc sur case noire g5 · Pion blanc sur case blanche e4 · Dame blanche sur case blanche b3 · Pion blanc sur case blanche a2 · Pion blanc sur case noire b2 · Pion blanc sur case blanche c2 · Pion blanc sur case noire f2 · Pion blanc sur case blanche g2 · Pion blanc sur case noire h2 · Roi blanc sur case noire c1 · Tour blanche sur case blanche d1 · Tour blanche sur case blanche h1 | Tour noire sur case noire d8 · Roi noir sur case blanche e8 · Fou noir sur case noire f8 · Tour noire sur case noire h8 · Pion noir sur case noire a7 · Cavalier noir sur case blanche d7 · Dame noire sur case noire e7 · Pion noir sur case blanche f7 · Pion noir sur case noire g7 · Pion noir sur case blanche h7 · Cavalier noir sur case noire f6 · Fou blanc sur case blanche b5 · Pion noir sur case noire e5 · Fou blanc sur case noire g5 · Pion blanc sur case blanche e4 · Dame blanche sur case blanche b3 · Pion blanc sur case blanche a2 · Pion blanc sur case noire b2 · Pion blanc sur case blanche c2 · Pion blanc sur case noire f2 · Pion blanc sur case blanche g2 · Pion blanc sur case noire h2 · Roi blanc sur case noire c1 · Tour blanche sur case blanche d1 · Tour blanche sur case blanche h1 | Tour noire sur case noire d8 · Roi noir sur case blanche e8 · Fou noir sur case noire f8 · Tour noire sur case noire h8 · Pion noir sur case noire a7 · Cavalier noir sur case blanche d7 · Dame noire sur case noire e7 · Pion noir sur case blanche f7 · Pion noir sur case noire g7 · Pion noir sur case blanche h7 · Cavalier noir sur case noire f6 · Fou blanc sur case blanche b5 · Pion noir sur case noire e5 · Fou blanc sur case noire g5 · Pion blanc sur case blanche e4 · Dame blanche sur case blanche b3 · Pion blanc sur case blanche a2 · Pion blanc sur case noire b2 · Pion blanc sur case blanche c2 · Pion blanc sur case noire f2 · Pion blanc sur case blanche g2 · Pion blanc sur case noire h2 · Roi blanc sur case noire c1 · Tour blanche sur case blanche d1 · Tour blanche sur case blanche h1 | 4 |
| 3 | Tour noire sur case noire d8 · Roi noir sur case blanche e8 · Fou noir sur case noire f8 · Tour noire sur case noire h8 · Pion noir sur case noire a7 · Cavalier noir sur case blanche d7 · Dame noire sur case noire e7 · Pion noir sur case blanche f7 · Pion noir sur case noire g7 · Pion noir sur case blanche h7 · Cavalier noir sur case noire f6 · Fou blanc sur case blanche b5 · Pion noir sur case noire e5 · Fou blanc sur case noire g5 · Pion blanc sur case blanche e4 · Dame blanche sur case blanche b3 · Pion blanc sur case blanche a2 · Pion blanc sur case noire b2 · Pion blanc sur case blanche c2 · Pion blanc sur case noire f2 · Pion blanc sur case blanche g2 · Pion blanc sur case noire h2 · Roi blanc sur case noire c1 · Tour blanche sur case blanche d1 · Tour blanche sur case blanche h1 | Tour noire sur case noire d8 · Roi noir sur case blanche e8 · Fou noir sur case noire f8 · Tour noire sur case noire h8 · Pion noir sur case noire a7 · Cavalier noir sur case blanche d7 · Dame noire sur case noire e7 · Pion noir sur case blanche f7 · Pion noir sur case noire g7 · Pion noir sur case blanche h7 · Cavalier noir sur case noire f6 · Fou blanc sur case blanche b5 · Pion noir sur case noire e5 · Fou blanc sur case noire g5 · Pion blanc sur case blanche e4 · Dame blanche sur case blanche b3 · Pion blanc sur case blanche a2 · Pion blanc sur case noire b2 · Pion blanc sur case blanche c2 · Pion blanc sur case noire f2 · Pion blanc sur case blanche g2 · Pion blanc sur case noire h2 · Roi blanc sur case noire c1 · Tour blanche sur case blanche d1 · Tour blanche sur case blanche h1 | Tour noire sur case noire d8 · Roi noir sur case blanche e8 · Fou noir sur case noire f8 · Tour noire sur case noire h8 · Pion noir sur case noire a7 · Cavalier noir sur case blanche d7 · Dame noire sur case noire e7 · Pion noir sur case blanche f7 · Pion noir sur case noire g7 · Pion noir sur case blanche h7 · Cavalier noir sur case noire f6 · Fou blanc sur case blanche b5 · Pion noir sur case noire e5 · Fou blanc sur case noire g5 · Pion blanc sur case blanche e4 · Dame blanche sur case blanche b3 · Pion blanc sur case blanche a2 · Pion blanc sur case noire b2 · Pion blanc sur case blanche c2 · Pion blanc sur case noire f2 · Pion blanc sur case blanche g2 · Pion blanc sur case noire h2 · Roi blanc sur case noire c1 · Tour blanche sur case blanche d1 · Tour blanche sur case blanche h1 | Tour noire sur case noire d8 · Roi noir sur case blanche e8 · Fou noir sur case noire f8 · Tour noire sur case noire h8 · Pion noir sur case noire a7 · Cavalier noir sur case blanche d7 · Dame noire sur case noire e7 · Pion noir sur case blanche f7 · Pion noir sur case noire g7 · Pion noir sur case blanche h7 · Cavalier noir sur case noire f6 · Fou blanc sur case blanche b5 · Pion noir sur case noire e5 · Fou blanc sur case noire g5 · Pion blanc sur case blanche e4 · Dame blanche sur case blanche b3 · Pion blanc sur case blanche a2 · Pion blanc sur case noire b2 · Pion blanc sur case blanche c2 · Pion blanc sur case noire f2 · Pion blanc sur case blanche g2 · Pion blanc sur case noire h2 · Roi blanc sur case noire c1 · Tour blanche sur case blanche d1 · Tour blanche sur case blanche h1 | Tour noire sur case noire d8 · Roi noir sur case blanche e8 · Fou noir sur case noire f8 · Tour noire sur case noire h8 · Pion noir sur case noire a7 · Cavalier noir sur case blanche d7 · Dame noire sur case noire e7 · Pion noir sur case blanche f7 · Pion noir sur case noire g7 · Pion noir sur case blanche h7 · Cavalier noir sur case noire f6 · Fou blanc sur case blanche b5 · Pion noir sur case noire e5 · Fou blanc sur case noire g5 · Pion blanc sur case blanche e4 · Dame blanche sur case blanche b3 · Pion blanc sur case blanche a2 · Pion blanc sur case noire b2 · Pion blanc sur case blanche c2 · Pion blanc sur case noire f2 · Pion blanc sur case blanche g2 · Pion blanc sur case noire h2 · Roi blanc sur case noire c1 · Tour blanche sur case blanche d1 · Tour blanche sur case blanche h1 | Tour noire sur case noire d8 · Roi noir sur case blanche e8 · Fou noir sur case noire f8 · Tour noire sur case noire h8 · Pion noir sur case noire a7 · Cavalier noir sur case blanche d7 · Dame noire sur case noire e7 · Pion noir sur case blanche f7 · Pion noir sur case noire g7 · Pion noir sur case blanche h7 · Cavalier noir sur case noire f6 · Fou blanc sur case blanche b5 · Pion noir sur case noire e5 · Fou blanc sur case noire g5 · Pion blanc sur case blanche e4 · Dame blanche sur case blanche b3 · Pion blanc sur case blanche a2 · Pion blanc sur case noire b2 · Pion blanc sur case blanche c2 · Pion blanc sur case noire f2 · Pion blanc sur case blanche g2 · Pion blanc sur case noire h2 · Roi blanc sur case noire c1 · Tour blanche sur case blanche d1 · Tour blanche sur case blanche h1 | Tour noire sur case noire d8 · Roi noir sur case blanche e8 · Fou noir sur case noire f8 · Tour noire sur case noire h8 · Pion noir sur case noire a7 · Cavalier noir sur case blanche d7 · Dame noire sur case noire e7 · Pion noir sur case blanche f7 · Pion noir sur case noire g7 · Pion noir sur case blanche h7 · Cavalier noir sur case noire f6 · Fou blanc sur case blanche b5 · Pion noir sur case noire e5 · Fou blanc sur case noire g5 · Pion blanc sur case blanche e4 · Dame blanche sur case blanche b3 · Pion blanc sur case blanche a2 · Pion blanc sur case noire b2 · Pion blanc sur case blanche c2 · Pion blanc sur case noire f2 · Pion blanc sur case blanche g2 · Pion blanc sur case noire h2 · Roi blanc sur case noire c1 · Tour blanche sur case blanche d1 · Tour blanche sur case blanche h1 | Tour noire sur case noire d8 · Roi noir sur case blanche e8 · Fou noir sur case noire f8 · Tour noire sur case noire h8 · Pion noir sur case noire a7 · Cavalier noir sur case blanche d7 · Dame noire sur case noire e7 · Pion noir sur case blanche f7 · Pion noir sur case noire g7 · Pion noir sur case blanche h7 · Cavalier noir sur case noire f6 · Fou blanc sur case blanche b5 · Pion noir sur case noire e5 · Fou blanc sur case noire g5 · Pion blanc sur case blanche e4 · Dame blanche sur case blanche b3 · Pion blanc sur case blanche a2 · Pion blanc sur case noire b2 · Pion blanc sur case blanche c2 · Pion blanc sur case noire f2 · Pion blanc sur case blanche g2 · Pion blanc sur case noire h2 · Roi blanc sur case noire c1 · Tour blanche sur case blanche d1 · Tour blanche sur case blanche h1 | 3 |
| 2 | Tour noire sur case noire d8 · Roi noir sur case blanche e8 · Fou noir sur case noire f8 · Tour noire sur case noire h8 · Pion noir sur case noire a7 · Cavalier noir sur case blanche d7 · Dame noire sur case noire e7 · Pion noir sur case blanche f7 · Pion noir sur case noire g7 · Pion noir sur case blanche h7 · Cavalier noir sur case noire f6 · Fou blanc sur case blanche b5 · Pion noir sur case noire e5 · Fou blanc sur case noire g5 · Pion blanc sur case blanche e4 · Dame blanche sur case blanche b3 · Pion blanc sur case blanche a2 · Pion blanc sur case noire b2 · Pion blanc sur case blanche c2 · Pion blanc sur case noire f2 · Pion blanc sur case blanche g2 · Pion blanc sur case noire h2 · Roi blanc sur case noire c1 · Tour blanche sur case blanche d1 · Tour blanche sur case blanche h1 | Tour noire sur case noire d8 · Roi noir sur case blanche e8 · Fou noir sur case noire f8 · Tour noire sur case noire h8 · Pion noir sur case noire a7 · Cavalier noir sur case blanche d7 · Dame noire sur case noire e7 · Pion noir sur case blanche f7 · Pion noir sur case noire g7 · Pion noir sur case blanche h7 · Cavalier noir sur case noire f6 · Fou blanc sur case blanche b5 · Pion noir sur case noire e5 · Fou blanc sur case noire g5 · Pion blanc sur case blanche e4 · Dame blanche sur case blanche b3 · Pion blanc sur case blanche a2 · Pion blanc sur case noire b2 · Pion blanc sur case blanche c2 · Pion blanc sur case noire f2 · Pion blanc sur case blanche g2 · Pion blanc sur case noire h2 · Roi blanc sur case noire c1 · Tour blanche sur case blanche d1 · Tour blanche sur case blanche h1 | Tour noire sur case noire d8 · Roi noir sur case blanche e8 · Fou noir sur case noire f8 · Tour noire sur case noire h8 · Pion noir sur case noire a7 · Cavalier noir sur case blanche d7 · Dame noire sur case noire e7 · Pion noir sur case blanche f7 · Pion noir sur case noire g7 · Pion noir sur case blanche h7 · Cavalier noir sur case noire f6 · Fou blanc sur case blanche b5 · Pion noir sur case noire e5 · Fou blanc sur case noire g5 · Pion blanc sur case blanche e4 · Dame blanche sur case blanche b3 · Pion blanc sur case blanche a2 · Pion blanc sur case noire b2 · Pion blanc sur case blanche c2 · Pion blanc sur case noire f2 · Pion blanc sur case blanche g2 · Pion blanc sur case noire h2 · Roi blanc sur case noire c1 · Tour blanche sur case blanche d1 · Tour blanche sur case blanche h1 | Tour noire sur case noire d8 · Roi noir sur case blanche e8 · Fou noir sur case noire f8 · Tour noire sur case noire h8 · Pion noir sur case noire a7 · Cavalier noir sur case blanche d7 · Dame noire sur case noire e7 · Pion noir sur case blanche f7 · Pion noir sur case noire g7 · Pion noir sur case blanche h7 · Cavalier noir sur case noire f6 · Fou blanc sur case blanche b5 · Pion noir sur case noire e5 · Fou blanc sur case noire g5 · Pion blanc sur case blanche e4 · Dame blanche sur case blanche b3 · Pion blanc sur case blanche a2 · Pion blanc sur case noire b2 · Pion blanc sur case blanche c2 · Pion blanc sur case noire f2 · Pion blanc sur case blanche g2 · Pion blanc sur case noire h2 · Roi blanc sur case noire c1 · Tour blanche sur case blanche d1 · Tour blanche sur case blanche h1 | Tour noire sur case noire d8 · Roi noir sur case blanche e8 · Fou noir sur case noire f8 · Tour noire sur case noire h8 · Pion noir sur case noire a7 · Cavalier noir sur case blanche d7 · Dame noire sur case noire e7 · Pion noir sur case blanche f7 · Pion noir sur case noire g7 · Pion noir sur case blanche h7 · Cavalier noir sur case noire f6 · Fou blanc sur case blanche b5 · Pion noir sur case noire e5 · Fou blanc sur case noire g5 · Pion blanc sur case blanche e4 · Dame blanche sur case blanche b3 · Pion blanc sur case blanche a2 · Pion blanc sur case noire b2 · Pion blanc sur case blanche c2 · Pion blanc sur case noire f2 · Pion blanc sur case blanche g2 · Pion blanc sur case noire h2 · Roi blanc sur case noire c1 · Tour blanche sur case blanche d1 · Tour blanche sur case blanche h1 | Tour noire sur case noire d8 · Roi noir sur case blanche e8 · Fou noir sur case noire f8 · Tour noire sur case noire h8 · Pion noir sur case noire a7 · Cavalier noir sur case blanche d7 · Dame noire sur case noire e7 · Pion noir sur case blanche f7 · Pion noir sur case noire g7 · Pion noir sur case blanche h7 · Cavalier noir sur case noire f6 · Fou blanc sur case blanche b5 · Pion noir sur case noire e5 · Fou blanc sur case noire g5 · Pion blanc sur case blanche e4 · Dame blanche sur case blanche b3 · Pion blanc sur case blanche a2 · Pion blanc sur case noire b2 · Pion blanc sur case blanche c2 · Pion blanc sur case noire f2 · Pion blanc sur case blanche g2 · Pion blanc sur case noire h2 · Roi blanc sur case noire c1 · Tour blanche sur case blanche d1 · Tour blanche sur case blanche h1 | Tour noire sur case noire d8 · Roi noir sur case blanche e8 · Fou noir sur case noire f8 · Tour noire sur case noire h8 · Pion noir sur case noire a7 · Cavalier noir sur case blanche d7 · Dame noire sur case noire e7 · Pion noir sur case blanche f7 · Pion noir sur case noire g7 · Pion noir sur case blanche h7 · Cavalier noir sur case noire f6 · Fou blanc sur case blanche b5 · Pion noir sur case noire e5 · Fou blanc sur case noire g5 · Pion blanc sur case blanche e4 · Dame blanche sur case blanche b3 · Pion blanc sur case blanche a2 · Pion blanc sur case noire b2 · Pion blanc sur case blanche c2 · Pion blanc sur case noire f2 · Pion blanc sur case blanche g2 · Pion blanc sur case noire h2 · Roi blanc sur case noire c1 · Tour blanche sur case blanche d1 · Tour blanche sur case blanche h1 | Tour noire sur case noire d8 · Roi noir sur case blanche e8 · Fou noir sur case noire f8 · Tour noire sur case noire h8 · Pion noir sur case noire a7 · Cavalier noir sur case blanche d7 · Dame noire sur case noire e7 · Pion noir sur case blanche f7 · Pion noir sur case noire g7 · Pion noir sur case blanche h7 · Cavalier noir sur case noire f6 · Fou blanc sur case blanche b5 · Pion noir sur case noire e5 · Fou blanc sur case noire g5 · Pion blanc sur case blanche e4 · Dame blanche sur case blanche b3 · Pion blanc sur case blanche a2 · Pion blanc sur case noire b2 · Pion blanc sur case blanche c2 · Pion blanc sur case noire f2 · Pion blanc sur case blanche g2 · Pion blanc sur case noire h2 · Roi blanc sur case noire c1 · Tour blanche sur case blanche d1 · Tour blanche sur case blanche h1 | 2 |
| 1 | Tour noire sur case noire d8 · Roi noir sur case blanche e8 · Fou noir sur case noire f8 · Tour noire sur case noire h8 · Pion noir sur case noire a7 · Cavalier noir sur case blanche d7 · Dame noire sur case noire e7 · Pion noir sur case blanche f7 · Pion noir sur case noire g7 · Pion noir sur case blanche h7 · Cavalier noir sur case noire f6 · Fou blanc sur case blanche b5 · Pion noir sur case noire e5 · Fou blanc sur case noire g5 · Pion blanc sur case blanche e4 · Dame blanche sur case blanche b3 · Pion blanc sur case blanche a2 · Pion blanc sur case noire b2 · Pion blanc sur case blanche c2 · Pion blanc sur case noire f2 · Pion blanc sur case blanche g2 · Pion blanc sur case noire h2 · Roi blanc sur case noire c1 · Tour blanche sur case blanche d1 · Tour blanche sur case blanche h1 | Tour noire sur case noire d8 · Roi noir sur case blanche e8 · Fou noir sur case noire f8 · Tour noire sur case noire h8 · Pion noir sur case noire a7 · Cavalier noir sur case blanche d7 · Dame noire sur case noire e7 · Pion noir sur case blanche f7 · Pion noir sur case noire g7 · Pion noir sur case blanche h7 · Cavalier noir sur case noire f6 · Fou blanc sur case blanche b5 · Pion noir sur case noire e5 · Fou blanc sur case noire g5 · Pion blanc sur case blanche e4 · Dame blanche sur case blanche b3 · Pion blanc sur case blanche a2 · Pion blanc sur case noire b2 · Pion blanc sur case blanche c2 · Pion blanc sur case noire f2 · Pion blanc sur case blanche g2 · Pion blanc sur case noire h2 · Roi blanc sur case noire c1 · Tour blanche sur case blanche d1 · Tour blanche sur case blanche h1 | Tour noire sur case noire d8 · Roi noir sur case blanche e8 · Fou noir sur case noire f8 · Tour noire sur case noire h8 · Pion noir sur case noire a7 · Cavalier noir sur case blanche d7 · Dame noire sur case noire e7 · Pion noir sur case blanche f7 · Pion noir sur case noire g7 · Pion noir sur case blanche h7 · Cavalier noir sur case noire f6 · Fou blanc sur case blanche b5 · Pion noir sur case noire e5 · Fou blanc sur case noire g5 · Pion blanc sur case blanche e4 · Dame blanche sur case blanche b3 · Pion blanc sur case blanche a2 · Pion blanc sur case noire b2 · Pion blanc sur case blanche c2 · Pion blanc sur case noire f2 · Pion blanc sur case blanche g2 · Pion blanc sur case noire h2 · Roi blanc sur case noire c1 · Tour blanche sur case blanche d1 · Tour blanche sur case blanche h1 | Tour noire sur case noire d8 · Roi noir sur case blanche e8 · Fou noir sur case noire f8 · Tour noire sur case noire h8 · Pion noir sur case noire a7 · Cavalier noir sur case blanche d7 · Dame noire sur case noire e7 · Pion noir sur case blanche f7 · Pion noir sur case noire g7 · Pion noir sur case blanche h7 · Cavalier noir sur case noire f6 · Fou blanc sur case blanche b5 · Pion noir sur case noire e5 · Fou blanc sur case noire g5 · Pion blanc sur case blanche e4 · Dame blanche sur case blanche b3 · Pion blanc sur case blanche a2 · Pion blanc sur case noire b2 · Pion blanc sur case blanche c2 · Pion blanc sur case noire f2 · Pion blanc sur case blanche g2 · Pion blanc sur case noire h2 · Roi blanc sur case noire c1 · Tour blanche sur case blanche d1 · Tour blanche sur case blanche h1 | Tour noire sur case noire d8 · Roi noir sur case blanche e8 · Fou noir sur case noire f8 · Tour noire sur case noire h8 · Pion noir sur case noire a7 · Cavalier noir sur case blanche d7 · Dame noire sur case noire e7 · Pion noir sur case blanche f7 · Pion noir sur case noire g7 · Pion noir sur case blanche h7 · Cavalier noir sur case noire f6 · Fou blanc sur case blanche b5 · Pion noir sur case noire e5 · Fou blanc sur case noire g5 · Pion blanc sur case blanche e4 · Dame blanche sur case blanche b3 · Pion blanc sur case blanche a2 · Pion blanc sur case noire b2 · Pion blanc sur case blanche c2 · Pion blanc sur case noire f2 · Pion blanc sur case blanche g2 · Pion blanc sur case noire h2 · Roi blanc sur case noire c1 · Tour blanche sur case blanche d1 · Tour blanche sur case blanche h1 | Tour noire sur case noire d8 · Roi noir sur case blanche e8 · Fou noir sur case noire f8 · Tour noire sur case noire h8 · Pion noir sur case noire a7 · Cavalier noir sur case blanche d7 · Dame noire sur case noire e7 · Pion noir sur case blanche f7 · Pion noir sur case noire g7 · Pion noir sur case blanche h7 · Cavalier noir sur case noire f6 · Fou blanc sur case blanche b5 · Pion noir sur case noire e5 · Fou blanc sur case noire g5 · Pion blanc sur case blanche e4 · Dame blanche sur case blanche b3 · Pion blanc sur case blanche a2 · Pion blanc sur case noire b2 · Pion blanc sur case blanche c2 · Pion blanc sur case noire f2 · Pion blanc sur case blanche g2 · Pion blanc sur case noire h2 · Roi blanc sur case noire c1 · Tour blanche sur case blanche d1 · Tour blanche sur case blanche h1 | Tour noire sur case noire d8 · Roi noir sur case blanche e8 · Fou noir sur case noire f8 · Tour noire sur case noire h8 · Pion noir sur case noire a7 · Cavalier noir sur case blanche d7 · Dame noire sur case noire e7 · Pion noir sur case blanche f7 · Pion noir sur case noire g7 · Pion noir sur case blanche h7 · Cavalier noir sur case noire f6 · Fou blanc sur case blanche b5 · Pion noir sur case noire e5 · Fou blanc sur case noire g5 · Pion blanc sur case blanche e4 · Dame blanche sur case blanche b3 · Pion blanc sur case blanche a2 · Pion blanc sur case noire b2 · Pion blanc sur case blanche c2 · Pion blanc sur case noire f2 · Pion blanc sur case blanche g2 · Pion blanc sur case noire h2 · Roi blanc sur case noire c1 · Tour blanche sur case blanche d1 · Tour blanche sur case blanche h1 | Tour noire sur case noire d8 · Roi noir sur case blanche e8 · Fou noir sur case noire f8 · Tour noire sur case noire h8 · Pion noir sur case noire a7 · Cavalier noir sur case blanche d7 · Dame noire sur case noire e7 · Pion noir sur case blanche f7 · Pion noir sur case noire g7 · Pion noir sur case blanche h7 · Cavalier noir sur case noire f6 · Fou blanc sur case blanche b5 · Pion noir sur case noire e5 · Fou blanc sur case noire g5 · Pion blanc sur case blanche e4 · Dame blanche sur case blanche b3 · Pion blanc sur case blanche a2 · Pion blanc sur case noire b2 · Pion blanc sur case blanche c2 · Pion blanc sur case noire f2 · Pion blanc sur case blanche g2 · Pion blanc sur case noire h2 · Roi blanc sur case noire c1 · Tour blanche sur case blanche d1 · Tour blanche sur case blanche h1 | 1 |
|   | a | b | c | d | e | f | g | h |   |

|   | a | b | c | d | e | f | g | h |   |
| 8 | Cavalier noir sur case noire b8 · Tour blanche sur case noire d8 · Roi noir sur case blanche e8 · Fou noir sur case noire f8 · Tour noire sur case noire h8 · Pion noir sur case noire a7 · Pion noir sur case blanche f7 · Pion noir sur case noire g7 · Pion noir sur case blanche h7 · Dame noire sur case blanche e6 · Pion noir sur case noire e5 · Fou blanc sur case noire g5 · Pion blanc sur case blanche e4 · Pion blanc sur case blanche a2 · Pion blanc sur case noire b2 · Pion blanc sur case blanche c2 · Pion blanc sur case noire f2 · Pion blanc sur case blanche g2 · Pion blanc sur case noire h2 · Roi blanc sur case noire c1 | Cavalier noir sur case noire b8 · Tour blanche sur case noire d8 · Roi noir sur case blanche e8 · Fou noir sur case noire f8 · Tour noire sur case noire h8 · Pion noir sur case noire a7 · Pion noir sur case blanche f7 · Pion noir sur case noire g7 · Pion noir sur case blanche h7 · Dame noire sur case blanche e6 · Pion noir sur case noire e5 · Fou blanc sur case noire g5 · Pion blanc sur case blanche e4 · Pion blanc sur case blanche a2 · Pion blanc sur case noire b2 · Pion blanc sur case blanche c2 · Pion blanc sur case noire f2 · Pion blanc sur case blanche g2 · Pion blanc sur case noire h2 · Roi blanc sur case noire c1 | Cavalier noir sur case noire b8 · Tour blanche sur case noire d8 · Roi noir sur case blanche e8 · Fou noir sur case noire f8 · Tour noire sur case noire h8 · Pion noir sur case noire a7 · Pion noir sur case blanche f7 · Pion noir sur case noire g7 · Pion noir sur case blanche h7 · Dame noire sur case blanche e6 · Pion noir sur case noire e5 · Fou blanc sur case noire g5 · Pion blanc sur case blanche e4 · Pion blanc sur case blanche a2 · Pion blanc sur case noire b2 · Pion blanc sur case blanche c2 · Pion blanc sur case noire f2 · Pion blanc sur case blanche g2 · Pion blanc sur case noire h2 · Roi blanc sur case noire c1 | Cavalier noir sur case noire b8 · Tour blanche sur case noire d8 · Roi noir sur case blanche e8 · Fou noir sur case noire f8 · Tour noire sur case noire h8 · Pion noir sur case noire a7 · Pion noir sur case blanche f7 · Pion noir sur case noire g7 · Pion noir sur case blanche h7 · Dame noire sur case blanche e6 · Pion noir sur case noire e5 · Fou blanc sur case noire g5 · Pion blanc sur case blanche e4 · Pion blanc sur case blanche a2 · Pion blanc sur case noire b2 · Pion blanc sur case blanche c2 · Pion blanc sur case noire f2 · Pion blanc sur case blanche g2 · Pion blanc sur case noire h2 · Roi blanc sur case noire c1 | Cavalier noir sur case noire b8 · Tour blanche sur case noire d8 · Roi noir sur case blanche e8 · Fou noir sur case noire f8 · Tour noire sur case noire h8 · Pion noir sur case noire a7 · Pion noir sur case blanche f7 · Pion noir sur case noire g7 · Pion noir sur case blanche h7 · Dame noire sur case blanche e6 · Pion noir sur case noire e5 · Fou blanc sur case noire g5 · Pion blanc sur case blanche e4 · Pion blanc sur case blanche a2 · Pion blanc sur case noire b2 · Pion blanc sur case blanche c2 · Pion blanc sur case noire f2 · Pion blanc sur case blanche g2 · Pion blanc sur case noire h2 · Roi blanc sur case noire c1 | Cavalier noir sur case noire b8 · Tour blanche sur case noire d8 · Roi noir sur case blanche e8 · Fou noir sur case noire f8 · Tour noire sur case noire h8 · Pion noir sur case noire a7 · Pion noir sur case blanche f7 · Pion noir sur case noire g7 · Pion noir sur case blanche h7 · Dame noire sur case blanche e6 · Pion noir sur case noire e5 · Fou blanc sur case noire g5 · Pion blanc sur case blanche e4 · Pion blanc sur case blanche a2 · Pion blanc sur case noire b2 · Pion blanc sur case blanche c2 · Pion blanc sur case noire f2 · Pion blanc sur case blanche g2 · Pion blanc sur case noire h2 · Roi blanc sur case noire c1 | Cavalier noir sur case noire b8 · Tour blanche sur case noire d8 · Roi noir sur case blanche e8 · Fou noir sur case noire f8 · Tour noire sur case noire h8 · Pion noir sur case noire a7 · Pion noir sur case blanche f7 · Pion noir sur case noire g7 · Pion noir sur case blanche h7 · Dame noire sur case blanche e6 · Pion noir sur case noire e5 · Fou blanc sur case noire g5 · Pion blanc sur case blanche e4 · Pion blanc sur case blanche a2 · Pion blanc sur case noire b2 · Pion blanc sur case blanche c2 · Pion blanc sur case noire f2 · Pion blanc sur case blanche g2 · Pion blanc sur case noire h2 · Roi blanc sur case noire c1 | Cavalier noir sur case noire b8 · Tour blanche sur case noire d8 · Roi noir sur case blanche e8 · Fou noir sur case noire f8 · Tour noire sur case noire h8 · Pion noir sur case noire a7 · Pion noir sur case blanche f7 · Pion noir sur case noire g7 · Pion noir sur case blanche h7 · Dame noire sur case blanche e6 · Pion noir sur case noire e5 · Fou blanc sur case noire g5 · Pion blanc sur case blanche e4 · Pion blanc sur case blanche a2 · Pion blanc sur case noire b2 · Pion blanc sur case blanche c2 · Pion blanc sur case noire f2 · Pion blanc sur case blanche g2 · Pion blanc sur case noire h2 · Roi blanc sur case noire c1 | 8 |
| 7 | Cavalier noir sur case noire b8 · Tour blanche sur case noire d8 · Roi noir sur case blanche e8 · Fou noir sur case noire f8 · Tour noire sur case noire h8 · Pion noir sur case noire a7 · Pion noir sur case blanche f7 · Pion noir sur case noire g7 · Pion noir sur case blanche h7 · Dame noire sur case blanche e6 · Pion noir sur case noire e5 · Fou blanc sur case noire g5 · Pion blanc sur case blanche e4 · Pion blanc sur case blanche a2 · Pion blanc sur case noire b2 · Pion blanc sur case blanche c2 · Pion blanc sur case noire f2 · Pion blanc sur case blanche g2 · Pion blanc sur case noire h2 · Roi blanc sur case noire c1 | Cavalier noir sur case noire b8 · Tour blanche sur case noire d8 · Roi noir sur case blanche e8 · Fou noir sur case noire f8 · Tour noire sur case noire h8 · Pion noir sur case noire a7 · Pion noir sur case blanche f7 · Pion noir sur case noire g7 · Pion noir sur case blanche h7 · Dame noire sur case blanche e6 · Pion noir sur case noire e5 · Fou blanc sur case noire g5 · Pion blanc sur case blanche e4 · Pion blanc sur case blanche a2 · Pion blanc sur case noire b2 · Pion blanc sur case blanche c2 · Pion blanc sur case noire f2 · Pion blanc sur case blanche g2 · Pion blanc sur case noire h2 · Roi blanc sur case noire c1 | Cavalier noir sur case noire b8 · Tour blanche sur case noire d8 · Roi noir sur case blanche e8 · Fou noir sur case noire f8 · Tour noire sur case noire h8 · Pion noir sur case noire a7 · Pion noir sur case blanche f7 · Pion noir sur case noire g7 · Pion noir sur case blanche h7 · Dame noire sur case blanche e6 · Pion noir sur case noire e5 · Fou blanc sur case noire g5 · Pion blanc sur case blanche e4 · Pion blanc sur case blanche a2 · Pion blanc sur case noire b2 · Pion blanc sur case blanche c2 · Pion blanc sur case noire f2 · Pion blanc sur case blanche g2 · Pion blanc sur case noire h2 · Roi blanc sur case noire c1 | Cavalier noir sur case noire b8 · Tour blanche sur case noire d8 · Roi noir sur case blanche e8 · Fou noir sur case noire f8 · Tour noire sur case noire h8 · Pion noir sur case noire a7 · Pion noir sur case blanche f7 · Pion noir sur case noire g7 · Pion noir sur case blanche h7 · Dame noire sur case blanche e6 · Pion noir sur case noire e5 · Fou blanc sur case noire g5 · Pion blanc sur case blanche e4 · Pion blanc sur case blanche a2 · Pion blanc sur case noire b2 · Pion blanc sur case blanche c2 · Pion blanc sur case noire f2 · Pion blanc sur case blanche g2 · Pion blanc sur case noire h2 · Roi blanc sur case noire c1 | Cavalier noir sur case noire b8 · Tour blanche sur case noire d8 · Roi noir sur case blanche e8 · Fou noir sur case noire f8 · Tour noire sur case noire h8 · Pion noir sur case noire a7 · Pion noir sur case blanche f7 · Pion noir sur case noire g7 · Pion noir sur case blanche h7 · Dame noire sur case blanche e6 · Pion noir sur case noire e5 · Fou blanc sur case noire g5 · Pion blanc sur case blanche e4 · Pion blanc sur case blanche a2 · Pion blanc sur case noire b2 · Pion blanc sur case blanche c2 · Pion blanc sur case noire f2 · Pion blanc sur case blanche g2 · Pion blanc sur case noire h2 · Roi blanc sur case noire c1 | Cavalier noir sur case noire b8 · Tour blanche sur case noire d8 · Roi noir sur case blanche e8 · Fou noir sur case noire f8 · Tour noire sur case noire h8 · Pion noir sur case noire a7 · Pion noir sur case blanche f7 · Pion noir sur case noire g7 · Pion noir sur case blanche h7 · Dame noire sur case blanche e6 · Pion noir sur case noire e5 · Fou blanc sur case noire g5 · Pion blanc sur case blanche e4 · Pion blanc sur case blanche a2 · Pion blanc sur case noire b2 · Pion blanc sur case blanche c2 · Pion blanc sur case noire f2 · Pion blanc sur case blanche g2 · Pion blanc sur case noire h2 · Roi blanc sur case noire c1 | Cavalier noir sur case noire b8 · Tour blanche sur case noire d8 · Roi noir sur case blanche e8 · Fou noir sur case noire f8 · Tour noire sur case noire h8 · Pion noir sur case noire a7 · Pion noir sur case blanche f7 · Pion noir sur case noire g7 · Pion noir sur case blanche h7 · Dame noire sur case blanche e6 · Pion noir sur case noire e5 · Fou blanc sur case noire g5 · Pion blanc sur case blanche e4 · Pion blanc sur case blanche a2 · Pion blanc sur case noire b2 · Pion blanc sur case blanche c2 · Pion blanc sur case noire f2 · Pion blanc sur case blanche g2 · Pion blanc sur case noire h2 · Roi blanc sur case noire c1 | Cavalier noir sur case noire b8 · Tour blanche sur case noire d8 · Roi noir sur case blanche e8 · Fou noir sur case noire f8 · Tour noire sur case noire h8 · Pion noir sur case noire a7 · Pion noir sur case blanche f7 · Pion noir sur case noire g7 · Pion noir sur case blanche h7 · Dame noire sur case blanche e6 · Pion noir sur case noire e5 · Fou blanc sur case noire g5 · Pion blanc sur case blanche e4 · Pion blanc sur case blanche a2 · Pion blanc sur case noire b2 · Pion blanc sur case blanche c2 · Pion blanc sur case noire f2 · Pion blanc sur case blanche g2 · Pion blanc sur case noire h2 · Roi blanc sur case noire c1 | 7 |
| 6 | Cavalier noir sur case noire b8 · Tour blanche sur case noire d8 · Roi noir sur case blanche e8 · Fou noir sur case noire f8 · Tour noire sur case noire h8 · Pion noir sur case noire a7 · Pion noir sur case blanche f7 · Pion noir sur case noire g7 · Pion noir sur case blanche h7 · Dame noire sur case blanche e6 · Pion noir sur case noire e5 · Fou blanc sur case noire g5 · Pion blanc sur case blanche e4 · Pion blanc sur case blanche a2 · Pion blanc sur case noire b2 · Pion blanc sur case blanche c2 · Pion blanc sur case noire f2 · Pion blanc sur case blanche g2 · Pion blanc sur case noire h2 · Roi blanc sur case noire c1 | Cavalier noir sur case noire b8 · Tour blanche sur case noire d8 · Roi noir sur case blanche e8 · Fou noir sur case noire f8 · Tour noire sur case noire h8 · Pion noir sur case noire a7 · Pion noir sur case blanche f7 · Pion noir sur case noire g7 · Pion noir sur case blanche h7 · Dame noire sur case blanche e6 · Pion noir sur case noire e5 · Fou blanc sur case noire g5 · Pion blanc sur case blanche e4 · Pion blanc sur case blanche a2 · Pion blanc sur case noire b2 · Pion blanc sur case blanche c2 · Pion blanc sur case noire f2 · Pion blanc sur case blanche g2 · Pion blanc sur case noire h2 · Roi blanc sur case noire c1 | Cavalier noir sur case noire b8 · Tour blanche sur case noire d8 · Roi noir sur case blanche e8 · Fou noir sur case noire f8 · Tour noire sur case noire h8 · Pion noir sur case noire a7 · Pion noir sur case blanche f7 · Pion noir sur case noire g7 · Pion noir sur case blanche h7 · Dame noire sur case blanche e6 · Pion noir sur case noire e5 · Fou blanc sur case noire g5 · Pion blanc sur case blanche e4 · Pion blanc sur case blanche a2 · Pion blanc sur case noire b2 · Pion blanc sur case blanche c2 · Pion blanc sur case noire f2 · Pion blanc sur case blanche g2 · Pion blanc sur case noire h2 · Roi blanc sur case noire c1 | Cavalier noir sur case noire b8 · Tour blanche sur case noire d8 · Roi noir sur case blanche e8 · Fou noir sur case noire f8 · Tour noire sur case noire h8 · Pion noir sur case noire a7 · Pion noir sur case blanche f7 · Pion noir sur case noire g7 · Pion noir sur case blanche h7 · Dame noire sur case blanche e6 · Pion noir sur case noire e5 · Fou blanc sur case noire g5 · Pion blanc sur case blanche e4 · Pion blanc sur case blanche a2 · Pion blanc sur case noire b2 · Pion blanc sur case blanche c2 · Pion blanc sur case noire f2 · Pion blanc sur case blanche g2 · Pion blanc sur case noire h2 · Roi blanc sur case noire c1 | Cavalier noir sur case noire b8 · Tour blanche sur case noire d8 · Roi noir sur case blanche e8 · Fou noir sur case noire f8 · Tour noire sur case noire h8 · Pion noir sur case noire a7 · Pion noir sur case blanche f7 · Pion noir sur case noire g7 · Pion noir sur case blanche h7 · Dame noire sur case blanche e6 · Pion noir sur case noire e5 · Fou blanc sur case noire g5 · Pion blanc sur case blanche e4 · Pion blanc sur case blanche a2 · Pion blanc sur case noire b2 · Pion blanc sur case blanche c2 · Pion blanc sur case noire f2 · Pion blanc sur case blanche g2 · Pion blanc sur case noire h2 · Roi blanc sur case noire c1 | Cavalier noir sur case noire b8 · Tour blanche sur case noire d8 · Roi noir sur case blanche e8 · Fou noir sur case noire f8 · Tour noire sur case noire h8 · Pion noir sur case noire a7 · Pion noir sur case blanche f7 · Pion noir sur case noire g7 · Pion noir sur case blanche h7 · Dame noire sur case blanche e6 · Pion noir sur case noire e5 · Fou blanc sur case noire g5 · Pion blanc sur case blanche e4 · Pion blanc sur case blanche a2 · Pion blanc sur case noire b2 · Pion blanc sur case blanche c2 · Pion blanc sur case noire f2 · Pion blanc sur case blanche g2 · Pion blanc sur case noire h2 · Roi blanc sur case noire c1 | Cavalier noir sur case noire b8 · Tour blanche sur case noire d8 · Roi noir sur case blanche e8 · Fou noir sur case noire f8 · Tour noire sur case noire h8 · Pion noir sur case noire a7 · Pion noir sur case blanche f7 · Pion noir sur case noire g7 · Pion noir sur case blanche h7 · Dame noire sur case blanche e6 · Pion noir sur case noire e5 · Fou blanc sur case noire g5 · Pion blanc sur case blanche e4 · Pion blanc sur case blanche a2 · Pion blanc sur case noire b2 · Pion blanc sur case blanche c2 · Pion blanc sur case noire f2 · Pion blanc sur case blanche g2 · Pion blanc sur case noire h2 · Roi blanc sur case noire c1 | Cavalier noir sur case noire b8 · Tour blanche sur case noire d8 · Roi noir sur case blanche e8 · Fou noir sur case noire f8 · Tour noire sur case noire h8 · Pion noir sur case noire a7 · Pion noir sur case blanche f7 · Pion noir sur case noire g7 · Pion noir sur case blanche h7 · Dame noire sur case blanche e6 · Pion noir sur case noire e5 · Fou blanc sur case noire g5 · Pion blanc sur case blanche e4 · Pion blanc sur case blanche a2 · Pion blanc sur case noire b2 · Pion blanc sur case blanche c2 · Pion blanc sur case noire f2 · Pion blanc sur case blanche g2 · Pion blanc sur case noire h2 · Roi blanc sur case noire c1 | 6 |
| 5 | Cavalier noir sur case noire b8 · Tour blanche sur case noire d8 · Roi noir sur case blanche e8 · Fou noir sur case noire f8 · Tour noire sur case noire h8 · Pion noir sur case noire a7 · Pion noir sur case blanche f7 · Pion noir sur case noire g7 · Pion noir sur case blanche h7 · Dame noire sur case blanche e6 · Pion noir sur case noire e5 · Fou blanc sur case noire g5 · Pion blanc sur case blanche e4 · Pion blanc sur case blanche a2 · Pion blanc sur case noire b2 · Pion blanc sur case blanche c2 · Pion blanc sur case noire f2 · Pion blanc sur case blanche g2 · Pion blanc sur case noire h2 · Roi blanc sur case noire c1 | Cavalier noir sur case noire b8 · Tour blanche sur case noire d8 · Roi noir sur case blanche e8 · Fou noir sur case noire f8 · Tour noire sur case noire h8 · Pion noir sur case noire a7 · Pion noir sur case blanche f7 · Pion noir sur case noire g7 · Pion noir sur case blanche h7 · Dame noire sur case blanche e6 · Pion noir sur case noire e5 · Fou blanc sur case noire g5 · Pion blanc sur case blanche e4 · Pion blanc sur case blanche a2 · Pion blanc sur case noire b2 · Pion blanc sur case blanche c2 · Pion blanc sur case noire f2 · Pion blanc sur case blanche g2 · Pion blanc sur case noire h2 · Roi blanc sur case noire c1 | Cavalier noir sur case noire b8 · Tour blanche sur case noire d8 · Roi noir sur case blanche e8 · Fou noir sur case noire f8 · Tour noire sur case noire h8 · Pion noir sur case noire a7 · Pion noir sur case blanche f7 · Pion noir sur case noire g7 · Pion noir sur case blanche h7 · Dame noire sur case blanche e6 · Pion noir sur case noire e5 · Fou blanc sur case noire g5 · Pion blanc sur case blanche e4 · Pion blanc sur case blanche a2 · Pion blanc sur case noire b2 · Pion blanc sur case blanche c2 · Pion blanc sur case noire f2 · Pion blanc sur case blanche g2 · Pion blanc sur case noire h2 · Roi blanc sur case noire c1 | Cavalier noir sur case noire b8 · Tour blanche sur case noire d8 · Roi noir sur case blanche e8 · Fou noir sur case noire f8 · Tour noire sur case noire h8 · Pion noir sur case noire a7 · Pion noir sur case blanche f7 · Pion noir sur case noire g7 · Pion noir sur case blanche h7 · Dame noire sur case blanche e6 · Pion noir sur case noire e5 · Fou blanc sur case noire g5 · Pion blanc sur case blanche e4 · Pion blanc sur case blanche a2 · Pion blanc sur case noire b2 · Pion blanc sur case blanche c2 · Pion blanc sur case noire f2 · Pion blanc sur case blanche g2 · Pion blanc sur case noire h2 · Roi blanc sur case noire c1 | Cavalier noir sur case noire b8 · Tour blanche sur case noire d8 · Roi noir sur case blanche e8 · Fou noir sur case noire f8 · Tour noire sur case noire h8 · Pion noir sur case noire a7 · Pion noir sur case blanche f7 · Pion noir sur case noire g7 · Pion noir sur case blanche h7 · Dame noire sur case blanche e6 · Pion noir sur case noire e5 · Fou blanc sur case noire g5 · Pion blanc sur case blanche e4 · Pion blanc sur case blanche a2 · Pion blanc sur case noire b2 · Pion blanc sur case blanche c2 · Pion blanc sur case noire f2 · Pion blanc sur case blanche g2 · Pion blanc sur case noire h2 · Roi blanc sur case noire c1 | Cavalier noir sur case noire b8 · Tour blanche sur case noire d8 · Roi noir sur case blanche e8 · Fou noir sur case noire f8 · Tour noire sur case noire h8 · Pion noir sur case noire a7 · Pion noir sur case blanche f7 · Pion noir sur case noire g7 · Pion noir sur case blanche h7 · Dame noire sur case blanche e6 · Pion noir sur case noire e5 · Fou blanc sur case noire g5 · Pion blanc sur case blanche e4 · Pion blanc sur case blanche a2 · Pion blanc sur case noire b2 · Pion blanc sur case blanche c2 · Pion blanc sur case noire f2 · Pion blanc sur case blanche g2 · Pion blanc sur case noire h2 · Roi blanc sur case noire c1 | Cavalier noir sur case noire b8 · Tour blanche sur case noire d8 · Roi noir sur case blanche e8 · Fou noir sur case noire f8 · Tour noire sur case noire h8 · Pion noir sur case noire a7 · Pion noir sur case blanche f7 · Pion noir sur case noire g7 · Pion noir sur case blanche h7 · Dame noire sur case blanche e6 · Pion noir sur case noire e5 · Fou blanc sur case noire g5 · Pion blanc sur case blanche e4 · Pion blanc sur case blanche a2 · Pion blanc sur case noire b2 · Pion blanc sur case blanche c2 · Pion blanc sur case noire f2 · Pion blanc sur case blanche g2 · Pion blanc sur case noire h2 · Roi blanc sur case noire c1 | Cavalier noir sur case noire b8 · Tour blanche sur case noire d8 · Roi noir sur case blanche e8 · Fou noir sur case noire f8 · Tour noire sur case noire h8 · Pion noir sur case noire a7 · Pion noir sur case blanche f7 · Pion noir sur case noire g7 · Pion noir sur case blanche h7 · Dame noire sur case blanche e6 · Pion noir sur case noire e5 · Fou blanc sur case noire g5 · Pion blanc sur case blanche e4 · Pion blanc sur case blanche a2 · Pion blanc sur case noire b2 · Pion blanc sur case blanche c2 · Pion blanc sur case noire f2 · Pion blanc sur case blanche g2 · Pion blanc sur case noire h2 · Roi blanc sur case noire c1 | 5 |
| 4 | Cavalier noir sur case noire b8 · Tour blanche sur case noire d8 · Roi noir sur case blanche e8 · Fou noir sur case noire f8 · Tour noire sur case noire h8 · Pion noir sur case noire a7 · Pion noir sur case blanche f7 · Pion noir sur case noire g7 · Pion noir sur case blanche h7 · Dame noire sur case blanche e6 · Pion noir sur case noire e5 · Fou blanc sur case noire g5 · Pion blanc sur case blanche e4 · Pion blanc sur case blanche a2 · Pion blanc sur case noire b2 · Pion blanc sur case blanche c2 · Pion blanc sur case noire f2 · Pion blanc sur case blanche g2 · Pion blanc sur case noire h2 · Roi blanc sur case noire c1 | Cavalier noir sur case noire b8 · Tour blanche sur case noire d8 · Roi noir sur case blanche e8 · Fou noir sur case noire f8 · Tour noire sur case noire h8 · Pion noir sur case noire a7 · Pion noir sur case blanche f7 · Pion noir sur case noire g7 · Pion noir sur case blanche h7 · Dame noire sur case blanche e6 · Pion noir sur case noire e5 · Fou blanc sur case noire g5 · Pion blanc sur case blanche e4 · Pion blanc sur case blanche a2 · Pion blanc sur case noire b2 · Pion blanc sur case blanche c2 · Pion blanc sur case noire f2 · Pion blanc sur case blanche g2 · Pion blanc sur case noire h2 · Roi blanc sur case noire c1 | Cavalier noir sur case noire b8 · Tour blanche sur case noire d8 · Roi noir sur case blanche e8 · Fou noir sur case noire f8 · Tour noire sur case noire h8 · Pion noir sur case noire a7 · Pion noir sur case blanche f7 · Pion noir sur case noire g7 · Pion noir sur case blanche h7 · Dame noire sur case blanche e6 · Pion noir sur case noire e5 · Fou blanc sur case noire g5 · Pion blanc sur case blanche e4 · Pion blanc sur case blanche a2 · Pion blanc sur case noire b2 · Pion blanc sur case blanche c2 · Pion blanc sur case noire f2 · Pion blanc sur case blanche g2 · Pion blanc sur case noire h2 · Roi blanc sur case noire c1 | Cavalier noir sur case noire b8 · Tour blanche sur case noire d8 · Roi noir sur case blanche e8 · Fou noir sur case noire f8 · Tour noire sur case noire h8 · Pion noir sur case noire a7 · Pion noir sur case blanche f7 · Pion noir sur case noire g7 · Pion noir sur case blanche h7 · Dame noire sur case blanche e6 · Pion noir sur case noire e5 · Fou blanc sur case noire g5 · Pion blanc sur case blanche e4 · Pion blanc sur case blanche a2 · Pion blanc sur case noire b2 · Pion blanc sur case blanche c2 · Pion blanc sur case noire f2 · Pion blanc sur case blanche g2 · Pion blanc sur case noire h2 · Roi blanc sur case noire c1 | Cavalier noir sur case noire b8 · Tour blanche sur case noire d8 · Roi noir sur case blanche e8 · Fou noir sur case noire f8 · Tour noire sur case noire h8 · Pion noir sur case noire a7 · Pion noir sur case blanche f7 · Pion noir sur case noire g7 · Pion noir sur case blanche h7 · Dame noire sur case blanche e6 · Pion noir sur case noire e5 · Fou blanc sur case noire g5 · Pion blanc sur case blanche e4 · Pion blanc sur case blanche a2 · Pion blanc sur case noire b2 · Pion blanc sur case blanche c2 · Pion blanc sur case noire f2 · Pion blanc sur case blanche g2 · Pion blanc sur case noire h2 · Roi blanc sur case noire c1 | Cavalier noir sur case noire b8 · Tour blanche sur case noire d8 · Roi noir sur case blanche e8 · Fou noir sur case noire f8 · Tour noire sur case noire h8 · Pion noir sur case noire a7 · Pion noir sur case blanche f7 · Pion noir sur case noire g7 · Pion noir sur case blanche h7 · Dame noire sur case blanche e6 · Pion noir sur case noire e5 · Fou blanc sur case noire g5 · Pion blanc sur case blanche e4 · Pion blanc sur case blanche a2 · Pion blanc sur case noire b2 · Pion blanc sur case blanche c2 · Pion blanc sur case noire f2 · Pion blanc sur case blanche g2 · Pion blanc sur case noire h2 · Roi blanc sur case noire c1 | Cavalier noir sur case noire b8 · Tour blanche sur case noire d8 · Roi noir sur case blanche e8 · Fou noir sur case noire f8 · Tour noire sur case noire h8 · Pion noir sur case noire a7 · Pion noir sur case blanche f7 · Pion noir sur case noire g7 · Pion noir sur case blanche h7 · Dame noire sur case blanche e6 · Pion noir sur case noire e5 · Fou blanc sur case noire g5 · Pion blanc sur case blanche e4 · Pion blanc sur case blanche a2 · Pion blanc sur case noire b2 · Pion blanc sur case blanche c2 · Pion blanc sur case noire f2 · Pion blanc sur case blanche g2 · Pion blanc sur case noire h2 · Roi blanc sur case noire c1 | Cavalier noir sur case noire b8 · Tour blanche sur case noire d8 · Roi noir sur case blanche e8 · Fou noir sur case noire f8 · Tour noire sur case noire h8 · Pion noir sur case noire a7 · Pion noir sur case blanche f7 · Pion noir sur case noire g7 · Pion noir sur case blanche h7 · Dame noire sur case blanche e6 · Pion noir sur case noire e5 · Fou blanc sur case noire g5 · Pion blanc sur case blanche e4 · Pion blanc sur case blanche a2 · Pion blanc sur case noire b2 · Pion blanc sur case blanche c2 · Pion blanc sur case noire f2 · Pion blanc sur case blanche g2 · Pion blanc sur case noire h2 · Roi blanc sur case noire c1 | 4 |
| 3 | Cavalier noir sur case noire b8 · Tour blanche sur case noire d8 · Roi noir sur case blanche e8 · Fou noir sur case noire f8 · Tour noire sur case noire h8 · Pion noir sur case noire a7 · Pion noir sur case blanche f7 · Pion noir sur case noire g7 · Pion noir sur case blanche h7 · Dame noire sur case blanche e6 · Pion noir sur case noire e5 · Fou blanc sur case noire g5 · Pion blanc sur case blanche e4 · Pion blanc sur case blanche a2 · Pion blanc sur case noire b2 · Pion blanc sur case blanche c2 · Pion blanc sur case noire f2 · Pion blanc sur case blanche g2 · Pion blanc sur case noire h2 · Roi blanc sur case noire c1 | Cavalier noir sur case noire b8 · Tour blanche sur case noire d8 · Roi noir sur case blanche e8 · Fou noir sur case noire f8 · Tour noire sur case noire h8 · Pion noir sur case noire a7 · Pion noir sur case blanche f7 · Pion noir sur case noire g7 · Pion noir sur case blanche h7 · Dame noire sur case blanche e6 · Pion noir sur case noire e5 · Fou blanc sur case noire g5 · Pion blanc sur case blanche e4 · Pion blanc sur case blanche a2 · Pion blanc sur case noire b2 · Pion blanc sur case blanche c2 · Pion blanc sur case noire f2 · Pion blanc sur case blanche g2 · Pion blanc sur case noire h2 · Roi blanc sur case noire c1 | Cavalier noir sur case noire b8 · Tour blanche sur case noire d8 · Roi noir sur case blanche e8 · Fou noir sur case noire f8 · Tour noire sur case noire h8 · Pion noir sur case noire a7 · Pion noir sur case blanche f7 · Pion noir sur case noire g7 · Pion noir sur case blanche h7 · Dame noire sur case blanche e6 · Pion noir sur case noire e5 · Fou blanc sur case noire g5 · Pion blanc sur case blanche e4 · Pion blanc sur case blanche a2 · Pion blanc sur case noire b2 · Pion blanc sur case blanche c2 · Pion blanc sur case noire f2 · Pion blanc sur case blanche g2 · Pion blanc sur case noire h2 · Roi blanc sur case noire c1 | Cavalier noir sur case noire b8 · Tour blanche sur case noire d8 · Roi noir sur case blanche e8 · Fou noir sur case noire f8 · Tour noire sur case noire h8 · Pion noir sur case noire a7 · Pion noir sur case blanche f7 · Pion noir sur case noire g7 · Pion noir sur case blanche h7 · Dame noire sur case blanche e6 · Pion noir sur case noire e5 · Fou blanc sur case noire g5 · Pion blanc sur case blanche e4 · Pion blanc sur case blanche a2 · Pion blanc sur case noire b2 · Pion blanc sur case blanche c2 · Pion blanc sur case noire f2 · Pion blanc sur case blanche g2 · Pion blanc sur case noire h2 · Roi blanc sur case noire c1 | Cavalier noir sur case noire b8 · Tour blanche sur case noire d8 · Roi noir sur case blanche e8 · Fou noir sur case noire f8 · Tour noire sur case noire h8 · Pion noir sur case noire a7 · Pion noir sur case blanche f7 · Pion noir sur case noire g7 · Pion noir sur case blanche h7 · Dame noire sur case blanche e6 · Pion noir sur case noire e5 · Fou blanc sur case noire g5 · Pion blanc sur case blanche e4 · Pion blanc sur case blanche a2 · Pion blanc sur case noire b2 · Pion blanc sur case blanche c2 · Pion blanc sur case noire f2 · Pion blanc sur case blanche g2 · Pion blanc sur case noire h2 · Roi blanc sur case noire c1 | Cavalier noir sur case noire b8 · Tour blanche sur case noire d8 · Roi noir sur case blanche e8 · Fou noir sur case noire f8 · Tour noire sur case noire h8 · Pion noir sur case noire a7 · Pion noir sur case blanche f7 · Pion noir sur case noire g7 · Pion noir sur case blanche h7 · Dame noire sur case blanche e6 · Pion noir sur case noire e5 · Fou blanc sur case noire g5 · Pion blanc sur case blanche e4 · Pion blanc sur case blanche a2 · Pion blanc sur case noire b2 · Pion blanc sur case blanche c2 · Pion blanc sur case noire f2 · Pion blanc sur case blanche g2 · Pion blanc sur case noire h2 · Roi blanc sur case noire c1 | Cavalier noir sur case noire b8 · Tour blanche sur case noire d8 · Roi noir sur case blanche e8 · Fou noir sur case noire f8 · Tour noire sur case noire h8 · Pion noir sur case noire a7 · Pion noir sur case blanche f7 · Pion noir sur case noire g7 · Pion noir sur case blanche h7 · Dame noire sur case blanche e6 · Pion noir sur case noire e5 · Fou blanc sur case noire g5 · Pion blanc sur case blanche e4 · Pion blanc sur case blanche a2 · Pion blanc sur case noire b2 · Pion blanc sur case blanche c2 · Pion blanc sur case noire f2 · Pion blanc sur case blanche g2 · Pion blanc sur case noire h2 · Roi blanc sur case noire c1 | Cavalier noir sur case noire b8 · Tour blanche sur case noire d8 · Roi noir sur case blanche e8 · Fou noir sur case noire f8 · Tour noire sur case noire h8 · Pion noir sur case noire a7 · Pion noir sur case blanche f7 · Pion noir sur case noire g7 · Pion noir sur case blanche h7 · Dame noire sur case blanche e6 · Pion noir sur case noire e5 · Fou blanc sur case noire g5 · Pion blanc sur case blanche e4 · Pion blanc sur case blanche a2 · Pion blanc sur case noire b2 · Pion blanc sur case blanche c2 · Pion blanc sur case noire f2 · Pion blanc sur case blanche g2 · Pion blanc sur case noire h2 · Roi blanc sur case noire c1 | 3 |
| 2 | Cavalier noir sur case noire b8 · Tour blanche sur case noire d8 · Roi noir sur case blanche e8 · Fou noir sur case noire f8 · Tour noire sur case noire h8 · Pion noir sur case noire a7 · Pion noir sur case blanche f7 · Pion noir sur case noire g7 · Pion noir sur case blanche h7 · Dame noire sur case blanche e6 · Pion noir sur case noire e5 · Fou blanc sur case noire g5 · Pion blanc sur case blanche e4 · Pion blanc sur case blanche a2 · Pion blanc sur case noire b2 · Pion blanc sur case blanche c2 · Pion blanc sur case noire f2 · Pion blanc sur case blanche g2 · Pion blanc sur case noire h2 · Roi blanc sur case noire c1 | Cavalier noir sur case noire b8 · Tour blanche sur case noire d8 · Roi noir sur case blanche e8 · Fou noir sur case noire f8 · Tour noire sur case noire h8 · Pion noir sur case noire a7 · Pion noir sur case blanche f7 · Pion noir sur case noire g7 · Pion noir sur case blanche h7 · Dame noire sur case blanche e6 · Pion noir sur case noire e5 · Fou blanc sur case noire g5 · Pion blanc sur case blanche e4 · Pion blanc sur case blanche a2 · Pion blanc sur case noire b2 · Pion blanc sur case blanche c2 · Pion blanc sur case noire f2 · Pion blanc sur case blanche g2 · Pion blanc sur case noire h2 · Roi blanc sur case noire c1 | Cavalier noir sur case noire b8 · Tour blanche sur case noire d8 · Roi noir sur case blanche e8 · Fou noir sur case noire f8 · Tour noire sur case noire h8 · Pion noir sur case noire a7 · Pion noir sur case blanche f7 · Pion noir sur case noire g7 · Pion noir sur case blanche h7 · Dame noire sur case blanche e6 · Pion noir sur case noire e5 · Fou blanc sur case noire g5 · Pion blanc sur case blanche e4 · Pion blanc sur case blanche a2 · Pion blanc sur case noire b2 · Pion blanc sur case blanche c2 · Pion blanc sur case noire f2 · Pion blanc sur case blanche g2 · Pion blanc sur case noire h2 · Roi blanc sur case noire c1 | Cavalier noir sur case noire b8 · Tour blanche sur case noire d8 · Roi noir sur case blanche e8 · Fou noir sur case noire f8 · Tour noire sur case noire h8 · Pion noir sur case noire a7 · Pion noir sur case blanche f7 · Pion noir sur case noire g7 · Pion noir sur case blanche h7 · Dame noire sur case blanche e6 · Pion noir sur case noire e5 · Fou blanc sur case noire g5 · Pion blanc sur case blanche e4 · Pion blanc sur case blanche a2 · Pion blanc sur case noire b2 · Pion blanc sur case blanche c2 · Pion blanc sur case noire f2 · Pion blanc sur case blanche g2 · Pion blanc sur case noire h2 · Roi blanc sur case noire c1 | Cavalier noir sur case noire b8 · Tour blanche sur case noire d8 · Roi noir sur case blanche e8 · Fou noir sur case noire f8 · Tour noire sur case noire h8 · Pion noir sur case noire a7 · Pion noir sur case blanche f7 · Pion noir sur case noire g7 · Pion noir sur case blanche h7 · Dame noire sur case blanche e6 · Pion noir sur case noire e5 · Fou blanc sur case noire g5 · Pion blanc sur case blanche e4 · Pion blanc sur case blanche a2 · Pion blanc sur case noire b2 · Pion blanc sur case blanche c2 · Pion blanc sur case noire f2 · Pion blanc sur case blanche g2 · Pion blanc sur case noire h2 · Roi blanc sur case noire c1 | Cavalier noir sur case noire b8 · Tour blanche sur case noire d8 · Roi noir sur case blanche e8 · Fou noir sur case noire f8 · Tour noire sur case noire h8 · Pion noir sur case noire a7 · Pion noir sur case blanche f7 · Pion noir sur case noire g7 · Pion noir sur case blanche h7 · Dame noire sur case blanche e6 · Pion noir sur case noire e5 · Fou blanc sur case noire g5 · Pion blanc sur case blanche e4 · Pion blanc sur case blanche a2 · Pion blanc sur case noire b2 · Pion blanc sur case blanche c2 · Pion blanc sur case noire f2 · Pion blanc sur case blanche g2 · Pion blanc sur case noire h2 · Roi blanc sur case noire c1 | Cavalier noir sur case noire b8 · Tour blanche sur case noire d8 · Roi noir sur case blanche e8 · Fou noir sur case noire f8 · Tour noire sur case noire h8 · Pion noir sur case noire a7 · Pion noir sur case blanche f7 · Pion noir sur case noire g7 · Pion noir sur case blanche h7 · Dame noire sur case blanche e6 · Pion noir sur case noire e5 · Fou blanc sur case noire g5 · Pion blanc sur case blanche e4 · Pion blanc sur case blanche a2 · Pion blanc sur case noire b2 · Pion blanc sur case blanche c2 · Pion blanc sur case noire f2 · Pion blanc sur case blanche g2 · Pion blanc sur case noire h2 · Roi blanc sur case noire c1 | Cavalier noir sur case noire b8 · Tour blanche sur case noire d8 · Roi noir sur case blanche e8 · Fou noir sur case noire f8 · Tour noire sur case noire h8 · Pion noir sur case noire a7 · Pion noir sur case blanche f7 · Pion noir sur case noire g7 · Pion noir sur case blanche h7 · Dame noire sur case blanche e6 · Pion noir sur case noire e5 · Fou blanc sur case noire g5 · Pion blanc sur case blanche e4 · Pion blanc sur case blanche a2 · Pion blanc sur case noire b2 · Pion blanc sur case blanche c2 · Pion blanc sur case noire f2 · Pion blanc sur case blanche g2 · Pion blanc sur case noire h2 · Roi blanc sur case noire c1 | 2 |
| 1 | Cavalier noir sur case noire b8 · Tour blanche sur case noire d8 · Roi noir sur case blanche e8 · Fou noir sur case noire f8 · Tour noire sur case noire h8 · Pion noir sur case noire a7 · Pion noir sur case blanche f7 · Pion noir sur case noire g7 · Pion noir sur case blanche h7 · Dame noire sur case blanche e6 · Pion noir sur case noire e5 · Fou blanc sur case noire g5 · Pion blanc sur case blanche e4 · Pion blanc sur case blanche a2 · Pion blanc sur case noire b2 · Pion blanc sur case blanche c2 · Pion blanc sur case noire f2 · Pion blanc sur case blanche g2 · Pion blanc sur case noire h2 · Roi blanc sur case noire c1 | Cavalier noir sur case noire b8 · Tour blanche sur case noire d8 · Roi noir sur case blanche e8 · Fou noir sur case noire f8 · Tour noire sur case noire h8 · Pion noir sur case noire a7 · Pion noir sur case blanche f7 · Pion noir sur case noire g7 · Pion noir sur case blanche h7 · Dame noire sur case blanche e6 · Pion noir sur case noire e5 · Fou blanc sur case noire g5 · Pion blanc sur case blanche e4 · Pion blanc sur case blanche a2 · Pion blanc sur case noire b2 · Pion blanc sur case blanche c2 · Pion blanc sur case noire f2 · Pion blanc sur case blanche g2 · Pion blanc sur case noire h2 · Roi blanc sur case noire c1 | Cavalier noir sur case noire b8 · Tour blanche sur case noire d8 · Roi noir sur case blanche e8 · Fou noir sur case noire f8 · Tour noire sur case noire h8 · Pion noir sur case noire a7 · Pion noir sur case blanche f7 · Pion noir sur case noire g7 · Pion noir sur case blanche h7 · Dame noire sur case blanche e6 · Pion noir sur case noire e5 · Fou blanc sur case noire g5 · Pion blanc sur case blanche e4 · Pion blanc sur case blanche a2 · Pion blanc sur case noire b2 · Pion blanc sur case blanche c2 · Pion blanc sur case noire f2 · Pion blanc sur case blanche g2 · Pion blanc sur case noire h2 · Roi blanc sur case noire c1 | Cavalier noir sur case noire b8 · Tour blanche sur case noire d8 · Roi noir sur case blanche e8 · Fou noir sur case noire f8 · Tour noire sur case noire h8 · Pion noir sur case noire a7 · Pion noir sur case blanche f7 · Pion noir sur case noire g7 · Pion noir sur case blanche h7 · Dame noire sur case blanche e6 · Pion noir sur case noire e5 · Fou blanc sur case noire g5 · Pion blanc sur case blanche e4 · Pion blanc sur case blanche a2 · Pion blanc sur case noire b2 · Pion blanc sur case blanche c2 · Pion blanc sur case noire f2 · Pion blanc sur case blanche g2 · Pion blanc sur case noire h2 · Roi blanc sur case noire c1 | Cavalier noir sur case noire b8 · Tour blanche sur case noire d8 · Roi noir sur case blanche e8 · Fou noir sur case noire f8 · Tour noire sur case noire h8 · Pion noir sur case noire a7 · Pion noir sur case blanche f7 · Pion noir sur case noire g7 · Pion noir sur case blanche h7 · Dame noire sur case blanche e6 · Pion noir sur case noire e5 · Fou blanc sur case noire g5 · Pion blanc sur case blanche e4 · Pion blanc sur case blanche a2 · Pion blanc sur case noire b2 · Pion blanc sur case blanche c2 · Pion blanc sur case noire f2 · Pion blanc sur case blanche g2 · Pion blanc sur case noire h2 · Roi blanc sur case noire c1 | Cavalier noir sur case noire b8 · Tour blanche sur case noire d8 · Roi noir sur case blanche e8 · Fou noir sur case noire f8 · Tour noire sur case noire h8 · Pion noir sur case noire a7 · Pion noir sur case blanche f7 · Pion noir sur case noire g7 · Pion noir sur case blanche h7 · Dame noire sur case blanche e6 · Pion noir sur case noire e5 · Fou blanc sur case noire g5 · Pion blanc sur case blanche e4 · Pion blanc sur case blanche a2 · Pion blanc sur case noire b2 · Pion blanc sur case blanche c2 · Pion blanc sur case noire f2 · Pion blanc sur case blanche g2 · Pion blanc sur case noire h2 · Roi blanc sur case noire c1 | Cavalier noir sur case noire b8 · Tour blanche sur case noire d8 · Roi noir sur case blanche e8 · Fou noir sur case noire f8 · Tour noire sur case noire h8 · Pion noir sur case noire a7 · Pion noir sur case blanche f7 · Pion noir sur case noire g7 · Pion noir sur case blanche h7 · Dame noire sur case blanche e6 · Pion noir sur case noire e5 · Fou blanc sur case noire g5 · Pion blanc sur case blanche e4 · Pion blanc sur case blanche a2 · Pion blanc sur case noire b2 · Pion blanc sur case blanche c2 · Pion blanc sur case noire f2 · Pion blanc sur case blanche g2 · Pion blanc sur case noire h2 · Roi blanc sur case noire c1 | Cavalier noir sur case noire b8 · Tour blanche sur case noire d8 · Roi noir sur case blanche e8 · Fou noir sur case noire f8 · Tour noire sur case noire h8 · Pion noir sur case noire a7 · Pion noir sur case blanche f7 · Pion noir sur case noire g7 · Pion noir sur case blanche h7 · Dame noire sur case blanche e6 · Pion noir sur case noire e5 · Fou blanc sur case noire g5 · Pion blanc sur case blanche e4 · Pion blanc sur case blanche a2 · Pion blanc sur case noire b2 · Pion blanc sur case blanche c2 · Pion blanc sur case noire f2 · Pion blanc sur case blanche g2 · Pion blanc sur case noire h2 · Roi blanc sur case noire c1 | 1 |
|   | a | b | c | d | e | f | g | h |   |

13. Txd7 Txd7

14. Td1 De6

15. Fxd7+ Cxd7

Si 15. ... Dxd7, alors 16. Db8+ Re7 17. Dxe5+ Rd8 18. Fxf6+ gxf6 19. Dxf6+ Rc8 20. Txd7 Rxd7 21. Dxh8 et les blancs sont gagnants.

Morphy termine avec un magnifique sacrifice de dame :

16. Db8+!! Cxb8

17. Td8#

## Mat de Réti
Le mat de Réti (nommé en l'honneur de Richard Réti) se rencontre le plus souvent après les coups d'ouverture, lorsque les pions centraux ont été échangés. En général, il consiste à sacrifier la dame pour mater ensuite le roi avec une tour et un fou.
L'exemple suivant est tiré d'une partie rapide jouée entre Réti et Xavier Tartakover en 1910 à Vienne :
|   | a | b | c | d | e | f | g | h |   |
| 8 | Tour noire sur case blanche a8 · Cavalier noir sur case noire b8 · Fou noir sur case blanche c8 · Roi noir sur case blanche e8 · Fou noir sur case noire f8 · Tour noire sur case noire h8 · Pion noir sur case noire a7 · Pion noir sur case blanche b7 · Pion noir sur case blanche f7 · Pion noir sur case noire g7 · Pion noir sur case blanche h7 · Pion noir sur case blanche c6 · Cavalier noir sur case noire f6 · Dame noire sur case noire e5 · Cavalier blanc sur case blanche e4 · Dame blanche sur case blanche d3 · Pion blanc sur case blanche a2 · Pion blanc sur case noire b2 · Pion blanc sur case blanche c2 · Fou blanc sur case noire d2 · Pion blanc sur case noire f2 · Pion blanc sur case blanche g2 · Pion blanc sur case noire h2 · Roi blanc sur case noire c1 · Tour blanche sur case blanche d1 · Fou blanc sur case blanche f1 · Cavalier blanc sur case noire g1 · Tour blanche sur case blanche h1 | Tour noire sur case blanche a8 · Cavalier noir sur case noire b8 · Fou noir sur case blanche c8 · Roi noir sur case blanche e8 · Fou noir sur case noire f8 · Tour noire sur case noire h8 · Pion noir sur case noire a7 · Pion noir sur case blanche b7 · Pion noir sur case blanche f7 · Pion noir sur case noire g7 · Pion noir sur case blanche h7 · Pion noir sur case blanche c6 · Cavalier noir sur case noire f6 · Dame noire sur case noire e5 · Cavalier blanc sur case blanche e4 · Dame blanche sur case blanche d3 · Pion blanc sur case blanche a2 · Pion blanc sur case noire b2 · Pion blanc sur case blanche c2 · Fou blanc sur case noire d2 · Pion blanc sur case noire f2 · Pion blanc sur case blanche g2 · Pion blanc sur case noire h2 · Roi blanc sur case noire c1 · Tour blanche sur case blanche d1 · Fou blanc sur case blanche f1 · Cavalier blanc sur case noire g1 · Tour blanche sur case blanche h1 | Tour noire sur case blanche a8 · Cavalier noir sur case noire b8 · Fou noir sur case blanche c8 · Roi noir sur case blanche e8 · Fou noir sur case noire f8 · Tour noire sur case noire h8 · Pion noir sur case noire a7 · Pion noir sur case blanche b7 · Pion noir sur case blanche f7 · Pion noir sur case noire g7 · Pion noir sur case blanche h7 · Pion noir sur case blanche c6 · Cavalier noir sur case noire f6 · Dame noire sur case noire e5 · Cavalier blanc sur case blanche e4 · Dame blanche sur case blanche d3 · Pion blanc sur case blanche a2 · Pion blanc sur case noire b2 · Pion blanc sur case blanche c2 · Fou blanc sur case noire d2 · Pion blanc sur case noire f2 · Pion blanc sur case blanche g2 · Pion blanc sur case noire h2 · Roi blanc sur case noire c1 · Tour blanche sur case blanche d1 · Fou blanc sur case blanche f1 · Cavalier blanc sur case noire g1 · Tour blanche sur case blanche h1 | Tour noire sur case blanche a8 · Cavalier noir sur case noire b8 · Fou noir sur case blanche c8 · Roi noir sur case blanche e8 · Fou noir sur case noire f8 · Tour noire sur case noire h8 · Pion noir sur case noire a7 · Pion noir sur case blanche b7 · Pion noir sur case blanche f7 · Pion noir sur case noire g7 · Pion noir sur case blanche h7 · Pion noir sur case blanche c6 · Cavalier noir sur case noire f6 · Dame noire sur case noire e5 · Cavalier blanc sur case blanche e4 · Dame blanche sur case blanche d3 · Pion blanc sur case blanche a2 · Pion blanc sur case noire b2 · Pion blanc sur case blanche c2 · Fou blanc sur case noire d2 · Pion blanc sur case noire f2 · Pion blanc sur case blanche g2 · Pion blanc sur case noire h2 · Roi blanc sur case noire c1 · Tour blanche sur case blanche d1 · Fou blanc sur case blanche f1 · Cavalier blanc sur case noire g1 · Tour blanche sur case blanche h1 | Tour noire sur case blanche a8 · Cavalier noir sur case noire b8 · Fou noir sur case blanche c8 · Roi noir sur case blanche e8 · Fou noir sur case noire f8 · Tour noire sur case noire h8 · Pion noir sur case noire a7 · Pion noir sur case blanche b7 · Pion noir sur case blanche f7 · Pion noir sur case noire g7 · Pion noir sur case blanche h7 · Pion noir sur case blanche c6 · Cavalier noir sur case noire f6 · Dame noire sur case noire e5 · Cavalier blanc sur case blanche e4 · Dame blanche sur case blanche d3 · Pion blanc sur case blanche a2 · Pion blanc sur case noire b2 · Pion blanc sur case blanche c2 · Fou blanc sur case noire d2 · Pion blanc sur case noire f2 · Pion blanc sur case blanche g2 · Pion blanc sur case noire h2 · Roi blanc sur case noire c1 · Tour blanche sur case blanche d1 · Fou blanc sur case blanche f1 · Cavalier blanc sur case noire g1 · Tour blanche sur case blanche h1 | Tour noire sur case blanche a8 · Cavalier noir sur case noire b8 · Fou noir sur case blanche c8 · Roi noir sur case blanche e8 · Fou noir sur case noire f8 · Tour noire sur case noire h8 · Pion noir sur case noire a7 · Pion noir sur case blanche b7 · Pion noir sur case blanche f7 · Pion noir sur case noire g7 · Pion noir sur case blanche h7 · Pion noir sur case blanche c6 · Cavalier noir sur case noire f6 · Dame noire sur case noire e5 · Cavalier blanc sur case blanche e4 · Dame blanche sur case blanche d3 · Pion blanc sur case blanche a2 · Pion blanc sur case noire b2 · Pion blanc sur case blanche c2 · Fou blanc sur case noire d2 · Pion blanc sur case noire f2 · Pion blanc sur case blanche g2 · Pion blanc sur case noire h2 · Roi blanc sur case noire c1 · Tour blanche sur case blanche d1 · Fou blanc sur case blanche f1 · Cavalier blanc sur case noire g1 · Tour blanche sur case blanche h1 | Tour noire sur case blanche a8 · Cavalier noir sur case noire b8 · Fou noir sur case blanche c8 · Roi noir sur case blanche e8 · Fou noir sur case noire f8 · Tour noire sur case noire h8 · Pion noir sur case noire a7 · Pion noir sur case blanche b7 · Pion noir sur case blanche f7 · Pion noir sur case noire g7 · Pion noir sur case blanche h7 · Pion noir sur case blanche c6 · Cavalier noir sur case noire f6 · Dame noire sur case noire e5 · Cavalier blanc sur case blanche e4 · Dame blanche sur case blanche d3 · Pion blanc sur case blanche a2 · Pion blanc sur case noire b2 · Pion blanc sur case blanche c2 · Fou blanc sur case noire d2 · Pion blanc sur case noire f2 · Pion blanc sur case blanche g2 · Pion blanc sur case noire h2 · Roi blanc sur case noire c1 · Tour blanche sur case blanche d1 · Fou blanc sur case blanche f1 · Cavalier blanc sur case noire g1 · Tour blanche sur case blanche h1 | Tour noire sur case blanche a8 · Cavalier noir sur case noire b8 · Fou noir sur case blanche c8 · Roi noir sur case blanche e8 · Fou noir sur case noire f8 · Tour noire sur case noire h8 · Pion noir sur case noire a7 · Pion noir sur case blanche b7 · Pion noir sur case blanche f7 · Pion noir sur case noire g7 · Pion noir sur case blanche h7 · Pion noir sur case blanche c6 · Cavalier noir sur case noire f6 · Dame noire sur case noire e5 · Cavalier blanc sur case blanche e4 · Dame blanche sur case blanche d3 · Pion blanc sur case blanche a2 · Pion blanc sur case noire b2 · Pion blanc sur case blanche c2 · Fou blanc sur case noire d2 · Pion blanc sur case noire f2 · Pion blanc sur case blanche g2 · Pion blanc sur case noire h2 · Roi blanc sur case noire c1 · Tour blanche sur case blanche d1 · Fou blanc sur case blanche f1 · Cavalier blanc sur case noire g1 · Tour blanche sur case blanche h1 | 8 |
| 7 | Tour noire sur case blanche a8 · Cavalier noir sur case noire b8 · Fou noir sur case blanche c8 · Roi noir sur case blanche e8 · Fou noir sur case noire f8 · Tour noire sur case noire h8 · Pion noir sur case noire a7 · Pion noir sur case blanche b7 · Pion noir sur case blanche f7 · Pion noir sur case noire g7 · Pion noir sur case blanche h7 · Pion noir sur case blanche c6 · Cavalier noir sur case noire f6 · Dame noire sur case noire e5 · Cavalier blanc sur case blanche e4 · Dame blanche sur case blanche d3 · Pion blanc sur case blanche a2 · Pion blanc sur case noire b2 · Pion blanc sur case blanche c2 · Fou blanc sur case noire d2 · Pion blanc sur case noire f2 · Pion blanc sur case blanche g2 · Pion blanc sur case noire h2 · Roi blanc sur case noire c1 · Tour blanche sur case blanche d1 · Fou blanc sur case blanche f1 · Cavalier blanc sur case noire g1 · Tour blanche sur case blanche h1 | Tour noire sur case blanche a8 · Cavalier noir sur case noire b8 · Fou noir sur case blanche c8 · Roi noir sur case blanche e8 · Fou noir sur case noire f8 · Tour noire sur case noire h8 · Pion noir sur case noire a7 · Pion noir sur case blanche b7 · Pion noir sur case blanche f7 · Pion noir sur case noire g7 · Pion noir sur case blanche h7 · Pion noir sur case blanche c6 · Cavalier noir sur case noire f6 · Dame noire sur case noire e5 · Cavalier blanc sur case blanche e4 · Dame blanche sur case blanche d3 · Pion blanc sur case blanche a2 · Pion blanc sur case noire b2 · Pion blanc sur case blanche c2 · Fou blanc sur case noire d2 · Pion blanc sur case noire f2 · Pion blanc sur case blanche g2 · Pion blanc sur case noire h2 · Roi blanc sur case noire c1 · Tour blanche sur case blanche d1 · Fou blanc sur case blanche f1 · Cavalier blanc sur case noire g1 · Tour blanche sur case blanche h1 | Tour noire sur case blanche a8 · Cavalier noir sur case noire b8 · Fou noir sur case blanche c8 · Roi noir sur case blanche e8 · Fou noir sur case noire f8 · Tour noire sur case noire h8 · Pion noir sur case noire a7 · Pion noir sur case blanche b7 · Pion noir sur case blanche f7 · Pion noir sur case noire g7 · Pion noir sur case blanche h7 · Pion noir sur case blanche c6 · Cavalier noir sur case noire f6 · Dame noire sur case noire e5 · Cavalier blanc sur case blanche e4 · Dame blanche sur case blanche d3 · Pion blanc sur case blanche a2 · Pion blanc sur case noire b2 · Pion blanc sur case blanche c2 · Fou blanc sur case noire d2 · Pion blanc sur case noire f2 · Pion blanc sur case blanche g2 · Pion blanc sur case noire h2 · Roi blanc sur case noire c1 · Tour blanche sur case blanche d1 · Fou blanc sur case blanche f1 · Cavalier blanc sur case noire g1 · Tour blanche sur case blanche h1 | Tour noire sur case blanche a8 · Cavalier noir sur case noire b8 · Fou noir sur case blanche c8 · Roi noir sur case blanche e8 · Fou noir sur case noire f8 · Tour noire sur case noire h8 · Pion noir sur case noire a7 · Pion noir sur case blanche b7 · Pion noir sur case blanche f7 · Pion noir sur case noire g7 · Pion noir sur case blanche h7 · Pion noir sur case blanche c6 · Cavalier noir sur case noire f6 · Dame noire sur case noire e5 · Cavalier blanc sur case blanche e4 · Dame blanche sur case blanche d3 · Pion blanc sur case blanche a2 · Pion blanc sur case noire b2 · Pion blanc sur case blanche c2 · Fou blanc sur case noire d2 · Pion blanc sur case noire f2 · Pion blanc sur case blanche g2 · Pion blanc sur case noire h2 · Roi blanc sur case noire c1 · Tour blanche sur case blanche d1 · Fou blanc sur case blanche f1 · Cavalier blanc sur case noire g1 · Tour blanche sur case blanche h1 | Tour noire sur case blanche a8 · Cavalier noir sur case noire b8 · Fou noir sur case blanche c8 · Roi noir sur case blanche e8 · Fou noir sur case noire f8 · Tour noire sur case noire h8 · Pion noir sur case noire a7 · Pion noir sur case blanche b7 · Pion noir sur case blanche f7 · Pion noir sur case noire g7 · Pion noir sur case blanche h7 · Pion noir sur case blanche c6 · Cavalier noir sur case noire f6 · Dame noire sur case noire e5 · Cavalier blanc sur case blanche e4 · Dame blanche sur case blanche d3 · Pion blanc sur case blanche a2 · Pion blanc sur case noire b2 · Pion blanc sur case blanche c2 · Fou blanc sur case noire d2 · Pion blanc sur case noire f2 · Pion blanc sur case blanche g2 · Pion blanc sur case noire h2 · Roi blanc sur case noire c1 · Tour blanche sur case blanche d1 · Fou blanc sur case blanche f1 · Cavalier blanc sur case noire g1 · Tour blanche sur case blanche h1 | Tour noire sur case blanche a8 · Cavalier noir sur case noire b8 · Fou noir sur case blanche c8 · Roi noir sur case blanche e8 · Fou noir sur case noire f8 · Tour noire sur case noire h8 · Pion noir sur case noire a7 · Pion noir sur case blanche b7 · Pion noir sur case blanche f7 · Pion noir sur case noire g7 · Pion noir sur case blanche h7 · Pion noir sur case blanche c6 · Cavalier noir sur case noire f6 · Dame noire sur case noire e5 · Cavalier blanc sur case blanche e4 · Dame blanche sur case blanche d3 · Pion blanc sur case blanche a2 · Pion blanc sur case noire b2 · Pion blanc sur case blanche c2 · Fou blanc sur case noire d2 · Pion blanc sur case noire f2 · Pion blanc sur case blanche g2 · Pion blanc sur case noire h2 · Roi blanc sur case noire c1 · Tour blanche sur case blanche d1 · Fou blanc sur case blanche f1 · Cavalier blanc sur case noire g1 · Tour blanche sur case blanche h1 | Tour noire sur case blanche a8 · Cavalier noir sur case noire b8 · Fou noir sur case blanche c8 · Roi noir sur case blanche e8 · Fou noir sur case noire f8 · Tour noire sur case noire h8 · Pion noir sur case noire a7 · Pion noir sur case blanche b7 · Pion noir sur case blanche f7 · Pion noir sur case noire g7 · Pion noir sur case blanche h7 · Pion noir sur case blanche c6 · Cavalier noir sur case noire f6 · Dame noire sur case noire e5 · Cavalier blanc sur case blanche e4 · Dame blanche sur case blanche d3 · Pion blanc sur case blanche a2 · Pion blanc sur case noire b2 · Pion blanc sur case blanche c2 · Fou blanc sur case noire d2 · Pion blanc sur case noire f2 · Pion blanc sur case blanche g2 · Pion blanc sur case noire h2 · Roi blanc sur case noire c1 · Tour blanche sur case blanche d1 · Fou blanc sur case blanche f1 · Cavalier blanc sur case noire g1 · Tour blanche sur case blanche h1 | Tour noire sur case blanche a8 · Cavalier noir sur case noire b8 · Fou noir sur case blanche c8 · Roi noir sur case blanche e8 · Fou noir sur case noire f8 · Tour noire sur case noire h8 · Pion noir sur case noire a7 · Pion noir sur case blanche b7 · Pion noir sur case blanche f7 · Pion noir sur case noire g7 · Pion noir sur case blanche h7 · Pion noir sur case blanche c6 · Cavalier noir sur case noire f6 · Dame noire sur case noire e5 · Cavalier blanc sur case blanche e4 · Dame blanche sur case blanche d3 · Pion blanc sur case blanche a2 · Pion blanc sur case noire b2 · Pion blanc sur case blanche c2 · Fou blanc sur case noire d2 · Pion blanc sur case noire f2 · Pion blanc sur case blanche g2 · Pion blanc sur case noire h2 · Roi blanc sur case noire c1 · Tour blanche sur case blanche d1 · Fou blanc sur case blanche f1 · Cavalier blanc sur case noire g1 · Tour blanche sur case blanche h1 | 7 |
| 6 | Tour noire sur case blanche a8 · Cavalier noir sur case noire b8 · Fou noir sur case blanche c8 · Roi noir sur case blanche e8 · Fou noir sur case noire f8 · Tour noire sur case noire h8 · Pion noir sur case noire a7 · Pion noir sur case blanche b7 · Pion noir sur case blanche f7 · Pion noir sur case noire g7 · Pion noir sur case blanche h7 · Pion noir sur case blanche c6 · Cavalier noir sur case noire f6 · Dame noire sur case noire e5 · Cavalier blanc sur case blanche e4 · Dame blanche sur case blanche d3 · Pion blanc sur case blanche a2 · Pion blanc sur case noire b2 · Pion blanc sur case blanche c2 · Fou blanc sur case noire d2 · Pion blanc sur case noire f2 · Pion blanc sur case blanche g2 · Pion blanc sur case noire h2 · Roi blanc sur case noire c1 · Tour blanche sur case blanche d1 · Fou blanc sur case blanche f1 · Cavalier blanc sur case noire g1 · Tour blanche sur case blanche h1 | Tour noire sur case blanche a8 · Cavalier noir sur case noire b8 · Fou noir sur case blanche c8 · Roi noir sur case blanche e8 · Fou noir sur case noire f8 · Tour noire sur case noire h8 · Pion noir sur case noire a7 · Pion noir sur case blanche b7 · Pion noir sur case blanche f7 · Pion noir sur case noire g7 · Pion noir sur case blanche h7 · Pion noir sur case blanche c6 · Cavalier noir sur case noire f6 · Dame noire sur case noire e5 · Cavalier blanc sur case blanche e4 · Dame blanche sur case blanche d3 · Pion blanc sur case blanche a2 · Pion blanc sur case noire b2 · Pion blanc sur case blanche c2 · Fou blanc sur case noire d2 · Pion blanc sur case noire f2 · Pion blanc sur case blanche g2 · Pion blanc sur case noire h2 · Roi blanc sur case noire c1 · Tour blanche sur case blanche d1 · Fou blanc sur case blanche f1 · Cavalier blanc sur case noire g1 · Tour blanche sur case blanche h1 | Tour noire sur case blanche a8 · Cavalier noir sur case noire b8 · Fou noir sur case blanche c8 · Roi noir sur case blanche e8 · Fou noir sur case noire f8 · Tour noire sur case noire h8 · Pion noir sur case noire a7 · Pion noir sur case blanche b7 · Pion noir sur case blanche f7 · Pion noir sur case noire g7 · Pion noir sur case blanche h7 · Pion noir sur case blanche c6 · Cavalier noir sur case noire f6 · Dame noire sur case noire e5 · Cavalier blanc sur case blanche e4 · Dame blanche sur case blanche d3 · Pion blanc sur case blanche a2 · Pion blanc sur case noire b2 · Pion blanc sur case blanche c2 · Fou blanc sur case noire d2 · Pion blanc sur case noire f2 · Pion blanc sur case blanche g2 · Pion blanc sur case noire h2 · Roi blanc sur case noire c1 · Tour blanche sur case blanche d1 · Fou blanc sur case blanche f1 · Cavalier blanc sur case noire g1 · Tour blanche sur case blanche h1 | Tour noire sur case blanche a8 · Cavalier noir sur case noire b8 · Fou noir sur case blanche c8 · Roi noir sur case blanche e8 · Fou noir sur case noire f8 · Tour noire sur case noire h8 · Pion noir sur case noire a7 · Pion noir sur case blanche b7 · Pion noir sur case blanche f7 · Pion noir sur case noire g7 · Pion noir sur case blanche h7 · Pion noir sur case blanche c6 · Cavalier noir sur case noire f6 · Dame noire sur case noire e5 · Cavalier blanc sur case blanche e4 · Dame blanche sur case blanche d3 · Pion blanc sur case blanche a2 · Pion blanc sur case noire b2 · Pion blanc sur case blanche c2 · Fou blanc sur case noire d2 · Pion blanc sur case noire f2 · Pion blanc sur case blanche g2 · Pion blanc sur case noire h2 · Roi blanc sur case noire c1 · Tour blanche sur case blanche d1 · Fou blanc sur case blanche f1 · Cavalier blanc sur case noire g1 · Tour blanche sur case blanche h1 | Tour noire sur case blanche a8 · Cavalier noir sur case noire b8 · Fou noir sur case blanche c8 · Roi noir sur case blanche e8 · Fou noir sur case noire f8 · Tour noire sur case noire h8 · Pion noir sur case noire a7 · Pion noir sur case blanche b7 · Pion noir sur case blanche f7 · Pion noir sur case noire g7 · Pion noir sur case blanche h7 · Pion noir sur case blanche c6 · Cavalier noir sur case noire f6 · Dame noire sur case noire e5 · Cavalier blanc sur case blanche e4 · Dame blanche sur case blanche d3 · Pion blanc sur case blanche a2 · Pion blanc sur case noire b2 · Pion blanc sur case blanche c2 · Fou blanc sur case noire d2 · Pion blanc sur case noire f2 · Pion blanc sur case blanche g2 · Pion blanc sur case noire h2 · Roi blanc sur case noire c1 · Tour blanche sur case blanche d1 · Fou blanc sur case blanche f1 · Cavalier blanc sur case noire g1 · Tour blanche sur case blanche h1 | Tour noire sur case blanche a8 · Cavalier noir sur case noire b8 · Fou noir sur case blanche c8 · Roi noir sur case blanche e8 · Fou noir sur case noire f8 · Tour noire sur case noire h8 · Pion noir sur case noire a7 · Pion noir sur case blanche b7 · Pion noir sur case blanche f7 · Pion noir sur case noire g7 · Pion noir sur case blanche h7 · Pion noir sur case blanche c6 · Cavalier noir sur case noire f6 · Dame noire sur case noire e5 · Cavalier blanc sur case blanche e4 · Dame blanche sur case blanche d3 · Pion blanc sur case blanche a2 · Pion blanc sur case noire b2 · Pion blanc sur case blanche c2 · Fou blanc sur case noire d2 · Pion blanc sur case noire f2 · Pion blanc sur case blanche g2 · Pion blanc sur case noire h2 · Roi blanc sur case noire c1 · Tour blanche sur case blanche d1 · Fou blanc sur case blanche f1 · Cavalier blanc sur case noire g1 · Tour blanche sur case blanche h1 | Tour noire sur case blanche a8 · Cavalier noir sur case noire b8 · Fou noir sur case blanche c8 · Roi noir sur case blanche e8 · Fou noir sur case noire f8 · Tour noire sur case noire h8 · Pion noir sur case noire a7 · Pion noir sur case blanche b7 · Pion noir sur case blanche f7 · Pion noir sur case noire g7 · Pion noir sur case blanche h7 · Pion noir sur case blanche c6 · Cavalier noir sur case noire f6 · Dame noire sur case noire e5 · Cavalier blanc sur case blanche e4 · Dame blanche sur case blanche d3 · Pion blanc sur case blanche a2 · Pion blanc sur case noire b2 · Pion blanc sur case blanche c2 · Fou blanc sur case noire d2 · Pion blanc sur case noire f2 · Pion blanc sur case blanche g2 · Pion blanc sur case noire h2 · Roi blanc sur case noire c1 · Tour blanche sur case blanche d1 · Fou blanc sur case blanche f1 · Cavalier blanc sur case noire g1 · Tour blanche sur case blanche h1 | Tour noire sur case blanche a8 · Cavalier noir sur case noire b8 · Fou noir sur case blanche c8 · Roi noir sur case blanche e8 · Fou noir sur case noire f8 · Tour noire sur case noire h8 · Pion noir sur case noire a7 · Pion noir sur case blanche b7 · Pion noir sur case blanche f7 · Pion noir sur case noire g7 · Pion noir sur case blanche h7 · Pion noir sur case blanche c6 · Cavalier noir sur case noire f6 · Dame noire sur case noire e5 · Cavalier blanc sur case blanche e4 · Dame blanche sur case blanche d3 · Pion blanc sur case blanche a2 · Pion blanc sur case noire b2 · Pion blanc sur case blanche c2 · Fou blanc sur case noire d2 · Pion blanc sur case noire f2 · Pion blanc sur case blanche g2 · Pion blanc sur case noire h2 · Roi blanc sur case noire c1 · Tour blanche sur case blanche d1 · Fou blanc sur case blanche f1 · Cavalier blanc sur case noire g1 · Tour blanche sur case blanche h1 | 6 |
| 5 | Tour noire sur case blanche a8 · Cavalier noir sur case noire b8 · Fou noir sur case blanche c8 · Roi noir sur case blanche e8 · Fou noir sur case noire f8 · Tour noire sur case noire h8 · Pion noir sur case noire a7 · Pion noir sur case blanche b7 · Pion noir sur case blanche f7 · Pion noir sur case noire g7 · Pion noir sur case blanche h7 · Pion noir sur case blanche c6 · Cavalier noir sur case noire f6 · Dame noire sur case noire e5 · Cavalier blanc sur case blanche e4 · Dame blanche sur case blanche d3 · Pion blanc sur case blanche a2 · Pion blanc sur case noire b2 · Pion blanc sur case blanche c2 · Fou blanc sur case noire d2 · Pion blanc sur case noire f2 · Pion blanc sur case blanche g2 · Pion blanc sur case noire h2 · Roi blanc sur case noire c1 · Tour blanche sur case blanche d1 · Fou blanc sur case blanche f1 · Cavalier blanc sur case noire g1 · Tour blanche sur case blanche h1 | Tour noire sur case blanche a8 · Cavalier noir sur case noire b8 · Fou noir sur case blanche c8 · Roi noir sur case blanche e8 · Fou noir sur case noire f8 · Tour noire sur case noire h8 · Pion noir sur case noire a7 · Pion noir sur case blanche b7 · Pion noir sur case blanche f7 · Pion noir sur case noire g7 · Pion noir sur case blanche h7 · Pion noir sur case blanche c6 · Cavalier noir sur case noire f6 · Dame noire sur case noire e5 · Cavalier blanc sur case blanche e4 · Dame blanche sur case blanche d3 · Pion blanc sur case blanche a2 · Pion blanc sur case noire b2 · Pion blanc sur case blanche c2 · Fou blanc sur case noire d2 · Pion blanc sur case noire f2 · Pion blanc sur case blanche g2 · Pion blanc sur case noire h2 · Roi blanc sur case noire c1 · Tour blanche sur case blanche d1 · Fou blanc sur case blanche f1 · Cavalier blanc sur case noire g1 · Tour blanche sur case blanche h1 | Tour noire sur case blanche a8 · Cavalier noir sur case noire b8 · Fou noir sur case blanche c8 · Roi noir sur case blanche e8 · Fou noir sur case noire f8 · Tour noire sur case noire h8 · Pion noir sur case noire a7 · Pion noir sur case blanche b7 · Pion noir sur case blanche f7 · Pion noir sur case noire g7 · Pion noir sur case blanche h7 · Pion noir sur case blanche c6 · Cavalier noir sur case noire f6 · Dame noire sur case noire e5 · Cavalier blanc sur case blanche e4 · Dame blanche sur case blanche d3 · Pion blanc sur case blanche a2 · Pion blanc sur case noire b2 · Pion blanc sur case blanche c2 · Fou blanc sur case noire d2 · Pion blanc sur case noire f2 · Pion blanc sur case blanche g2 · Pion blanc sur case noire h2 · Roi blanc sur case noire c1 · Tour blanche sur case blanche d1 · Fou blanc sur case blanche f1 · Cavalier blanc sur case noire g1 · Tour blanche sur case blanche h1 | Tour noire sur case blanche a8 · Cavalier noir sur case noire b8 · Fou noir sur case blanche c8 · Roi noir sur case blanche e8 · Fou noir sur case noire f8 · Tour noire sur case noire h8 · Pion noir sur case noire a7 · Pion noir sur case blanche b7 · Pion noir sur case blanche f7 · Pion noir sur case noire g7 · Pion noir sur case blanche h7 · Pion noir sur case blanche c6 · Cavalier noir sur case noire f6 · Dame noire sur case noire e5 · Cavalier blanc sur case blanche e4 · Dame blanche sur case blanche d3 · Pion blanc sur case blanche a2 · Pion blanc sur case noire b2 · Pion blanc sur case blanche c2 · Fou blanc sur case noire d2 · Pion blanc sur case noire f2 · Pion blanc sur case blanche g2 · Pion blanc sur case noire h2 · Roi blanc sur case noire c1 · Tour blanche sur case blanche d1 · Fou blanc sur case blanche f1 · Cavalier blanc sur case noire g1 · Tour blanche sur case blanche h1 | Tour noire sur case blanche a8 · Cavalier noir sur case noire b8 · Fou noir sur case blanche c8 · Roi noir sur case blanche e8 · Fou noir sur case noire f8 · Tour noire sur case noire h8 · Pion noir sur case noire a7 · Pion noir sur case blanche b7 · Pion noir sur case blanche f7 · Pion noir sur case noire g7 · Pion noir sur case blanche h7 · Pion noir sur case blanche c6 · Cavalier noir sur case noire f6 · Dame noire sur case noire e5 · Cavalier blanc sur case blanche e4 · Dame blanche sur case blanche d3 · Pion blanc sur case blanche a2 · Pion blanc sur case noire b2 · Pion blanc sur case blanche c2 · Fou blanc sur case noire d2 · Pion blanc sur case noire f2 · Pion blanc sur case blanche g2 · Pion blanc sur case noire h2 · Roi blanc sur case noire c1 · Tour blanche sur case blanche d1 · Fou blanc sur case blanche f1 · Cavalier blanc sur case noire g1 · Tour blanche sur case blanche h1 | Tour noire sur case blanche a8 · Cavalier noir sur case noire b8 · Fou noir sur case blanche c8 · Roi noir sur case blanche e8 · Fou noir sur case noire f8 · Tour noire sur case noire h8 · Pion noir sur case noire a7 · Pion noir sur case blanche b7 · Pion noir sur case blanche f7 · Pion noir sur case noire g7 · Pion noir sur case blanche h7 · Pion noir sur case blanche c6 · Cavalier noir sur case noire f6 · Dame noire sur case noire e5 · Cavalier blanc sur case blanche e4 · Dame blanche sur case blanche d3 · Pion blanc sur case blanche a2 · Pion blanc sur case noire b2 · Pion blanc sur case blanche c2 · Fou blanc sur case noire d2 · Pion blanc sur case noire f2 · Pion blanc sur case blanche g2 · Pion blanc sur case noire h2 · Roi blanc sur case noire c1 · Tour blanche sur case blanche d1 · Fou blanc sur case blanche f1 · Cavalier blanc sur case noire g1 · Tour blanche sur case blanche h1 | Tour noire sur case blanche a8 · Cavalier noir sur case noire b8 · Fou noir sur case blanche c8 · Roi noir sur case blanche e8 · Fou noir sur case noire f8 · Tour noire sur case noire h8 · Pion noir sur case noire a7 · Pion noir sur case blanche b7 · Pion noir sur case blanche f7 · Pion noir sur case noire g7 · Pion noir sur case blanche h7 · Pion noir sur case blanche c6 · Cavalier noir sur case noire f6 · Dame noire sur case noire e5 · Cavalier blanc sur case blanche e4 · Dame blanche sur case blanche d3 · Pion blanc sur case blanche a2 · Pion blanc sur case noire b2 · Pion blanc sur case blanche c2 · Fou blanc sur case noire d2 · Pion blanc sur case noire f2 · Pion blanc sur case blanche g2 · Pion blanc sur case noire h2 · Roi blanc sur case noire c1 · Tour blanche sur case blanche d1 · Fou blanc sur case blanche f1 · Cavalier blanc sur case noire g1 · Tour blanche sur case blanche h1 | Tour noire sur case blanche a8 · Cavalier noir sur case noire b8 · Fou noir sur case blanche c8 · Roi noir sur case blanche e8 · Fou noir sur case noire f8 · Tour noire sur case noire h8 · Pion noir sur case noire a7 · Pion noir sur case blanche b7 · Pion noir sur case blanche f7 · Pion noir sur case noire g7 · Pion noir sur case blanche h7 · Pion noir sur case blanche c6 · Cavalier noir sur case noire f6 · Dame noire sur case noire e5 · Cavalier blanc sur case blanche e4 · Dame blanche sur case blanche d3 · Pion blanc sur case blanche a2 · Pion blanc sur case noire b2 · Pion blanc sur case blanche c2 · Fou blanc sur case noire d2 · Pion blanc sur case noire f2 · Pion blanc sur case blanche g2 · Pion blanc sur case noire h2 · Roi blanc sur case noire c1 · Tour blanche sur case blanche d1 · Fou blanc sur case blanche f1 · Cavalier blanc sur case noire g1 · Tour blanche sur case blanche h1 | 5 |
| 4 | Tour noire sur case blanche a8 · Cavalier noir sur case noire b8 · Fou noir sur case blanche c8 · Roi noir sur case blanche e8 · Fou noir sur case noire f8 · Tour noire sur case noire h8 · Pion noir sur case noire a7 · Pion noir sur case blanche b7 · Pion noir sur case blanche f7 · Pion noir sur case noire g7 · Pion noir sur case blanche h7 · Pion noir sur case blanche c6 · Cavalier noir sur case noire f6 · Dame noire sur case noire e5 · Cavalier blanc sur case blanche e4 · Dame blanche sur case blanche d3 · Pion blanc sur case blanche a2 · Pion blanc sur case noire b2 · Pion blanc sur case blanche c2 · Fou blanc sur case noire d2 · Pion blanc sur case noire f2 · Pion blanc sur case blanche g2 · Pion blanc sur case noire h2 · Roi blanc sur case noire c1 · Tour blanche sur case blanche d1 · Fou blanc sur case blanche f1 · Cavalier blanc sur case noire g1 · Tour blanche sur case blanche h1 | Tour noire sur case blanche a8 · Cavalier noir sur case noire b8 · Fou noir sur case blanche c8 · Roi noir sur case blanche e8 · Fou noir sur case noire f8 · Tour noire sur case noire h8 · Pion noir sur case noire a7 · Pion noir sur case blanche b7 · Pion noir sur case blanche f7 · Pion noir sur case noire g7 · Pion noir sur case blanche h7 · Pion noir sur case blanche c6 · Cavalier noir sur case noire f6 · Dame noire sur case noire e5 · Cavalier blanc sur case blanche e4 · Dame blanche sur case blanche d3 · Pion blanc sur case blanche a2 · Pion blanc sur case noire b2 · Pion blanc sur case blanche c2 · Fou blanc sur case noire d2 · Pion blanc sur case noire f2 · Pion blanc sur case blanche g2 · Pion blanc sur case noire h2 · Roi blanc sur case noire c1 · Tour blanche sur case blanche d1 · Fou blanc sur case blanche f1 · Cavalier blanc sur case noire g1 · Tour blanche sur case blanche h1 | Tour noire sur case blanche a8 · Cavalier noir sur case noire b8 · Fou noir sur case blanche c8 · Roi noir sur case blanche e8 · Fou noir sur case noire f8 · Tour noire sur case noire h8 · Pion noir sur case noire a7 · Pion noir sur case blanche b7 · Pion noir sur case blanche f7 · Pion noir sur case noire g7 · Pion noir sur case blanche h7 · Pion noir sur case blanche c6 · Cavalier noir sur case noire f6 · Dame noire sur case noire e5 · Cavalier blanc sur case blanche e4 · Dame blanche sur case blanche d3 · Pion blanc sur case blanche a2 · Pion blanc sur case noire b2 · Pion blanc sur case blanche c2 · Fou blanc sur case noire d2 · Pion blanc sur case noire f2 · Pion blanc sur case blanche g2 · Pion blanc sur case noire h2 · Roi blanc sur case noire c1 · Tour blanche sur case blanche d1 · Fou blanc sur case blanche f1 · Cavalier blanc sur case noire g1 · Tour blanche sur case blanche h1 | Tour noire sur case blanche a8 · Cavalier noir sur case noire b8 · Fou noir sur case blanche c8 · Roi noir sur case blanche e8 · Fou noir sur case noire f8 · Tour noire sur case noire h8 · Pion noir sur case noire a7 · Pion noir sur case blanche b7 · Pion noir sur case blanche f7 · Pion noir sur case noire g7 · Pion noir sur case blanche h7 · Pion noir sur case blanche c6 · Cavalier noir sur case noire f6 · Dame noire sur case noire e5 · Cavalier blanc sur case blanche e4 · Dame blanche sur case blanche d3 · Pion blanc sur case blanche a2 · Pion blanc sur case noire b2 · Pion blanc sur case blanche c2 · Fou blanc sur case noire d2 · Pion blanc sur case noire f2 · Pion blanc sur case blanche g2 · Pion blanc sur case noire h2 · Roi blanc sur case noire c1 · Tour blanche sur case blanche d1 · Fou blanc sur case blanche f1 · Cavalier blanc sur case noire g1 · Tour blanche sur case blanche h1 | Tour noire sur case blanche a8 · Cavalier noir sur case noire b8 · Fou noir sur case blanche c8 · Roi noir sur case blanche e8 · Fou noir sur case noire f8 · Tour noire sur case noire h8 · Pion noir sur case noire a7 · Pion noir sur case blanche b7 · Pion noir sur case blanche f7 · Pion noir sur case noire g7 · Pion noir sur case blanche h7 · Pion noir sur case blanche c6 · Cavalier noir sur case noire f6 · Dame noire sur case noire e5 · Cavalier blanc sur case blanche e4 · Dame blanche sur case blanche d3 · Pion blanc sur case blanche a2 · Pion blanc sur case noire b2 · Pion blanc sur case blanche c2 · Fou blanc sur case noire d2 · Pion blanc sur case noire f2 · Pion blanc sur case blanche g2 · Pion blanc sur case noire h2 · Roi blanc sur case noire c1 · Tour blanche sur case blanche d1 · Fou blanc sur case blanche f1 · Cavalier blanc sur case noire g1 · Tour blanche sur case blanche h1 | Tour noire sur case blanche a8 · Cavalier noir sur case noire b8 · Fou noir sur case blanche c8 · Roi noir sur case blanche e8 · Fou noir sur case noire f8 · Tour noire sur case noire h8 · Pion noir sur case noire a7 · Pion noir sur case blanche b7 · Pion noir sur case blanche f7 · Pion noir sur case noire g7 · Pion noir sur case blanche h7 · Pion noir sur case blanche c6 · Cavalier noir sur case noire f6 · Dame noire sur case noire e5 · Cavalier blanc sur case blanche e4 · Dame blanche sur case blanche d3 · Pion blanc sur case blanche a2 · Pion blanc sur case noire b2 · Pion blanc sur case blanche c2 · Fou blanc sur case noire d2 · Pion blanc sur case noire f2 · Pion blanc sur case blanche g2 · Pion blanc sur case noire h2 · Roi blanc sur case noire c1 · Tour blanche sur case blanche d1 · Fou blanc sur case blanche f1 · Cavalier blanc sur case noire g1 · Tour blanche sur case blanche h1 | Tour noire sur case blanche a8 · Cavalier noir sur case noire b8 · Fou noir sur case blanche c8 · Roi noir sur case blanche e8 · Fou noir sur case noire f8 · Tour noire sur case noire h8 · Pion noir sur case noire a7 · Pion noir sur case blanche b7 · Pion noir sur case blanche f7 · Pion noir sur case noire g7 · Pion noir sur case blanche h7 · Pion noir sur case blanche c6 · Cavalier noir sur case noire f6 · Dame noire sur case noire e5 · Cavalier blanc sur case blanche e4 · Dame blanche sur case blanche d3 · Pion blanc sur case blanche a2 · Pion blanc sur case noire b2 · Pion blanc sur case blanche c2 · Fou blanc sur case noire d2 · Pion blanc sur case noire f2 · Pion blanc sur case blanche g2 · Pion blanc sur case noire h2 · Roi blanc sur case noire c1 · Tour blanche sur case blanche d1 · Fou blanc sur case blanche f1 · Cavalier blanc sur case noire g1 · Tour blanche sur case blanche h1 | Tour noire sur case blanche a8 · Cavalier noir sur case noire b8 · Fou noir sur case blanche c8 · Roi noir sur case blanche e8 · Fou noir sur case noire f8 · Tour noire sur case noire h8 · Pion noir sur case noire a7 · Pion noir sur case blanche b7 · Pion noir sur case blanche f7 · Pion noir sur case noire g7 · Pion noir sur case blanche h7 · Pion noir sur case blanche c6 · Cavalier noir sur case noire f6 · Dame noire sur case noire e5 · Cavalier blanc sur case blanche e4 · Dame blanche sur case blanche d3 · Pion blanc sur case blanche a2 · Pion blanc sur case noire b2 · Pion blanc sur case blanche c2 · Fou blanc sur case noire d2 · Pion blanc sur case noire f2 · Pion blanc sur case blanche g2 · Pion blanc sur case noire h2 · Roi blanc sur case noire c1 · Tour blanche sur case blanche d1 · Fou blanc sur case blanche f1 · Cavalier blanc sur case noire g1 · Tour blanche sur case blanche h1 | 4 |
| 3 | Tour noire sur case blanche a8 · Cavalier noir sur case noire b8 · Fou noir sur case blanche c8 · Roi noir sur case blanche e8 · Fou noir sur case noire f8 · Tour noire sur case noire h8 · Pion noir sur case noire a7 · Pion noir sur case blanche b7 · Pion noir sur case blanche f7 · Pion noir sur case noire g7 · Pion noir sur case blanche h7 · Pion noir sur case blanche c6 · Cavalier noir sur case noire f6 · Dame noire sur case noire e5 · Cavalier blanc sur case blanche e4 · Dame blanche sur case blanche d3 · Pion blanc sur case blanche a2 · Pion blanc sur case noire b2 · Pion blanc sur case blanche c2 · Fou blanc sur case noire d2 · Pion blanc sur case noire f2 · Pion blanc sur case blanche g2 · Pion blanc sur case noire h2 · Roi blanc sur case noire c1 · Tour blanche sur case blanche d1 · Fou blanc sur case blanche f1 · Cavalier blanc sur case noire g1 · Tour blanche sur case blanche h1 | Tour noire sur case blanche a8 · Cavalier noir sur case noire b8 · Fou noir sur case blanche c8 · Roi noir sur case blanche e8 · Fou noir sur case noire f8 · Tour noire sur case noire h8 · Pion noir sur case noire a7 · Pion noir sur case blanche b7 · Pion noir sur case blanche f7 · Pion noir sur case noire g7 · Pion noir sur case blanche h7 · Pion noir sur case blanche c6 · Cavalier noir sur case noire f6 · Dame noire sur case noire e5 · Cavalier blanc sur case blanche e4 · Dame blanche sur case blanche d3 · Pion blanc sur case blanche a2 · Pion blanc sur case noire b2 · Pion blanc sur case blanche c2 · Fou blanc sur case noire d2 · Pion blanc sur case noire f2 · Pion blanc sur case blanche g2 · Pion blanc sur case noire h2 · Roi blanc sur case noire c1 · Tour blanche sur case blanche d1 · Fou blanc sur case blanche f1 · Cavalier blanc sur case noire g1 · Tour blanche sur case blanche h1 | Tour noire sur case blanche a8 · Cavalier noir sur case noire b8 · Fou noir sur case blanche c8 · Roi noir sur case blanche e8 · Fou noir sur case noire f8 · Tour noire sur case noire h8 · Pion noir sur case noire a7 · Pion noir sur case blanche b7 · Pion noir sur case blanche f7 · Pion noir sur case noire g7 · Pion noir sur case blanche h7 · Pion noir sur case blanche c6 · Cavalier noir sur case noire f6 · Dame noire sur case noire e5 · Cavalier blanc sur case blanche e4 · Dame blanche sur case blanche d3 · Pion blanc sur case blanche a2 · Pion blanc sur case noire b2 · Pion blanc sur case blanche c2 · Fou blanc sur case noire d2 · Pion blanc sur case noire f2 · Pion blanc sur case blanche g2 · Pion blanc sur case noire h2 · Roi blanc sur case noire c1 · Tour blanche sur case blanche d1 · Fou blanc sur case blanche f1 · Cavalier blanc sur case noire g1 · Tour blanche sur case blanche h1 | Tour noire sur case blanche a8 · Cavalier noir sur case noire b8 · Fou noir sur case blanche c8 · Roi noir sur case blanche e8 · Fou noir sur case noire f8 · Tour noire sur case noire h8 · Pion noir sur case noire a7 · Pion noir sur case blanche b7 · Pion noir sur case blanche f7 · Pion noir sur case noire g7 · Pion noir sur case blanche h7 · Pion noir sur case blanche c6 · Cavalier noir sur case noire f6 · Dame noire sur case noire e5 · Cavalier blanc sur case blanche e4 · Dame blanche sur case blanche d3 · Pion blanc sur case blanche a2 · Pion blanc sur case noire b2 · Pion blanc sur case blanche c2 · Fou blanc sur case noire d2 · Pion blanc sur case noire f2 · Pion blanc sur case blanche g2 · Pion blanc sur case noire h2 · Roi blanc sur case noire c1 · Tour blanche sur case blanche d1 · Fou blanc sur case blanche f1 · Cavalier blanc sur case noire g1 · Tour blanche sur case blanche h1 | Tour noire sur case blanche a8 · Cavalier noir sur case noire b8 · Fou noir sur case blanche c8 · Roi noir sur case blanche e8 · Fou noir sur case noire f8 · Tour noire sur case noire h8 · Pion noir sur case noire a7 · Pion noir sur case blanche b7 · Pion noir sur case blanche f7 · Pion noir sur case noire g7 · Pion noir sur case blanche h7 · Pion noir sur case blanche c6 · Cavalier noir sur case noire f6 · Dame noire sur case noire e5 · Cavalier blanc sur case blanche e4 · Dame blanche sur case blanche d3 · Pion blanc sur case blanche a2 · Pion blanc sur case noire b2 · Pion blanc sur case blanche c2 · Fou blanc sur case noire d2 · Pion blanc sur case noire f2 · Pion blanc sur case blanche g2 · Pion blanc sur case noire h2 · Roi blanc sur case noire c1 · Tour blanche sur case blanche d1 · Fou blanc sur case blanche f1 · Cavalier blanc sur case noire g1 · Tour blanche sur case blanche h1 | Tour noire sur case blanche a8 · Cavalier noir sur case noire b8 · Fou noir sur case blanche c8 · Roi noir sur case blanche e8 · Fou noir sur case noire f8 · Tour noire sur case noire h8 · Pion noir sur case noire a7 · Pion noir sur case blanche b7 · Pion noir sur case blanche f7 · Pion noir sur case noire g7 · Pion noir sur case blanche h7 · Pion noir sur case blanche c6 · Cavalier noir sur case noire f6 · Dame noire sur case noire e5 · Cavalier blanc sur case blanche e4 · Dame blanche sur case blanche d3 · Pion blanc sur case blanche a2 · Pion blanc sur case noire b2 · Pion blanc sur case blanche c2 · Fou blanc sur case noire d2 · Pion blanc sur case noire f2 · Pion blanc sur case blanche g2 · Pion blanc sur case noire h2 · Roi blanc sur case noire c1 · Tour blanche sur case blanche d1 · Fou blanc sur case blanche f1 · Cavalier blanc sur case noire g1 · Tour blanche sur case blanche h1 | Tour noire sur case blanche a8 · Cavalier noir sur case noire b8 · Fou noir sur case blanche c8 · Roi noir sur case blanche e8 · Fou noir sur case noire f8 · Tour noire sur case noire h8 · Pion noir sur case noire a7 · Pion noir sur case blanche b7 · Pion noir sur case blanche f7 · Pion noir sur case noire g7 · Pion noir sur case blanche h7 · Pion noir sur case blanche c6 · Cavalier noir sur case noire f6 · Dame noire sur case noire e5 · Cavalier blanc sur case blanche e4 · Dame blanche sur case blanche d3 · Pion blanc sur case blanche a2 · Pion blanc sur case noire b2 · Pion blanc sur case blanche c2 · Fou blanc sur case noire d2 · Pion blanc sur case noire f2 · Pion blanc sur case blanche g2 · Pion blanc sur case noire h2 · Roi blanc sur case noire c1 · Tour blanche sur case blanche d1 · Fou blanc sur case blanche f1 · Cavalier blanc sur case noire g1 · Tour blanche sur case blanche h1 | Tour noire sur case blanche a8 · Cavalier noir sur case noire b8 · Fou noir sur case blanche c8 · Roi noir sur case blanche e8 · Fou noir sur case noire f8 · Tour noire sur case noire h8 · Pion noir sur case noire a7 · Pion noir sur case blanche b7 · Pion noir sur case blanche f7 · Pion noir sur case noire g7 · Pion noir sur case blanche h7 · Pion noir sur case blanche c6 · Cavalier noir sur case noire f6 · Dame noire sur case noire e5 · Cavalier blanc sur case blanche e4 · Dame blanche sur case blanche d3 · Pion blanc sur case blanche a2 · Pion blanc sur case noire b2 · Pion blanc sur case blanche c2 · Fou blanc sur case noire d2 · Pion blanc sur case noire f2 · Pion blanc sur case blanche g2 · Pion blanc sur case noire h2 · Roi blanc sur case noire c1 · Tour blanche sur case blanche d1 · Fou blanc sur case blanche f1 · Cavalier blanc sur case noire g1 · Tour blanche sur case blanche h1 | 3 |
| 2 | Tour noire sur case blanche a8 · Cavalier noir sur case noire b8 · Fou noir sur case blanche c8 · Roi noir sur case blanche e8 · Fou noir sur case noire f8 · Tour noire sur case noire h8 · Pion noir sur case noire a7 · Pion noir sur case blanche b7 · Pion noir sur case blanche f7 · Pion noir sur case noire g7 · Pion noir sur case blanche h7 · Pion noir sur case blanche c6 · Cavalier noir sur case noire f6 · Dame noire sur case noire e5 · Cavalier blanc sur case blanche e4 · Dame blanche sur case blanche d3 · Pion blanc sur case blanche a2 · Pion blanc sur case noire b2 · Pion blanc sur case blanche c2 · Fou blanc sur case noire d2 · Pion blanc sur case noire f2 · Pion blanc sur case blanche g2 · Pion blanc sur case noire h2 · Roi blanc sur case noire c1 · Tour blanche sur case blanche d1 · Fou blanc sur case blanche f1 · Cavalier blanc sur case noire g1 · Tour blanche sur case blanche h1 | Tour noire sur case blanche a8 · Cavalier noir sur case noire b8 · Fou noir sur case blanche c8 · Roi noir sur case blanche e8 · Fou noir sur case noire f8 · Tour noire sur case noire h8 · Pion noir sur case noire a7 · Pion noir sur case blanche b7 · Pion noir sur case blanche f7 · Pion noir sur case noire g7 · Pion noir sur case blanche h7 · Pion noir sur case blanche c6 · Cavalier noir sur case noire f6 · Dame noire sur case noire e5 · Cavalier blanc sur case blanche e4 · Dame blanche sur case blanche d3 · Pion blanc sur case blanche a2 · Pion blanc sur case noire b2 · Pion blanc sur case blanche c2 · Fou blanc sur case noire d2 · Pion blanc sur case noire f2 · Pion blanc sur case blanche g2 · Pion blanc sur case noire h2 · Roi blanc sur case noire c1 · Tour blanche sur case blanche d1 · Fou blanc sur case blanche f1 · Cavalier blanc sur case noire g1 · Tour blanche sur case blanche h1 | Tour noire sur case blanche a8 · Cavalier noir sur case noire b8 · Fou noir sur case blanche c8 · Roi noir sur case blanche e8 · Fou noir sur case noire f8 · Tour noire sur case noire h8 · Pion noir sur case noire a7 · Pion noir sur case blanche b7 · Pion noir sur case blanche f7 · Pion noir sur case noire g7 · Pion noir sur case blanche h7 · Pion noir sur case blanche c6 · Cavalier noir sur case noire f6 · Dame noire sur case noire e5 · Cavalier blanc sur case blanche e4 · Dame blanche sur case blanche d3 · Pion blanc sur case blanche a2 · Pion blanc sur case noire b2 · Pion blanc sur case blanche c2 · Fou blanc sur case noire d2 · Pion blanc sur case noire f2 · Pion blanc sur case blanche g2 · Pion blanc sur case noire h2 · Roi blanc sur case noire c1 · Tour blanche sur case blanche d1 · Fou blanc sur case blanche f1 · Cavalier blanc sur case noire g1 · Tour blanche sur case blanche h1 | Tour noire sur case blanche a8 · Cavalier noir sur case noire b8 · Fou noir sur case blanche c8 · Roi noir sur case blanche e8 · Fou noir sur case noire f8 · Tour noire sur case noire h8 · Pion noir sur case noire a7 · Pion noir sur case blanche b7 · Pion noir sur case blanche f7 · Pion noir sur case noire g7 · Pion noir sur case blanche h7 · Pion noir sur case blanche c6 · Cavalier noir sur case noire f6 · Dame noire sur case noire e5 · Cavalier blanc sur case blanche e4 · Dame blanche sur case blanche d3 · Pion blanc sur case blanche a2 · Pion blanc sur case noire b2 · Pion blanc sur case blanche c2 · Fou blanc sur case noire d2 · Pion blanc sur case noire f2 · Pion blanc sur case blanche g2 · Pion blanc sur case noire h2 · Roi blanc sur case noire c1 · Tour blanche sur case blanche d1 · Fou blanc sur case blanche f1 · Cavalier blanc sur case noire g1 · Tour blanche sur case blanche h1 | Tour noire sur case blanche a8 · Cavalier noir sur case noire b8 · Fou noir sur case blanche c8 · Roi noir sur case blanche e8 · Fou noir sur case noire f8 · Tour noire sur case noire h8 · Pion noir sur case noire a7 · Pion noir sur case blanche b7 · Pion noir sur case blanche f7 · Pion noir sur case noire g7 · Pion noir sur case blanche h7 · Pion noir sur case blanche c6 · Cavalier noir sur case noire f6 · Dame noire sur case noire e5 · Cavalier blanc sur case blanche e4 · Dame blanche sur case blanche d3 · Pion blanc sur case blanche a2 · Pion blanc sur case noire b2 · Pion blanc sur case blanche c2 · Fou blanc sur case noire d2 · Pion blanc sur case noire f2 · Pion blanc sur case blanche g2 · Pion blanc sur case noire h2 · Roi blanc sur case noire c1 · Tour blanche sur case blanche d1 · Fou blanc sur case blanche f1 · Cavalier blanc sur case noire g1 · Tour blanche sur case blanche h1 | Tour noire sur case blanche a8 · Cavalier noir sur case noire b8 · Fou noir sur case blanche c8 · Roi noir sur case blanche e8 · Fou noir sur case noire f8 · Tour noire sur case noire h8 · Pion noir sur case noire a7 · Pion noir sur case blanche b7 · Pion noir sur case blanche f7 · Pion noir sur case noire g7 · Pion noir sur case blanche h7 · Pion noir sur case blanche c6 · Cavalier noir sur case noire f6 · Dame noire sur case noire e5 · Cavalier blanc sur case blanche e4 · Dame blanche sur case blanche d3 · Pion blanc sur case blanche a2 · Pion blanc sur case noire b2 · Pion blanc sur case blanche c2 · Fou blanc sur case noire d2 · Pion blanc sur case noire f2 · Pion blanc sur case blanche g2 · Pion blanc sur case noire h2 · Roi blanc sur case noire c1 · Tour blanche sur case blanche d1 · Fou blanc sur case blanche f1 · Cavalier blanc sur case noire g1 · Tour blanche sur case blanche h1 | Tour noire sur case blanche a8 · Cavalier noir sur case noire b8 · Fou noir sur case blanche c8 · Roi noir sur case blanche e8 · Fou noir sur case noire f8 · Tour noire sur case noire h8 · Pion noir sur case noire a7 · Pion noir sur case blanche b7 · Pion noir sur case blanche f7 · Pion noir sur case noire g7 · Pion noir sur case blanche h7 · Pion noir sur case blanche c6 · Cavalier noir sur case noire f6 · Dame noire sur case noire e5 · Cavalier blanc sur case blanche e4 · Dame blanche sur case blanche d3 · Pion blanc sur case blanche a2 · Pion blanc sur case noire b2 · Pion blanc sur case blanche c2 · Fou blanc sur case noire d2 · Pion blanc sur case noire f2 · Pion blanc sur case blanche g2 · Pion blanc sur case noire h2 · Roi blanc sur case noire c1 · Tour blanche sur case blanche d1 · Fou blanc sur case blanche f1 · Cavalier blanc sur case noire g1 · Tour blanche sur case blanche h1 | Tour noire sur case blanche a8 · Cavalier noir sur case noire b8 · Fou noir sur case blanche c8 · Roi noir sur case blanche e8 · Fou noir sur case noire f8 · Tour noire sur case noire h8 · Pion noir sur case noire a7 · Pion noir sur case blanche b7 · Pion noir sur case blanche f7 · Pion noir sur case noire g7 · Pion noir sur case blanche h7 · Pion noir sur case blanche c6 · Cavalier noir sur case noire f6 · Dame noire sur case noire e5 · Cavalier blanc sur case blanche e4 · Dame blanche sur case blanche d3 · Pion blanc sur case blanche a2 · Pion blanc sur case noire b2 · Pion blanc sur case blanche c2 · Fou blanc sur case noire d2 · Pion blanc sur case noire f2 · Pion blanc sur case blanche g2 · Pion blanc sur case noire h2 · Roi blanc sur case noire c1 · Tour blanche sur case blanche d1 · Fou blanc sur case blanche f1 · Cavalier blanc sur case noire g1 · Tour blanche sur case blanche h1 | 2 |
| 1 | Tour noire sur case blanche a8 · Cavalier noir sur case noire b8 · Fou noir sur case blanche c8 · Roi noir sur case blanche e8 · Fou noir sur case noire f8 · Tour noire sur case noire h8 · Pion noir sur case noire a7 · Pion noir sur case blanche b7 · Pion noir sur case blanche f7 · Pion noir sur case noire g7 · Pion noir sur case blanche h7 · Pion noir sur case blanche c6 · Cavalier noir sur case noire f6 · Dame noire sur case noire e5 · Cavalier blanc sur case blanche e4 · Dame blanche sur case blanche d3 · Pion blanc sur case blanche a2 · Pion blanc sur case noire b2 · Pion blanc sur case blanche c2 · Fou blanc sur case noire d2 · Pion blanc sur case noire f2 · Pion blanc sur case blanche g2 · Pion blanc sur case noire h2 · Roi blanc sur case noire c1 · Tour blanche sur case blanche d1 · Fou blanc sur case blanche f1 · Cavalier blanc sur case noire g1 · Tour blanche sur case blanche h1 | Tour noire sur case blanche a8 · Cavalier noir sur case noire b8 · Fou noir sur case blanche c8 · Roi noir sur case blanche e8 · Fou noir sur case noire f8 · Tour noire sur case noire h8 · Pion noir sur case noire a7 · Pion noir sur case blanche b7 · Pion noir sur case blanche f7 · Pion noir sur case noire g7 · Pion noir sur case blanche h7 · Pion noir sur case blanche c6 · Cavalier noir sur case noire f6 · Dame noire sur case noire e5 · Cavalier blanc sur case blanche e4 · Dame blanche sur case blanche d3 · Pion blanc sur case blanche a2 · Pion blanc sur case noire b2 · Pion blanc sur case blanche c2 · Fou blanc sur case noire d2 · Pion blanc sur case noire f2 · Pion blanc sur case blanche g2 · Pion blanc sur case noire h2 · Roi blanc sur case noire c1 · Tour blanche sur case blanche d1 · Fou blanc sur case blanche f1 · Cavalier blanc sur case noire g1 · Tour blanche sur case blanche h1 | Tour noire sur case blanche a8 · Cavalier noir sur case noire b8 · Fou noir sur case blanche c8 · Roi noir sur case blanche e8 · Fou noir sur case noire f8 · Tour noire sur case noire h8 · Pion noir sur case noire a7 · Pion noir sur case blanche b7 · Pion noir sur case blanche f7 · Pion noir sur case noire g7 · Pion noir sur case blanche h7 · Pion noir sur case blanche c6 · Cavalier noir sur case noire f6 · Dame noire sur case noire e5 · Cavalier blanc sur case blanche e4 · Dame blanche sur case blanche d3 · Pion blanc sur case blanche a2 · Pion blanc sur case noire b2 · Pion blanc sur case blanche c2 · Fou blanc sur case noire d2 · Pion blanc sur case noire f2 · Pion blanc sur case blanche g2 · Pion blanc sur case noire h2 · Roi blanc sur case noire c1 · Tour blanche sur case blanche d1 · Fou blanc sur case blanche f1 · Cavalier blanc sur case noire g1 · Tour blanche sur case blanche h1 | Tour noire sur case blanche a8 · Cavalier noir sur case noire b8 · Fou noir sur case blanche c8 · Roi noir sur case blanche e8 · Fou noir sur case noire f8 · Tour noire sur case noire h8 · Pion noir sur case noire a7 · Pion noir sur case blanche b7 · Pion noir sur case blanche f7 · Pion noir sur case noire g7 · Pion noir sur case blanche h7 · Pion noir sur case blanche c6 · Cavalier noir sur case noire f6 · Dame noire sur case noire e5 · Cavalier blanc sur case blanche e4 · Dame blanche sur case blanche d3 · Pion blanc sur case blanche a2 · Pion blanc sur case noire b2 · Pion blanc sur case blanche c2 · Fou blanc sur case noire d2 · Pion blanc sur case noire f2 · Pion blanc sur case blanche g2 · Pion blanc sur case noire h2 · Roi blanc sur case noire c1 · Tour blanche sur case blanche d1 · Fou blanc sur case blanche f1 · Cavalier blanc sur case noire g1 · Tour blanche sur case blanche h1 | Tour noire sur case blanche a8 · Cavalier noir sur case noire b8 · Fou noir sur case blanche c8 · Roi noir sur case blanche e8 · Fou noir sur case noire f8 · Tour noire sur case noire h8 · Pion noir sur case noire a7 · Pion noir sur case blanche b7 · Pion noir sur case blanche f7 · Pion noir sur case noire g7 · Pion noir sur case blanche h7 · Pion noir sur case blanche c6 · Cavalier noir sur case noire f6 · Dame noire sur case noire e5 · Cavalier blanc sur case blanche e4 · Dame blanche sur case blanche d3 · Pion blanc sur case blanche a2 · Pion blanc sur case noire b2 · Pion blanc sur case blanche c2 · Fou blanc sur case noire d2 · Pion blanc sur case noire f2 · Pion blanc sur case blanche g2 · Pion blanc sur case noire h2 · Roi blanc sur case noire c1 · Tour blanche sur case blanche d1 · Fou blanc sur case blanche f1 · Cavalier blanc sur case noire g1 · Tour blanche sur case blanche h1 | Tour noire sur case blanche a8 · Cavalier noir sur case noire b8 · Fou noir sur case blanche c8 · Roi noir sur case blanche e8 · Fou noir sur case noire f8 · Tour noire sur case noire h8 · Pion noir sur case noire a7 · Pion noir sur case blanche b7 · Pion noir sur case blanche f7 · Pion noir sur case noire g7 · Pion noir sur case blanche h7 · Pion noir sur case blanche c6 · Cavalier noir sur case noire f6 · Dame noire sur case noire e5 · Cavalier blanc sur case blanche e4 · Dame blanche sur case blanche d3 · Pion blanc sur case blanche a2 · Pion blanc sur case noire b2 · Pion blanc sur case blanche c2 · Fou blanc sur case noire d2 · Pion blanc sur case noire f2 · Pion blanc sur case blanche g2 · Pion blanc sur case noire h2 · Roi blanc sur case noire c1 · Tour blanche sur case blanche d1 · Fou blanc sur case blanche f1 · Cavalier blanc sur case noire g1 · Tour blanche sur case blanche h1 | Tour noire sur case blanche a8 · Cavalier noir sur case noire b8 · Fou noir sur case blanche c8 · Roi noir sur case blanche e8 · Fou noir sur case noire f8 · Tour noire sur case noire h8 · Pion noir sur case noire a7 · Pion noir sur case blanche b7 · Pion noir sur case blanche f7 · Pion noir sur case noire g7 · Pion noir sur case blanche h7 · Pion noir sur case blanche c6 · Cavalier noir sur case noire f6 · Dame noire sur case noire e5 · Cavalier blanc sur case blanche e4 · Dame blanche sur case blanche d3 · Pion blanc sur case blanche a2 · Pion blanc sur case noire b2 · Pion blanc sur case blanche c2 · Fou blanc sur case noire d2 · Pion blanc sur case noire f2 · Pion blanc sur case blanche g2 · Pion blanc sur case noire h2 · Roi blanc sur case noire c1 · Tour blanche sur case blanche d1 · Fou blanc sur case blanche f1 · Cavalier blanc sur case noire g1 · Tour blanche sur case blanche h1 | Tour noire sur case blanche a8 · Cavalier noir sur case noire b8 · Fou noir sur case blanche c8 · Roi noir sur case blanche e8 · Fou noir sur case noire f8 · Tour noire sur case noire h8 · Pion noir sur case noire a7 · Pion noir sur case blanche b7 · Pion noir sur case blanche f7 · Pion noir sur case noire g7 · Pion noir sur case blanche h7 · Pion noir sur case blanche c6 · Cavalier noir sur case noire f6 · Dame noire sur case noire e5 · Cavalier blanc sur case blanche e4 · Dame blanche sur case blanche d3 · Pion blanc sur case blanche a2 · Pion blanc sur case noire b2 · Pion blanc sur case blanche c2 · Fou blanc sur case noire d2 · Pion blanc sur case noire f2 · Pion blanc sur case blanche g2 · Pion blanc sur case noire h2 · Roi blanc sur case noire c1 · Tour blanche sur case blanche d1 · Fou blanc sur case blanche f1 · Cavalier blanc sur case noire g1 · Tour blanche sur case blanche h1 | 1 |
|   | a | b | c | d | e | f | g | h |   |

|   | a | b | c | d | e | f | g | h |   |
| 8 | Tour noire sur case blanche a8 · Cavalier noir sur case noire b8 · Fou noir sur case blanche c8 · Fou blanc sur case noire d8 · Fou noir sur case noire f8 · Tour noire sur case noire h8 · Pion noir sur case noire a7 · Pion noir sur case blanche b7 · Roi noir sur case noire c7 · Pion noir sur case blanche f7 · Pion noir sur case noire g7 · Pion noir sur case blanche h7 · Pion noir sur case blanche c6 · Dame noire sur case noire e5 · Cavalier noir sur case blanche e4 · Pion blanc sur case blanche a2 · Pion blanc sur case noire b2 · Pion blanc sur case blanche c2 · Pion blanc sur case noire f2 · Pion blanc sur case blanche g2 · Pion blanc sur case noire h2 · Roi blanc sur case noire c1 · Tour blanche sur case blanche d1 · Fou blanc sur case blanche f1 · Cavalier blanc sur case noire g1 · Tour blanche sur case blanche h1 | Tour noire sur case blanche a8 · Cavalier noir sur case noire b8 · Fou noir sur case blanche c8 · Fou blanc sur case noire d8 · Fou noir sur case noire f8 · Tour noire sur case noire h8 · Pion noir sur case noire a7 · Pion noir sur case blanche b7 · Roi noir sur case noire c7 · Pion noir sur case blanche f7 · Pion noir sur case noire g7 · Pion noir sur case blanche h7 · Pion noir sur case blanche c6 · Dame noire sur case noire e5 · Cavalier noir sur case blanche e4 · Pion blanc sur case blanche a2 · Pion blanc sur case noire b2 · Pion blanc sur case blanche c2 · Pion blanc sur case noire f2 · Pion blanc sur case blanche g2 · Pion blanc sur case noire h2 · Roi blanc sur case noire c1 · Tour blanche sur case blanche d1 · Fou blanc sur case blanche f1 · Cavalier blanc sur case noire g1 · Tour blanche sur case blanche h1 | Tour noire sur case blanche a8 · Cavalier noir sur case noire b8 · Fou noir sur case blanche c8 · Fou blanc sur case noire d8 · Fou noir sur case noire f8 · Tour noire sur case noire h8 · Pion noir sur case noire a7 · Pion noir sur case blanche b7 · Roi noir sur case noire c7 · Pion noir sur case blanche f7 · Pion noir sur case noire g7 · Pion noir sur case blanche h7 · Pion noir sur case blanche c6 · Dame noire sur case noire e5 · Cavalier noir sur case blanche e4 · Pion blanc sur case blanche a2 · Pion blanc sur case noire b2 · Pion blanc sur case blanche c2 · Pion blanc sur case noire f2 · Pion blanc sur case blanche g2 · Pion blanc sur case noire h2 · Roi blanc sur case noire c1 · Tour blanche sur case blanche d1 · Fou blanc sur case blanche f1 · Cavalier blanc sur case noire g1 · Tour blanche sur case blanche h1 | Tour noire sur case blanche a8 · Cavalier noir sur case noire b8 · Fou noir sur case blanche c8 · Fou blanc sur case noire d8 · Fou noir sur case noire f8 · Tour noire sur case noire h8 · Pion noir sur case noire a7 · Pion noir sur case blanche b7 · Roi noir sur case noire c7 · Pion noir sur case blanche f7 · Pion noir sur case noire g7 · Pion noir sur case blanche h7 · Pion noir sur case blanche c6 · Dame noire sur case noire e5 · Cavalier noir sur case blanche e4 · Pion blanc sur case blanche a2 · Pion blanc sur case noire b2 · Pion blanc sur case blanche c2 · Pion blanc sur case noire f2 · Pion blanc sur case blanche g2 · Pion blanc sur case noire h2 · Roi blanc sur case noire c1 · Tour blanche sur case blanche d1 · Fou blanc sur case blanche f1 · Cavalier blanc sur case noire g1 · Tour blanche sur case blanche h1 | Tour noire sur case blanche a8 · Cavalier noir sur case noire b8 · Fou noir sur case blanche c8 · Fou blanc sur case noire d8 · Fou noir sur case noire f8 · Tour noire sur case noire h8 · Pion noir sur case noire a7 · Pion noir sur case blanche b7 · Roi noir sur case noire c7 · Pion noir sur case blanche f7 · Pion noir sur case noire g7 · Pion noir sur case blanche h7 · Pion noir sur case blanche c6 · Dame noire sur case noire e5 · Cavalier noir sur case blanche e4 · Pion blanc sur case blanche a2 · Pion blanc sur case noire b2 · Pion blanc sur case blanche c2 · Pion blanc sur case noire f2 · Pion blanc sur case blanche g2 · Pion blanc sur case noire h2 · Roi blanc sur case noire c1 · Tour blanche sur case blanche d1 · Fou blanc sur case blanche f1 · Cavalier blanc sur case noire g1 · Tour blanche sur case blanche h1 | Tour noire sur case blanche a8 · Cavalier noir sur case noire b8 · Fou noir sur case blanche c8 · Fou blanc sur case noire d8 · Fou noir sur case noire f8 · Tour noire sur case noire h8 · Pion noir sur case noire a7 · Pion noir sur case blanche b7 · Roi noir sur case noire c7 · Pion noir sur case blanche f7 · Pion noir sur case noire g7 · Pion noir sur case blanche h7 · Pion noir sur case blanche c6 · Dame noire sur case noire e5 · Cavalier noir sur case blanche e4 · Pion blanc sur case blanche a2 · Pion blanc sur case noire b2 · Pion blanc sur case blanche c2 · Pion blanc sur case noire f2 · Pion blanc sur case blanche g2 · Pion blanc sur case noire h2 · Roi blanc sur case noire c1 · Tour blanche sur case blanche d1 · Fou blanc sur case blanche f1 · Cavalier blanc sur case noire g1 · Tour blanche sur case blanche h1 | Tour noire sur case blanche a8 · Cavalier noir sur case noire b8 · Fou noir sur case blanche c8 · Fou blanc sur case noire d8 · Fou noir sur case noire f8 · Tour noire sur case noire h8 · Pion noir sur case noire a7 · Pion noir sur case blanche b7 · Roi noir sur case noire c7 · Pion noir sur case blanche f7 · Pion noir sur case noire g7 · Pion noir sur case blanche h7 · Pion noir sur case blanche c6 · Dame noire sur case noire e5 · Cavalier noir sur case blanche e4 · Pion blanc sur case blanche a2 · Pion blanc sur case noire b2 · Pion blanc sur case blanche c2 · Pion blanc sur case noire f2 · Pion blanc sur case blanche g2 · Pion blanc sur case noire h2 · Roi blanc sur case noire c1 · Tour blanche sur case blanche d1 · Fou blanc sur case blanche f1 · Cavalier blanc sur case noire g1 · Tour blanche sur case blanche h1 | Tour noire sur case blanche a8 · Cavalier noir sur case noire b8 · Fou noir sur case blanche c8 · Fou blanc sur case noire d8 · Fou noir sur case noire f8 · Tour noire sur case noire h8 · Pion noir sur case noire a7 · Pion noir sur case blanche b7 · Roi noir sur case noire c7 · Pion noir sur case blanche f7 · Pion noir sur case noire g7 · Pion noir sur case blanche h7 · Pion noir sur case blanche c6 · Dame noire sur case noire e5 · Cavalier noir sur case blanche e4 · Pion blanc sur case blanche a2 · Pion blanc sur case noire b2 · Pion blanc sur case blanche c2 · Pion blanc sur case noire f2 · Pion blanc sur case blanche g2 · Pion blanc sur case noire h2 · Roi blanc sur case noire c1 · Tour blanche sur case blanche d1 · Fou blanc sur case blanche f1 · Cavalier blanc sur case noire g1 · Tour blanche sur case blanche h1 | 8 |
| 7 | Tour noire sur case blanche a8 · Cavalier noir sur case noire b8 · Fou noir sur case blanche c8 · Fou blanc sur case noire d8 · Fou noir sur case noire f8 · Tour noire sur case noire h8 · Pion noir sur case noire a7 · Pion noir sur case blanche b7 · Roi noir sur case noire c7 · Pion noir sur case blanche f7 · Pion noir sur case noire g7 · Pion noir sur case blanche h7 · Pion noir sur case blanche c6 · Dame noire sur case noire e5 · Cavalier noir sur case blanche e4 · Pion blanc sur case blanche a2 · Pion blanc sur case noire b2 · Pion blanc sur case blanche c2 · Pion blanc sur case noire f2 · Pion blanc sur case blanche g2 · Pion blanc sur case noire h2 · Roi blanc sur case noire c1 · Tour blanche sur case blanche d1 · Fou blanc sur case blanche f1 · Cavalier blanc sur case noire g1 · Tour blanche sur case blanche h1 | Tour noire sur case blanche a8 · Cavalier noir sur case noire b8 · Fou noir sur case blanche c8 · Fou blanc sur case noire d8 · Fou noir sur case noire f8 · Tour noire sur case noire h8 · Pion noir sur case noire a7 · Pion noir sur case blanche b7 · Roi noir sur case noire c7 · Pion noir sur case blanche f7 · Pion noir sur case noire g7 · Pion noir sur case blanche h7 · Pion noir sur case blanche c6 · Dame noire sur case noire e5 · Cavalier noir sur case blanche e4 · Pion blanc sur case blanche a2 · Pion blanc sur case noire b2 · Pion blanc sur case blanche c2 · Pion blanc sur case noire f2 · Pion blanc sur case blanche g2 · Pion blanc sur case noire h2 · Roi blanc sur case noire c1 · Tour blanche sur case blanche d1 · Fou blanc sur case blanche f1 · Cavalier blanc sur case noire g1 · Tour blanche sur case blanche h1 | Tour noire sur case blanche a8 · Cavalier noir sur case noire b8 · Fou noir sur case blanche c8 · Fou blanc sur case noire d8 · Fou noir sur case noire f8 · Tour noire sur case noire h8 · Pion noir sur case noire a7 · Pion noir sur case blanche b7 · Roi noir sur case noire c7 · Pion noir sur case blanche f7 · Pion noir sur case noire g7 · Pion noir sur case blanche h7 · Pion noir sur case blanche c6 · Dame noire sur case noire e5 · Cavalier noir sur case blanche e4 · Pion blanc sur case blanche a2 · Pion blanc sur case noire b2 · Pion blanc sur case blanche c2 · Pion blanc sur case noire f2 · Pion blanc sur case blanche g2 · Pion blanc sur case noire h2 · Roi blanc sur case noire c1 · Tour blanche sur case blanche d1 · Fou blanc sur case blanche f1 · Cavalier blanc sur case noire g1 · Tour blanche sur case blanche h1 | Tour noire sur case blanche a8 · Cavalier noir sur case noire b8 · Fou noir sur case blanche c8 · Fou blanc sur case noire d8 · Fou noir sur case noire f8 · Tour noire sur case noire h8 · Pion noir sur case noire a7 · Pion noir sur case blanche b7 · Roi noir sur case noire c7 · Pion noir sur case blanche f7 · Pion noir sur case noire g7 · Pion noir sur case blanche h7 · Pion noir sur case blanche c6 · Dame noire sur case noire e5 · Cavalier noir sur case blanche e4 · Pion blanc sur case blanche a2 · Pion blanc sur case noire b2 · Pion blanc sur case blanche c2 · Pion blanc sur case noire f2 · Pion blanc sur case blanche g2 · Pion blanc sur case noire h2 · Roi blanc sur case noire c1 · Tour blanche sur case blanche d1 · Fou blanc sur case blanche f1 · Cavalier blanc sur case noire g1 · Tour blanche sur case blanche h1 | Tour noire sur case blanche a8 · Cavalier noir sur case noire b8 · Fou noir sur case blanche c8 · Fou blanc sur case noire d8 · Fou noir sur case noire f8 · Tour noire sur case noire h8 · Pion noir sur case noire a7 · Pion noir sur case blanche b7 · Roi noir sur case noire c7 · Pion noir sur case blanche f7 · Pion noir sur case noire g7 · Pion noir sur case blanche h7 · Pion noir sur case blanche c6 · Dame noire sur case noire e5 · Cavalier noir sur case blanche e4 · Pion blanc sur case blanche a2 · Pion blanc sur case noire b2 · Pion blanc sur case blanche c2 · Pion blanc sur case noire f2 · Pion blanc sur case blanche g2 · Pion blanc sur case noire h2 · Roi blanc sur case noire c1 · Tour blanche sur case blanche d1 · Fou blanc sur case blanche f1 · Cavalier blanc sur case noire g1 · Tour blanche sur case blanche h1 | Tour noire sur case blanche a8 · Cavalier noir sur case noire b8 · Fou noir sur case blanche c8 · Fou blanc sur case noire d8 · Fou noir sur case noire f8 · Tour noire sur case noire h8 · Pion noir sur case noire a7 · Pion noir sur case blanche b7 · Roi noir sur case noire c7 · Pion noir sur case blanche f7 · Pion noir sur case noire g7 · Pion noir sur case blanche h7 · Pion noir sur case blanche c6 · Dame noire sur case noire e5 · Cavalier noir sur case blanche e4 · Pion blanc sur case blanche a2 · Pion blanc sur case noire b2 · Pion blanc sur case blanche c2 · Pion blanc sur case noire f2 · Pion blanc sur case blanche g2 · Pion blanc sur case noire h2 · Roi blanc sur case noire c1 · Tour blanche sur case blanche d1 · Fou blanc sur case blanche f1 · Cavalier blanc sur case noire g1 · Tour blanche sur case blanche h1 | Tour noire sur case blanche a8 · Cavalier noir sur case noire b8 · Fou noir sur case blanche c8 · Fou blanc sur case noire d8 · Fou noir sur case noire f8 · Tour noire sur case noire h8 · Pion noir sur case noire a7 · Pion noir sur case blanche b7 · Roi noir sur case noire c7 · Pion noir sur case blanche f7 · Pion noir sur case noire g7 · Pion noir sur case blanche h7 · Pion noir sur case blanche c6 · Dame noire sur case noire e5 · Cavalier noir sur case blanche e4 · Pion blanc sur case blanche a2 · Pion blanc sur case noire b2 · Pion blanc sur case blanche c2 · Pion blanc sur case noire f2 · Pion blanc sur case blanche g2 · Pion blanc sur case noire h2 · Roi blanc sur case noire c1 · Tour blanche sur case blanche d1 · Fou blanc sur case blanche f1 · Cavalier blanc sur case noire g1 · Tour blanche sur case blanche h1 | Tour noire sur case blanche a8 · Cavalier noir sur case noire b8 · Fou noir sur case blanche c8 · Fou blanc sur case noire d8 · Fou noir sur case noire f8 · Tour noire sur case noire h8 · Pion noir sur case noire a7 · Pion noir sur case blanche b7 · Roi noir sur case noire c7 · Pion noir sur case blanche f7 · Pion noir sur case noire g7 · Pion noir sur case blanche h7 · Pion noir sur case blanche c6 · Dame noire sur case noire e5 · Cavalier noir sur case blanche e4 · Pion blanc sur case blanche a2 · Pion blanc sur case noire b2 · Pion blanc sur case blanche c2 · Pion blanc sur case noire f2 · Pion blanc sur case blanche g2 · Pion blanc sur case noire h2 · Roi blanc sur case noire c1 · Tour blanche sur case blanche d1 · Fou blanc sur case blanche f1 · Cavalier blanc sur case noire g1 · Tour blanche sur case blanche h1 | 7 |
| 6 | Tour noire sur case blanche a8 · Cavalier noir sur case noire b8 · Fou noir sur case blanche c8 · Fou blanc sur case noire d8 · Fou noir sur case noire f8 · Tour noire sur case noire h8 · Pion noir sur case noire a7 · Pion noir sur case blanche b7 · Roi noir sur case noire c7 · Pion noir sur case blanche f7 · Pion noir sur case noire g7 · Pion noir sur case blanche h7 · Pion noir sur case blanche c6 · Dame noire sur case noire e5 · Cavalier noir sur case blanche e4 · Pion blanc sur case blanche a2 · Pion blanc sur case noire b2 · Pion blanc sur case blanche c2 · Pion blanc sur case noire f2 · Pion blanc sur case blanche g2 · Pion blanc sur case noire h2 · Roi blanc sur case noire c1 · Tour blanche sur case blanche d1 · Fou blanc sur case blanche f1 · Cavalier blanc sur case noire g1 · Tour blanche sur case blanche h1 | Tour noire sur case blanche a8 · Cavalier noir sur case noire b8 · Fou noir sur case blanche c8 · Fou blanc sur case noire d8 · Fou noir sur case noire f8 · Tour noire sur case noire h8 · Pion noir sur case noire a7 · Pion noir sur case blanche b7 · Roi noir sur case noire c7 · Pion noir sur case blanche f7 · Pion noir sur case noire g7 · Pion noir sur case blanche h7 · Pion noir sur case blanche c6 · Dame noire sur case noire e5 · Cavalier noir sur case blanche e4 · Pion blanc sur case blanche a2 · Pion blanc sur case noire b2 · Pion blanc sur case blanche c2 · Pion blanc sur case noire f2 · Pion blanc sur case blanche g2 · Pion blanc sur case noire h2 · Roi blanc sur case noire c1 · Tour blanche sur case blanche d1 · Fou blanc sur case blanche f1 · Cavalier blanc sur case noire g1 · Tour blanche sur case blanche h1 | Tour noire sur case blanche a8 · Cavalier noir sur case noire b8 · Fou noir sur case blanche c8 · Fou blanc sur case noire d8 · Fou noir sur case noire f8 · Tour noire sur case noire h8 · Pion noir sur case noire a7 · Pion noir sur case blanche b7 · Roi noir sur case noire c7 · Pion noir sur case blanche f7 · Pion noir sur case noire g7 · Pion noir sur case blanche h7 · Pion noir sur case blanche c6 · Dame noire sur case noire e5 · Cavalier noir sur case blanche e4 · Pion blanc sur case blanche a2 · Pion blanc sur case noire b2 · Pion blanc sur case blanche c2 · Pion blanc sur case noire f2 · Pion blanc sur case blanche g2 · Pion blanc sur case noire h2 · Roi blanc sur case noire c1 · Tour blanche sur case blanche d1 · Fou blanc sur case blanche f1 · Cavalier blanc sur case noire g1 · Tour blanche sur case blanche h1 | Tour noire sur case blanche a8 · Cavalier noir sur case noire b8 · Fou noir sur case blanche c8 · Fou blanc sur case noire d8 · Fou noir sur case noire f8 · Tour noire sur case noire h8 · Pion noir sur case noire a7 · Pion noir sur case blanche b7 · Roi noir sur case noire c7 · Pion noir sur case blanche f7 · Pion noir sur case noire g7 · Pion noir sur case blanche h7 · Pion noir sur case blanche c6 · Dame noire sur case noire e5 · Cavalier noir sur case blanche e4 · Pion blanc sur case blanche a2 · Pion blanc sur case noire b2 · Pion blanc sur case blanche c2 · Pion blanc sur case noire f2 · Pion blanc sur case blanche g2 · Pion blanc sur case noire h2 · Roi blanc sur case noire c1 · Tour blanche sur case blanche d1 · Fou blanc sur case blanche f1 · Cavalier blanc sur case noire g1 · Tour blanche sur case blanche h1 | Tour noire sur case blanche a8 · Cavalier noir sur case noire b8 · Fou noir sur case blanche c8 · Fou blanc sur case noire d8 · Fou noir sur case noire f8 · Tour noire sur case noire h8 · Pion noir sur case noire a7 · Pion noir sur case blanche b7 · Roi noir sur case noire c7 · Pion noir sur case blanche f7 · Pion noir sur case noire g7 · Pion noir sur case blanche h7 · Pion noir sur case blanche c6 · Dame noire sur case noire e5 · Cavalier noir sur case blanche e4 · Pion blanc sur case blanche a2 · Pion blanc sur case noire b2 · Pion blanc sur case blanche c2 · Pion blanc sur case noire f2 · Pion blanc sur case blanche g2 · Pion blanc sur case noire h2 · Roi blanc sur case noire c1 · Tour blanche sur case blanche d1 · Fou blanc sur case blanche f1 · Cavalier blanc sur case noire g1 · Tour blanche sur case blanche h1 | Tour noire sur case blanche a8 · Cavalier noir sur case noire b8 · Fou noir sur case blanche c8 · Fou blanc sur case noire d8 · Fou noir sur case noire f8 · Tour noire sur case noire h8 · Pion noir sur case noire a7 · Pion noir sur case blanche b7 · Roi noir sur case noire c7 · Pion noir sur case blanche f7 · Pion noir sur case noire g7 · Pion noir sur case blanche h7 · Pion noir sur case blanche c6 · Dame noire sur case noire e5 · Cavalier noir sur case blanche e4 · Pion blanc sur case blanche a2 · Pion blanc sur case noire b2 · Pion blanc sur case blanche c2 · Pion blanc sur case noire f2 · Pion blanc sur case blanche g2 · Pion blanc sur case noire h2 · Roi blanc sur case noire c1 · Tour blanche sur case blanche d1 · Fou blanc sur case blanche f1 · Cavalier blanc sur case noire g1 · Tour blanche sur case blanche h1 | Tour noire sur case blanche a8 · Cavalier noir sur case noire b8 · Fou noir sur case blanche c8 · Fou blanc sur case noire d8 · Fou noir sur case noire f8 · Tour noire sur case noire h8 · Pion noir sur case noire a7 · Pion noir sur case blanche b7 · Roi noir sur case noire c7 · Pion noir sur case blanche f7 · Pion noir sur case noire g7 · Pion noir sur case blanche h7 · Pion noir sur case blanche c6 · Dame noire sur case noire e5 · Cavalier noir sur case blanche e4 · Pion blanc sur case blanche a2 · Pion blanc sur case noire b2 · Pion blanc sur case blanche c2 · Pion blanc sur case noire f2 · Pion blanc sur case blanche g2 · Pion blanc sur case noire h2 · Roi blanc sur case noire c1 · Tour blanche sur case blanche d1 · Fou blanc sur case blanche f1 · Cavalier blanc sur case noire g1 · Tour blanche sur case blanche h1 | Tour noire sur case blanche a8 · Cavalier noir sur case noire b8 · Fou noir sur case blanche c8 · Fou blanc sur case noire d8 · Fou noir sur case noire f8 · Tour noire sur case noire h8 · Pion noir sur case noire a7 · Pion noir sur case blanche b7 · Roi noir sur case noire c7 · Pion noir sur case blanche f7 · Pion noir sur case noire g7 · Pion noir sur case blanche h7 · Pion noir sur case blanche c6 · Dame noire sur case noire e5 · Cavalier noir sur case blanche e4 · Pion blanc sur case blanche a2 · Pion blanc sur case noire b2 · Pion blanc sur case blanche c2 · Pion blanc sur case noire f2 · Pion blanc sur case blanche g2 · Pion blanc sur case noire h2 · Roi blanc sur case noire c1 · Tour blanche sur case blanche d1 · Fou blanc sur case blanche f1 · Cavalier blanc sur case noire g1 · Tour blanche sur case blanche h1 | 6 |
| 5 | Tour noire sur case blanche a8 · Cavalier noir sur case noire b8 · Fou noir sur case blanche c8 · Fou blanc sur case noire d8 · Fou noir sur case noire f8 · Tour noire sur case noire h8 · Pion noir sur case noire a7 · Pion noir sur case blanche b7 · Roi noir sur case noire c7 · Pion noir sur case blanche f7 · Pion noir sur case noire g7 · Pion noir sur case blanche h7 · Pion noir sur case blanche c6 · Dame noire sur case noire e5 · Cavalier noir sur case blanche e4 · Pion blanc sur case blanche a2 · Pion blanc sur case noire b2 · Pion blanc sur case blanche c2 · Pion blanc sur case noire f2 · Pion blanc sur case blanche g2 · Pion blanc sur case noire h2 · Roi blanc sur case noire c1 · Tour blanche sur case blanche d1 · Fou blanc sur case blanche f1 · Cavalier blanc sur case noire g1 · Tour blanche sur case blanche h1 | Tour noire sur case blanche a8 · Cavalier noir sur case noire b8 · Fou noir sur case blanche c8 · Fou blanc sur case noire d8 · Fou noir sur case noire f8 · Tour noire sur case noire h8 · Pion noir sur case noire a7 · Pion noir sur case blanche b7 · Roi noir sur case noire c7 · Pion noir sur case blanche f7 · Pion noir sur case noire g7 · Pion noir sur case blanche h7 · Pion noir sur case blanche c6 · Dame noire sur case noire e5 · Cavalier noir sur case blanche e4 · Pion blanc sur case blanche a2 · Pion blanc sur case noire b2 · Pion blanc sur case blanche c2 · Pion blanc sur case noire f2 · Pion blanc sur case blanche g2 · Pion blanc sur case noire h2 · Roi blanc sur case noire c1 · Tour blanche sur case blanche d1 · Fou blanc sur case blanche f1 · Cavalier blanc sur case noire g1 · Tour blanche sur case blanche h1 | Tour noire sur case blanche a8 · Cavalier noir sur case noire b8 · Fou noir sur case blanche c8 · Fou blanc sur case noire d8 · Fou noir sur case noire f8 · Tour noire sur case noire h8 · Pion noir sur case noire a7 · Pion noir sur case blanche b7 · Roi noir sur case noire c7 · Pion noir sur case blanche f7 · Pion noir sur case noire g7 · Pion noir sur case blanche h7 · Pion noir sur case blanche c6 · Dame noire sur case noire e5 · Cavalier noir sur case blanche e4 · Pion blanc sur case blanche a2 · Pion blanc sur case noire b2 · Pion blanc sur case blanche c2 · Pion blanc sur case noire f2 · Pion blanc sur case blanche g2 · Pion blanc sur case noire h2 · Roi blanc sur case noire c1 · Tour blanche sur case blanche d1 · Fou blanc sur case blanche f1 · Cavalier blanc sur case noire g1 · Tour blanche sur case blanche h1 | Tour noire sur case blanche a8 · Cavalier noir sur case noire b8 · Fou noir sur case blanche c8 · Fou blanc sur case noire d8 · Fou noir sur case noire f8 · Tour noire sur case noire h8 · Pion noir sur case noire a7 · Pion noir sur case blanche b7 · Roi noir sur case noire c7 · Pion noir sur case blanche f7 · Pion noir sur case noire g7 · Pion noir sur case blanche h7 · Pion noir sur case blanche c6 · Dame noire sur case noire e5 · Cavalier noir sur case blanche e4 · Pion blanc sur case blanche a2 · Pion blanc sur case noire b2 · Pion blanc sur case blanche c2 · Pion blanc sur case noire f2 · Pion blanc sur case blanche g2 · Pion blanc sur case noire h2 · Roi blanc sur case noire c1 · Tour blanche sur case blanche d1 · Fou blanc sur case blanche f1 · Cavalier blanc sur case noire g1 · Tour blanche sur case blanche h1 | Tour noire sur case blanche a8 · Cavalier noir sur case noire b8 · Fou noir sur case blanche c8 · Fou blanc sur case noire d8 · Fou noir sur case noire f8 · Tour noire sur case noire h8 · Pion noir sur case noire a7 · Pion noir sur case blanche b7 · Roi noir sur case noire c7 · Pion noir sur case blanche f7 · Pion noir sur case noire g7 · Pion noir sur case blanche h7 · Pion noir sur case blanche c6 · Dame noire sur case noire e5 · Cavalier noir sur case blanche e4 · Pion blanc sur case blanche a2 · Pion blanc sur case noire b2 · Pion blanc sur case blanche c2 · Pion blanc sur case noire f2 · Pion blanc sur case blanche g2 · Pion blanc sur case noire h2 · Roi blanc sur case noire c1 · Tour blanche sur case blanche d1 · Fou blanc sur case blanche f1 · Cavalier blanc sur case noire g1 · Tour blanche sur case blanche h1 | Tour noire sur case blanche a8 · Cavalier noir sur case noire b8 · Fou noir sur case blanche c8 · Fou blanc sur case noire d8 · Fou noir sur case noire f8 · Tour noire sur case noire h8 · Pion noir sur case noire a7 · Pion noir sur case blanche b7 · Roi noir sur case noire c7 · Pion noir sur case blanche f7 · Pion noir sur case noire g7 · Pion noir sur case blanche h7 · Pion noir sur case blanche c6 · Dame noire sur case noire e5 · Cavalier noir sur case blanche e4 · Pion blanc sur case blanche a2 · Pion blanc sur case noire b2 · Pion blanc sur case blanche c2 · Pion blanc sur case noire f2 · Pion blanc sur case blanche g2 · Pion blanc sur case noire h2 · Roi blanc sur case noire c1 · Tour blanche sur case blanche d1 · Fou blanc sur case blanche f1 · Cavalier blanc sur case noire g1 · Tour blanche sur case blanche h1 | Tour noire sur case blanche a8 · Cavalier noir sur case noire b8 · Fou noir sur case blanche c8 · Fou blanc sur case noire d8 · Fou noir sur case noire f8 · Tour noire sur case noire h8 · Pion noir sur case noire a7 · Pion noir sur case blanche b7 · Roi noir sur case noire c7 · Pion noir sur case blanche f7 · Pion noir sur case noire g7 · Pion noir sur case blanche h7 · Pion noir sur case blanche c6 · Dame noire sur case noire e5 · Cavalier noir sur case blanche e4 · Pion blanc sur case blanche a2 · Pion blanc sur case noire b2 · Pion blanc sur case blanche c2 · Pion blanc sur case noire f2 · Pion blanc sur case blanche g2 · Pion blanc sur case noire h2 · Roi blanc sur case noire c1 · Tour blanche sur case blanche d1 · Fou blanc sur case blanche f1 · Cavalier blanc sur case noire g1 · Tour blanche sur case blanche h1 | Tour noire sur case blanche a8 · Cavalier noir sur case noire b8 · Fou noir sur case blanche c8 · Fou blanc sur case noire d8 · Fou noir sur case noire f8 · Tour noire sur case noire h8 · Pion noir sur case noire a7 · Pion noir sur case blanche b7 · Roi noir sur case noire c7 · Pion noir sur case blanche f7 · Pion noir sur case noire g7 · Pion noir sur case blanche h7 · Pion noir sur case blanche c6 · Dame noire sur case noire e5 · Cavalier noir sur case blanche e4 · Pion blanc sur case blanche a2 · Pion blanc sur case noire b2 · Pion blanc sur case blanche c2 · Pion blanc sur case noire f2 · Pion blanc sur case blanche g2 · Pion blanc sur case noire h2 · Roi blanc sur case noire c1 · Tour blanche sur case blanche d1 · Fou blanc sur case blanche f1 · Cavalier blanc sur case noire g1 · Tour blanche sur case blanche h1 | 5 |
| 4 | Tour noire sur case blanche a8 · Cavalier noir sur case noire b8 · Fou noir sur case blanche c8 · Fou blanc sur case noire d8 · Fou noir sur case noire f8 · Tour noire sur case noire h8 · Pion noir sur case noire a7 · Pion noir sur case blanche b7 · Roi noir sur case noire c7 · Pion noir sur case blanche f7 · Pion noir sur case noire g7 · Pion noir sur case blanche h7 · Pion noir sur case blanche c6 · Dame noire sur case noire e5 · Cavalier noir sur case blanche e4 · Pion blanc sur case blanche a2 · Pion blanc sur case noire b2 · Pion blanc sur case blanche c2 · Pion blanc sur case noire f2 · Pion blanc sur case blanche g2 · Pion blanc sur case noire h2 · Roi blanc sur case noire c1 · Tour blanche sur case blanche d1 · Fou blanc sur case blanche f1 · Cavalier blanc sur case noire g1 · Tour blanche sur case blanche h1 | Tour noire sur case blanche a8 · Cavalier noir sur case noire b8 · Fou noir sur case blanche c8 · Fou blanc sur case noire d8 · Fou noir sur case noire f8 · Tour noire sur case noire h8 · Pion noir sur case noire a7 · Pion noir sur case blanche b7 · Roi noir sur case noire c7 · Pion noir sur case blanche f7 · Pion noir sur case noire g7 · Pion noir sur case blanche h7 · Pion noir sur case blanche c6 · Dame noire sur case noire e5 · Cavalier noir sur case blanche e4 · Pion blanc sur case blanche a2 · Pion blanc sur case noire b2 · Pion blanc sur case blanche c2 · Pion blanc sur case noire f2 · Pion blanc sur case blanche g2 · Pion blanc sur case noire h2 · Roi blanc sur case noire c1 · Tour blanche sur case blanche d1 · Fou blanc sur case blanche f1 · Cavalier blanc sur case noire g1 · Tour blanche sur case blanche h1 | Tour noire sur case blanche a8 · Cavalier noir sur case noire b8 · Fou noir sur case blanche c8 · Fou blanc sur case noire d8 · Fou noir sur case noire f8 · Tour noire sur case noire h8 · Pion noir sur case noire a7 · Pion noir sur case blanche b7 · Roi noir sur case noire c7 · Pion noir sur case blanche f7 · Pion noir sur case noire g7 · Pion noir sur case blanche h7 · Pion noir sur case blanche c6 · Dame noire sur case noire e5 · Cavalier noir sur case blanche e4 · Pion blanc sur case blanche a2 · Pion blanc sur case noire b2 · Pion blanc sur case blanche c2 · Pion blanc sur case noire f2 · Pion blanc sur case blanche g2 · Pion blanc sur case noire h2 · Roi blanc sur case noire c1 · Tour blanche sur case blanche d1 · Fou blanc sur case blanche f1 · Cavalier blanc sur case noire g1 · Tour blanche sur case blanche h1 | Tour noire sur case blanche a8 · Cavalier noir sur case noire b8 · Fou noir sur case blanche c8 · Fou blanc sur case noire d8 · Fou noir sur case noire f8 · Tour noire sur case noire h8 · Pion noir sur case noire a7 · Pion noir sur case blanche b7 · Roi noir sur case noire c7 · Pion noir sur case blanche f7 · Pion noir sur case noire g7 · Pion noir sur case blanche h7 · Pion noir sur case blanche c6 · Dame noire sur case noire e5 · Cavalier noir sur case blanche e4 · Pion blanc sur case blanche a2 · Pion blanc sur case noire b2 · Pion blanc sur case blanche c2 · Pion blanc sur case noire f2 · Pion blanc sur case blanche g2 · Pion blanc sur case noire h2 · Roi blanc sur case noire c1 · Tour blanche sur case blanche d1 · Fou blanc sur case blanche f1 · Cavalier blanc sur case noire g1 · Tour blanche sur case blanche h1 | Tour noire sur case blanche a8 · Cavalier noir sur case noire b8 · Fou noir sur case blanche c8 · Fou blanc sur case noire d8 · Fou noir sur case noire f8 · Tour noire sur case noire h8 · Pion noir sur case noire a7 · Pion noir sur case blanche b7 · Roi noir sur case noire c7 · Pion noir sur case blanche f7 · Pion noir sur case noire g7 · Pion noir sur case blanche h7 · Pion noir sur case blanche c6 · Dame noire sur case noire e5 · Cavalier noir sur case blanche e4 · Pion blanc sur case blanche a2 · Pion blanc sur case noire b2 · Pion blanc sur case blanche c2 · Pion blanc sur case noire f2 · Pion blanc sur case blanche g2 · Pion blanc sur case noire h2 · Roi blanc sur case noire c1 · Tour blanche sur case blanche d1 · Fou blanc sur case blanche f1 · Cavalier blanc sur case noire g1 · Tour blanche sur case blanche h1 | Tour noire sur case blanche a8 · Cavalier noir sur case noire b8 · Fou noir sur case blanche c8 · Fou blanc sur case noire d8 · Fou noir sur case noire f8 · Tour noire sur case noire h8 · Pion noir sur case noire a7 · Pion noir sur case blanche b7 · Roi noir sur case noire c7 · Pion noir sur case blanche f7 · Pion noir sur case noire g7 · Pion noir sur case blanche h7 · Pion noir sur case blanche c6 · Dame noire sur case noire e5 · Cavalier noir sur case blanche e4 · Pion blanc sur case blanche a2 · Pion blanc sur case noire b2 · Pion blanc sur case blanche c2 · Pion blanc sur case noire f2 · Pion blanc sur case blanche g2 · Pion blanc sur case noire h2 · Roi blanc sur case noire c1 · Tour blanche sur case blanche d1 · Fou blanc sur case blanche f1 · Cavalier blanc sur case noire g1 · Tour blanche sur case blanche h1 | Tour noire sur case blanche a8 · Cavalier noir sur case noire b8 · Fou noir sur case blanche c8 · Fou blanc sur case noire d8 · Fou noir sur case noire f8 · Tour noire sur case noire h8 · Pion noir sur case noire a7 · Pion noir sur case blanche b7 · Roi noir sur case noire c7 · Pion noir sur case blanche f7 · Pion noir sur case noire g7 · Pion noir sur case blanche h7 · Pion noir sur case blanche c6 · Dame noire sur case noire e5 · Cavalier noir sur case blanche e4 · Pion blanc sur case blanche a2 · Pion blanc sur case noire b2 · Pion blanc sur case blanche c2 · Pion blanc sur case noire f2 · Pion blanc sur case blanche g2 · Pion blanc sur case noire h2 · Roi blanc sur case noire c1 · Tour blanche sur case blanche d1 · Fou blanc sur case blanche f1 · Cavalier blanc sur case noire g1 · Tour blanche sur case blanche h1 | Tour noire sur case blanche a8 · Cavalier noir sur case noire b8 · Fou noir sur case blanche c8 · Fou blanc sur case noire d8 · Fou noir sur case noire f8 · Tour noire sur case noire h8 · Pion noir sur case noire a7 · Pion noir sur case blanche b7 · Roi noir sur case noire c7 · Pion noir sur case blanche f7 · Pion noir sur case noire g7 · Pion noir sur case blanche h7 · Pion noir sur case blanche c6 · Dame noire sur case noire e5 · Cavalier noir sur case blanche e4 · Pion blanc sur case blanche a2 · Pion blanc sur case noire b2 · Pion blanc sur case blanche c2 · Pion blanc sur case noire f2 · Pion blanc sur case blanche g2 · Pion blanc sur case noire h2 · Roi blanc sur case noire c1 · Tour blanche sur case blanche d1 · Fou blanc sur case blanche f1 · Cavalier blanc sur case noire g1 · Tour blanche sur case blanche h1 | 4 |
| 3 | Tour noire sur case blanche a8 · Cavalier noir sur case noire b8 · Fou noir sur case blanche c8 · Fou blanc sur case noire d8 · Fou noir sur case noire f8 · Tour noire sur case noire h8 · Pion noir sur case noire a7 · Pion noir sur case blanche b7 · Roi noir sur case noire c7 · Pion noir sur case blanche f7 · Pion noir sur case noire g7 · Pion noir sur case blanche h7 · Pion noir sur case blanche c6 · Dame noire sur case noire e5 · Cavalier noir sur case blanche e4 · Pion blanc sur case blanche a2 · Pion blanc sur case noire b2 · Pion blanc sur case blanche c2 · Pion blanc sur case noire f2 · Pion blanc sur case blanche g2 · Pion blanc sur case noire h2 · Roi blanc sur case noire c1 · Tour blanche sur case blanche d1 · Fou blanc sur case blanche f1 · Cavalier blanc sur case noire g1 · Tour blanche sur case blanche h1 | Tour noire sur case blanche a8 · Cavalier noir sur case noire b8 · Fou noir sur case blanche c8 · Fou blanc sur case noire d8 · Fou noir sur case noire f8 · Tour noire sur case noire h8 · Pion noir sur case noire a7 · Pion noir sur case blanche b7 · Roi noir sur case noire c7 · Pion noir sur case blanche f7 · Pion noir sur case noire g7 · Pion noir sur case blanche h7 · Pion noir sur case blanche c6 · Dame noire sur case noire e5 · Cavalier noir sur case blanche e4 · Pion blanc sur case blanche a2 · Pion blanc sur case noire b2 · Pion blanc sur case blanche c2 · Pion blanc sur case noire f2 · Pion blanc sur case blanche g2 · Pion blanc sur case noire h2 · Roi blanc sur case noire c1 · Tour blanche sur case blanche d1 · Fou blanc sur case blanche f1 · Cavalier blanc sur case noire g1 · Tour blanche sur case blanche h1 | Tour noire sur case blanche a8 · Cavalier noir sur case noire b8 · Fou noir sur case blanche c8 · Fou blanc sur case noire d8 · Fou noir sur case noire f8 · Tour noire sur case noire h8 · Pion noir sur case noire a7 · Pion noir sur case blanche b7 · Roi noir sur case noire c7 · Pion noir sur case blanche f7 · Pion noir sur case noire g7 · Pion noir sur case blanche h7 · Pion noir sur case blanche c6 · Dame noire sur case noire e5 · Cavalier noir sur case blanche e4 · Pion blanc sur case blanche a2 · Pion blanc sur case noire b2 · Pion blanc sur case blanche c2 · Pion blanc sur case noire f2 · Pion blanc sur case blanche g2 · Pion blanc sur case noire h2 · Roi blanc sur case noire c1 · Tour blanche sur case blanche d1 · Fou blanc sur case blanche f1 · Cavalier blanc sur case noire g1 · Tour blanche sur case blanche h1 | Tour noire sur case blanche a8 · Cavalier noir sur case noire b8 · Fou noir sur case blanche c8 · Fou blanc sur case noire d8 · Fou noir sur case noire f8 · Tour noire sur case noire h8 · Pion noir sur case noire a7 · Pion noir sur case blanche b7 · Roi noir sur case noire c7 · Pion noir sur case blanche f7 · Pion noir sur case noire g7 · Pion noir sur case blanche h7 · Pion noir sur case blanche c6 · Dame noire sur case noire e5 · Cavalier noir sur case blanche e4 · Pion blanc sur case blanche a2 · Pion blanc sur case noire b2 · Pion blanc sur case blanche c2 · Pion blanc sur case noire f2 · Pion blanc sur case blanche g2 · Pion blanc sur case noire h2 · Roi blanc sur case noire c1 · Tour blanche sur case blanche d1 · Fou blanc sur case blanche f1 · Cavalier blanc sur case noire g1 · Tour blanche sur case blanche h1 | Tour noire sur case blanche a8 · Cavalier noir sur case noire b8 · Fou noir sur case blanche c8 · Fou blanc sur case noire d8 · Fou noir sur case noire f8 · Tour noire sur case noire h8 · Pion noir sur case noire a7 · Pion noir sur case blanche b7 · Roi noir sur case noire c7 · Pion noir sur case blanche f7 · Pion noir sur case noire g7 · Pion noir sur case blanche h7 · Pion noir sur case blanche c6 · Dame noire sur case noire e5 · Cavalier noir sur case blanche e4 · Pion blanc sur case blanche a2 · Pion blanc sur case noire b2 · Pion blanc sur case blanche c2 · Pion blanc sur case noire f2 · Pion blanc sur case blanche g2 · Pion blanc sur case noire h2 · Roi blanc sur case noire c1 · Tour blanche sur case blanche d1 · Fou blanc sur case blanche f1 · Cavalier blanc sur case noire g1 · Tour blanche sur case blanche h1 | Tour noire sur case blanche a8 · Cavalier noir sur case noire b8 · Fou noir sur case blanche c8 · Fou blanc sur case noire d8 · Fou noir sur case noire f8 · Tour noire sur case noire h8 · Pion noir sur case noire a7 · Pion noir sur case blanche b7 · Roi noir sur case noire c7 · Pion noir sur case blanche f7 · Pion noir sur case noire g7 · Pion noir sur case blanche h7 · Pion noir sur case blanche c6 · Dame noire sur case noire e5 · Cavalier noir sur case blanche e4 · Pion blanc sur case blanche a2 · Pion blanc sur case noire b2 · Pion blanc sur case blanche c2 · Pion blanc sur case noire f2 · Pion blanc sur case blanche g2 · Pion blanc sur case noire h2 · Roi blanc sur case noire c1 · Tour blanche sur case blanche d1 · Fou blanc sur case blanche f1 · Cavalier blanc sur case noire g1 · Tour blanche sur case blanche h1 | Tour noire sur case blanche a8 · Cavalier noir sur case noire b8 · Fou noir sur case blanche c8 · Fou blanc sur case noire d8 · Fou noir sur case noire f8 · Tour noire sur case noire h8 · Pion noir sur case noire a7 · Pion noir sur case blanche b7 · Roi noir sur case noire c7 · Pion noir sur case blanche f7 · Pion noir sur case noire g7 · Pion noir sur case blanche h7 · Pion noir sur case blanche c6 · Dame noire sur case noire e5 · Cavalier noir sur case blanche e4 · Pion blanc sur case blanche a2 · Pion blanc sur case noire b2 · Pion blanc sur case blanche c2 · Pion blanc sur case noire f2 · Pion blanc sur case blanche g2 · Pion blanc sur case noire h2 · Roi blanc sur case noire c1 · Tour blanche sur case blanche d1 · Fou blanc sur case blanche f1 · Cavalier blanc sur case noire g1 · Tour blanche sur case blanche h1 | Tour noire sur case blanche a8 · Cavalier noir sur case noire b8 · Fou noir sur case blanche c8 · Fou blanc sur case noire d8 · Fou noir sur case noire f8 · Tour noire sur case noire h8 · Pion noir sur case noire a7 · Pion noir sur case blanche b7 · Roi noir sur case noire c7 · Pion noir sur case blanche f7 · Pion noir sur case noire g7 · Pion noir sur case blanche h7 · Pion noir sur case blanche c6 · Dame noire sur case noire e5 · Cavalier noir sur case blanche e4 · Pion blanc sur case blanche a2 · Pion blanc sur case noire b2 · Pion blanc sur case blanche c2 · Pion blanc sur case noire f2 · Pion blanc sur case blanche g2 · Pion blanc sur case noire h2 · Roi blanc sur case noire c1 · Tour blanche sur case blanche d1 · Fou blanc sur case blanche f1 · Cavalier blanc sur case noire g1 · Tour blanche sur case blanche h1 | 3 |
| 2 | Tour noire sur case blanche a8 · Cavalier noir sur case noire b8 · Fou noir sur case blanche c8 · Fou blanc sur case noire d8 · Fou noir sur case noire f8 · Tour noire sur case noire h8 · Pion noir sur case noire a7 · Pion noir sur case blanche b7 · Roi noir sur case noire c7 · Pion noir sur case blanche f7 · Pion noir sur case noire g7 · Pion noir sur case blanche h7 · Pion noir sur case blanche c6 · Dame noire sur case noire e5 · Cavalier noir sur case blanche e4 · Pion blanc sur case blanche a2 · Pion blanc sur case noire b2 · Pion blanc sur case blanche c2 · Pion blanc sur case noire f2 · Pion blanc sur case blanche g2 · Pion blanc sur case noire h2 · Roi blanc sur case noire c1 · Tour blanche sur case blanche d1 · Fou blanc sur case blanche f1 · Cavalier blanc sur case noire g1 · Tour blanche sur case blanche h1 | Tour noire sur case blanche a8 · Cavalier noir sur case noire b8 · Fou noir sur case blanche c8 · Fou blanc sur case noire d8 · Fou noir sur case noire f8 · Tour noire sur case noire h8 · Pion noir sur case noire a7 · Pion noir sur case blanche b7 · Roi noir sur case noire c7 · Pion noir sur case blanche f7 · Pion noir sur case noire g7 · Pion noir sur case blanche h7 · Pion noir sur case blanche c6 · Dame noire sur case noire e5 · Cavalier noir sur case blanche e4 · Pion blanc sur case blanche a2 · Pion blanc sur case noire b2 · Pion blanc sur case blanche c2 · Pion blanc sur case noire f2 · Pion blanc sur case blanche g2 · Pion blanc sur case noire h2 · Roi blanc sur case noire c1 · Tour blanche sur case blanche d1 · Fou blanc sur case blanche f1 · Cavalier blanc sur case noire g1 · Tour blanche sur case blanche h1 | Tour noire sur case blanche a8 · Cavalier noir sur case noire b8 · Fou noir sur case blanche c8 · Fou blanc sur case noire d8 · Fou noir sur case noire f8 · Tour noire sur case noire h8 · Pion noir sur case noire a7 · Pion noir sur case blanche b7 · Roi noir sur case noire c7 · Pion noir sur case blanche f7 · Pion noir sur case noire g7 · Pion noir sur case blanche h7 · Pion noir sur case blanche c6 · Dame noire sur case noire e5 · Cavalier noir sur case blanche e4 · Pion blanc sur case blanche a2 · Pion blanc sur case noire b2 · Pion blanc sur case blanche c2 · Pion blanc sur case noire f2 · Pion blanc sur case blanche g2 · Pion blanc sur case noire h2 · Roi blanc sur case noire c1 · Tour blanche sur case blanche d1 · Fou blanc sur case blanche f1 · Cavalier blanc sur case noire g1 · Tour blanche sur case blanche h1 | Tour noire sur case blanche a8 · Cavalier noir sur case noire b8 · Fou noir sur case blanche c8 · Fou blanc sur case noire d8 · Fou noir sur case noire f8 · Tour noire sur case noire h8 · Pion noir sur case noire a7 · Pion noir sur case blanche b7 · Roi noir sur case noire c7 · Pion noir sur case blanche f7 · Pion noir sur case noire g7 · Pion noir sur case blanche h7 · Pion noir sur case blanche c6 · Dame noire sur case noire e5 · Cavalier noir sur case blanche e4 · Pion blanc sur case blanche a2 · Pion blanc sur case noire b2 · Pion blanc sur case blanche c2 · Pion blanc sur case noire f2 · Pion blanc sur case blanche g2 · Pion blanc sur case noire h2 · Roi blanc sur case noire c1 · Tour blanche sur case blanche d1 · Fou blanc sur case blanche f1 · Cavalier blanc sur case noire g1 · Tour blanche sur case blanche h1 | Tour noire sur case blanche a8 · Cavalier noir sur case noire b8 · Fou noir sur case blanche c8 · Fou blanc sur case noire d8 · Fou noir sur case noire f8 · Tour noire sur case noire h8 · Pion noir sur case noire a7 · Pion noir sur case blanche b7 · Roi noir sur case noire c7 · Pion noir sur case blanche f7 · Pion noir sur case noire g7 · Pion noir sur case blanche h7 · Pion noir sur case blanche c6 · Dame noire sur case noire e5 · Cavalier noir sur case blanche e4 · Pion blanc sur case blanche a2 · Pion blanc sur case noire b2 · Pion blanc sur case blanche c2 · Pion blanc sur case noire f2 · Pion blanc sur case blanche g2 · Pion blanc sur case noire h2 · Roi blanc sur case noire c1 · Tour blanche sur case blanche d1 · Fou blanc sur case blanche f1 · Cavalier blanc sur case noire g1 · Tour blanche sur case blanche h1 | Tour noire sur case blanche a8 · Cavalier noir sur case noire b8 · Fou noir sur case blanche c8 · Fou blanc sur case noire d8 · Fou noir sur case noire f8 · Tour noire sur case noire h8 · Pion noir sur case noire a7 · Pion noir sur case blanche b7 · Roi noir sur case noire c7 · Pion noir sur case blanche f7 · Pion noir sur case noire g7 · Pion noir sur case blanche h7 · Pion noir sur case blanche c6 · Dame noire sur case noire e5 · Cavalier noir sur case blanche e4 · Pion blanc sur case blanche a2 · Pion blanc sur case noire b2 · Pion blanc sur case blanche c2 · Pion blanc sur case noire f2 · Pion blanc sur case blanche g2 · Pion blanc sur case noire h2 · Roi blanc sur case noire c1 · Tour blanche sur case blanche d1 · Fou blanc sur case blanche f1 · Cavalier blanc sur case noire g1 · Tour blanche sur case blanche h1 | Tour noire sur case blanche a8 · Cavalier noir sur case noire b8 · Fou noir sur case blanche c8 · Fou blanc sur case noire d8 · Fou noir sur case noire f8 · Tour noire sur case noire h8 · Pion noir sur case noire a7 · Pion noir sur case blanche b7 · Roi noir sur case noire c7 · Pion noir sur case blanche f7 · Pion noir sur case noire g7 · Pion noir sur case blanche h7 · Pion noir sur case blanche c6 · Dame noire sur case noire e5 · Cavalier noir sur case blanche e4 · Pion blanc sur case blanche a2 · Pion blanc sur case noire b2 · Pion blanc sur case blanche c2 · Pion blanc sur case noire f2 · Pion blanc sur case blanche g2 · Pion blanc sur case noire h2 · Roi blanc sur case noire c1 · Tour blanche sur case blanche d1 · Fou blanc sur case blanche f1 · Cavalier blanc sur case noire g1 · Tour blanche sur case blanche h1 | Tour noire sur case blanche a8 · Cavalier noir sur case noire b8 · Fou noir sur case blanche c8 · Fou blanc sur case noire d8 · Fou noir sur case noire f8 · Tour noire sur case noire h8 · Pion noir sur case noire a7 · Pion noir sur case blanche b7 · Roi noir sur case noire c7 · Pion noir sur case blanche f7 · Pion noir sur case noire g7 · Pion noir sur case blanche h7 · Pion noir sur case blanche c6 · Dame noire sur case noire e5 · Cavalier noir sur case blanche e4 · Pion blanc sur case blanche a2 · Pion blanc sur case noire b2 · Pion blanc sur case blanche c2 · Pion blanc sur case noire f2 · Pion blanc sur case blanche g2 · Pion blanc sur case noire h2 · Roi blanc sur case noire c1 · Tour blanche sur case blanche d1 · Fou blanc sur case blanche f1 · Cavalier blanc sur case noire g1 · Tour blanche sur case blanche h1 | 2 |
| 1 | Tour noire sur case blanche a8 · Cavalier noir sur case noire b8 · Fou noir sur case blanche c8 · Fou blanc sur case noire d8 · Fou noir sur case noire f8 · Tour noire sur case noire h8 · Pion noir sur case noire a7 · Pion noir sur case blanche b7 · Roi noir sur case noire c7 · Pion noir sur case blanche f7 · Pion noir sur case noire g7 · Pion noir sur case blanche h7 · Pion noir sur case blanche c6 · Dame noire sur case noire e5 · Cavalier noir sur case blanche e4 · Pion blanc sur case blanche a2 · Pion blanc sur case noire b2 · Pion blanc sur case blanche c2 · Pion blanc sur case noire f2 · Pion blanc sur case blanche g2 · Pion blanc sur case noire h2 · Roi blanc sur case noire c1 · Tour blanche sur case blanche d1 · Fou blanc sur case blanche f1 · Cavalier blanc sur case noire g1 · Tour blanche sur case blanche h1 | Tour noire sur case blanche a8 · Cavalier noir sur case noire b8 · Fou noir sur case blanche c8 · Fou blanc sur case noire d8 · Fou noir sur case noire f8 · Tour noire sur case noire h8 · Pion noir sur case noire a7 · Pion noir sur case blanche b7 · Roi noir sur case noire c7 · Pion noir sur case blanche f7 · Pion noir sur case noire g7 · Pion noir sur case blanche h7 · Pion noir sur case blanche c6 · Dame noire sur case noire e5 · Cavalier noir sur case blanche e4 · Pion blanc sur case blanche a2 · Pion blanc sur case noire b2 · Pion blanc sur case blanche c2 · Pion blanc sur case noire f2 · Pion blanc sur case blanche g2 · Pion blanc sur case noire h2 · Roi blanc sur case noire c1 · Tour blanche sur case blanche d1 · Fou blanc sur case blanche f1 · Cavalier blanc sur case noire g1 · Tour blanche sur case blanche h1 | Tour noire sur case blanche a8 · Cavalier noir sur case noire b8 · Fou noir sur case blanche c8 · Fou blanc sur case noire d8 · Fou noir sur case noire f8 · Tour noire sur case noire h8 · Pion noir sur case noire a7 · Pion noir sur case blanche b7 · Roi noir sur case noire c7 · Pion noir sur case blanche f7 · Pion noir sur case noire g7 · Pion noir sur case blanche h7 · Pion noir sur case blanche c6 · Dame noire sur case noire e5 · Cavalier noir sur case blanche e4 · Pion blanc sur case blanche a2 · Pion blanc sur case noire b2 · Pion blanc sur case blanche c2 · Pion blanc sur case noire f2 · Pion blanc sur case blanche g2 · Pion blanc sur case noire h2 · Roi blanc sur case noire c1 · Tour blanche sur case blanche d1 · Fou blanc sur case blanche f1 · Cavalier blanc sur case noire g1 · Tour blanche sur case blanche h1 | Tour noire sur case blanche a8 · Cavalier noir sur case noire b8 · Fou noir sur case blanche c8 · Fou blanc sur case noire d8 · Fou noir sur case noire f8 · Tour noire sur case noire h8 · Pion noir sur case noire a7 · Pion noir sur case blanche b7 · Roi noir sur case noire c7 · Pion noir sur case blanche f7 · Pion noir sur case noire g7 · Pion noir sur case blanche h7 · Pion noir sur case blanche c6 · Dame noire sur case noire e5 · Cavalier noir sur case blanche e4 · Pion blanc sur case blanche a2 · Pion blanc sur case noire b2 · Pion blanc sur case blanche c2 · Pion blanc sur case noire f2 · Pion blanc sur case blanche g2 · Pion blanc sur case noire h2 · Roi blanc sur case noire c1 · Tour blanche sur case blanche d1 · Fou blanc sur case blanche f1 · Cavalier blanc sur case noire g1 · Tour blanche sur case blanche h1 | Tour noire sur case blanche a8 · Cavalier noir sur case noire b8 · Fou noir sur case blanche c8 · Fou blanc sur case noire d8 · Fou noir sur case noire f8 · Tour noire sur case noire h8 · Pion noir sur case noire a7 · Pion noir sur case blanche b7 · Roi noir sur case noire c7 · Pion noir sur case blanche f7 · Pion noir sur case noire g7 · Pion noir sur case blanche h7 · Pion noir sur case blanche c6 · Dame noire sur case noire e5 · Cavalier noir sur case blanche e4 · Pion blanc sur case blanche a2 · Pion blanc sur case noire b2 · Pion blanc sur case blanche c2 · Pion blanc sur case noire f2 · Pion blanc sur case blanche g2 · Pion blanc sur case noire h2 · Roi blanc sur case noire c1 · Tour blanche sur case blanche d1 · Fou blanc sur case blanche f1 · Cavalier blanc sur case noire g1 · Tour blanche sur case blanche h1 | Tour noire sur case blanche a8 · Cavalier noir sur case noire b8 · Fou noir sur case blanche c8 · Fou blanc sur case noire d8 · Fou noir sur case noire f8 · Tour noire sur case noire h8 · Pion noir sur case noire a7 · Pion noir sur case blanche b7 · Roi noir sur case noire c7 · Pion noir sur case blanche f7 · Pion noir sur case noire g7 · Pion noir sur case blanche h7 · Pion noir sur case blanche c6 · Dame noire sur case noire e5 · Cavalier noir sur case blanche e4 · Pion blanc sur case blanche a2 · Pion blanc sur case noire b2 · Pion blanc sur case blanche c2 · Pion blanc sur case noire f2 · Pion blanc sur case blanche g2 · Pion blanc sur case noire h2 · Roi blanc sur case noire c1 · Tour blanche sur case blanche d1 · Fou blanc sur case blanche f1 · Cavalier blanc sur case noire g1 · Tour blanche sur case blanche h1 | Tour noire sur case blanche a8 · Cavalier noir sur case noire b8 · Fou noir sur case blanche c8 · Fou blanc sur case noire d8 · Fou noir sur case noire f8 · Tour noire sur case noire h8 · Pion noir sur case noire a7 · Pion noir sur case blanche b7 · Roi noir sur case noire c7 · Pion noir sur case blanche f7 · Pion noir sur case noire g7 · Pion noir sur case blanche h7 · Pion noir sur case blanche c6 · Dame noire sur case noire e5 · Cavalier noir sur case blanche e4 · Pion blanc sur case blanche a2 · Pion blanc sur case noire b2 · Pion blanc sur case blanche c2 · Pion blanc sur case noire f2 · Pion blanc sur case blanche g2 · Pion blanc sur case noire h2 · Roi blanc sur case noire c1 · Tour blanche sur case blanche d1 · Fou blanc sur case blanche f1 · Cavalier blanc sur case noire g1 · Tour blanche sur case blanche h1 | Tour noire sur case blanche a8 · Cavalier noir sur case noire b8 · Fou noir sur case blanche c8 · Fou blanc sur case noire d8 · Fou noir sur case noire f8 · Tour noire sur case noire h8 · Pion noir sur case noire a7 · Pion noir sur case blanche b7 · Roi noir sur case noire c7 · Pion noir sur case blanche f7 · Pion noir sur case noire g7 · Pion noir sur case blanche h7 · Pion noir sur case blanche c6 · Dame noire sur case noire e5 · Cavalier noir sur case blanche e4 · Pion blanc sur case blanche a2 · Pion blanc sur case noire b2 · Pion blanc sur case blanche c2 · Pion blanc sur case noire f2 · Pion blanc sur case blanche g2 · Pion blanc sur case noire h2 · Roi blanc sur case noire c1 · Tour blanche sur case blanche d1 · Fou blanc sur case blanche f1 · Cavalier blanc sur case noire g1 · Tour blanche sur case blanche h1 | 1 |
|   | a | b | c | d | e | f | g | h |   |

Les Blancs viennent de roquer. Les Noirs jouent alors :
8. ... Cxe4??

Une grave erreur. La suite est automatique :

9. Dd8+!! Rxd8

10. Fg5+ (double échec) Rc7

11. Fd8# (si 10... Re8 11. Td8#)